# Architektur in Düsseldorf
Die Geschichte der Architektur in Düsseldorf reicht vom Mittelalter bis in das 21. Jahrhundert. Zahlreiche typische Bauwerke verschiedener Epochen sind noch erhalten oder wurden wieder aufgebaut. Seinen architekturgeschichtlichen Anfang nimmt Düsseldorf mit einer Vielzahl von Bauwerken im Stil der Vorromanik aus dem 11. Jahrhundert. Ein Beispiel für die gotische Architektur in Düsseldorf ist die Lambertuskirche. In der Neuzeit wurde das Düsseldorfer Schloss im Stil der Renaissance ausgebaut. Das Ratinger Tor gehört zu den wenigen rein klassizistischen Bauten des alten Düsseldorf. Die Stadt erlebte den Höhepunkt städtebaulicher und künstlerischer Entwicklung ab 1890 bis 1914 mit Historismus, Reformarchitektur und Jugendstil. Nach dem Ersten Weltkrieg wurde Düsseldorf für seinen Backsteinexpressionismus und Neuklassizismus bekannt. Während der Luftangriffe auf Düsseldorf wurden weite Teile der an historischen Gebäuden reichen Innenstadt zerstört. Es folgte in der Nachkriegszeit der Neuklassizismus und die Moderne. Um die 1960er Jahre erlebte Düsseldorf seinen Höhepunkt als Industrie-, Finanz-, Verwaltungs-, Messe- und Modemetropole. Während die 1970er Jahre vom Brutalismus geprägt waren, folgte in den 1980er Jahren eine Rückkehr zur klassischen Moderne.
Der Journalist und Reiseschriftsteller Georg Forster besuchte im Jahre 1790 Düsseldorf und beschrieb die Stadt in seinen Ansichten vom Niederrhein (1793):

„Welch ein himmelweiter Unterschied zwischen Kölln und diesem netten, reinlichen, wohlhabenden Düsseldorf! Eine wohlgebaute Stadt, schöne massive Häuser, gerade und helle Straßen, thätige, wohlgekleidete Einwohner; wie erheitert das nicht dem Reisenden das Herz! Vor zwei Jahren ließ der Kuhrfürst einen Theil der Festungswerke demoliren, und erlaubte seinen Unterthanen auf dem Platze zu bauen. Jetzt steht schon eine ganze neue Stadt von mehreren langen, nach der Schnur gezogenen Straßen da; man wetteifert mit einander, wer sein Haus am schönsten, am bequemsten bauen soll; die angelegten Kapitalien belaufen sich auf sehr beträchtliche Summen, und in wenigen Jahren wird Düsseldorf noch einmal so groß als es war, und um vieles prächtiger seyn.“

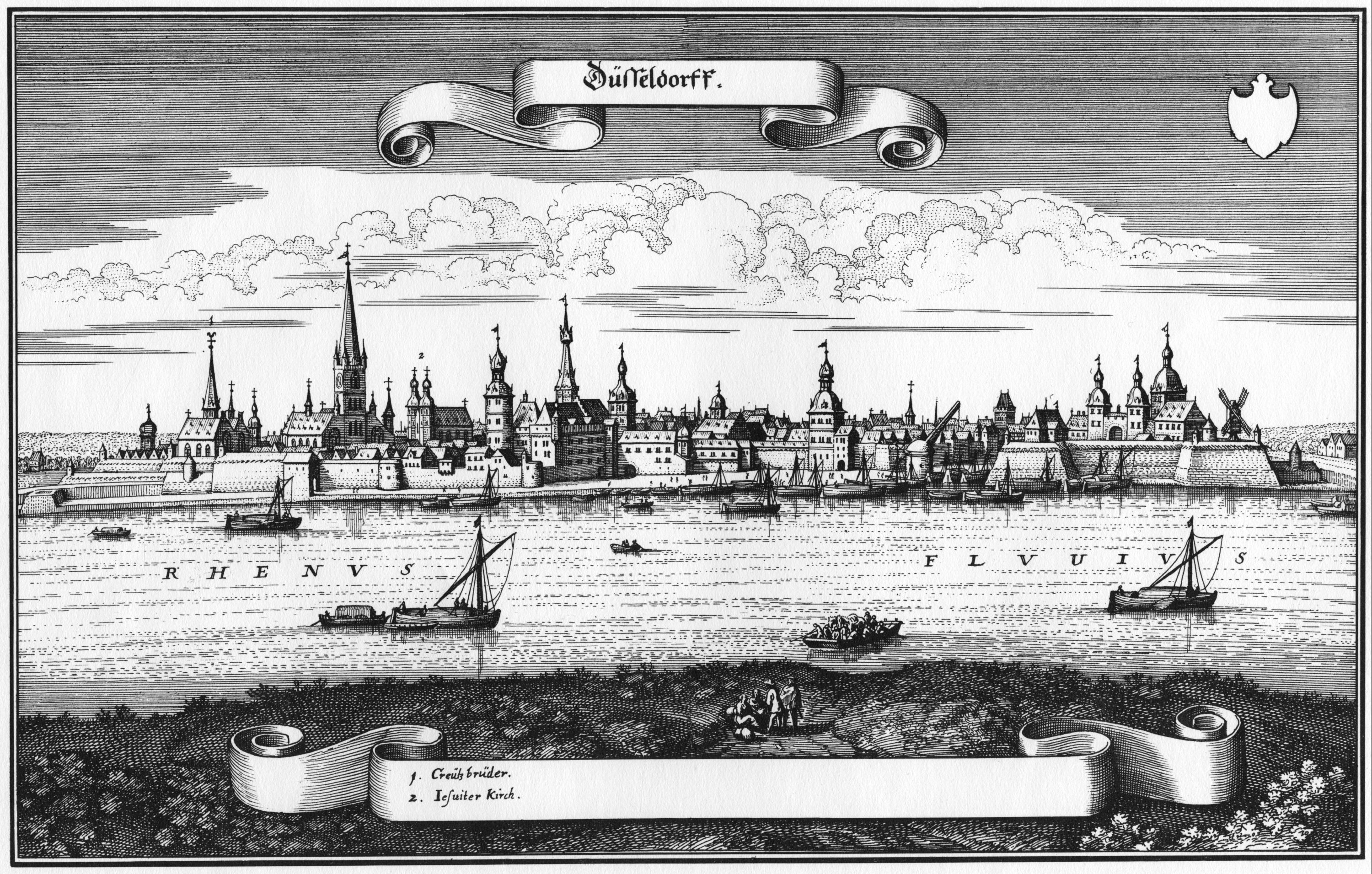
Stadtbild von Düsseldorf im Jahr 1647 (Kupferstich nach Merian d. Ä.)

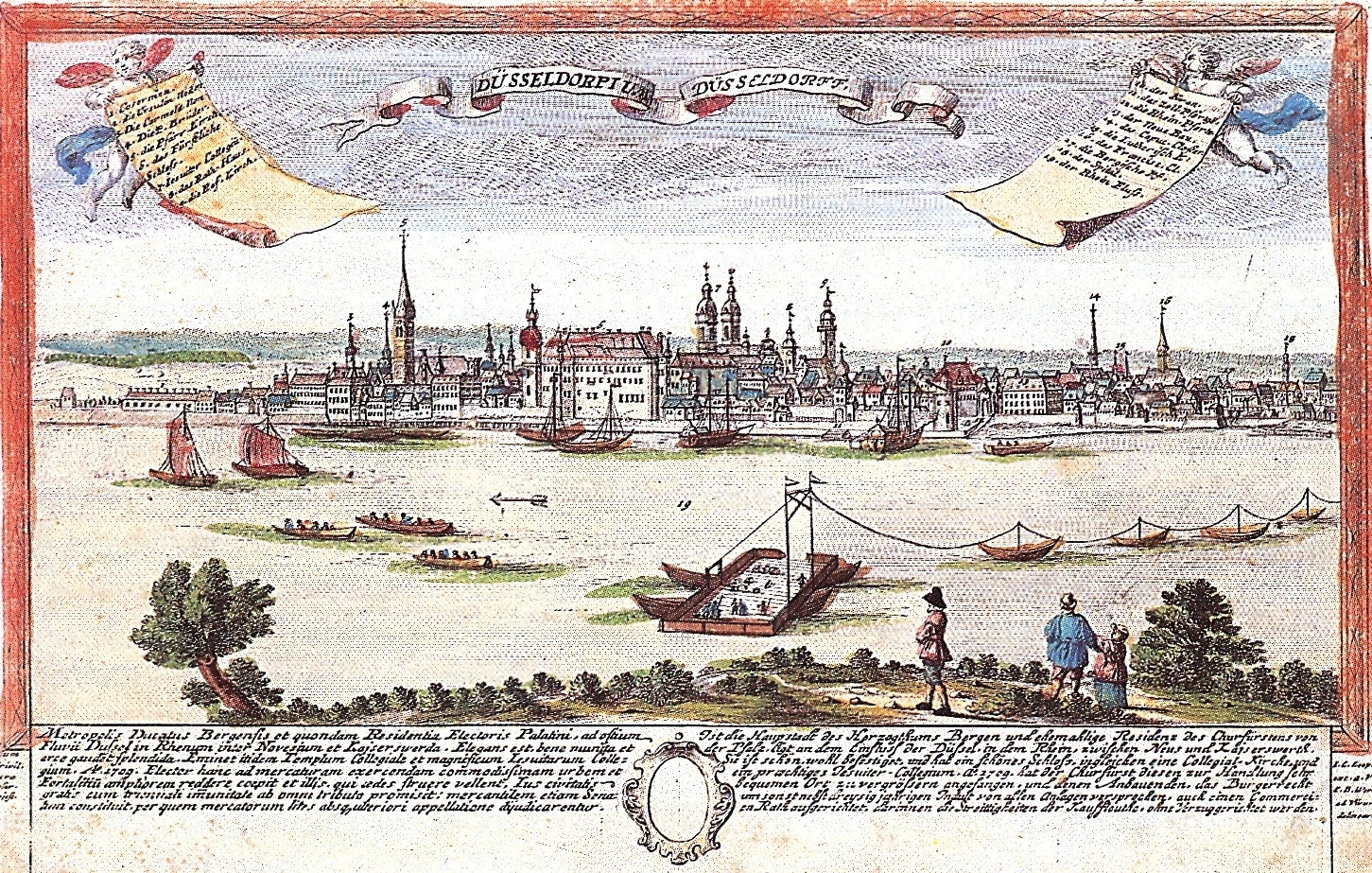
Stadtbild von Düsseldorf im Jahre 1729 (Kupferstich nach F.B. Werner)

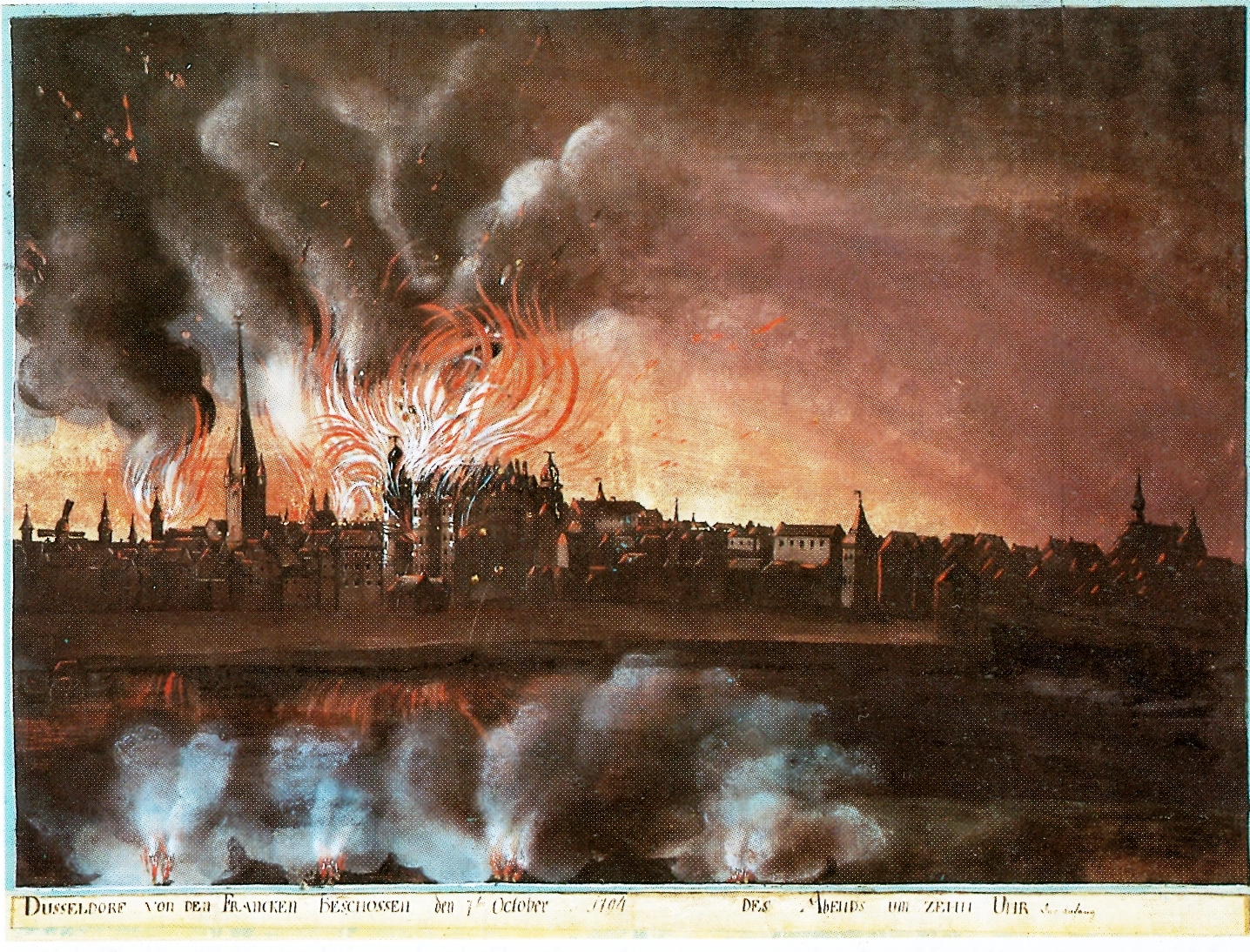
Stadtbild von Düsseldorf im Jahre 1749, Brand des Residenzschlosses

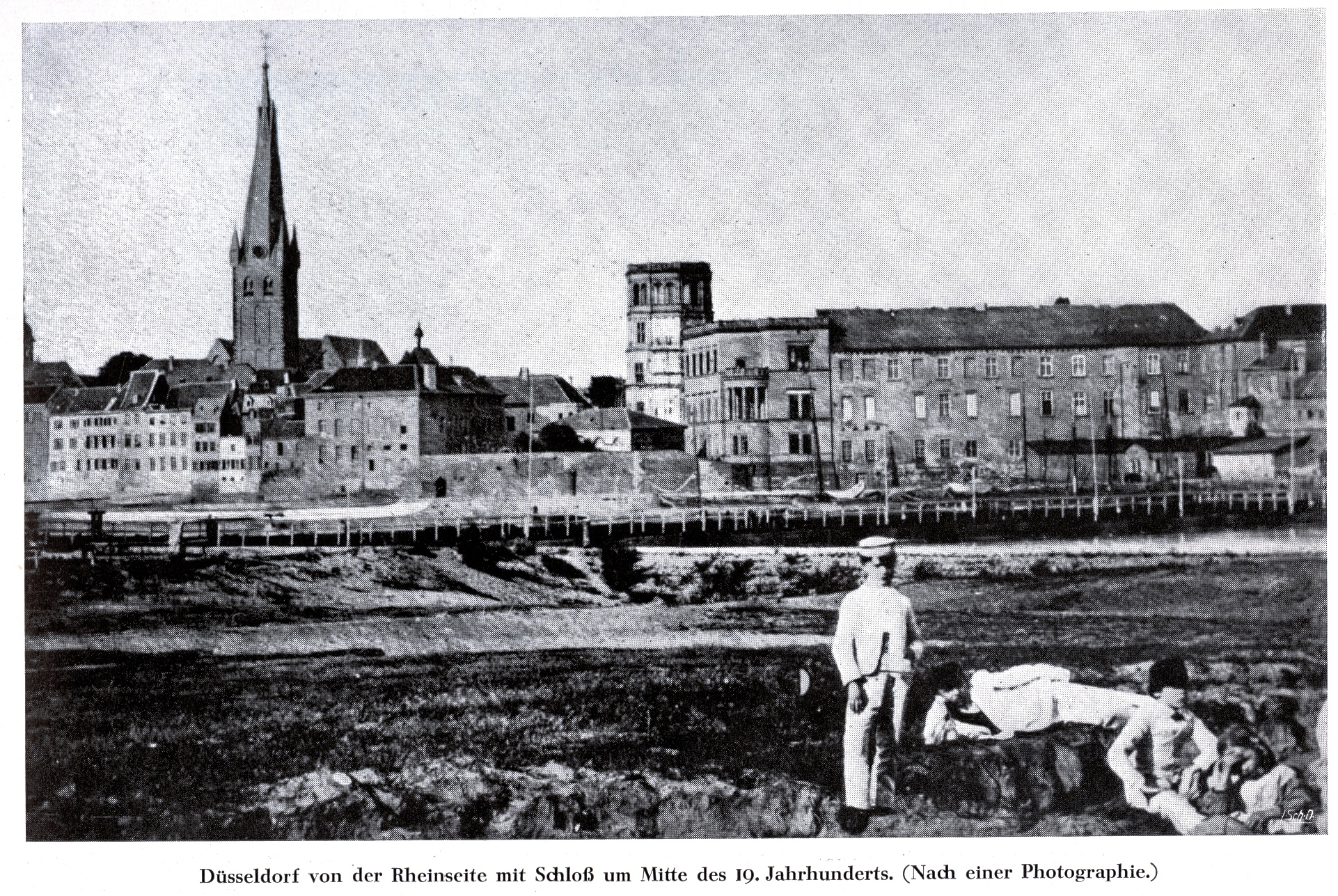
Düsseldorf von der Rheinseite mit altem Residenzschloss um 1850

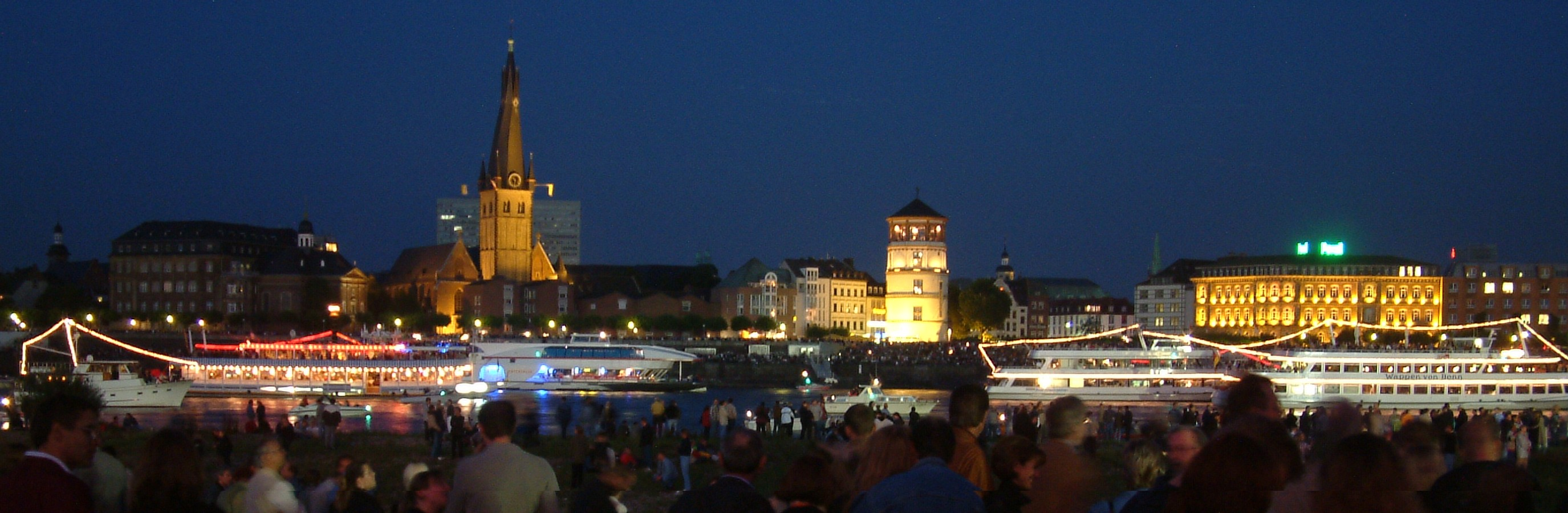
Stadtbild von Düsseldorf, heute

## Architekturgeschichte

### Vorromanik und Romanik

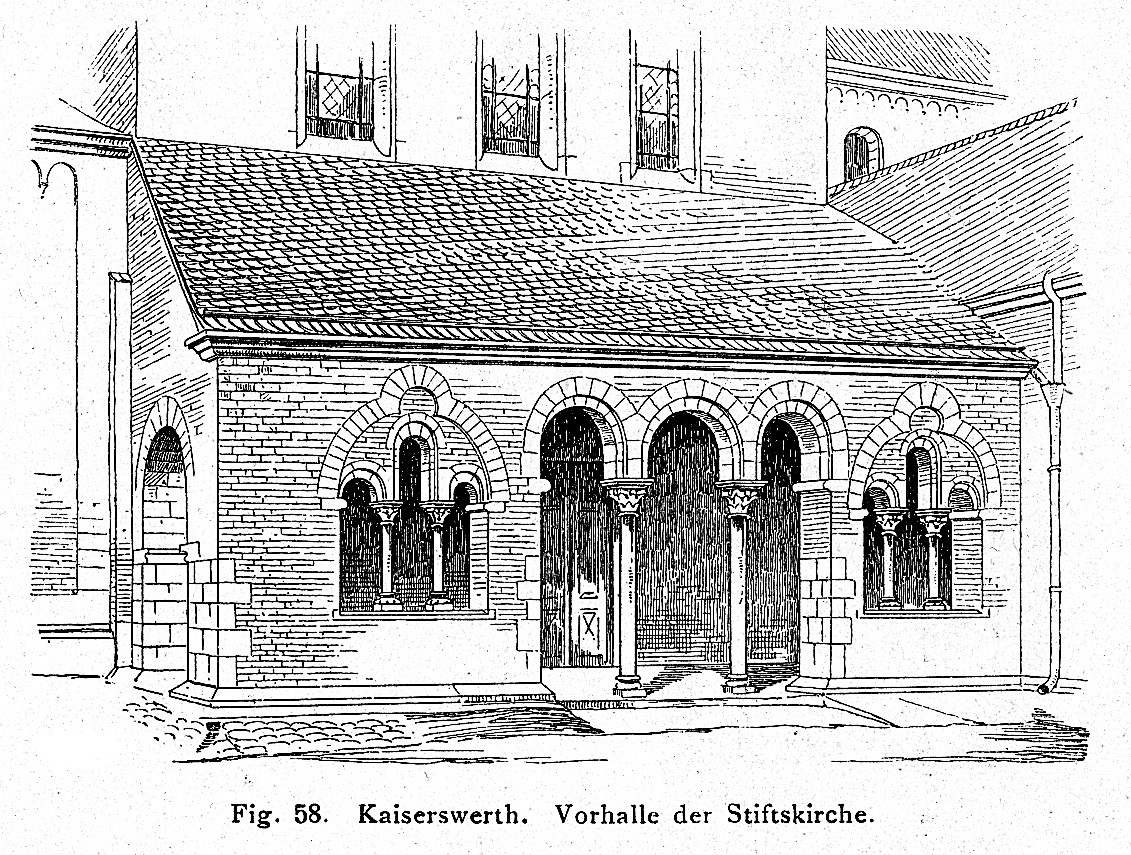
Düsseldorf-Kaiserswerth, Stiftskirche, Vorhalle

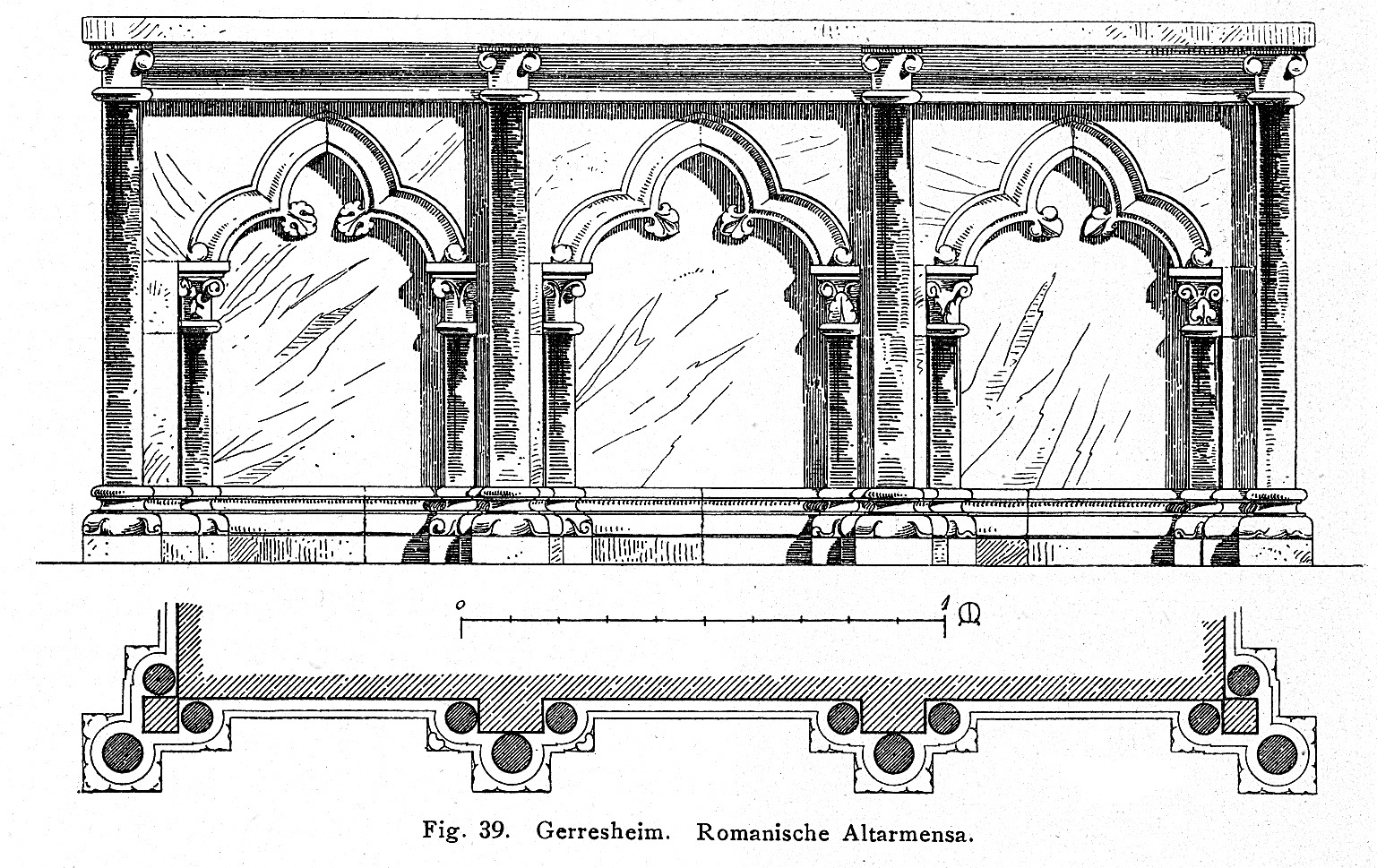
Düsseldorf-Gerresheim, romanische Altarmensa

1135 wird Düsseldorf als „Dusseldorp“ erstmals erwähnt und im Jahr 1189 an den Grafen von Berg verpfändet. Die frühesten erhaltenen Bauwerke der Stadt stellen die beiden großen romanischen Sakralbauten in Gerresheim und Kaiserswerth dar, wo ein Kloster gegründet wurde. Von 1174 bis 1184 wurde die Kaiserpfalz Kaiserswerth als mächtige Zollfestung zur Abgabe des Rheinzolls ausgebaut. Auf dem heutigen Stadtgebiet befinden sich acht romanische Kirchen. Das Haus Suitbertus-Stiftsplatz 14 in Kaiserswerth ist romanischen Ursprungs.
- Martinskirche: Der karolingische Bau war eine rechteckige Kapelle aus Ratinger Schiefer, Grauwacke-Bruchsteinen und Braunkohlequarziten, die mit rotem Lehm und ohne Beimischung von Mörtel aufgeschichtet waren,[A 1] der durch eine dreischiffige, flachgedeckte Pfeilerbasilika mit Turm im Westen ersetzt wurde. An Stelle der flachen Holzdecke entstand Anfang des 13. Jahrhunderts ein Kreuzrippengewölbe.
- Suitbertuskirche: Von der im Jahre 1050 aus Tuffstein errichteten Stiftskirche St. Suitbert ist nur das Langhaus noch spätromanisch. Der 1237 geweihte Chor ist bereits gotisch. Die Kirche wurde anstelle eines karolingischen Vorgängerbaus aus dem Anfang des 8. Jahrhunderts, der Klosterkirche St. Petrus, errichtet.
- Düsseldorf-Altstadt, Lambertuskirche bestand bereits vor dem Jahr 1159 als eine romanische Hofkapelle in Form einer zweijochigen, romanischen Basilika.[A 1]
- St. Remigius: Der ursprüngliche Bau war eine Saalkirche aus der ersten Hälfte des 12. Jahrhunderts. In der ersten Hälfte des 13. Jahrhunderts erfolgte eine Erweiterung zur dreischiffigen Pfeilerbasilika mit eingebautem Westturm aus der Stauferzeit. Das Chorquadrat mit eingezogener Apsis im Osten stammt aus dem 13. Jahrhundert.
- St. Margareta: Ursprünglich war es ein ottonischer Bau mit flachgedeckter Saalkirche und eingezogenem Chor. Dieser wurde im Jahr 1236 durch einen Bau im Stil der rheinischen Spätromanik in Form einer dreischiffigen Basilika mit Querhaus und achteckigem Vierungsturm ersetzt.
- St. Nikolaus entstand Mitte des 12. Jahrhunderts als vierjochige Pfeilerbasilika mit kreuzgratgewölbten Seitenschiffen und flachgedecktem Mittelschiff. Ende des 12. Jahrhunderts folgte ein quadratisches Chorhaus mit eingezogener Apsis. Anfang des 13. Jahrhunderts entstand der Westturm und im zweiten Viertel des 13. Jahrhunderts erfolgte die Erhöhung und Einwölbung des Mittelschiffs.
- St. Hubertus hat ihren Ursprung in einer Kapelle, die vom Kaiserwerther Stift gegründet wurde. Es war ursprünglich ein kleiner, ottonischer Saalbau, dem um die Mitte des 12. Jahrhunderts auf der Westseite ein quadratischer Turm vorgesetzt wurde. Im 13. Jahrhundert entstand anstelle des Saalbaus eine dreischiffige, romanische Pfeilerbasilika.
- Düsseldorf-Kalkum, Lambertuskirche wurde als dreischiffige romanische Basilika erbaut.

Romanik
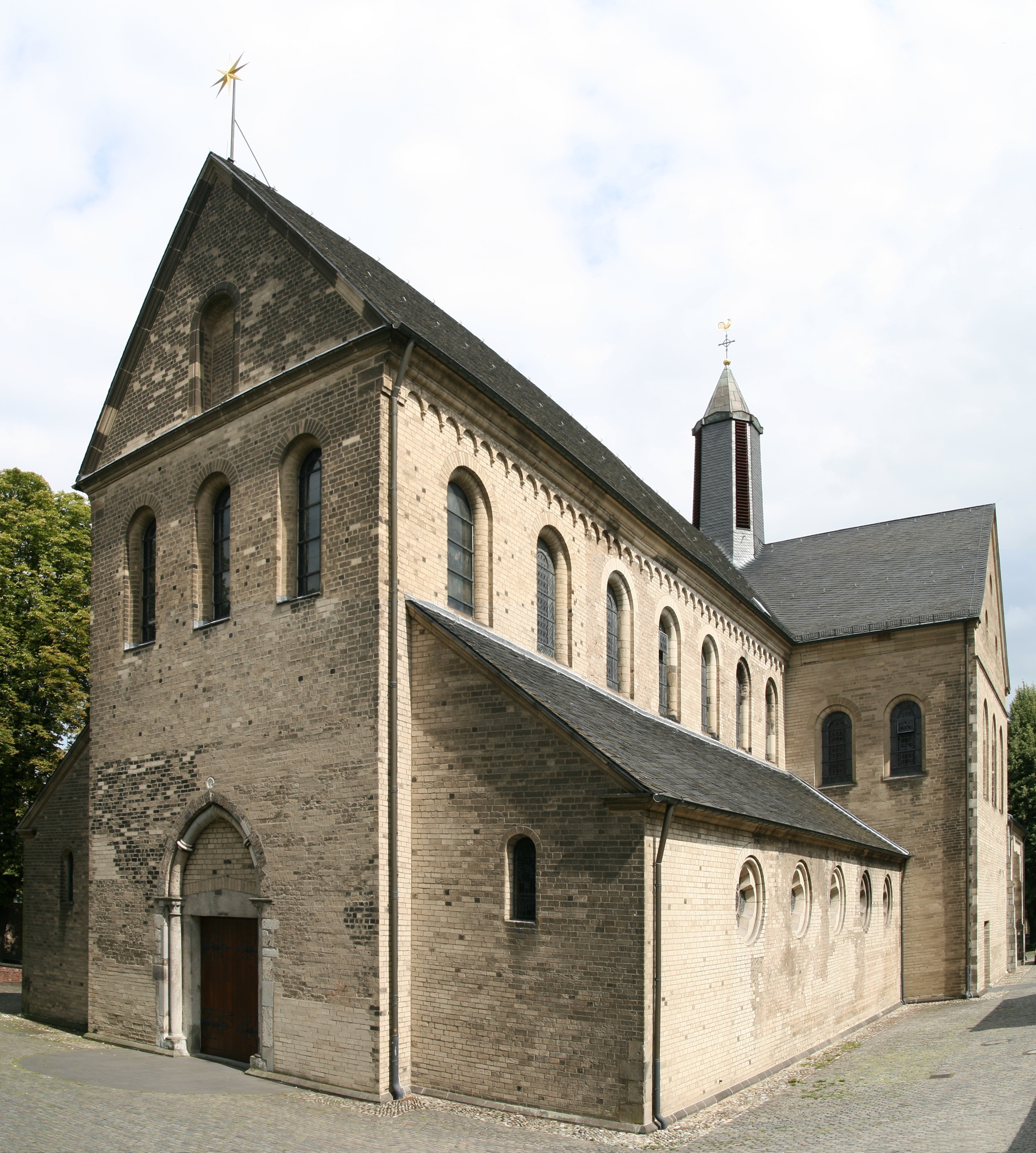
St. Suitbertus
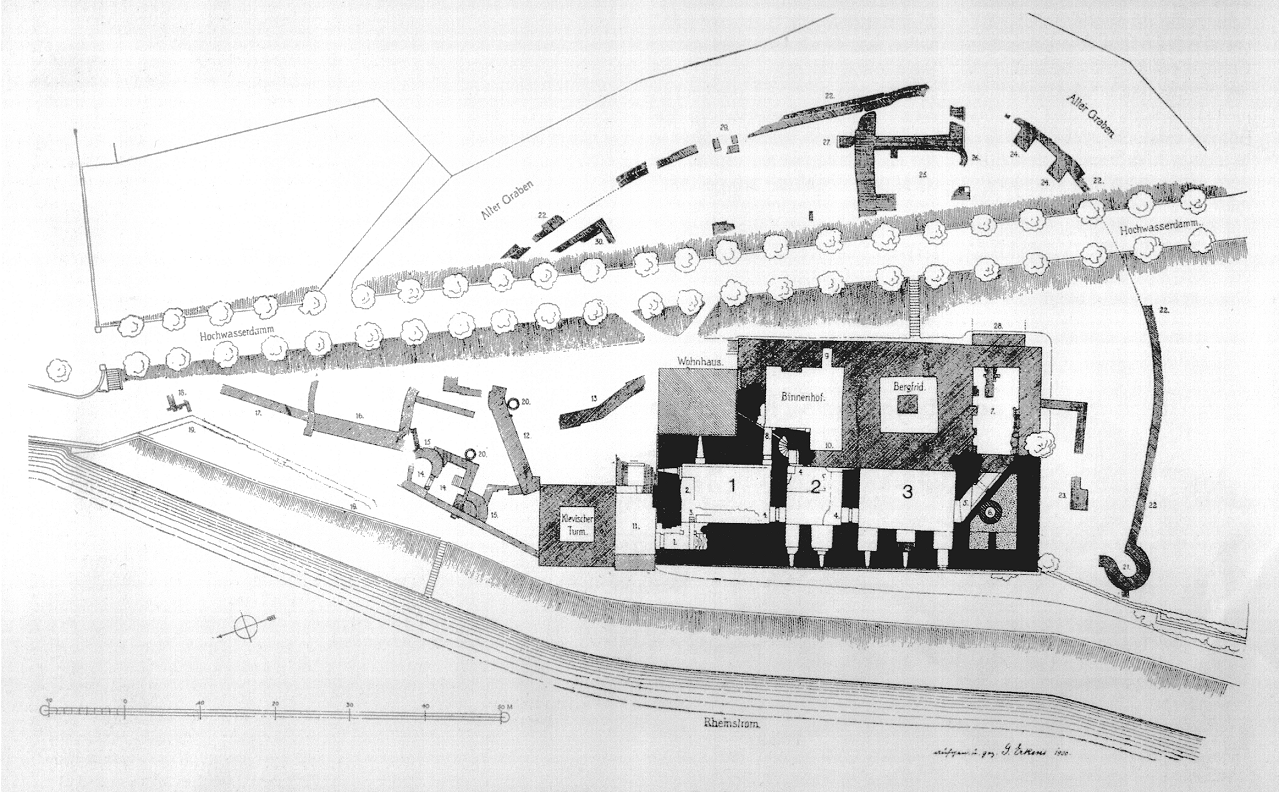
Kaiserpfalz, Kaiserswerth
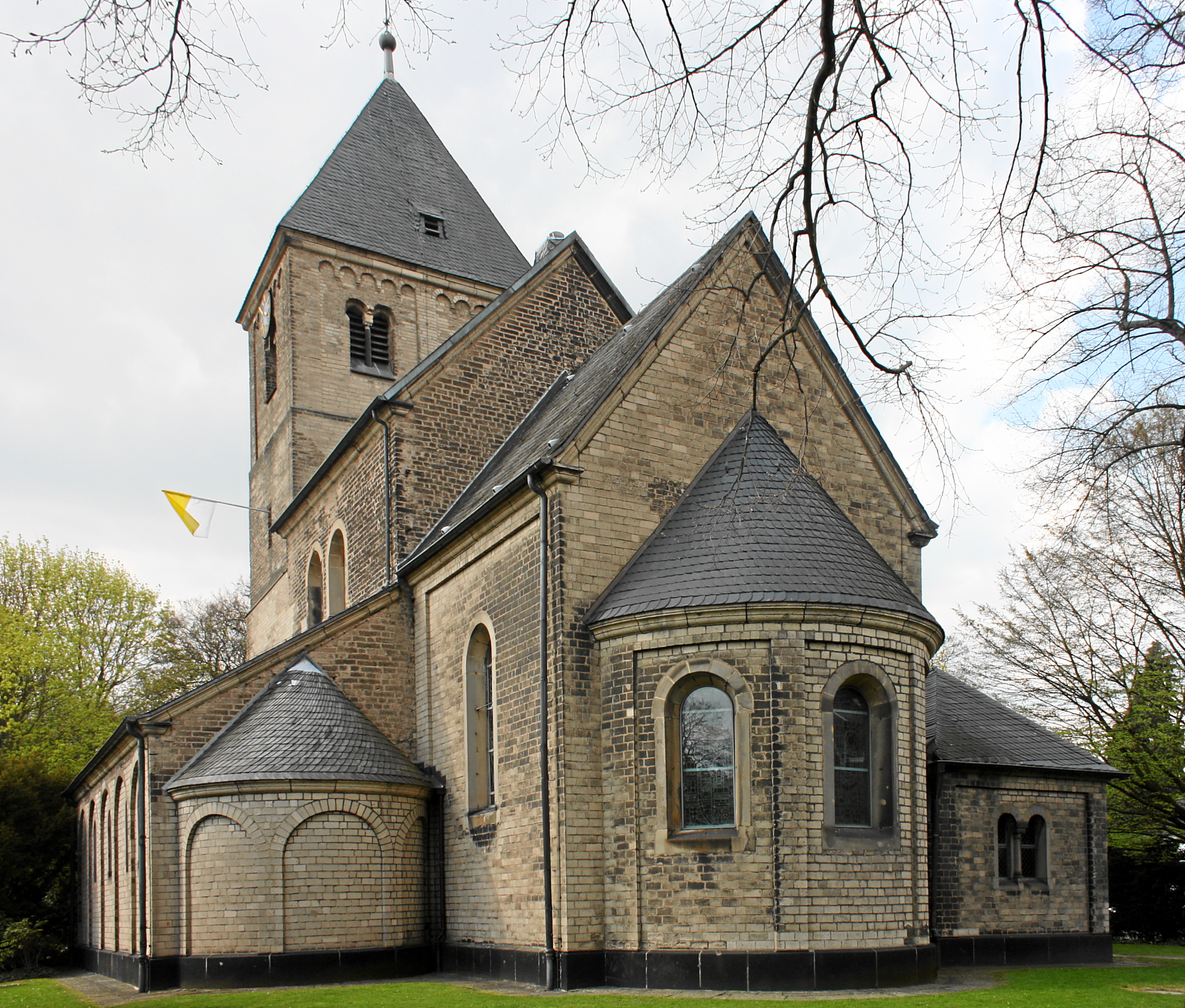
Lambertuskirche, Düsseldorf-Kalkum
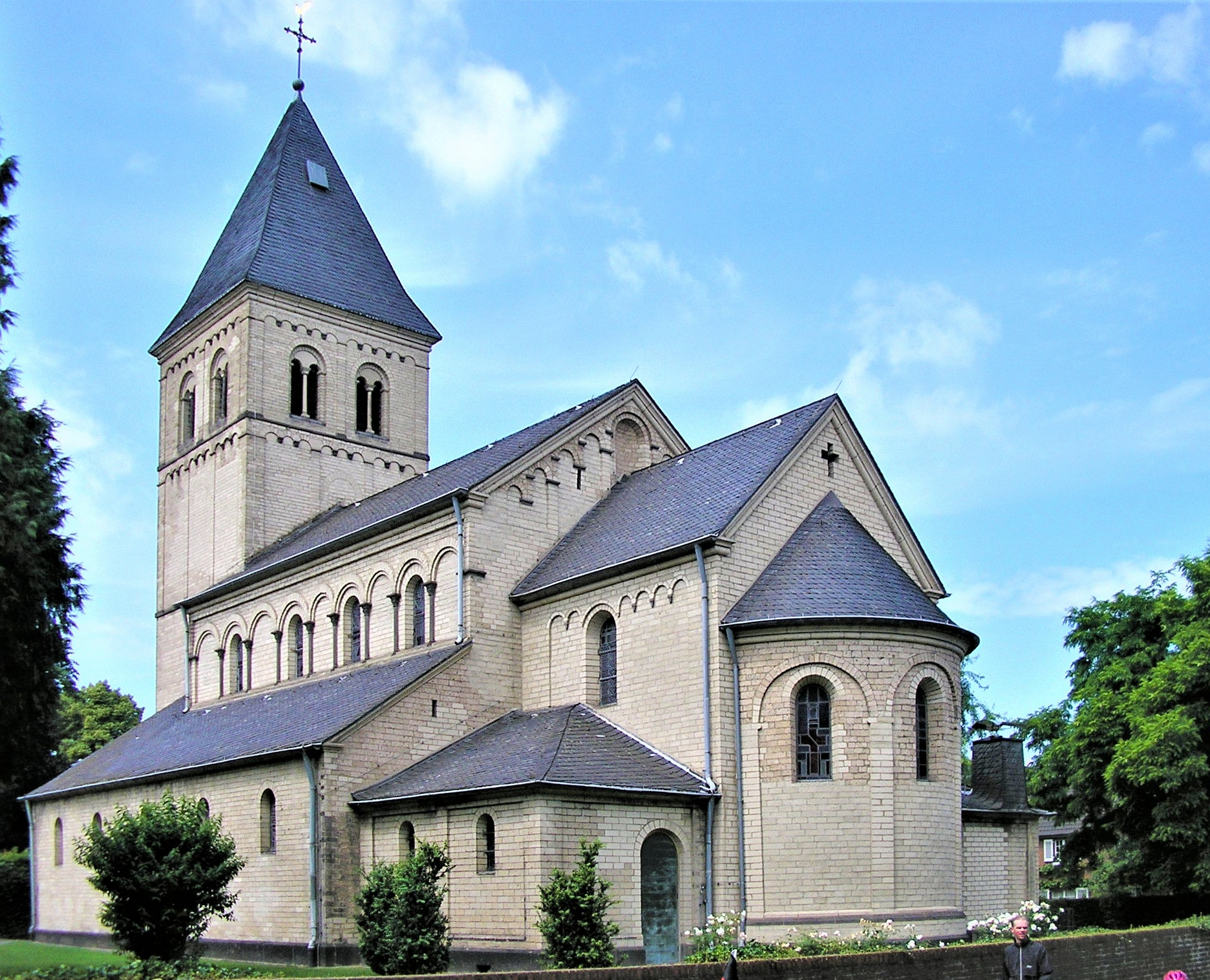
St. Remigius
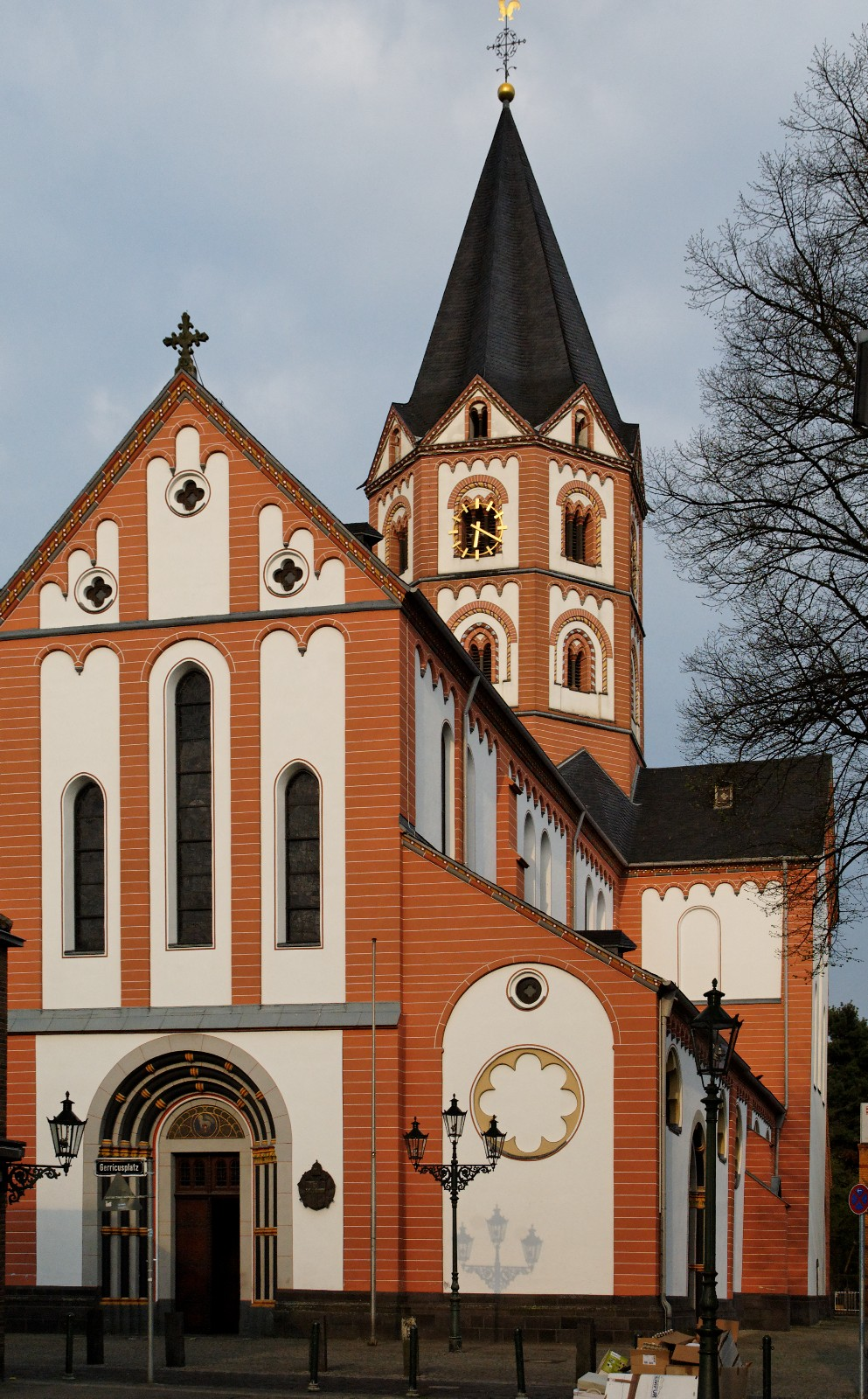
Basilika St. Margareta
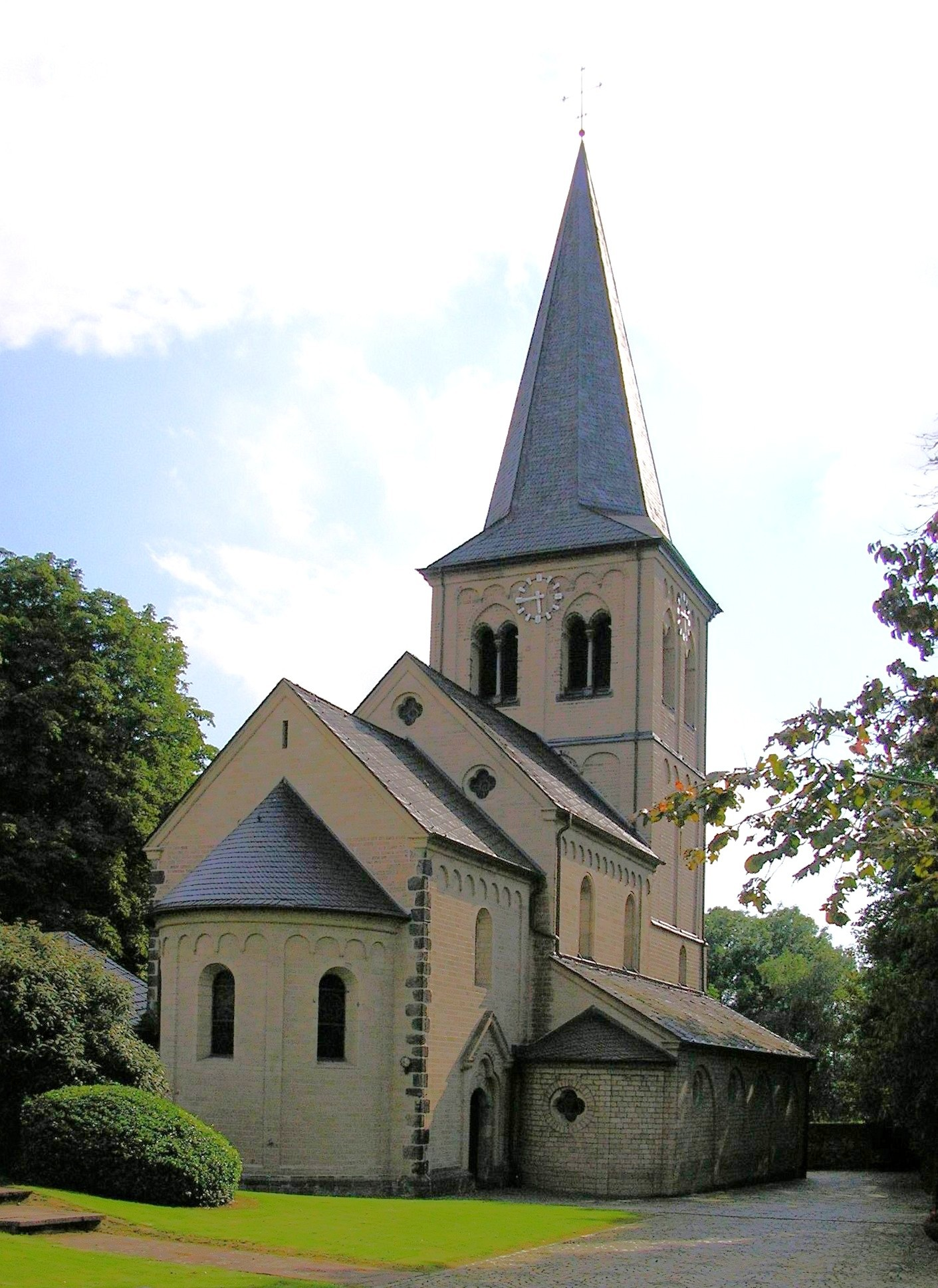
St.-Nikolaus-Kirche
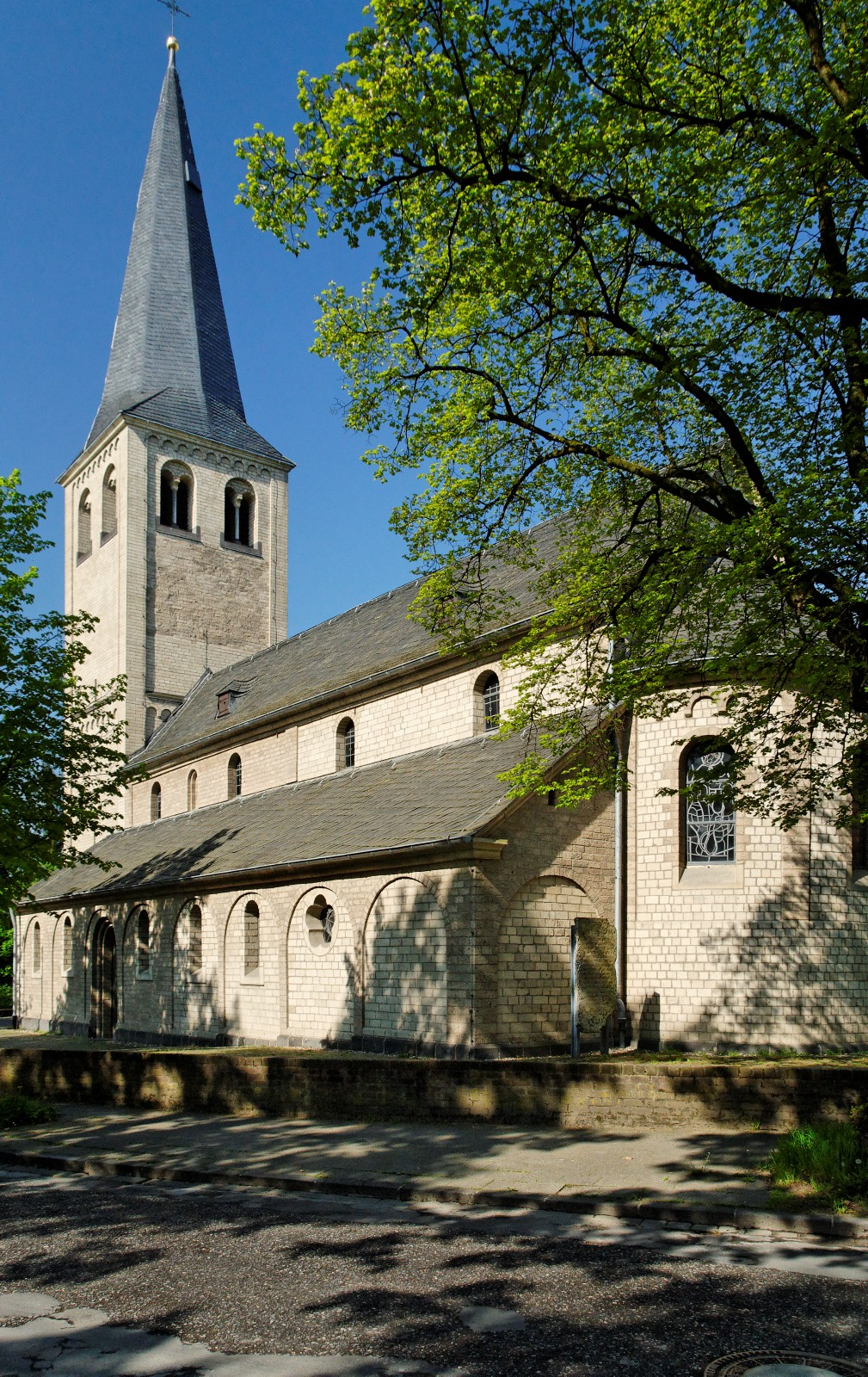
St.-Hubertus-Kirche
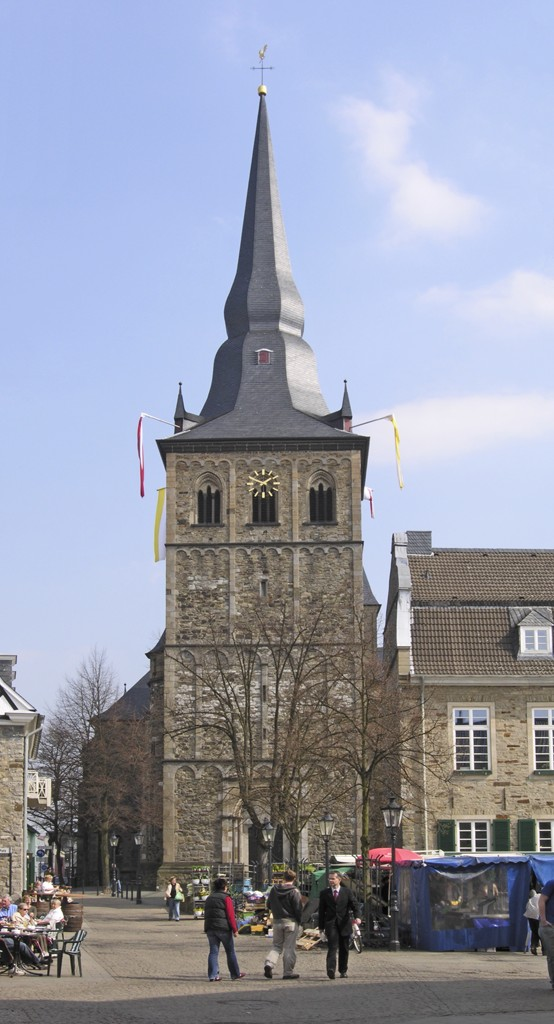
St. Peter und Paul

### Gotik
Im Jahre 1288 erfolgte die Erhebung Düsseldorfs zur Stadt. Aus dieser Zeit stammte das Lewen- oder Lieferhaus im Stil der Gotik. Große städtebauliche Veränderungen des Straßendorfs mit Stadtrecht erfolgten im späten 14. Jahrhundert, als im Jahre 1348 die Grafschaft Berg an den Grafen von Jülich gefallen war und 1380 der Graf zum Herzog des neuen Herzogtums Berg ernannt wurde. Die Stadtfläche vergrößerte sich infolge des Zuzugs der Bewohner aus Golzheim, Derendorf, Bilk und Hamm, die 1384 und 1384 eingemeindet wurden. Ein neuer Düsselgraben mit Mauerring wurde um die nun entstehende Altstadt gezogen. Düsseldorf erlebte eine Stadterweiterung und den Ausbau zur Residenzstadt. Die herzogliche Burg wurde in Form einer Dreiflügelanlage errichtet. Die Lambertuskirche wurde 1394 als Grabeskirche der Herzöge von Berg in Form einer dreischiffigen Hallenkirche in Formen der niederrheinischen Backsteingotik mit Backstein ausgebaut. Das Sakramentshäuschen ist ein Kunstwerk der Spätgotik, so wie auch der Quadenhof.

Gotik
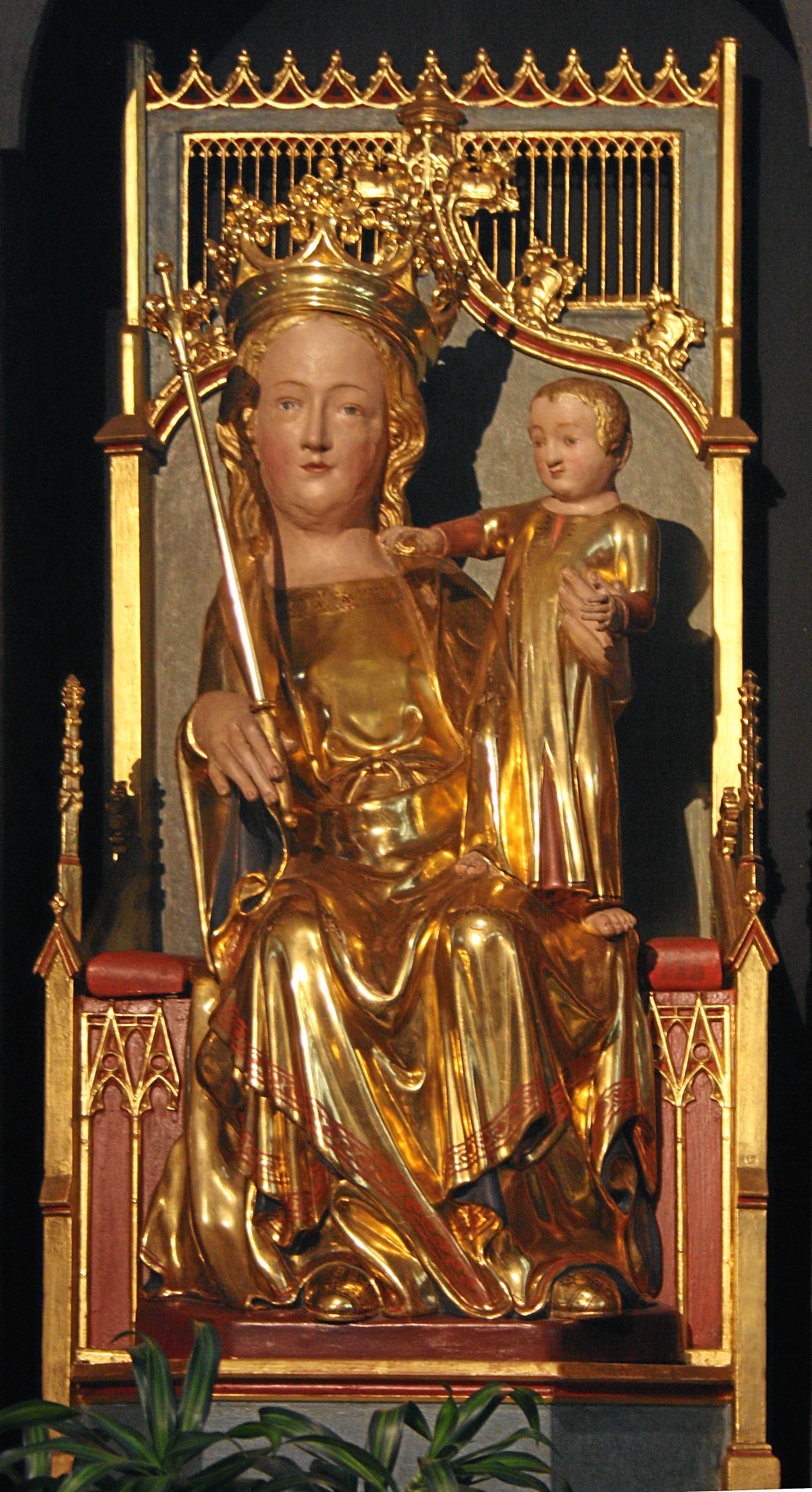
Düsseldorf-Altstadt, St. Lambertus, Madonna
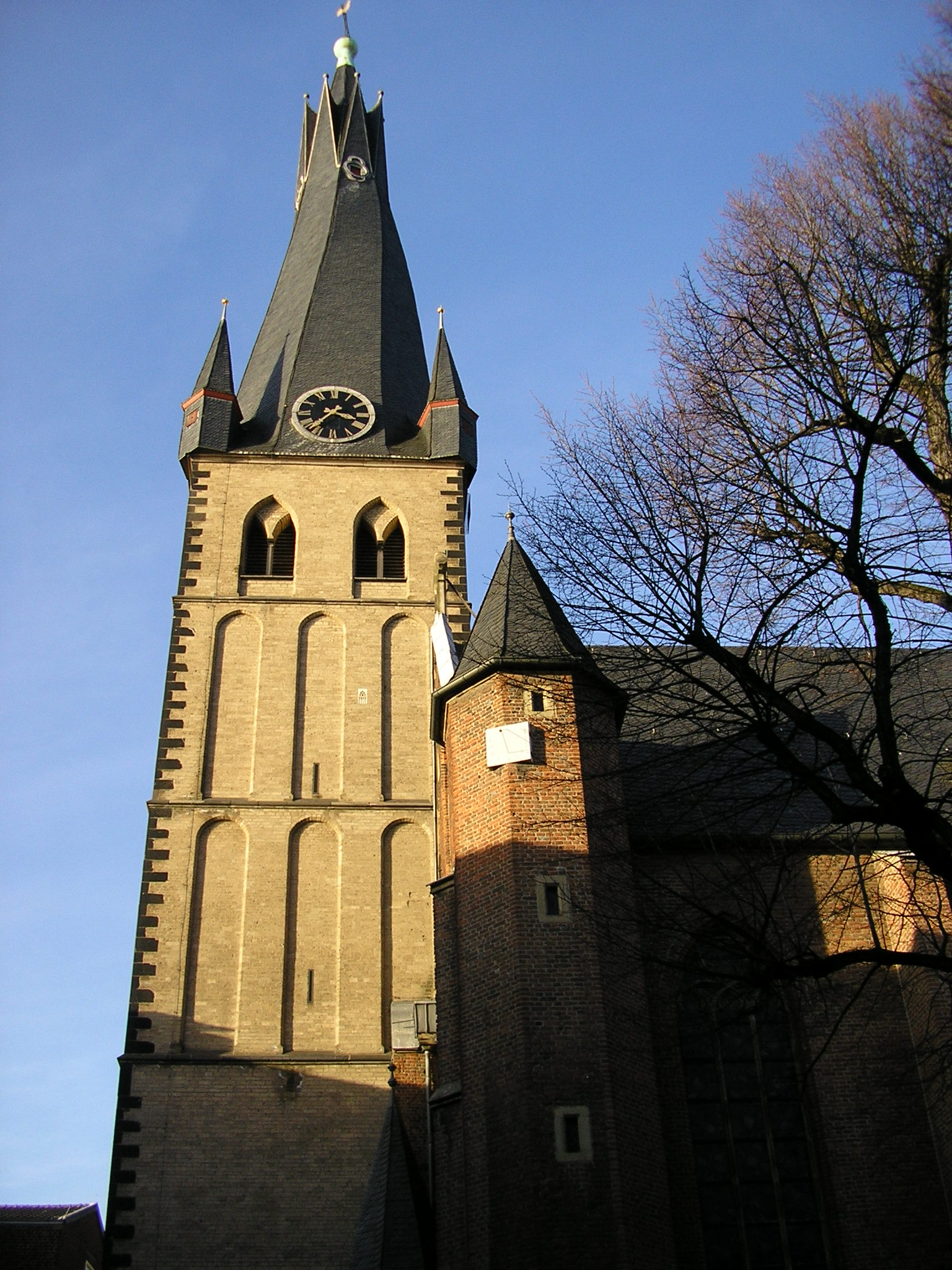
St. Lambertus, Turm
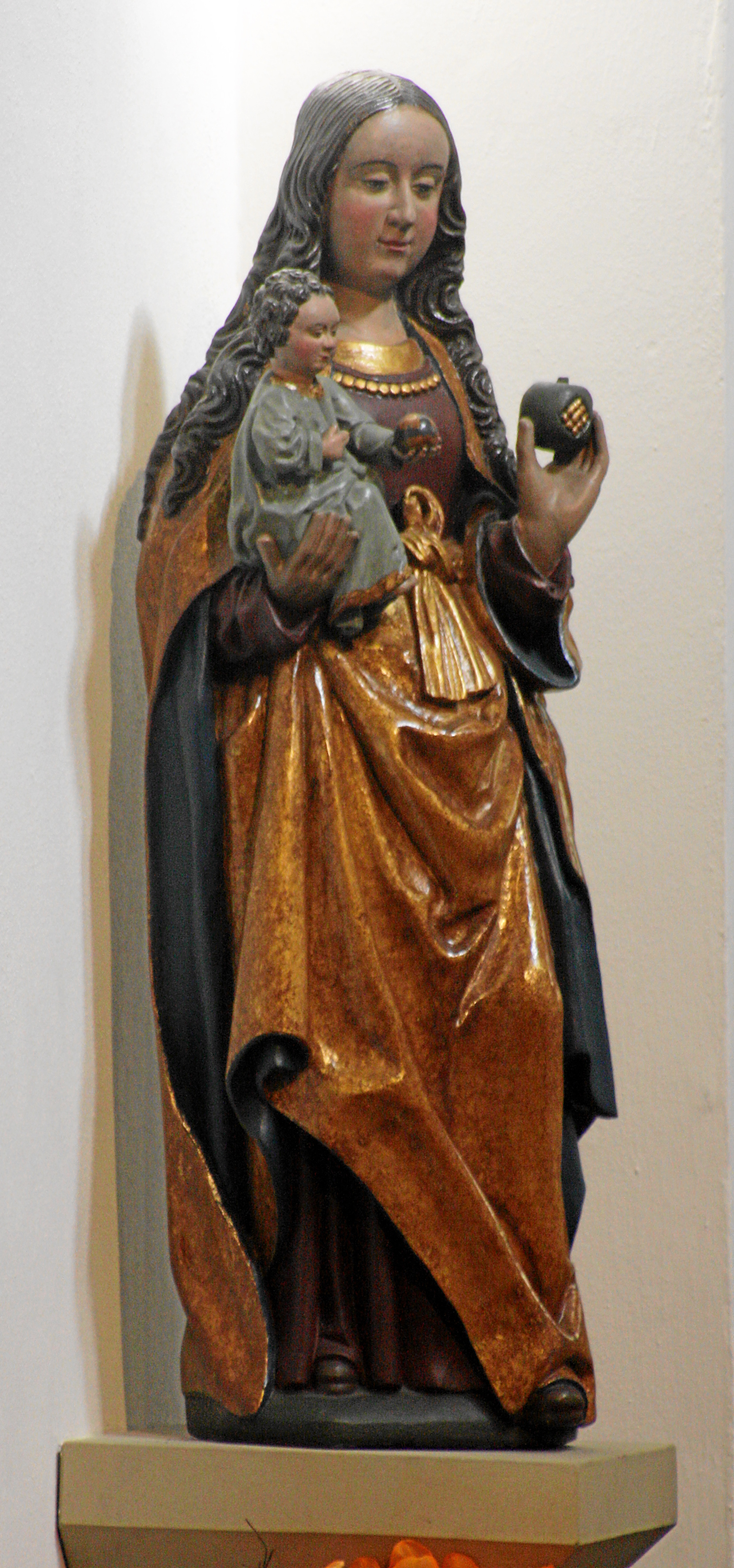
Düsseldorf-Kalkum, St. Lambertus, Madonna
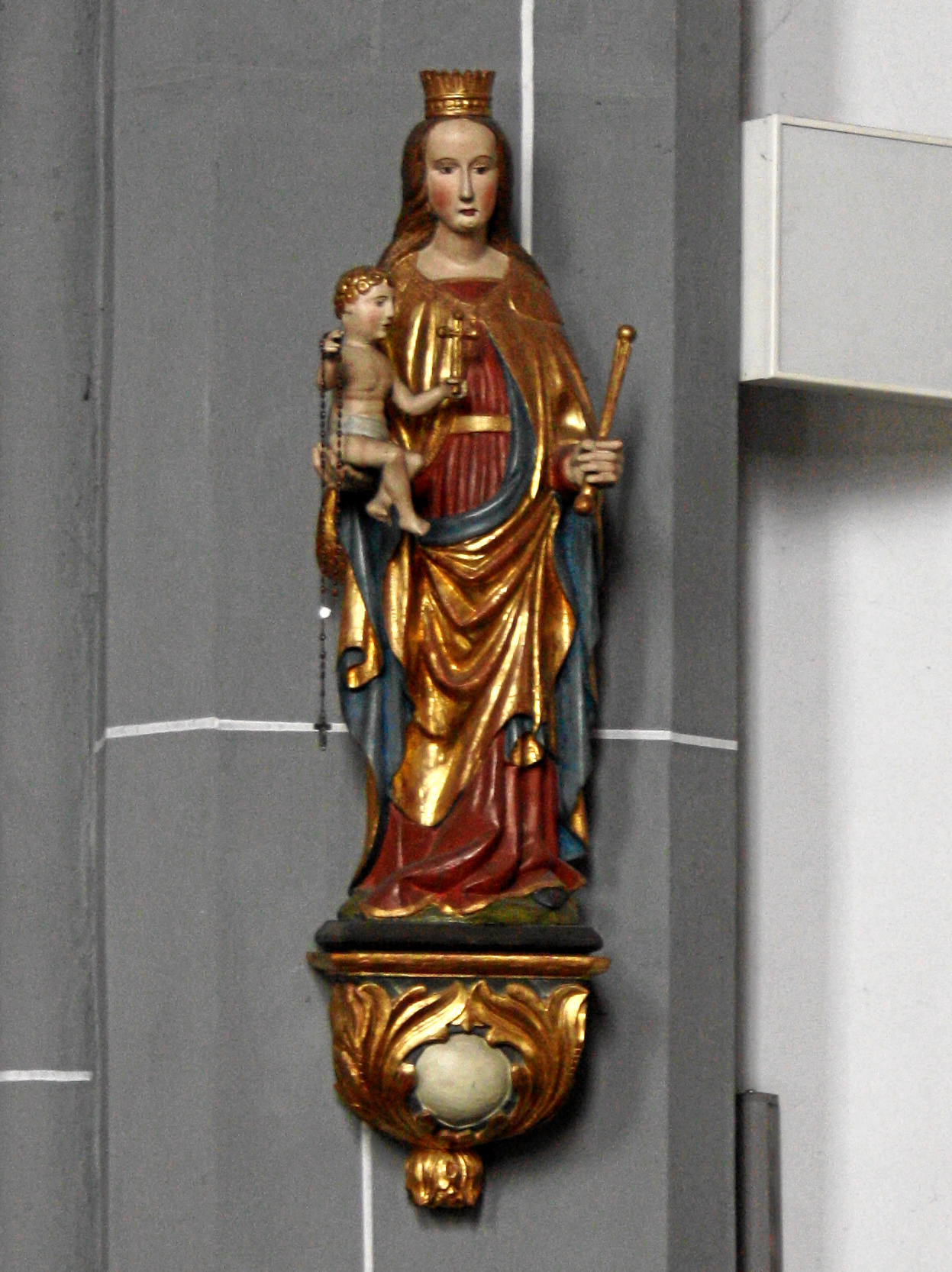
Düsseldorf-Altstadt, St. Lambertus, Madonna
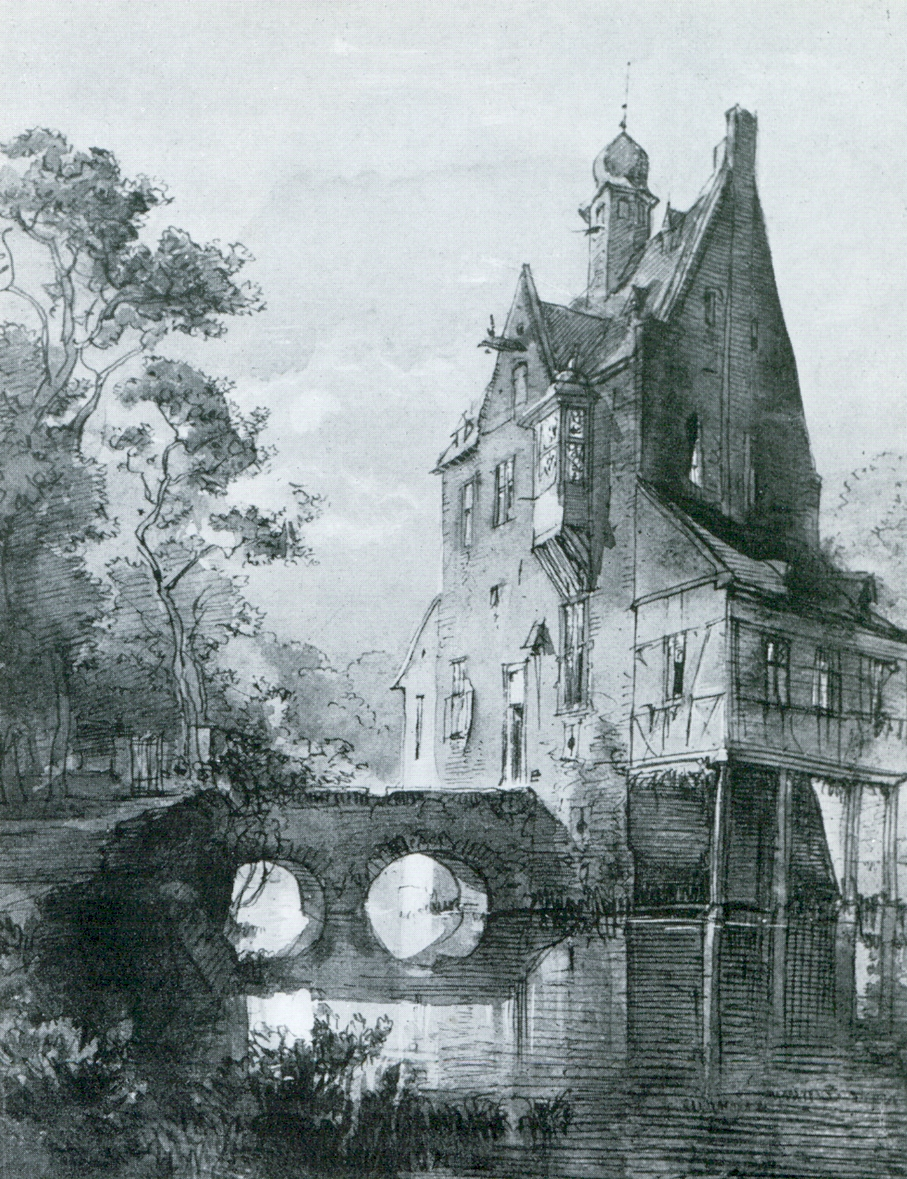
Der Quadenhof um 1840, Federzeichnung von Caspar Scheuren
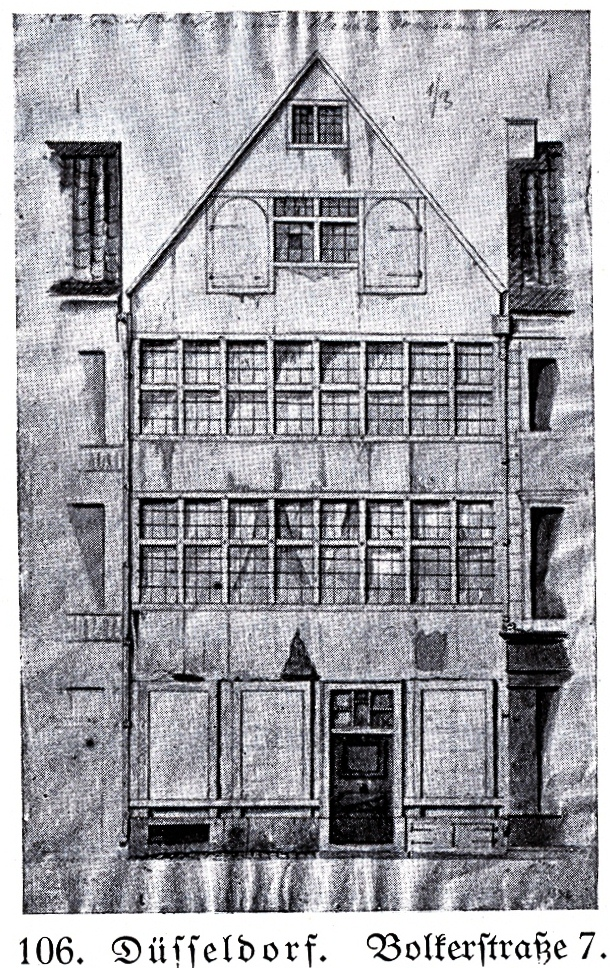
Gotisches Fachwerkhaus, Bolkerstr. 7 ?

### Renaissance

#### Wiederauf- und Umbau des Düsseldorfer Schlosses nach Plänen Pasqualinis 1549
1521 wurde Düsseldorf Hauptstadt der Vereinigten Herzogtümer von Jülich-Kleve-Berg und bedurfte nun dringend eines repräsentativen Schlosses. Den Wiederauf- und Umbau leitete Bertram von Zündorf. Aber erst als Wilhelm der Reiche im Jahre 1549 den Renaissance-Baumeister Alessandro Pasqualini aus Bologna nach Düsseldorf berief, kam die Bautätigkeit in Schwung.
Pasqualini vollendete im Jahre 1551 den einzig noch erhaltenen Turm des Schlosses. Er setzte diesem toskanische Säulen vor. Weiter setzte Pasqualini dem Turm eine Renaissance-Kuppel, gekrönt von einer Laterne mit welscher Haube, auf. Im nordöstlichen Winkel des Schlosshofes brachte Pasqualini auch eine dreigeschossige Loggia an, die in ihren „modernen Renaissance-Formen von der altertümlichen Fachwerkgalerie links des rechteckigen Treppenturms sehr absticht“. Dokumentiert ist ein Ädikula-Portal mit durch Bossenquader rhythmisierten Wandpilastern. Auch die Schlosskapelle mit ihrer Altarwand und Täfelung, mit Blendarkaden, korinthischen Wandpilastern und verkröpftem Gesims muss als Werk Pasqualinis gelten.
Format und Kunst Pasqualinis lassen sich an den erhaltenen Bauten Schloss Rheydt und Zitadelle Jülich ablesen.
Eine Abbildung des Landgrafen Moritz von Hessen-Kassel aus dem Jahre 1629 zeigt den Platz vor dem Schloss; die Schaufassaden zeigen dabei welsche Formen.

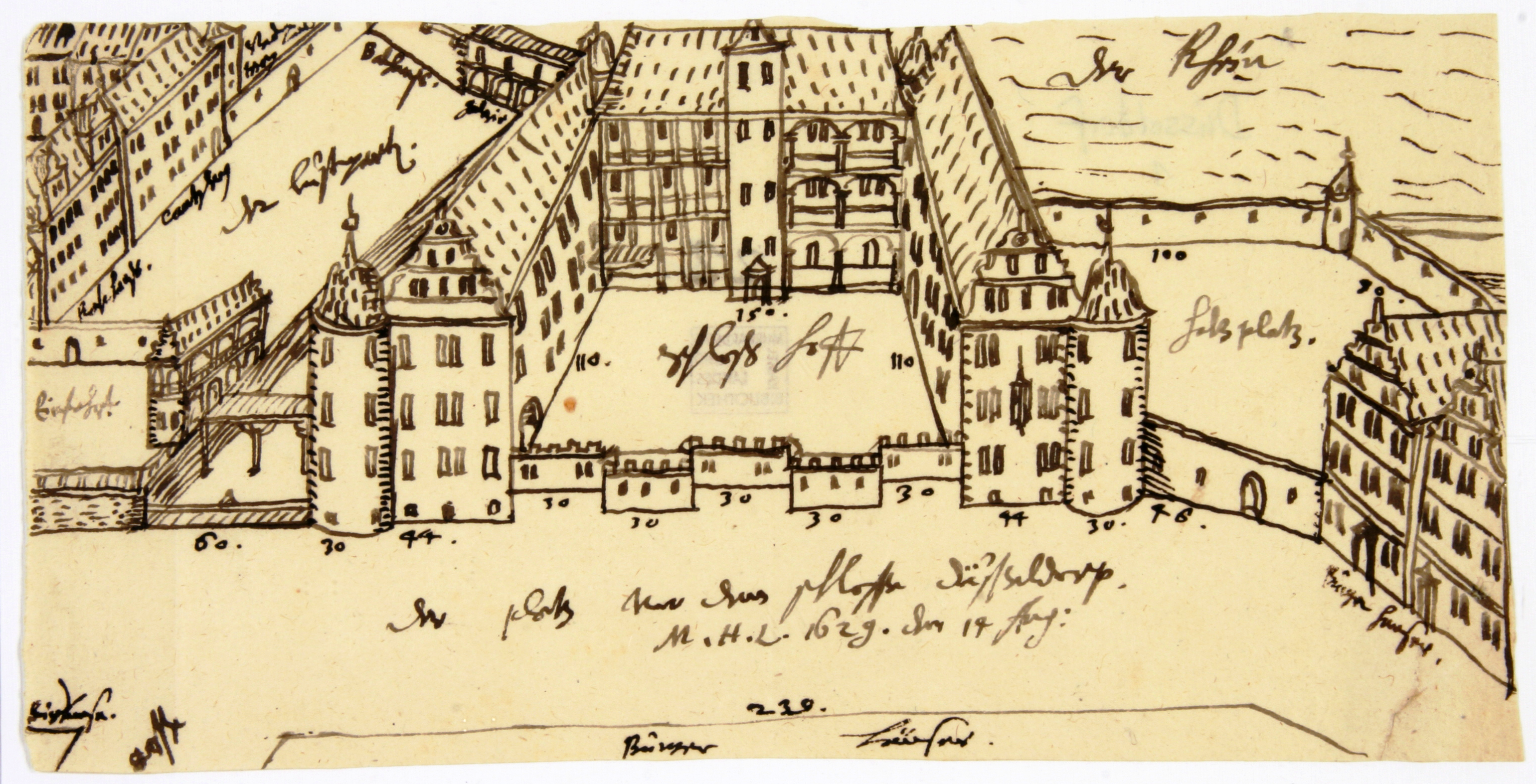
Stadtseite des Düsseldorfer Schlosses im Stil der Renaissance, 1629, Zeichnung des Landgrafen Moritz von Hessen-Kassel
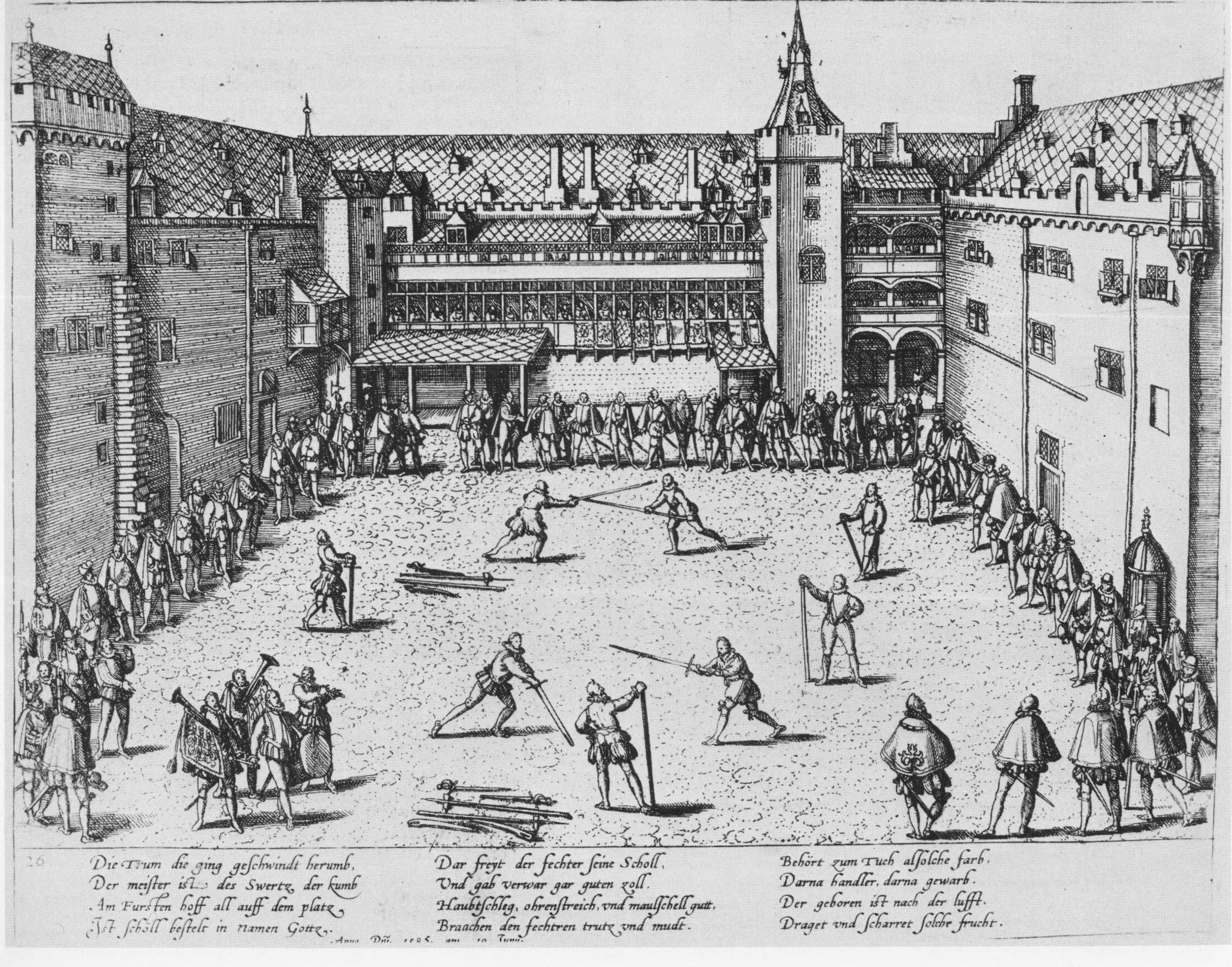
Düsseldorfer Schloss im Stil der Gotik und florentinischen Renaissance mit Pasqualinis dreigeschossiger Loggia (rechts in der Ecke, neben dem Turm)

#### Wohnhäuser und Altes Rathaus

##### Altes Rathaus
Am Anfang der Düsseldorfer Renaissance stand noch die „konservative Richtung“ mit ihren „geschweiften Fialengiebeln“ Ein Beispiel dafür war das doppelgiebelige alte Rathaus, bei dem die Bogenlinie der Giebelschweifung entsprach. Die „welschen“ Giebel (auch „geschweifte Zwerchgiebel“) im Stil der Renaissance des Alten Rathauses sind bemerkenswert.

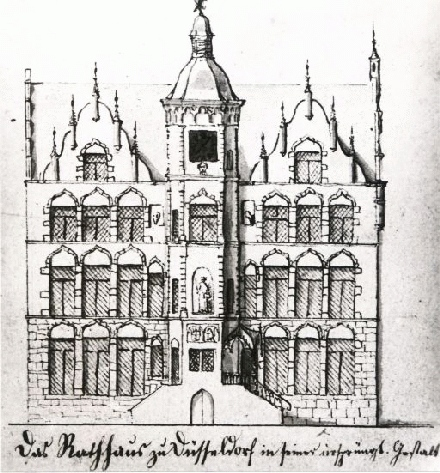
Das alte Rathaus
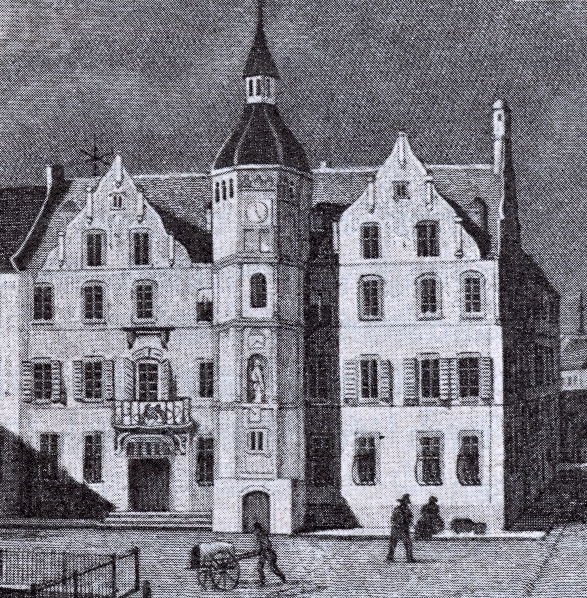
Altes Rathaus

##### Wohnhäuser mit geschweiftem Fialengiebel
Auch das Wohnhaus am Burgplatz 12 zeigt einen geschweiften Fialengiebel, ebenso das frühere Eckhaus Kurzestraße und Burgplatz. Beide Giebel sind stilistisch mit dem geschweiften Fialengiebel des Alten Rathauses verwandt, ebenso das Haus Zum Goldenen Hirsch am Marktplatz von 1558.
Das Haus Kurze Straße 6 zeigt einen Treppengiebel, von Stufe zu Stufe mit einem Viertelkreis ausgefüllt, „so war ja auch ursprünglich der allmähliche Übergang vom Treppengiebel zum Volutengiebel im Gebiet des niederrheinischen Backsteinbaus.“

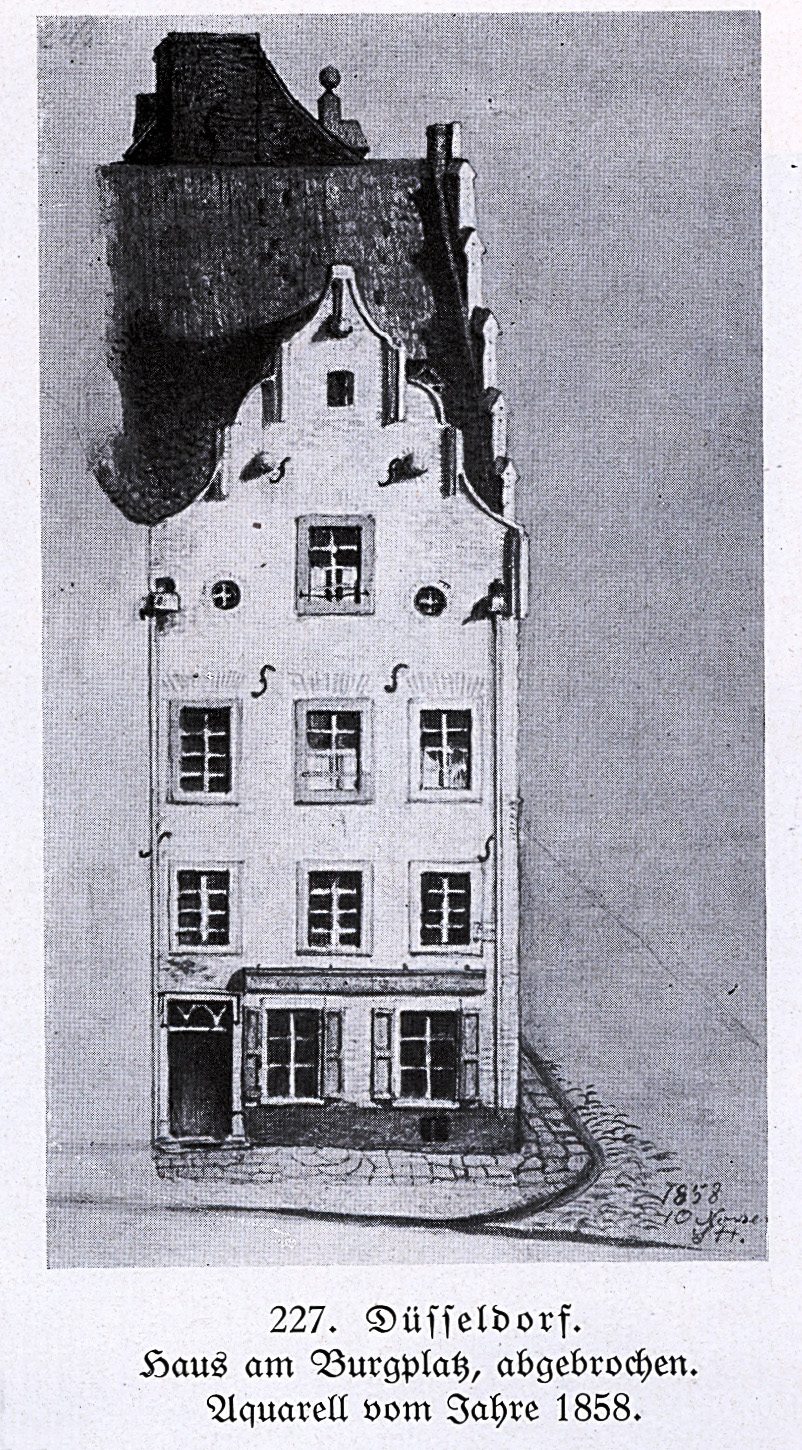
Haus Burgplatz 12
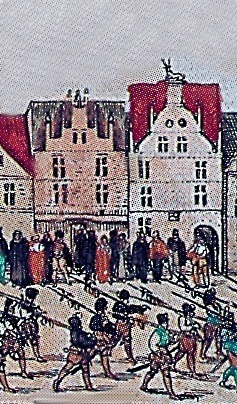
Haus Zum Goldenen Hirsch am Marktplatz, 1585
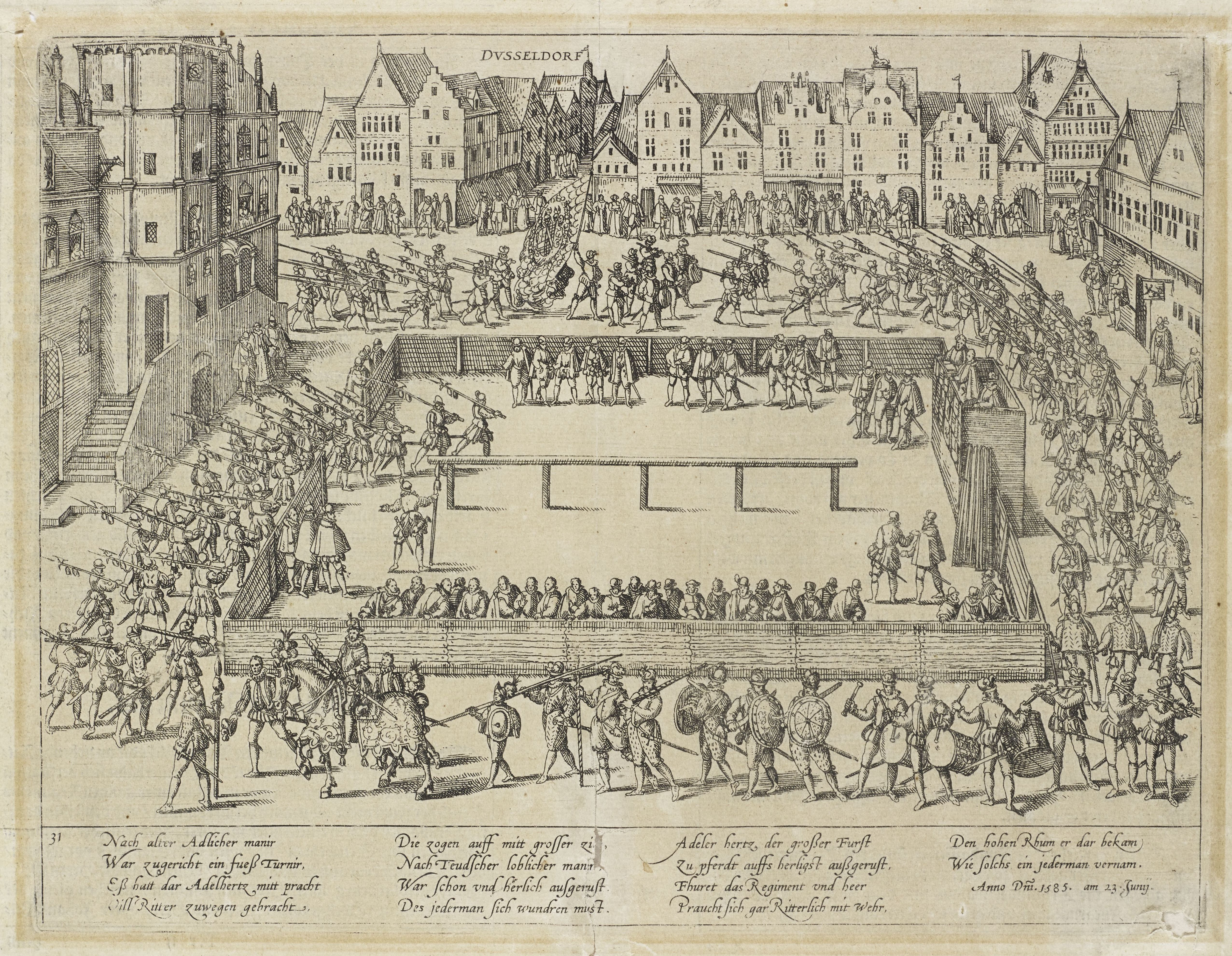
Häuser am Düsseldorfer Marktplatz, 1585

##### Wohnhäuser mit Treppengiebel
Neben den „damals modernen welschen Giebel“ der Renaissance der Bürgerhäuser gab es noch gotische Treppengiebel. Die gotische Tradition der Staffelgiebel bleibt selbst in der Zeit der Hochrenaissance (ab der Mitte des 16. Jahrhunderts) in Nord- und Mitteldeutschland bestehen (Nachgotik). Das Haus zum Kurfürsten ist dafür ein Beispiel.
Paul Clemen nennt in Die Kunstdenkmäler des Stadt- und Landkreises Düsseldorf verschiedene Beispiele für Häuser mit abgetreppten Staffelgiebeln:

„Die Form des abgetreppten Staffelgiebels hält sich noch bis ins 16. und 17. Jh.; gute charakteristische Beispiele dieser Art finden sich in dem Haus Zur goldenen Krone, Altestadt 13, von 1625, dem Eckhaus am Burgplatz 16, dem Eckhaus der Bilkerstrasse nach dem Karlsplatz, genannt Im Spiegel, von 1625, 1887 erneut, dem Hause Zum Churfürst, Flingerstrasse 36, von 1627. Charakteristisch für das 17. Jh. ist die Stellung des Giebels nach der Strasse, die Schmalheit der Façade bei ziemlich bedeutender Höhe, die grosse Zahl der dicht aneinander tretenden Fenster mit Steinkreuzen. Eine ganze Gruppe solcher Häuser findet sich in der Mühlenstrasse 16, 18, 20, 22, 28; die gegenüberliegenden vierstöckigen Häuser 15 und 17 haben noch die kleinen Scheiben bewahrt. Ähnliche Gruppen in der Kurzestrasse 9 (von 1697), 14,7, 6 und am Burgplatz 8 und 10, Flingerstrasse 36–44.“

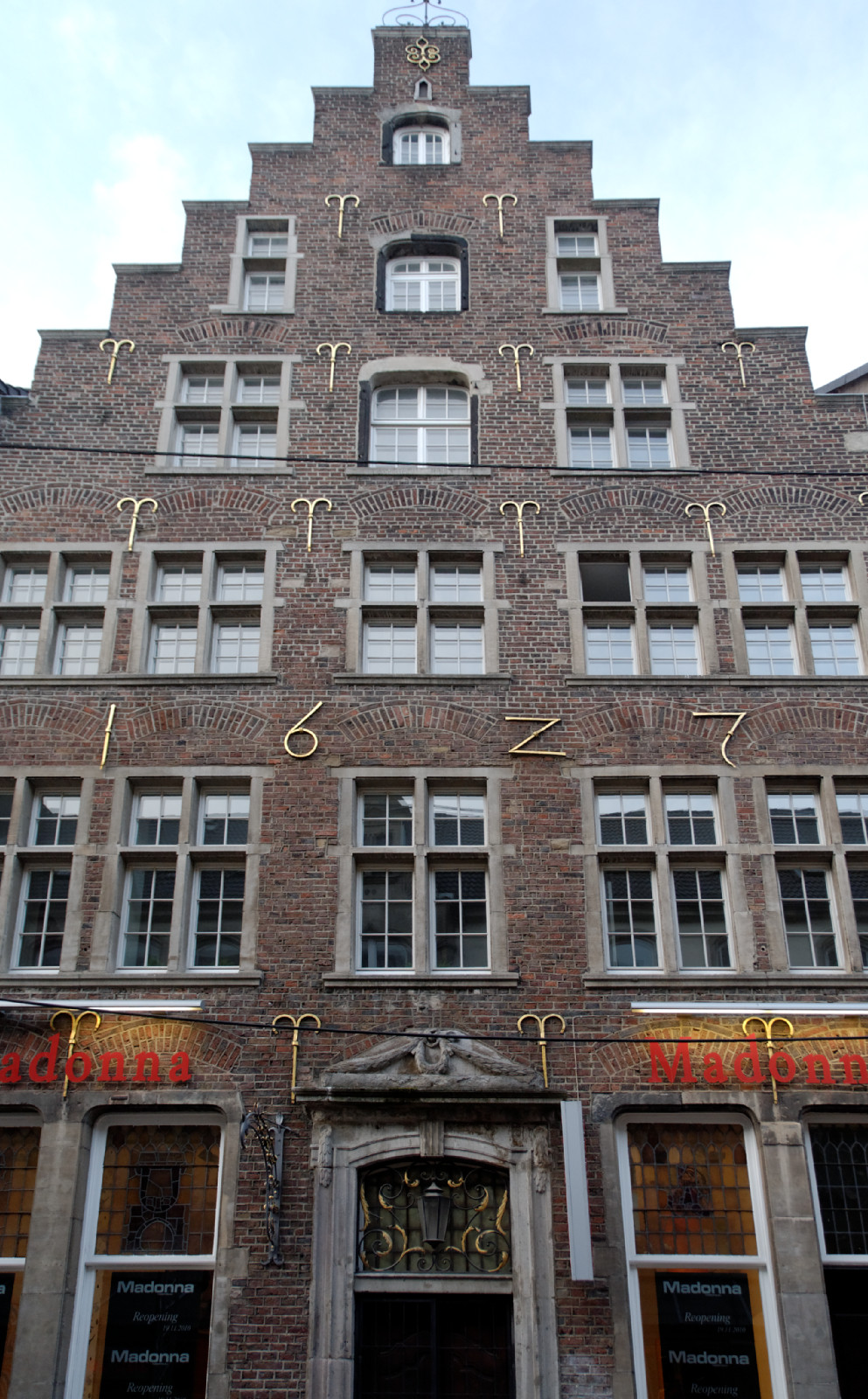
Haus Zum Kurfürsten

#### Andere Renaissancebauten
Der Renaissance zugeschrieben werden auch das Berger Tor, die Jan-Wellem-Kapelle, das Grabmal Herzog Wilhelms von Jülich-Kleve-Berg im Stil der italienischen Hochrenaissance und die Loretokapelle im Stil der toskanischen Renaissance.

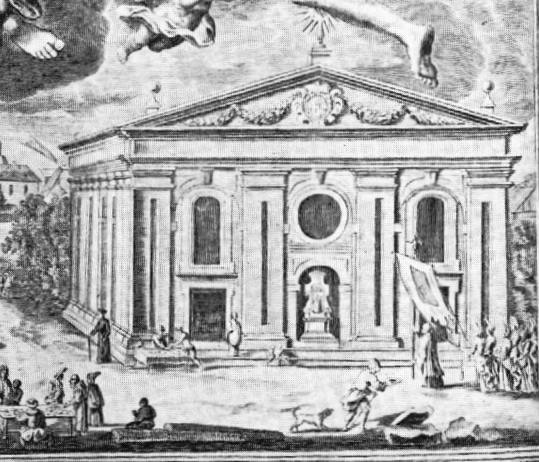
Loretokapelle
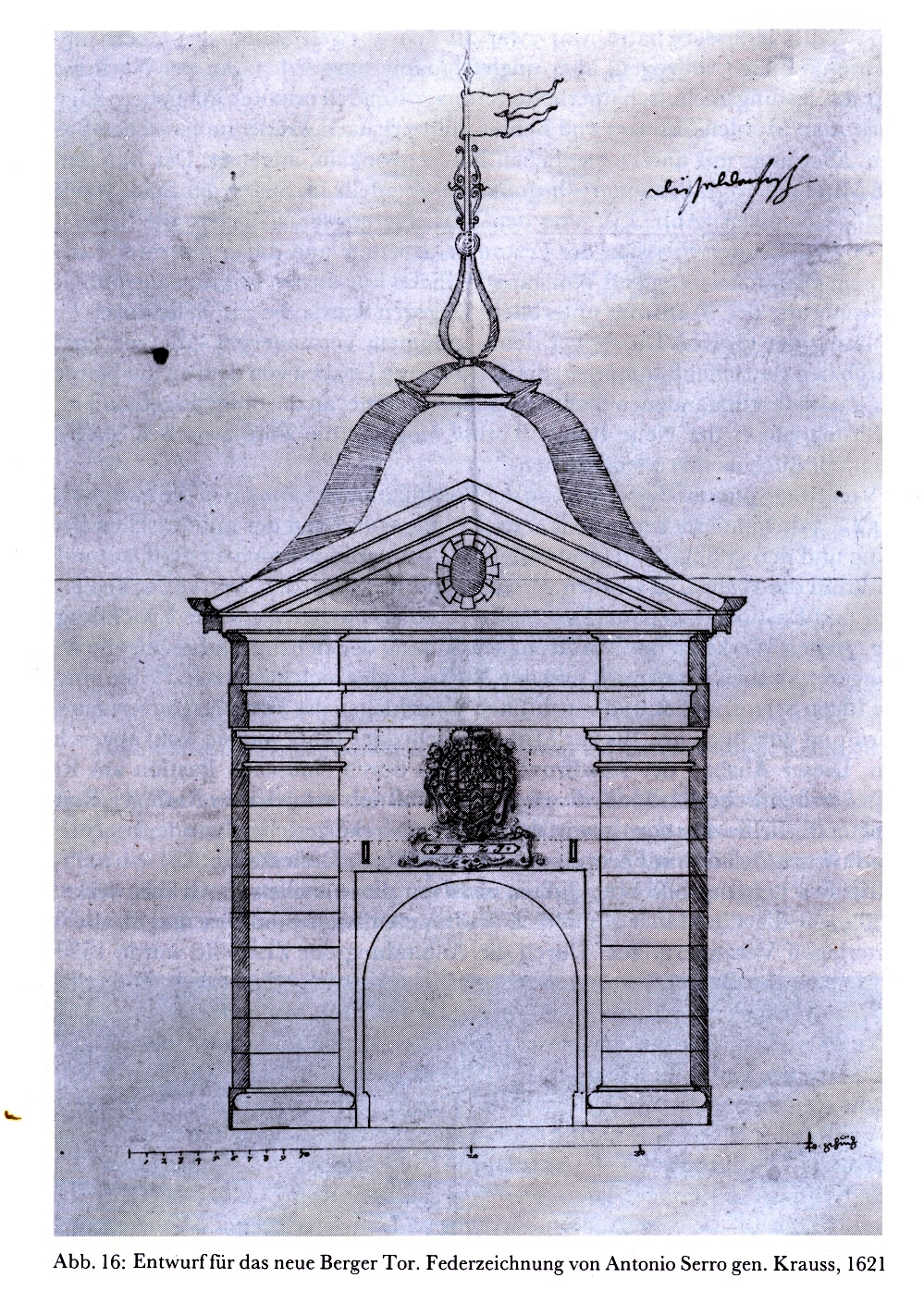
Berger Tor, Fassade zur Berger Allee.
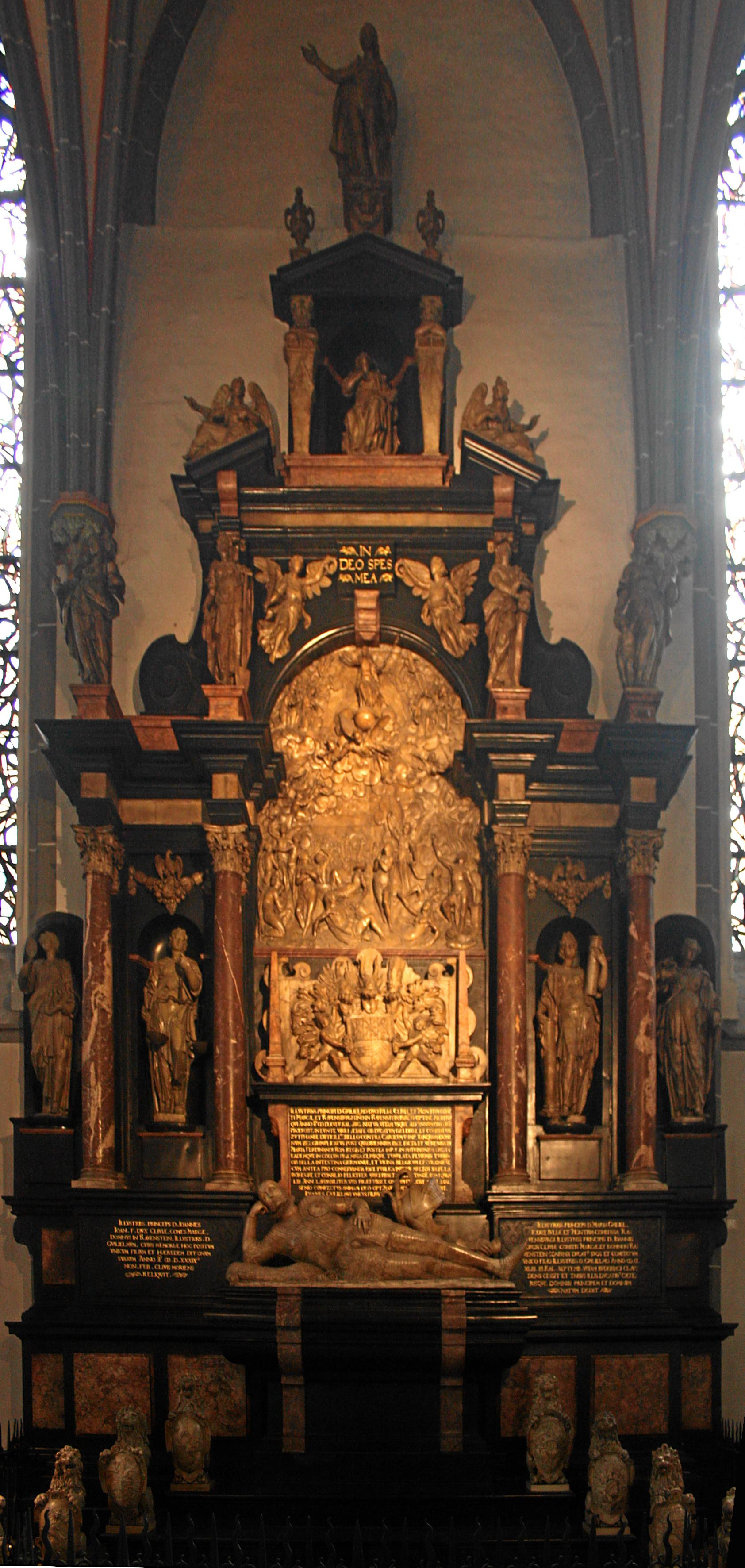
St. Lambertus, Grabmal
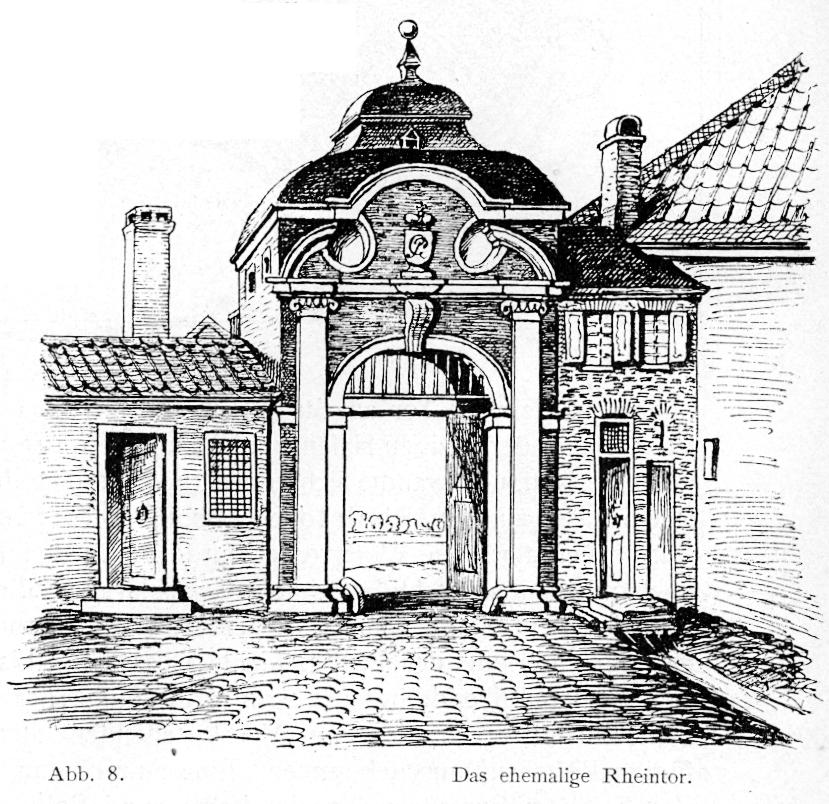
Rheintor
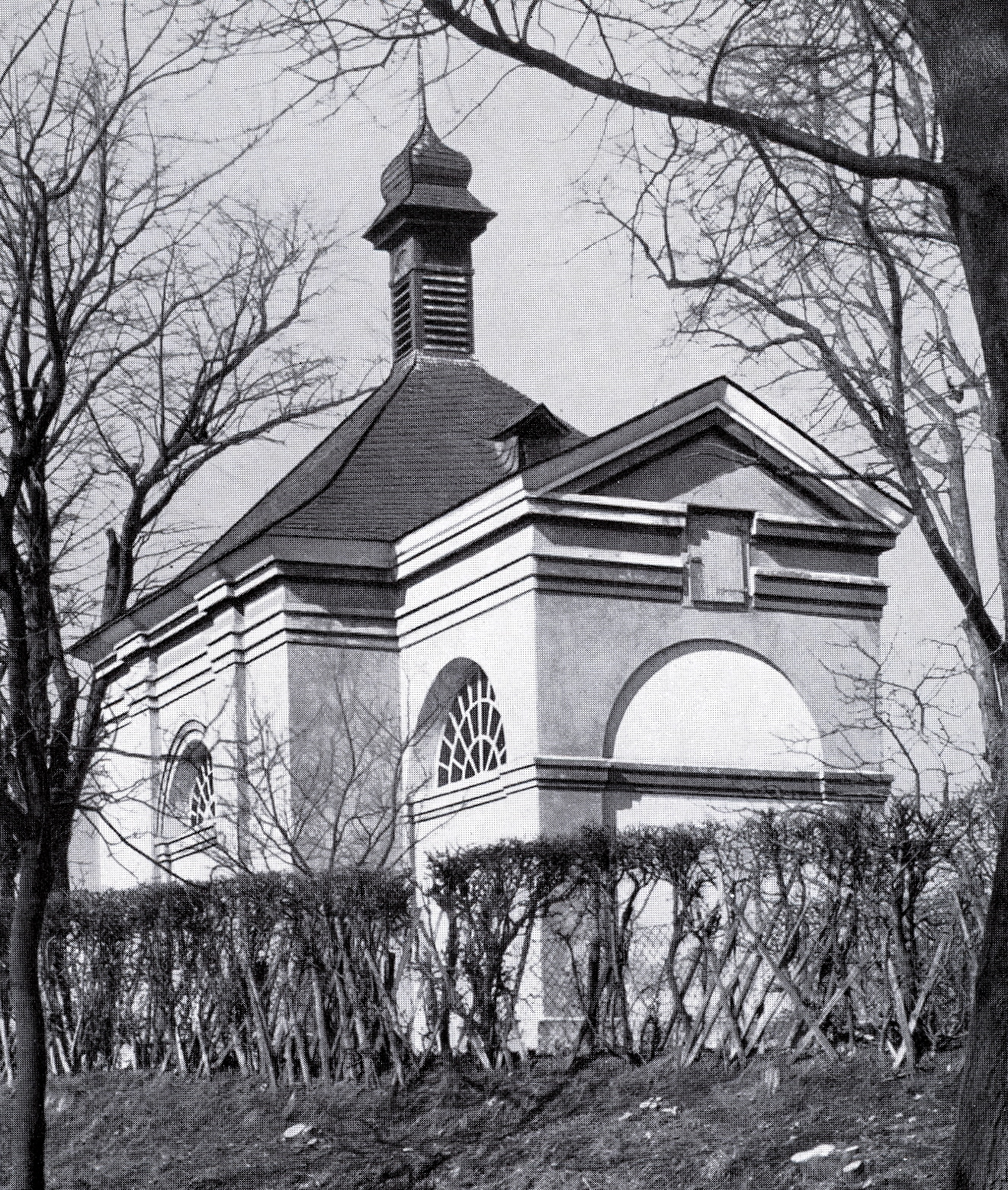
Jan-Wellem-Kapelle
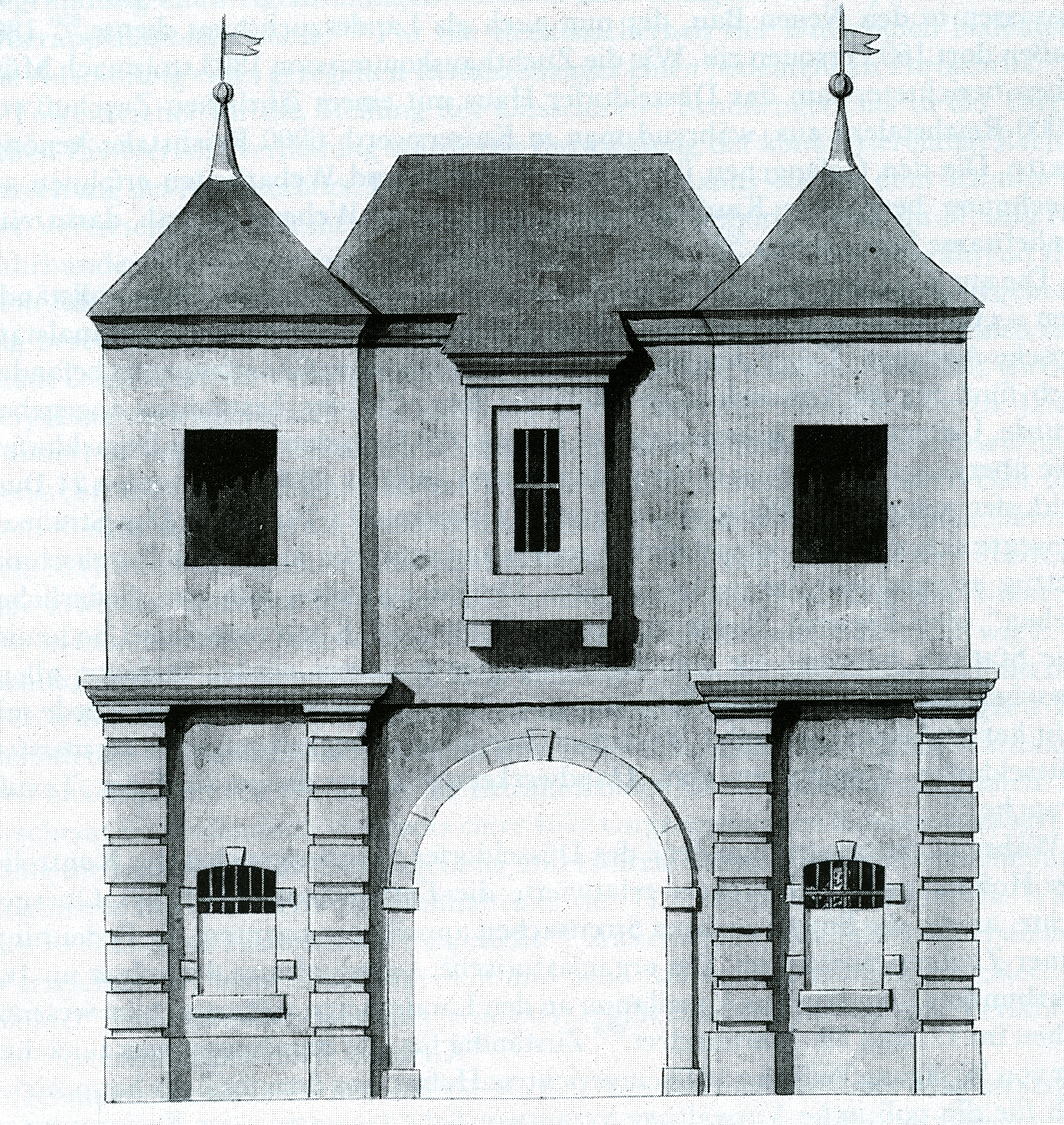
Flinger Tor
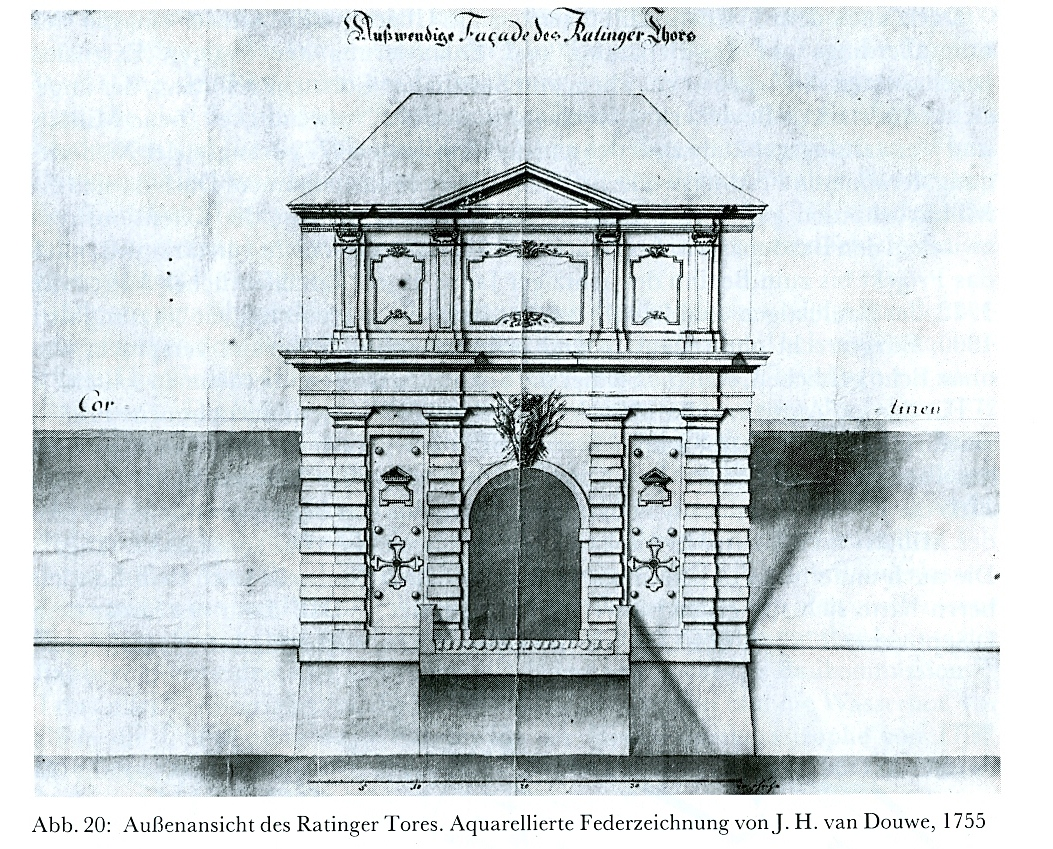
Ratinger Tor

#### Dekoration

##### Stuckdekoration
Die Innenarchitektur der Renaissance Düsseldorfs ist beispielhaft auf einer Darstellung Frans Hogenbergs im Prachtband von Dietrich Graminäus über die Hochzeit Johann Wilhelms von Jülich-Kleve-Berg dargestellt. Sie zeigt im Saal des Alten Schloss eine „offene Balkendecke, die Balken seitlich auf Kosolen ruhend“ (Abb. 50a). Die Renaissance-Stuckbalkendecken in den Häusern Kurze Straße 10 und Altestadt 3 sind mit der Decke im Alten Schloss stilistisch verwandt.

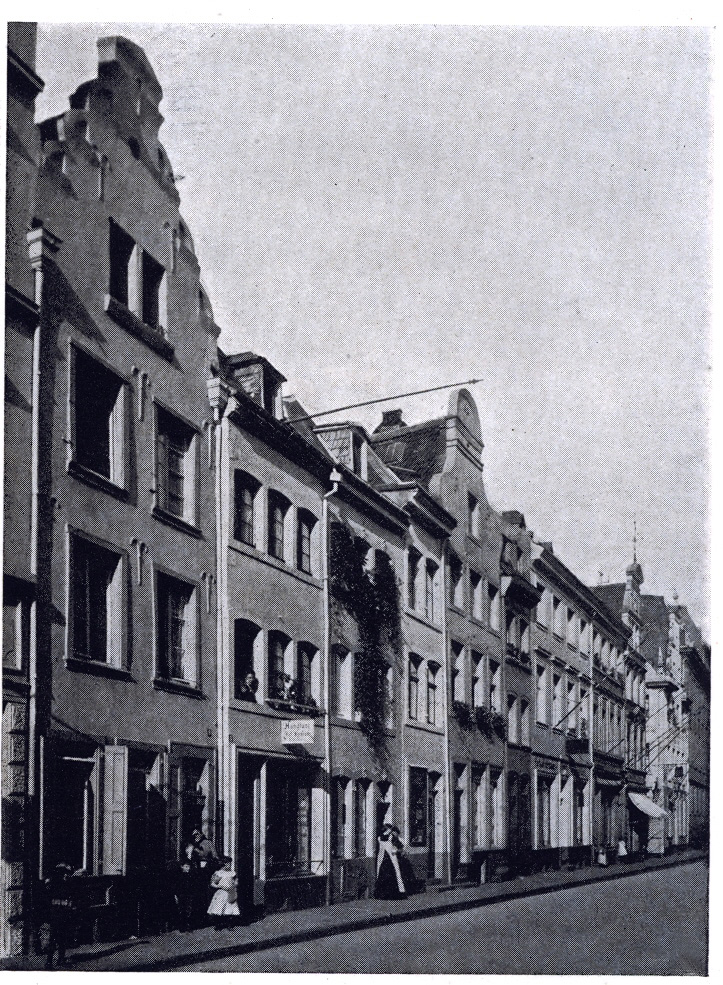
Kurze Straße 10, Renaissance-Balkendecke

##### Holz- und Fachwerkgalerien
Holz- und Fachwerkgalerien wurden in der Düsseldorfer Renaissance verwendet, um Vorderhaus und Seitenflügel zu verbinden. Solche offenen oder geschlossenen Galerien befanden sich noch in der Mühlenstraße 17, Ritterstraße 36 (Abb. 51) und Citadellstraße 5.

### Barock
In der Reformationszeit bauten die Düsseldorfer Herzöge insbesondere Profanbauten als Ausdruck eines moderaten, reformkatholischen Kurses.

#### Einfluss süddeutsch-italienischer Architektur (St. Andreas, Jesuitenkolleg und Schloss Benrath)
Die städtebaulichen Akzente veränderten sich jedoch aufgrund der folgenden Krisen. 1613 konvertierte Herzog Wolfgang Wilhelm zum Katholizismus und leitete in Düsseldorf die Gegenreformation ein. Unter Wolfgang Wilhelm und seinem Sohn Philipp Wilhelm siedelten sich von 1617 bis 1677 Kapuziner, Jesuiten, Cölestinerinnen, Karmelitinnen, Cellitinnen, Franziskaner und Ursulinen an. Die Niederlassungen der verschiedenen geistlichen Orden mit ihren Monumentalbauten des 17. Jahrhunderts prägten das Stadtbild: die Jesuitenkirche St. Andreas (1622–1632, Antonio Serro, gen. Krauss) und das Jesuitenkolleg. Die Hofkirche ist die künstlerisch wertvollste Kirchenschöpfung Düsseldorfs als Vermittlung italienisch-süddeutscher Bauweise. In derselben Architektur wurde das nicht mehr erhaltene Wasserschloss Benrath (1660–1666, Johann Lollio) gestaltet. Abbildungen des früheren Barockschlosses finden sich in Gemälden von Jan van Nickelen in der Galerie zu Schleissheim und in einer Zeichnung in E. Ph. Ploennies Topographia Ducatus Montani aus dem Jahr 1715 (eine Handschrift im Düsseldorfer Stadtarchiv). Auch bei dem Schloss erscheint eine klare Wandaufteilung aufgrund von Pilastern und Turmhauben wie bei der Andreaskirche. Der Einfluss italienischer Barockarchitektur in der Zeit von Wolfgang Wilhelm und Philipp Wilhelm war nicht unmittelbarer Natur, sondern entstand durch Vermittlung süddeutscher Meister.
Paul Sültenfuß schildert in Das Düsseldorfer Wohnhaus bis zur Mitte des 19. Jahrhunderts aus dem Jahr 1922 die Vermittlung italienisch-süddeutscher Bauweise in Düsseldorf durch die Monumentalbauten Andreaskirche und Schloss Benrath. Diese beeinflussten maßgeblich das Düsseldorfer Wohnhaus der Barockzeit:

„Für das Düsseldorfer Bürgerhaus der Barockzeit waren in erster Linie die neuen Monumentalbauten des 17. und aus den beiden ersten Jahrzehnten des folgenden Jahrhunderts bestimmend. Zunächst erhielt Düsseldorf am Friedrichsplatz, am Eingang in die Mühlenstrasse, in den Jahren 1622–1629 in der Hof- und Andreaskirche und dem in den folgenden Jahren entstandenen gross angelegten Jesuitenkolleg eine äusserst wertvolle Bereicherung seines Städtebildes. Die Hofkirche ist bis heute die künstlerisch wertvollste Kirchenschöpfung der Stadt geblieben. Der Meister der Hofkirche zu Neuburg a. d. Donau hatte dem neuen Herzog von Jülich und Berg, Wolfgang Wilhelm aus dem Hause Pfalz-Neuburg, Modell und genaue Detailpläne zu liefern. Der Herzog machte eigenhändige Abänderungsvorschläge und bestimmte, dass man ‚mitten aus dem Dach eine Cupola, wie man dergl. in Italien sieht, aufführe, und die Glocken darin aufhängen oder an beiden Seiten des Chores oder angesichts seine leichte Türme mache‘. Ausgeführt wurde der Gedanke zweier Türme zu Seiten des Chores. In der stillen Stadt des Niederrheins mit ihrer uralten Beziehungen zu den Niederlanden machte sich jetzt in der Klarheit der Anordnungen der Baumassen des Gotteshauses wie des anstossenden Kollegs mit seinen Aussen- wie Hofflügeln, in der Fassadenaufteilung, der exakten Gliederung der Pilaster, Portale, Fenster, Türme und Giebel der Einfluss italienisch-süddeutscher Architektur breit. Und ganz unvermeidlich musste diese stattliche Baugruppe in der klaren Zeichnung der Einzelheiten wie in der Symmetrie der Fassaden und Anlagen bestimmenden Einfluss auf die bürgerliche Bauweise gewinnen. Vierzig Jahre später erhielt Düsseldorf in einem anderen Monumentalbau eine weitere Vermittlung italienisch-süddeutscher Bauweise. Phillipp Wilhelm, Wolfgang Wilhelms Sohn und Nachfolger, liess vor den Toren der Stadt in dem benachbarten Benrath in den Jahren 1660–1669 durch den pfälzisch-Neuburgischen Kamerrat und Hofingenieur Johannes Lolio, genannt Saddeler, ein neues Lustschloss errichten. […] Wieder die klare Wandaufteilung durch Pilaster und Turmhauben, in ähnlicher Anordnung wie an der Andreaskirche, dazu Terrassen mit südländischer Balusterbrüstung mit Laubengängen.“

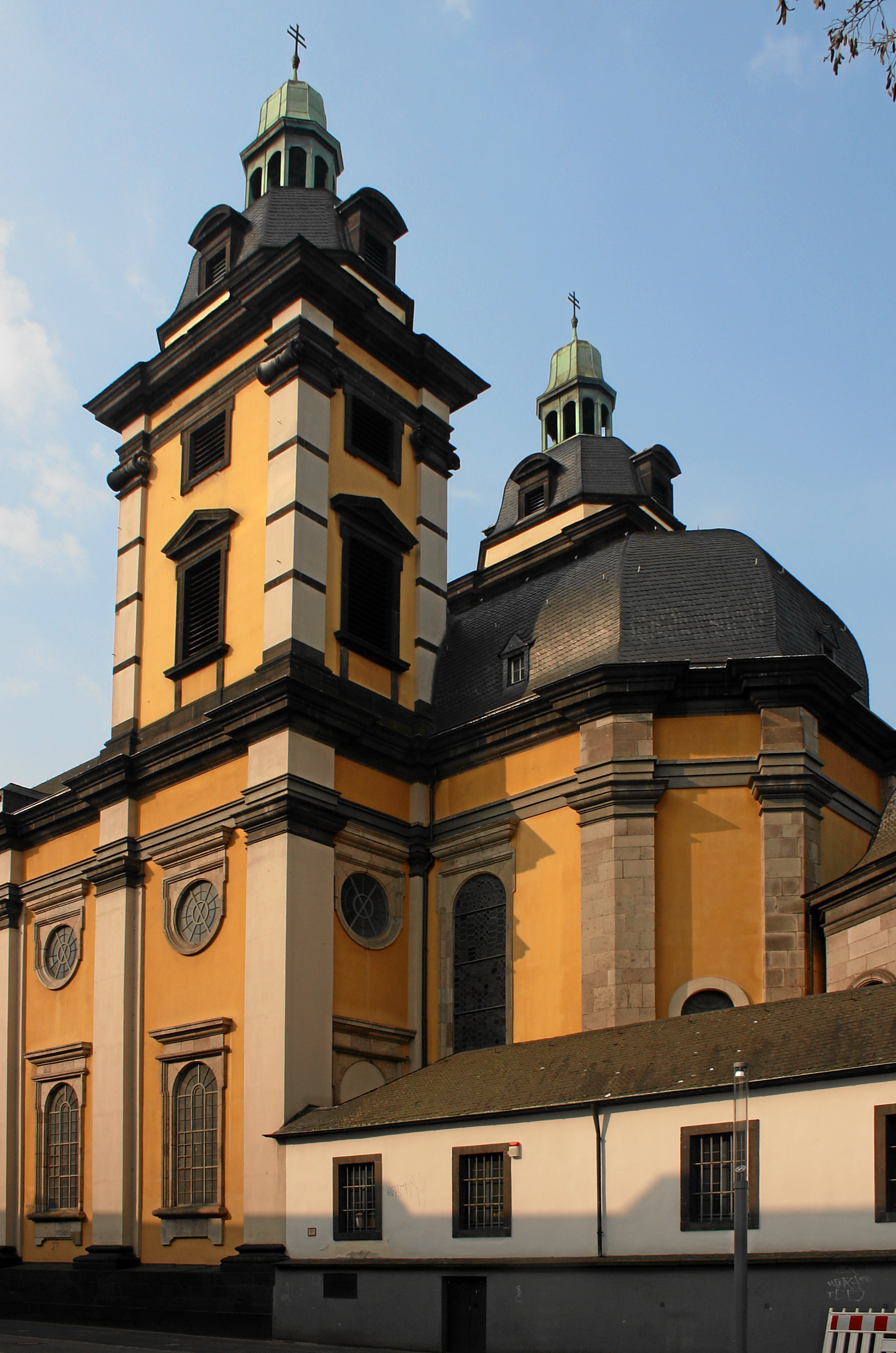
St. Andreas von Nordost
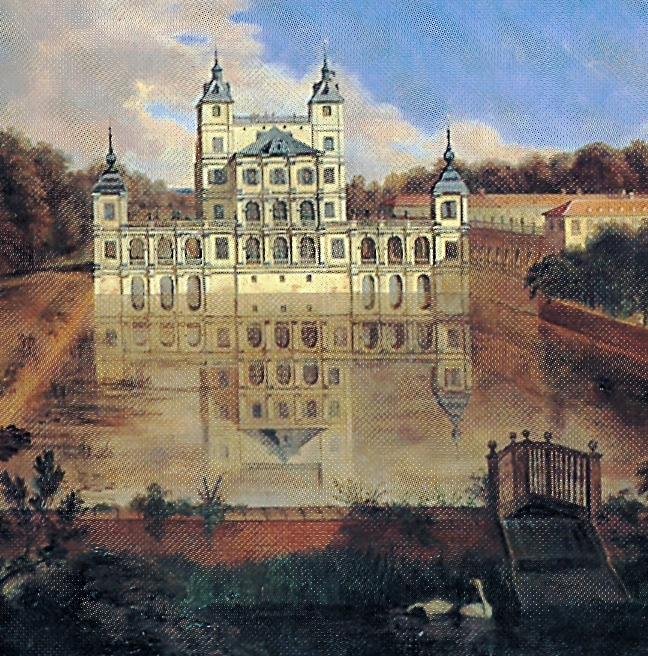
Altes Barockschloss Benrath

#### Einfluss italienisch-französischer Architektur (Residenzschloss und Schloss Bensberg)

##### Matteo Alberti
Paul Sültenfuß schildert in seiner Dissertation über die Entwicklung des Düsseldorfer Wohnhauses den Einfluss der italienisch-französischen Architektur in Düsseldorf durch den italienischen Architekten Alberti, der, von Versailles inspiriert, dennoch „seine ausgedehnten Entwürfe ganz in die Formensprache seiner italienischen Heimat [kleidete]“. Er gilt als der „Schöpfer des großen Entwurfes für ein neues Residenzschloss in Düsseldorf“. Matteo Alberti entwarf ebenso das heute noch in seinen Hauptteilen erhaltene Schloss Bensberg. Richard Klapheck zeigt in Baukunst am Niederrhein II auch Rekonstruktionen des Schlosses zu Bensberg. Die italienisch-französisch geprägte Architektur beeinflusste ebenfalls das Düsseldorfer Wohnhaus der Barockzeit:

„War der Einfluss italienischer Barockarchitektur in der Zeit des Wolfgang Wilhelm und Philipp Wilhelm nicht unmittelbarer Natur, sondern durch Vermittlung süddeutscher Meister, so zog Johann Wilhelm, Philipp Wilhelms Nachfolger, direkt italienische Meister in seine Dienste. Für die Wiederherstellung des alten Schlosses auf dem Burgplatz hatte in den neunziger Jahren der Baumeister Riva Pläne zu entwerfen. In den Jahren zwischen 1699 und 1701 weilte auf Veranlassung Johann Wilhelms Domenico Martinelli aus Lucca, damals in Wien, ebenfalls wegen des Schlossneubaues in Düsseldorf. […] [Wir sind] eingehender unterrichtet über den schon früher nach Düsseldorf berufenen Architekten, den späteren Oberbaudirektor Grafen Mattio di Alberti aus Venedig. […] Er ist der Schöpfer des grossen Entwurfes für ein neues Residenzschloss in Düsseldorf […] und des heute noch in seinen Hauptteilen erhaltenen Schlosses zu Bensberg.[…] Alberti schwebt für Bensberg wie für das neue Schlossprojekt in Düsseldorf Ludwig XIV Versailles vor Augen. Aber er kleidete seine ausgedehnten Entwürfe ganz in die Formensprache seiner italienischen Heimat. Johann Wilhelms Ehe mit Anna Maria Luise von Toscana verdichtete diese Beziehungen des Gatten zur italienischen Kunst und Künstlern ihrer Heimat. Albertis Hauptmitarbeiter am Düsseldorfer Hof war Aloysius Bartoly aus Venedig.“

Jörg Gamer beschreibt in Matteo Alberti. Oberbaudirektor des Kurfürsten Johann Wilhelm von der Pfalz, Herzogs zu Jülich und Berg den Venezianer Alberti als die „ausgeprägteste Architektenpersönlichkeit“, die unter Jan Wellem in Düsseldorf arbeitete. Alberti schuf auch die Cölestinerinnenkirche in der Ratinger Straße, die Herz-Jesu-Kirche der Ursulinen in der Ritterstraße, das Palais Schaesberg, die Josephskapelle am heutigen Emilie-Schneider-Platz am Anfang der Altestadt, das Grupello-Haus am Marktplatz, das Gouvernement und Wohnhäuser auf der Zitadelle (Spee’sches Palais) sowie das Kriegskommissariat an der Akademiestraße (Hondheim’sches Palais). Mit Alberti war ein Baumeister tätig, der Düsseldorf die „venezianische Formensprache vermittelte und der in späteren Werken […] der an Palladio orientierten klassizierenden Richtung des europäischen Barock Geltung verschaffte“.
Ein anderes Beispiel für den Einfluss der Monumentalarchitektur Albertis auf den Düsseldorfer Profanbau ist das Palais Schaesberg, das Johann Wilhelm (noch Kurprinz und Regent) seinem Geheimrat, dem Generalkriegskommissar und Marschall Friedrich Christian Freiherr von Spee schenkte.

„Der stattliche Bau ist der glänzende Vertreter der neuen monumentalen Baugesinnung unter Johann Wilhelm. […] Die Schönheit der Einzelzeichnung der Fensterrahmen und Profile, die Art und Weise, wie die grossgezeichneten Fenster über die Fassade verteilt sind und wie die rote Backsteinfläche von Hausteinquadern, Hausteinsockel und Hauptprofil eingefasst wird, muss in Düsseldorf Aufsehen erregt haben, dazu die schöne Stuckdecke des grossen Saales […].“

Sültenfuß möchte den Bau dem Kreise um Alberti zuschreiben, dem „wesentliche[n] Träger der neuen monumentalen Baugesinnung in Düsseldorf. Man vergleiche die Einzelheiten des Hauses Ritterstraße 16 [Palais Schaesberg] mit Albertis Schloss zu Bensberg im Jahre 1710 und seinem Düsseldorfer Schlossprojekt aus demselben Jahre.“
Weitere Beispiele für den Einfluss Albertis sind das Doppelhaus 12/14 und das Haus Nr. 8 an der Neusser Straße. „Das Detail der Fenster- und Türeinrahmung zeigt wieder jene exakte Zeichnung wie an Albertis Schöpfungen und an dem Haus Ritterstraße Nr. 16. Und wie dieses Haus stammen höchstwahrscheinlich die Bauten der Neusserstraße aus dem Kreis Albertis […]“.
Den Bauten aus dem Kreise Albertis nahestehend sind die Stadtschlösser der Grafen Spee (am Spee’schen Graben / an der Bäckerstraße) und der Freiherren von Hondheim (in der Akademiestraße). Das Spee’sche und das Hondheim’sche Palais zeigen Ähnlichkeiten zum Doppelhaus in der Neusserstraße 12 und 14 und zum alten Schloss auf dem Burgplatz.
Das Hondheim’sche Palais (zuletzt Wohlfahrtsamt/Feuerwache) an der Ecke Akademiestraße zur Dammstraße erlitt bei dem Luftangriff auf Düsseldorf am 12. Juni 1943 Bombenschäden. Der Komplex, der zwischen 1709 und 1713 von Alberti an der Hafen-, Akademie- und Dammstraße erbaut wurde, bildete eine Doppelanlage aus zwei Palästen und beheimatete die kurpfälzischen Zentralbehörden sowie die Geheime Kammerkanzlei und das Generalkriegskommissariat. Nach der Auflösung erwarb der Leiter der Behörde, Freiherr Lothar Friedrich von Hontheim (Hundheim), das Anwesen.
Das Spee’sche Palais wurde im Krieg zerstört und später wieder aufgebaut; es wird heute als Stadtmuseum genutzt. Graf Karl Wilhelm von Spee hatte das zu den größten Adelspalais der Stadt zählende Gebäude im Jahre 1806 erworben.
Das Grupello-Haus wurde von Matteo Alberti für den Bildhauer Gabriel de Grupello erbaut. Ab 1769 bewohnte Gouverneur Graf von Efferen das Haus, weswegen es auch Gouvernementshaus genannt wird.

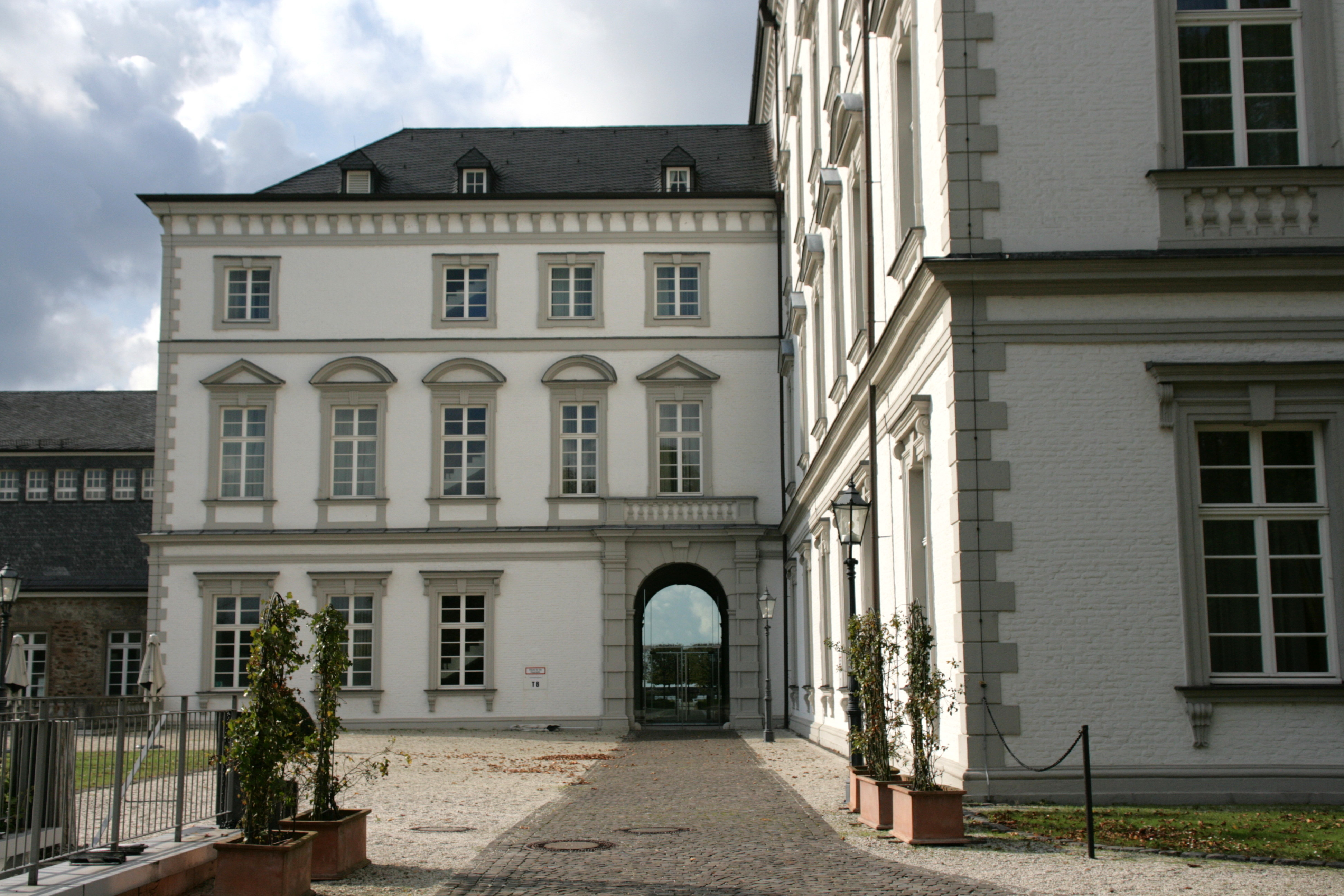
Schloss Bensberg
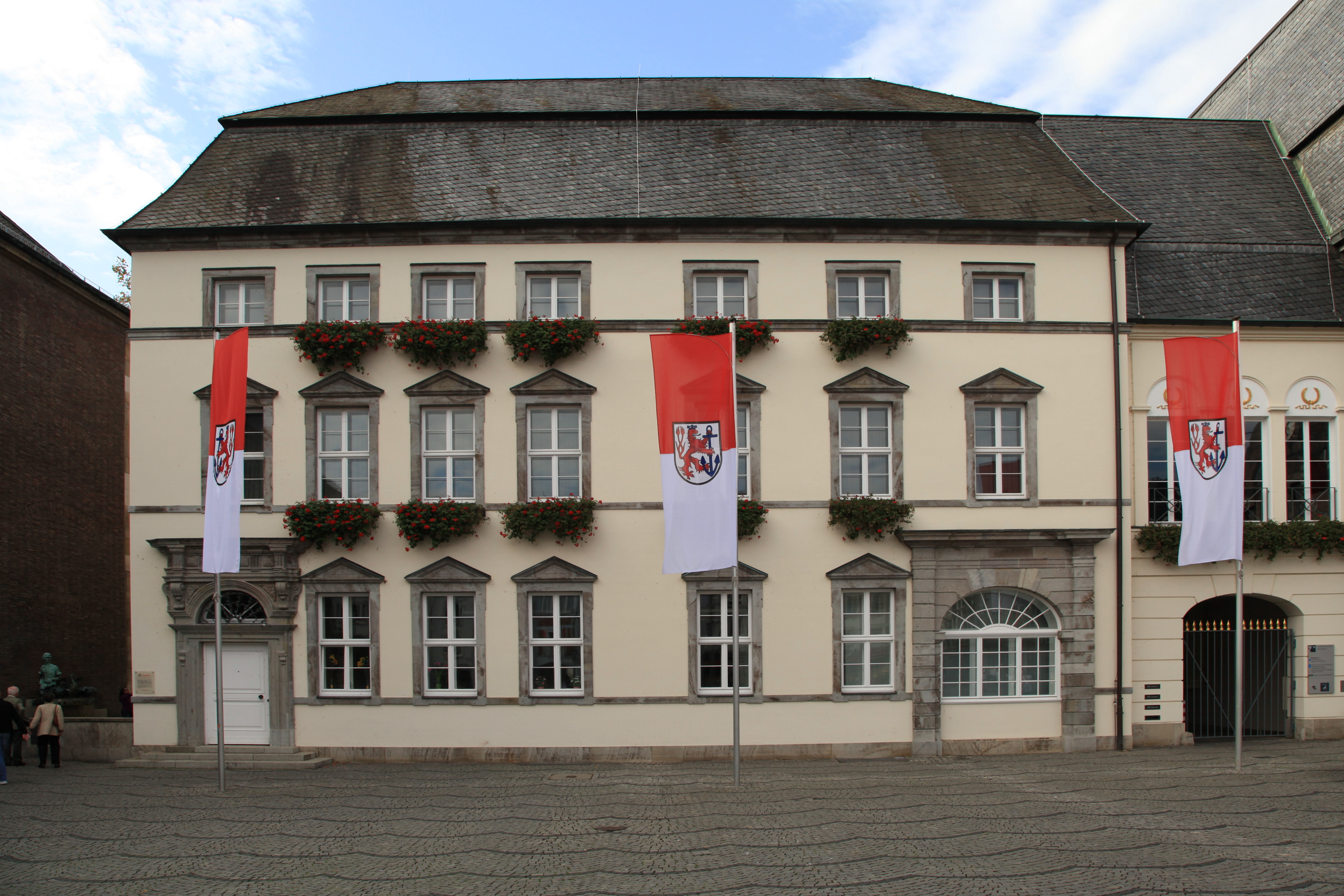
Grupello-Haus
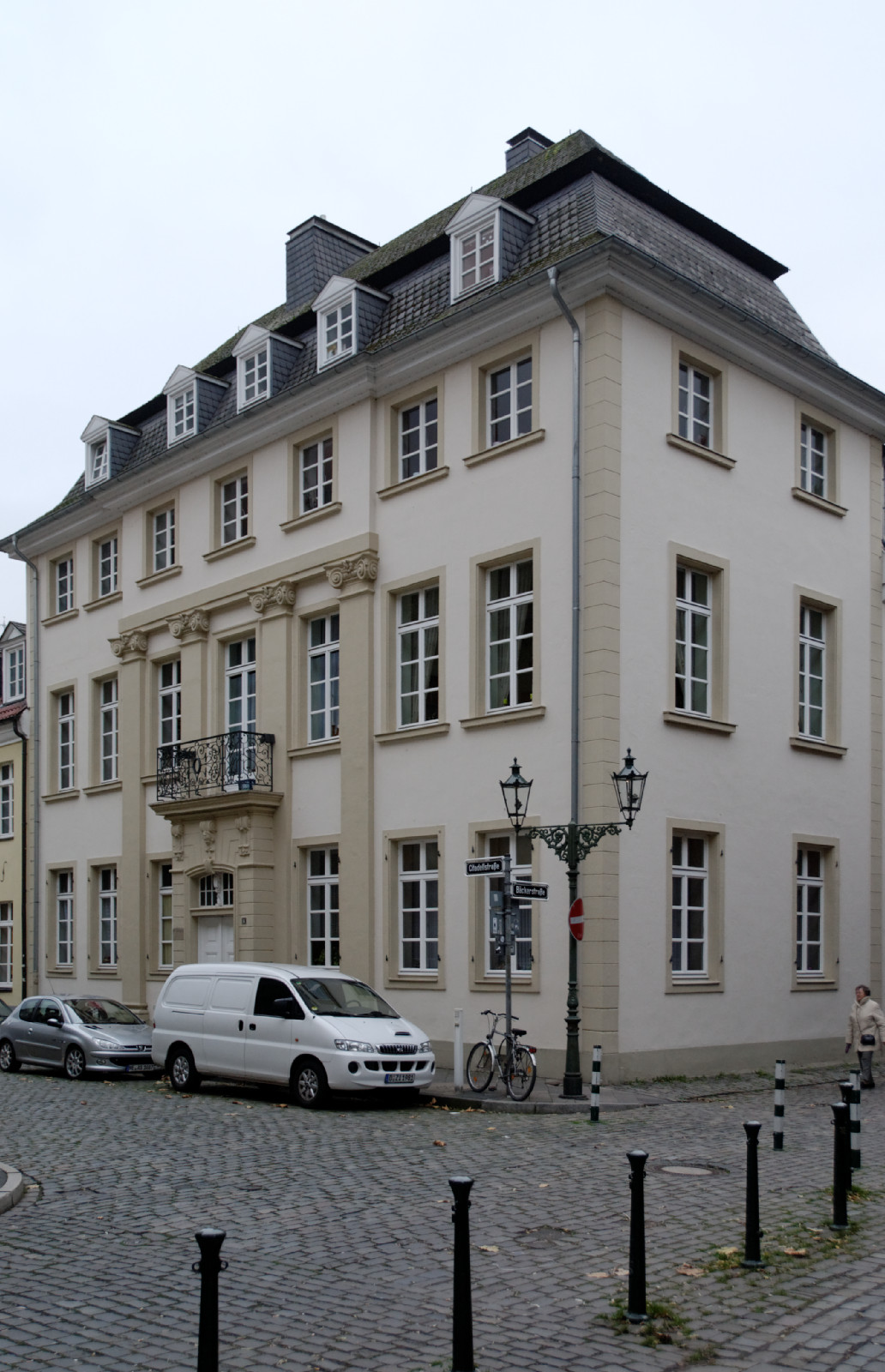
Haus Citadellstraße 14
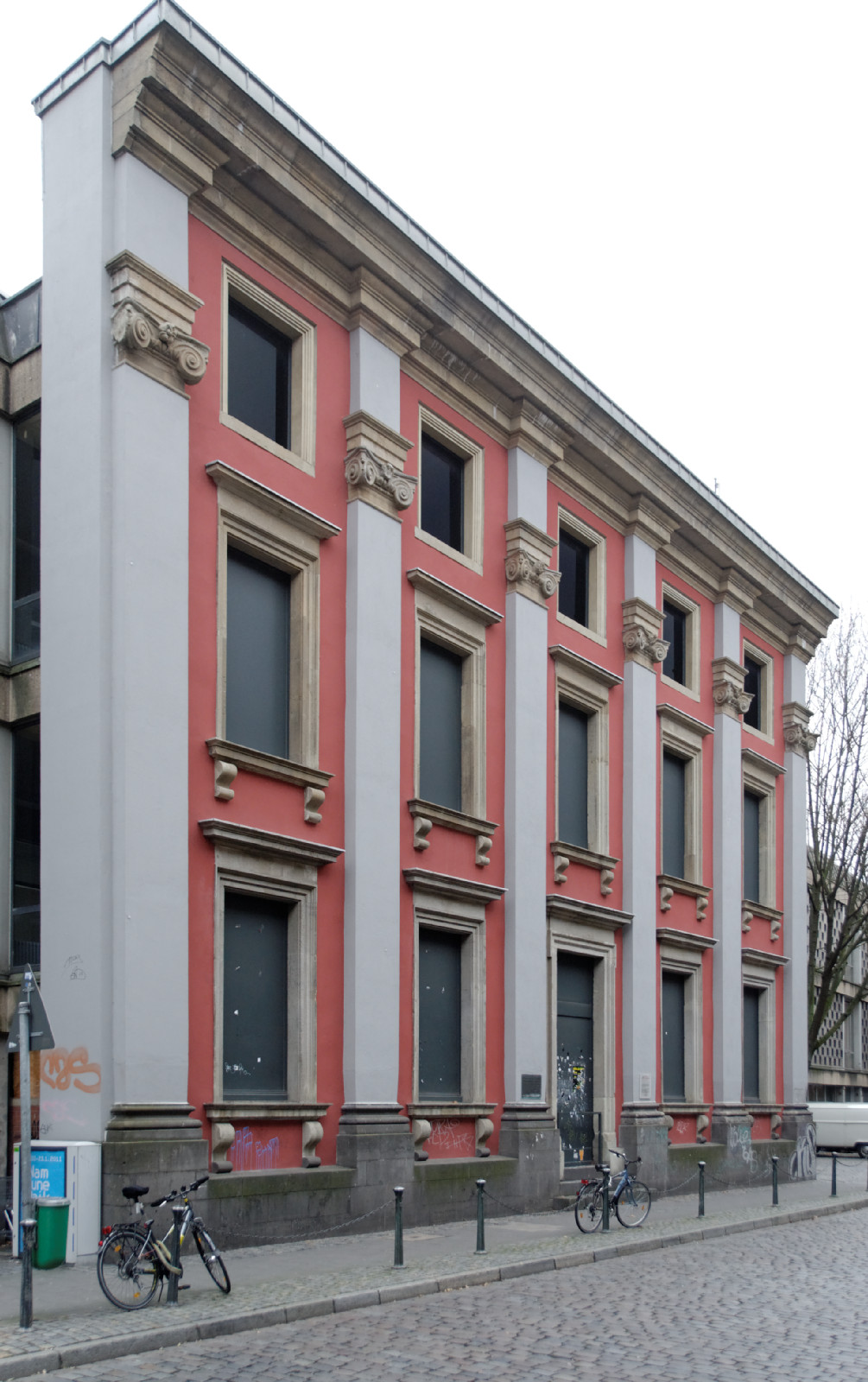
Fassade der ehem. Coelesterinnenkirche in der Ratinger Straße (Palais Spinrath)
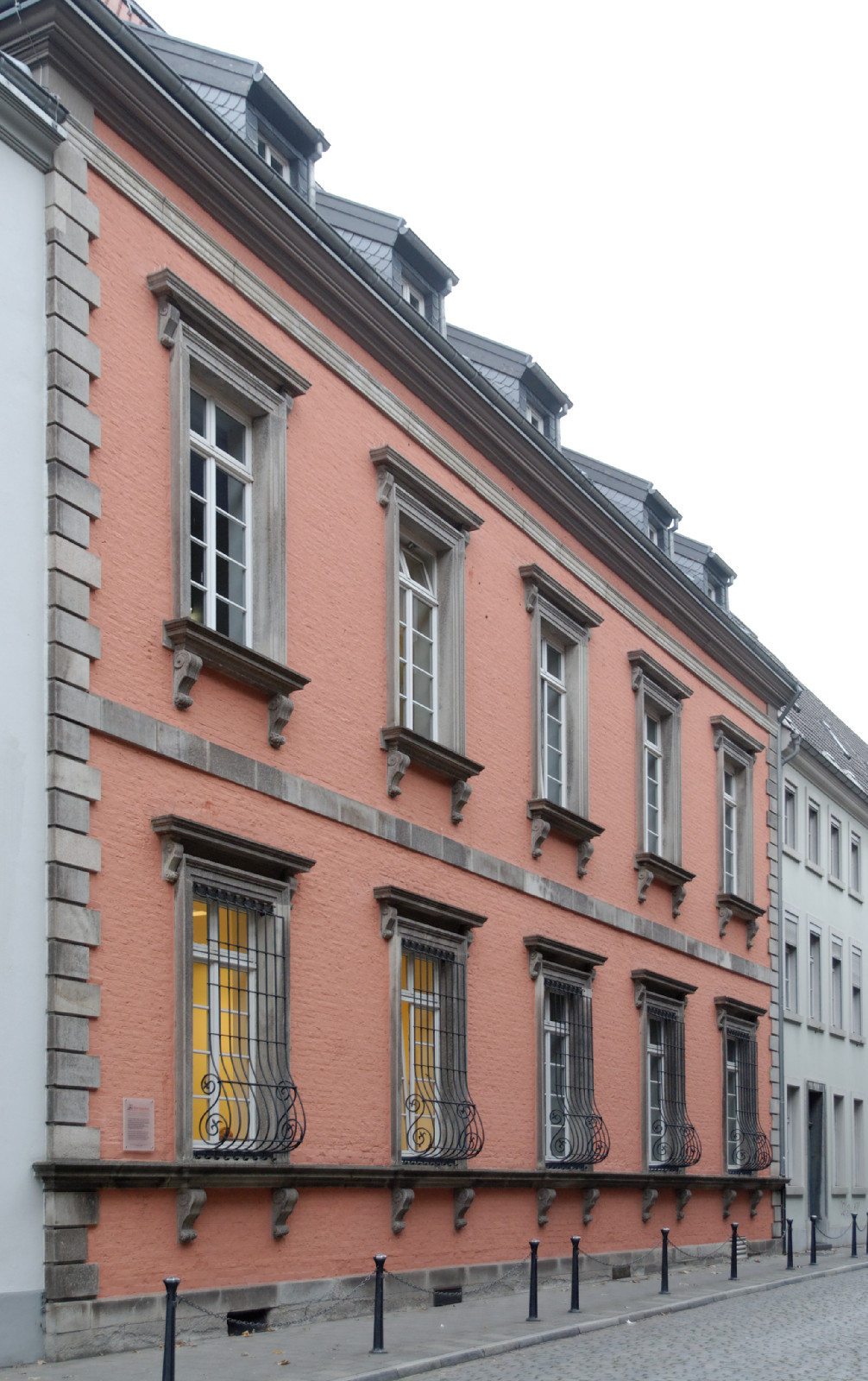
Palais Schaesberg

##### Domenico Martinelli
Letztendlich erhielt Domenico Martinelli aus Lucca, der in Wien tätig war, die Aufgabe, Pläne für das Düsseldorfer Residenzschloss zu entwerfen. Bei seinem Aufenthalt in Düsseldorf im Sommer 1699 stellte Martinelli seinen Entwurf vor, der einen Teil des alten Schlosses in die neue Residenz integrieren sollte. Martinelli plante eine streng symmetrische, rechteckige Vierflügelanlage mit einer südlichen und einer östlichen Hauptfassade zur Stadt. Der Entwurf wurde nicht umgesetzt. Sein Entwurf hatte jedoch Einfluss auf den Umbau, den Jan Wellem durchführen ließ und bei dem die Kolonnade des Hauptflügels sowie ein neuer Treppenturm in der südwestlichen Ecke des Hofes erbaut wurden. Das Innere wurde auf das prächtigste geschmückt.

##### Gabriel de Grupello
1695 wurde Gabriel de Grupello von Kurfürst Jan Wellem nach Düsseldorf berufen, der plante, seine Residenzstadt mit einem Abguss der Reiterstatue Mark Aurels vom Kapitol in Rom schmücken zu lassen. Das von Grupello geschaffene Jan-Wellem-Reiterdenkmal auf dem Düsseldorfer Marktplatz stellt den „eindrucksvollsten und dauerhaftesten Beitrag des Kurfürsten zur künstlerischen Gestaltung seiner Hauptstadt“ dar.

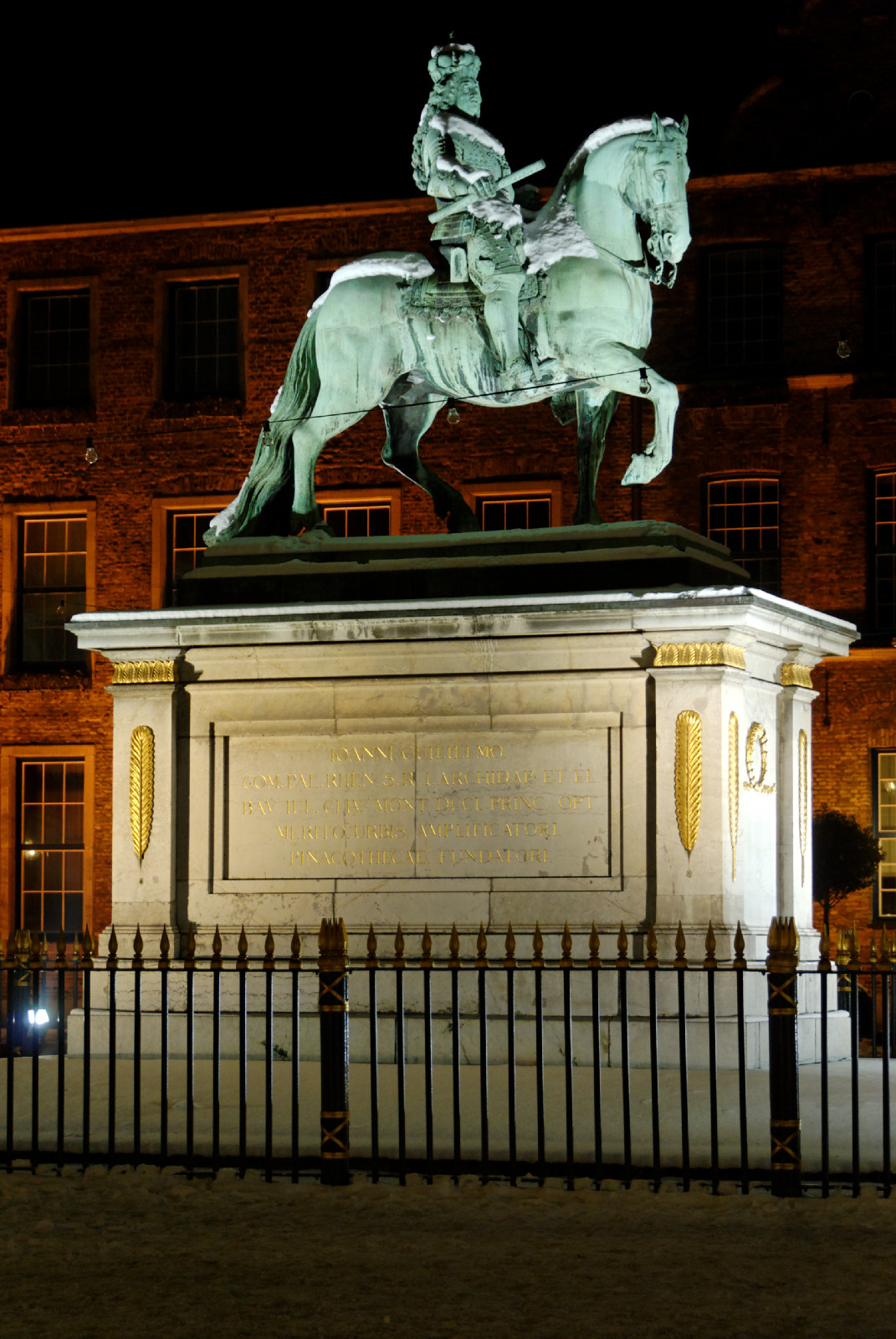

##### Italienische Künstler in Düsseldorf
Als Johann Wilhelm die Italienerin Anna Maria Luisa de’ Medici heiratete, wurden mehr italienische Künstler nach Düsseldorf berufen. So war Albertis Hauptmitarbeiter am Hof Aloysius Bartoly aus Venedig. Daneben waren Antonio Bernardi (Baumeister, Ingenieur und Theater- und Dekorationsmaler) und die Stuckateure Carlo Bonaveri, Francesco Orsolini, Gorini, Guarlardi, Antonio Rizzo, Bugliachi und Antonio Fabri in Düsseldorf sowie weitere italienische Maler, Bildhauer und Kunsthandwerker tätig.

#### Einfluss niederländischer Architektur (Josephskapelle)
Neben den italienisch-süddeutschen, italienischen und italienisch-französischen Beziehungen gab es künstlerische Verbindungen zu den Niederlanden. So entstand die Kapelle des Klosters der Karmelitinnen genauso wie der Klosterbau im niederländischen Stil. Die Grundrissanlage sowie die Fassadenaufteilung der Pilasterbacksteinarchitektur ließen sich ohne weiteres der Architektur des holländischen Klassizismus aus dem 17. Jahrhundert zuordnen.

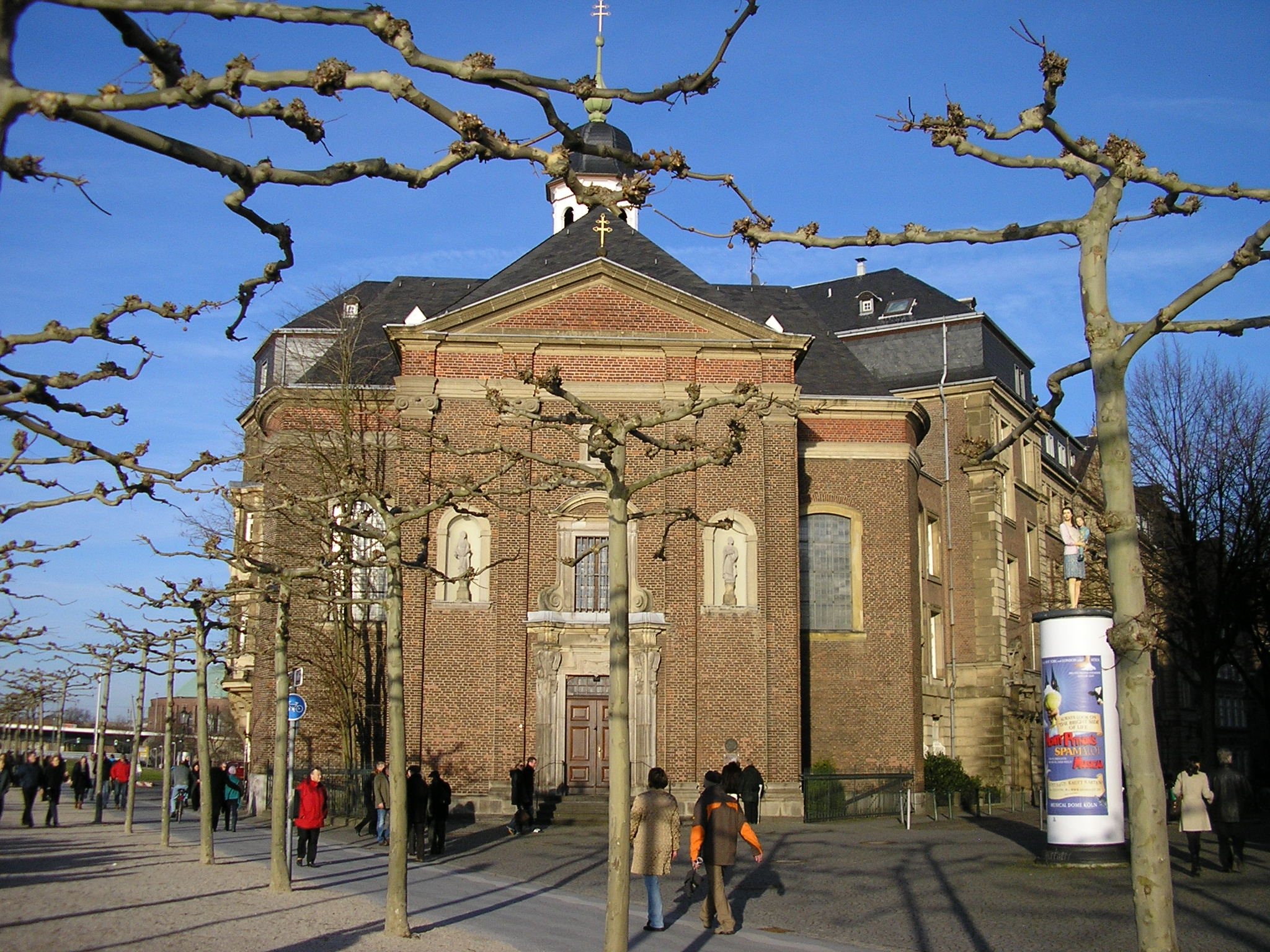
Josephskapelle
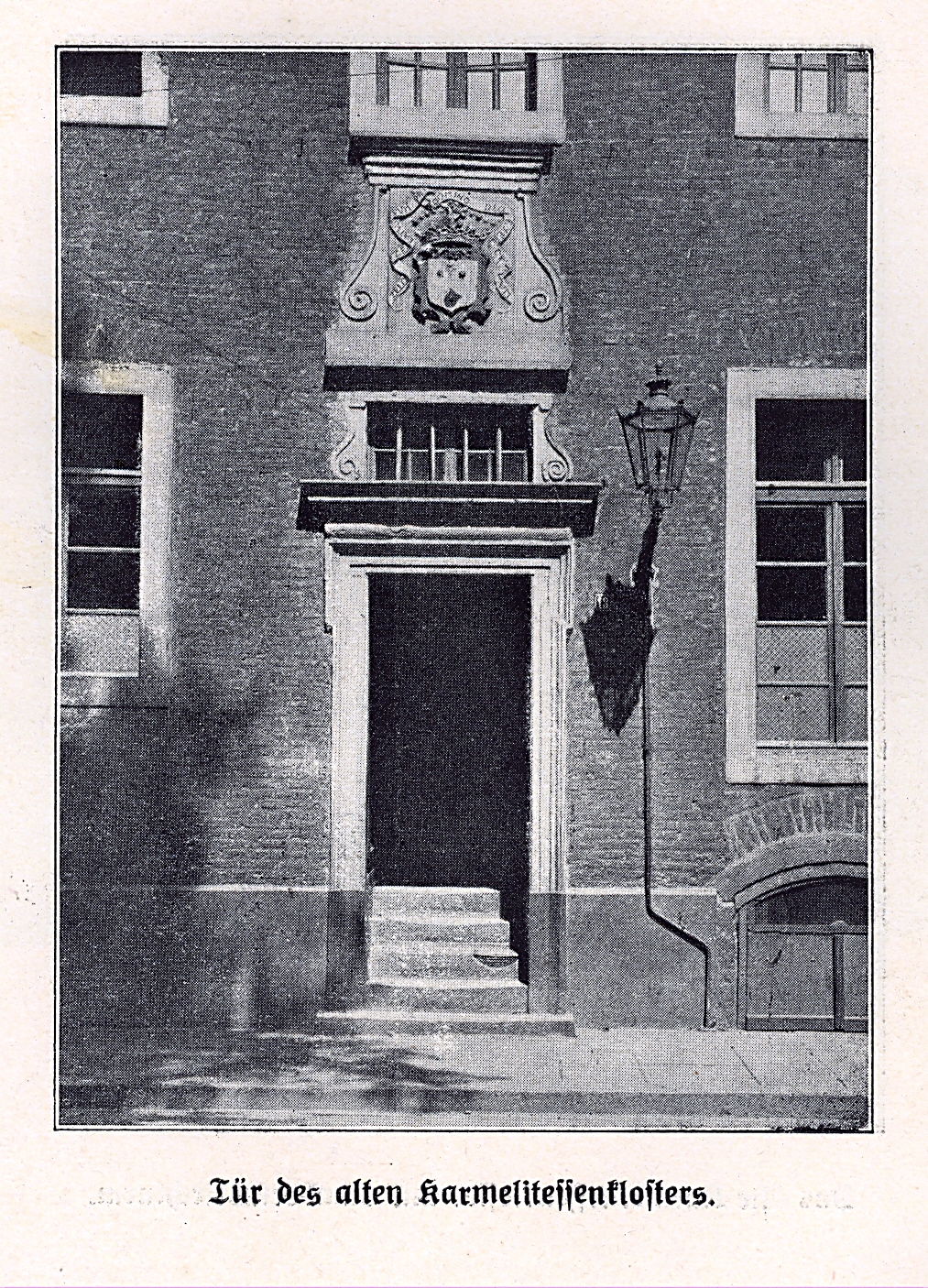

#### Dekoration
Die dekorativen und angewandten Künste waren in der Zeit des Barock besonders gefragt: Heimische Traditionen wechselten dabei mit holländischen und italienischen Einflüssen ab.

„Heute ist freilich ein grosser Teil dieses künstlerischen Vermächtnisses auch auf dem Gebiet der Wohn- und Baukultur längst nicht mehr erhalten. Aber selbst das Wenige was uns geblieben ist, ist ein interessantes Spiegelbild der mannigfachen künstlerischen Beziehungen des kunstbegeisterten Kurfürsten: Heimische Traditionen wechseln mit holländischen und italienischenZusammenhängen. Das Jahrhundert der Renaissance hat in Düsseldorf, freilich soweit wir uns aus den dünnfliessenden Quellen nur noch erfahren können, nicht im entferntesten nicht eine so reiche Bestätigung der dekorativen und angewandten Künsten bieten können.“

##### Stuckdekoration
Jörg Heimeshoff bemerkt zu einer Stuckdecke im Haus Altestadt 14: „Die barocke Stuckdecke im westlichen Raum des Erdgeschosses zählt zu den vorzüglichsten Beispielen ihrer Art am Niederrhein. Sie ließ wahrscheinlich der Hofkammerdirektor und Generalkommissar Friedrich Christian Freiherr von Spee oder dessen Tochter Maria Margaretha anfertigen, in deren Besitz sich das Haus nach 1662 befand“.
Paul Clemen beschreibt in Die Kunstdenkmäler der Stadt und des Landkreises Düsseldorf aus dem Jahre 1894 die Stuckdecke im Haus mit Mittelmedaillon und Muschelmotiven:

„In dem Hause Altestadt 14, das über der Thür das Alliancewappen von Scheidt-Weschpfennig und von Tengnagel trägt, findet sich im Erdgeschoss, im Spezereigeschäft von Peter Leven, eine gut erhaltene Plafondecke in Stuck, mit grossem, ornamentiertem Mittelmedaillon und Muschelmotiven, ohne figürlichen Schmuck (1880 in Nachbildung auf der Kunst- und Gewerbeausstellung).“

Die Stuckdekoration wird auch bei Paul Sültenfuss und Josef Kleesattel erwähnt. Sültenfuss schreibt sie einem barocken Stil zu, der unter dem Einfluss der Stuckverzierung von Schloss Benrath und des Düsseldorfer Residenzschlosses stand:

„Dies Stuckarbeiten wie die im Hause Ritterstraße 16 haben nicht mehr die breitlappige barocke Formengebung wie die unter dem Einfluss der Stuckverzierung von Schloss Benrath stehenden Kamine und Decken der Häuser Altestadt 14 und Citadellstraße 7. Bei dem reizvollen Spiel von Ranken, Putten, Vasen, Medaillons, weiblichen Figuren und Leistenwerk, die auch bei den Stuckdecken Citadellstr. 2 im Kloster der Franziskaner wiederkehren, darf man vielleicht an die zahlreichen Stuckkünstler denken, die Johann Wilhelms Jagdschloss zu Bensberg und sein Stadtschloss auf dem Burgplatz geschmückt haben. Aber im Einzelnen Künstler aufzuführen, ist einstweilen noch nicht möglich.“

Stuckdekorationen
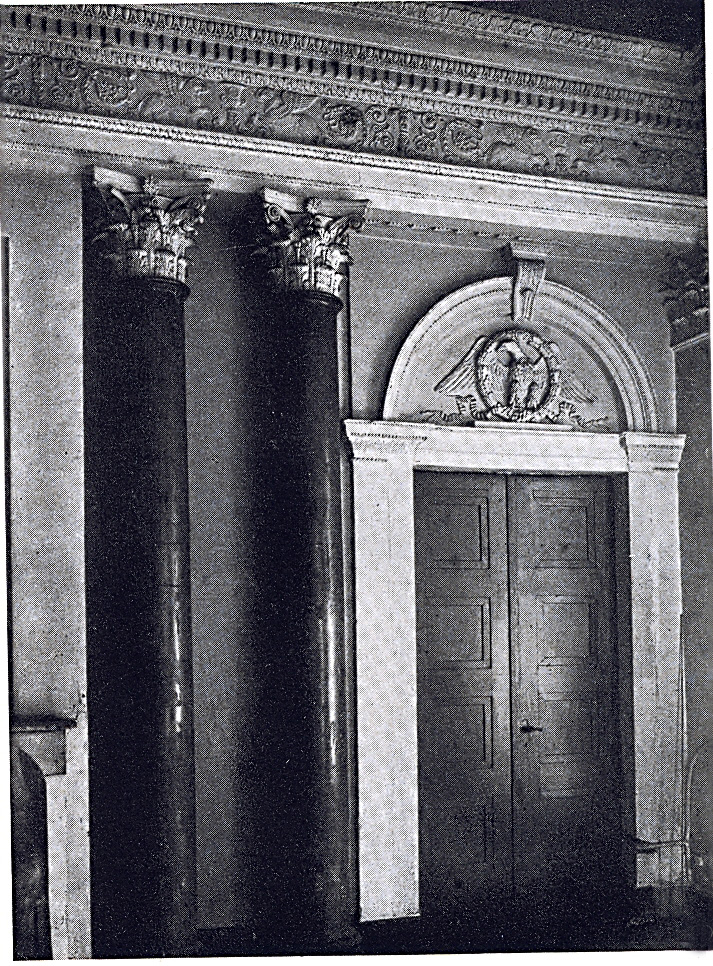
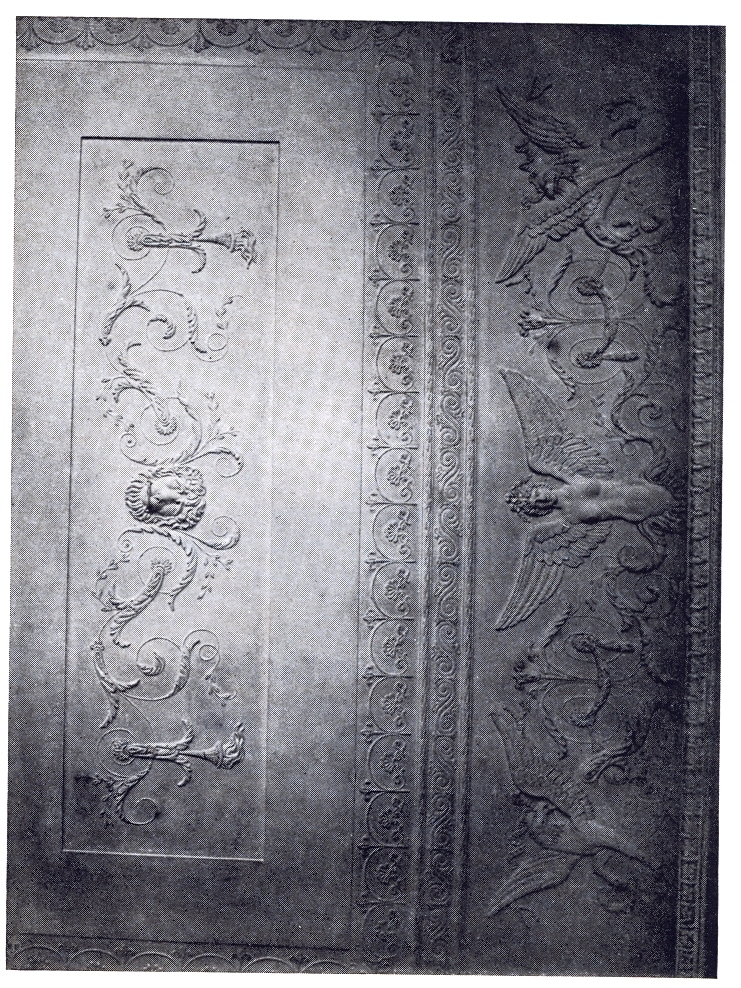
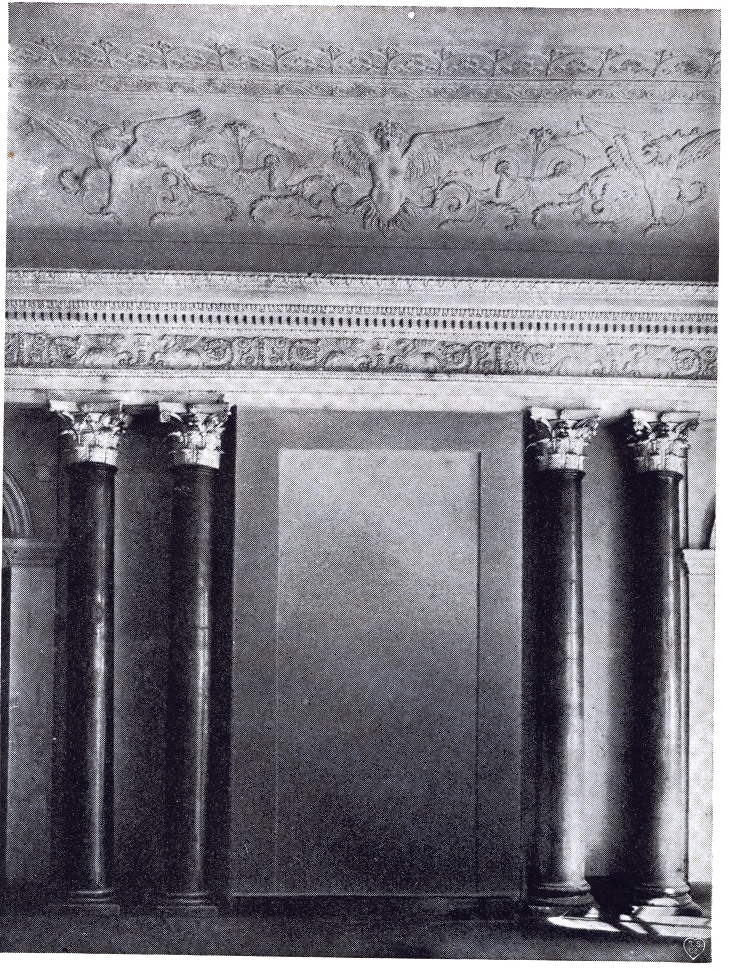
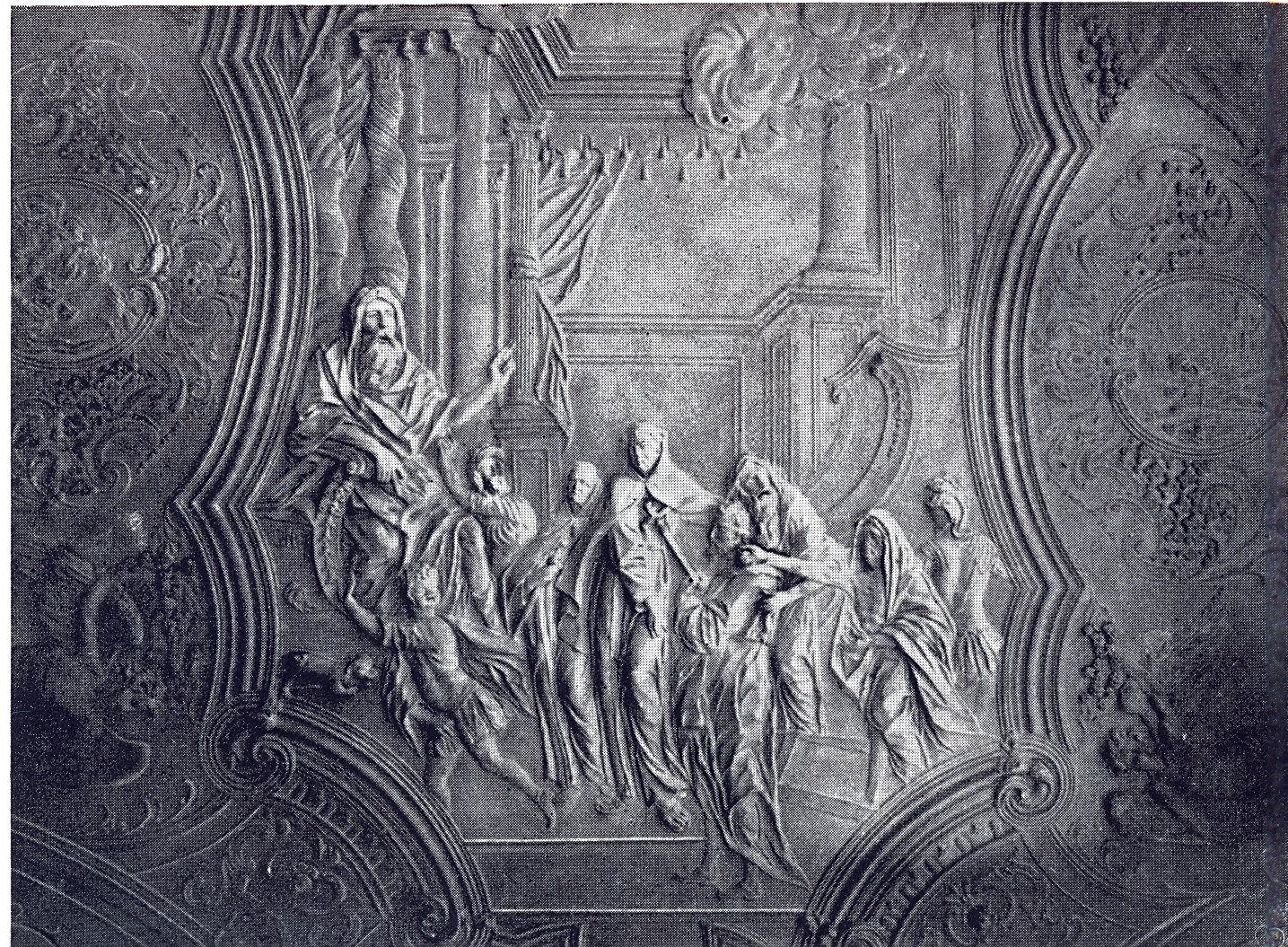
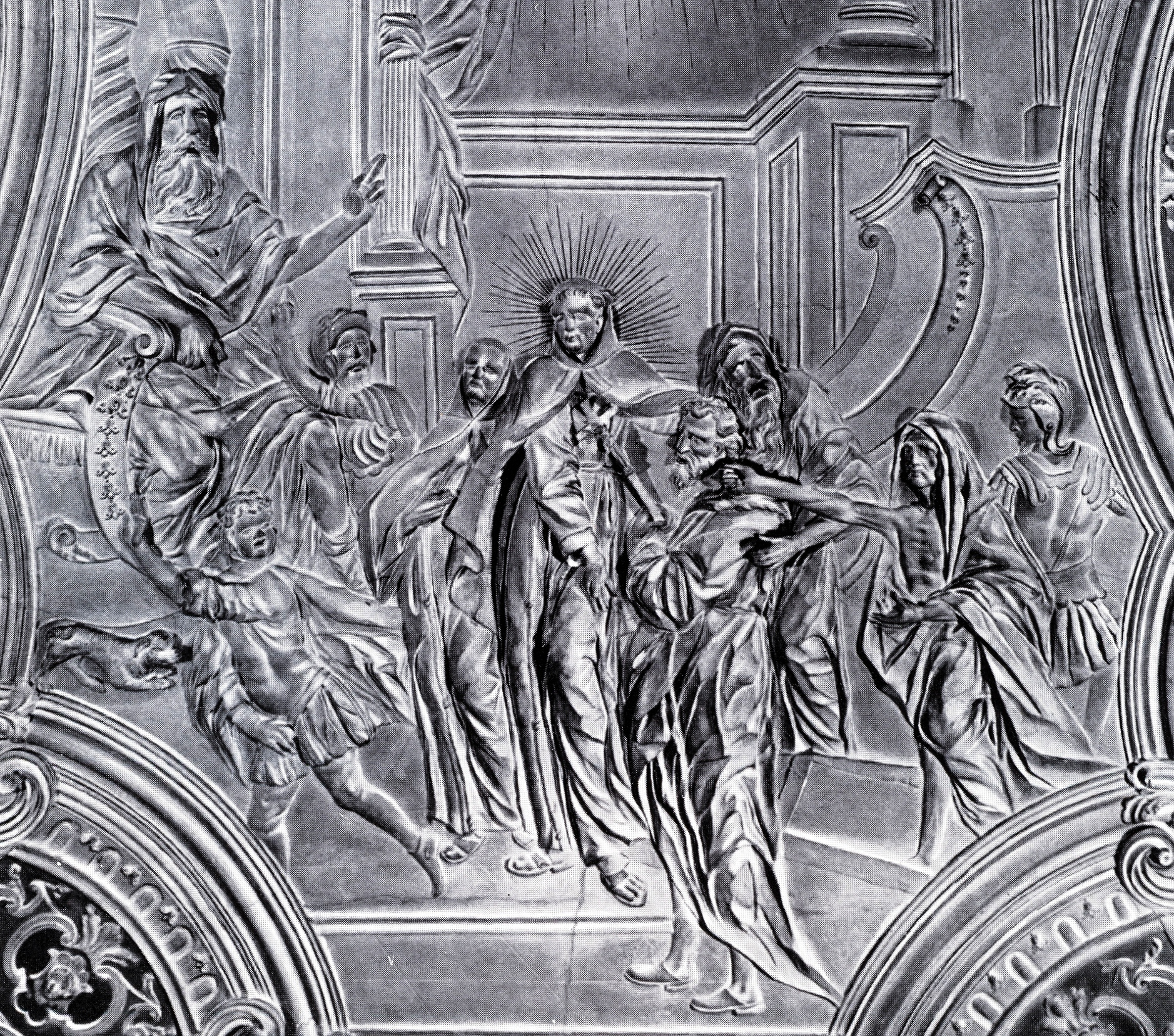
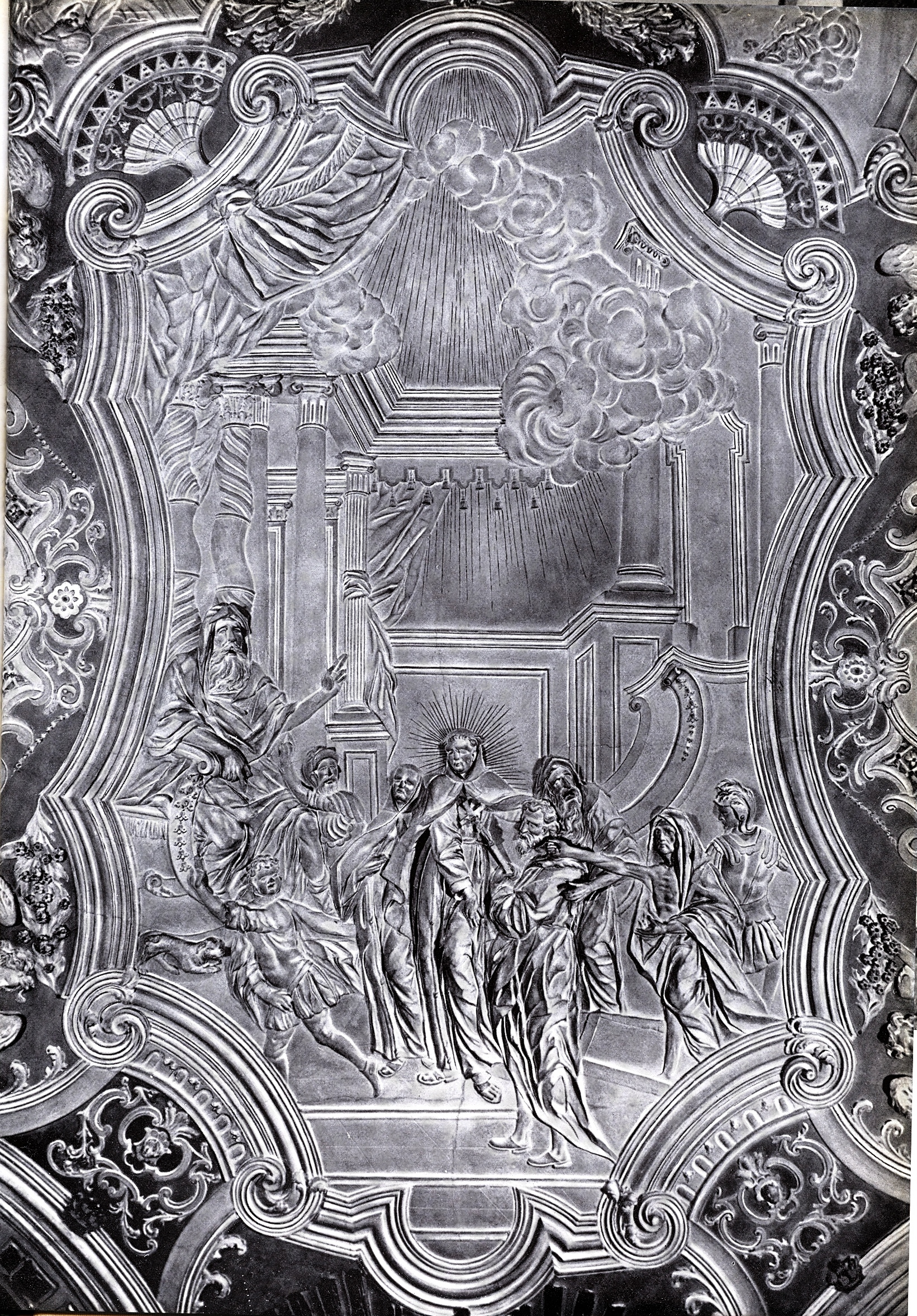
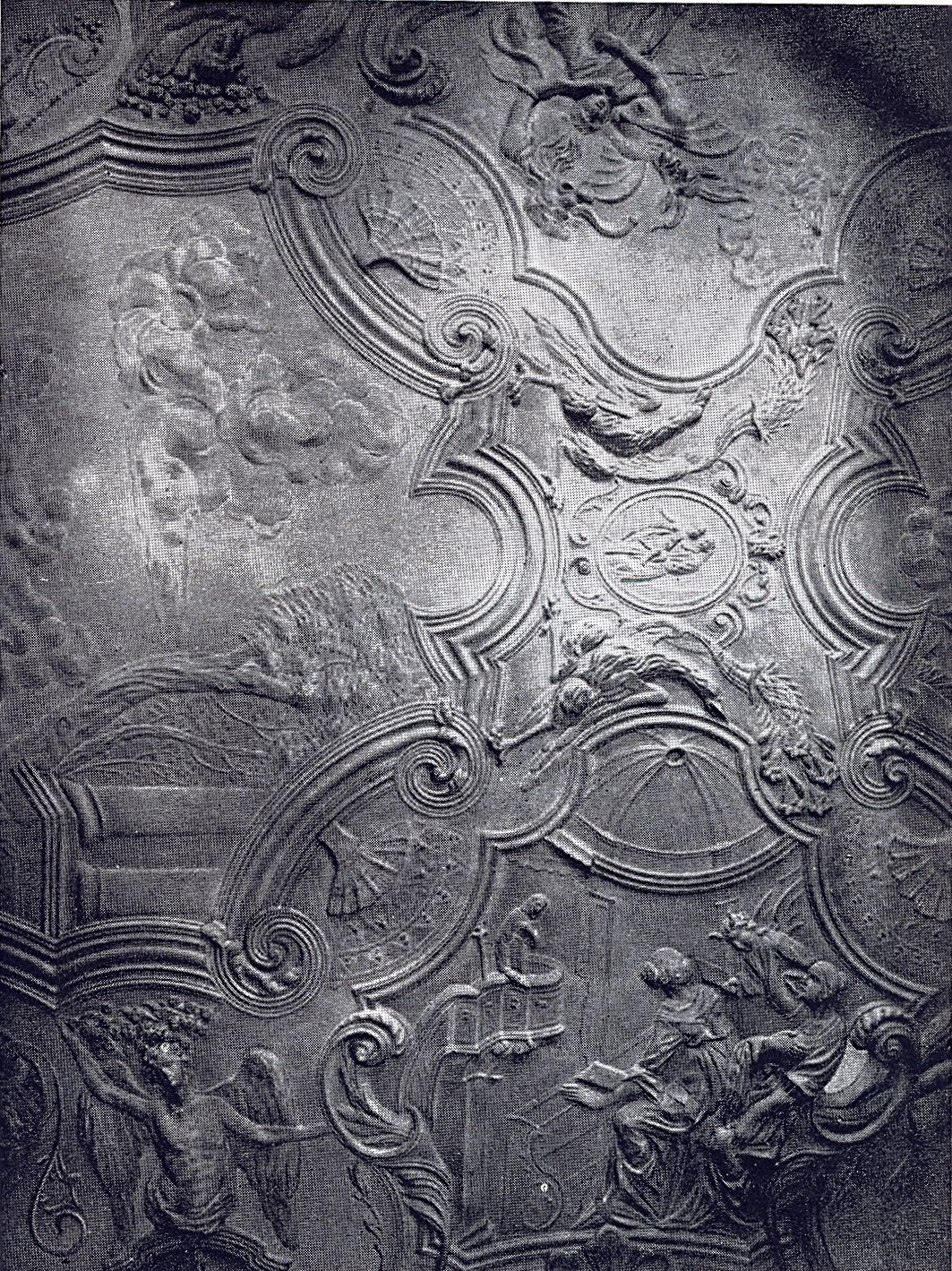
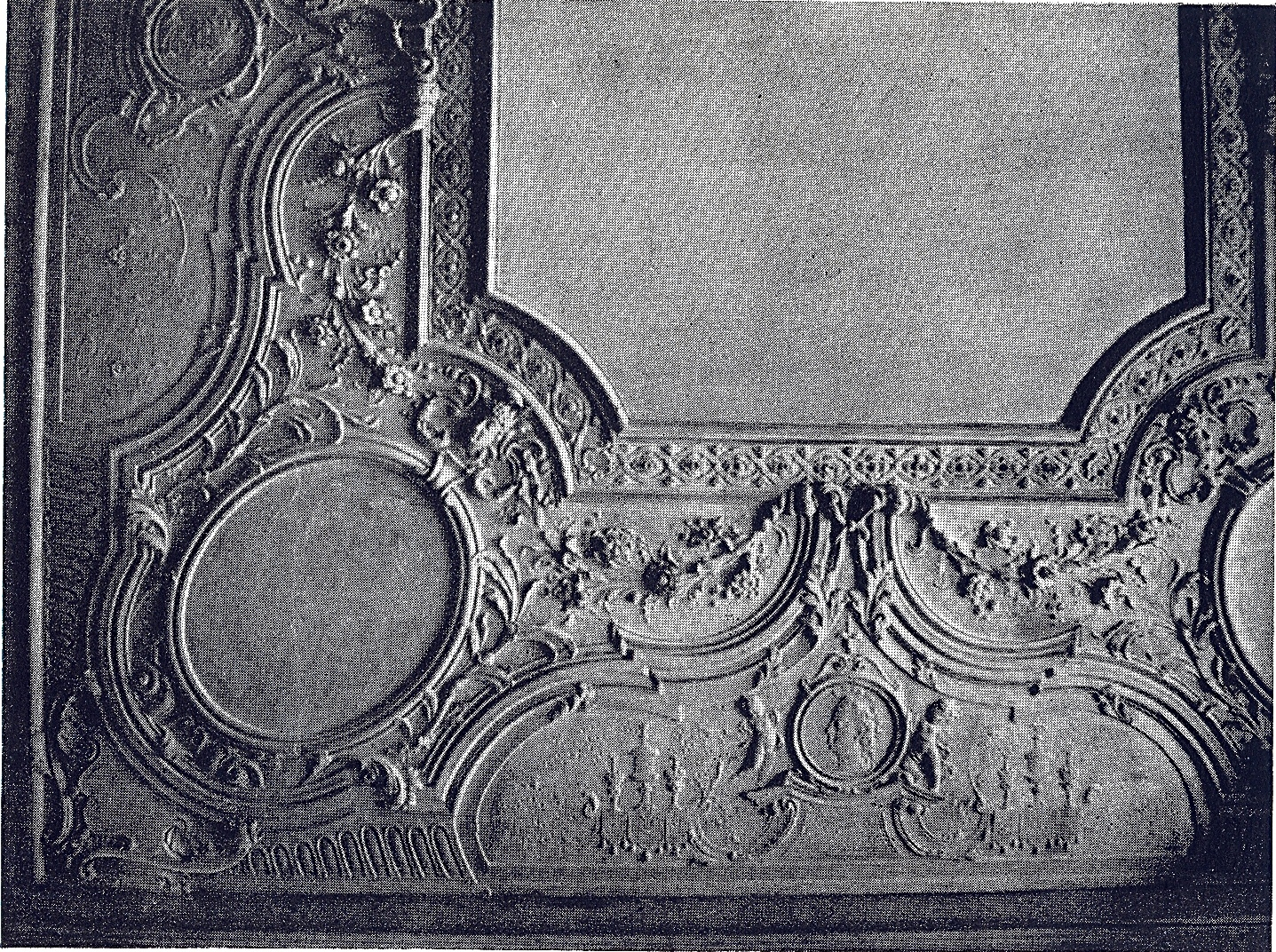
Douvenhaus, Stuckdekoration

##### Treppendekoration
Paul Sültenfuß beschreibt ausführlich die Treppendekoration in Düsseldorf. Er führt dabei als Beispiel die Treppen in den Häusern Citadellstraße 5 und Citadellstraße 7 sowie im Rathaus auf.

„Auf die Anlage der Treppenhäuser und ihren künstlerischen Schluss […] möchte ich nur darauf hinweisen, von welcher früher gar nicht gekannten Bequemlichkeit der Treppenlauf der geräumigen Treppenhäuser geworden ist, wie schön und exakt die Zeichnung der Profile der Baluster, Geländer und Pfosten, vor allem, wie der neue künstlerische Reichtum, den Johann Wilhelms Hof um sich sammelte, sich in dem Schmuck von Delphinen oder Voluten an den Anfangspfosten der Treppen der Wohnhäuser widerspiegelt. Man vergleiche die Treppen Citadellstraße 7, im Rathaus und die Hoftreppe Citadellstr. 5. […]“

Dem französischen Empire schreibt Josef Kleesattel die Treppe im Gebäude des städtischen Männergesangsvereins zu. Auch die Treppe im Haus Grabenstraße 4 wird dem Empire zugeschrieben, deren „hochgestellter schöner Treppenpfosten besondere Beachtung verdient“. Auch die Treppe im Malkastenhaus sei eine „reizende Empiretreppe“, die zu den oberen Gemächern des Philosophen Jacobi führte.

Treppenhäuser und Treppendekorationen
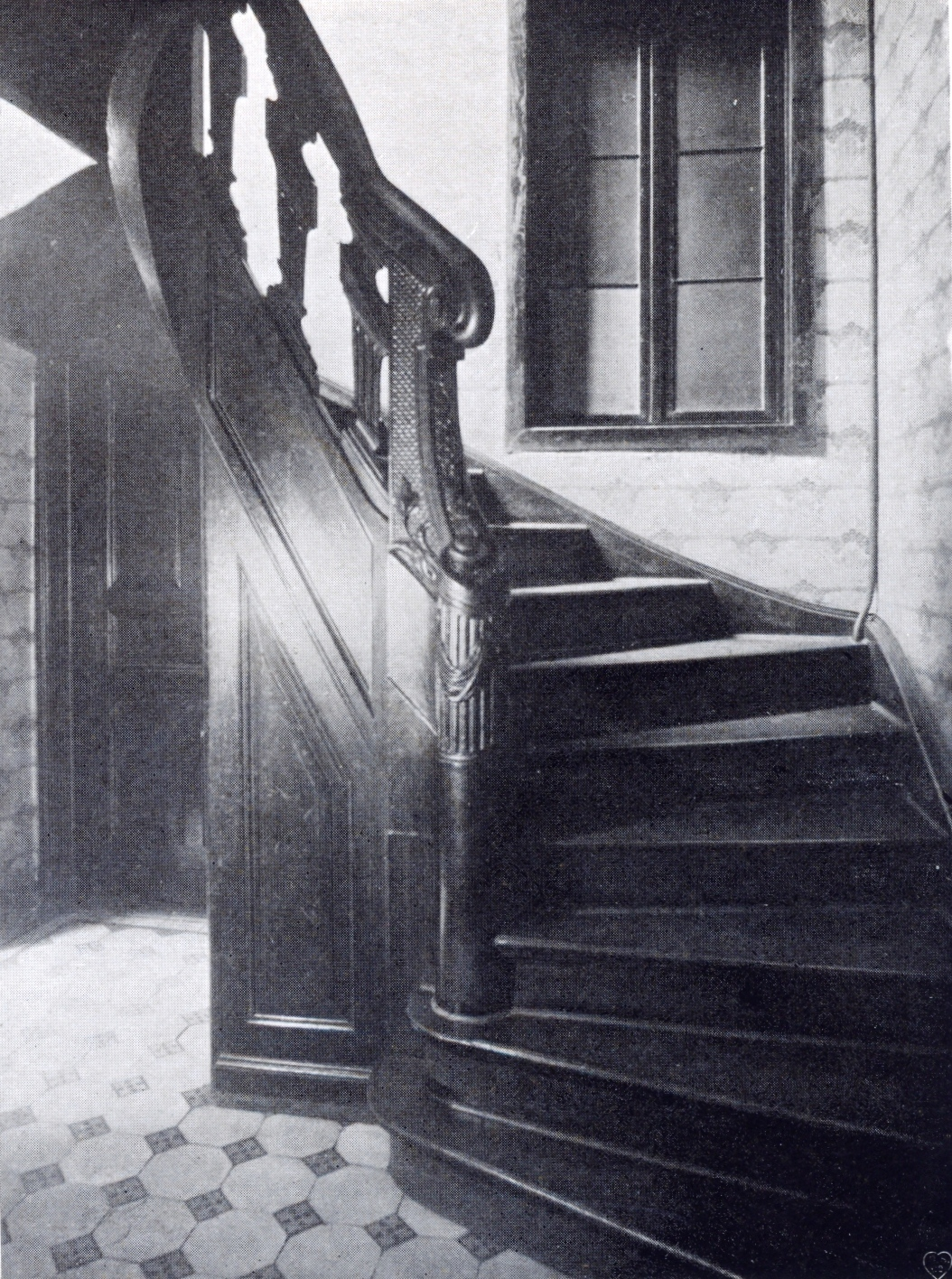
Grabenstr. 4, Treppe
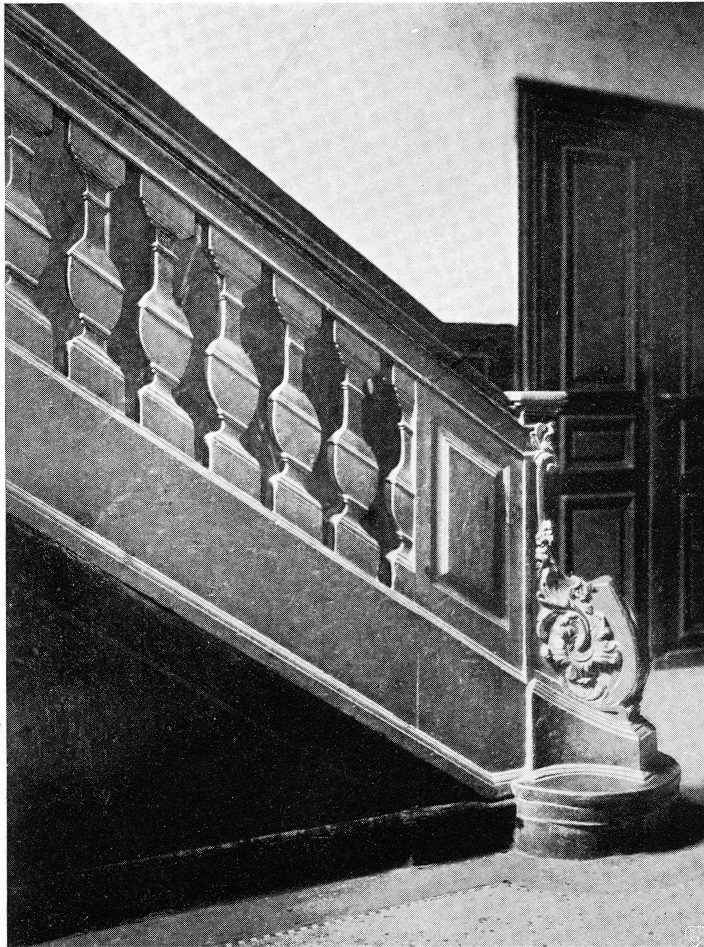
Altestadt 14, Treppe
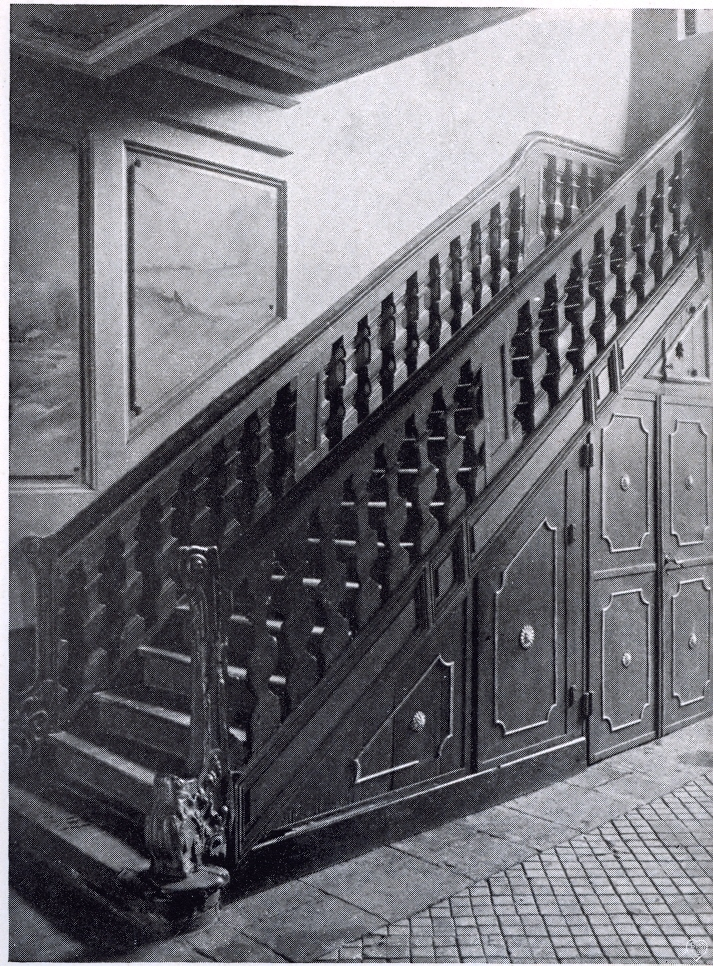
Ritterstraße 10, Treppe
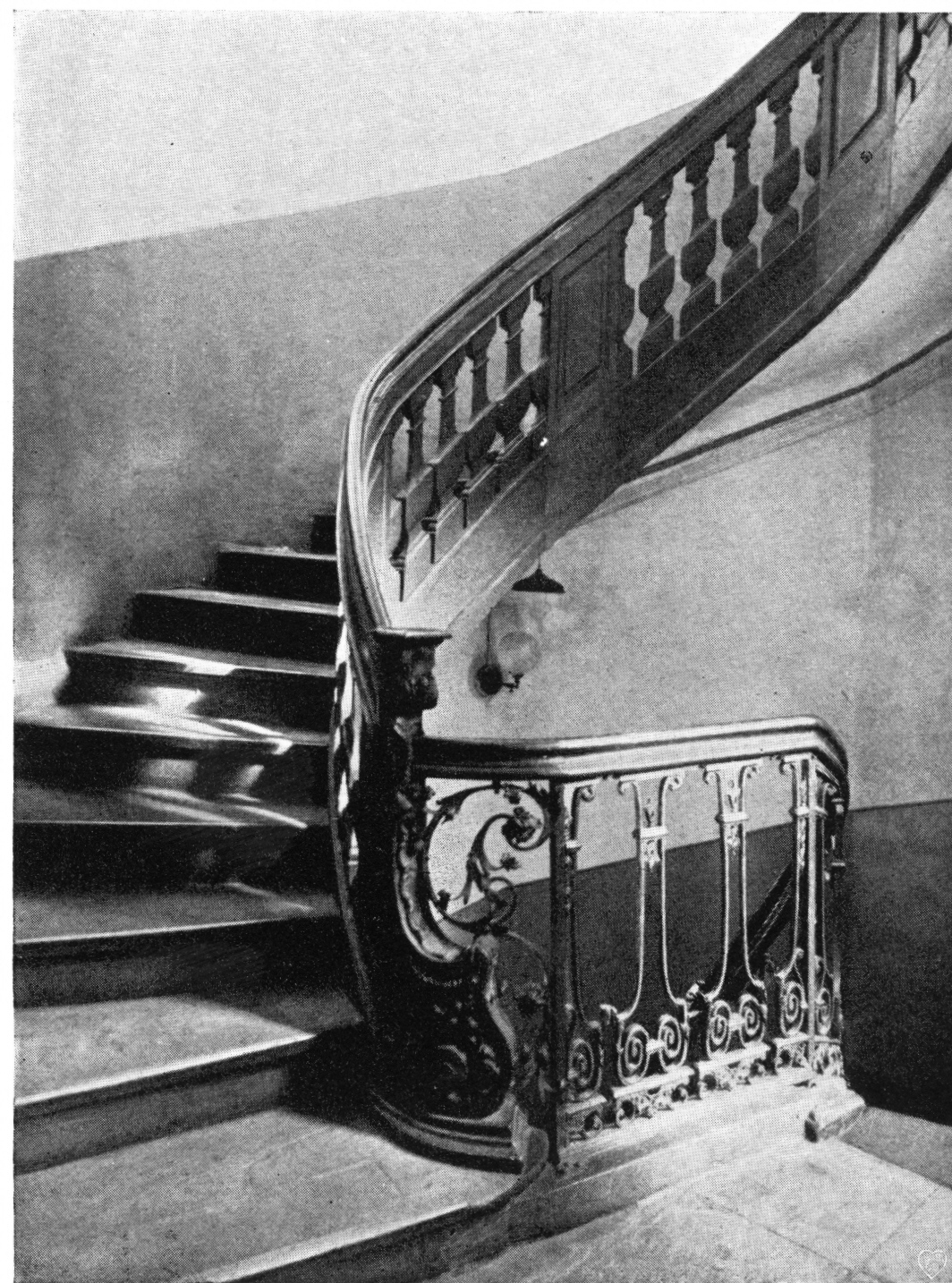
Altes Rathaus, Obere Treppe
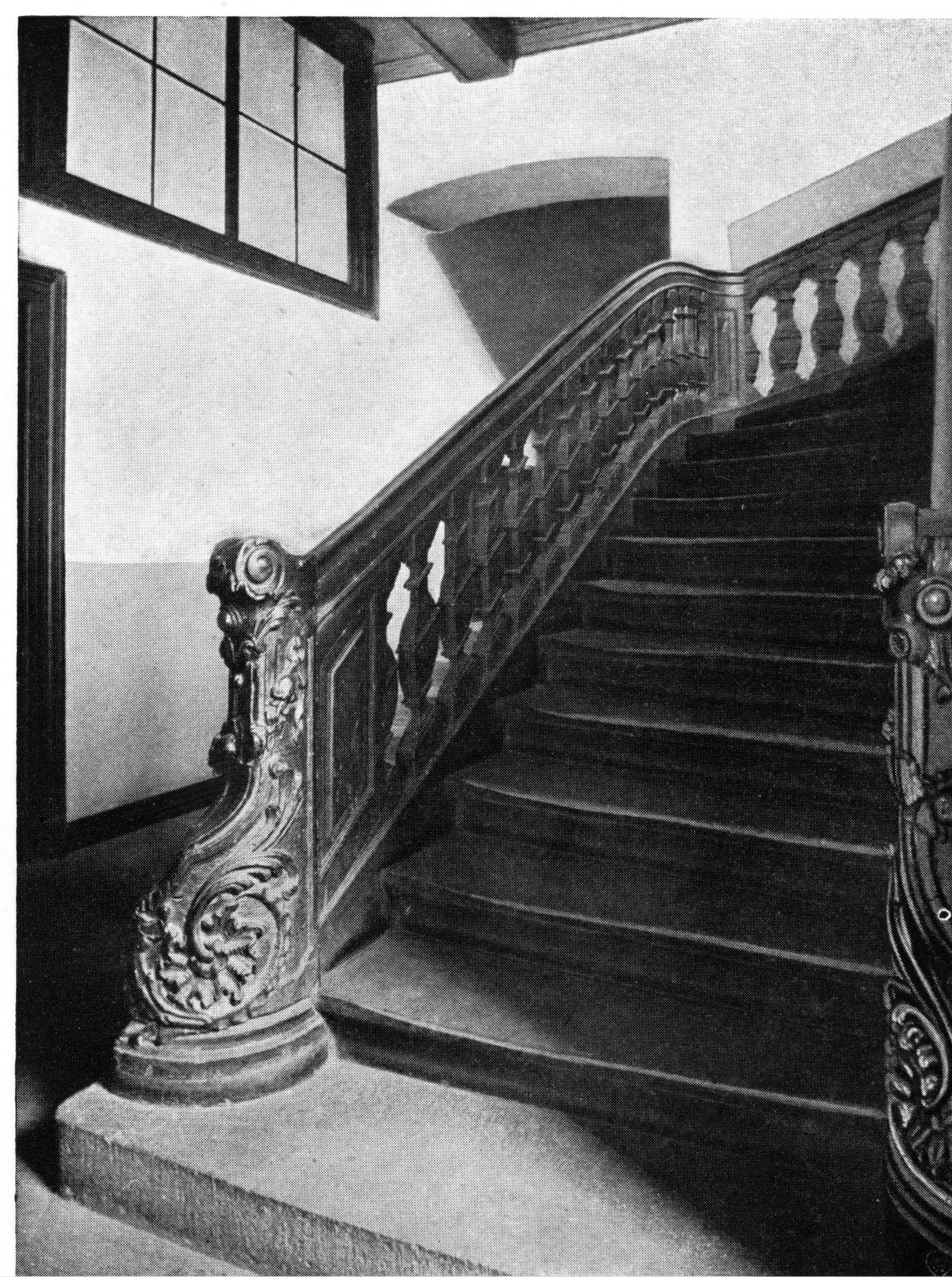
Altes Rathaus, Treppe im Seitenflügel
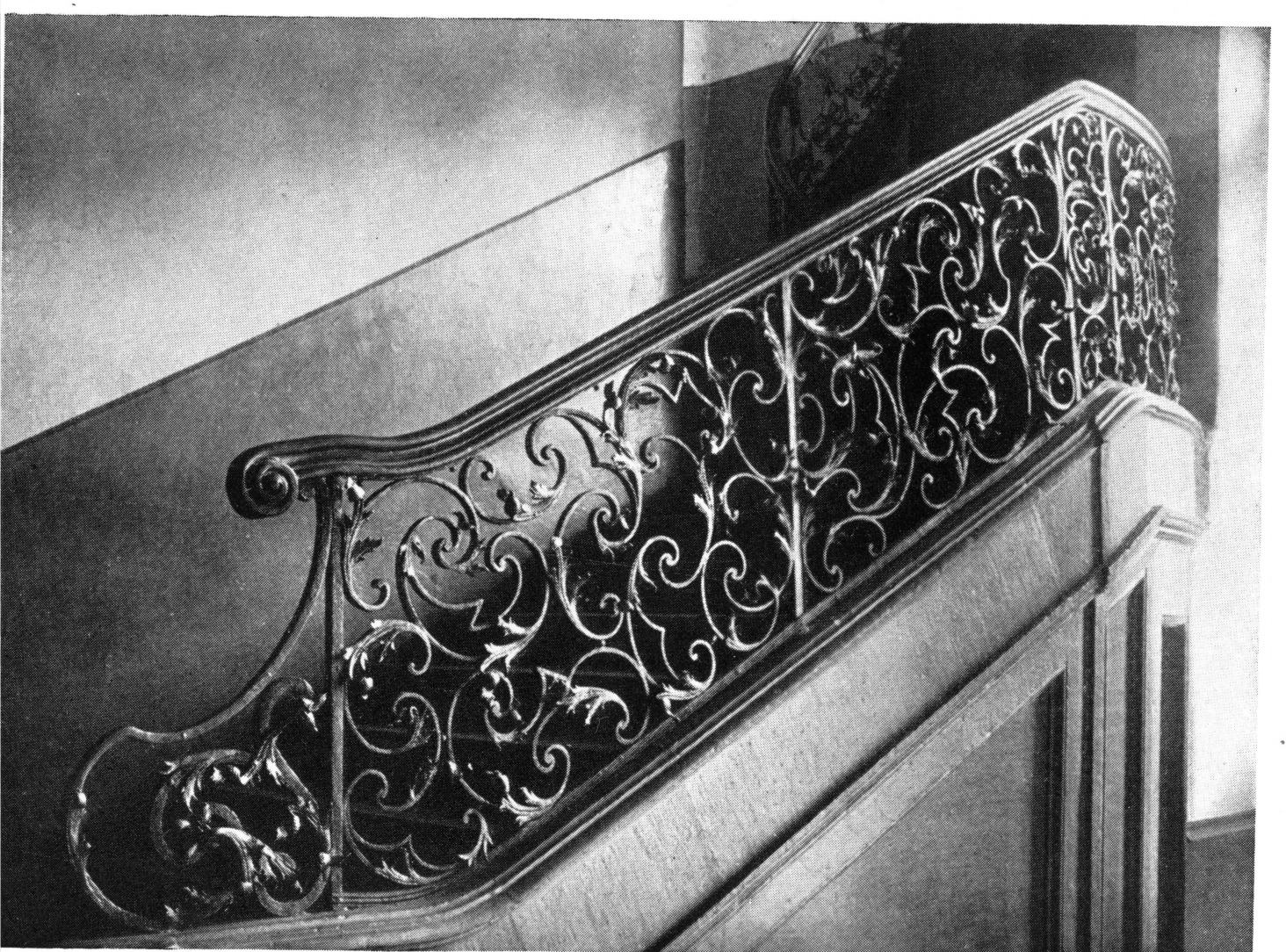
Altes Rathaus, Untere Treppe
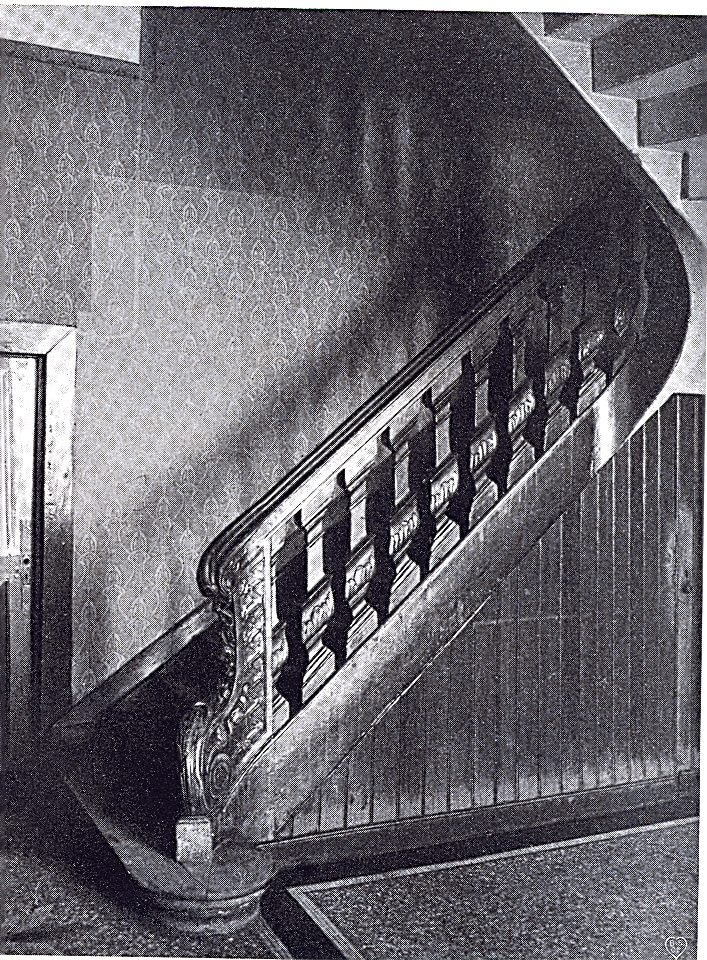
Altestadt 3–13, Treppe
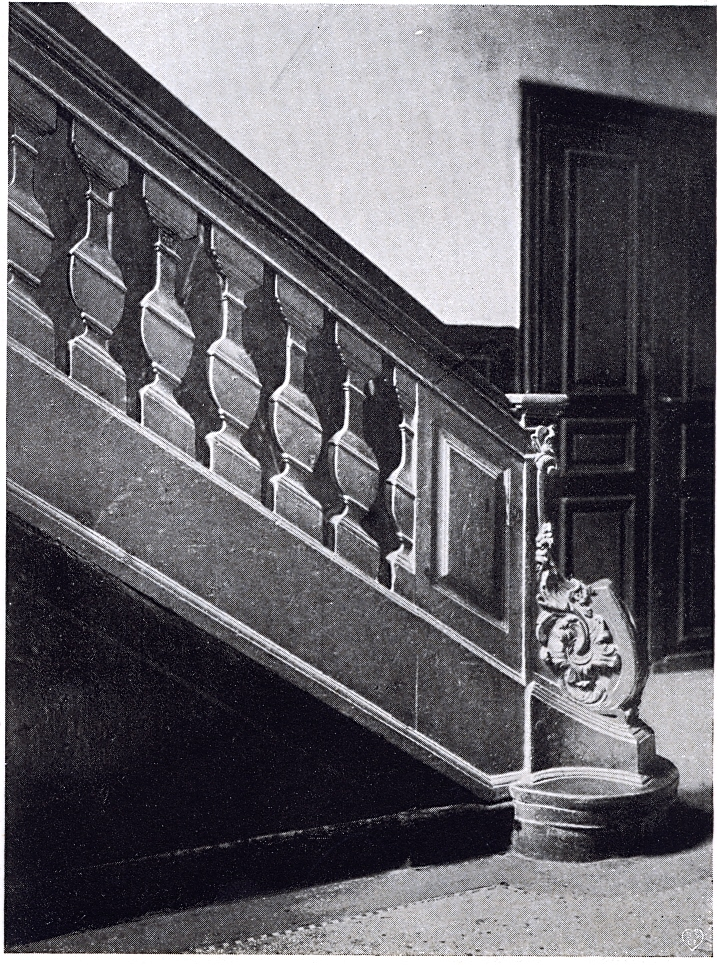
Altestadt 14, Treppe
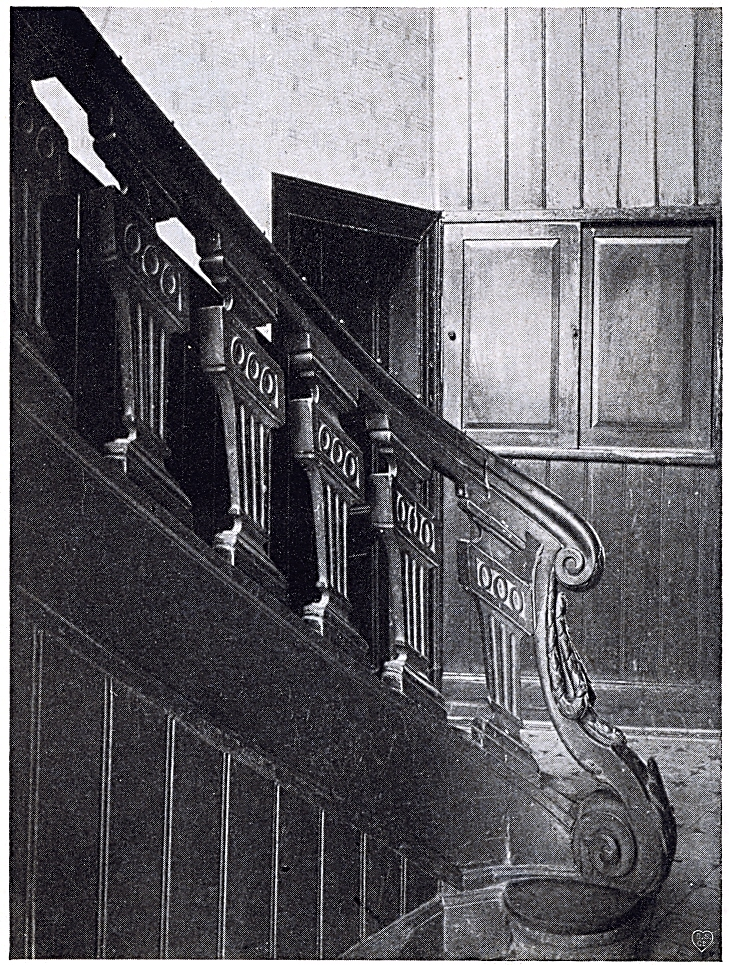
Neubrückstraße 12, Treppe
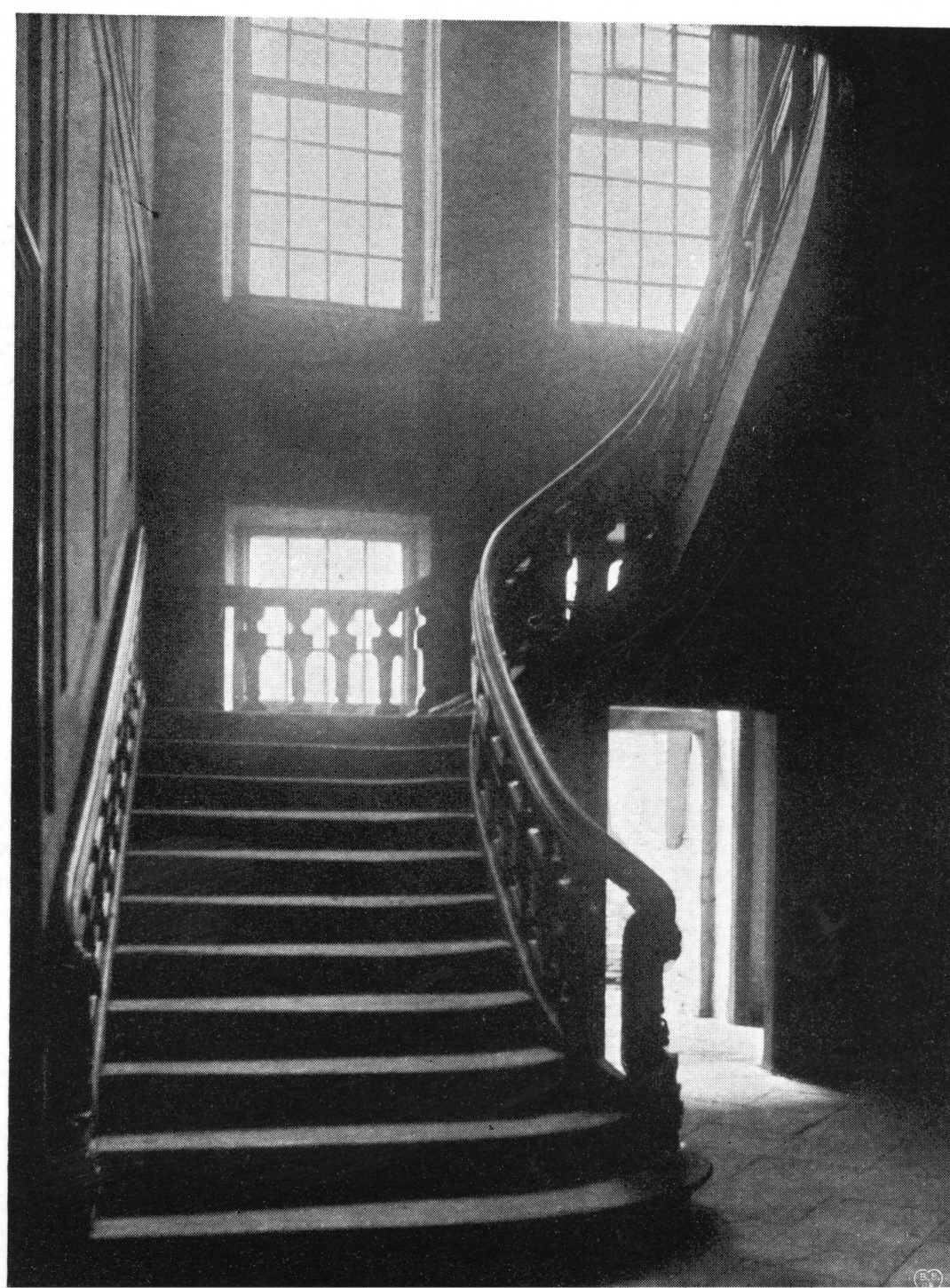
Palais Nesselrode, Treppenhaus
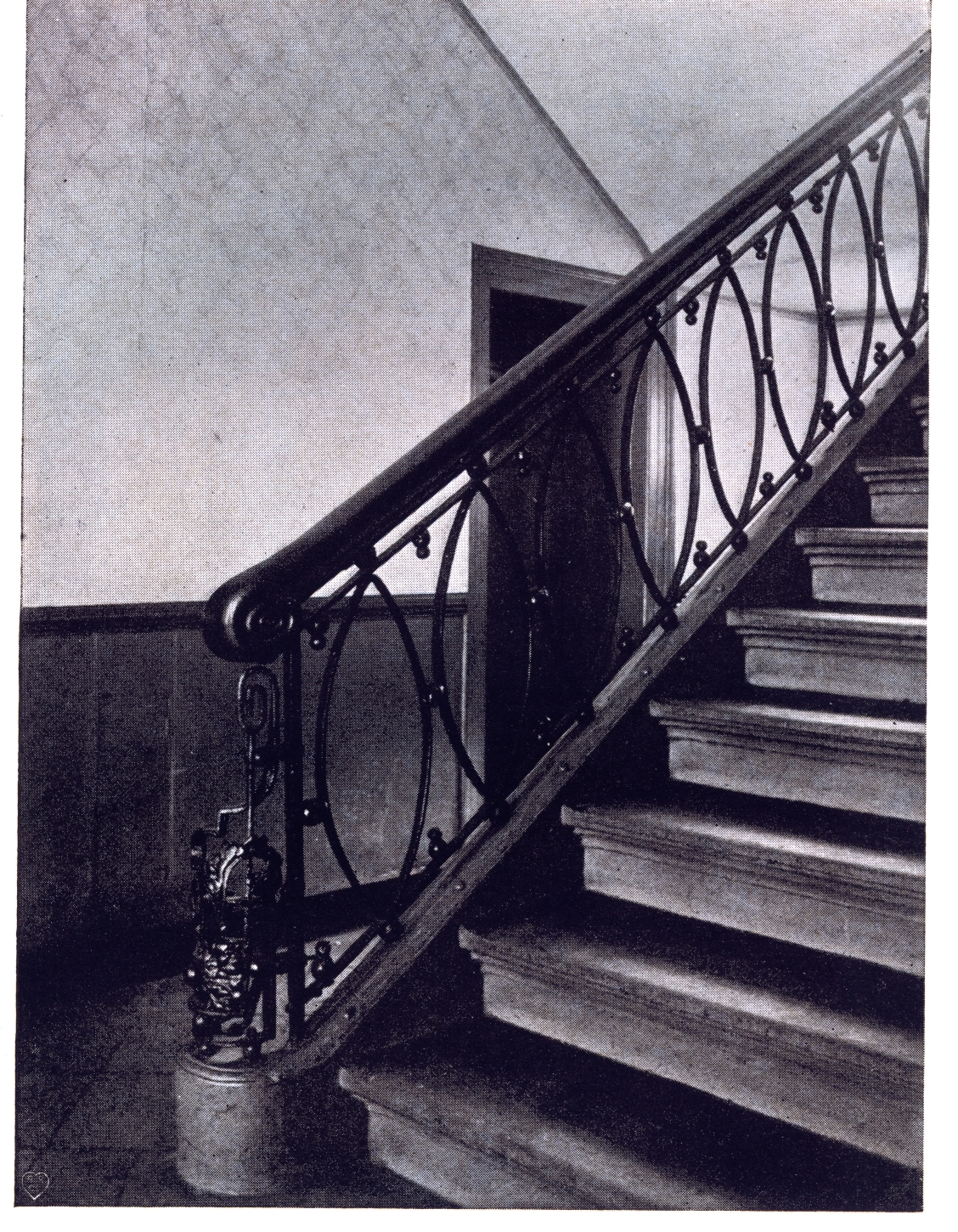
Palais Spinrath, Treppe
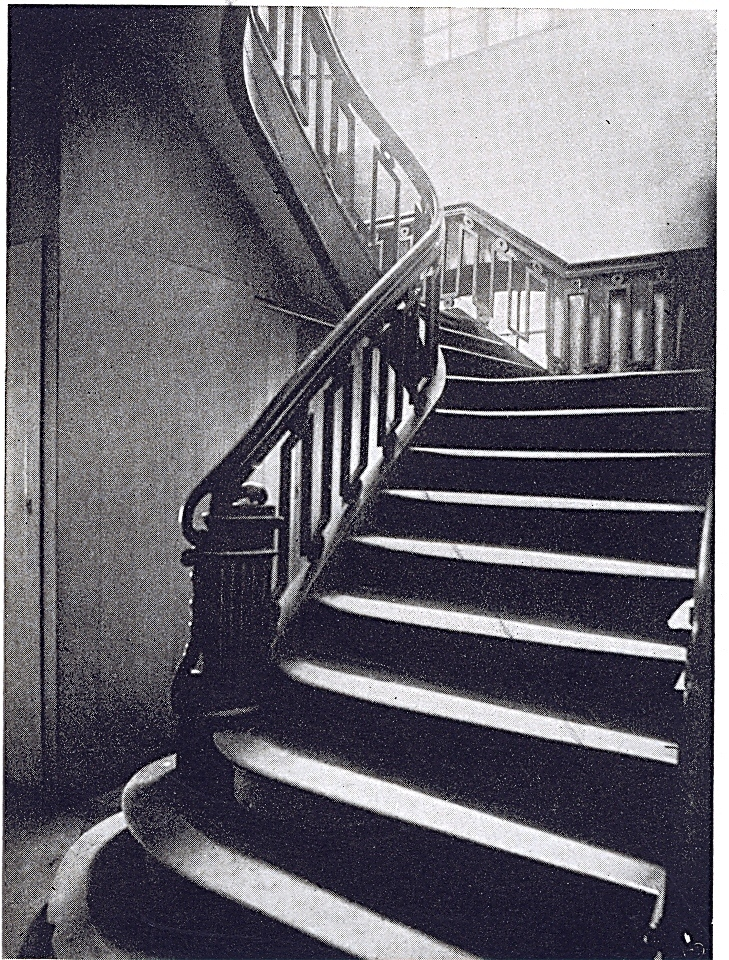
Citadellstraße 19, Treppe
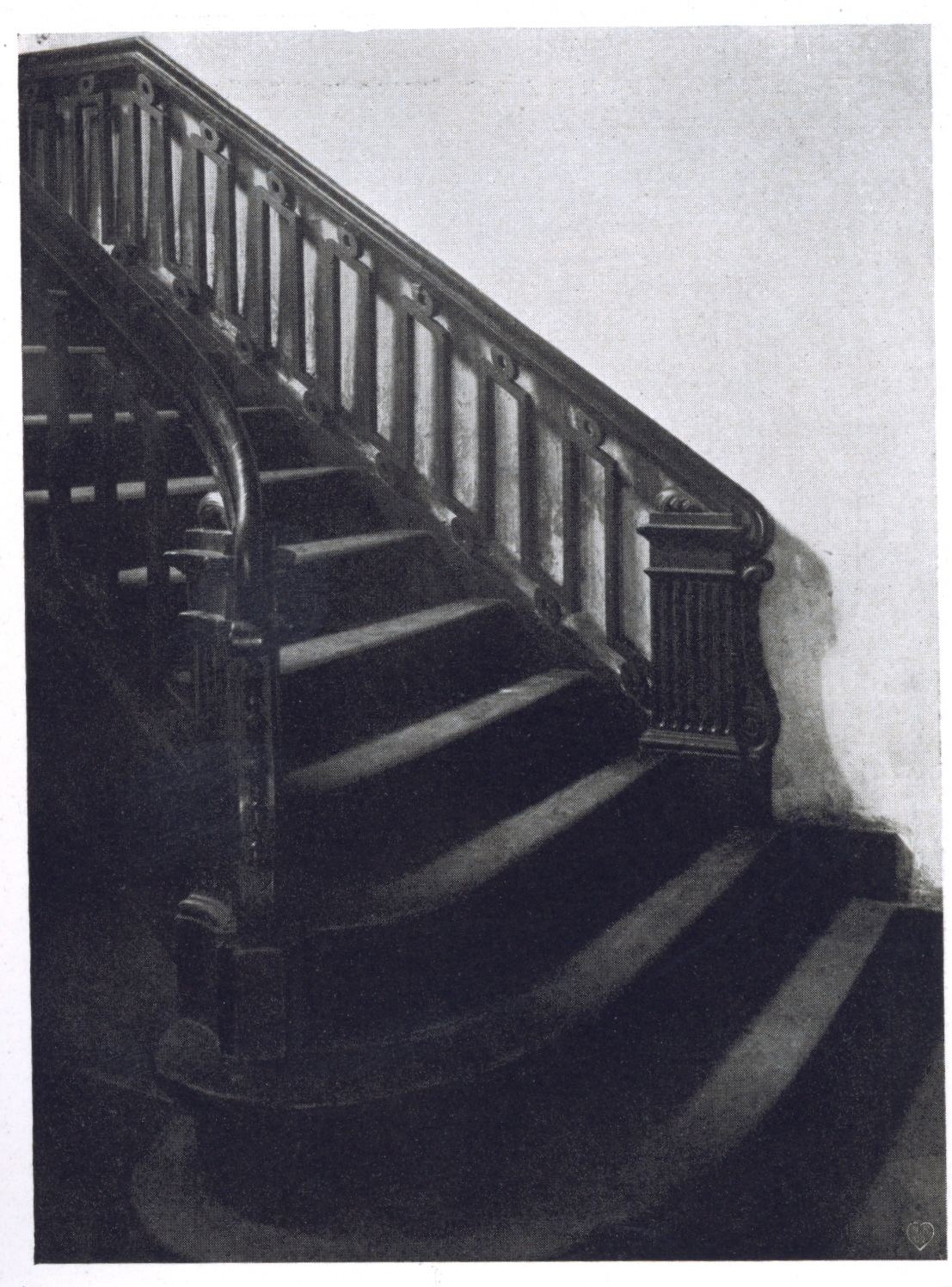
Citadellstraße 19, Treppe, Detail
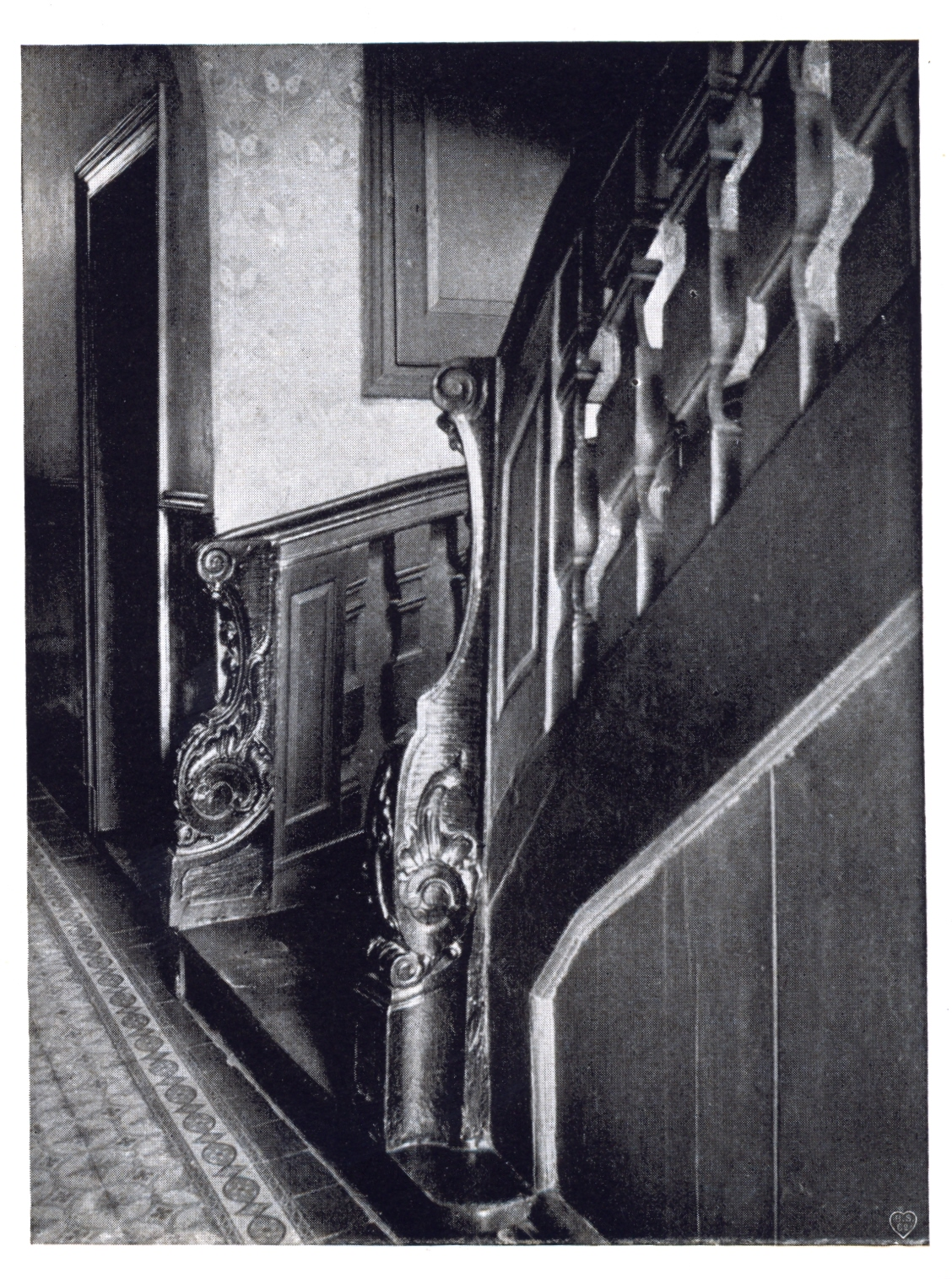
Citadellstraße 11, Treppe, Detail
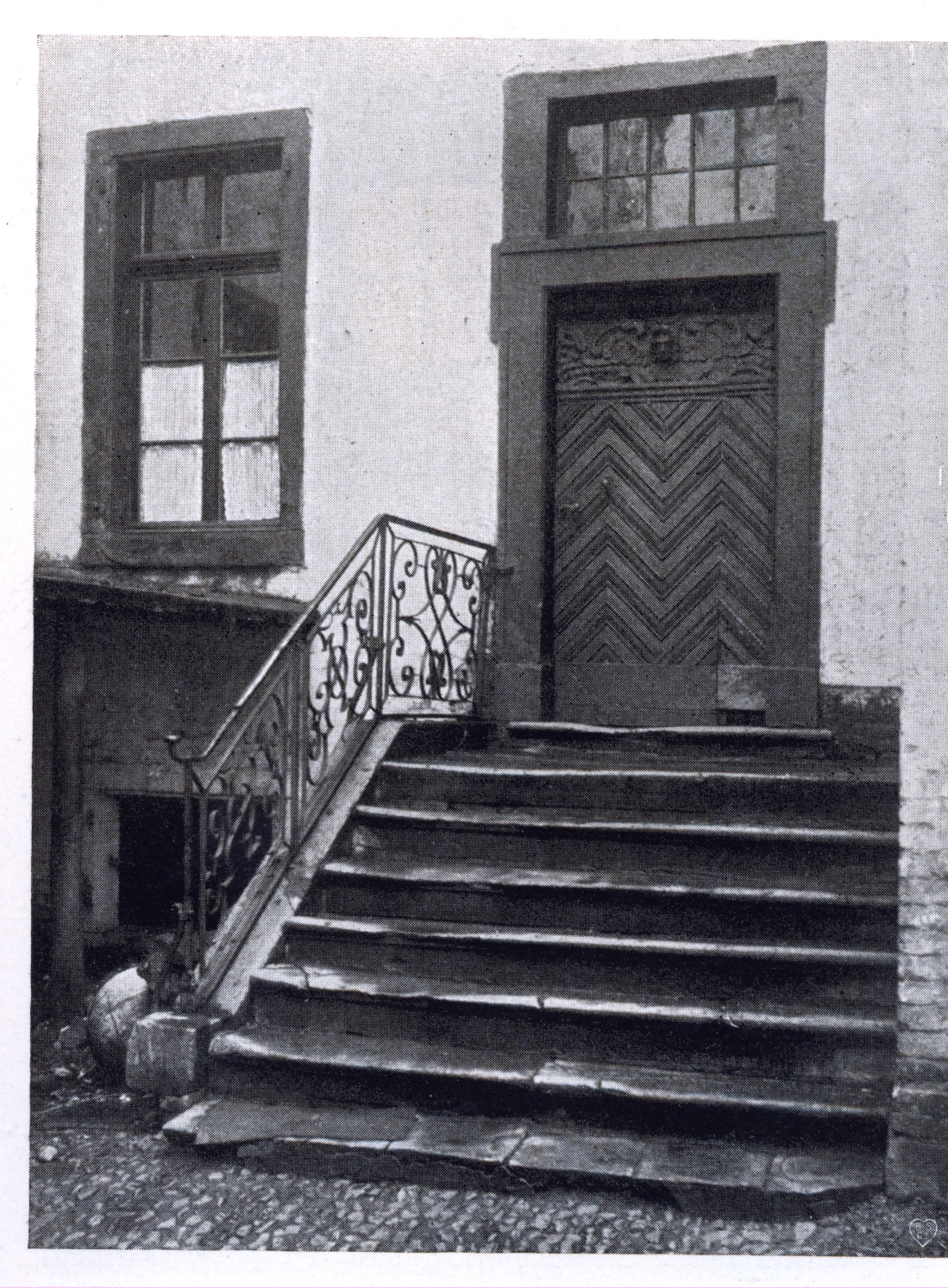
Citadellstraße 5, Tür im Hof
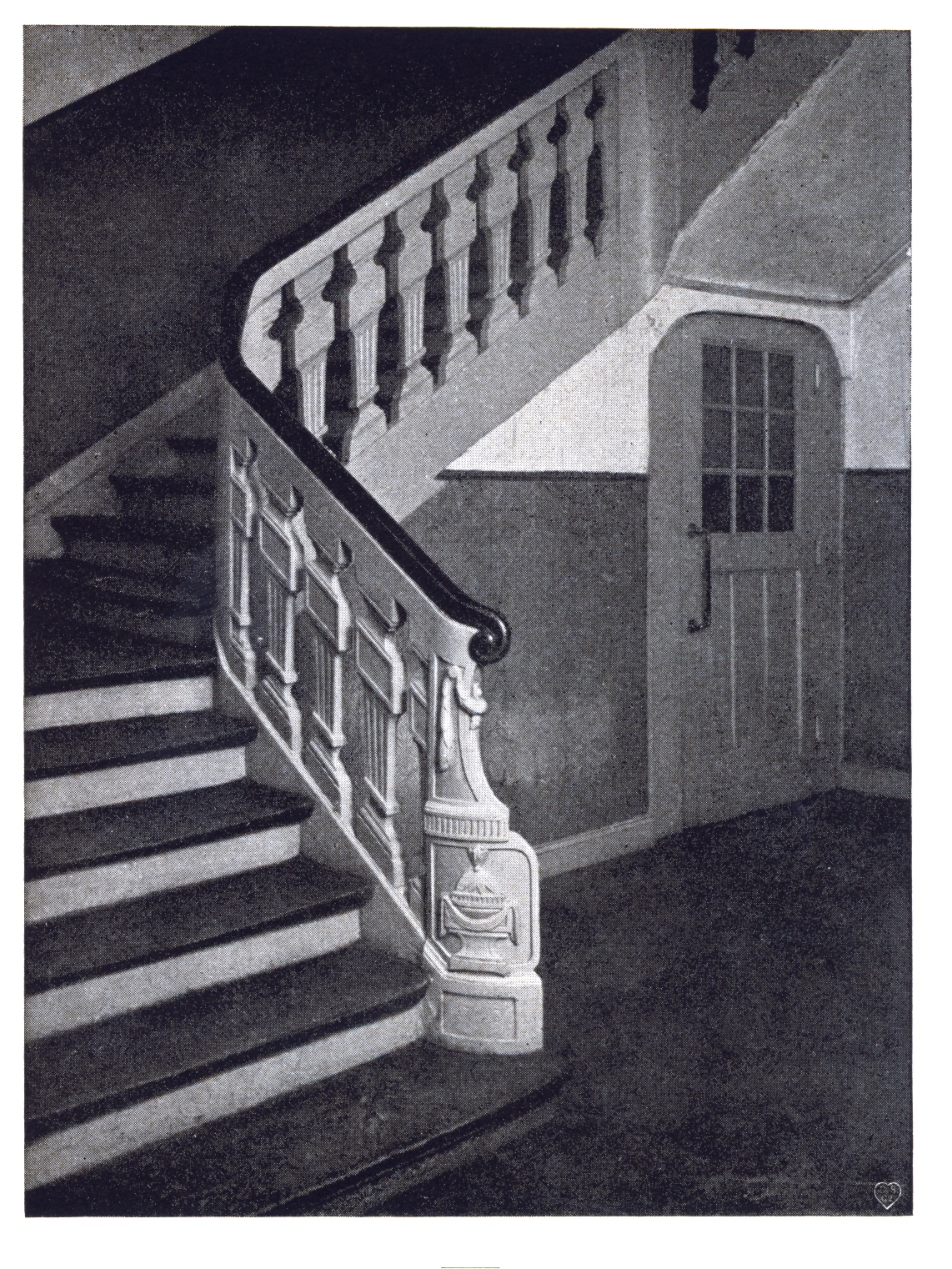
Jacobistraße, Jacobihaus – Malkasten-Haus, Treppe
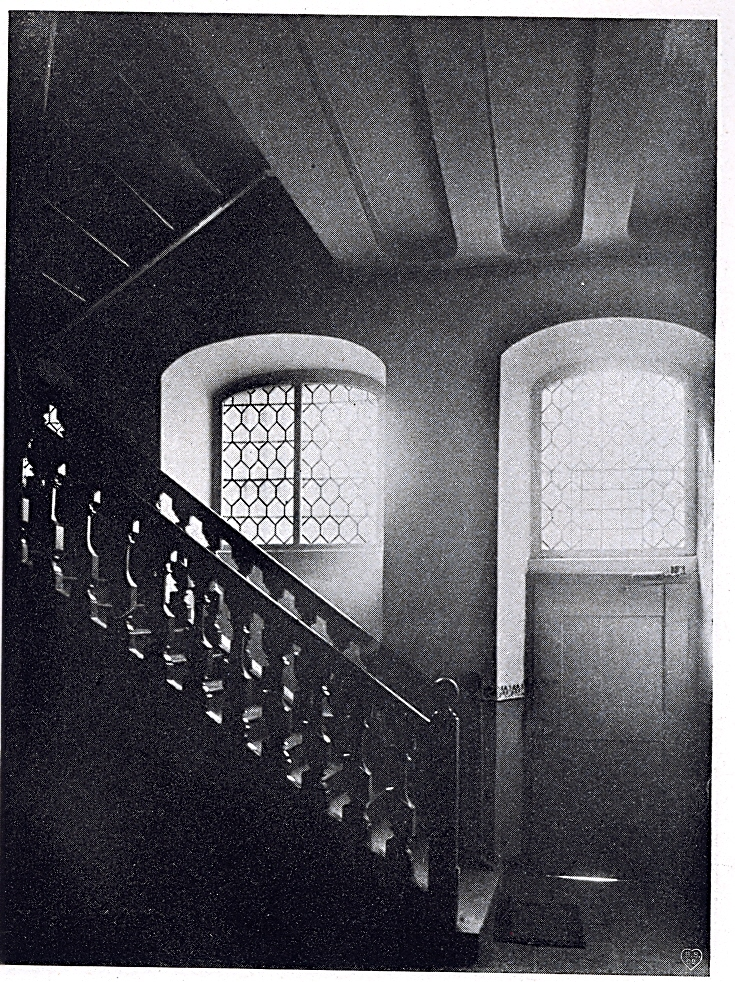
Maxkirche, Sakristei, Treppenhaus
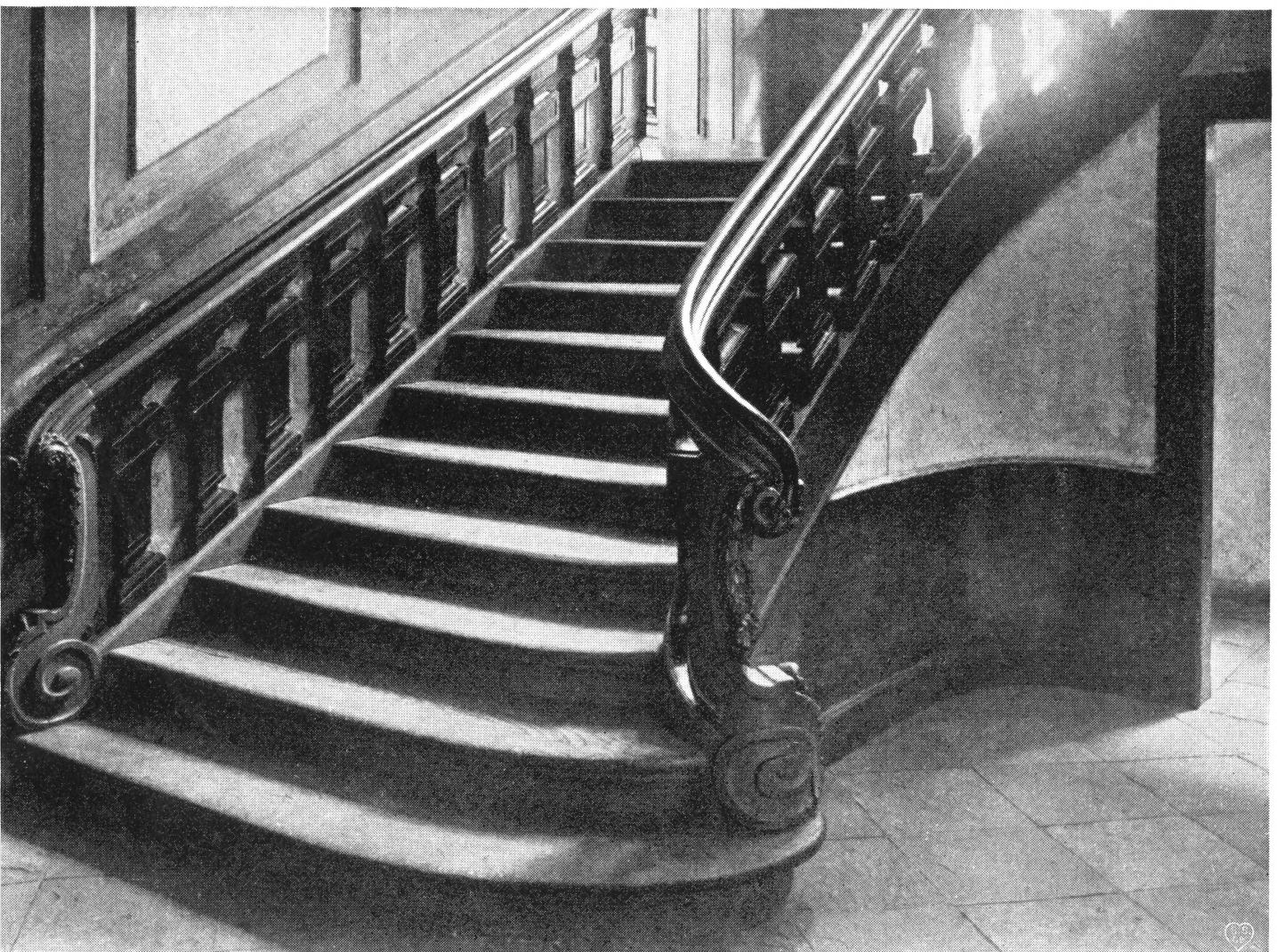
Palais Nesselrode, Treppenhaus, Detail
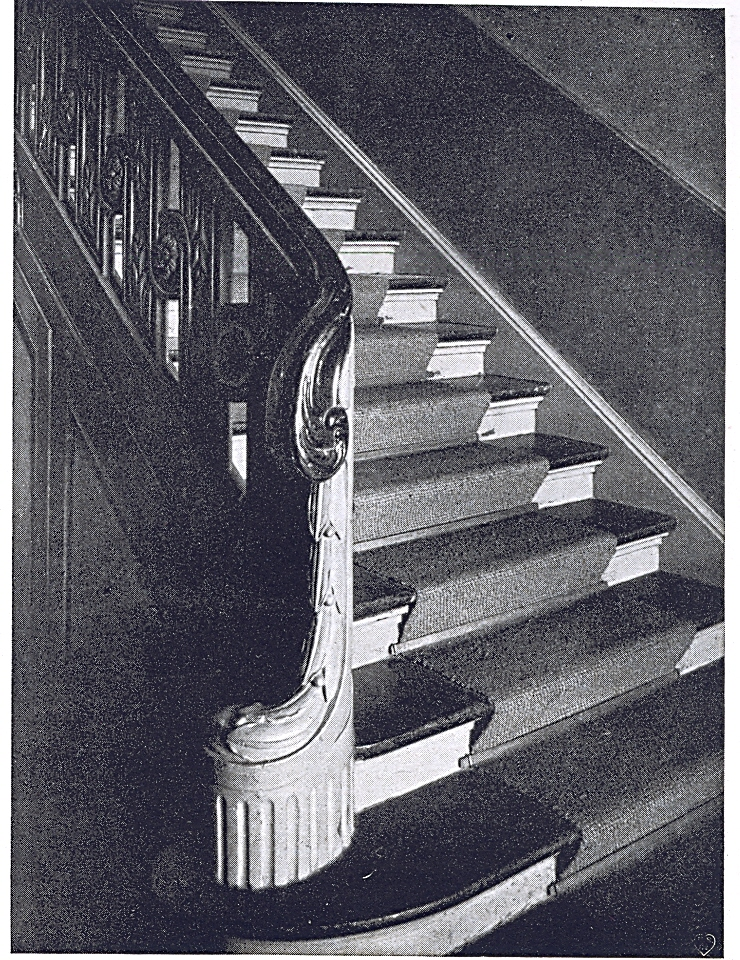
Benratherstraße 11, Treppe

##### Türdekoration
Sültenfuß beschreibt die Schmuckform alter Barocktüren, die in Düsseldorf so häufig vorkam, dass für die Zeit Johann Wilhelms von einer Düsseldorfer Schnitzerschule gesprochen werden kann. Als Beispiele gelten das Portal der Mühlenstr. 22 (Abb. 87), Ritterstr. 11 (Abb. 88), Liefergasse 30 (Abb. 89), Krämerstr. 22 (Abb. 90), Mühlenstraße 8 (Abb. 91), Karmelitinnenkloster (Abb. 92) und der Maxkirche (Abb. 93). Das Portal bestand meist aus einem Gewände („Hausteinrahmen“) mit rechteckigem Oberlicht, Eselsohren und Sockelsteinen. Die Holztüren zeigten reiche Schnitzereien. Im unteren Teil befand sich ein Sockelband. Die Hauptfläche in der Mitte zeigte eingeschnitzte Zickzacklinien, darüber ein Querband mit Bildplastik, bestehend aus Ranken, Köpfen, Putten und Kränzen:

„Die schlichteste Form der Türen zeigt einen Hausteinrahmen, der nur nach innen schmale Blende aufweist. Darüber ebenso schmucklos ein rechteckiges Oberlicht, Eselsohren und Sockelsteine geben ihm eine reichere Gestalt […] Oder eine oder mehrere Blenden sollen diese Rahmen noch lebhafter gliedern. Diese an und für sich schlichte Formen erhalten aber einen besonderen Reiz durch die reichen Schnitzereien der Holztüren. Unten ein einfaches oder von Profilen eingefasstes Sockelband. Darüber die Hauptfläche mit eingeschnitzten Zickzacklinien aufgeteilt. Dann oben wieder ein Querband mit abwechslungsreichem Schmuck, Ranken, Köpfen, Putten, Kränzen (Abb. 87–95). Nicht selten, dass ein Stab mit Blattwerk die einzelnen Felder oder die ganze Türfläche einrahmt. Dieser Schmuckform der alten Barocktüren ist in Düsseldorf noch heute so häufig vertreten und von so eigenem bodenständigem Charakter, dass wir wohl für die Zeit Johan Wilhelms von einer heimischen Schnitzerschule reden dürfen.“

Als „Glanzstück dieser Schnitzerschule“ von Tür- und Portalschmuck gelten der Giebelschmuck der Orangerie des Jägerhofes aus dem Jahr 1713 des Hofbildhauers Grupello sowie die Lünetten über den Toreingängen des Hauses Hondheim in der Akademiestraße (Abb. 98) und zum Doppelhaus Neusserstr. 12 und 14 (Abb. 97). Der Hauptakzent kann dabei in der architektonischen Hausteinumrahmung liegen: Meist ist die Hausteinumrahmung nur ein schlichter „Bildrahmen“ oder der Rahmen stellt das „Hauptstück der Türkomposition“ dar: „mit reicher Profilierung mit Pilastern oder Säulen, Konsolen, Voluten und lebhaft gegliedertem Türstürzauftritt“.
Eine Ausnahme bildet das Haus Neusserstr. 8 (Abb. 100) mit einer geschnitzten Tür: Im „oberen Teil im Mittelstück mit einem eigenen schönen von einem Quadrat umschriebenen geschnitzten Rankwerk. Die Hausteinrahmen zeigen wieder die mannigfachsten Formen.“.
Das Mittelstück des Türsturzes des Hauses Dammstraße „baucht sich […] segmentartig nach oben aus, um einem kl. Reliefschmuck Platz lassen“(Abb. 75).
Ein anderes Beispiel ist der Türschmuck des Grupellohauses, dort wird dieses „Segmentstück zu einem halbrunden Oberlicht von gleicher Profilierung des unteren Türrahmens und mit Stabwerk gegliedert“. (Abb. 79).
Zu den Türrahmen, die durch den holländischen Klassizismus beeinflusst wurden, zählt der des Hauses Zum Goldenen Helm: Ihr „Hauptanregezentrum“ waren Kirche und Kloster der Karmelitinnen.
Für andere Türrahmen gelten Albertis Bauten und das reiche Portal von St. Andreas „mit seinen mit Akanthusblättern geschmückten Volutenkonsolen und dem Rosettenschmuck unter dem Sturz“ als Vorbild.

Portale, Haustüren und Dekorationen
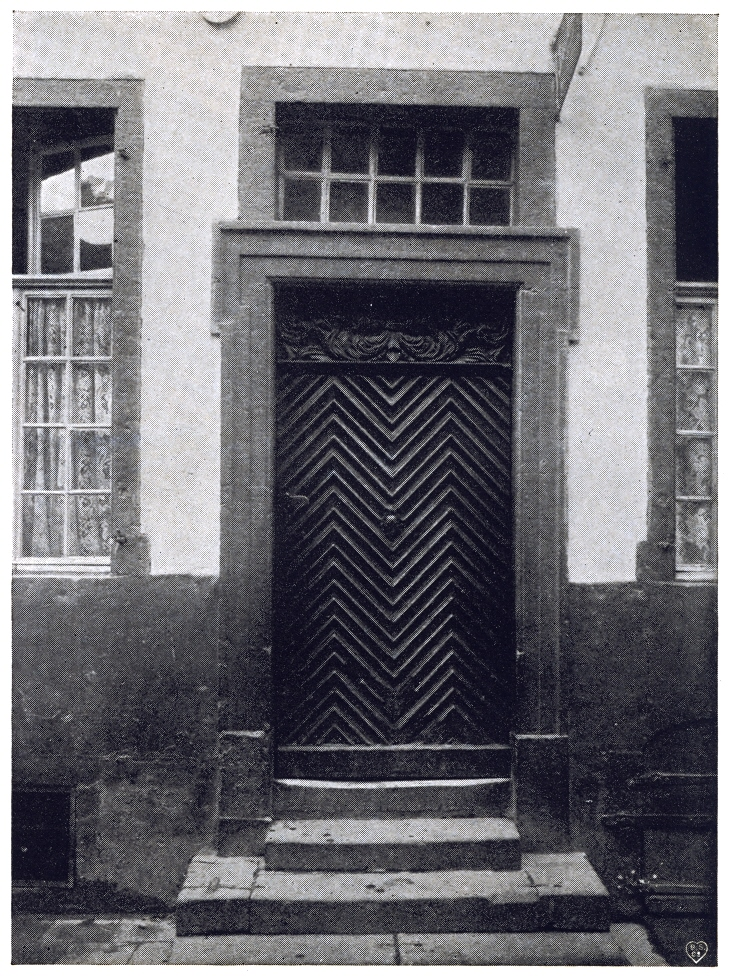
Ritterstraße 11, Portal
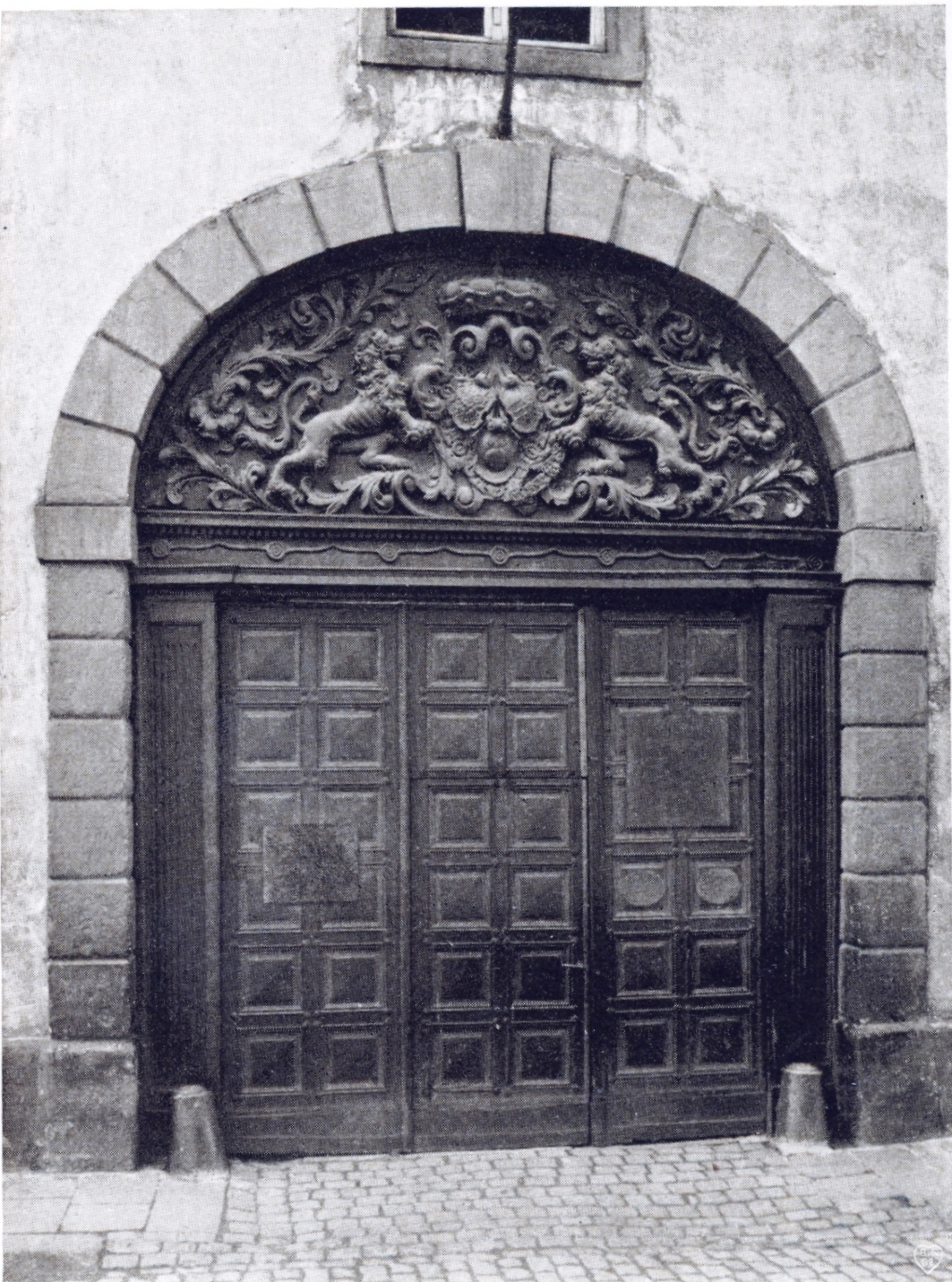
Akademiestraße 2, Portal
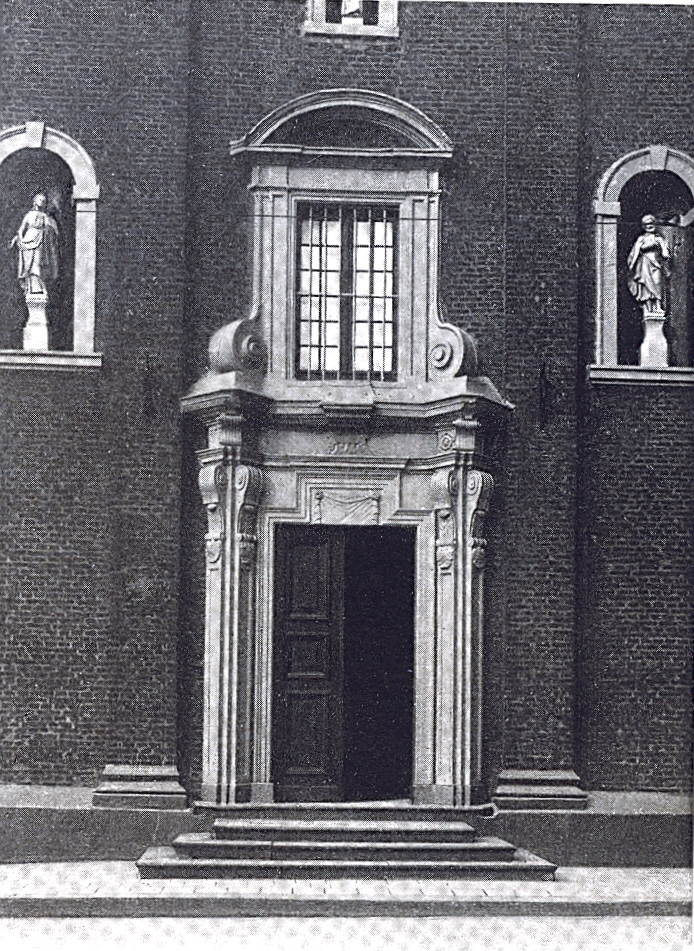
Carmelitessenkirche, Portal
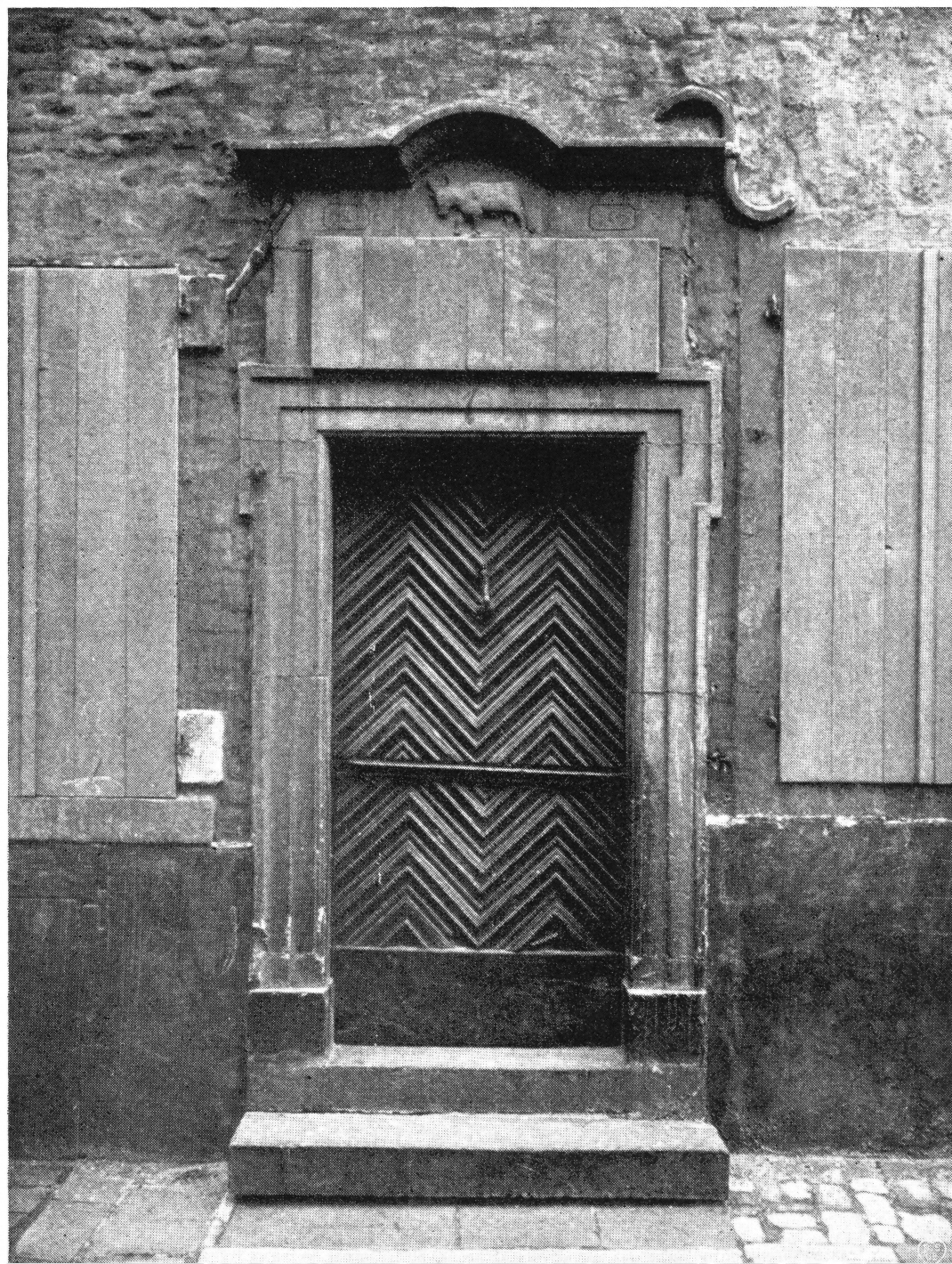
Schulstraße 1, Haustür
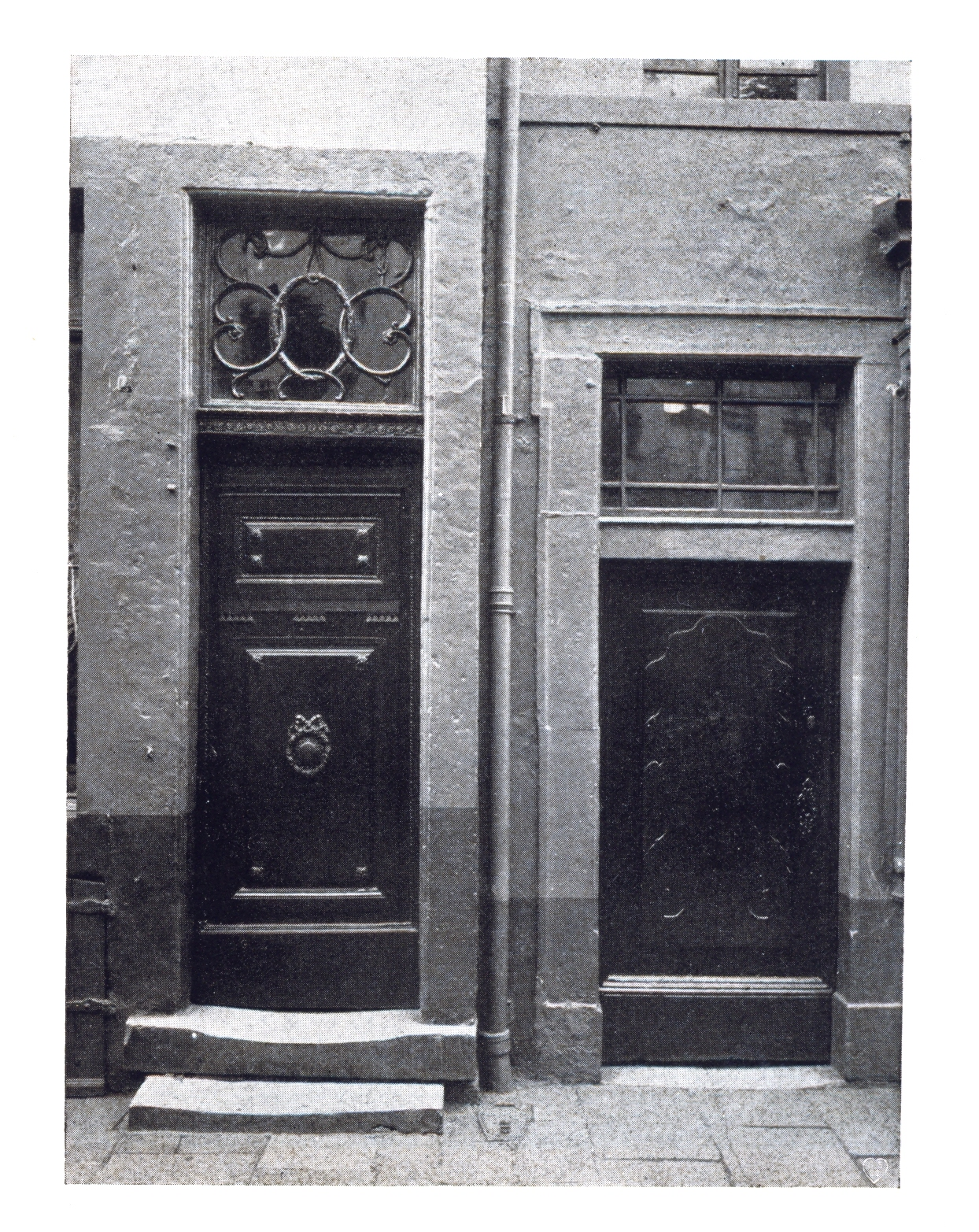
Hunsrückenstraße 54 und 56, Eingang
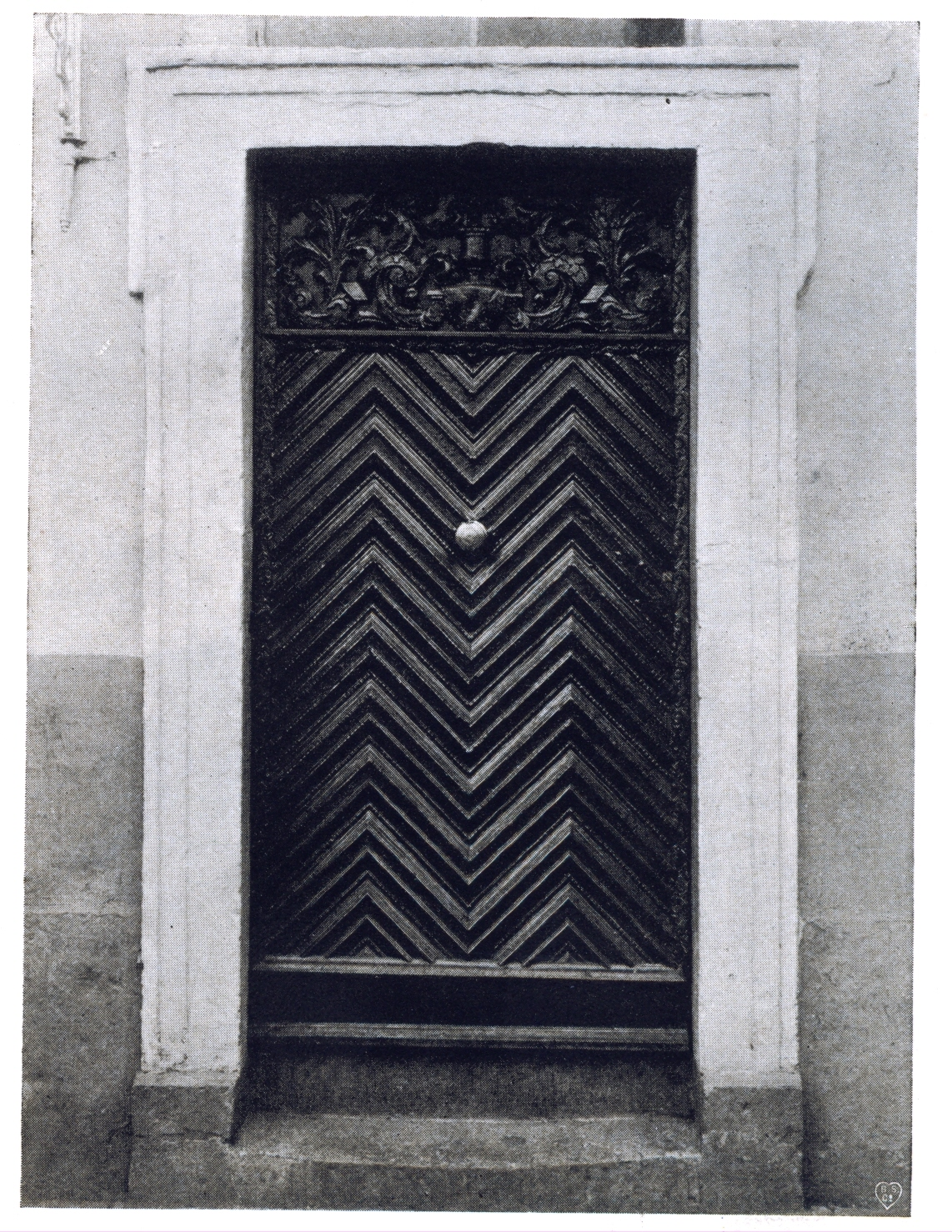
Krämerstraße 22, Haustür
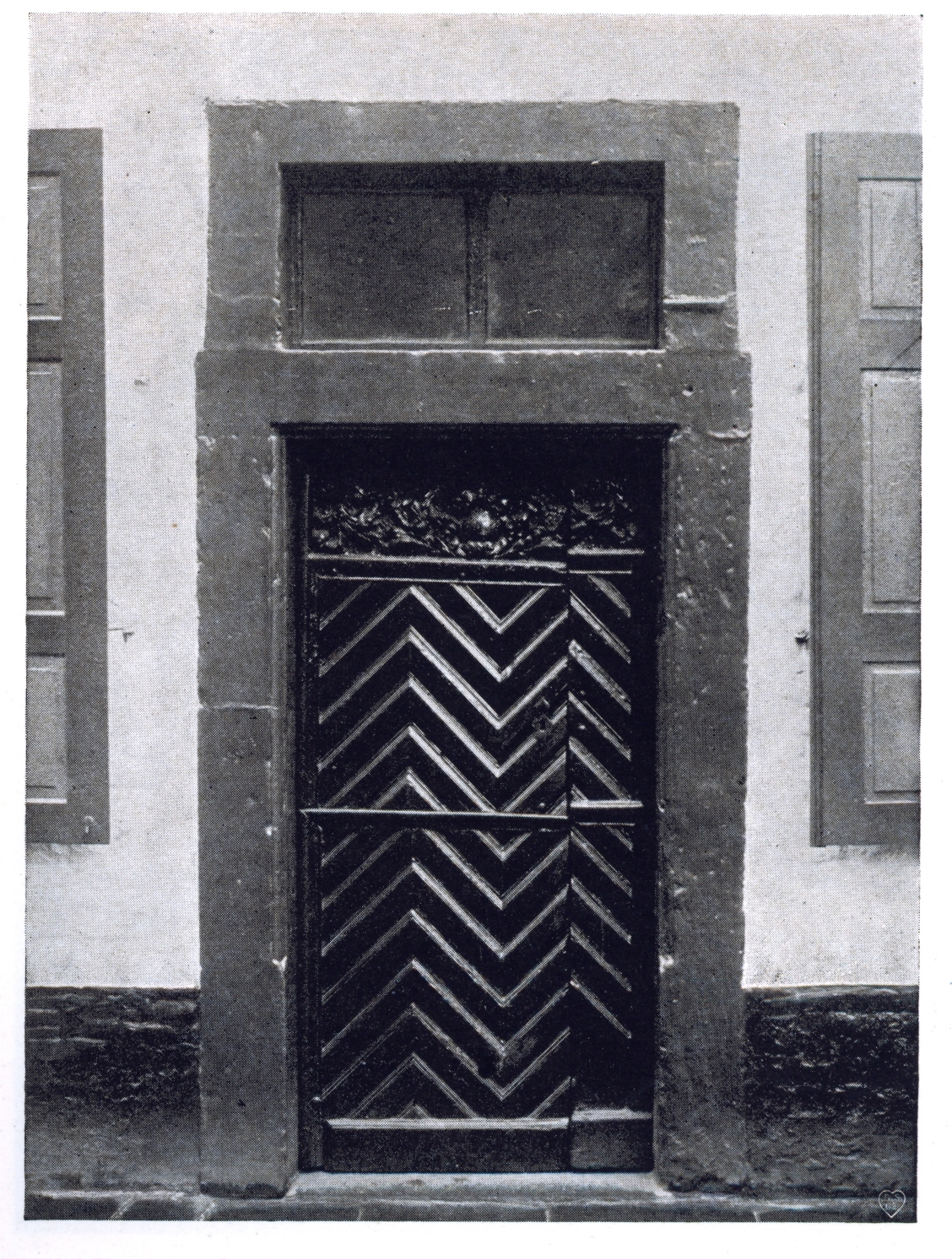
Liefergasse 30, Haustür
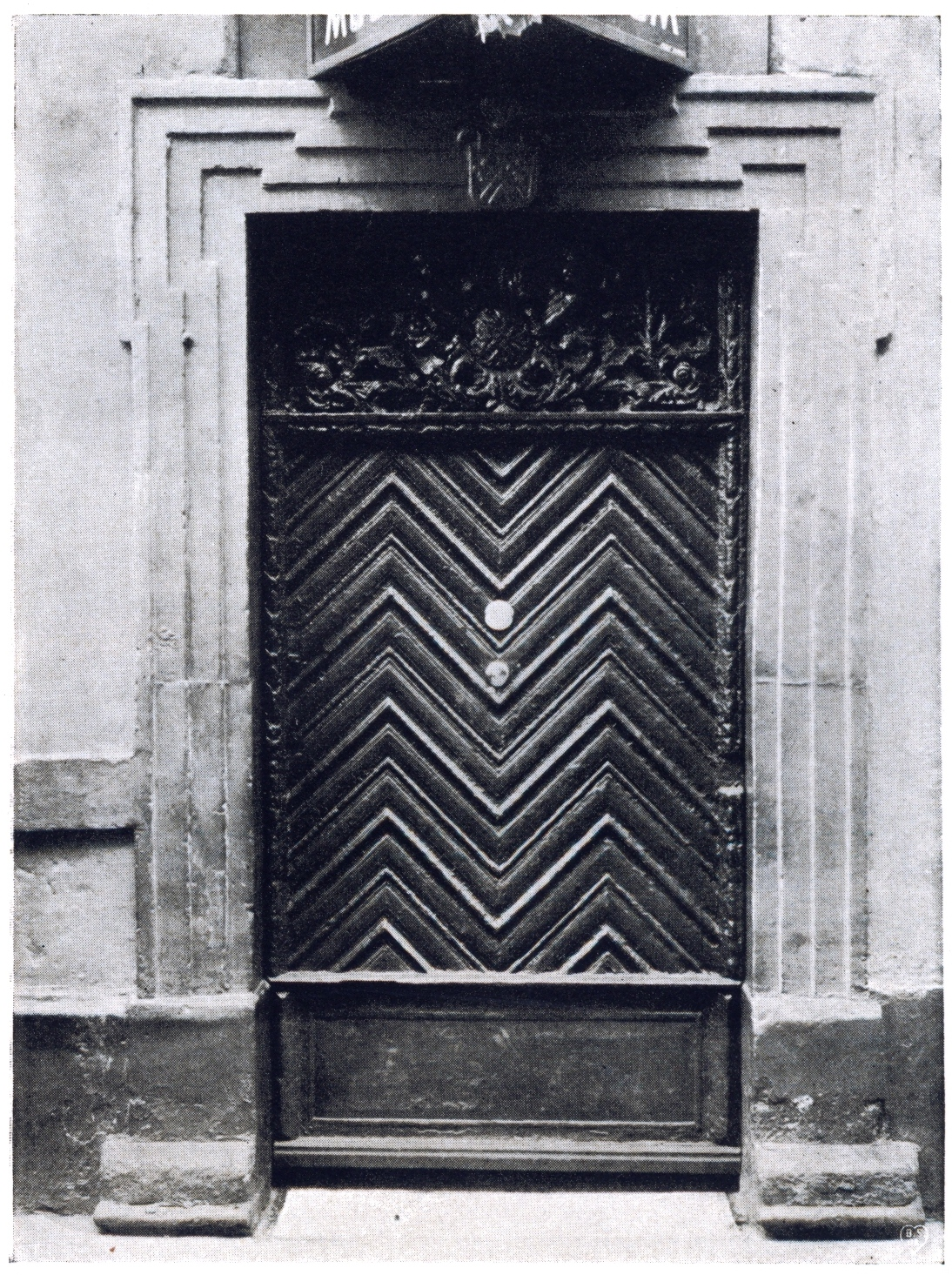
Mühlenstraße 8, Haustür
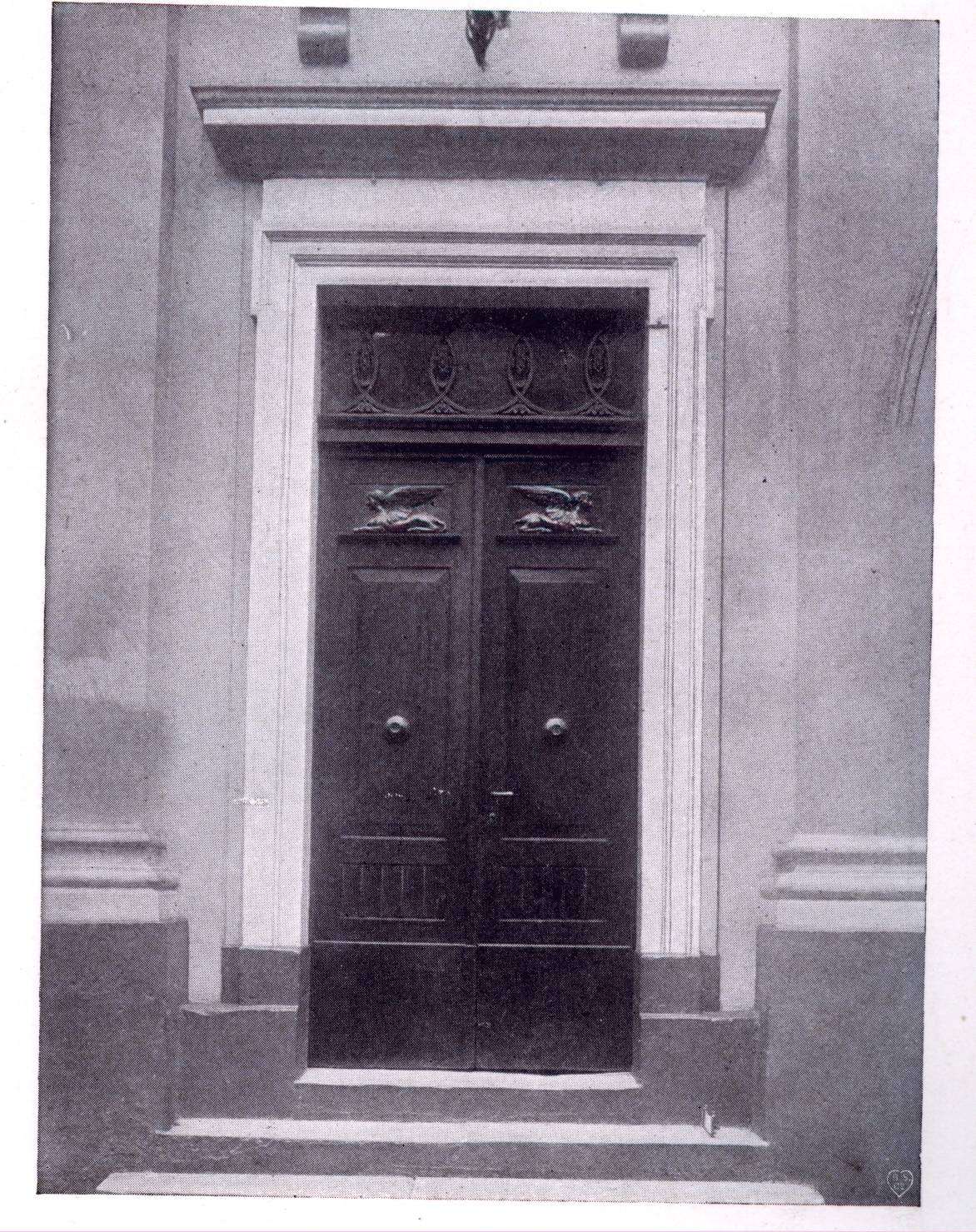
Palais Spinrath, Portal
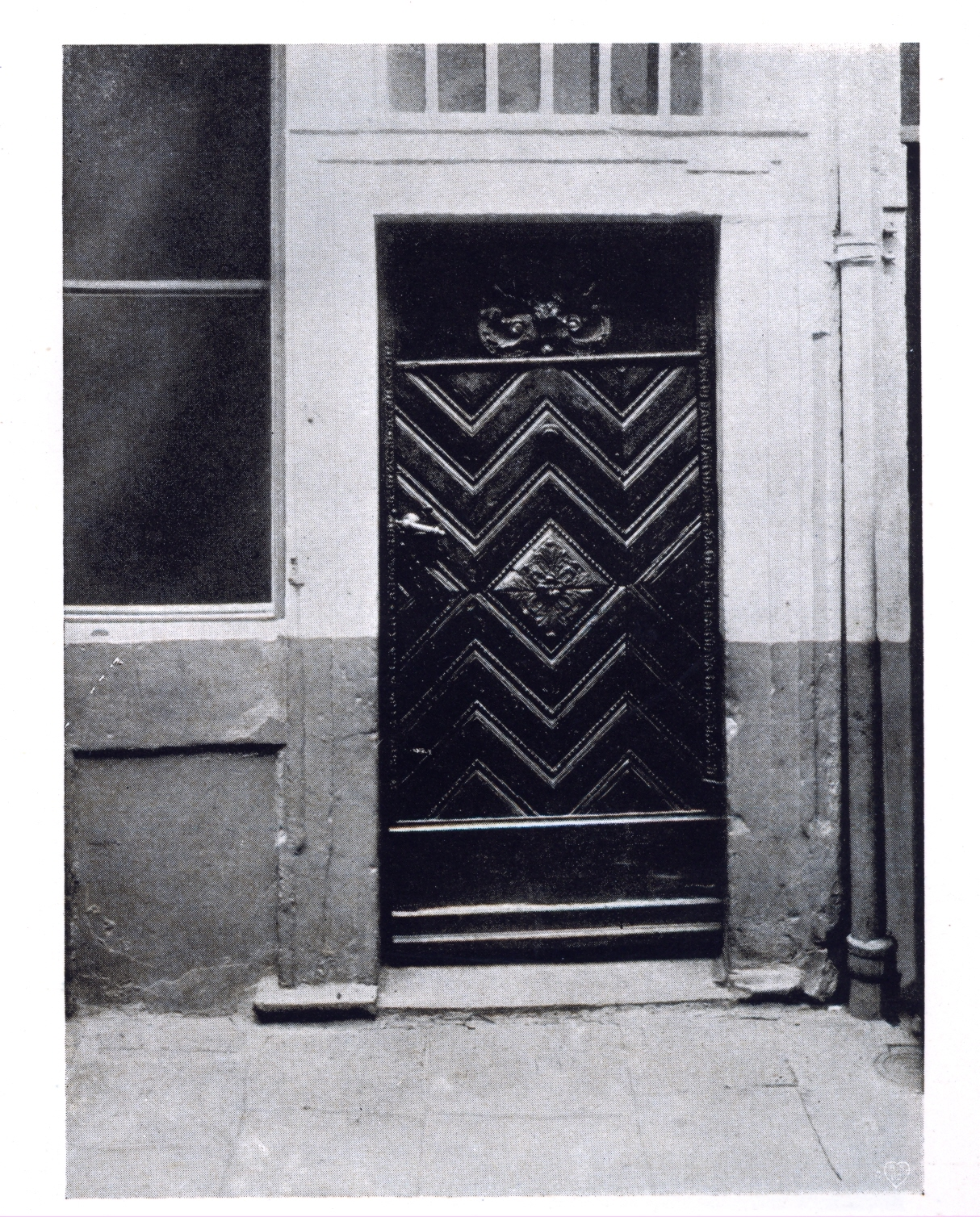
Mühlenstraße 22, Haustür
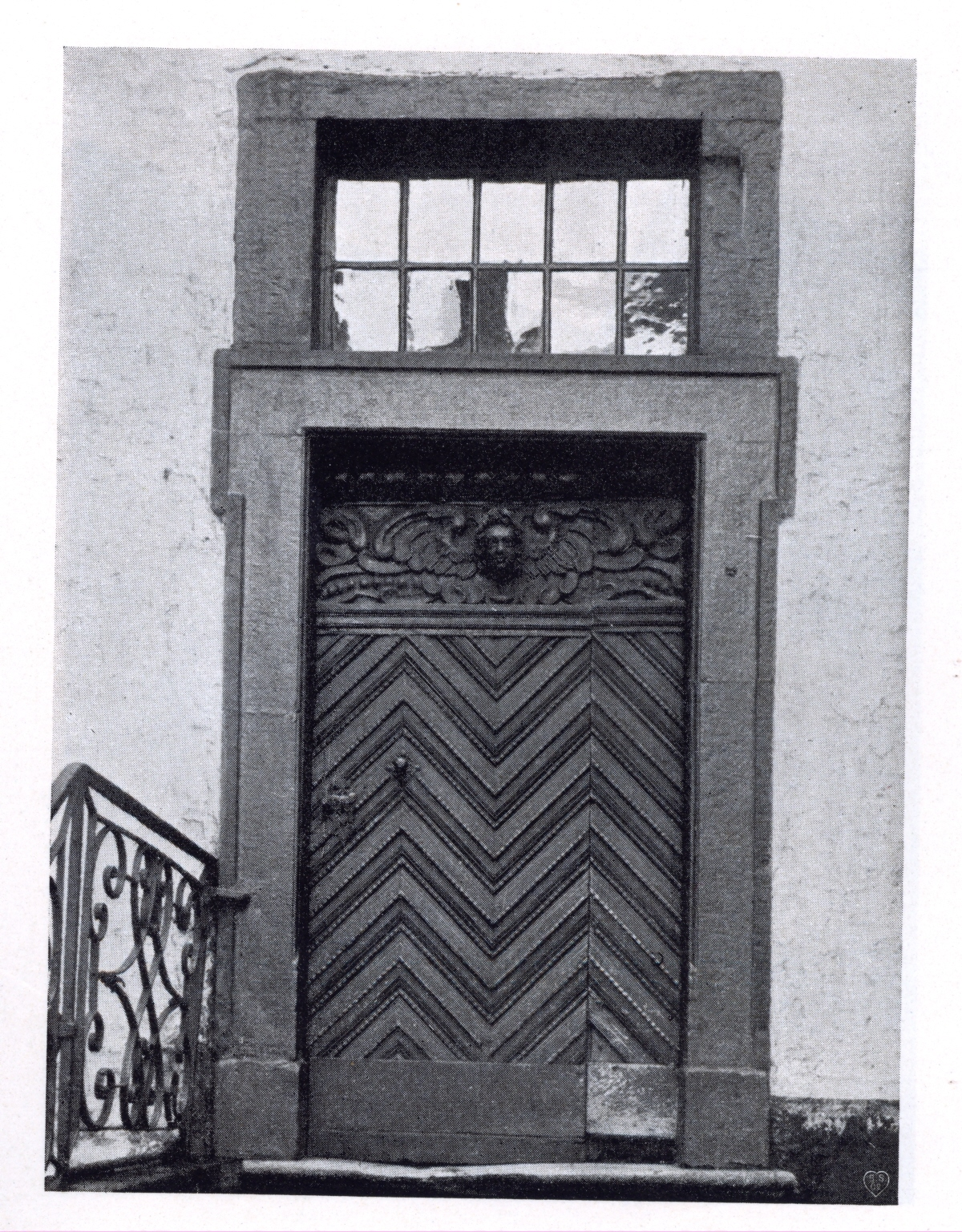
Citadellstraße 5, Tür im Hof
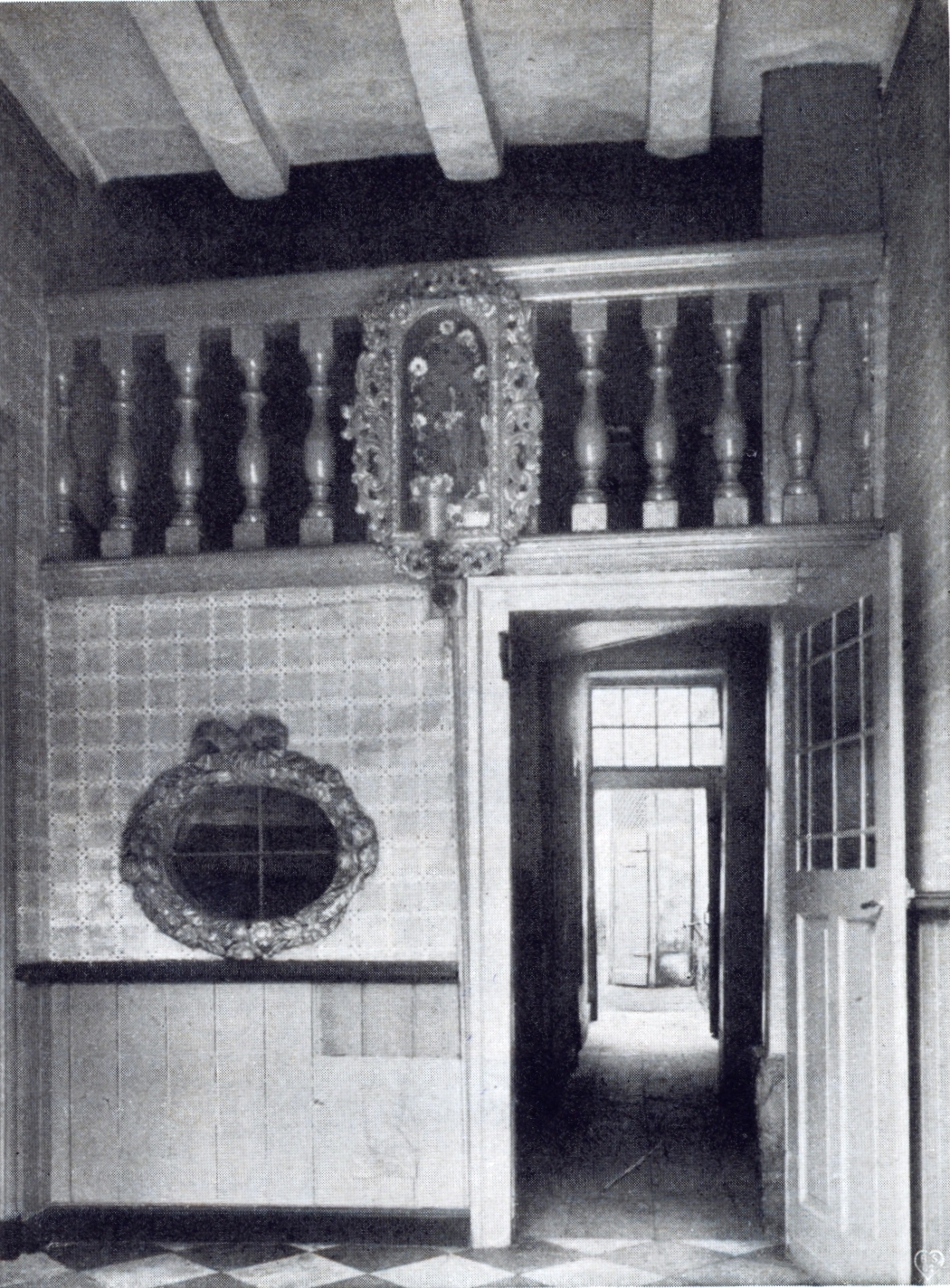
Citadellstraße 21, Vorraum
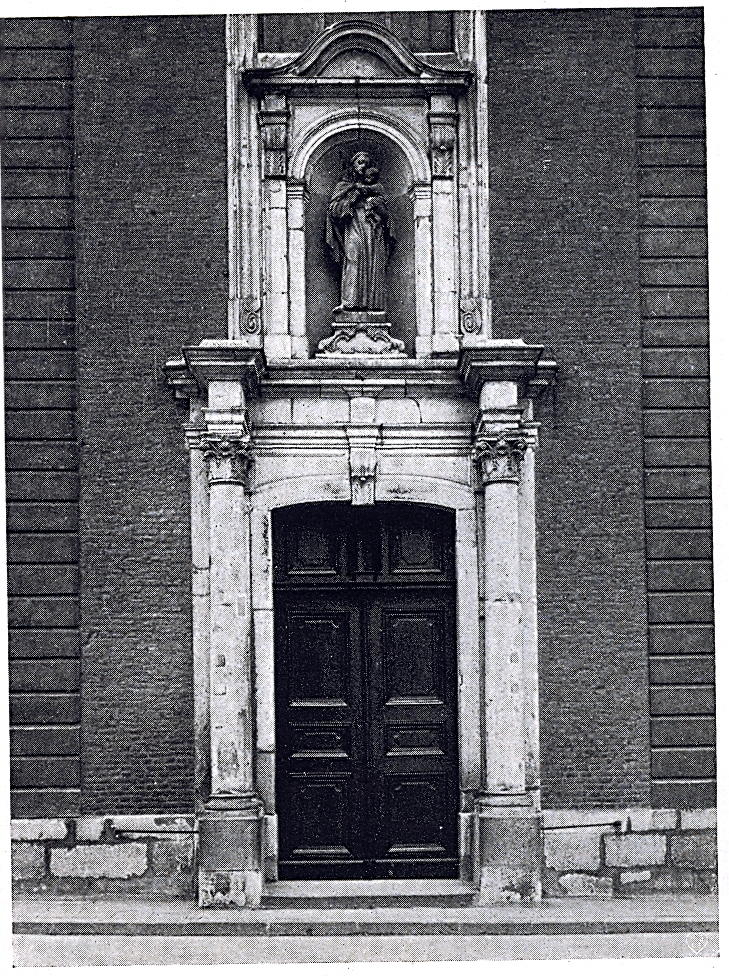
Maxkirche, 1. Portal
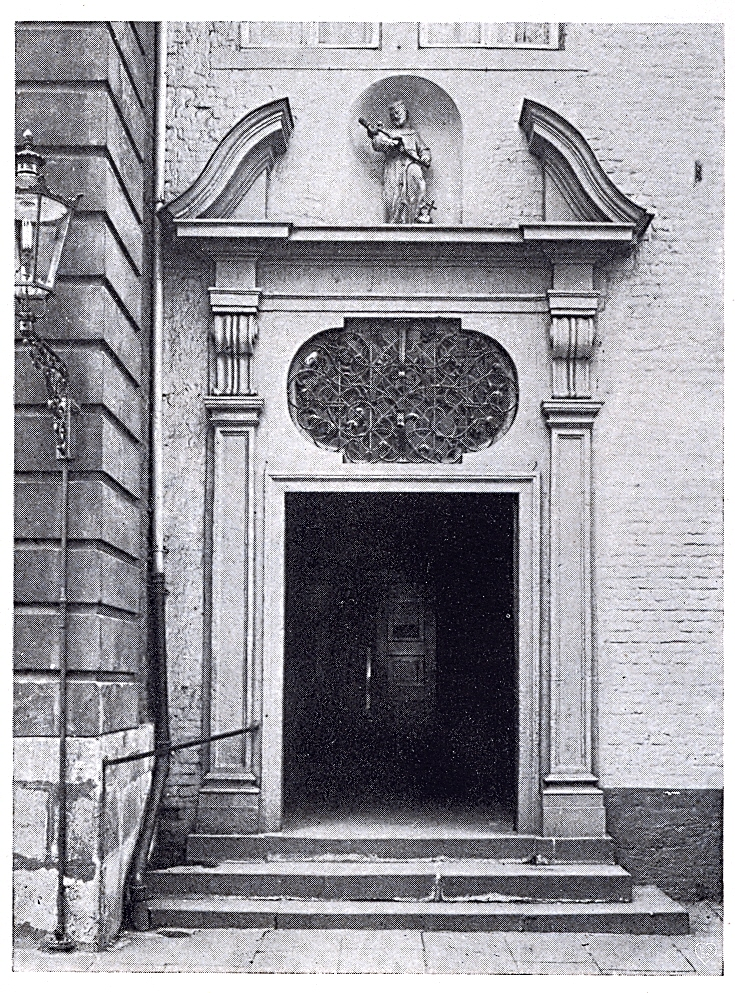
Maxkirche, 2. Portal
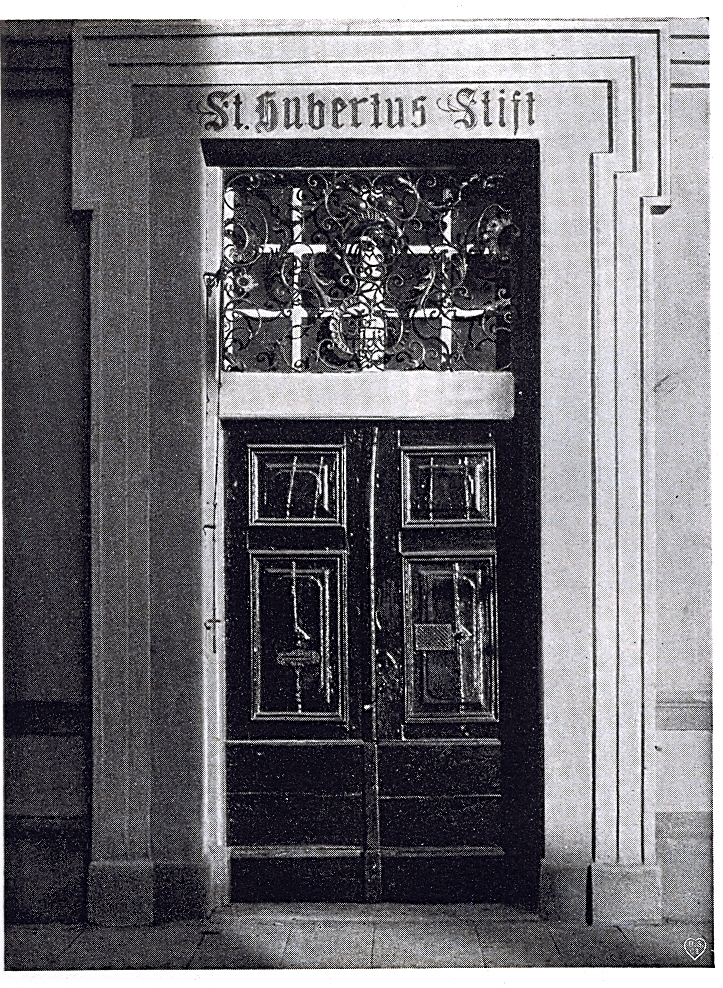
Neußerstraße 25, Hubertusstift, Portal
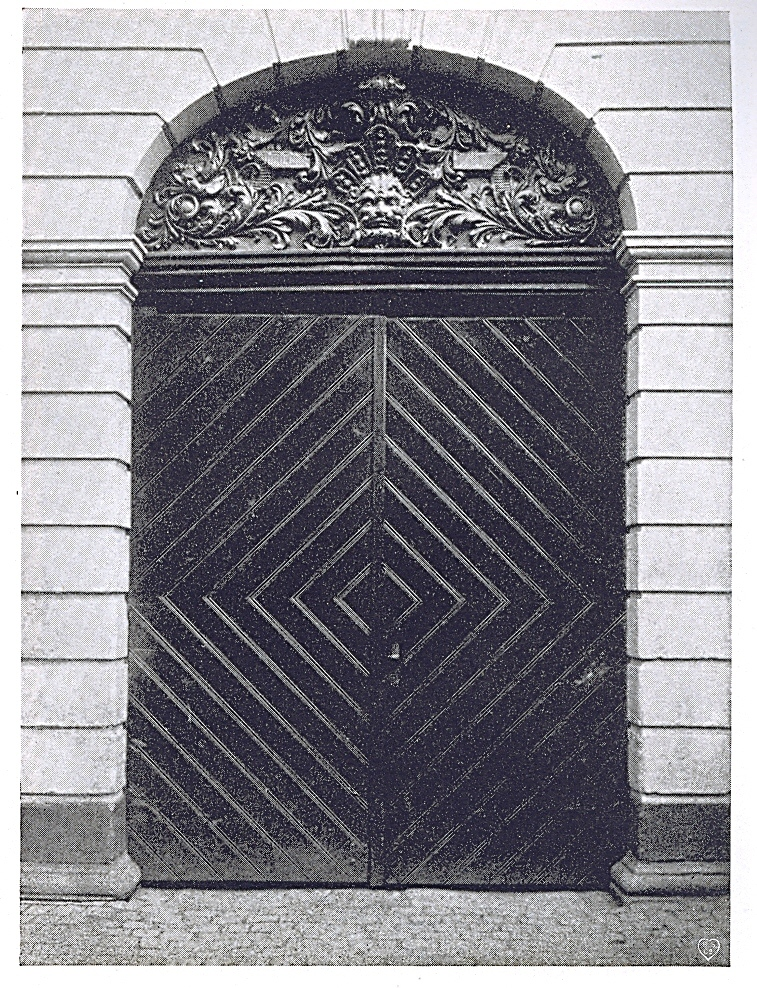
Neußerstraße 12, Eingang
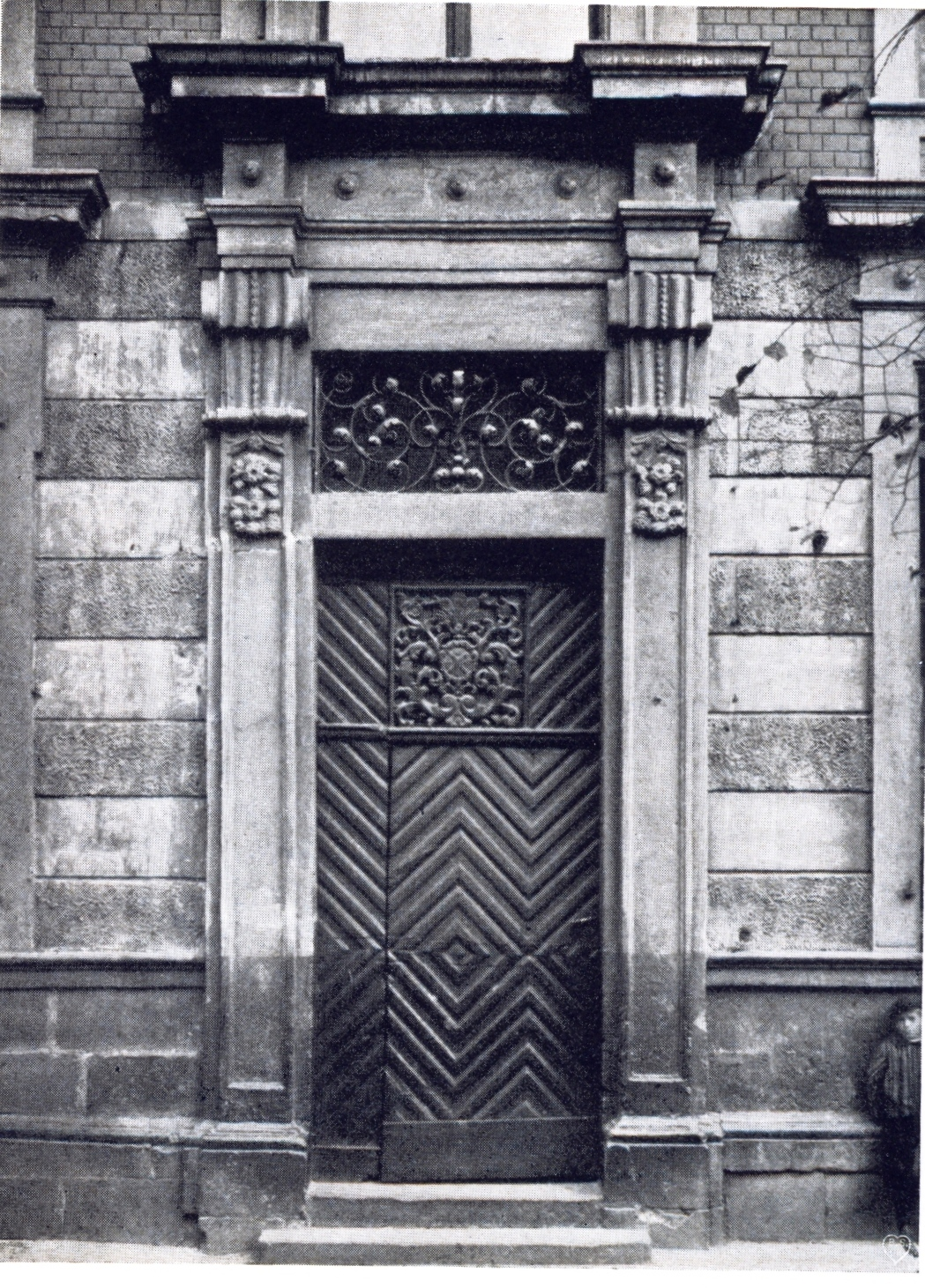
Neußerstraße 8, Eingang

##### Gitterschmuck
Der Kunstschlosser Wilhelm Bird schuf für Johann Wilhelm das vielbewunderte Treppengeländer im Galeriegebäude. Ein anderes Beispiel für den Düsseldorfer Gitterschmuck ist die schmiedeeiserne Treppe im Hofe Citadellstr. 5 (Abb. 84), das Oberlicht Neusserstr. 8 (Abb. 100), die Treppe im Rathaus (Abb. 102) und der Treppenschmuck im Schloss Ehreshoven. Ein besonders interessantes Beispiel ist die Glockenzugübersetzung am Haus Marktstraße 10.

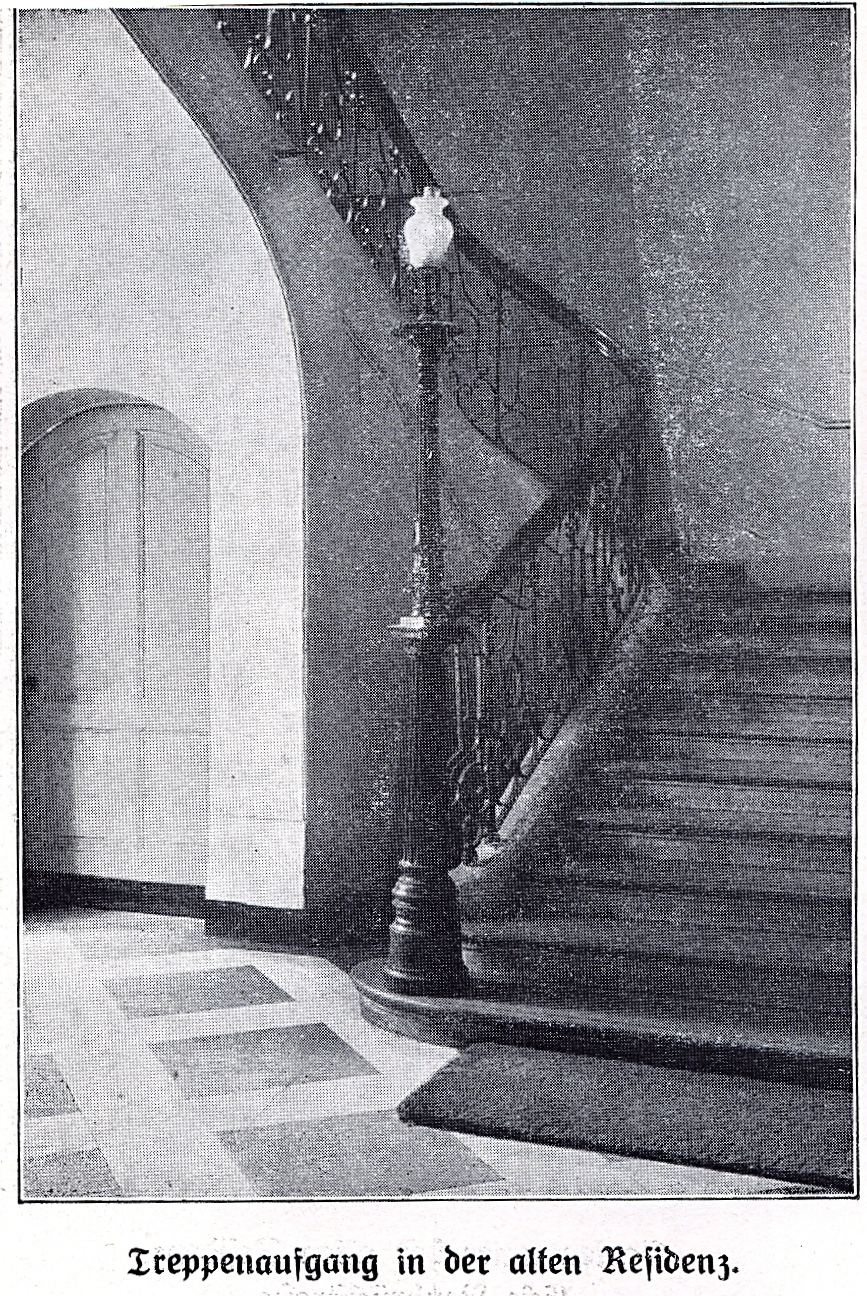
Statthalterpalais, Treppe

##### Kirchenschmuck
Ein Beispiel für ein barockes Kunstwerk war der Hochaltar in St. Andreas, der im Krieg zerstört wurde. Paul Clemen beschreibt diesen in Die Kunstdenkmäler der Rheinprovinz:

„[Der] Hochaltar ist ein mächtiger, überreich verzierter Aufbau, der mit den Seitenmauern durch Bögen mit Thüren verbunden ist, über deren Abschluss die Gestalten der hh. Ignatius, Aloysius, Franziskus, Xaverius, Aloysius Gonzaga, die beiden äusseren kniend, aufgestellt sind. Über einem vielgegliederten Untersatz erhebt sich auf sechs Säulen mit vergoldeten korinthischen Kapitälen der hohe polygonale Architrav, der wieder den geschweiften, durchgebrochenen Giebel trägt. Die Krönung bildet ein Gemälde der auffahrenden Madonna in ovalem Rahmen mit Strahlensonne, auf dem zwei eine Krone haltende Engel sitzen. Zur Seite knien Engel, die auf den Vorgang in der Mitte hinweisen, hinter ihnen S. Ignatius und S. Aloysius, als Abschluss zwei Urnen. Das Mittelfeld, das sich über dem mit einem Pelikan gekrönten Tabernakel öffnet, wird durch eine Draperie von purpurnem Sammet abgeschlossen, hinter der ein älteres, dem 16. Jh. angehöriges lebensgrosses bemaltes Kruzifix sichtbar wird. In der Mitte auf hohem Aufsatz eine kleine Holzfigur der Madonna mit dem Kinde auf Erde und Halbmond zwischen zwei Engeln, am oberen Abschluss das reich vergoldete kurfürstliche Wappen“

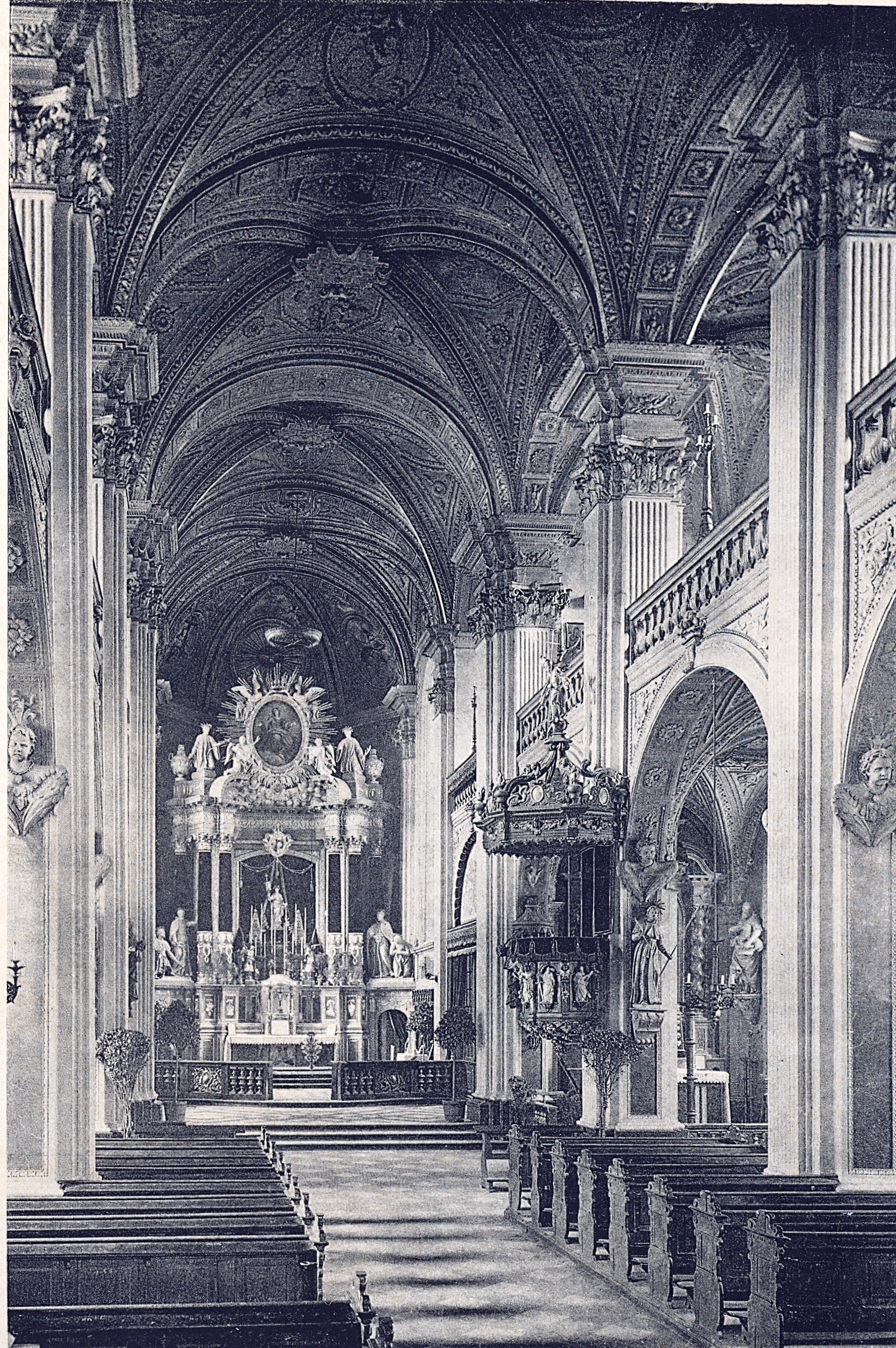
Andreaskirche, Blick auf den Hochaltar.
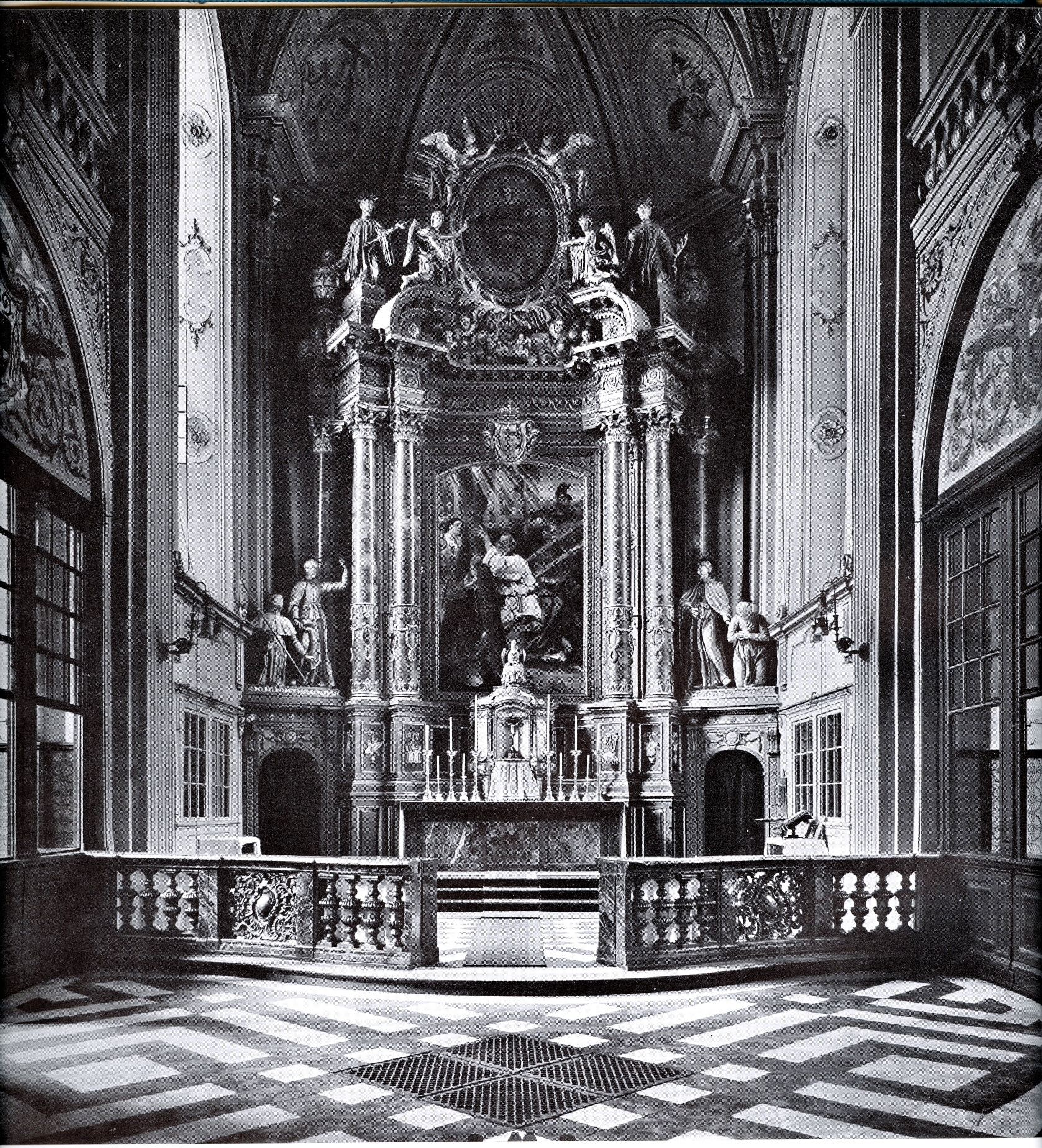
Andreaskirche, Hochaltar im Chor
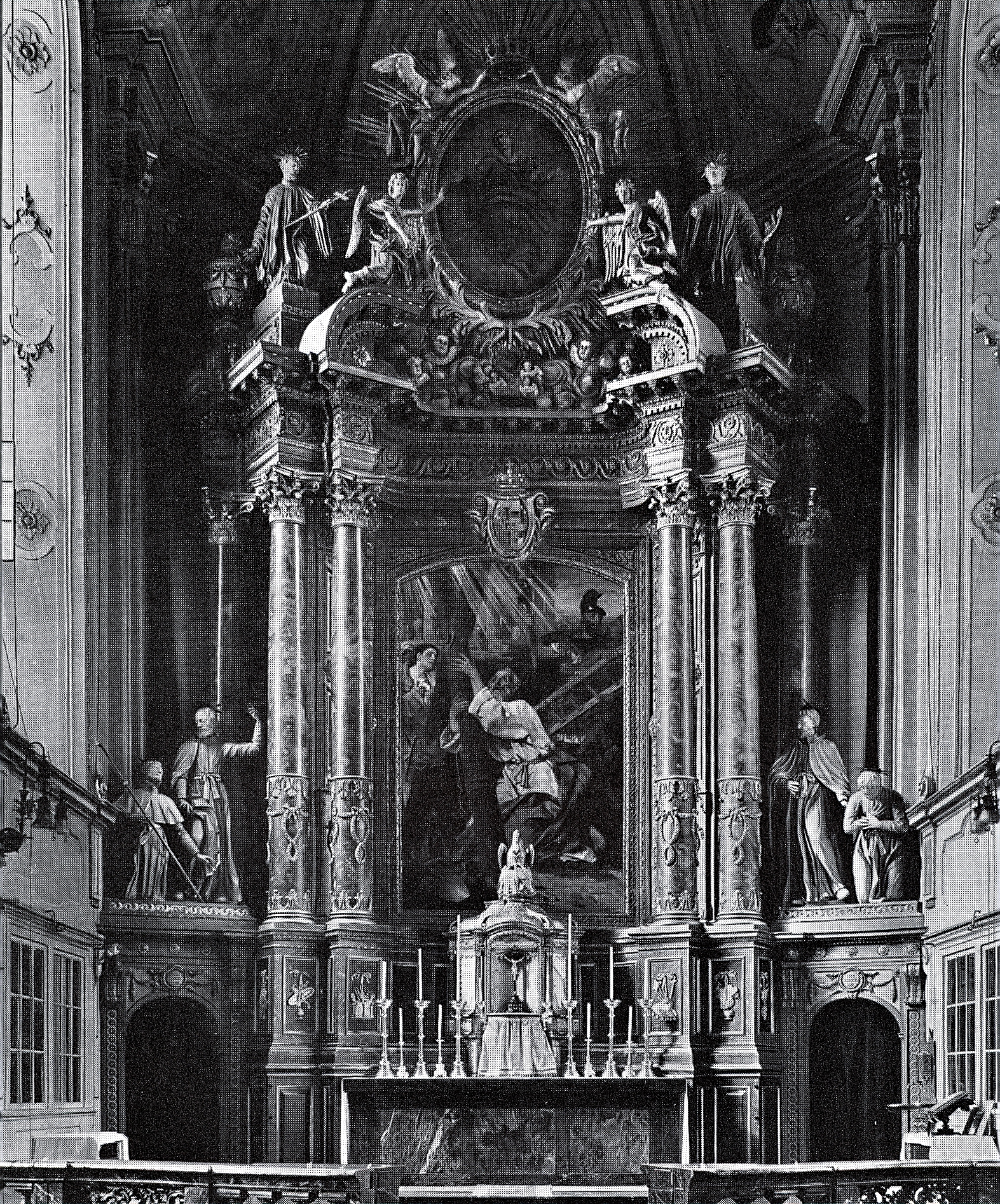
Andreaskirche, Hochaltar im Detail

### Rokoko
Unter Johann Wilhelms Nachfolger Karl Philipp war Düsseldorf als Residenz verlassen worden, denn Hof und Adel waren nach Mannheim übergesiedelt. Künstler wurden entlassen und wanderten aus. Nachdem Karl Philipps Nachfolger Karl Theodor (1742–1799) sich ab 1746 wieder in Düsseldorf ansiedelte, wurden Pläne für neue Bauprojekte entwickelt, so das Projekt von Johann Josef Couven aus Aachen (Schloss Jägerhof) und das von Nicolas de Pigage (Schloss Benrath). Die Bautätigkeit wurde jedoch durch den Siebenjährigen Krieg unterbrochen. Düsseldorf litt unter dem Bombardement und der Besatzung. In den 1760er Jahren wurden die Arbeiten für die Projekte wiederaufgenommen, die Zeit des Rokoko war jedoch vorbei. Seltene Beispiele für das Düsseldorfer Rokoko nennt Paul Clemen in Die Kunstdenkmäler der Stadt und des Landkreises Düsseldorf aus dem Jahre 1894:

„Die Physiognomie der alten Stadt, zumal der Straßen um den Markt, wird aber am stärksten bestimmt durch die mageren Formen des rheinischen Rokoko, mit denen zum Teil ganz äußerlich ältere Häuser verkleidet wurden. Gute Typen dieser Periode finden sich am Marktplatz und am Burgplatz, dann Bilkerstrasse 42, Flingerstrasse 1. (1880 in Nachbildung auf der Kunst- und Gewerbeausstellung).“

#### Dekoration

##### Stuckdekoration
Stuckateure gestalteten verschiedene Stuckdecken in der Stadt, so die Stuckdecke Altestadt 14 [erbaut 1627 und 1878]. Paul Clemen beschreibt in Die Kunstdenkmäler der Stadt und des Landkreises Düsseldorf die Stuckdecke im Haus mit Mittelmedaillon und Muschelmotiven:

„In dem Hause Altestadt 14, das über der Thür das Alliancewappen von Scheidt-Weschpfennig und von Tengnagel trägt, findet sich im Erdgeschoss, im Spezereigeschäft von Peter Leven, eine gut erhaltene Plafondecke in Stuck, mit grossem, ornamentiertem Mittelmedaillon und Muschelmotiven, ohne figürlichen Schmuck (1880 in Nachbildung auf der Kunst- und Gewerbeausstellung).“

Weitere Stuckdekorationen zeigte das Berger Tor.

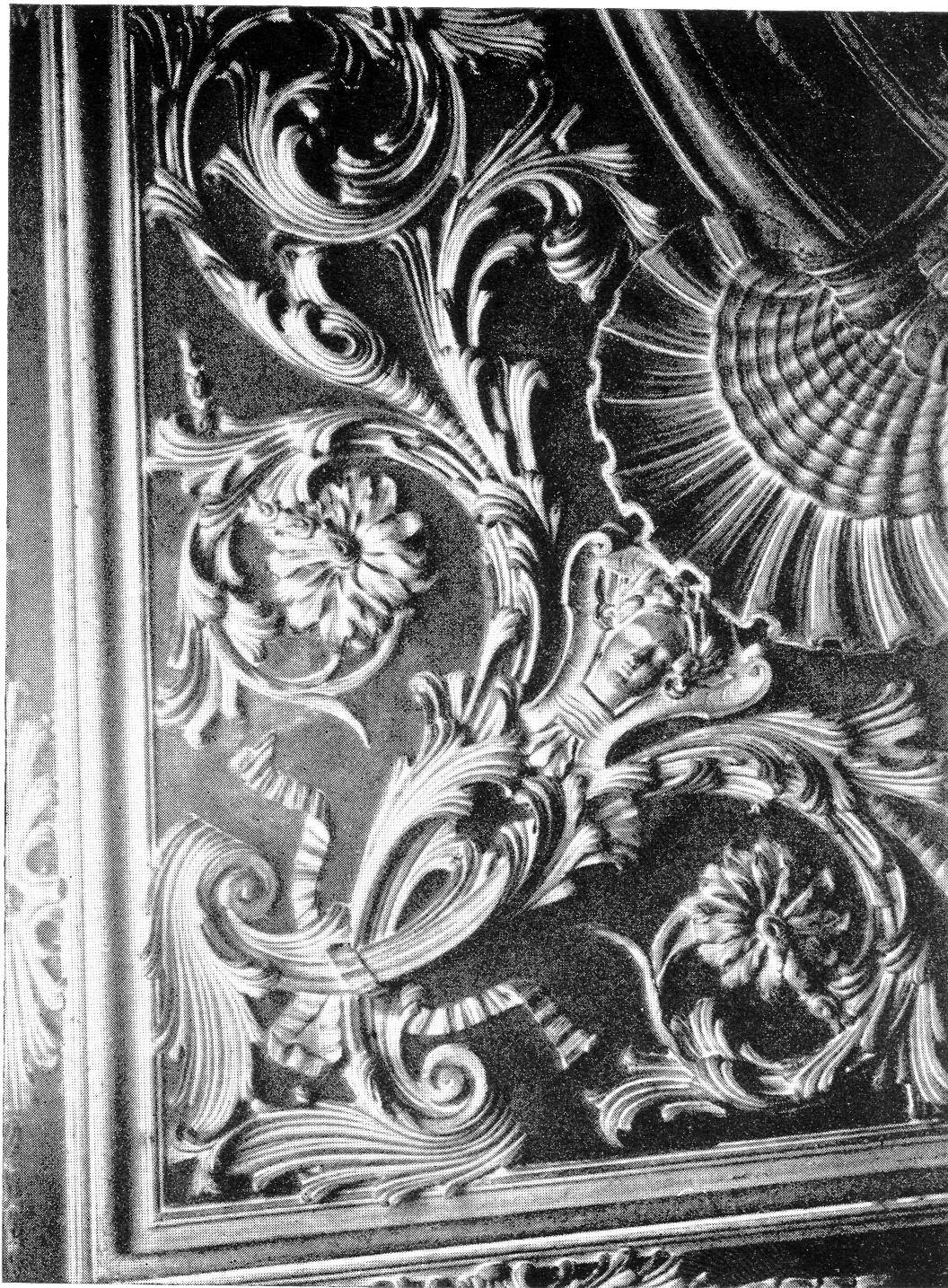
Altestadt 14, Zimmerdecke Detail
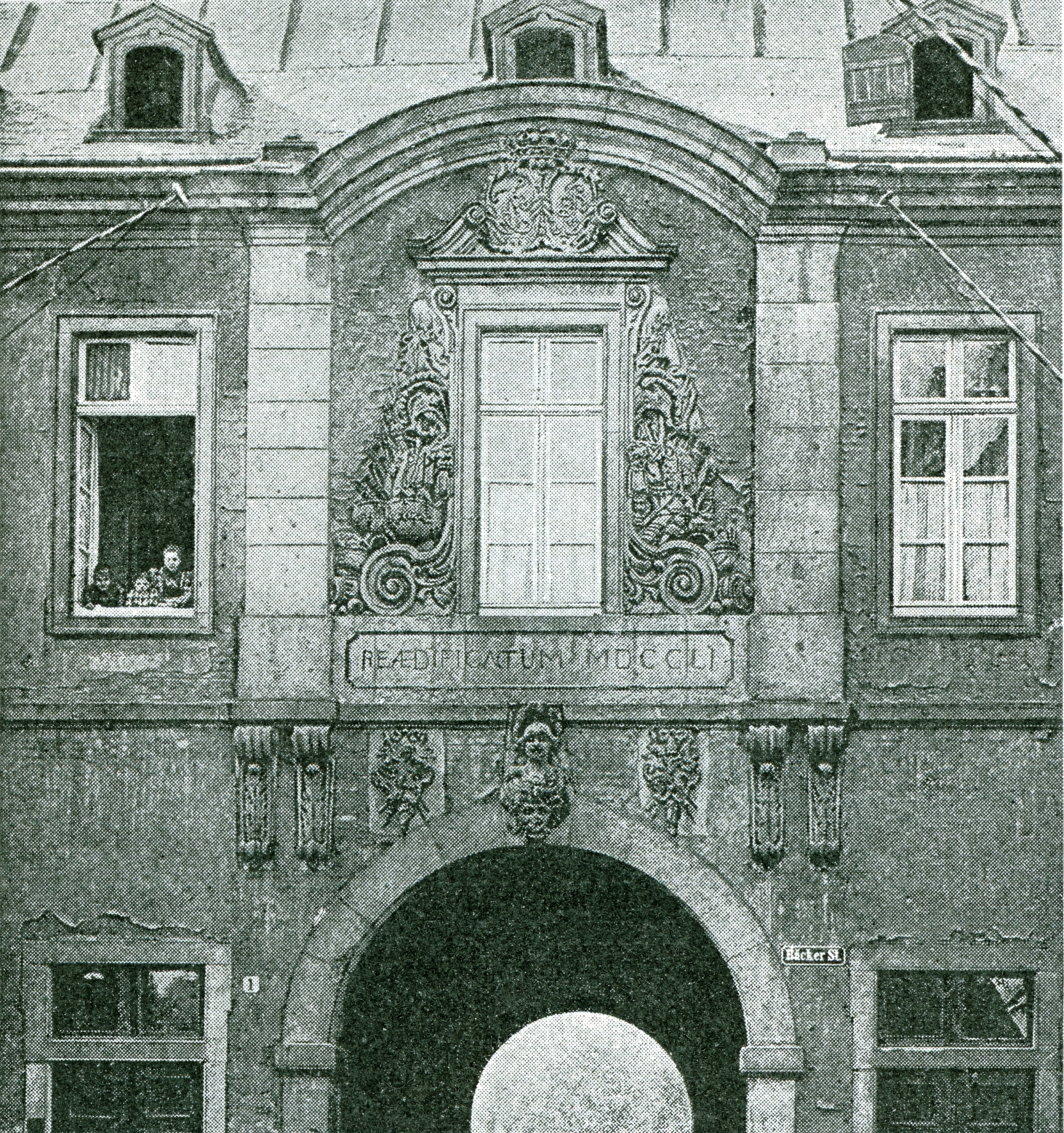
Berger Tor, Fassade zur Bäckerstraße.
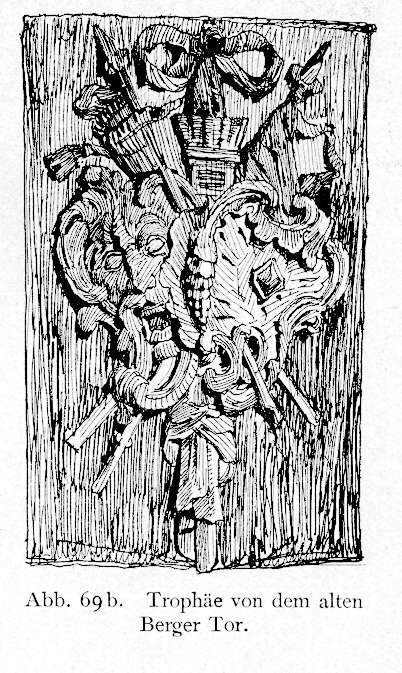
Berger Tor, Trophäe
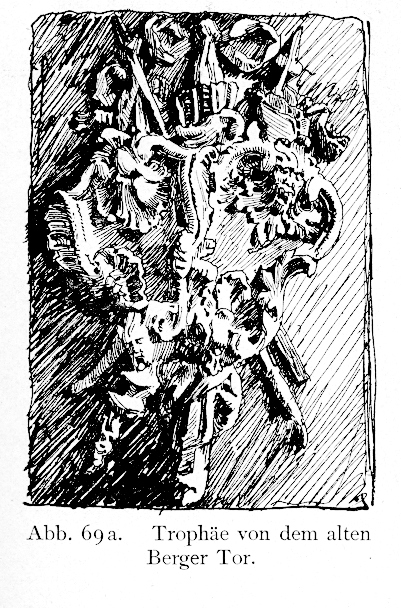
Berger Tor, Trophäe
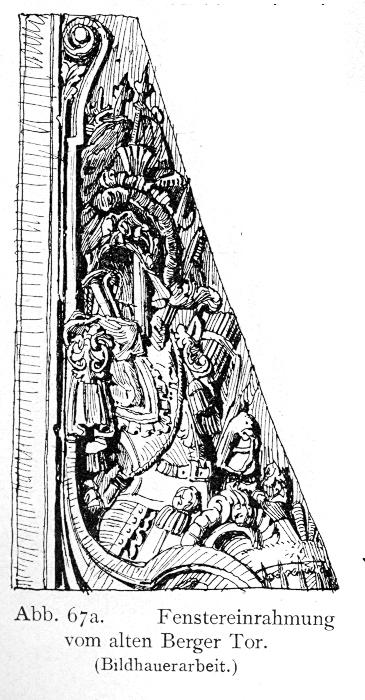
Berger Tor, Fenstereinrahmung
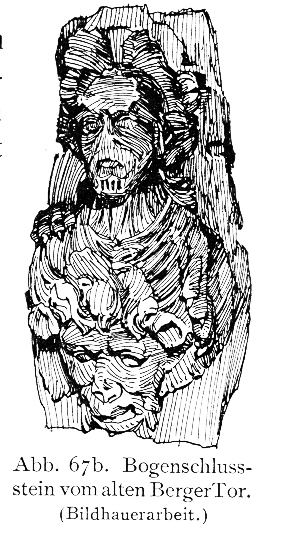
Berger Tor, Bogenabschlussstein

##### Gitterschmuck
Ein seltenes Beispiel für das Düsseldorfer Rokoko sind die Gitterarbeiten am Rathaus: „einige wenige Gitterarbeiten am Rathause [sind] die einzige reichere dekorative Äußerung des Rokoko in Düsseldorf“.

Gitterschmuck am Alten Rathaus
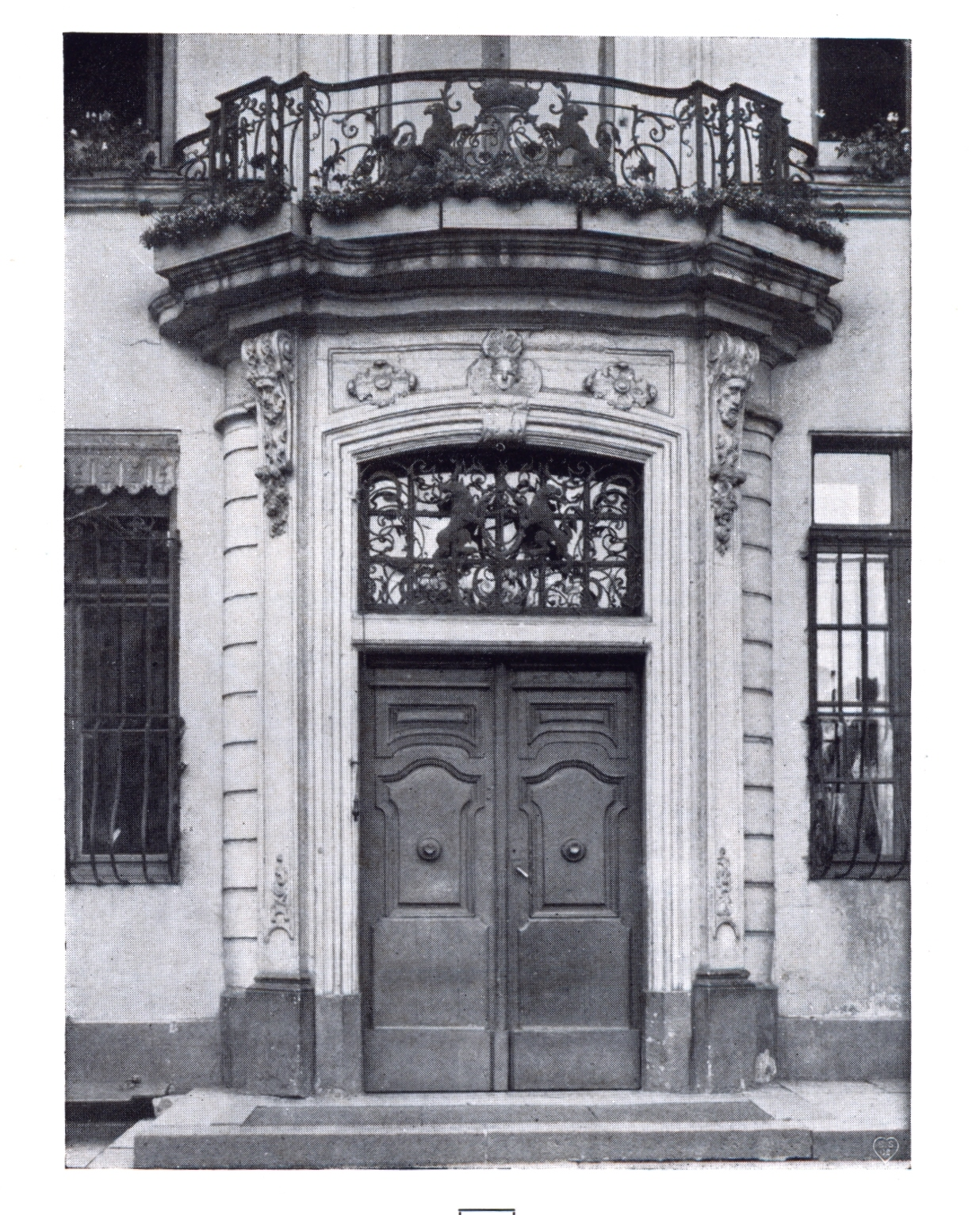
Portal
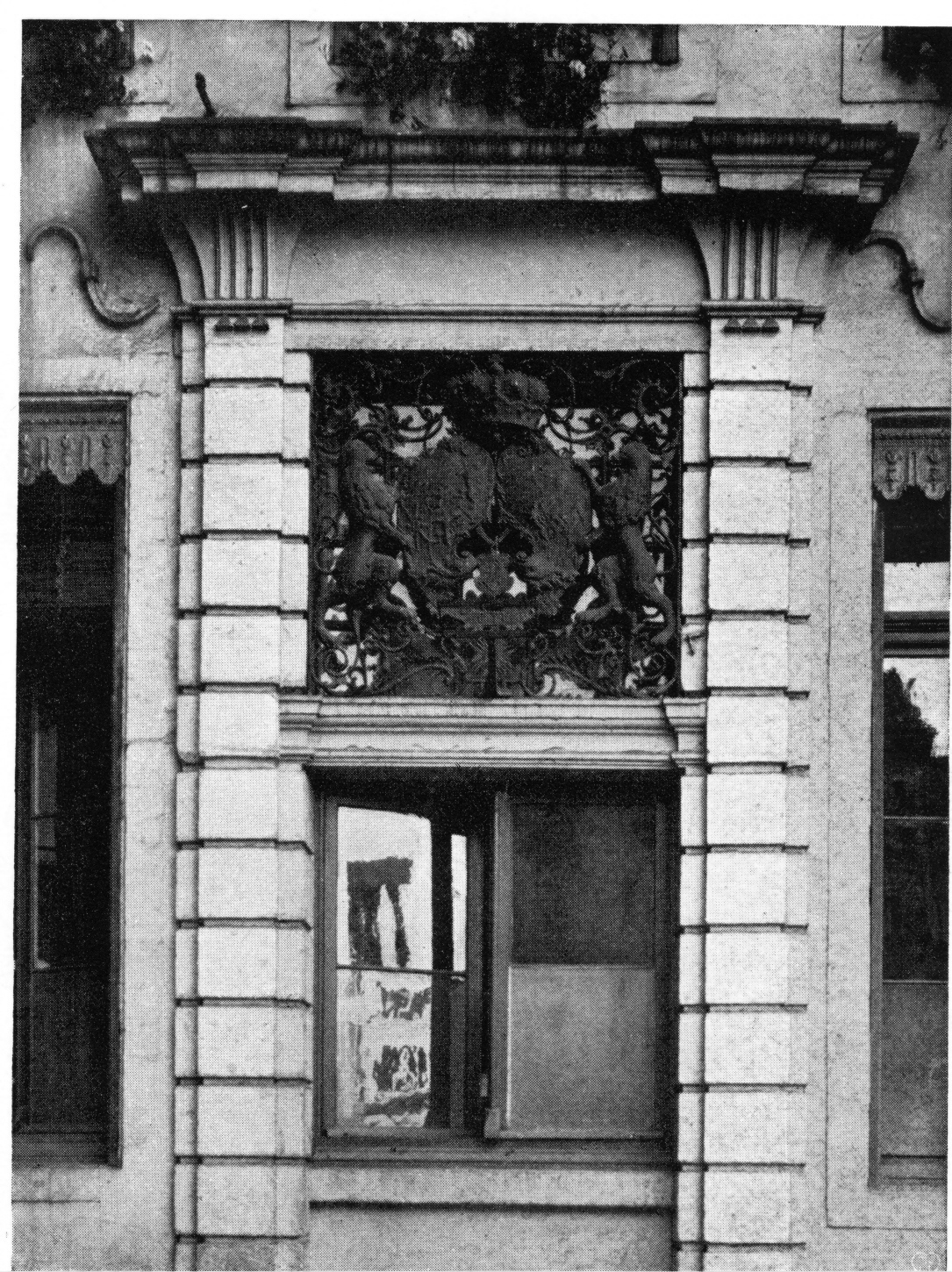
Detail
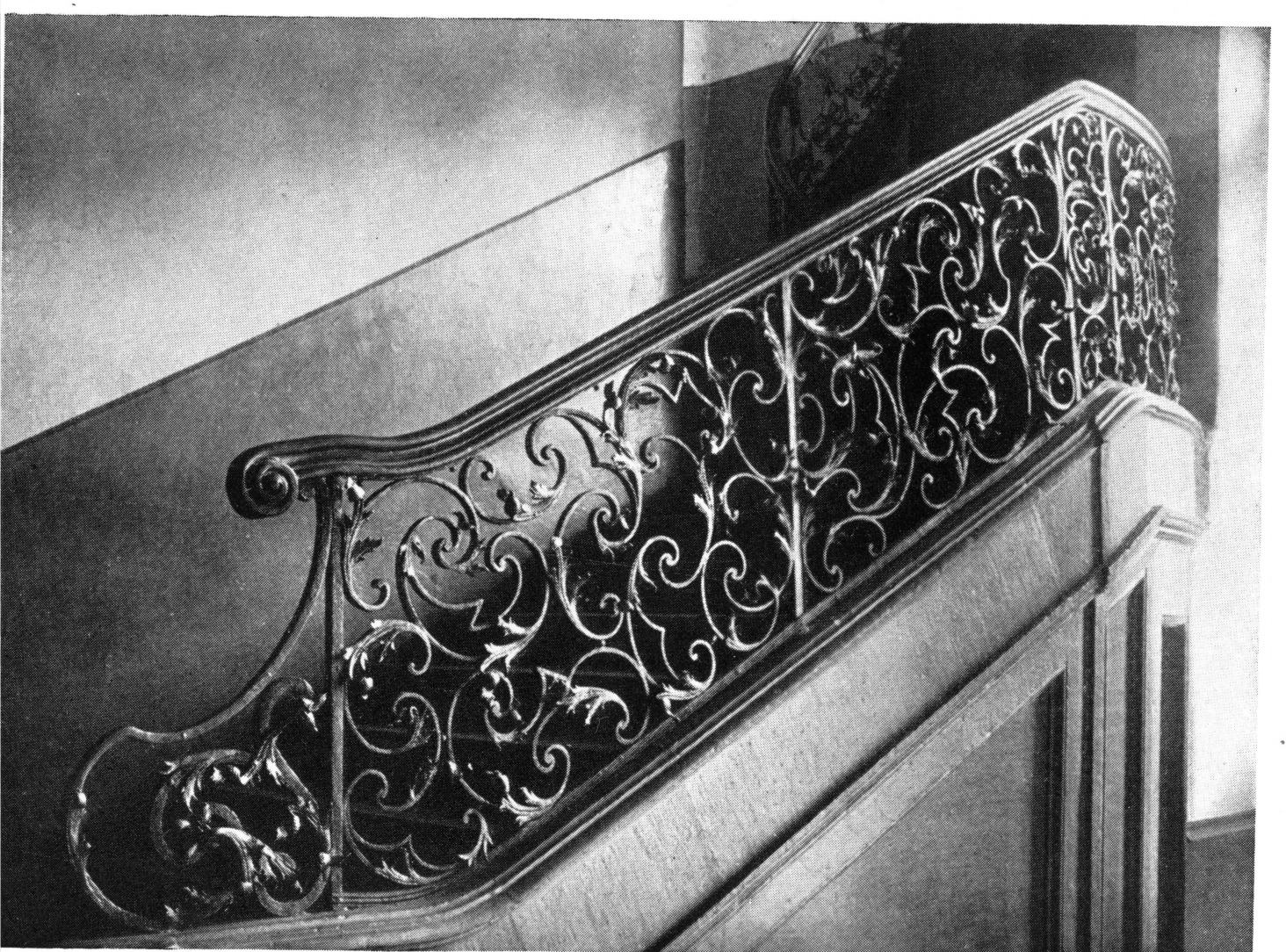
Untere Treppe

##### Spiegelrahmenschmuck
Ein weiteres seltenes Beispiel ist die Innenarchitektur des Wohnhauses Citadellstraße 5, so die Rokoko-Kaminaufbauten mit den Spiegelflächen: „[Das Innere] zeigt im Obergeschoss in zwei Sälen reiche Kaminaufbauten […] Breitlappiges asymmetrisches Muschelwerk rahmt über der Feuerstelle eigens zugeschnittene unregelmäßige Spiegelflächen ein. In der schlichteren Flächenbehandlung der seitlichen Pilaster, der architektonischen Einrahmung des Kamins und seines Aufbaues, kommt die wirre Erregung der Spiegelrahmen, die im Begriffe ist, sich auf das Nachbargebiet über dem Kaminaufbau hinaus fortzubewegen, zur Ruhe. Diese beiden Kamine sind, außer einigen wenigen Gitterarbeiten am Rathause die einzige reichere dekorative Äußerung des Rokoko in Düsseldorf“.

##### Kirchenschmuck
Ein Beispiel für Kunstwerke im Stil des Rokoko war der Kirchenschatz von St. Andreas. Paul Clemen beschreibt diesen in Die Kunstdenkmäler der Rheinprovinz:

„Monstranz in Sonnenform, 73 cm hoch, von vergoldetem Silber, auf ovalem, geschweiftem, mit getriebenem Rokokoornamenten bedecktem Fussmedaillon befestigt von verschieden Schmuckstücke des 18. Jh., zwei Diamantbroschen, zwei Kreuze, zwei Broschen mit Emailmalerei, ein Halsband mit roten Steinen, angehängt acht vergoldete Medaillen, zwei ovale Medaillons mit Emailmalereienl und ein Kreuz aus roten Steinen.“

Ein weiteres Beispiel war der Kirchenschmuck der Maxkirche. Paul Clemen beschreibt diesen in Die Kunstdenkmäler der Rheinprovinz:

„zweireihige Rokokochorstühle […] reichgeschnitzte Rokokokanzel mit Freitreppe und Baldachin. Die weitere Ausstattung der Kirche ist in den leichten und zart geschwungenen Formen des rheinischen Rokoko, die Sitzbankwangen kühn ausgeschweift.“

### Klassizismus
Im 19. Jahrhundert wurde das Düsseldorfer Stadtgebiet zur Residenzlandschaft. So wurden eine ganze Reihe von Gebäuden schlossartig umgebaut. Zu den frühesten Beispielen gehört das Haus Lohausen, das um die Jahrhundertwende von der bürgerlichen Kaufmannsfamilie Lantz erworben wurde. Sie ließ das Haus 1804 abbrechen und durch einen „schlichten klassizistischen Neubau“ ersetzen. Großzügiger war der Ausbau des Hauses Kalkum. Dieses wurde im Auftrag der verwitweten Gräfin Maria Anna von Hatzfeldt von 1808 bis 1814 nach Plänen des Architekten Georg Peter Leydel umgebaut. Graf Franz Anton von Spee ließ Schloss Heltorf von 1822 bis 1825 als klassizistisches Herrenhaus nach Entwürfen von Heinrich Theodor Freyses erneuern. Der Saal wurde mit Fresken aus dem Leben Kaiser Friedrichs I. ausgemalt. Das Haus Eller, 1823 von dem Freiherrn Carl von Plessen erworben, wurde als Schloss neu errichtet. Dabei erhielt der repräsentative Saal im Obergeschoss reichen Stuck im Empirestil. Der Architekt ist unbekannt. 1836 brannte das Barockschloss Mickeln in Himmelgeist aus. Der Besitzer, Herzog Prosper Ludwig von Arenberg, ließ an gleicher Stelle von 1839 bis 1842 ein „streng klassizistisches“ Gebäude nach Entwürfen von Alexander Joseph Niehaus erbauen.

#### Düsseldorfer Baukunst unter Kurfürst Karl Theodor

##### Mangel an Rokokobauten. Die neuen Monumentalbauten des Klassizismus
Der Louis-seize-Stil war in Düsseldorf prägend. Dieser zeigte sich an verschiedenen staatlichen Gebäude, so am Schloss Jägerhof. Beim Schloss Benrath zeigte sich dieser Stil am deutlichsten in den beiden äußeren der vier Seitenbauten und im Innern in der Gliederung von Vestibül, dem Gartensaal und dem oberen Geschoss. Das dritte staatliche Gebäude des frühen Klassizismus war das im Jahre 1911 abgebrochene Statthalterpalais von Hofbaumeister Kaes, das vierte das ehemalige Gouvernementsgebäude auf der Thomasbastion von J. H. Ferier.

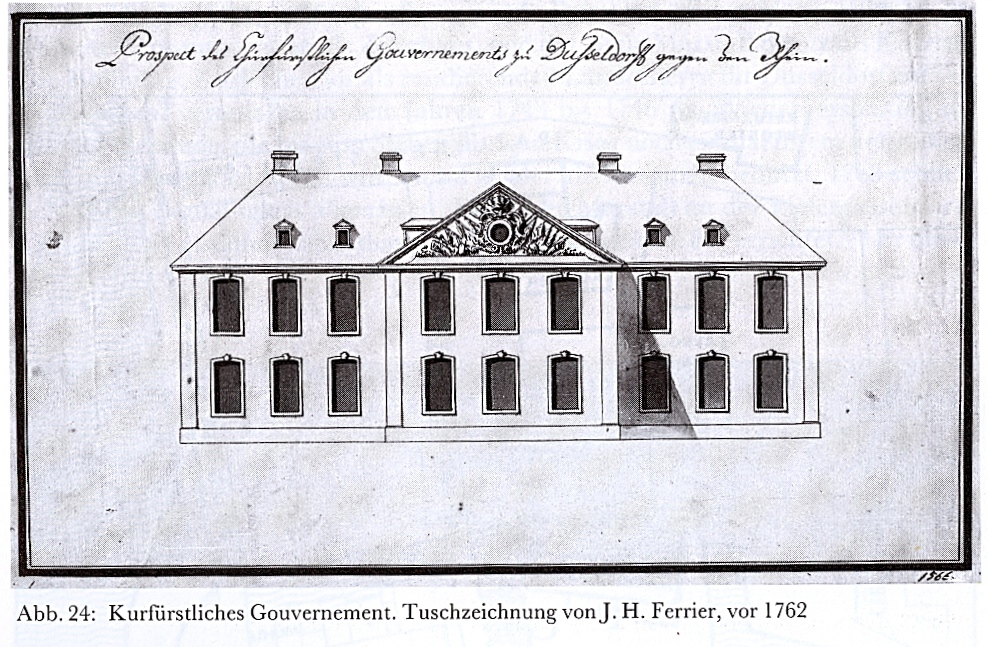
Gouvernementsgebäude auf der Thomasbastion von J. H. Ferier
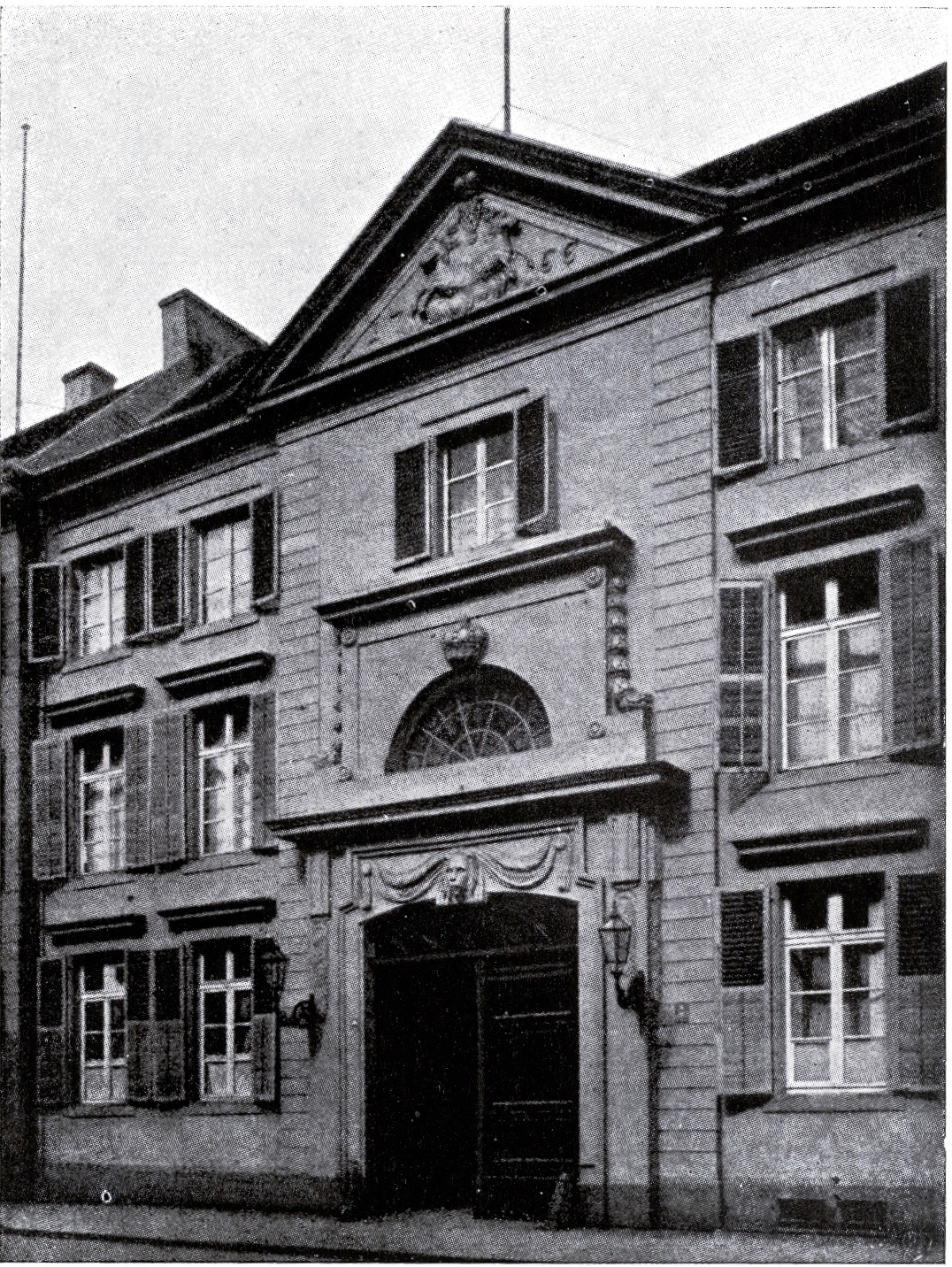
Statthalterpalais, Fassade

##### Das Mansarddachwohnhaus
Die Zahl der Düsseldorfer Wohnhäuser mit Mansarddach war um 1922 gering. Das älteste Beispiel ist das Haus Citadellstraße 11. Als weitere Beispiele gelten das Palais Nesselrode, das Haus Citadellstraße 14 sowie das Hofgärtnerhaus Düsseldorf.

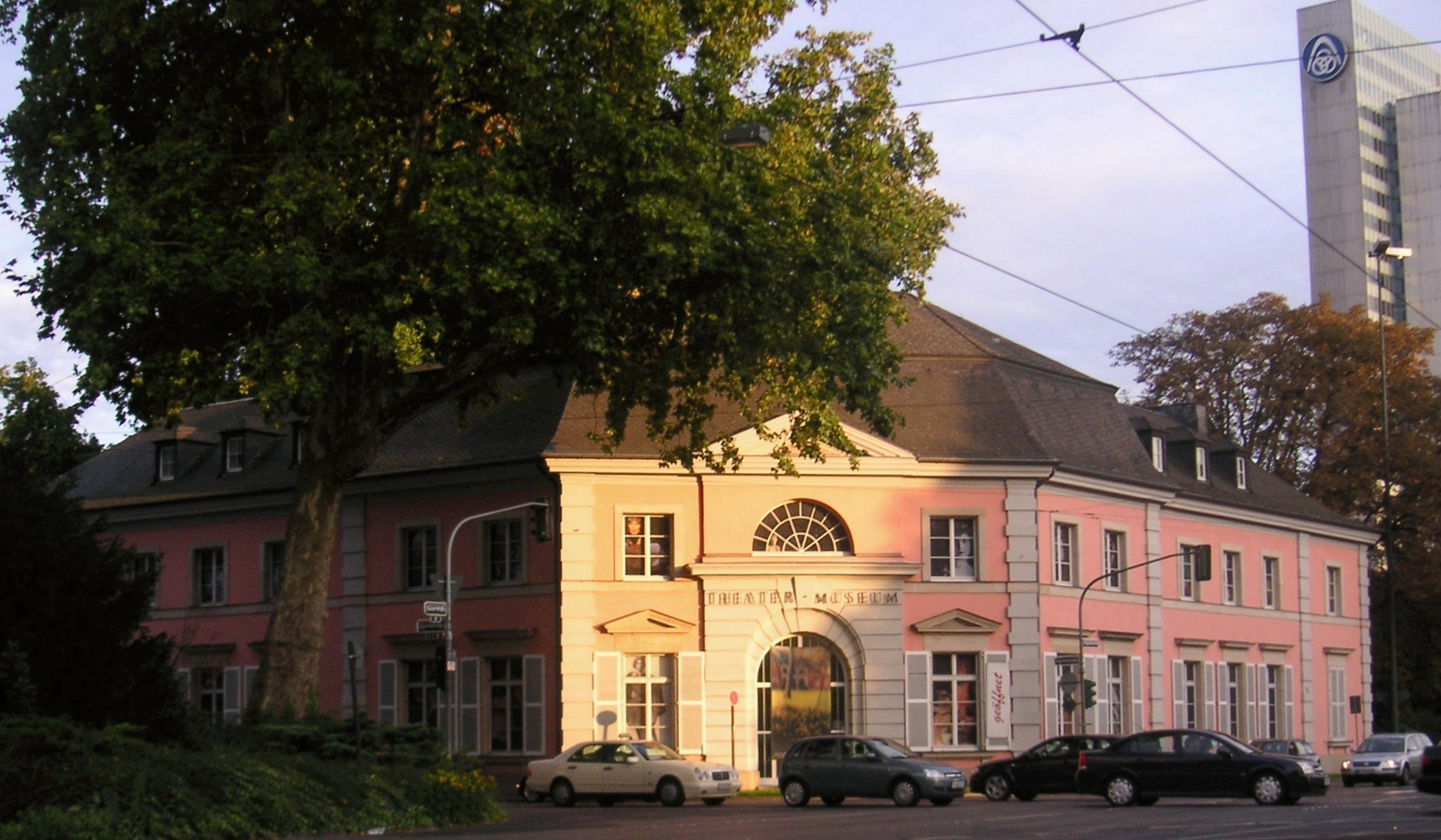
Hofgärtnerhaus Düsseldorf
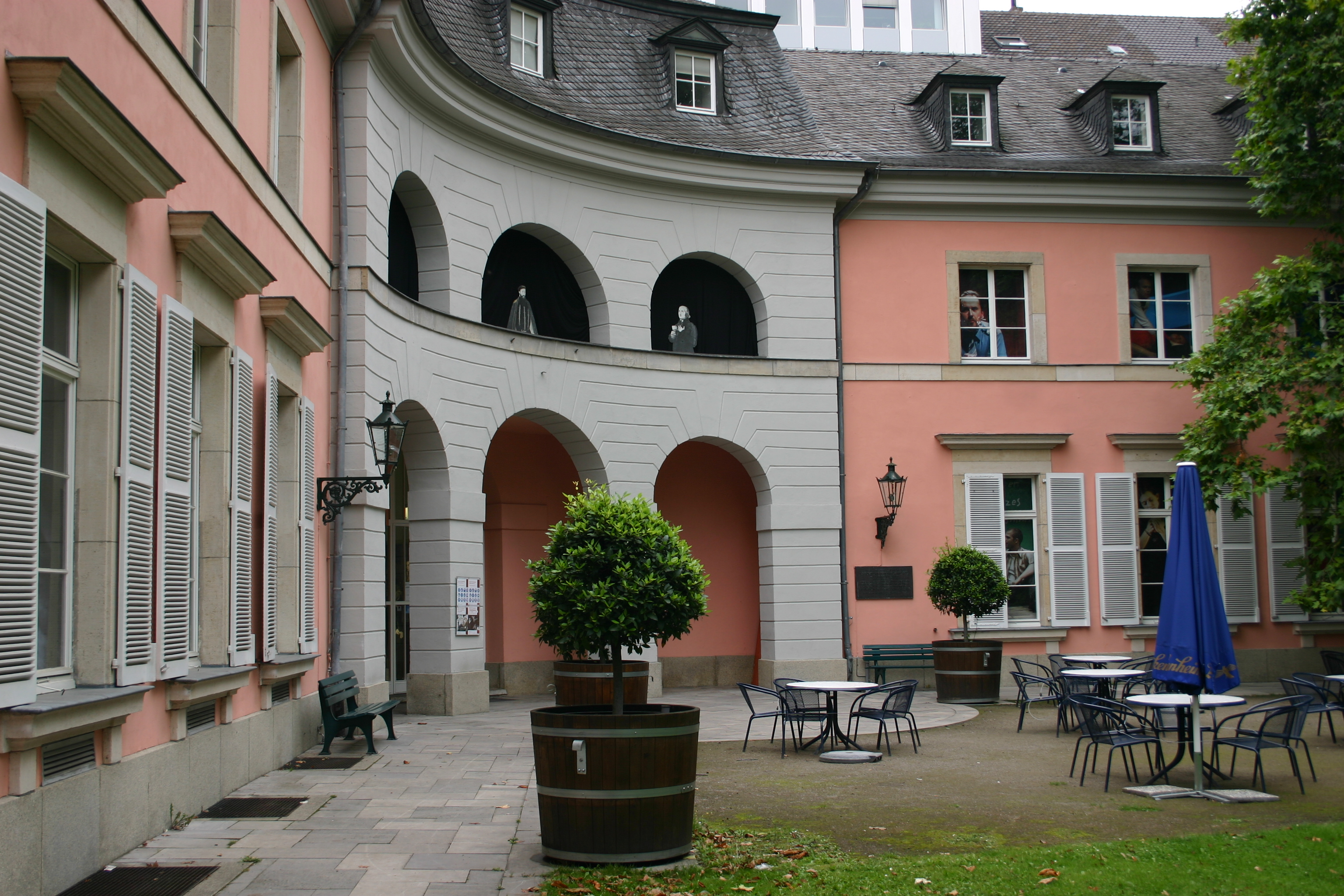
Café des Theater Museums

##### Ausbau der Karlstadt
Unter dem Kurfürsten Karl Theodor im Süden der Altstadt die Karlstadt im Stil des Rokokoklassizismus erbaut. Beispielhafte Häuser der Karlstadt sind die Häuser Bilkerstr. 7, Bilkerstr. 13, Hohestraße 6, Bilkerstraße 5 und Juppens Haus. Vorbilder waren der Benrather Schlossbau und das Gouvernementsgebäude auf der Thomasbastion.
Diese Epoche war gekennzeichnet durch bekannte Künstler wie die Baumeister Rütger Flügel, Hofbaurat Kaspar Huschberger, Peter Köhler, Engels, Max Joseph Custodis, Johann Peter Cremer, Peter Krahe, Wauters, Erb und Karl Friedrich Schäffer. Sie waren noch die Zeugen und Mitarbeiter am Ausbau der Karlstadt. Köhler baute zahlreiche Gebäude, unter ihnen das Haus Neubrück-Straße 12, Häuser am Karlsplatz und das Haus Neustraße 57.

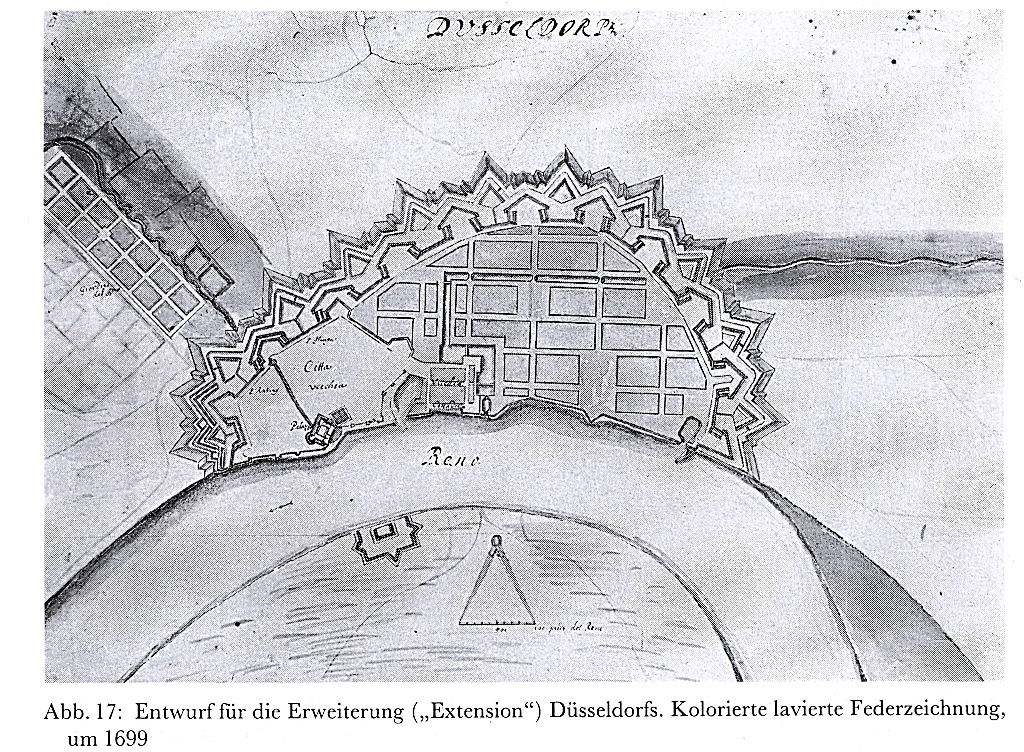

##### Tür- und Fensterschmuck
Alte niederrheinische Tradition war es, aus dem Backsteinmaterial heraus die Bauplastik auf die Mittelachse mit Haustür mit Einrahmung und Oberlicht zu konzentrieren – „malerischen Schmuck nur sparsam über die Fassaden zu verteilen, meist nur der Haustür, ihrem Oberlicht und ihrer Einrahmung reichere Gestaltung zu schenken“. Diese Tradition wurde unter Karl Theodor weiter gepflegt, neben dem Hauptschmuck der Fassade, dem Eingang, wurden nun auch die Schlusssteine der Fensterstürze mit mehr Bauschmuck ausgestattet, so die Häuser Kurzestraße 10, Haus zum Kurfürsten Flinger Straße 36 und Bolkerstraße 44.
Die Formen waren Muschelformen, so das „echte Genre Rocail, d. h. asymmetrische Gebilde der Frühzeit, d. h. des eigentlichen Rokoko“. Als Vergleichs- und Anregungsmaterial diente der Muschelschmuck des Giebels und der Konsolen des Balkons von Schloss Jägerhof sowie die „streng symmetrischen Formen“ vergleichbar mit den Wandrahmen der beiden Langsäle von Schloss Benrath.
Die Türen und Türrahmen des Hauses Hafenstraße 7 orientieren sich an Schloss Jägerhof: „es darf mit jenen von Schloss Jägerhof in Verbindung gebracht werden: schräg gestellte Pilaster und ausladende Deckplatte“. Die Türfüllung des Hauses Hafenstraße 7 zeigt noch die schwerfällige barocke Kartusche wie bei Haus Neustraße 12. Eine ähnliche Gestaltung zeigt das Haus Kurzestraße 10 und das Haus Altestadt 4.
Das Haus Kurzestraße 10 zeigt eine Kartusche mit einer reicheren Innengliederung. Citadellstraße 17 soll das schönste davon sein, es zeigt den „schönsten Entwurf dieser Haustüren: Türfüllung wie Oberlicht ein leichtes Geschnörkel- und Muschelwerk“ stilistisch verwandt mit der Tür des Hauses Hunsrückenstraße 54. Die Kamine Citadellstraße 5 waren bemerkenswert: „nirgendwo findet man in Düsseldorf an Haustüren und Fassaden jene asymmetrische Muschelformen wieder, wie an den Kaminen Citadellstraße 5“.
Klassizistisch von Schloss Benrath beeinflusst sind die Türen an Haus Pempelfort sowie an den Häusern Flinger Straße 36, Altestadt 11 und Orangeriestraße 6. Das Portal Orangeriestraße 6 zeigt Rosetten, Girlanden, eine Vase des Oberlichtes und Säulen- und Pilasterstellungen. Altestadt 11 zeigt bemerkenswerte Leisten, Füllungen und Türbeschlag: Sie sind „von besonderer Zierlichkeit in der Geschichte des Düsseldorfer Wohnhauses“. Das Portal des Nesselroder Hofes zeigt eine klassizistische Zeichnung der Einrahmung, der Konsolen, Profile, vor allem der Rosetten in Kassetten in der Unteransicht der Portalbekrönung. Beeinflusst wurde dieses Portal durch das Schloss Benrath und durch das Portal der Andreaskirche. Die Haustüren Citadellstraße 23 und 25 zeigen eine besondere Rahmenkomposition aus Türrahmen, Oberlicht und Seitenfenster: Es sind „altertümliche Formen des Türrahmens wie des Oberlichtes, dieses seitlich geschmückt mit Fruchtkränzen. Eingang und Oberlicht sind mit den schmalen beiden Seitenfenstern in eine gemeinsame Rahmenkomposition gefasst“. Die Balkone darüber sind schlicht und werden von Konsolen getragen.

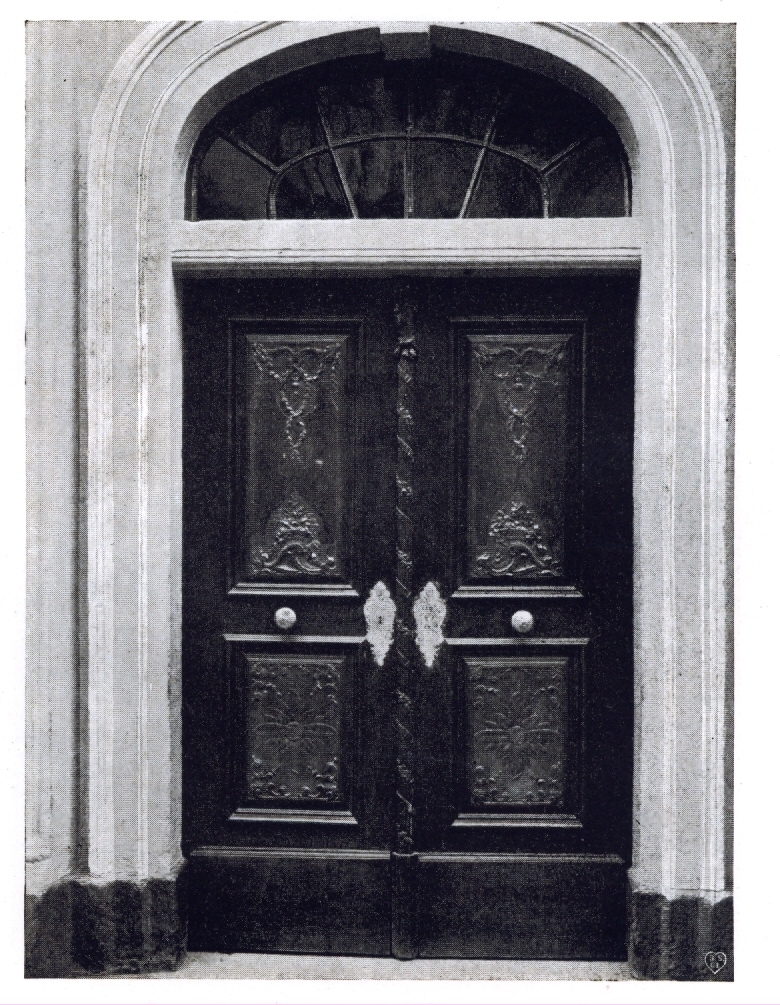
Altestadt 11 (Brauerei Schlösser), Haustür
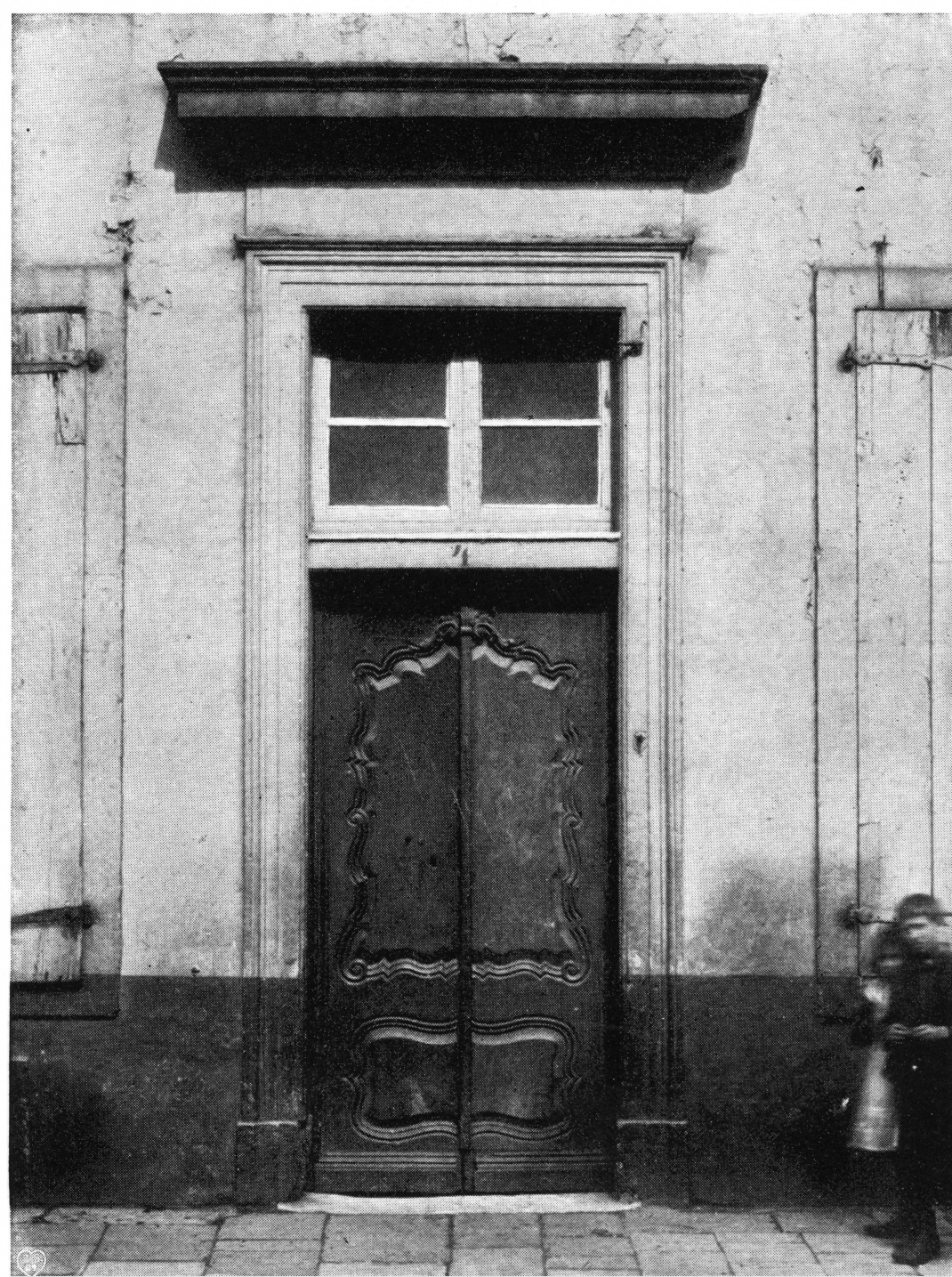
Altestadt 4, Haustür
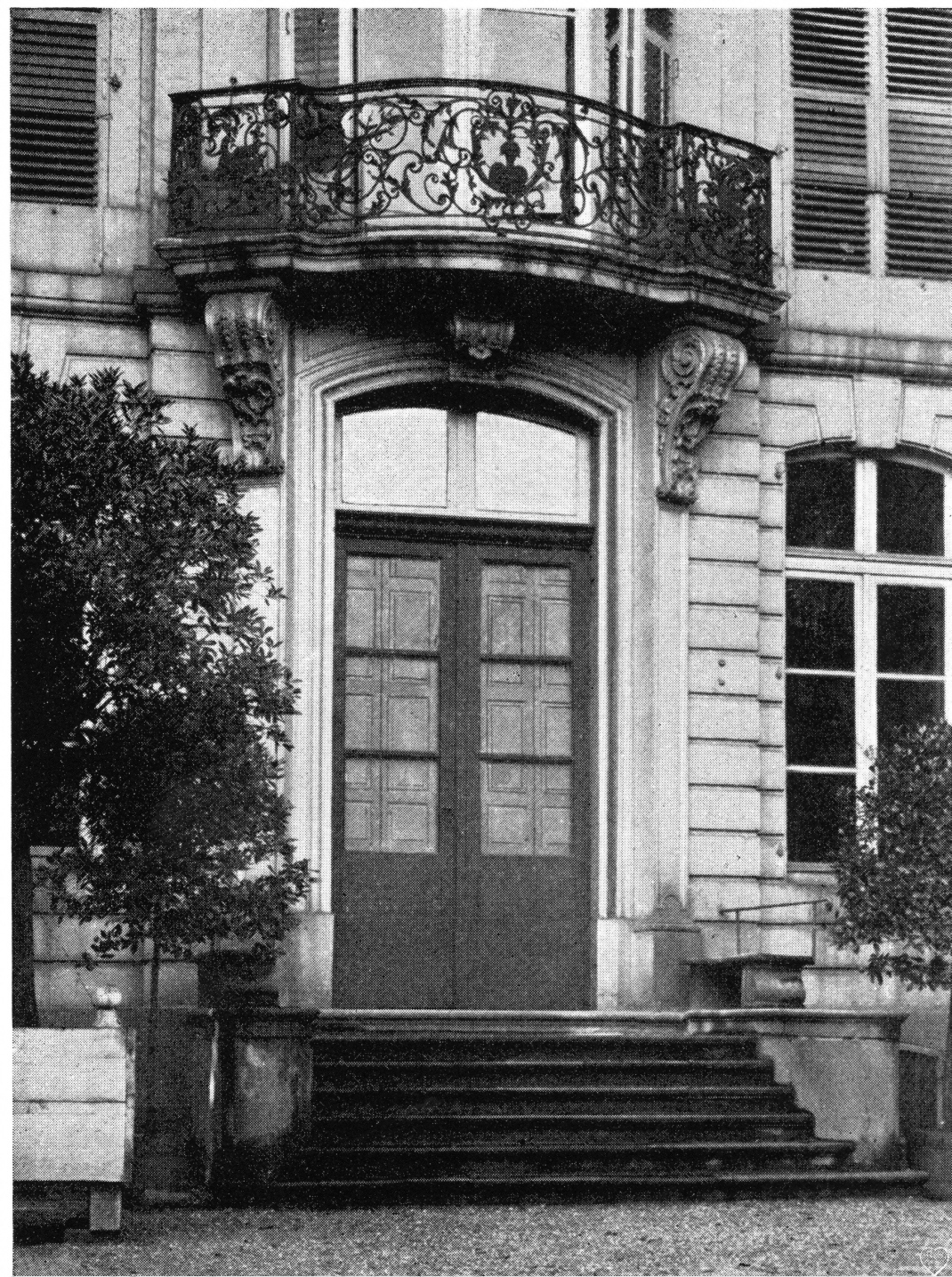
Schloss Jägerhof, Gartenportal
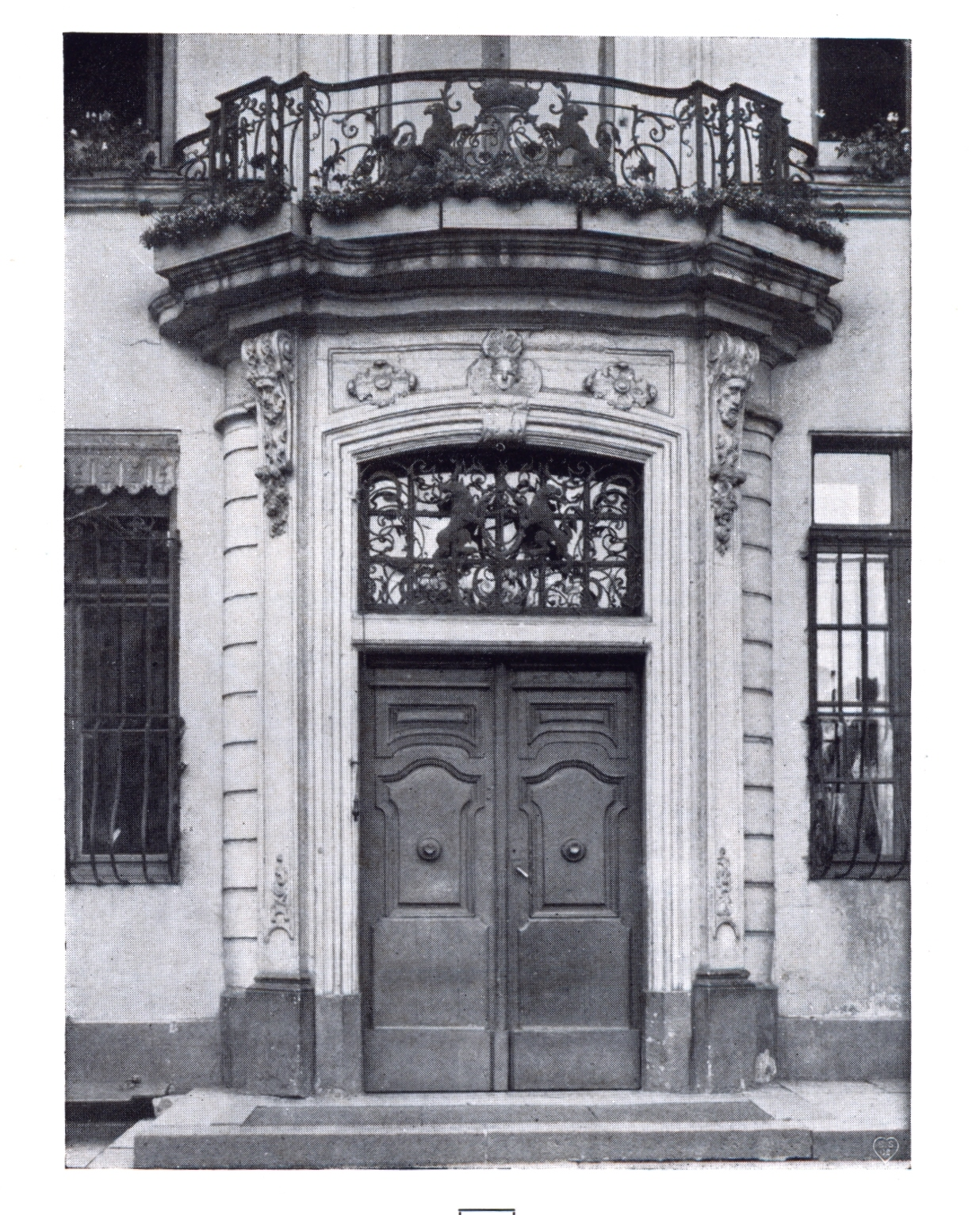
Altes Rathaus, Portal
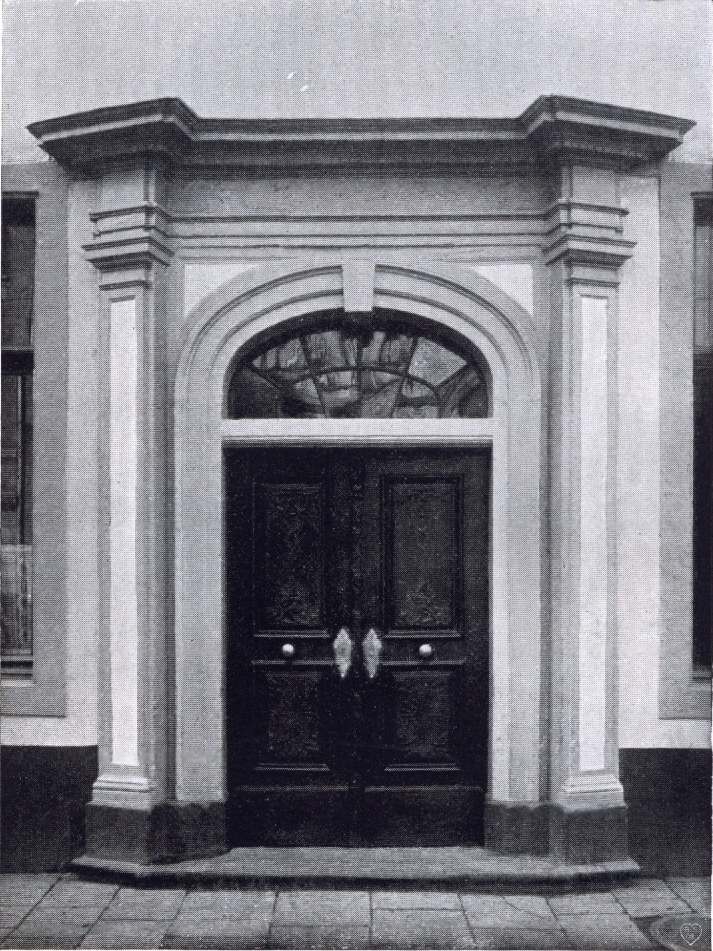
Altestadt 11 (Brauerei Schlösser), Portal
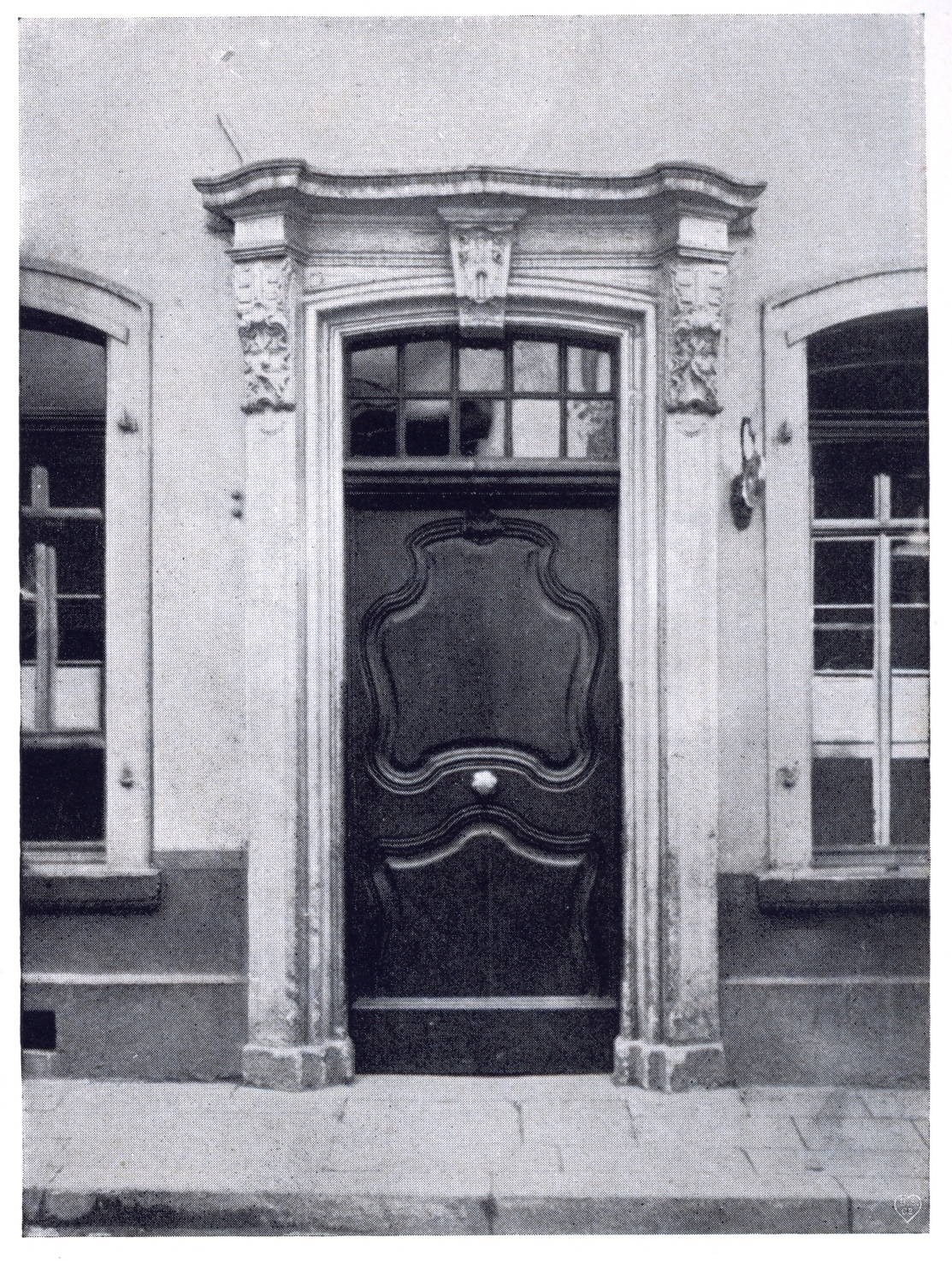
Hafenstraße 7, Portal
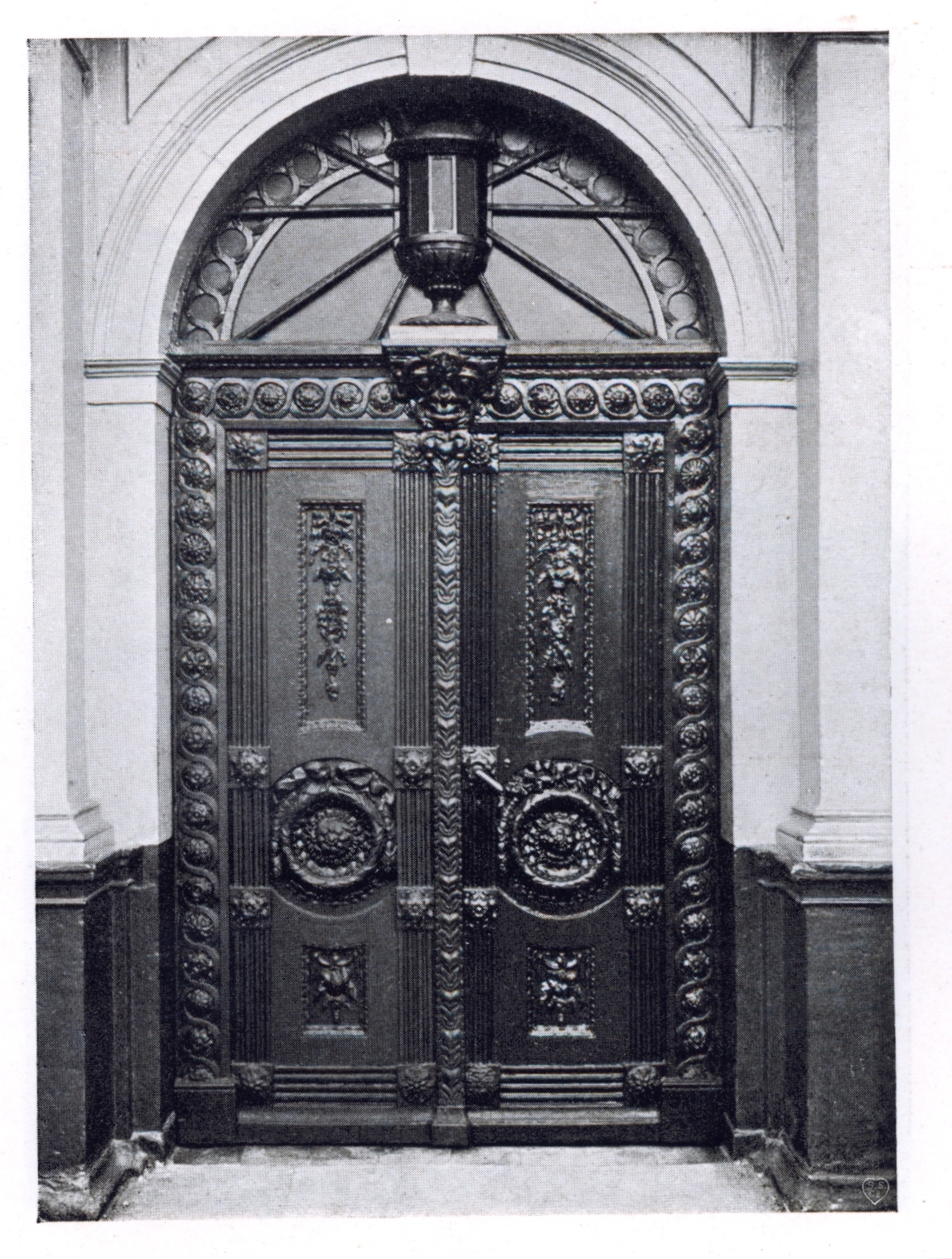
Orangerierstraße 6, Portal
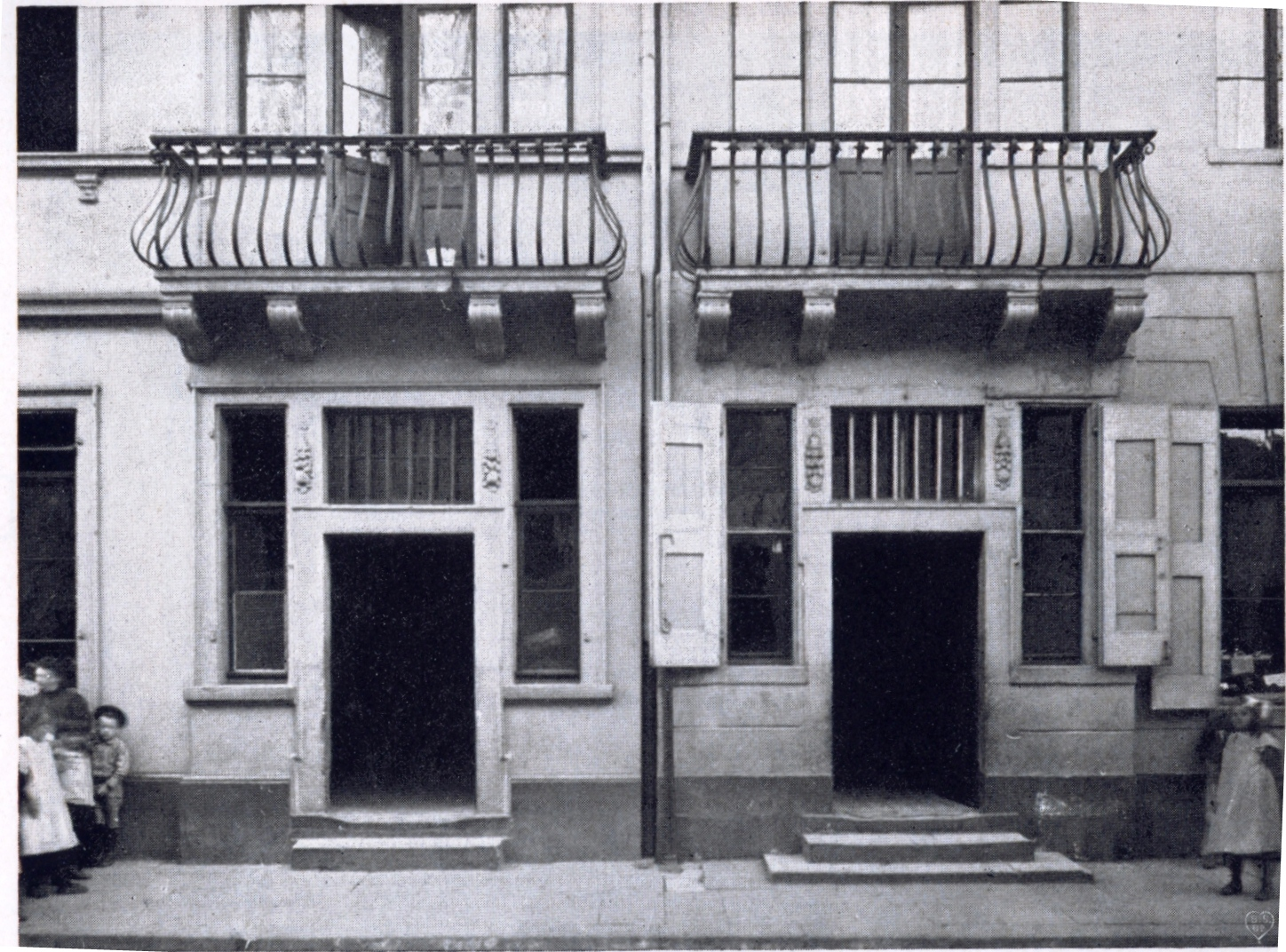
Citadellstraße 23 u. 25, Eingänge
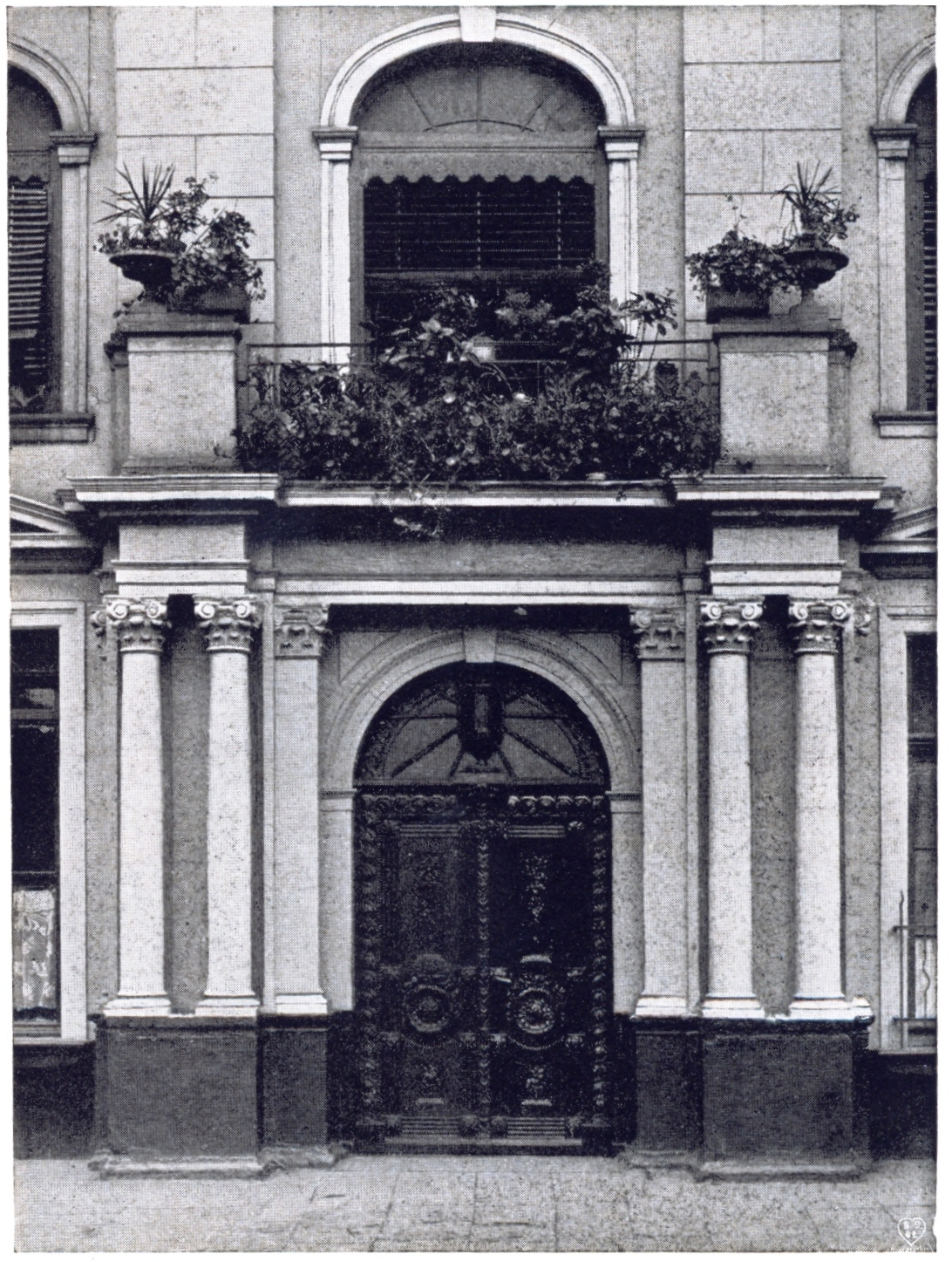
Orangeriestraße 6, Portal
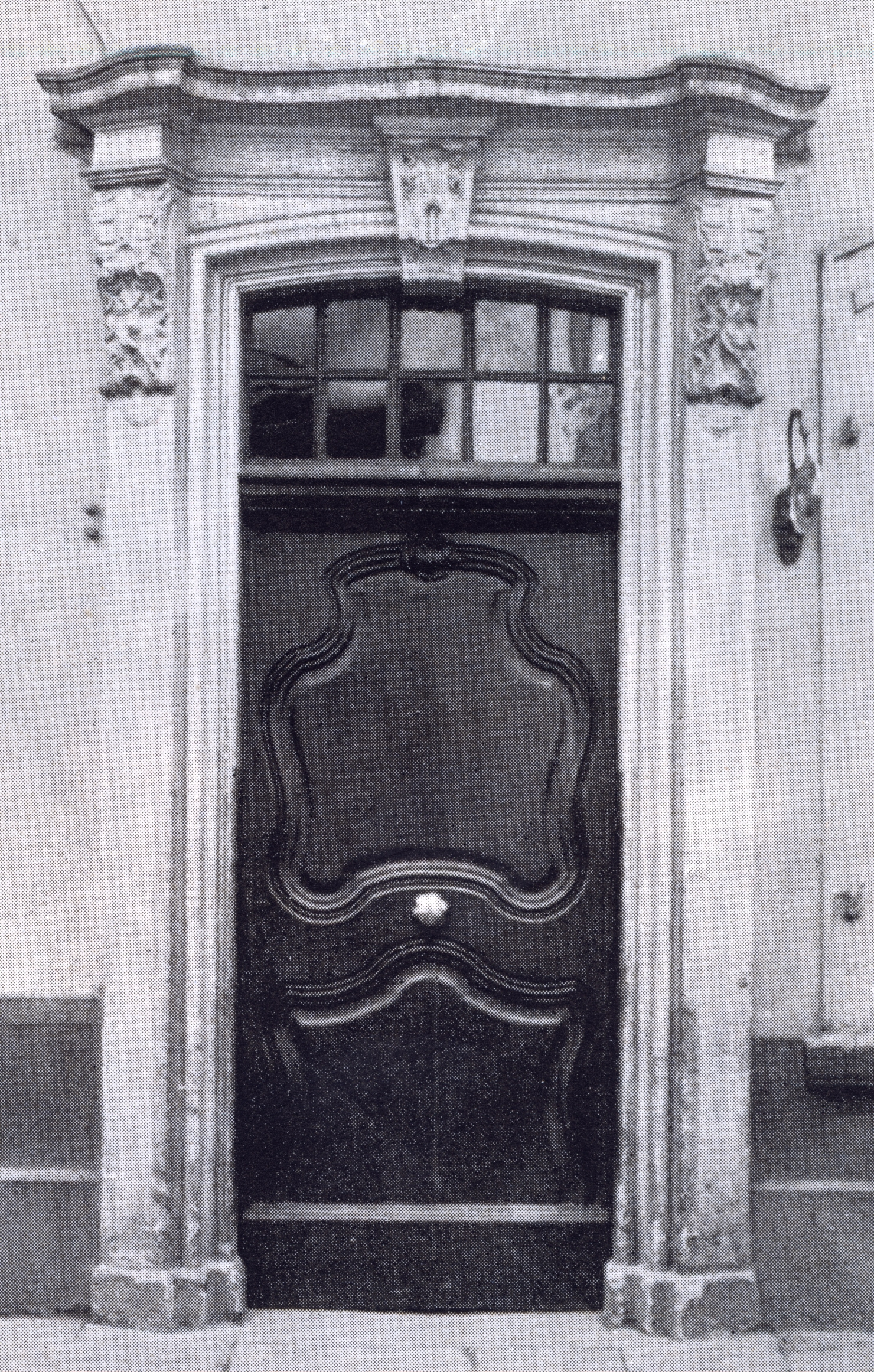
Hafenstraße 7, Portal
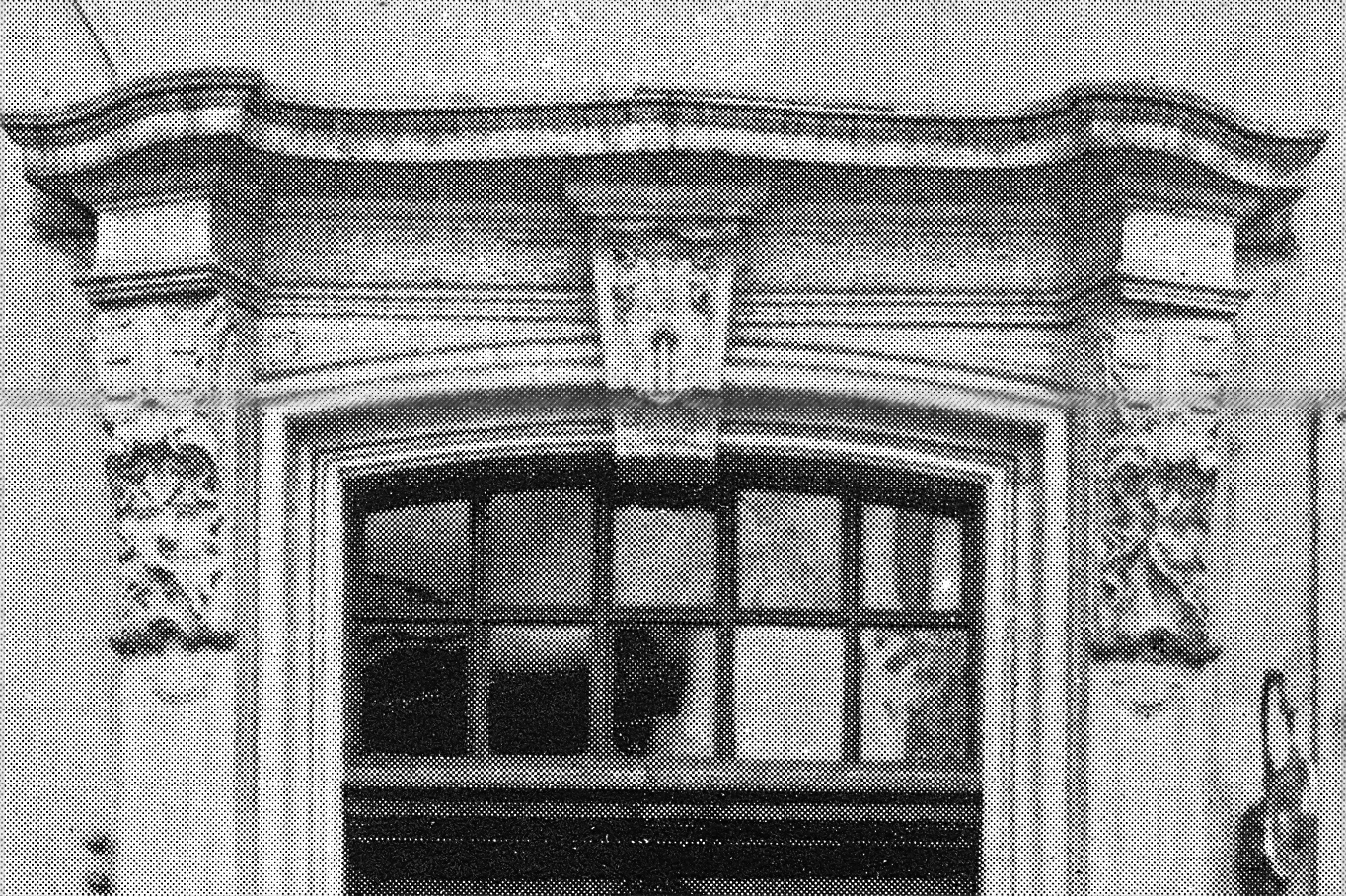
Hafenstraße 7, Portal, Detail

##### Inneneinrichtung und der Einfluss des Schlosses Benrath
Der Einfluss von Schloss Benrath auf die Inneneinrichtung war bedeutend: „Es zeigt sich, noch mehr als in der Aussenarchitektur, die große Bedeutung des Benrather Schlossbaues für das Düsseldorfer Wohnhaus“. Das Schloss Benrath im Stil des Rokoko-Klassizismus diente auch als Vorbild für den Bau des Nesselroder Hofes.

„Aber ein noch anschaulicheres Bild der blühenden Wohnkultur Düsseldorfs in den letzten vier Jahrzehnten des 18. Jahrhunderts entwirft das Studium der Inneneinrichtung. Hier zeigt sich, noch mehr als in der Aussenarchitektur, die grosse Bedeutung des Benrather Schlossbaues für das Düsseldorfer Wohnhaus. Weniger interessant vielleicht in der Pilastergliederung im Erdgeschoss von Haus Pempelfort, bei der man an die Wandaufteilung des runden Gartensaales von Benrath denken könnte. Eine weit grössere Anregung als diese Prunkräume bedeuteten die kleinen versteckten ovalen Toilettenzimmer um ‚Chambre d’alcove‘ des Erdgeschosses und die Zimmer des Dachgeschosses, die von einer wunderbaren Behaglichkeit sind (Tafel 29). Edmund Renard hat in seiner Benrathmonographie den Reiz dieser Räume und ihre Bedeutung für den Wohnhausbau treffend charakterisiert […]“

#### Düsseldorfer Baukunst bis zur Gründerrenaissance

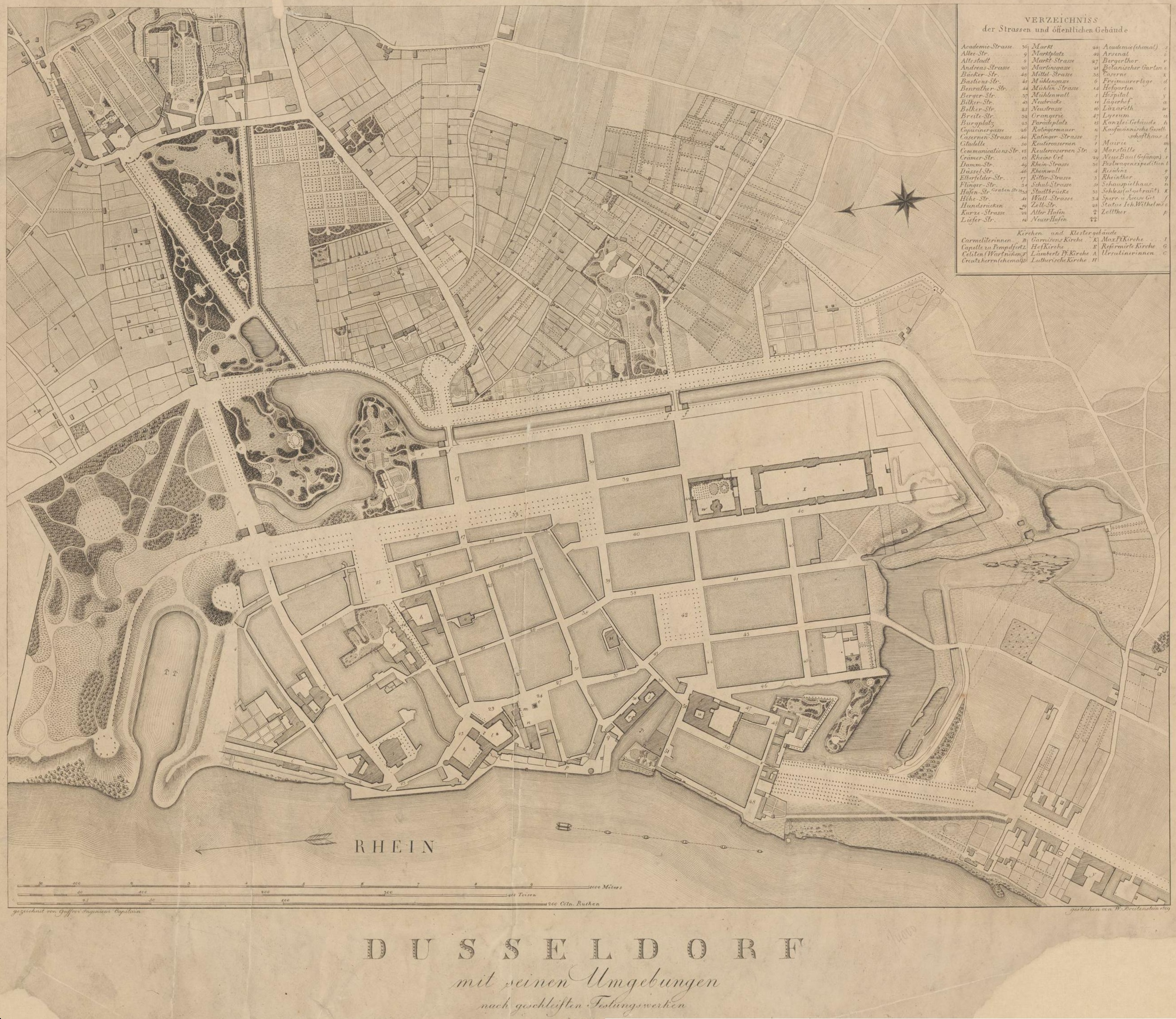
Düsseldorf mit seinen Umgebungen – Stadtplan von 1809, der die Entfestigung der Stadt und ihre Umgestaltung durch ein klassizistisches System von Parks und Alleen zeigt

Mit dem Frieden von Luneville von 1801 wurde die Schleifung der Düsseldorfer Festungswerke angeordnet. Düsseldorf blieb im Gegensatz zu den linksrheinischen Residenzstädten weiterhin Hauptstadt, Hauptstadt des napoleonischen Großherzogtums Berg, das von Napoleons Schwager Joachim Murat regiert wurde. Aus dem Herzogtum wurde dann ein Großherzogtum, das sich tief nach Westfalen ausdehnte. Die Residenz des Großherzogtums berief die besten Künstler aus den ehemaligen rheinischen und westfälischen Territorien und Residenzstädten zu sich. Düsseldorf wurde damit zu einem der „Zentren der klassizistischen Baukunst am Niederrhein“ Aus dem Kurkölnischen kam im Jahre 1803 Maximilian Friedrich Weyhe nach Düsseldorf, der der geniale Gestalter des Düsseldorfer Hofgartens wurde. Düsseldorf wurde auch deswegen zur „berühmten Gartenstadt“, weil Adolph von Vagedes – 1806 aus Münster nach Düsseldorf gekommen – mit dem Gartenarchitekten Weyhe zusammenarbeiten durfte. 1805 war Johann Peter Cremer aus Paris in die Dienste der Düsseldorfer Regierung getreten, Cremers Familie war eine alte Kölner Baumeisterfamilie.

##### Adolph von Vagedes Stadtbaupläne und Pilasterarchitektur
Von 1806 bis 1830 war Adolph von Vagedes, der durch die Schule von Jean-Nicolas-Louis Durand, der École Polytechnique in Paris und den frühen Klassizismus der Stadt Münster geprägt war, unter Georg Arnold Jacobi mit Aufgaben der Bau- und Stadtplanung in Düsseldorf betraut. Ab 1811 war er als großherzoglicher Baudirektor und danach bei der preußischen Regierung tätig. Er baute das Ratinger Tor, den Portikus des Grupello-Theaters und war verantwortlich für die Neuausstattung des Hontheimschen Palais als Präfektur.
1815 wurde aus Düsseldorf der Hauptort eines preußischen Regierungsbezirkes. Vagedes versuchte 1822, Düsseldorf in einem groß konzipierten Plan an die wichtigen Landstraßen anzubinden. Weiter plante er eine neue Hauptstadt östlich der Königsallee: Ein Castrum von dreizehn Bauquadraten sollte die Stadterweiterung Düsseldorfs gliedern. Jedes der 13 Quadrate sollte sich mit einer Seite an die Düsseldorfer Königsallee anschließen. Die drei übrigen Seiten sollten mit Alleen mit Wassergraben umschlossen werden. In der Mitte sollte ein großer Platz – „eine Rotonda, deren Portale gegen die vier Weltgegenden gekehrt sind“ – mit vier Springbrunnen entstehen.

##### Johann Peter Cremers Tätigkeit in Düsseldorf
Johann Peter Cremer war einer der Architekten, die sich in Düsseldorf um Vagedes sammelten. Cremer wurde später auch als Landesbauinspektor in Aachen bekannt. Er war in Düsseldorf von 1806 bis 1817 als rechte Hand Vagedes’ tätig und errichtete das Grupellotheater, den Triumphbogen für den Einzug Napoleons im Jahre 1811, die Brücken und Wachthäuser im Hofgarten und in der Königsallee. Klapheck meint, dass er auf dem Hindenburgwall für die Familie Jacobi das Wohnhaus (Malkasten-Haus) errichtete.

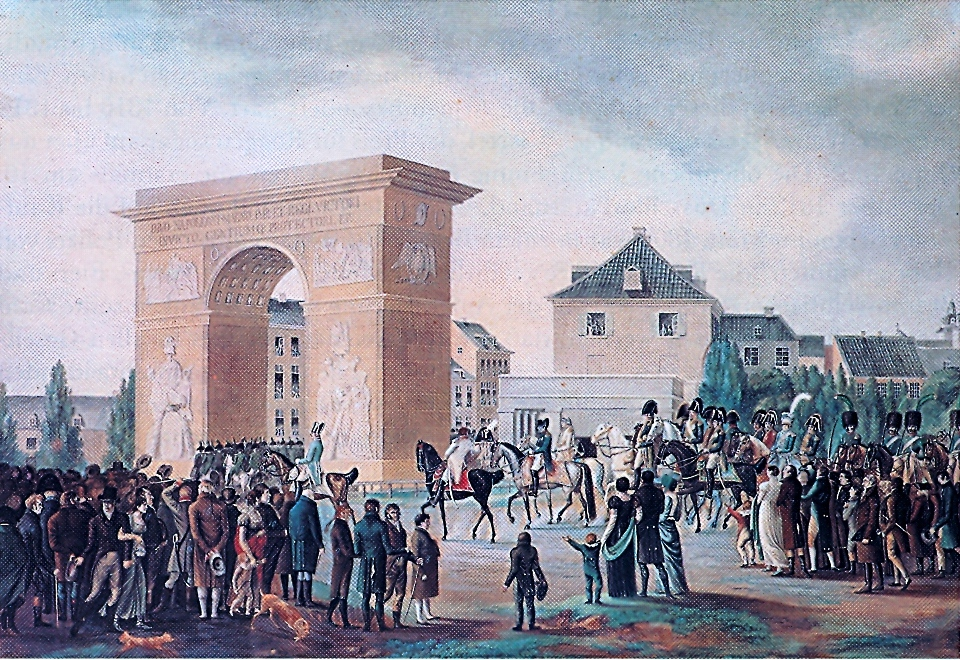

##### Bauwerke Peter Köhlers
Peter Köhler war einer der beschäftigsten Architekten, Munizipalrat, Hofbaumeister, später Bauinspektor und Eigentümer mehrerer Häuser. Ferbers Historische Wanderungen durch die alte Stadt Düsseldorf beschreibt Köhlers Besitzungen. „Nach den stets zuverlässigen Forschungen dieses Düsseldorfer Führers“ errichtete Köhler das durch die Bombardierung 1794 im Jahre 1798 das ganz schlichte Haus Ratingerstraße 18. Ebenso das Haus Neubrückstraße 12 und das ‚Haus zum neuen Schellfisch‘, Flingerstraße 42. Es gilt als eines der „vornehmen Neubauten aus den Tagen der blühenden Wohnbautätigkeit des vorausgehenden Jahrhunderts“, ebenso wie die Gebäude am Karlsplatz.

##### Einfluss der Schinkelschule
Ab 1824 wurde Düsseldorf Tagungsort der Provinzialstände. In Düsseldorf wurde die Königlich Preußische Kunstakademie gegründet. Es entstand eine biedermeierliche Beamtenstadt mit klassizistischen Bauten von Adolph von Vagedes, Anton Schnitzler und Heinrich Johann Freyse.
Der Einfluss der Schinkelschule machte sich in Düsseldorf bemerkbar. Vagedes legte den Plan der Oberbaudirektion in Berlin vor, und Schinkel genehmigte diesen im Jahr 1829, reklamierte jedoch die strenge Rasterung der von Vagedes für Düsseldorf projektierten Quadratestadt.
1830 wurde Vagedes durch Franz Anton Umpfenbach als Baurat abgelöst. Die lokale Tradition des Düsseldorfer Klassizismus – durch Vagedes geprägt – wurde durch einen Berliner Klassizismus in Düsseldorf abgelöst, dessen Vertreter Anton Schnitzler war. Der Baumeister Schnitzler versuchte die Planung von Vagedes in seinen Plänen aufzunehmen und reichte sie bei Umpfenbach zur Genehmigung ein. Ein von Umpfenbach modifizierter Plan Schnitzlers wurde schließlich genehmigt.

##### Anton Schnitzler und der Ausbau der Königsallee

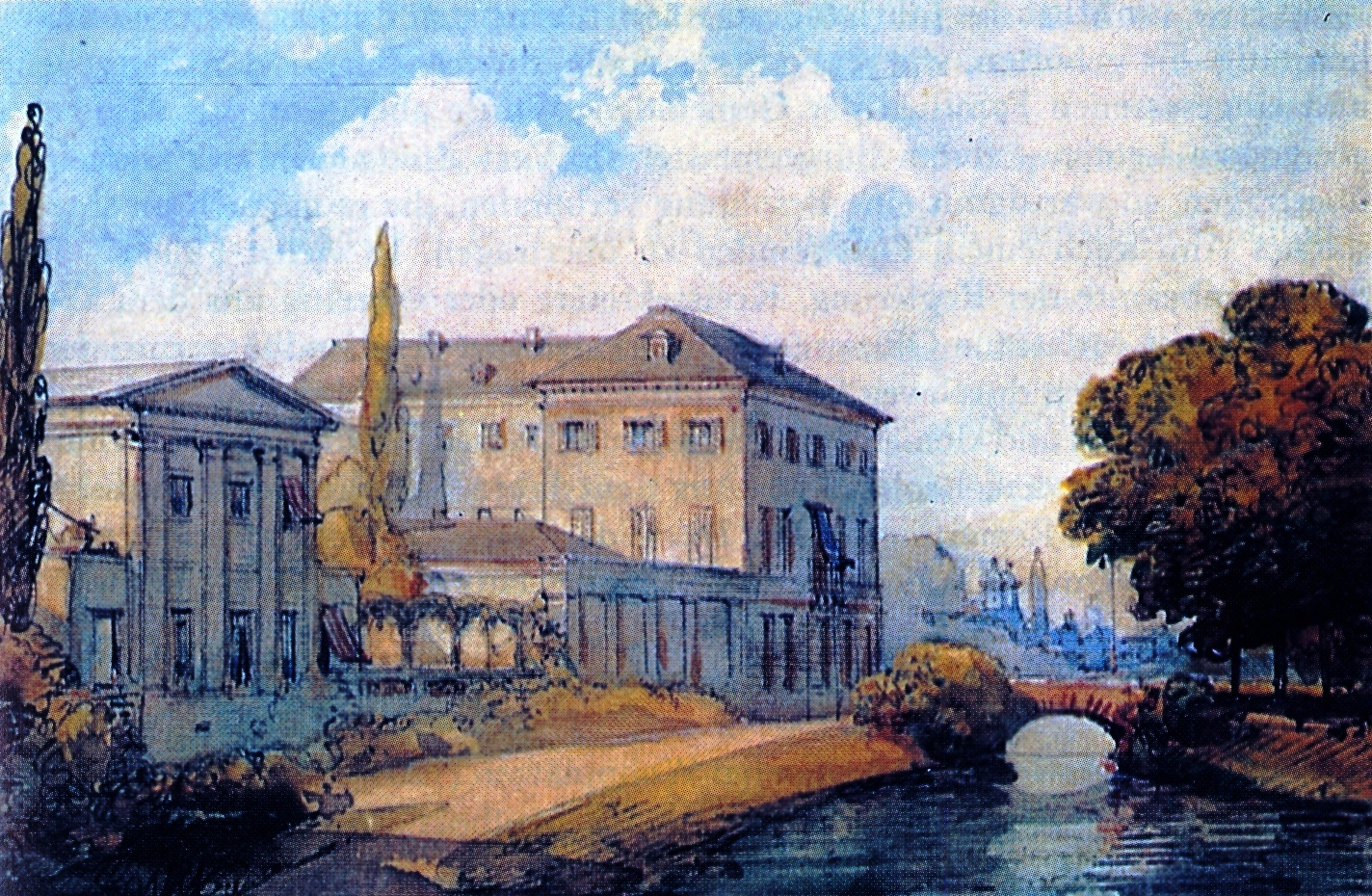

Anton Schnitzler war unter Vagedes Schülern der bekannteste. Seine Bauten prägten in den 1820er und 1830er Jahren entscheidend das Düsseldorfer Stadtbild, so etwa das 1831 fertiggestellte Friedrichsbad an der Ecke Hofgarten- und Goltsteinstraße. Das klassizistische Wohnhaus des 18. Jahrhunderts beeinflusste fürstliche Bauten wie das Gouvernementsgebäude auf der Thomasbastion sowie das Statthalterpalais an der Mühlenstraße. Ein weiteres Beispiel für den Düsseldorfer Klassizismus waren das Haus Neubrückstraße 12 sowie die Neubauten der Karlstadt. (S. 117)

#### Beispiele für klassizistische Architektur
- Alte Synagoge (1789–1792, Peter Joseph Krahe)
- Ehem. Jesuitenkloster (1823, Karl Friedrich Schinkel)
- Hofgartenstraße 12 (vor 1852)
- Eckhaus Poststraße 24 (1843, Anton Schnitzler)
- Haus Schwanenmarkt 8 (1836, Anton Schnitzler)
- Ratinger Tor (1811–1815, Adolph von Vagedes)
- Lantz’scher Park (1806–1820, Joseph Clemens Weyhe)
- Schloss Kalkum (1808–1814, Georg Peter Leydel; 1836–1841, Heinrich Theodor Freyse).
- Schloss Mickeln (1839–1842, Alexander Joseph Niehaus).
- Grupellotheater (1832, Vagedes und Götz)

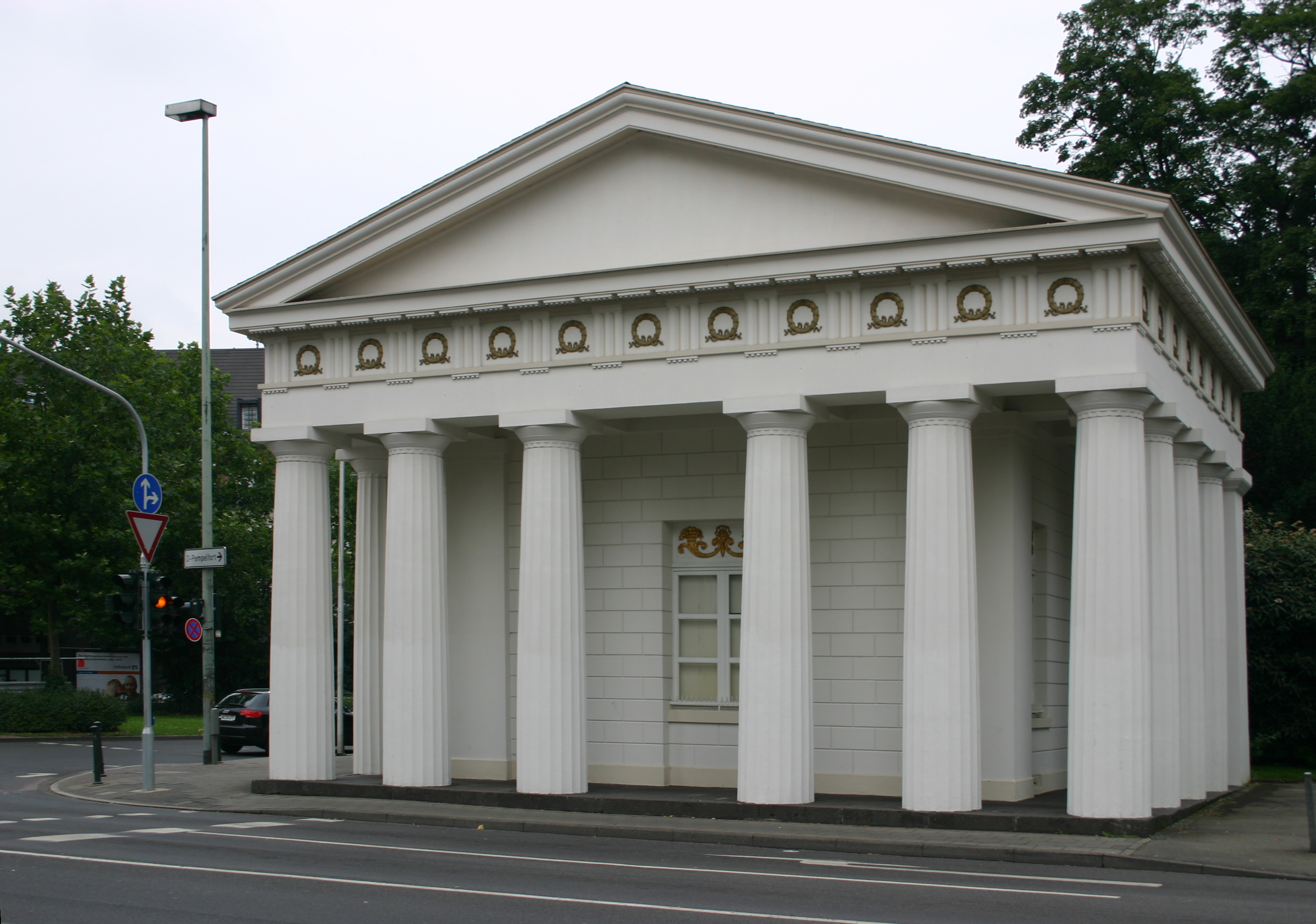
Ratinger Tor
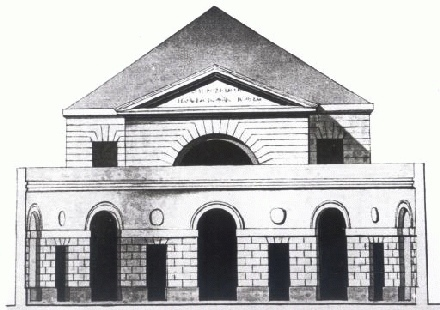
Alte Synagoge, 1792
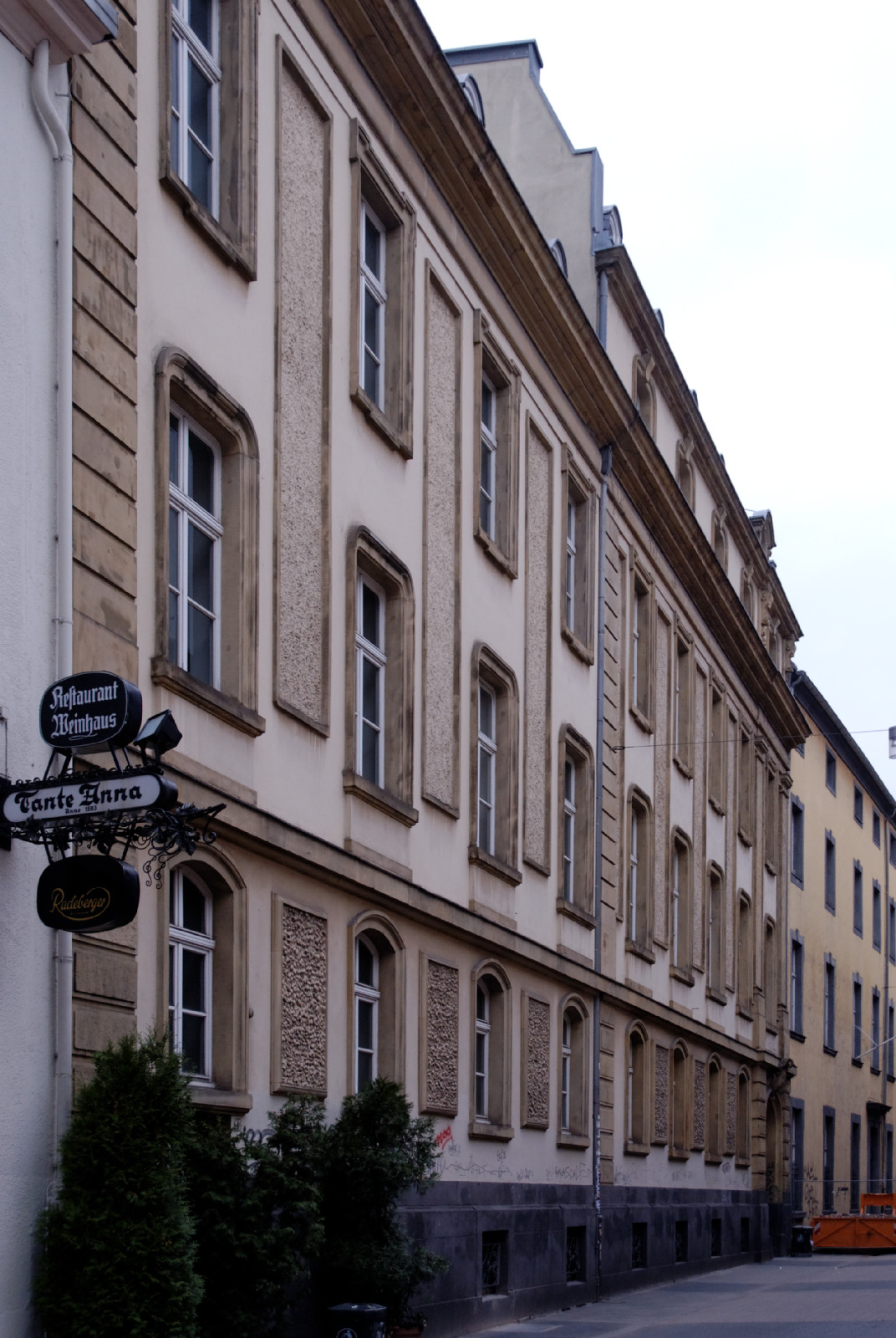
Haus Andreasstraße 4–6
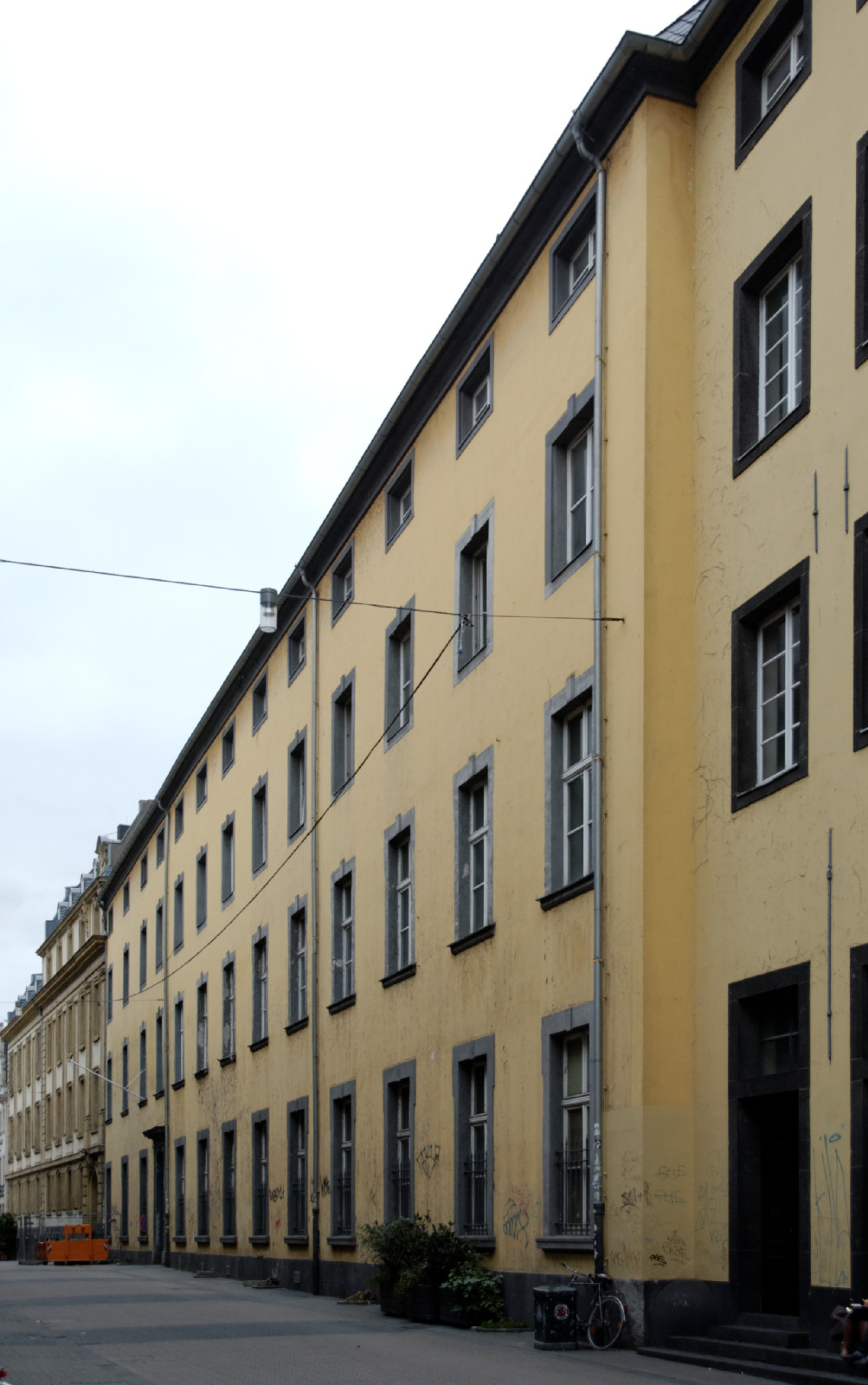
Haus Andreasstraße 8
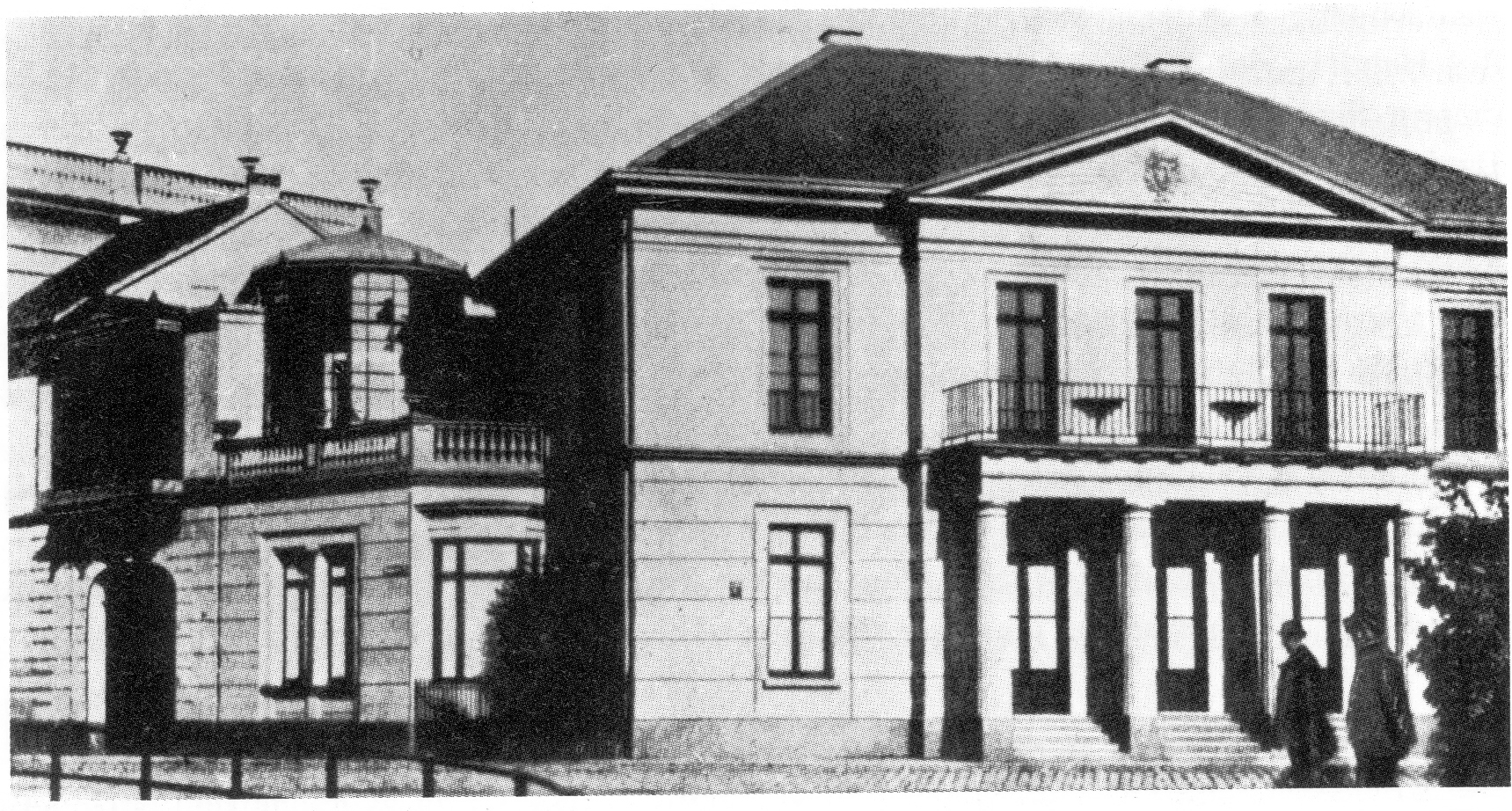
Haus Hofgartenstraße 12
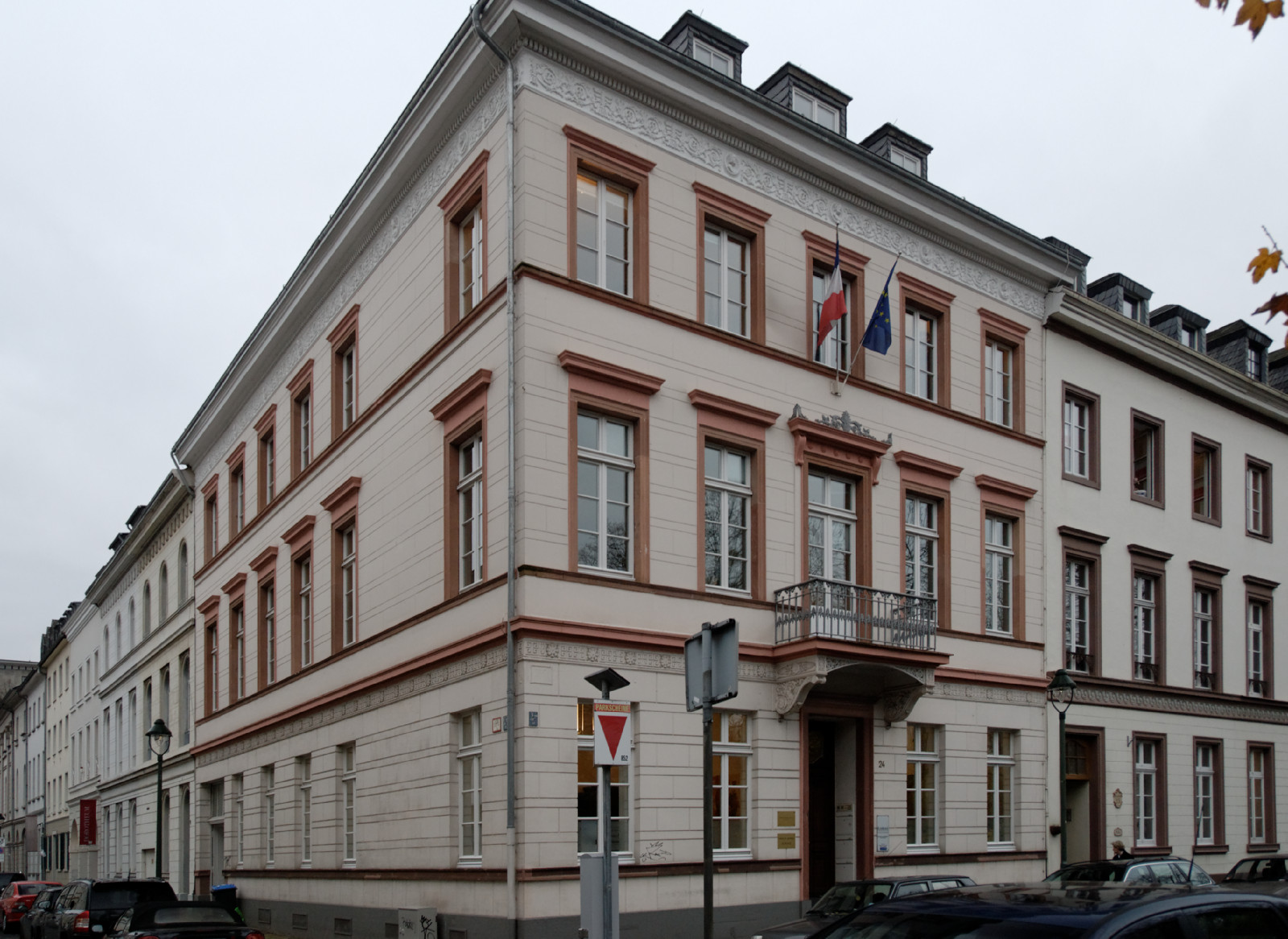
Haus Poststraße 24
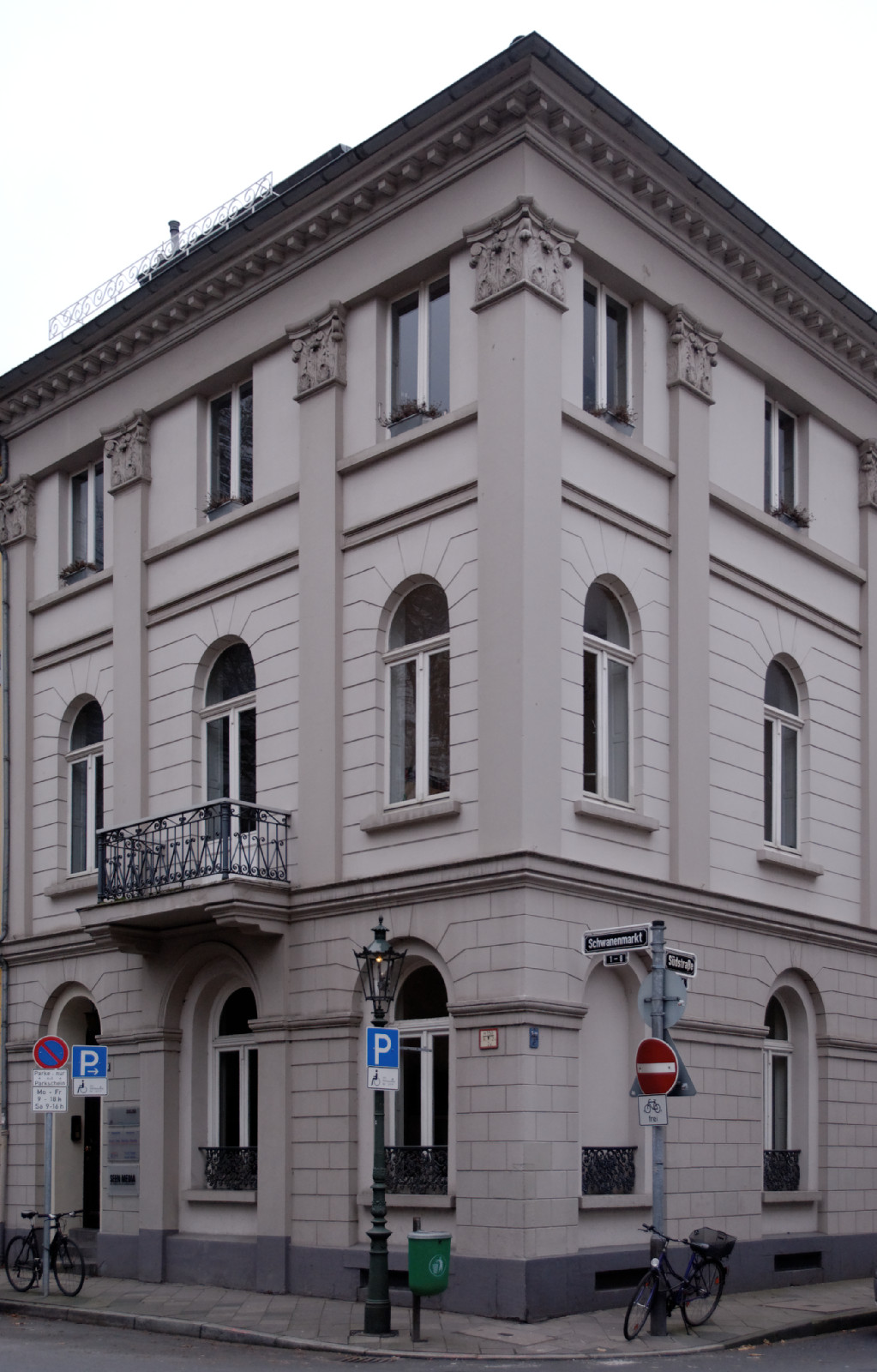
Haus Schwanenmarkt 8
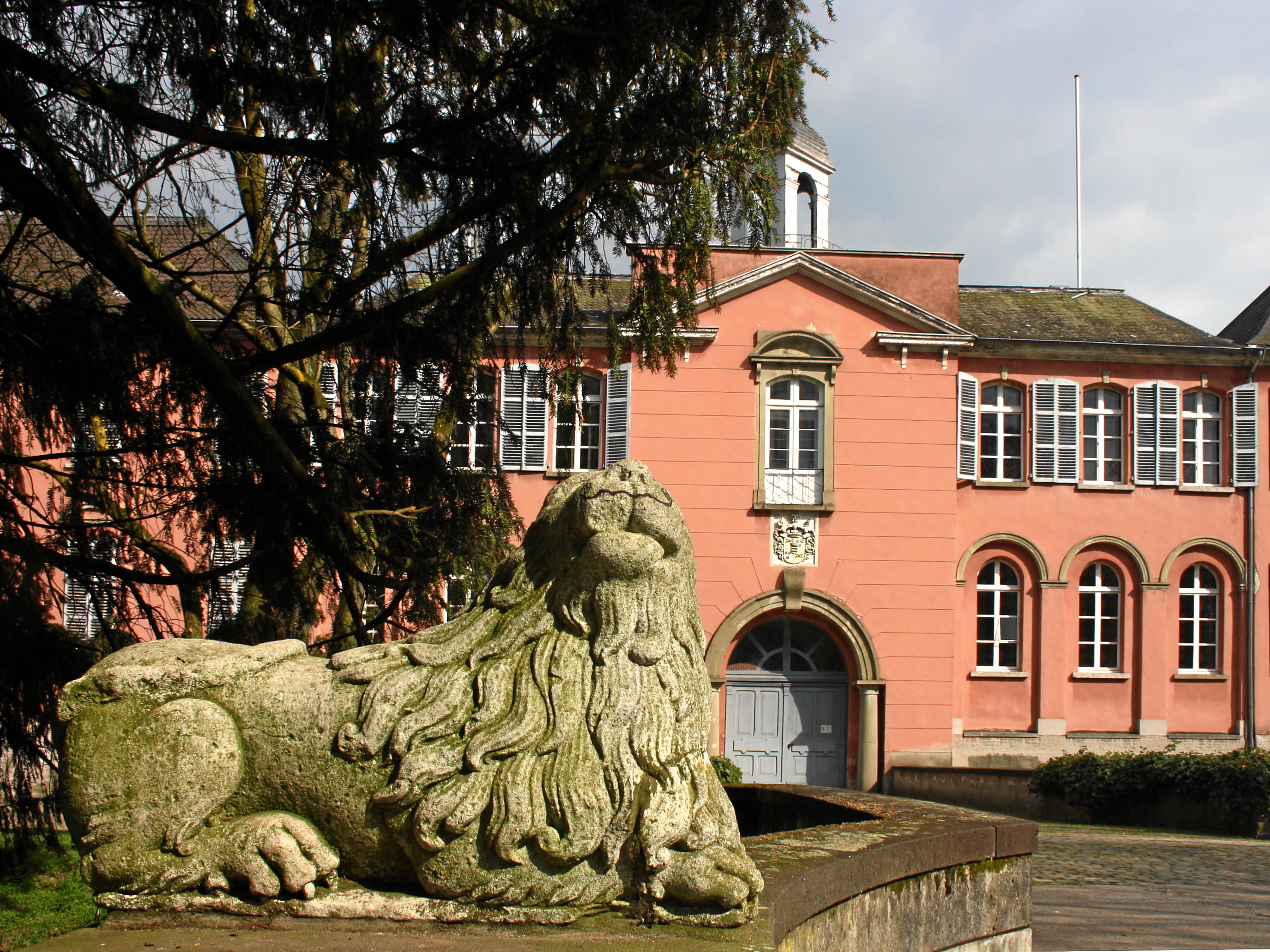
Schloss Kalkum
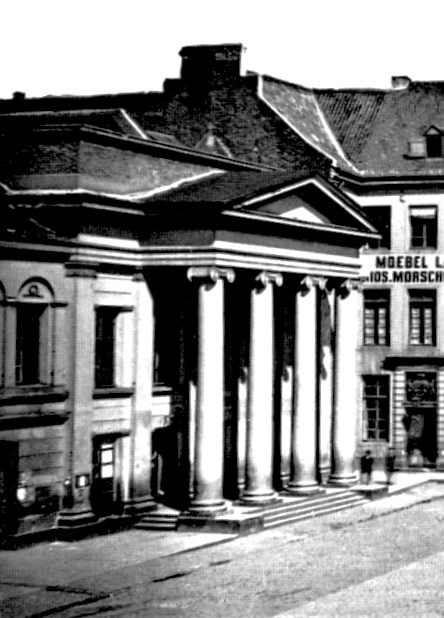
Zum Theater umgebautes Gießhaus in Düsseldorf, Hauptfassade und Portikus mit vier ionischen Säulen
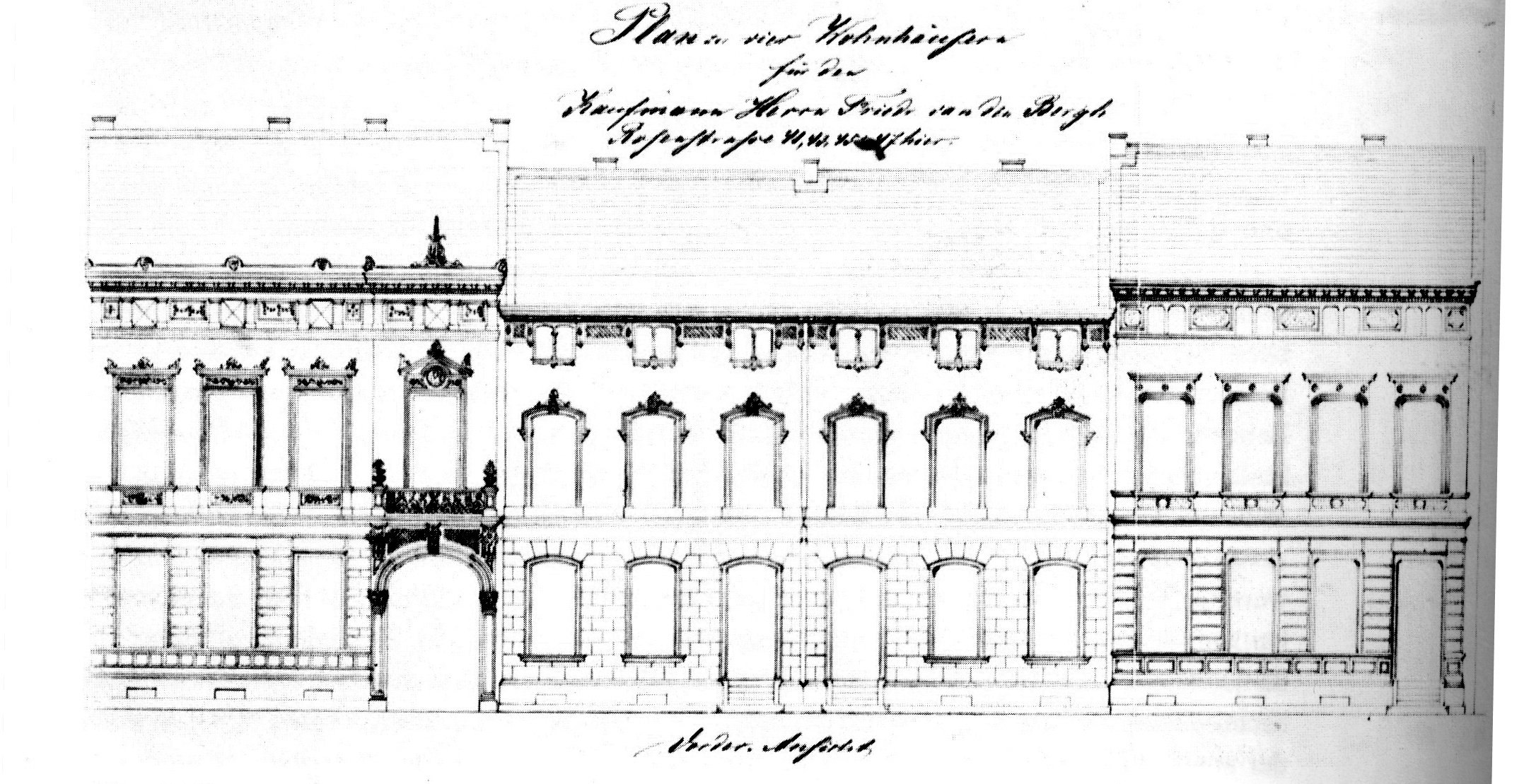
Düsseldorf, Rosenstraße 41–47, Baueingabe von Christian Hanraets 1872
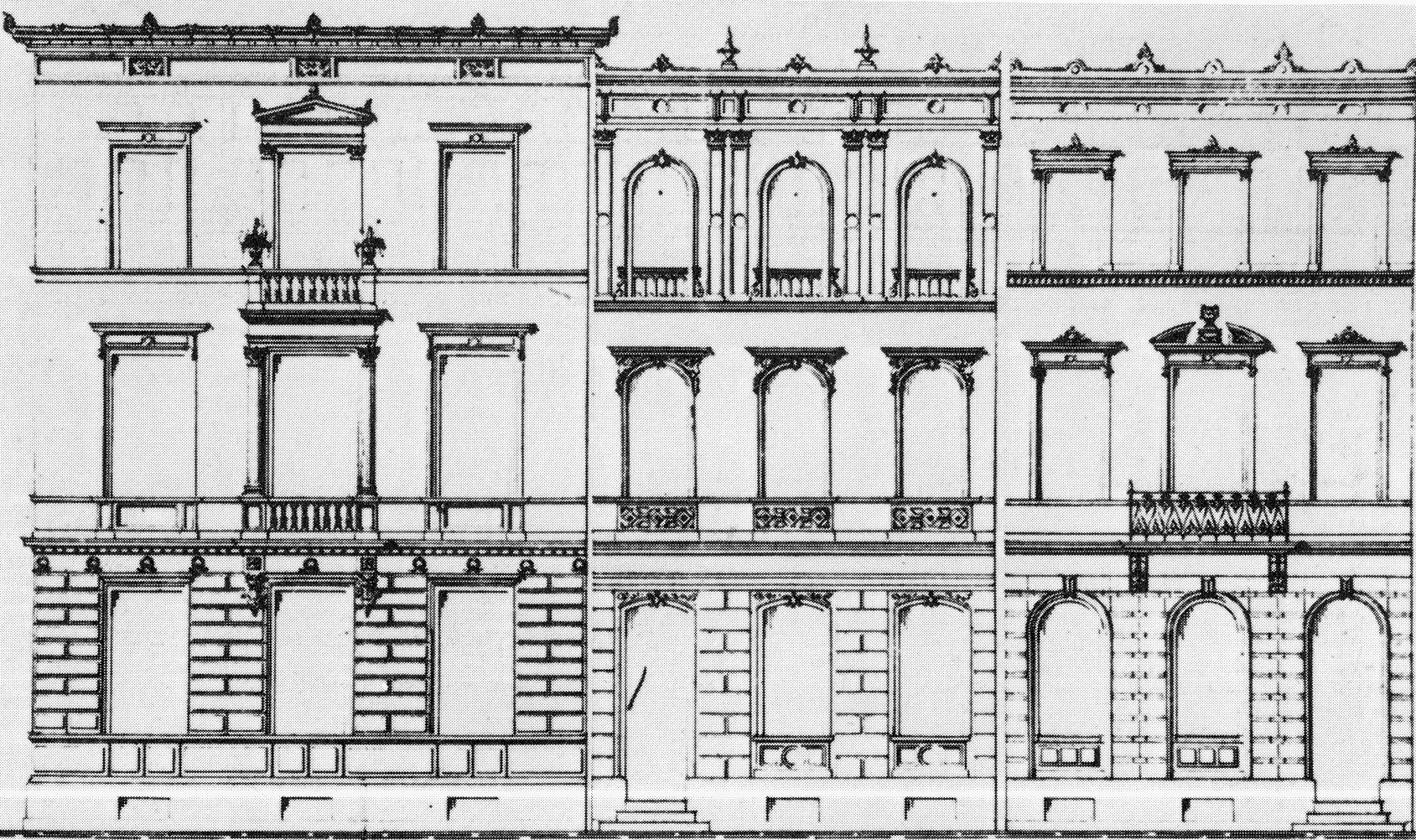
Düsseldorf, Goltsteinstraße 11–12 und Bleichstraße 1, Eingabeplan 1862–1863 von Anton Schnitzler
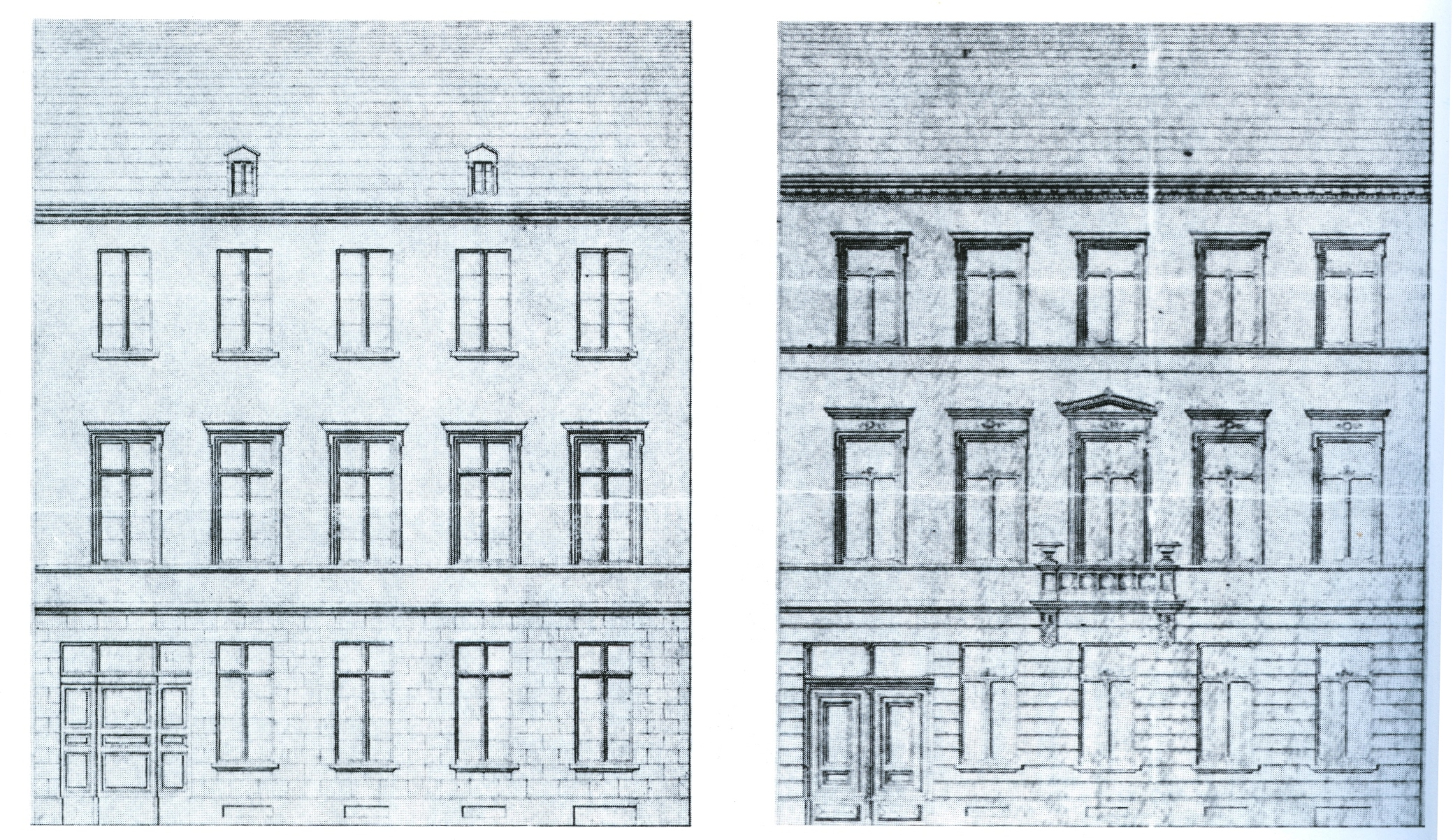
Düsseldorf, Schadowstraße 51, Frühklassizistische Fassade und Vorschlag von Josef Krons zur Fassadenänderung

#### Beispiele für klassizistische Einrichtungen

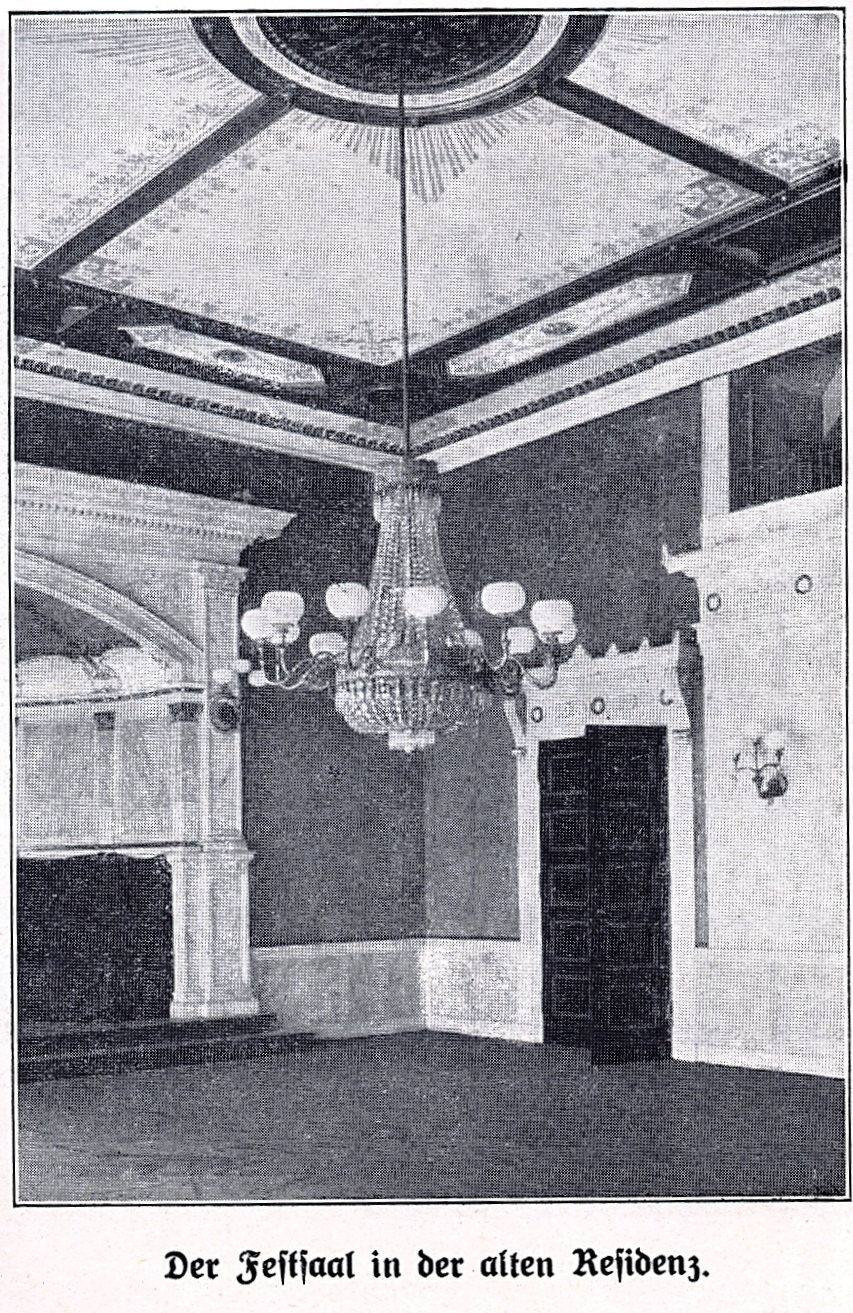
Statthalterpalais, Festsaal
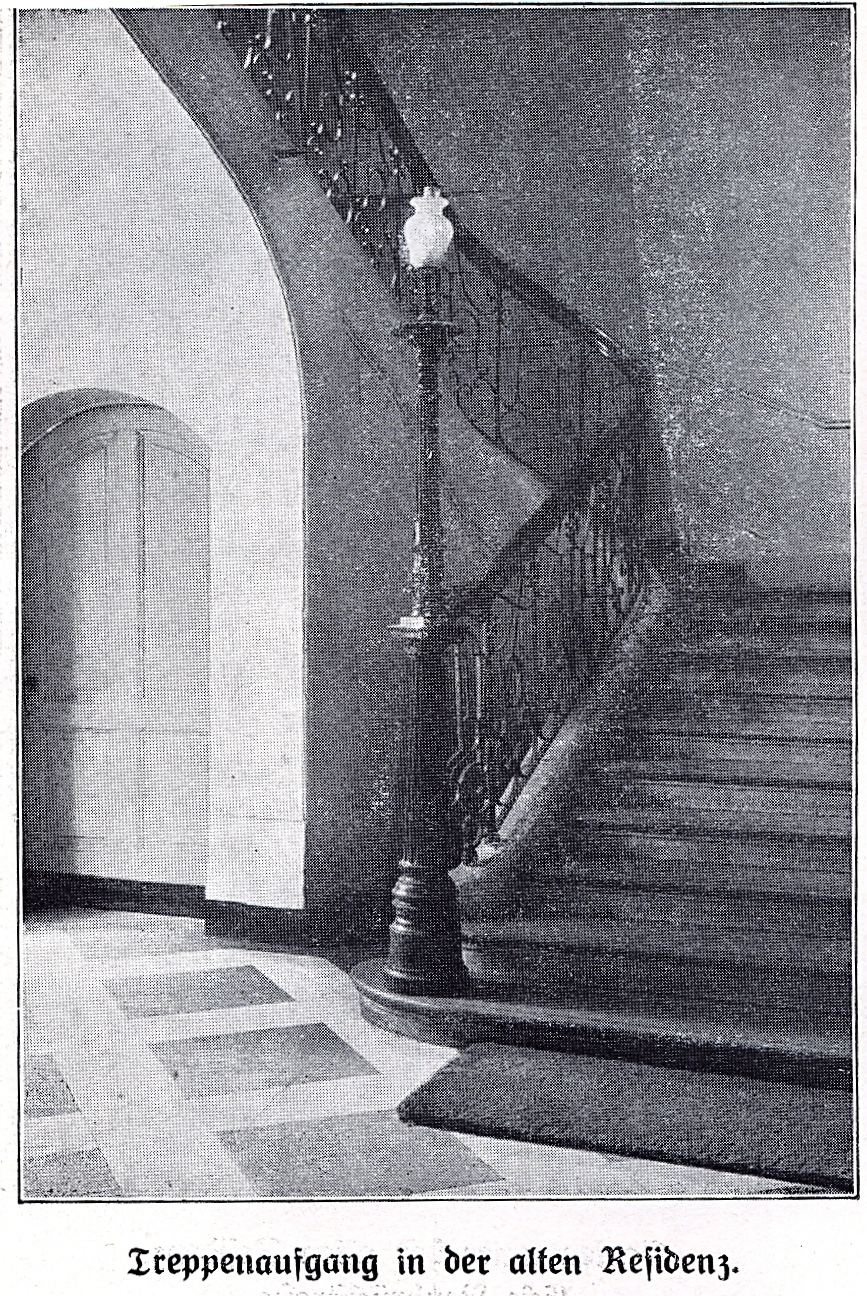
Statthalterpalais, Treppenhaus

### 1870–1914

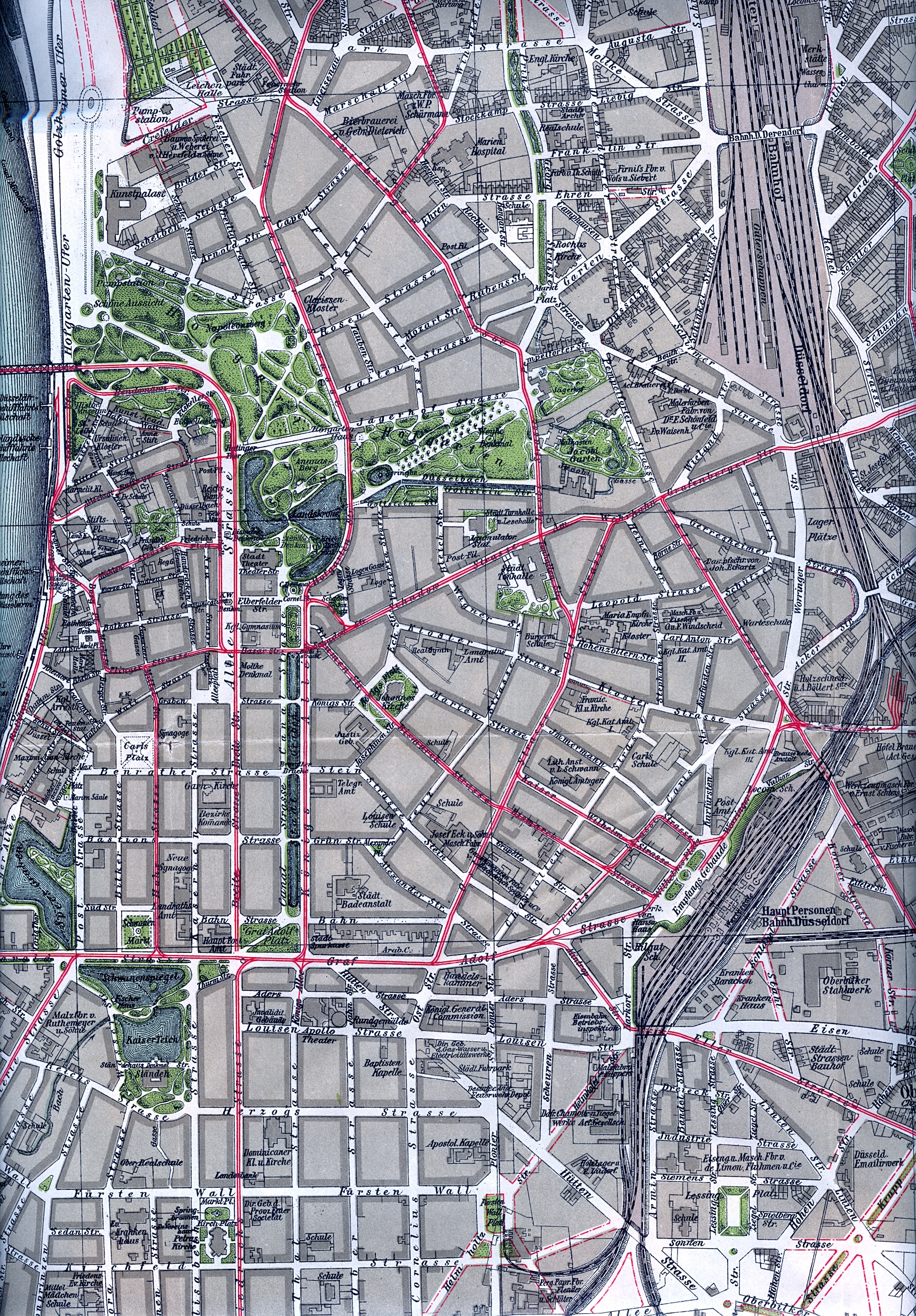
Stadtplan Düsseldorf aus dem Jahr 1903

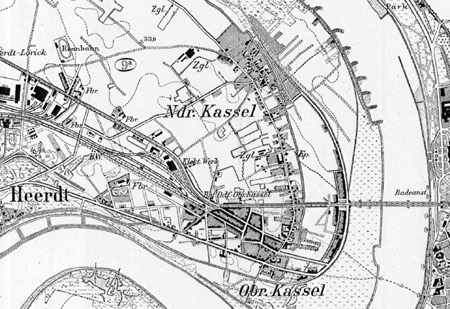
Topografische Karte der Landesaufnahme 1892, Blatt Düsseldorf in der berichtigten Fassung von 1907

#### Stübbenplan
Mit der Reichsgründung im Jahre 1871 beschleunigte sich die Stadtentwicklung Düsseldorfs. 1884 schlugen die Stadtplaner Josef Stübben, Jean Geoffroy Conrath und Franz Andreas Meyer in einem Gutachten für einen 1885 verabschiedeten Stadtentwicklungsplan ein erstes urbanistisches Konzept mit großstädtischen Ring- und Radialstraßen vor („Stübbenringe“). Die Bebauung wurde gegenüber den Stadtbauplänen aus dem Jahre 1854 versiebenfacht. Mit der Oberkasseler Brücke wurde im Norden der Altstadt die erste feste Rheinbrücke als Voraussetzung für den neuen Stadtteil Oberkassel geschaffen, dessen städtebauliches Konzept von Stübben stammt („Stübbenplan“). Der Stadtteil wurde ein bevorzugtes Wohngebiet der Mittel- und Oberschicht. Architekten entwarfen für jedes Haus eine „individuelle, dekorative, mal bizarre, mal pittoreske Physiognomie aus Putz, Stuck und Werkstein zwischen Jugendstil und freiem Historismus“.

#### Bauboom
Von der Jahrhundertwende bis 1914 erfolgte die „eigentliche Boomzeit der Stadt“. Diese Phase ist mit den Namen der Architekten Hermann vom Endt, Josef Kleesattel, Caspar Clemens Pickel, Johannes Radke, Fritz Hofmeister, Otto Engler, Theodor Balzer, Gottfried Wehling, Gustav Utermann, Paul Lenz, Verheyen & Stobbe, Wilhelm Kreis, Emil Fahrenkamp, Heinrich Salzmann, Wilhelm Hoppe, Josef Schönen, Eduard Lyonel Wehner, Walter Furthmann und Carl Krieger verbunden. Nach der Rheinufervorschiebung, die das Rheinufer für die städtebauliche Entwicklung erschloss, fand 1902 auf der Golzheimer Insel eine große Industrie- und Gewerbeausstellung statt. Düsseldorf erlebte eine „Phase hoher Baudynamik von internationalem Rang“. Pflege-, Waisen- und Krankenhäuser, Hospize, Kirchen, Schulen, Schwimmbäder, Verwaltungsbauten von Versicherungen, Banken, und Industrie, staatliche und städtische Behördenbauten, Theater, Konzertgebäude, Museen, Varietés, Ausstellungshallen, Hotels, Fabrik- und Lagergebäude entstanden in dieser Zeit. Zu den wegweisenden Bauten des Baubooms vor dem Ersten Weltkrieg zählt das Mannesmann-Haus, das bis 1912 nach einem Entwurf von Peter Behrens errichtet wurde.
Für die großen Banken und Verwaltungen der Stahlindustrie wurde das barocke Stadtviertel um die Kasernengebäude abgebrochen. Es entstand ein neues Stadtviertel zwischen Königsallee und Carlstadt mit überdimensionierten, rein funktionalen Straßenzügen, die angesichts der kleinteiligen, barocken Bebauung des übrigen Viertels einen „Fremdkörper“ bildeten.
Um das Projekt politisch durchzusetzen und zum Ausgleich, dass hier ein „signifikantes Stück des alten Düsseldorf geopfert“ wurde, machte die Stadt „baupolitische Akzeptanzangebote“ an die Bevölkerung. So wurden Schulen, Schauspielhaus, Synagoge und das AOK-Gebäude errichtet. Während von 1900 bis 1914 selbst bei Staatsbauten der Historismus verloren ging, lebte er in den Sakralbauten für die jüdischen und christlichen Gemeinden fort.

#### Historismus

##### Neoromanik
- Beispiele für die Architektur im Stil der Neoromanik in Düsseldorf sind:
  - Ehemalige Lambertusschule (1844, Stadtbaumeister Bergius)
  - Rochuskirche (1894–1897, Josef Kleesattel)
  - Große Synagoge (1903–1904, Josef Kleesattel)
  - St. Josef (1905–1909, Josef Kleesattel)
  - St. Antonius (1909–1910, Josef Kleesattel)
  - St. Adolfus (Düsseldorf-Pempelfort) (1903, Caspar Clemens Pickel)
  - Kreuzkirche (Düsseldorf-Pempelfort) (1907/1910, Carl Wilhelm Schleicher)

Neoromanik
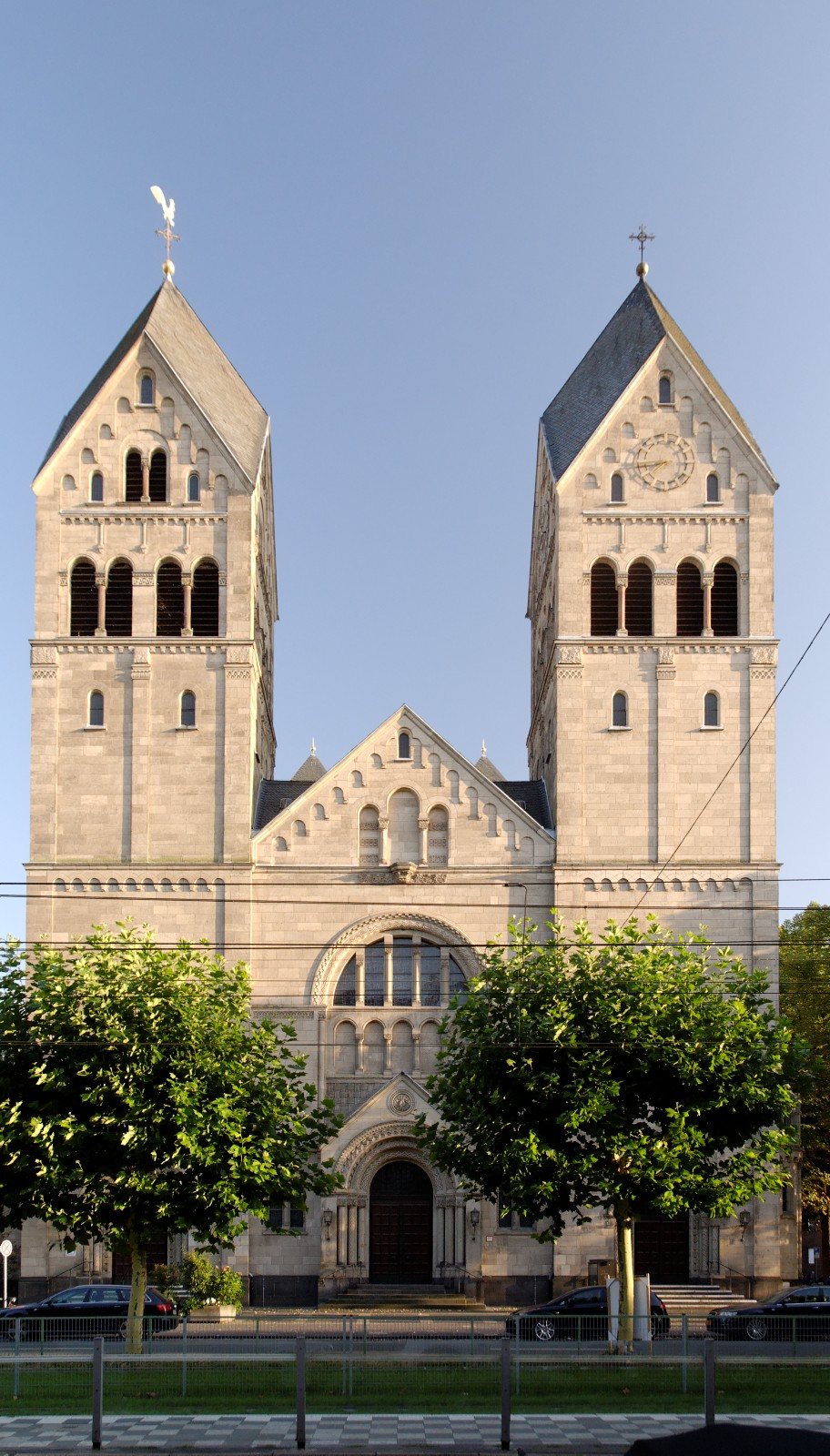
Neoromanik, St.-Antonius-Kirche
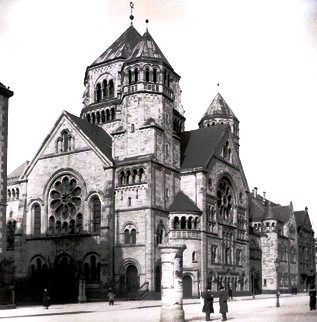
Neoromanik, Große Synagoge
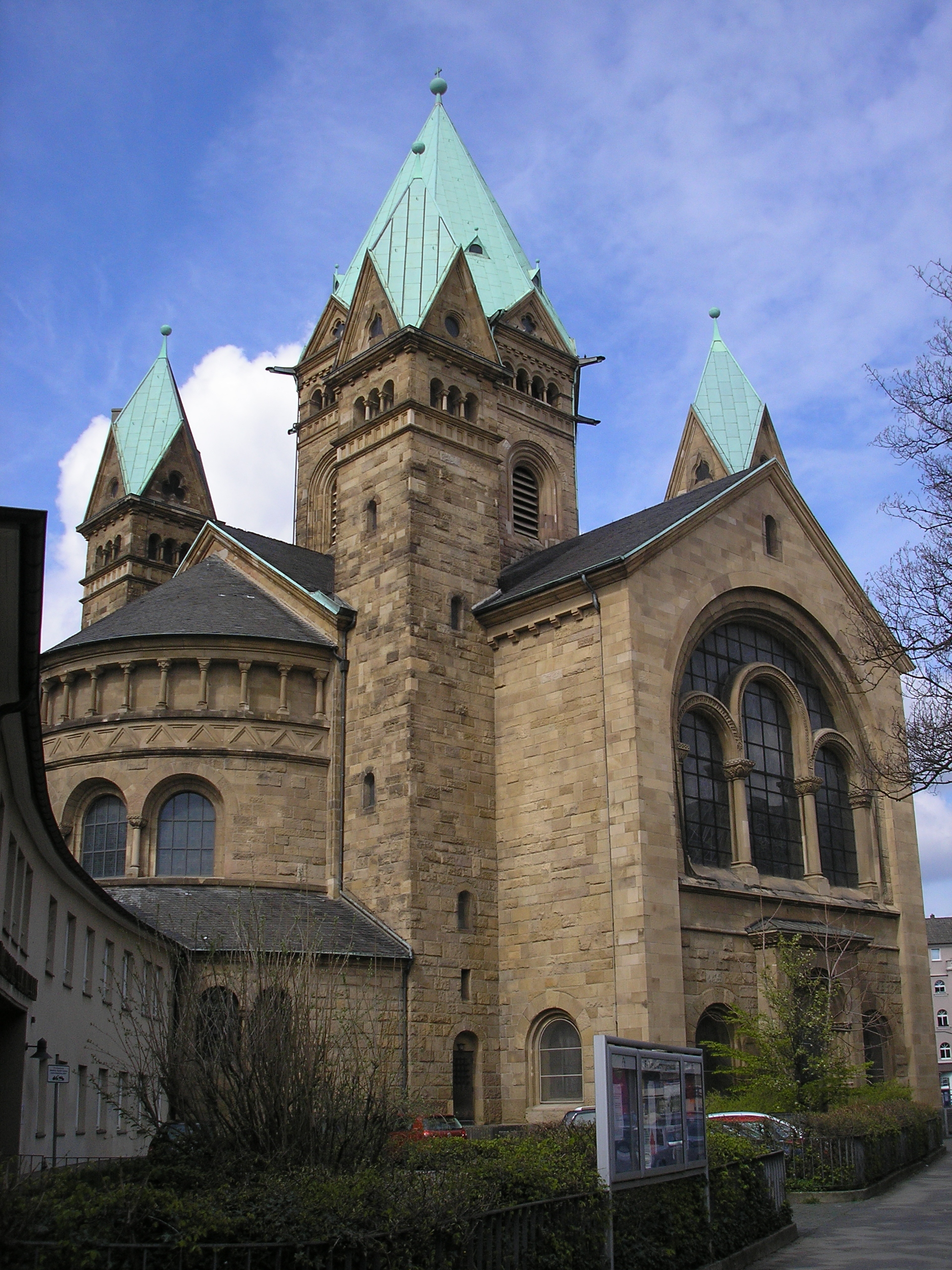
Neoromanik, Kreuzkirche
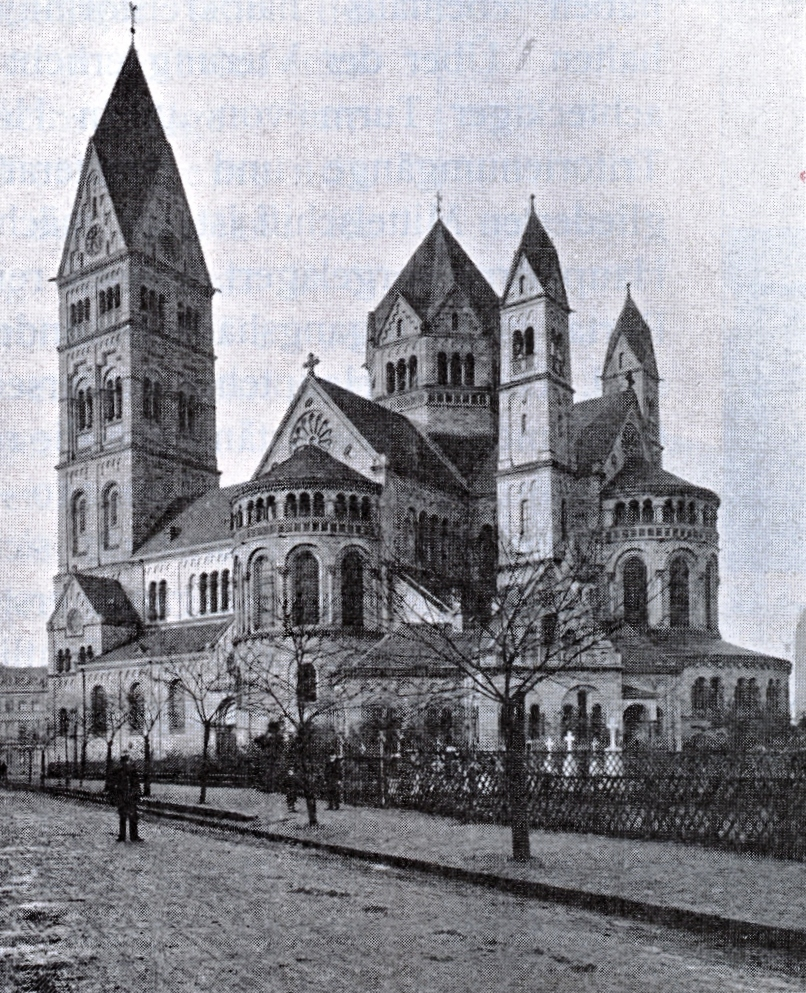
Neoromanik, St. Rochus

##### Neorenaissance

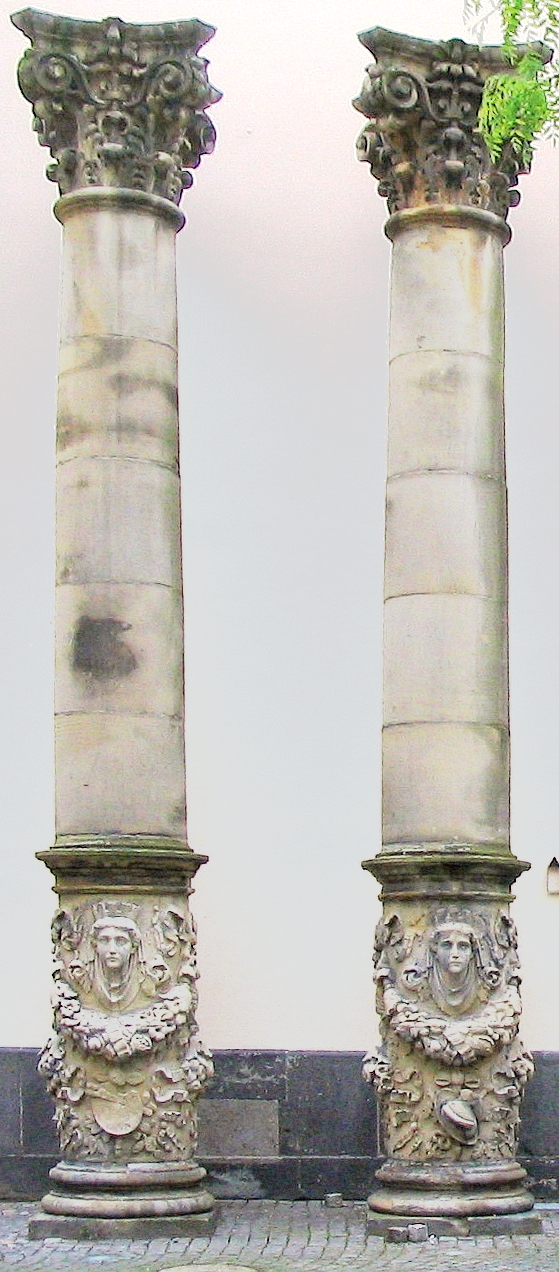
Zwei erhalten gebliebene Säulen vom Turm des Neuen Rathauses

- Beispiele für die Architektur im Stil der Neorenaissance in Düsseldorf sind:
  - Hauptgebäude der Kunstakademie Düsseldorf (1875–1879, Hermann Riffart)
  - Alte Kunsthalle (1878–1881,  Ernst Giese und Paul Weidner)
  - Villa Leiffmann (1898, Adolf Schill)
  - Inselstraße 26 (1882–1883, van Els und Schmitz)
  - Inselstraße 27 (1887, van Els und Schmitz)
  - Hofgartenstraße 14 (1879, Boldt & Frings)
  - Hofgartenstraße 6 (1886, Boldt & Frings)
  - Altes Stadttheater (1873/1875, Ernst Giese)

Neorenaissance
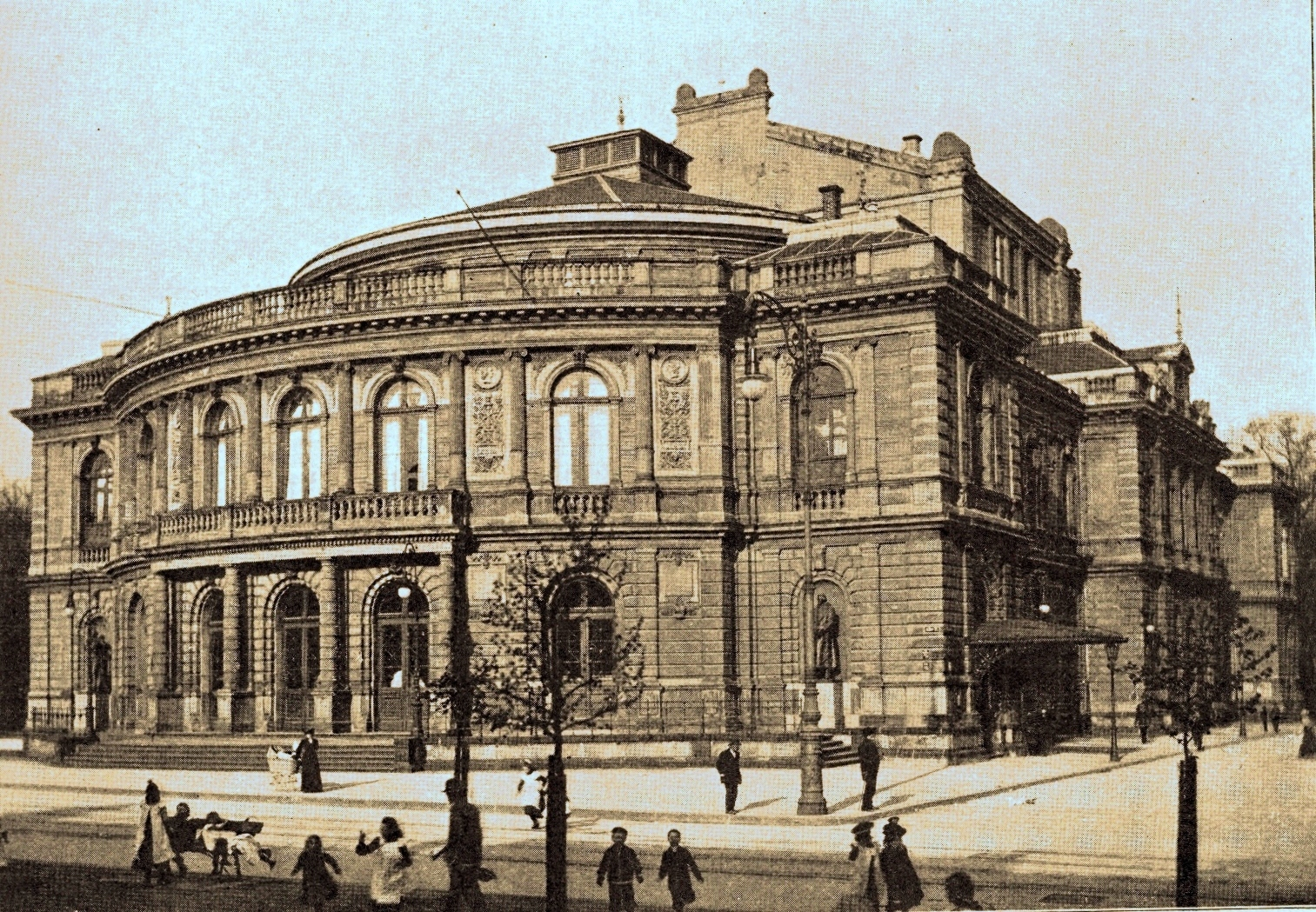
Neorenaissance, Stadttheater
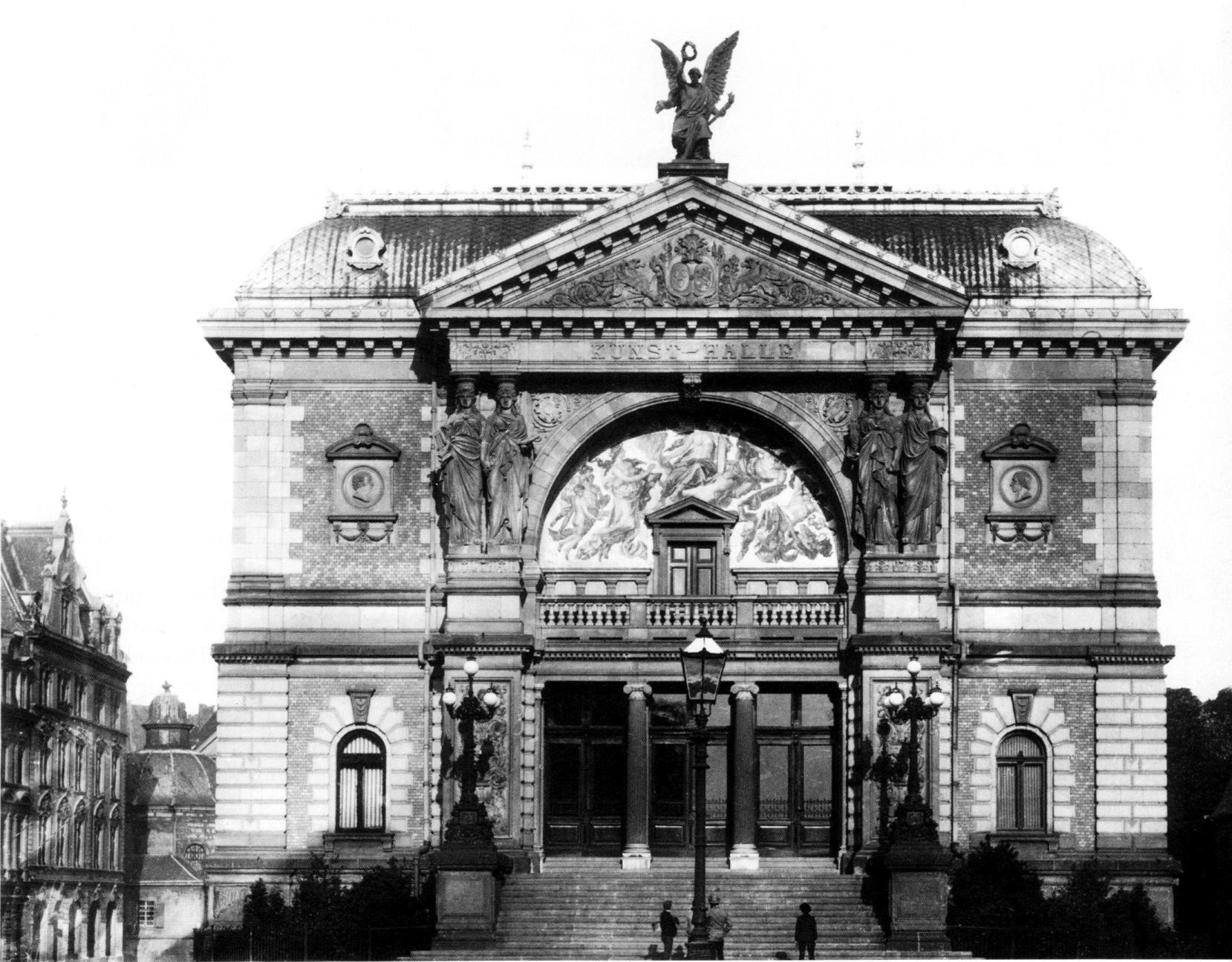
Kunsthalle
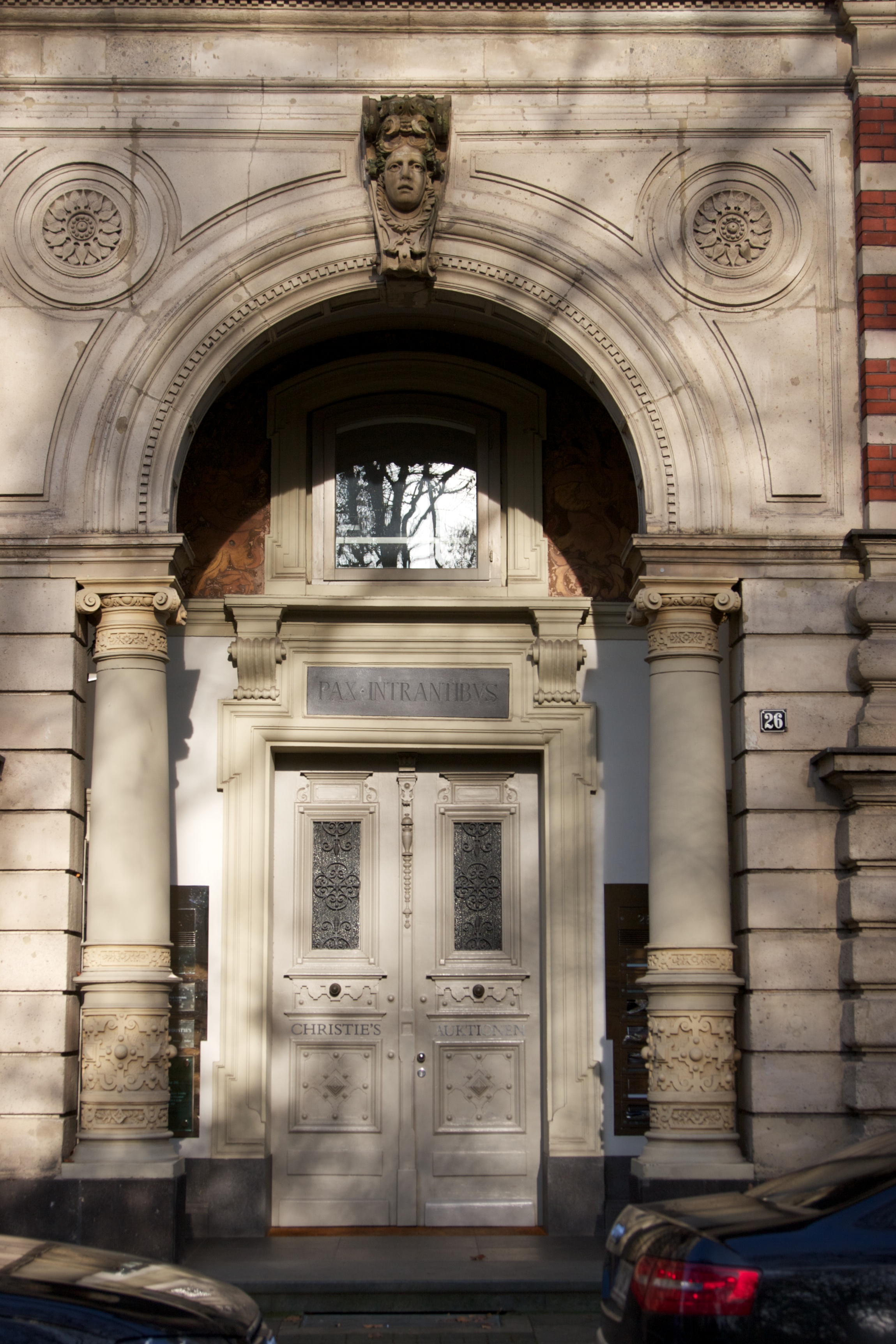
Neorenaissance, Inselstraße 26
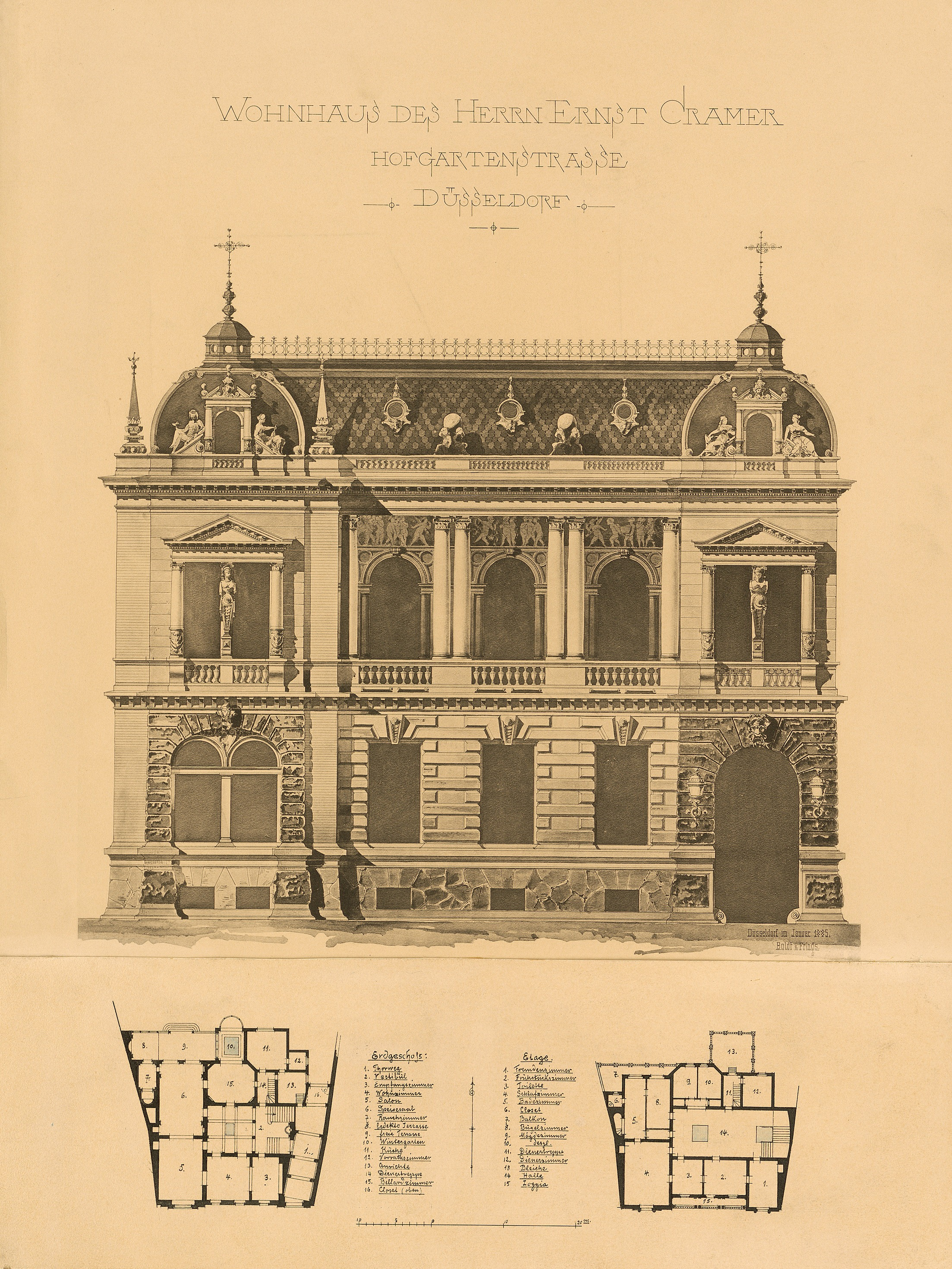
Neorenaissance, Wohnhaus Ernst Cramer, Hofgartenstraße 6/7
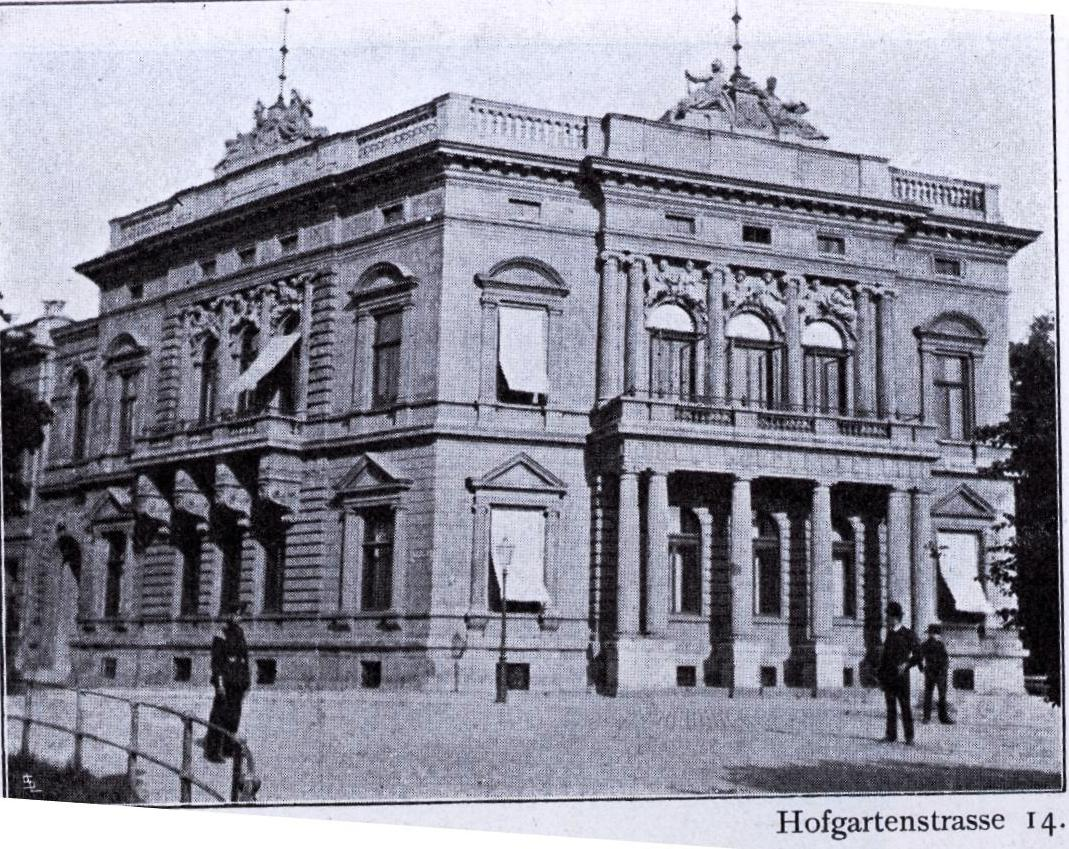
Neorenaissance, Palais Max Trinkaus, Hofgartenstraße 14 Ecke Corneliusplatz
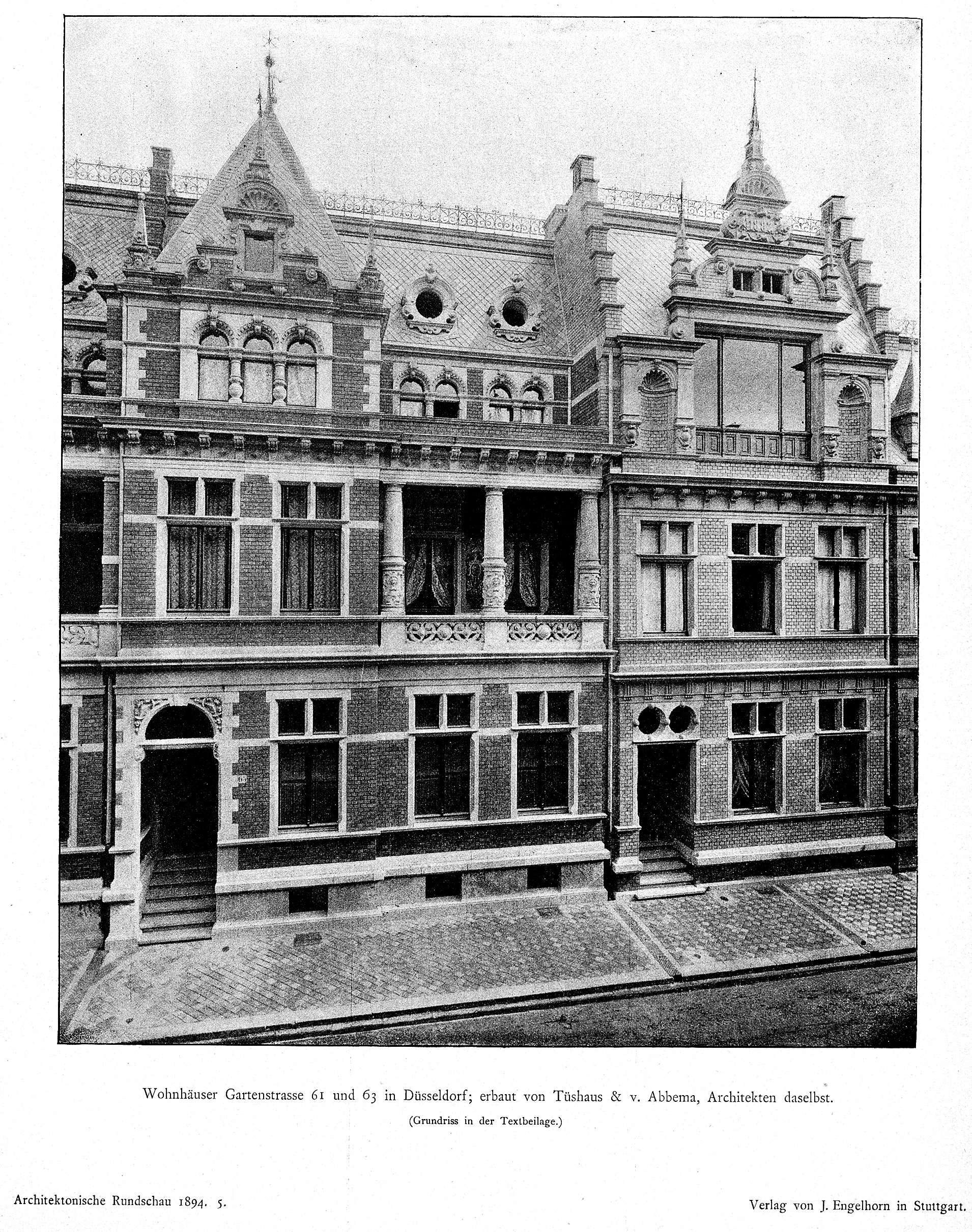
Gartenstraße 61 u. 63
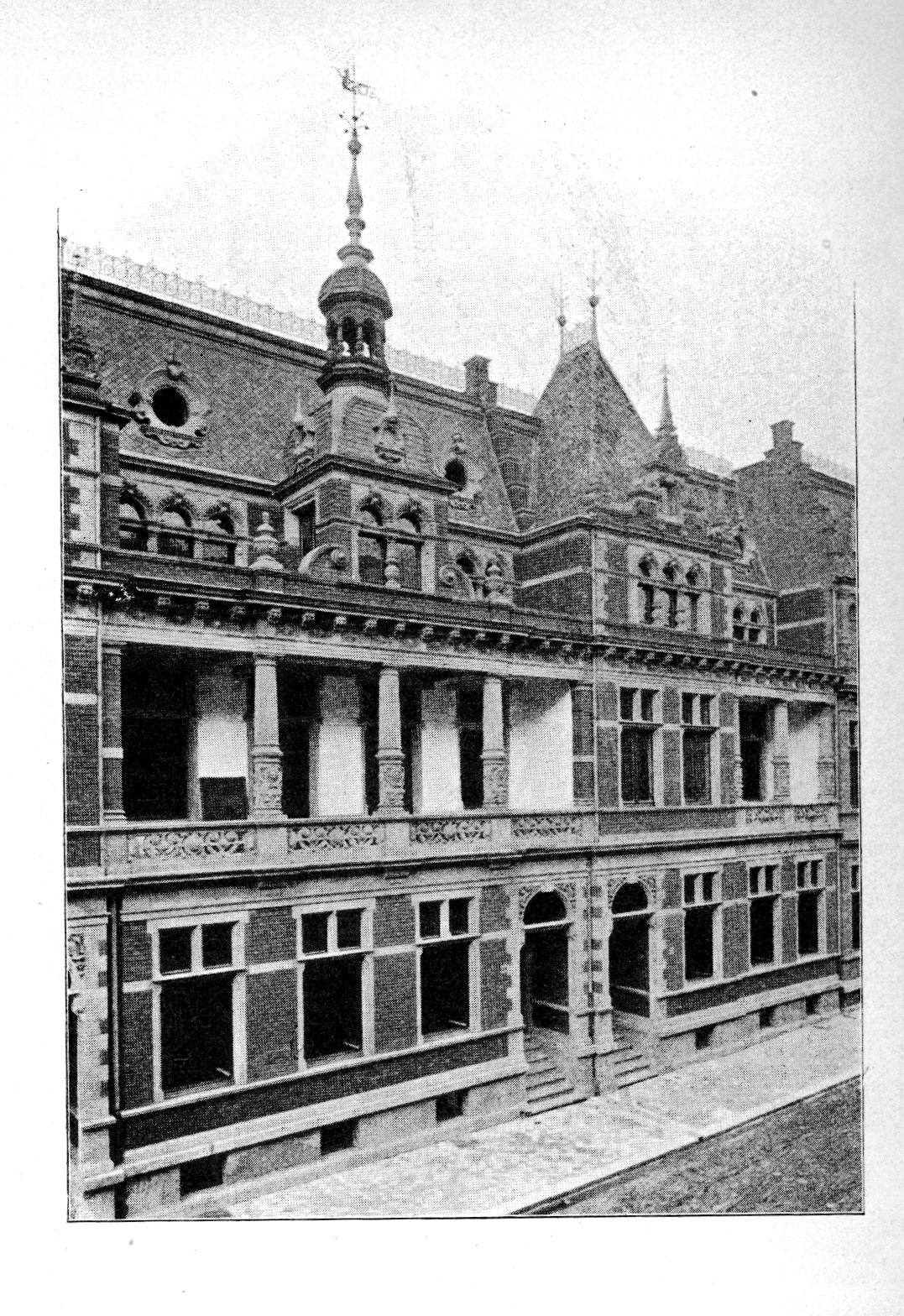
Verlängerte Gartenstraße
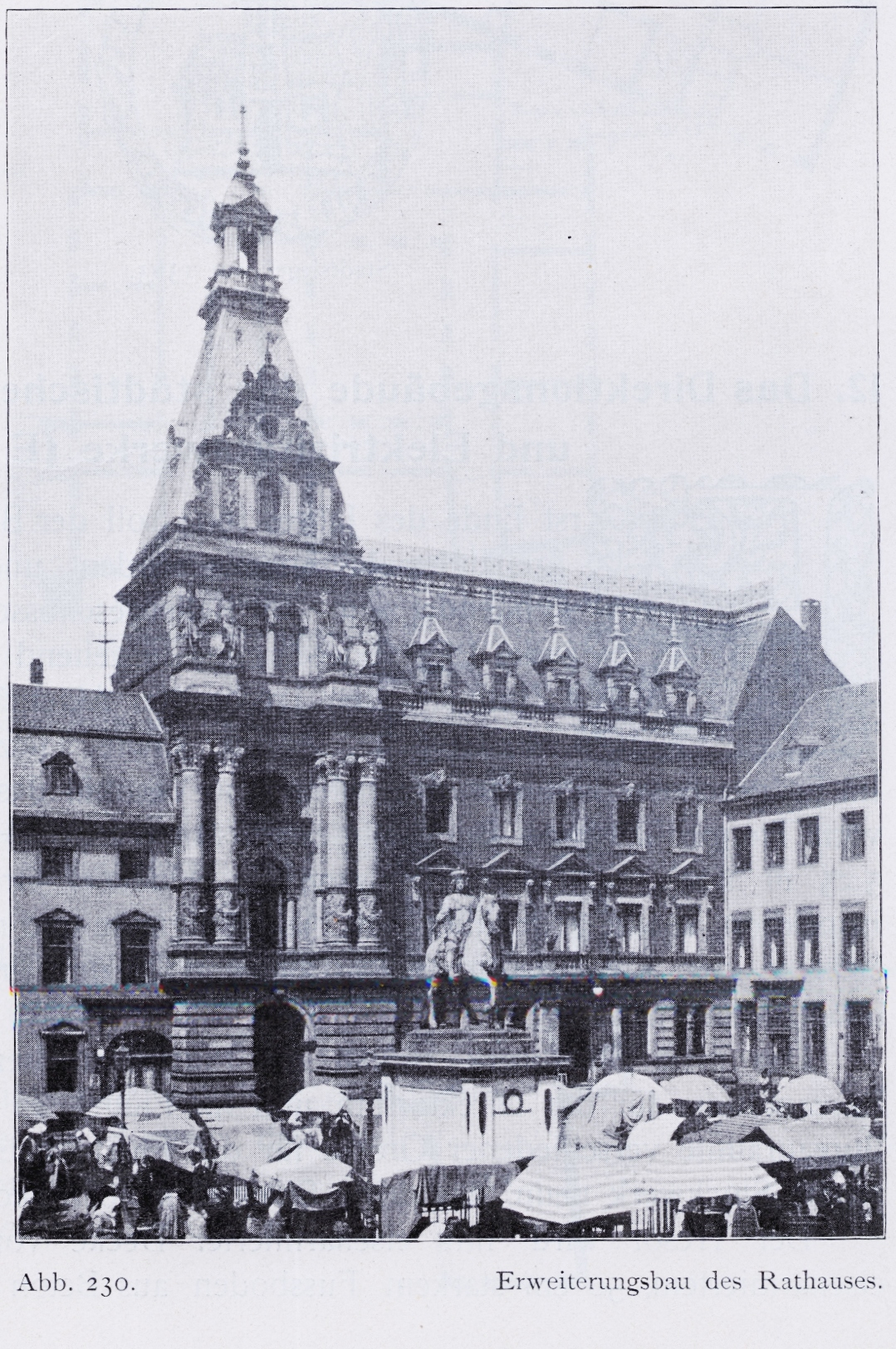
Neues Rathaus (Düsseldorf)

##### Neogotik
- Beispiele für die Architektur im Stil der Neogotik in Düsseldorf sind:
  - Alte Klosterkirche des Franziskanerordens (1855/1856, Bruder Paschalis (bürgerlich: Theodor Gratze))
  - Inselstraße 17 (1897–98, Josef Kleesattel)
  - Herz-Jesu-Kirche (1905–1907, Josef Kleesattel)
  - Kirche zur hl. Dreifaltigkeit in Derendorf (1892/93, Caspar Clemens Pickel)
  - St. Mariä Himmelfahrt (Düsseldorf-Flingern) (1890–1892, Caspar Clemens Pickel)
  - Dominikanerkloster (1867/1870 u. 1886/1887, Dombaumeister Friedrich von Schmidt aus Wien)
  - Neu St. Martin (1894–96, Alfred Tepe)
  - Maria-Empfängnis-Kirche (1894–96, Ludwig Becker)
  - St.-Petri-Kirche (Caspar Clemens Pickel)
  - Friedenskirche (Düsseldorf)?(1899, Georg Weidenbach)
  - Christuskirche (Oberbilk)?(1899, Georg Weidenbach)
  - Mater Dolorosa (Düsseldorf)?(1905/1906, Caspar Clemens Pickel)
  - St. Apollinaris (Düsseldorf) (1904/1907, Caspar Clemens Pickel)
  - St. Suitbertus (Düsseldorf-Bilk) (1905/1906, Alfred Tepe / 1927, Hans Tietmann & Karl Haake)
  - Beethovenstraße 21 (1905/1906, Carl Wilhelm Schleicher)
  - Kloster „Dienstmägde Christi“ (1883, P. Stulleberg)
  - Haus Neumann (1898, Leo von Abbema)

Neogotik
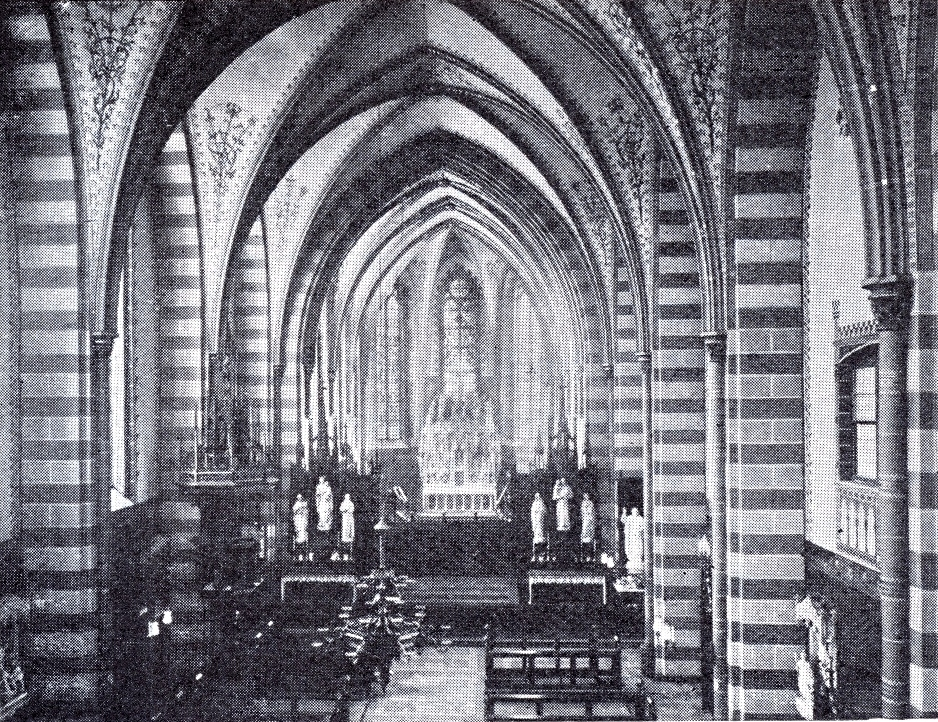
Neogotik, Franziskanerkirche
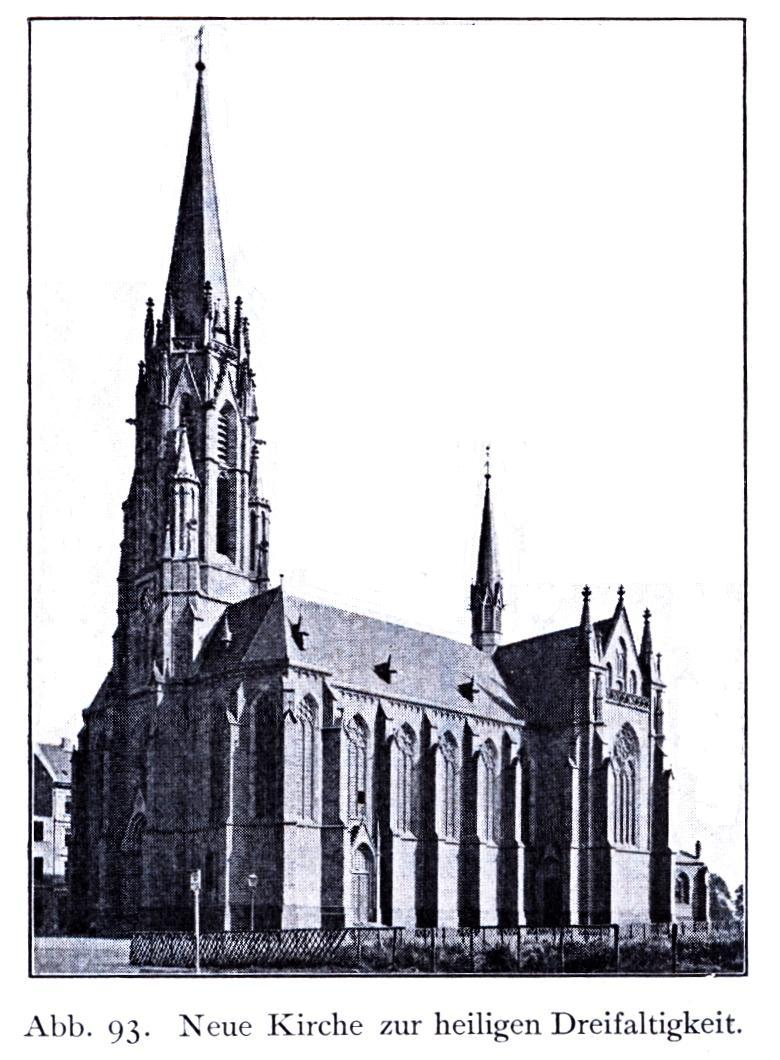
Neogotik, Heilige-Dreifaltigkeits-Kirche
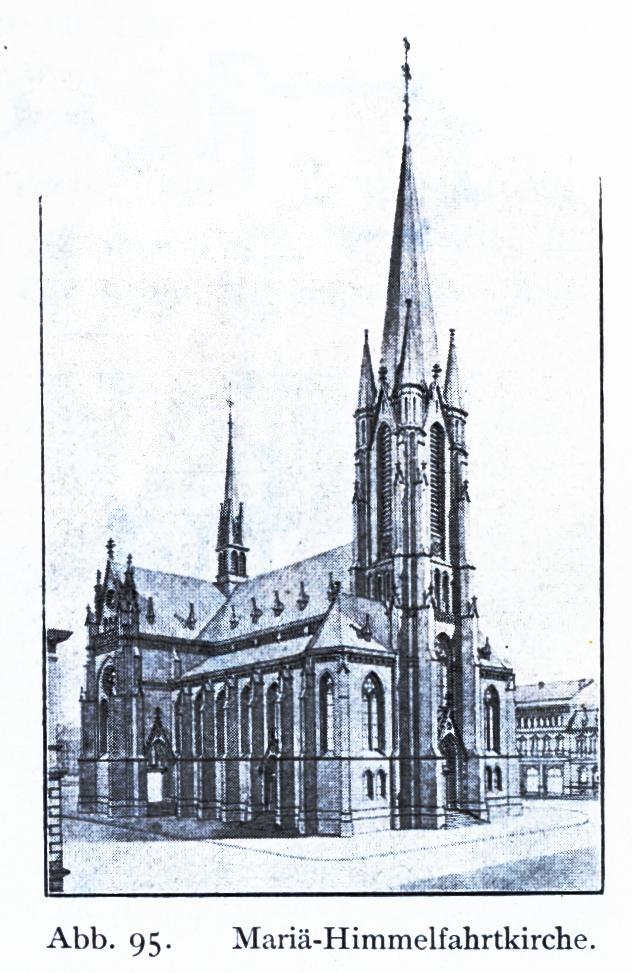
Neogotik, St. Mariä Himmelfahrt
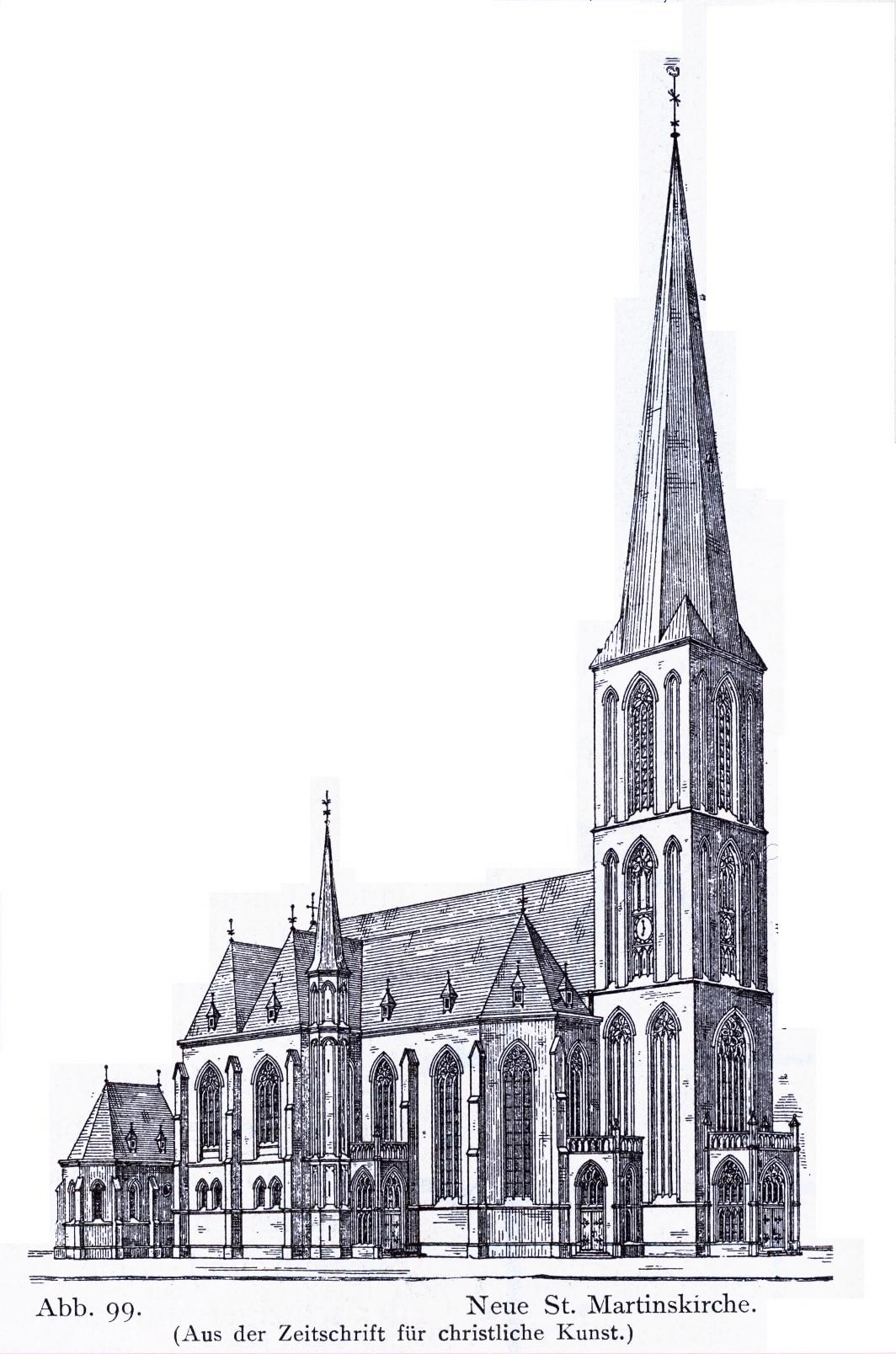
Neogotik, St. Martin
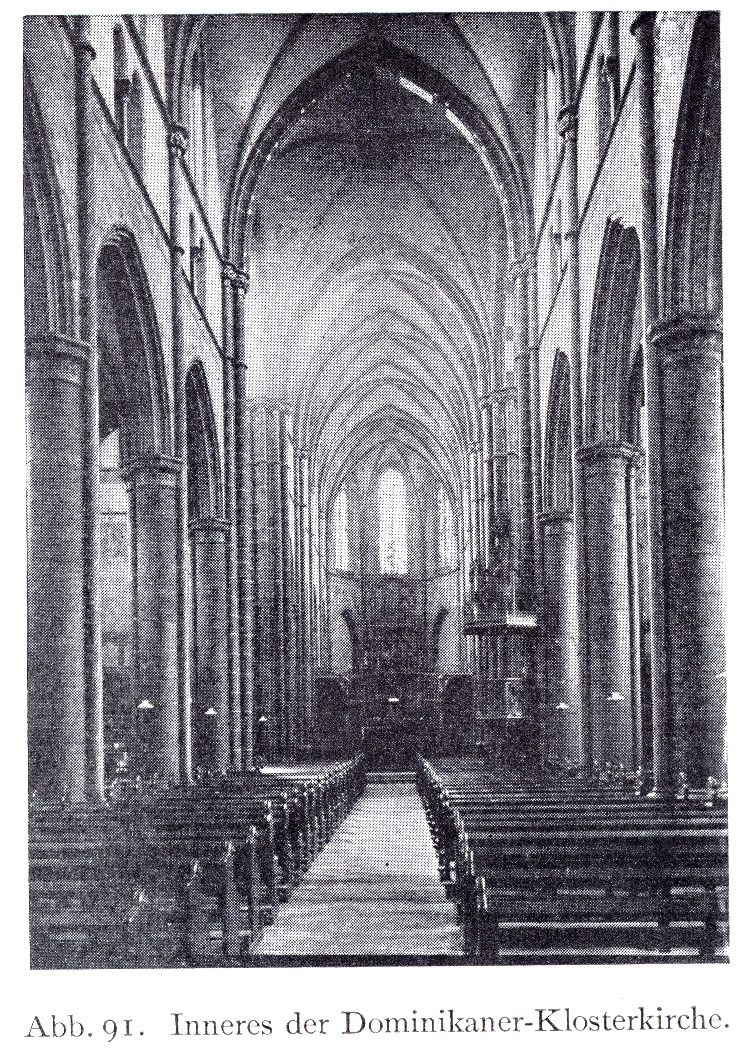
Neogotik, Dominikaner-Klosterkirche ?
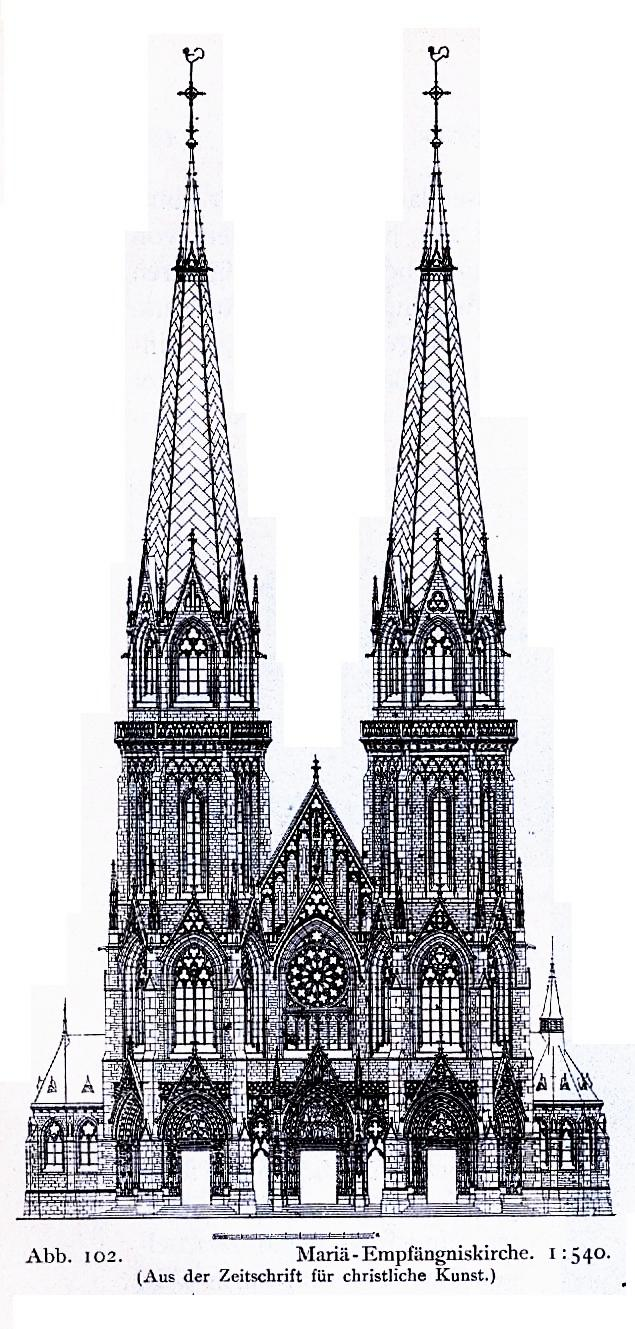
Neogotik, St. Mariä Empfängnis
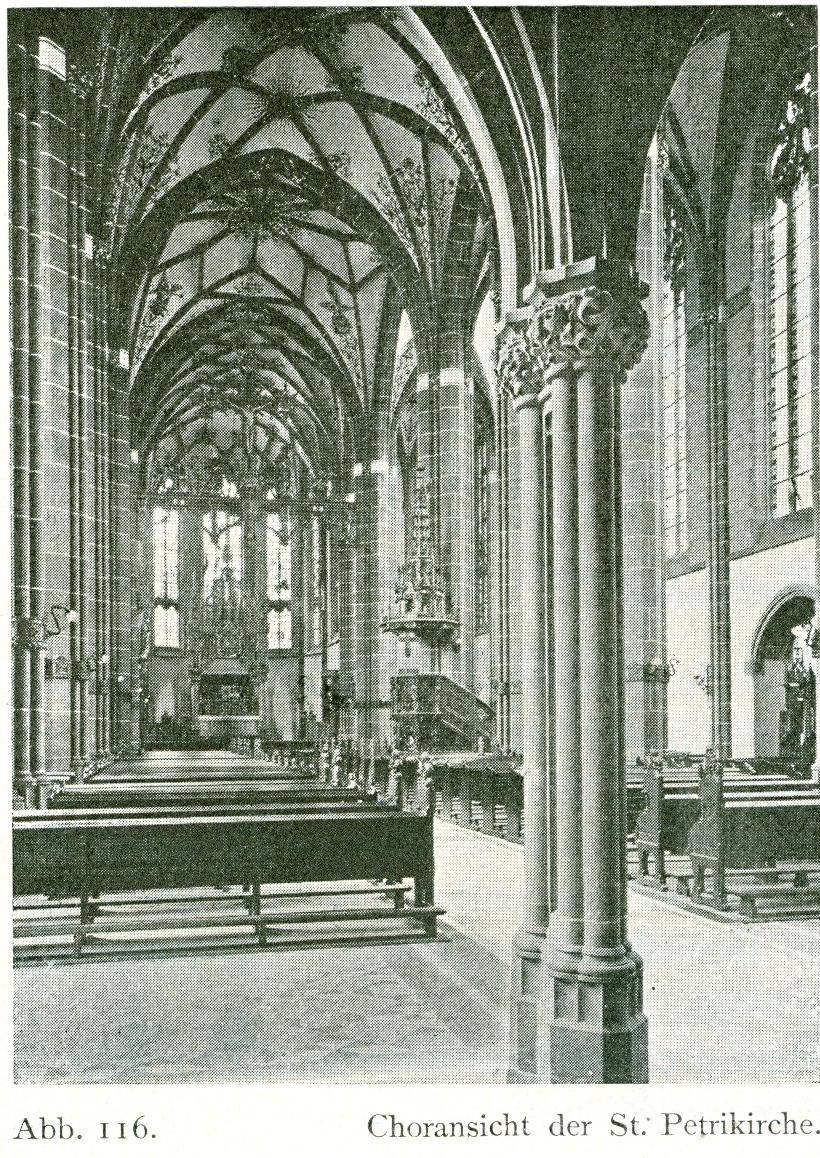
Neogotik, St. Peter ?
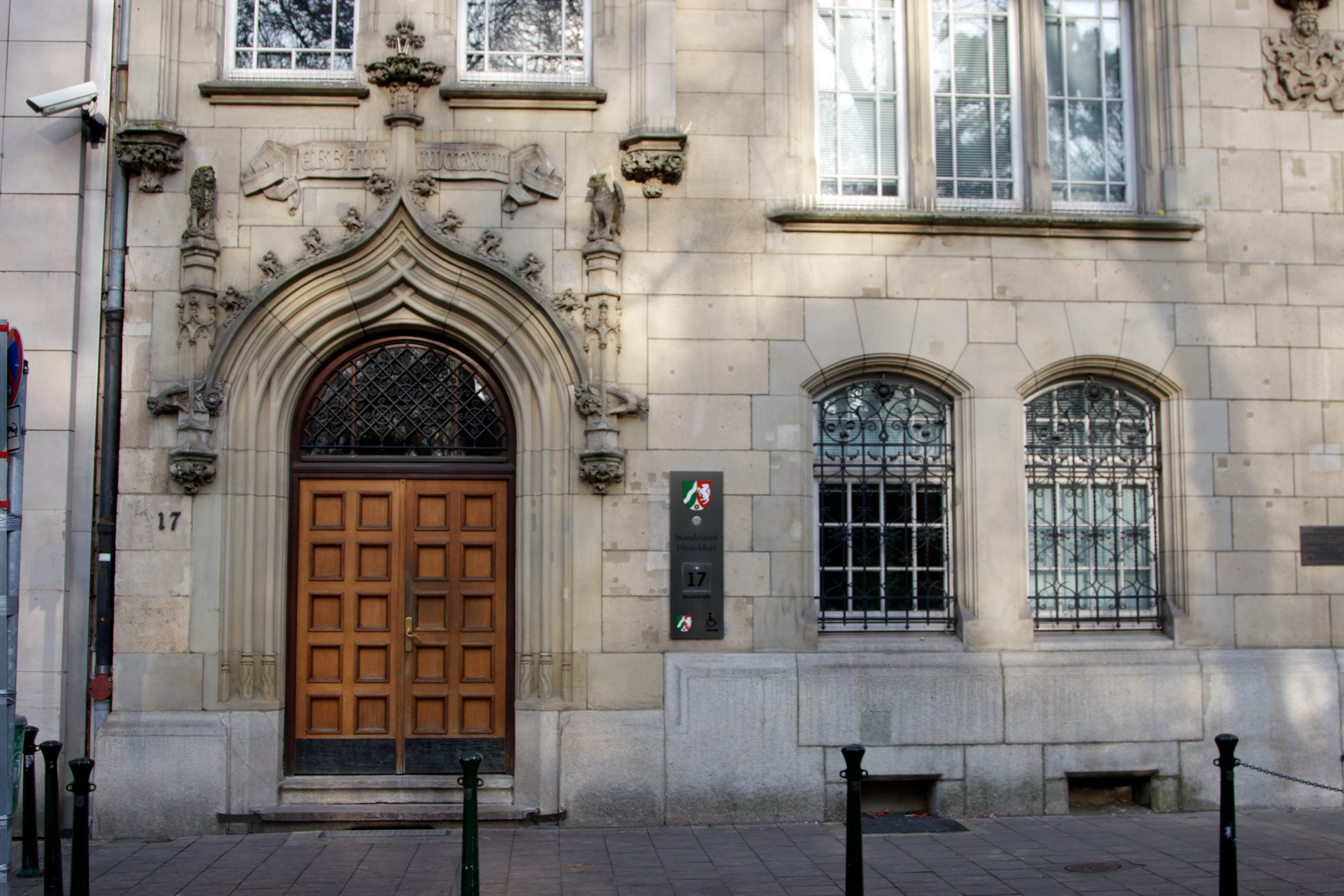
Neogotik, Inselstraße 17, Portal
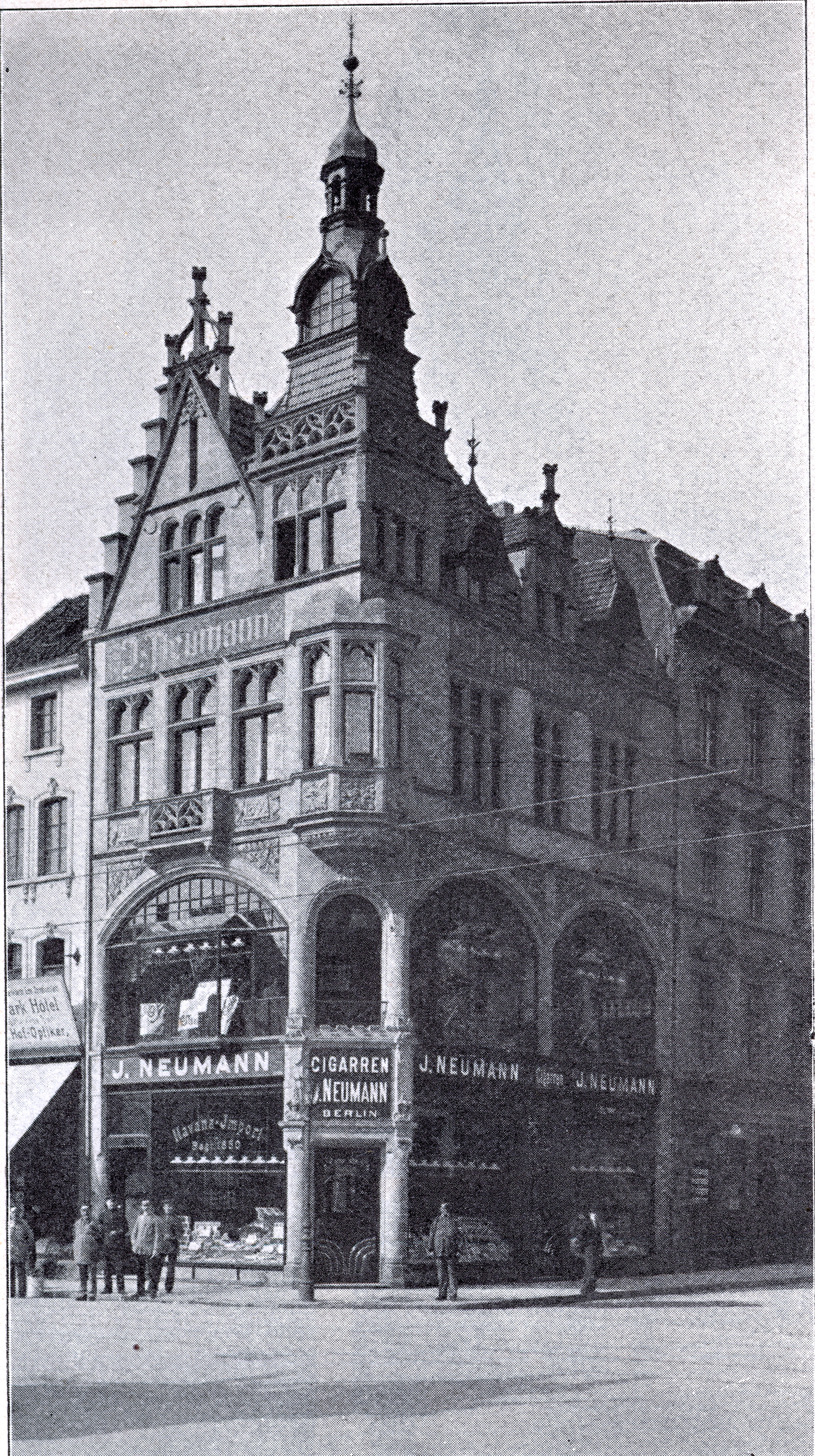
Haus Neumann

##### Neobarock
- Beispiele für die Architektur im Stil des Neobarock in Düsseldorf sind:
  - Apollo-Theater (Düsseldorf) (1900, Hermann vom Endt).[28]
  - Bezirksregierungsgebäude Düsseldorf (1907–1911, Traugott von Saltzwedel)
  - Ehemaliges Amts- und Landgerichtsgebäude (1911–1923, Felix Dechant)
  - Oberlandesgerichtsgebäude Düsseldorf (1910–1911, Heinrich Quast)
  - Lambertusstraße 6 (1882, Otto van Els und Bruno Schmitz)
  - Achenbachstraße 24 (1905/1906, Richard Hultsch)
  - Rothes Haus, Josephinenstraße 9 (1887/1888, J. Görres, Umbauten 1893, 1920 und 1923)

Neobarock
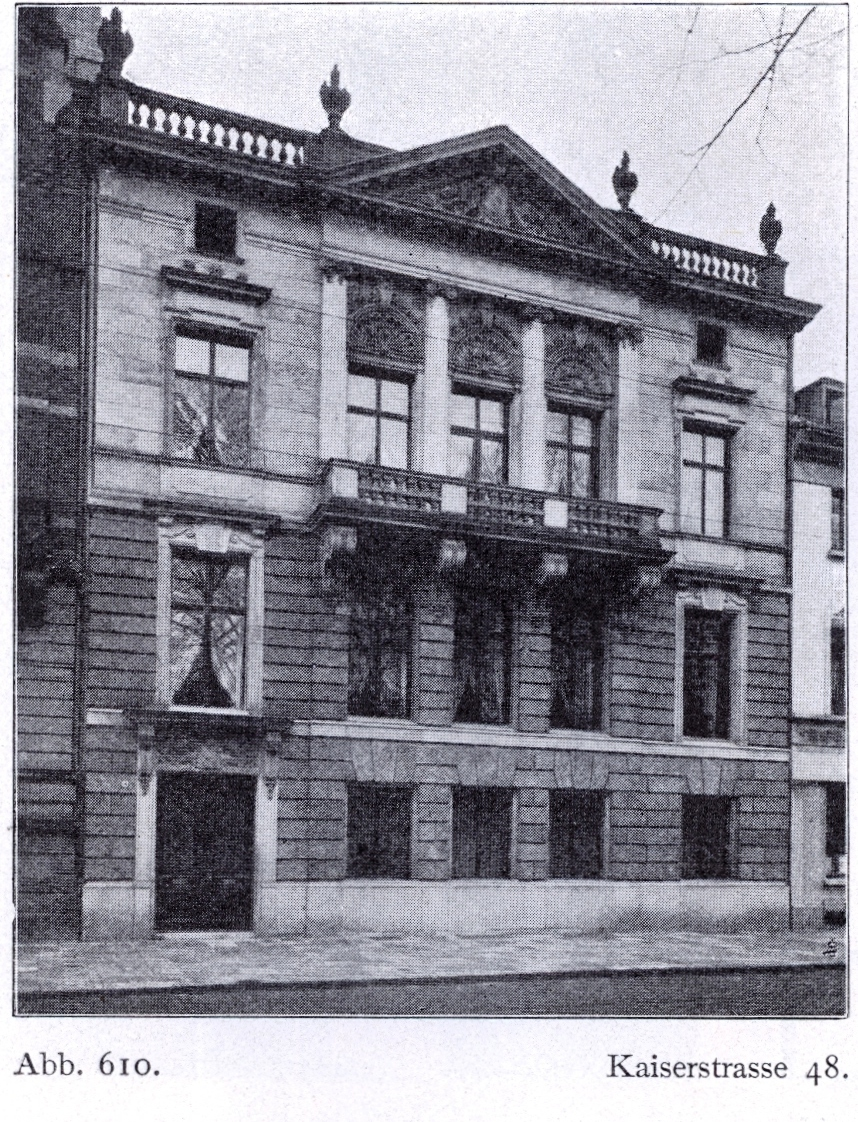
Neobarock, Kaiserstraße 48, Fassade
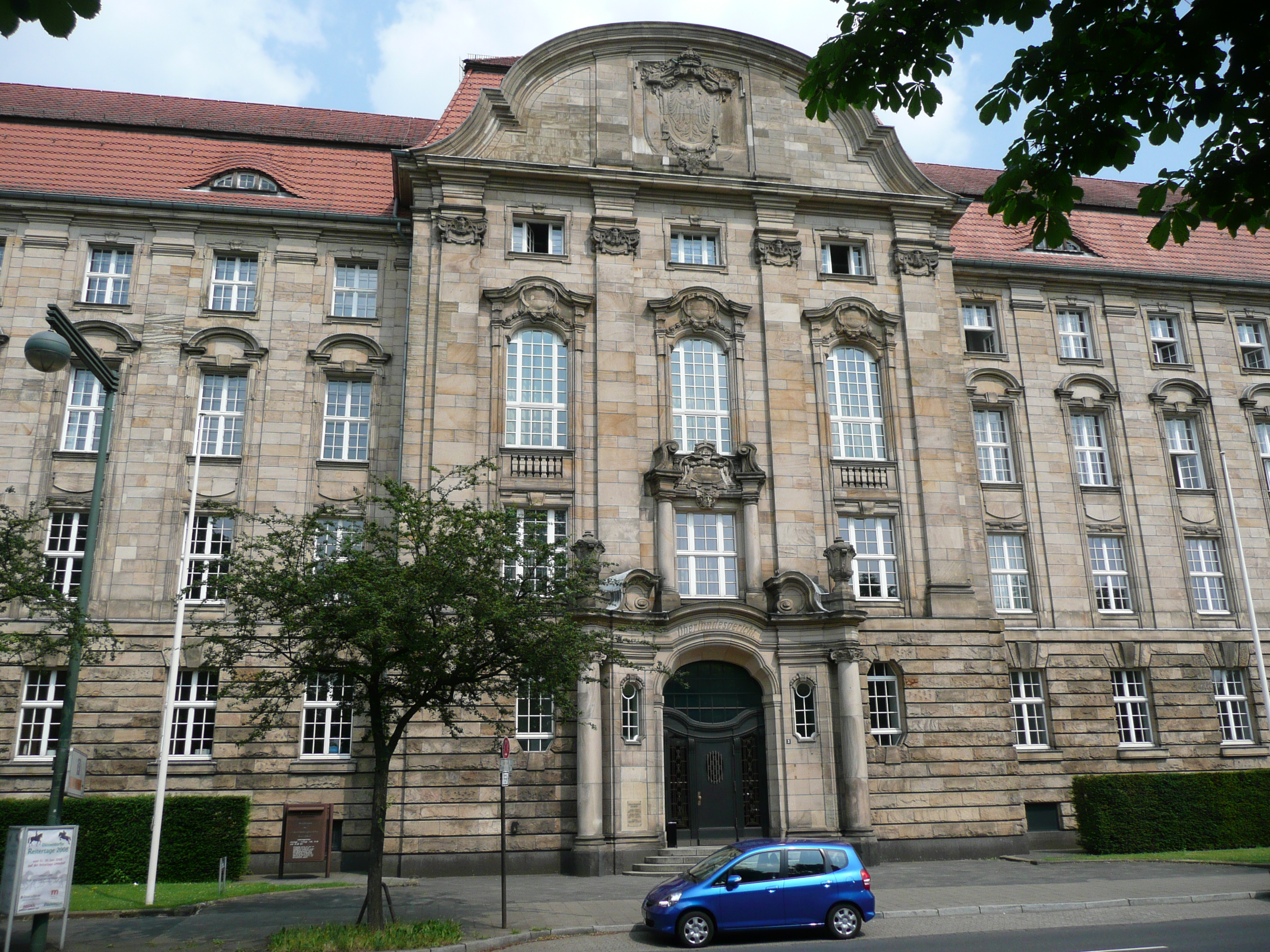
Neobarock, Portal des Oberlandesgerichts
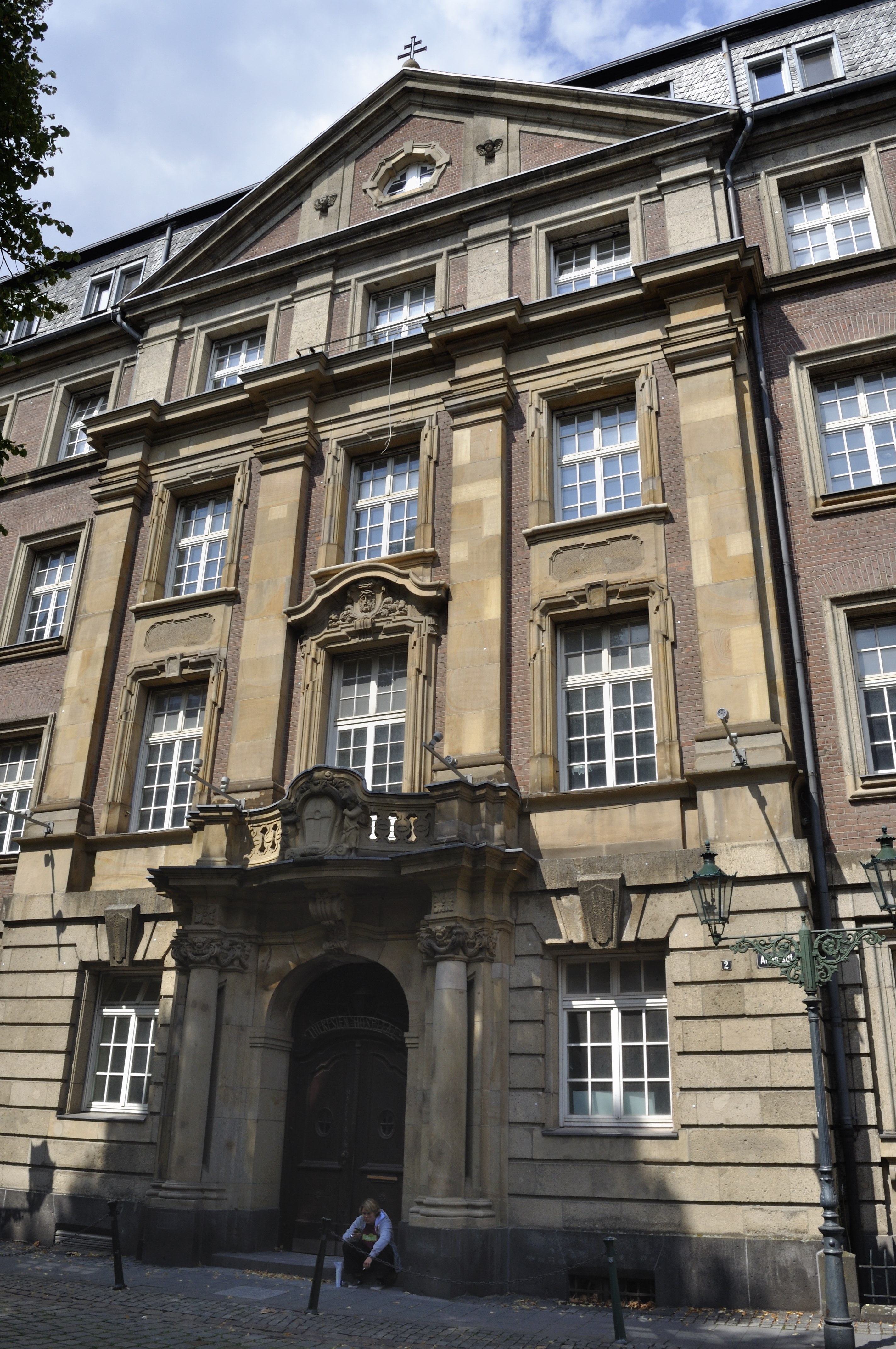
Neobarock, Theresienhospital
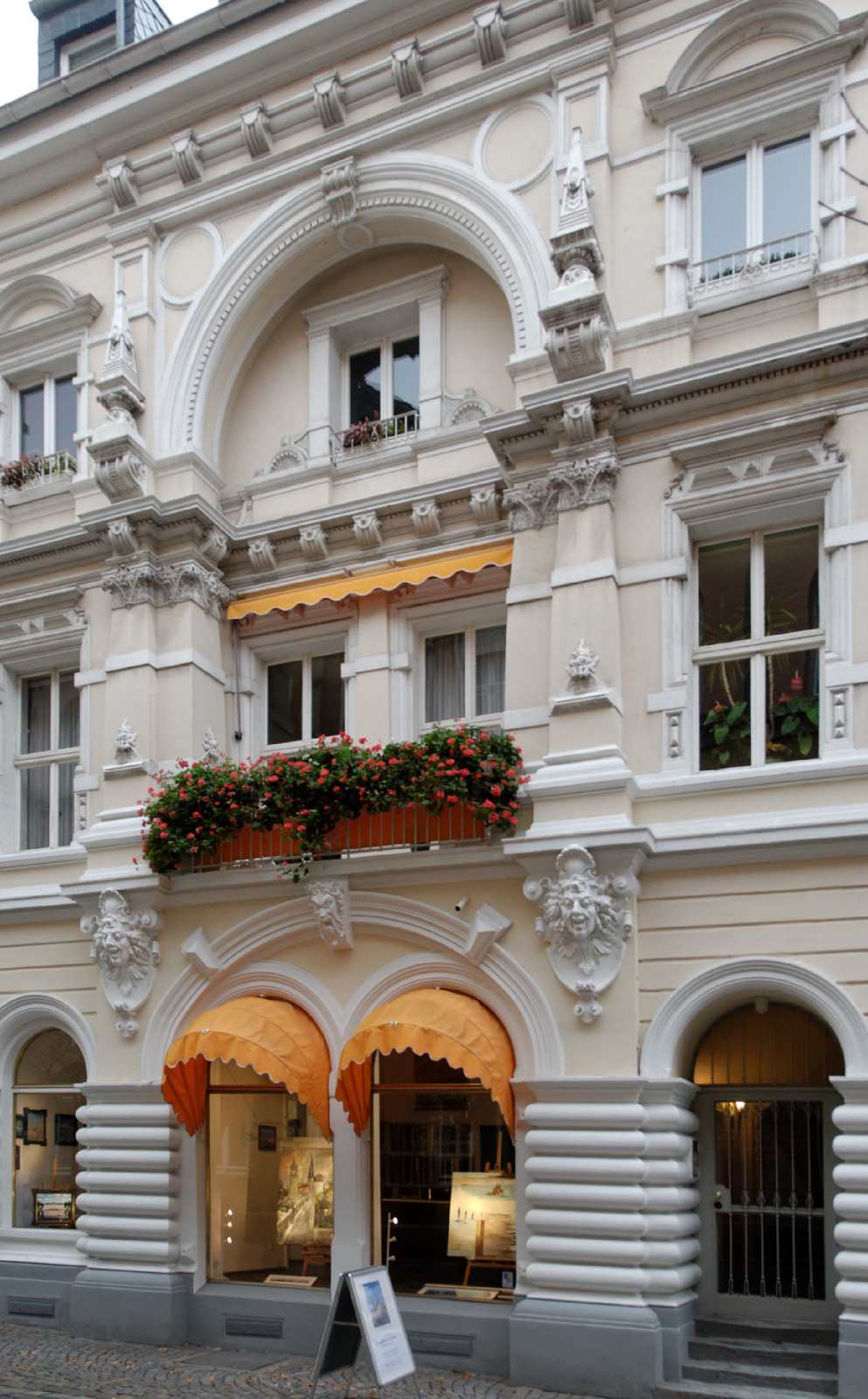
Haus Lambertusstraße 6
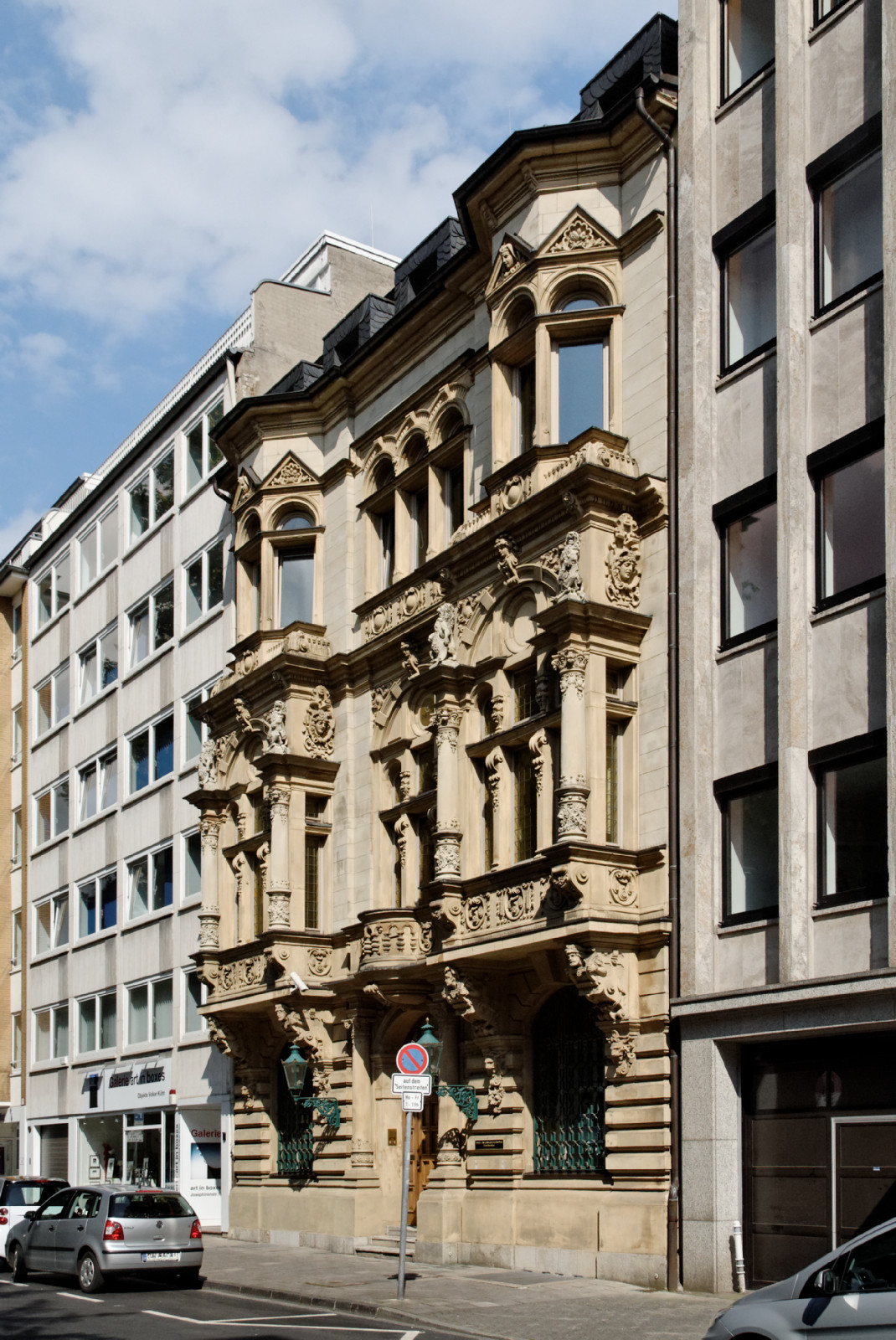
Rothes Haus, Josephinenstraße 9

##### Orientalismus
Eine Variante des Historismus war die Errichtung von Bauwerken im maurischen Stil. So die alte Synagoge und das arabische Café. Auch der Teppichverkaufsraum im Warenhaus Tietz in Düsseldorf.

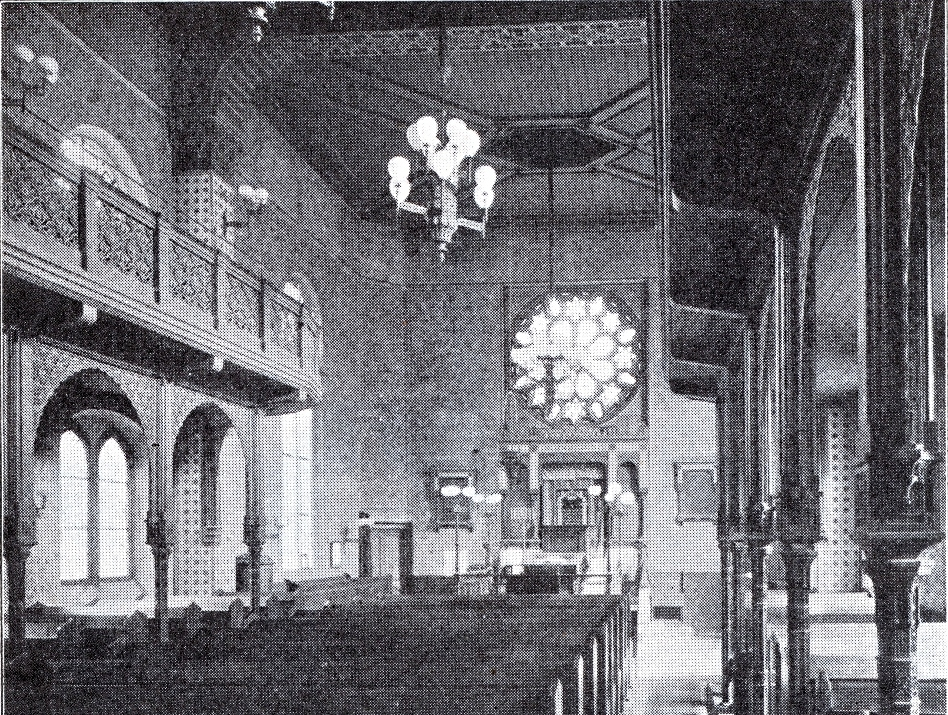
Alte Synagoge, innen im maurischen Stil des Historismus nach dem Umbau 1873/1875
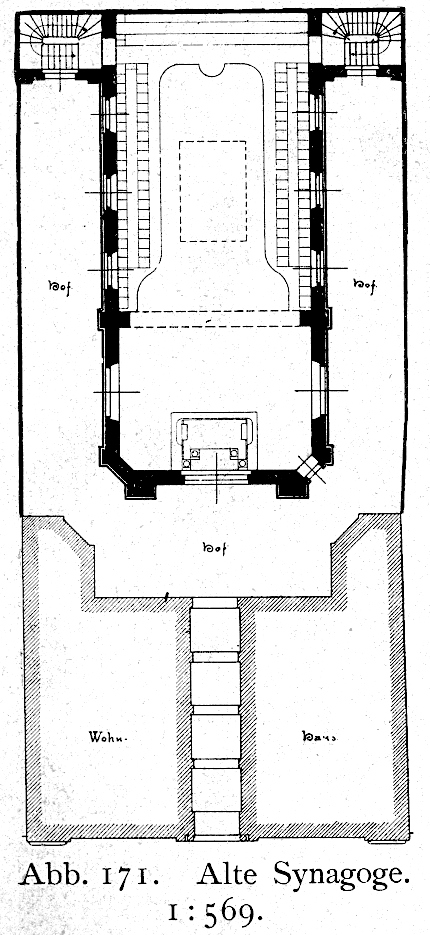
Grundriss
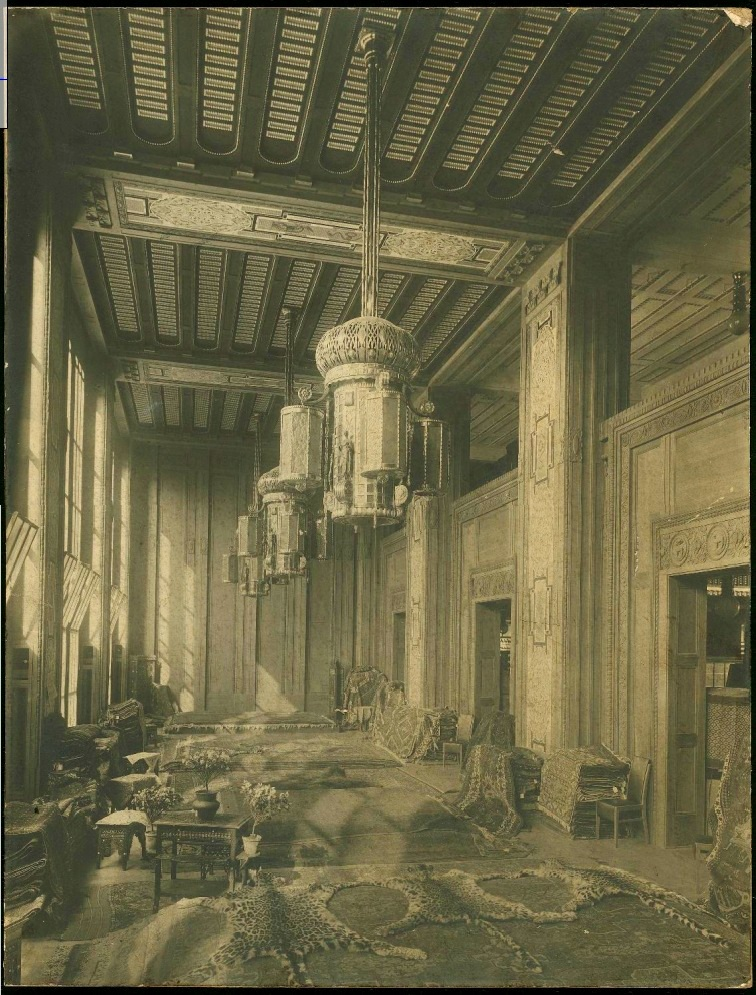
Teppichverkaufsraum im Warenhaus Tietz, Düsseldorf.

##### Neoklassik
- Beispiele für die Architektur im Stil der Neoklassizismus in Düsseldorf sind:
  - Rheinisch-Westfälische Disconto-Gesellschaft (1906, Carl Moritz)
  - Barmer Bankverein (1911–1912, Carl Moritz)
  - Villa Horion (1910–1911, Hermann vom Endt)
  - Jägerhofstraße 20 (1908, Ludwig H. Fettweis)
  - Vordiele Jägerhofstraße 22

Neuklassik
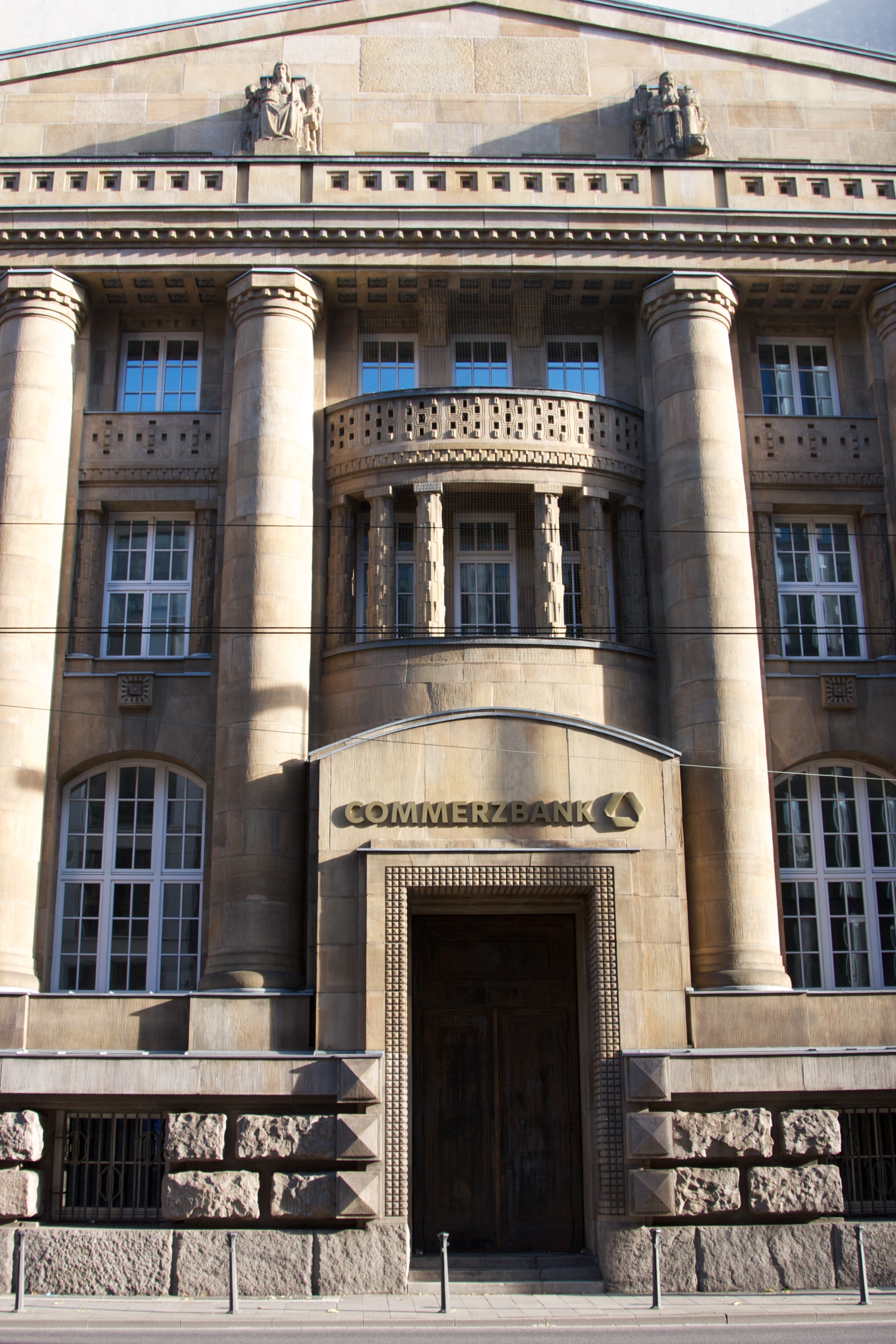
Neoklassizismus, Rheinisch-Westfälische Disconto-Gesellschaft, Fassade
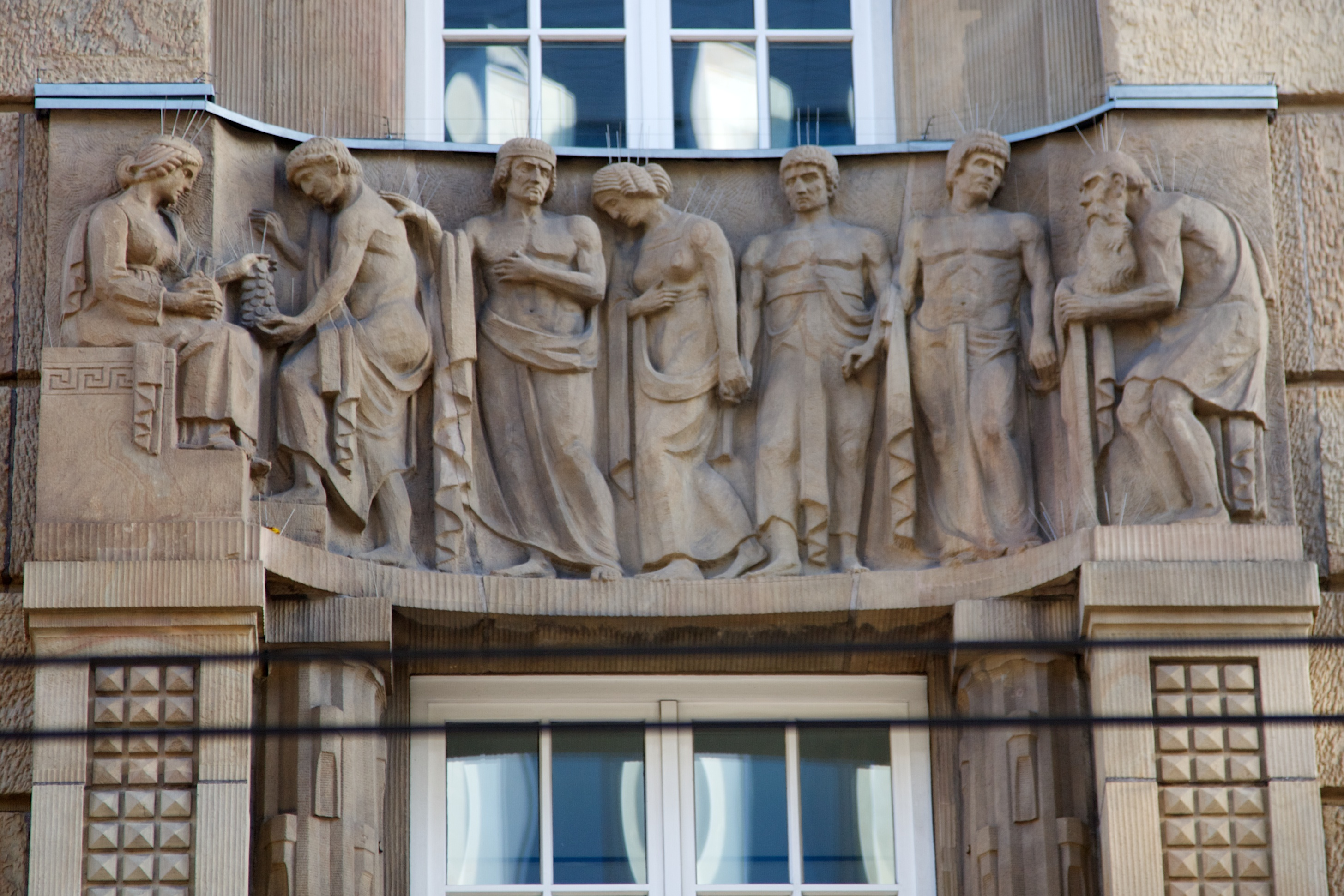
Neoklassizismus, Rheinisch-Westfälische Disconto-Gesellschaft, Skulpturen
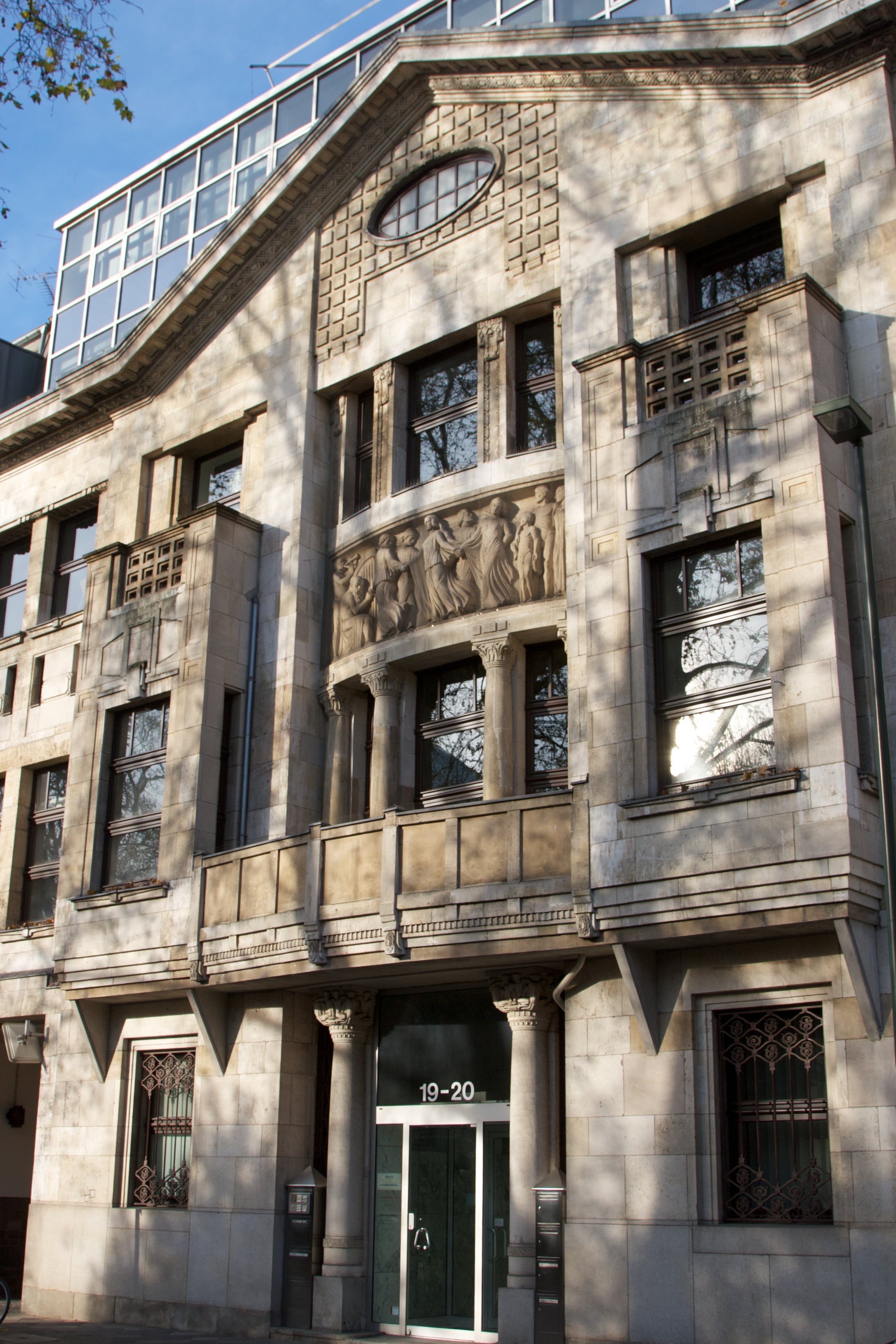
Neoklassizismus, Jägerhofstraße 20, Fassade
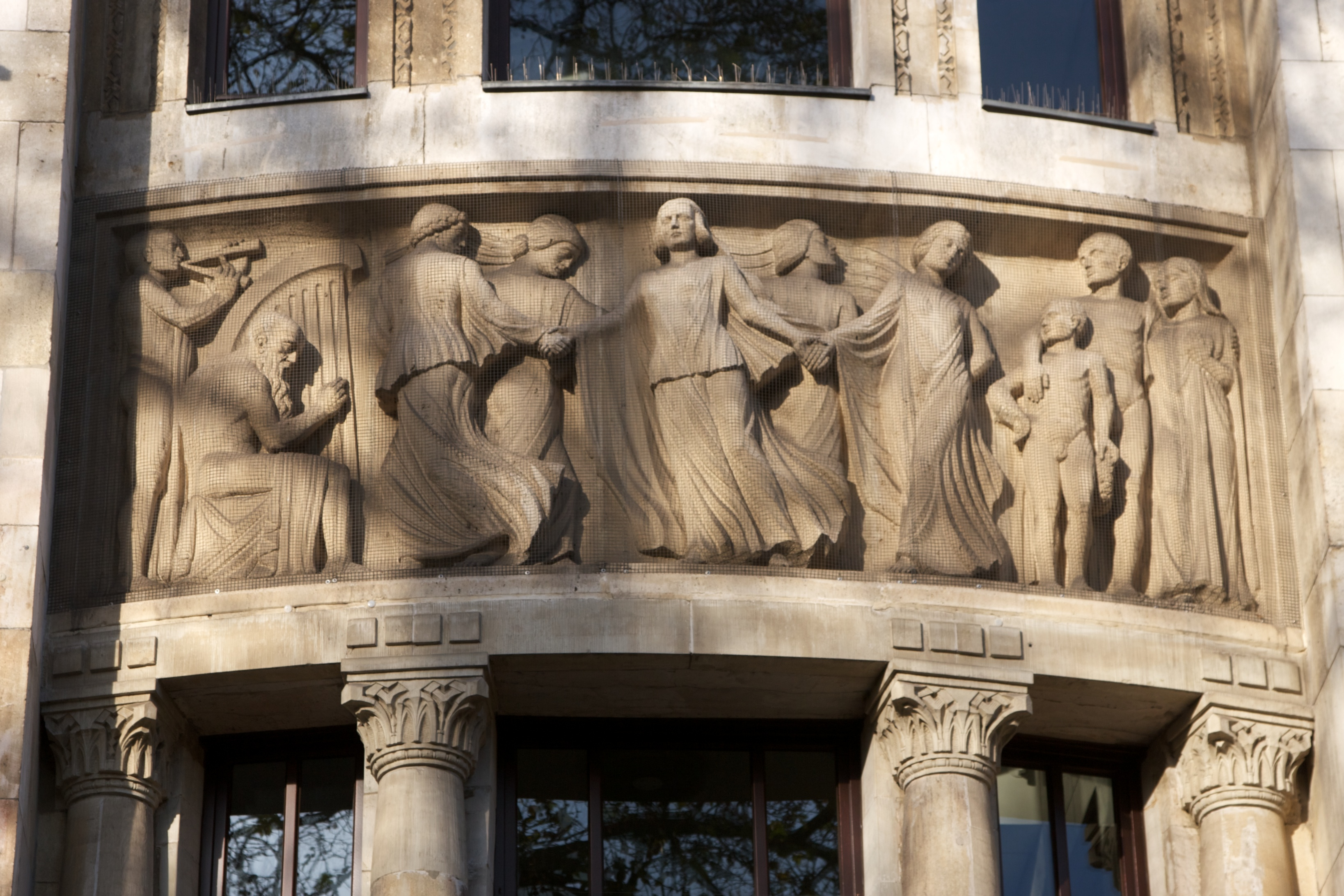
Neoklassizismus, Jägerhofstraße 20, Skulpturen
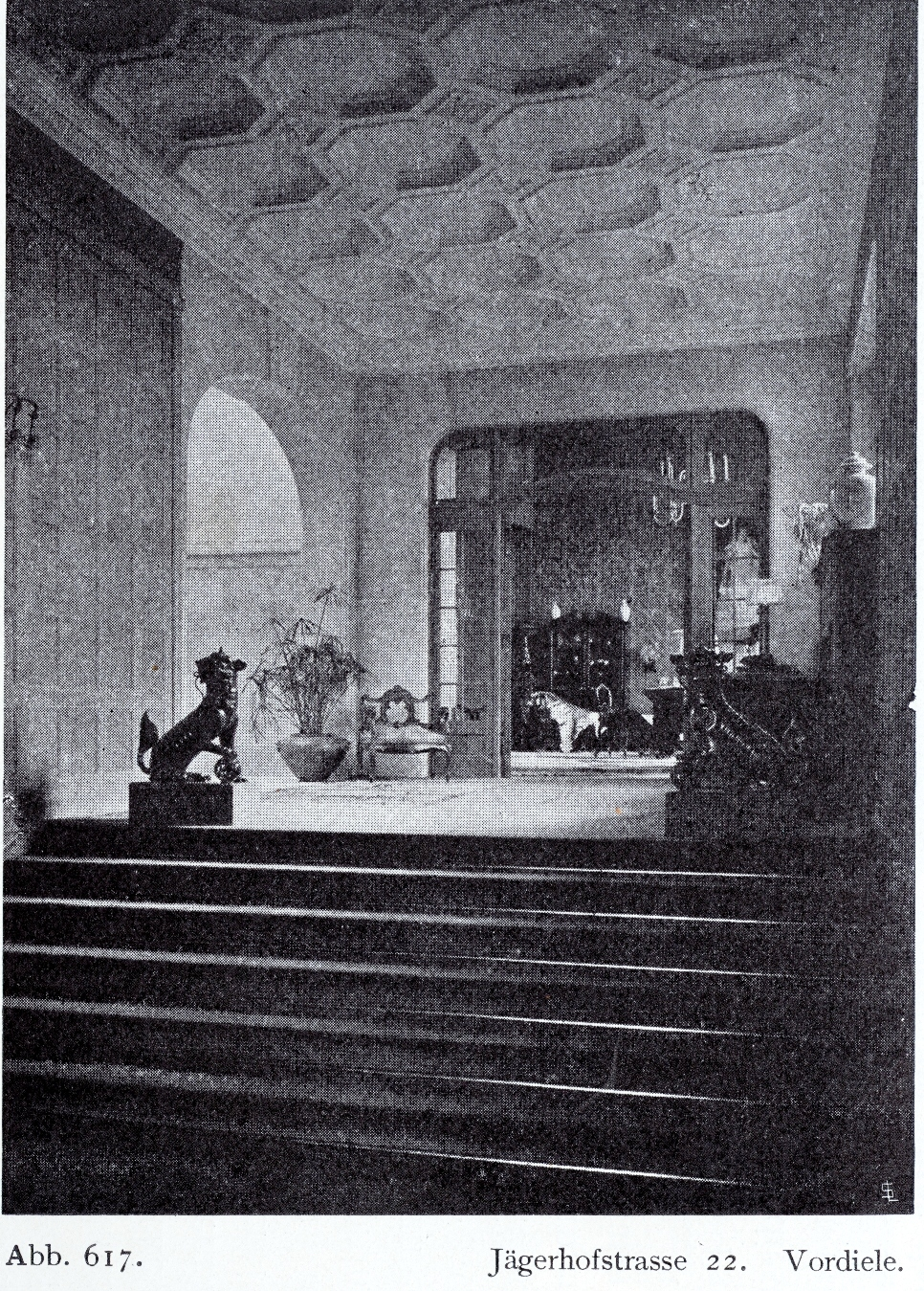
Neoklassizismus, Jägerhofstraße 22, Vordiele, Otto March
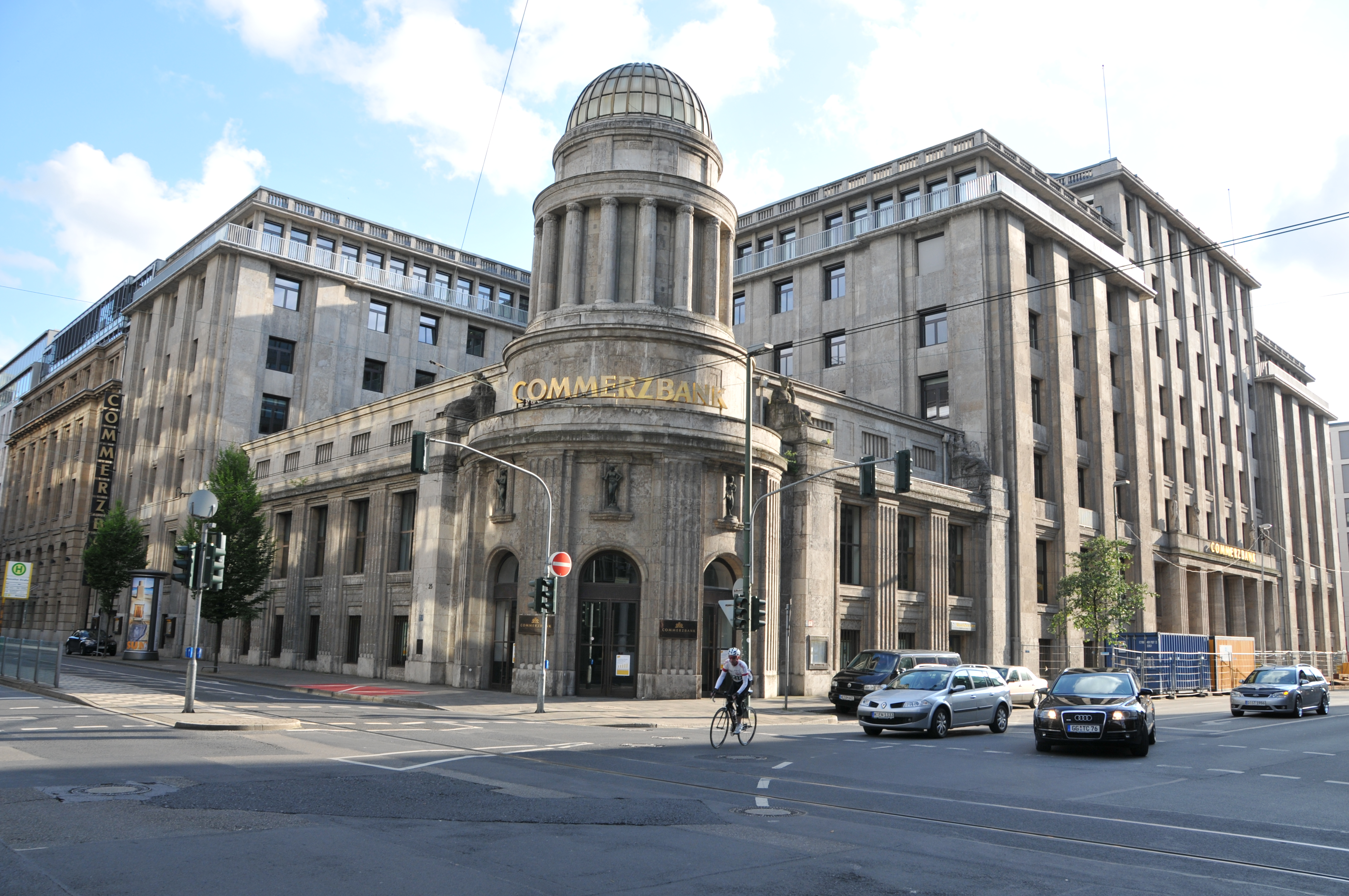
Neoklassizismus, Breite Straße 25
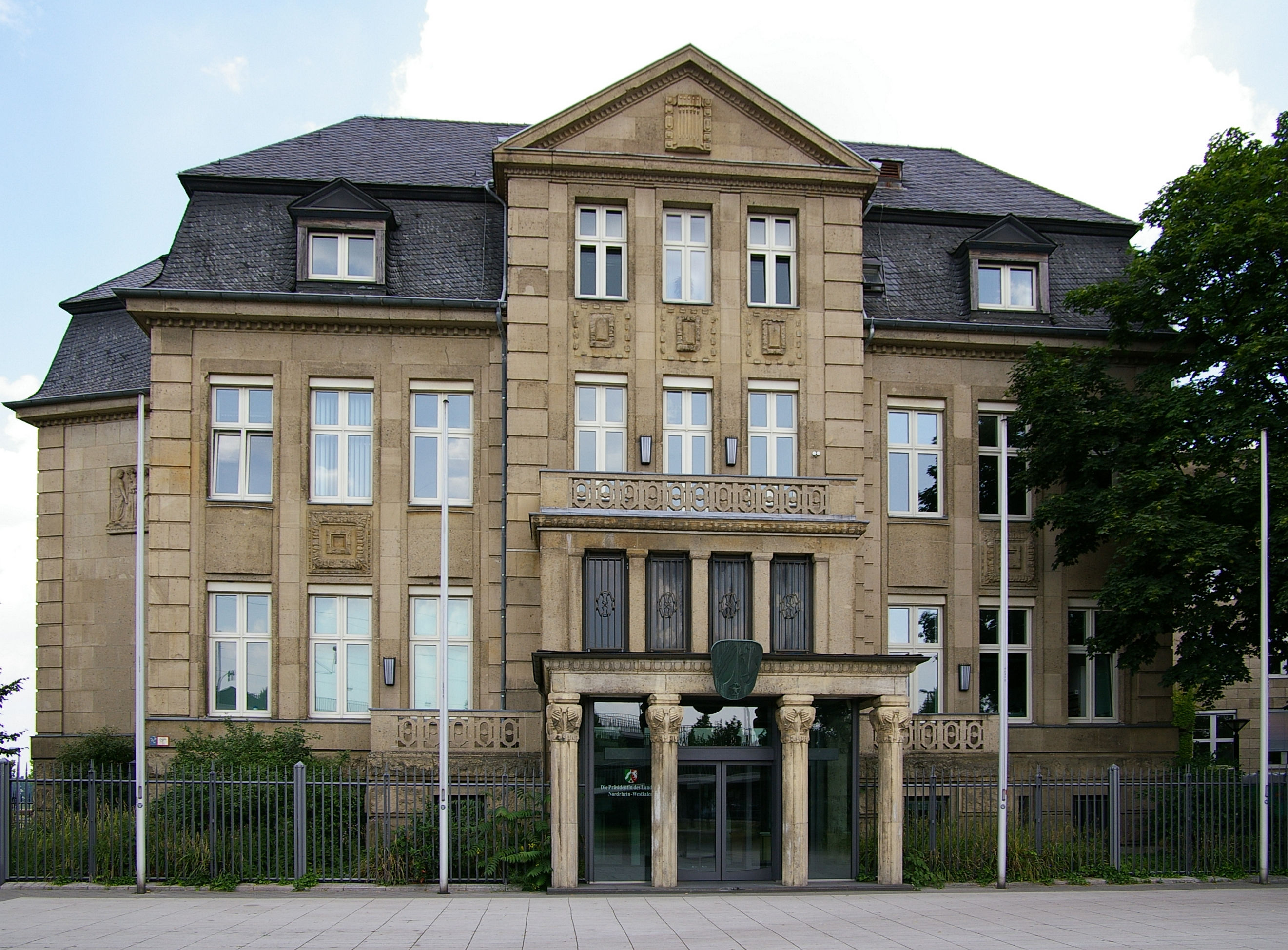
Neoklassizismus, Villa Horion
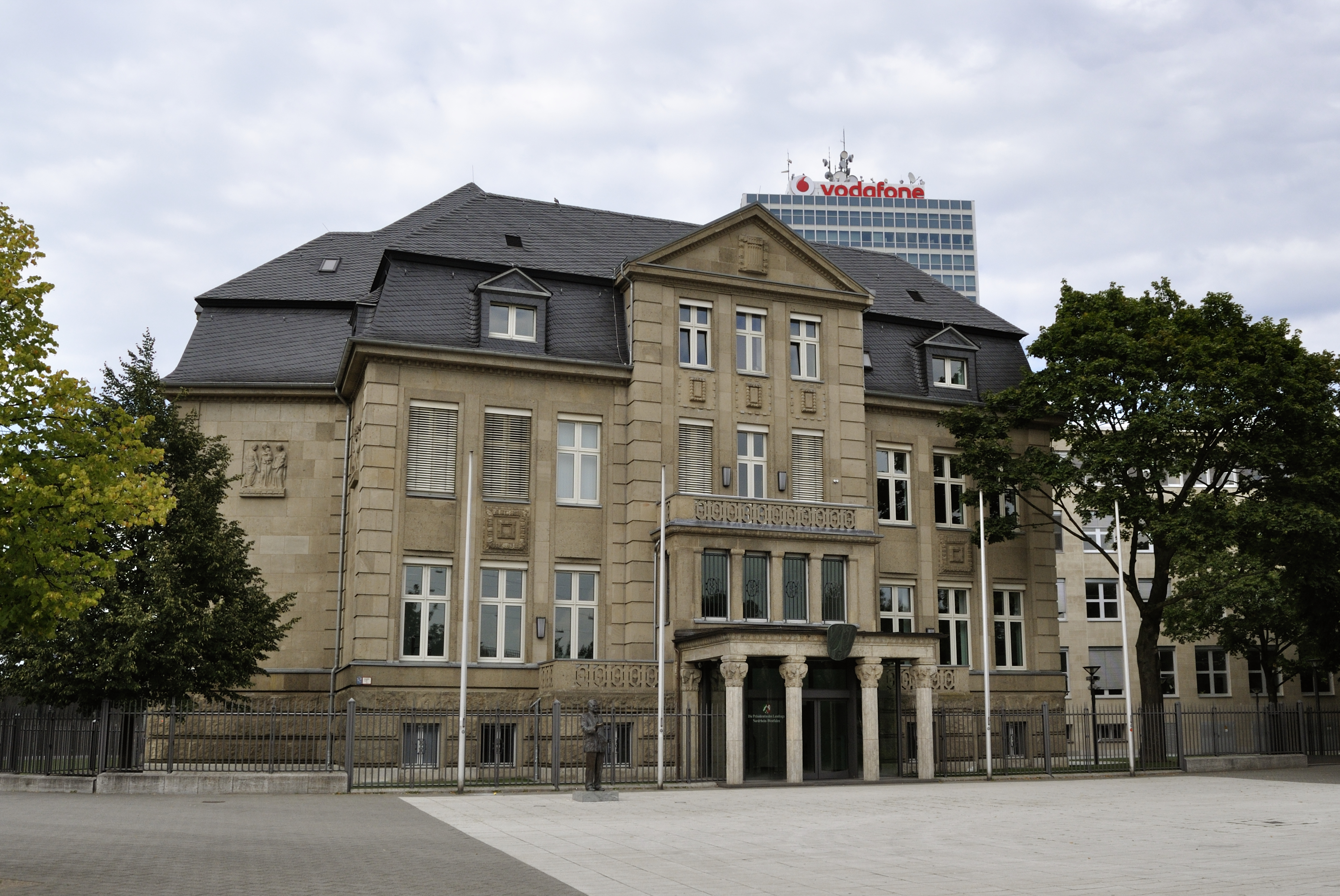
Neoklassizismus, Villa Horion

##### Innenarchitektur im Stil des Historismus
Ein prägnantes Beispiel für historistische Innenarchitektur war das 1899–1901 durch die Architekten Klein & Dörschel umgebaute Hotel Breidenbacher Hof.

„Die Architekten Klein & Dörschel, denen die Düsseldorfer Baubank den Auftrag zur Umgestaltung erteilt hatte, konnten sich einerseits auf denselben Zeitgeschmack, zum anderen auf ihr Renommée mit ‚besten Referenzen und mehrfachen Prämierungen‘ berufen. Beim Innenausbau hatten sie ‚auf eine feine und geschmackvolle Ausstattung und eine abwechslungsreiche, künstlerische Innendekoration großen Werth‘ gelegt und die einzelnen Räume wie Vestibül, Conversationssaal, das große Weinrestaurant, der Festsaal, die Speisesäle, Salons und Logierzimmer waren in der ‚comfortabelsten Weise ausgestattet‘.“

Klein & Dörschel gestalteten mit der Innenarchitektur auch dekorative Textilien. Sie legten Wert „auf eine feine und geschmackvolle Ausstattung und eine abwechslungsreiche künstlerische Innendekoration.“
Architektur im Stil des Neorokoko trat eher in der Innenausstattung vor allem von Schlössern und Bürgerhäusern hervor. In Düsseldorf war das Schloss Benrath ein Beispiel für das Rokoko: „Das Streben nach Intimität und Behaglichkeit bestimmte die Inneneinrichtung der Häuser; dabei dürfte vor allem auch Schloss Benrath als Vorbild gewirkt haben“. Ein besonderes Beispiel für die historistische Innenarchitektur war das Esszimmer des Hauses Königsallee 13 von Jacobs & Wehling und das des Hauses Kaiserstraße 48 von Kayser & von Großheim.

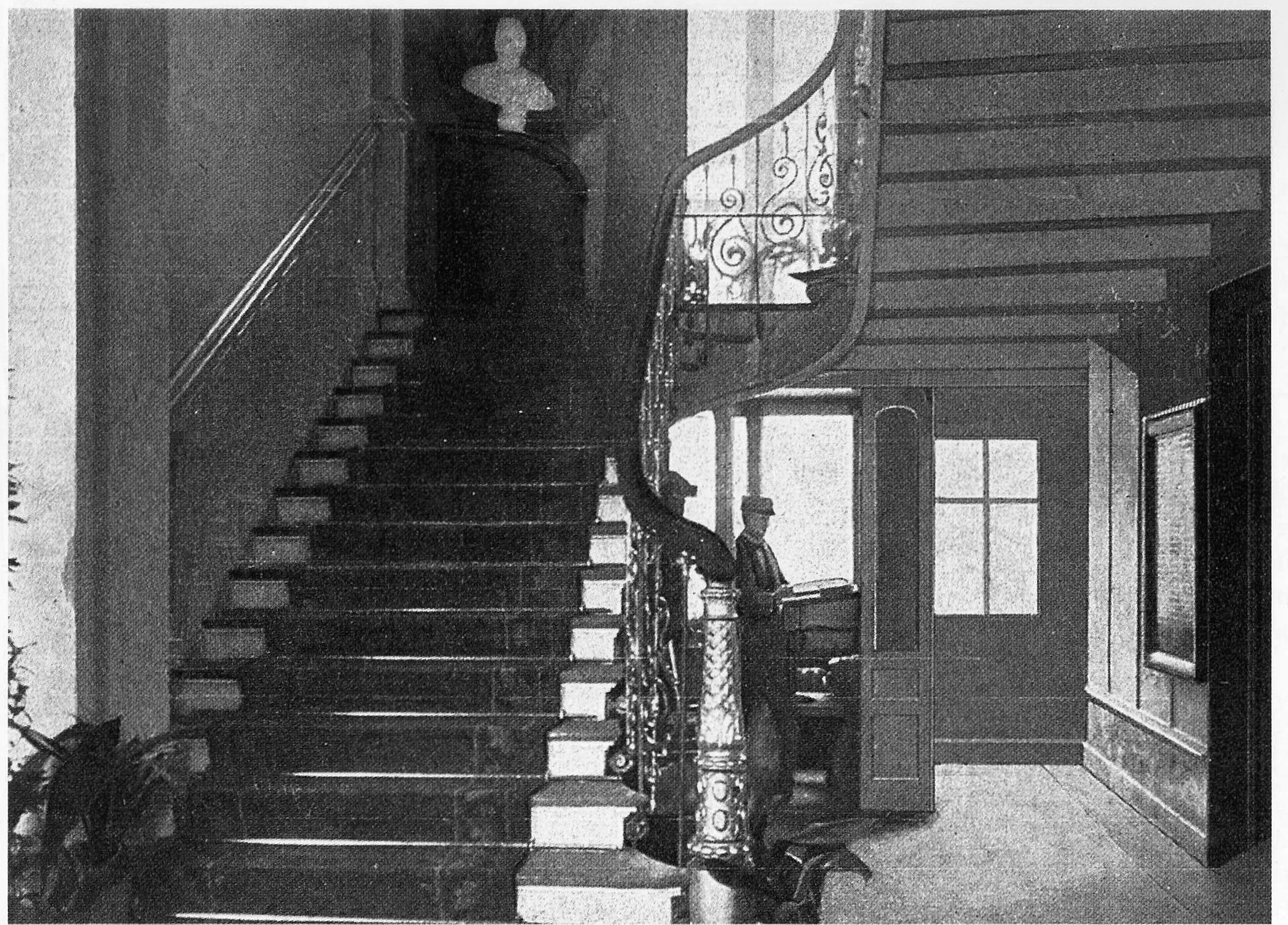
Breidenbacher Hof, Treppenhaus im Flügel Alleestraße
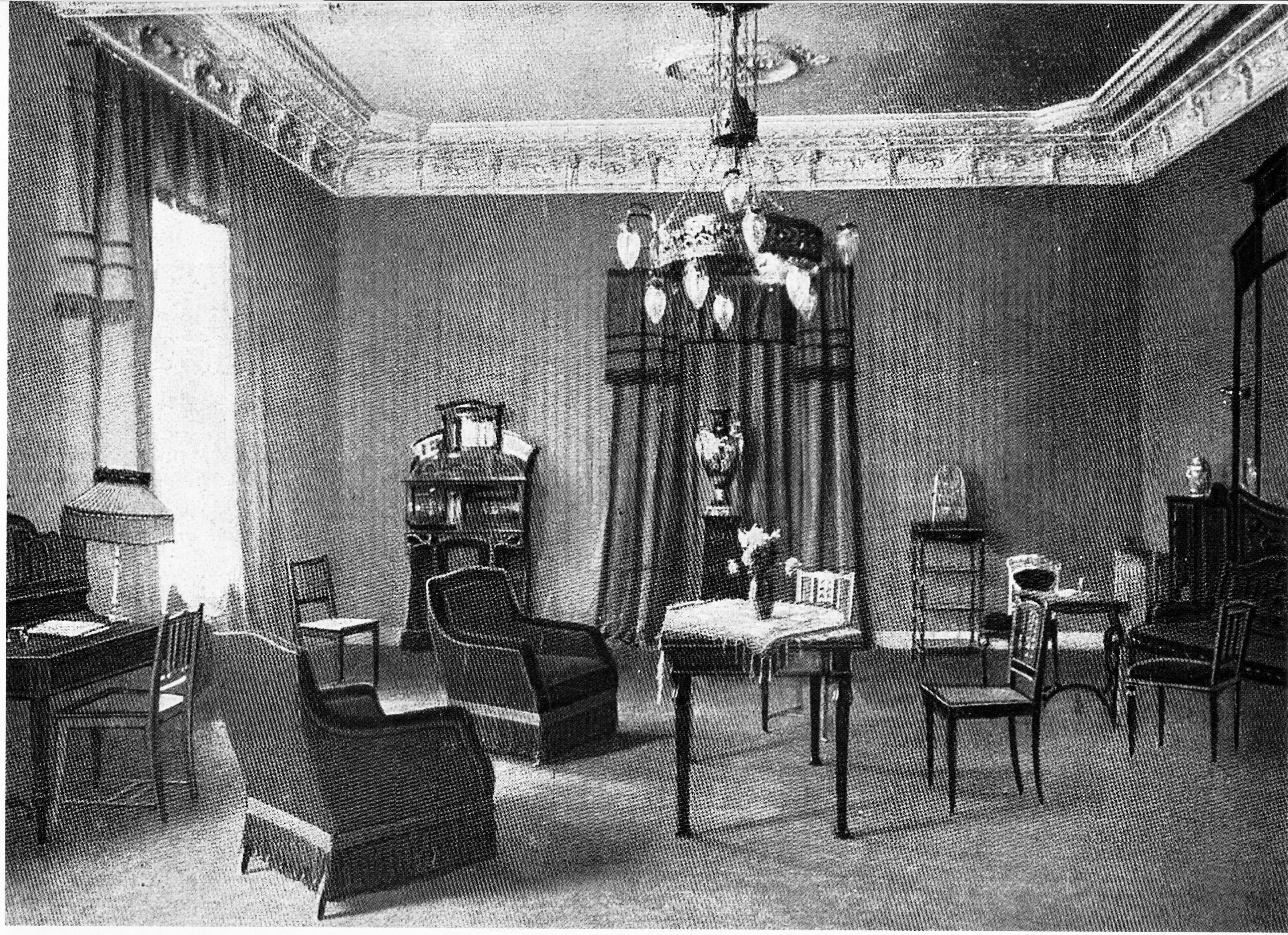
Breidenbacher Hof, Salon
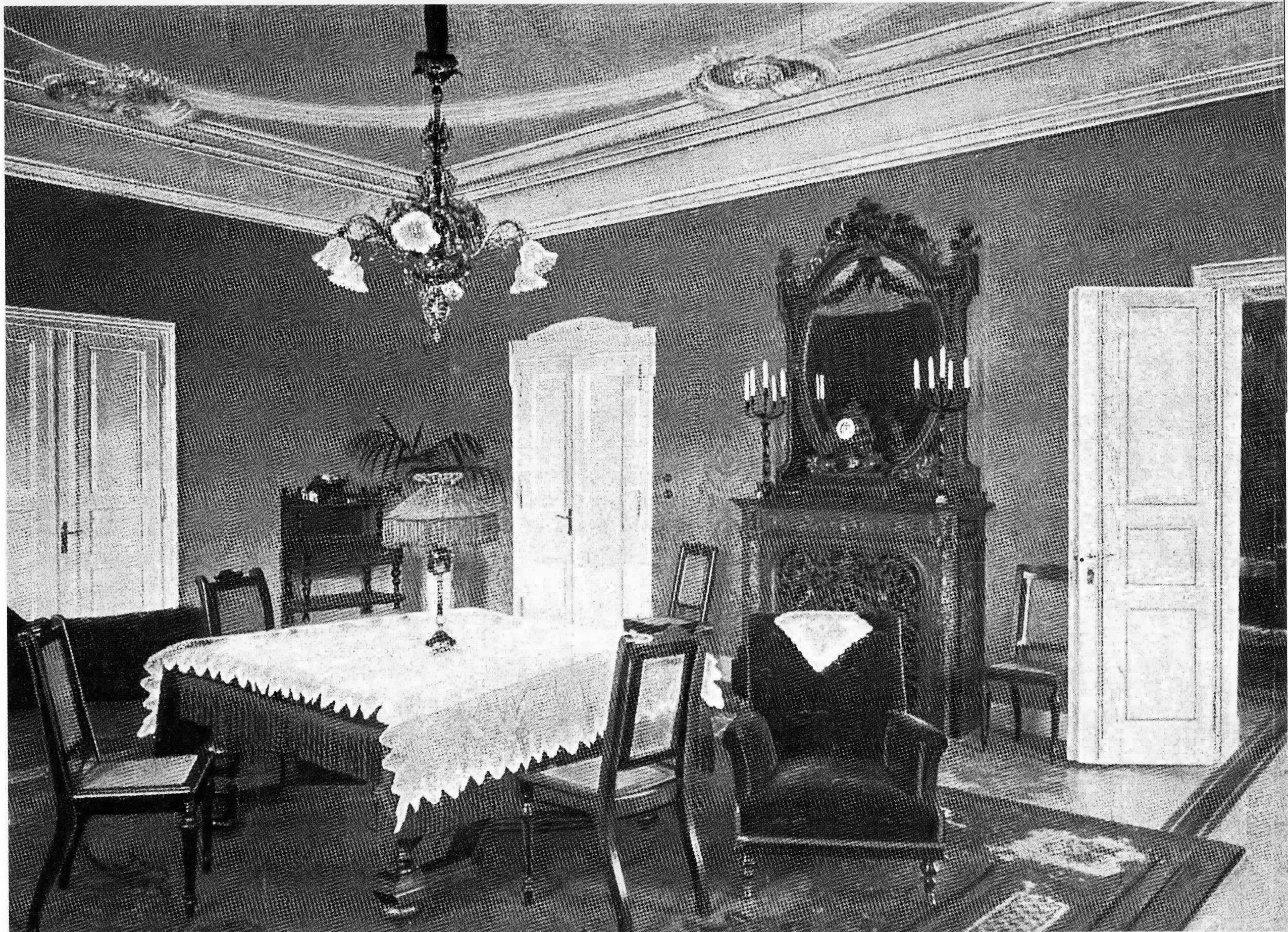
Breidenbacher Hof, Salon
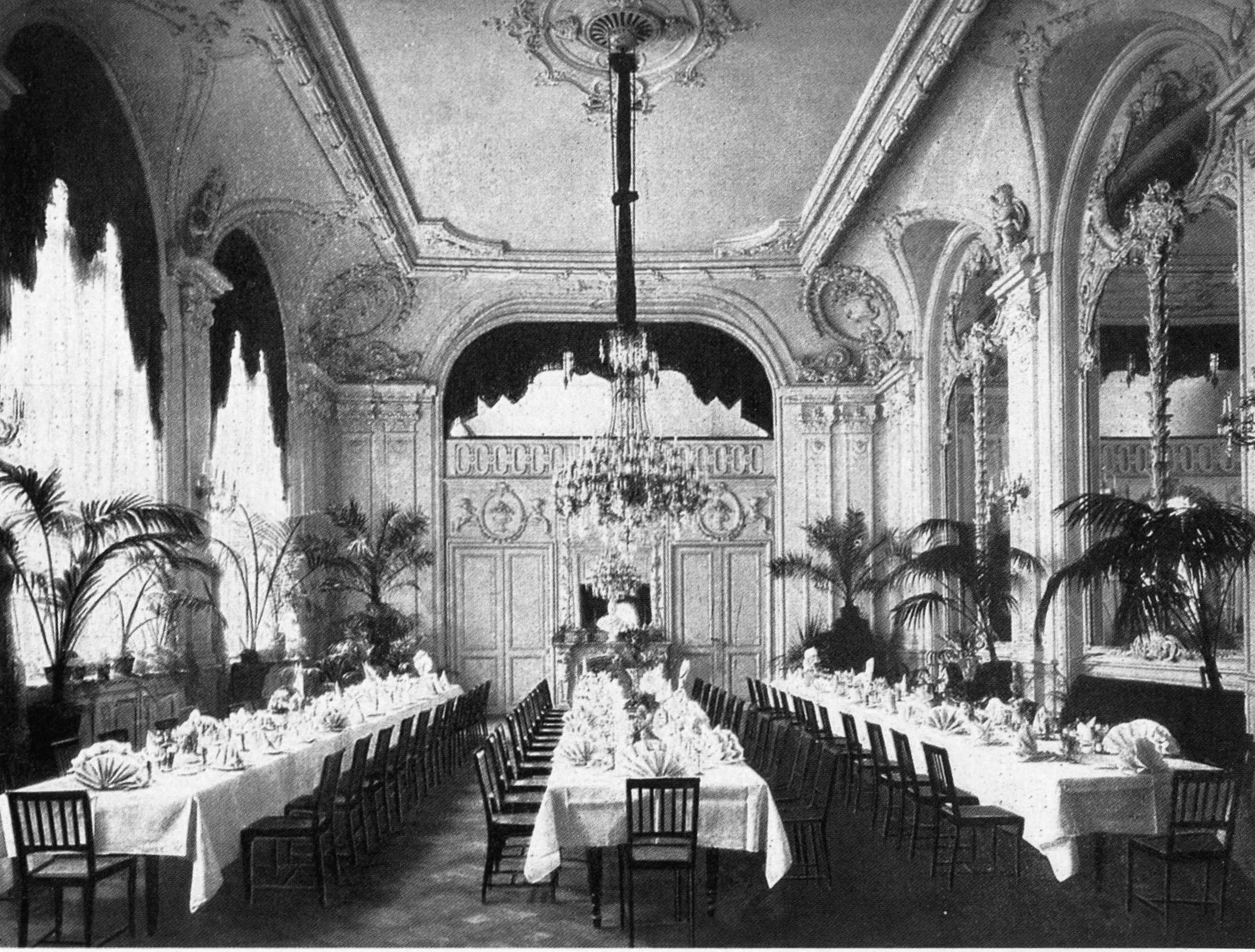
Breidenbacher Hof, Großer Speisesaal
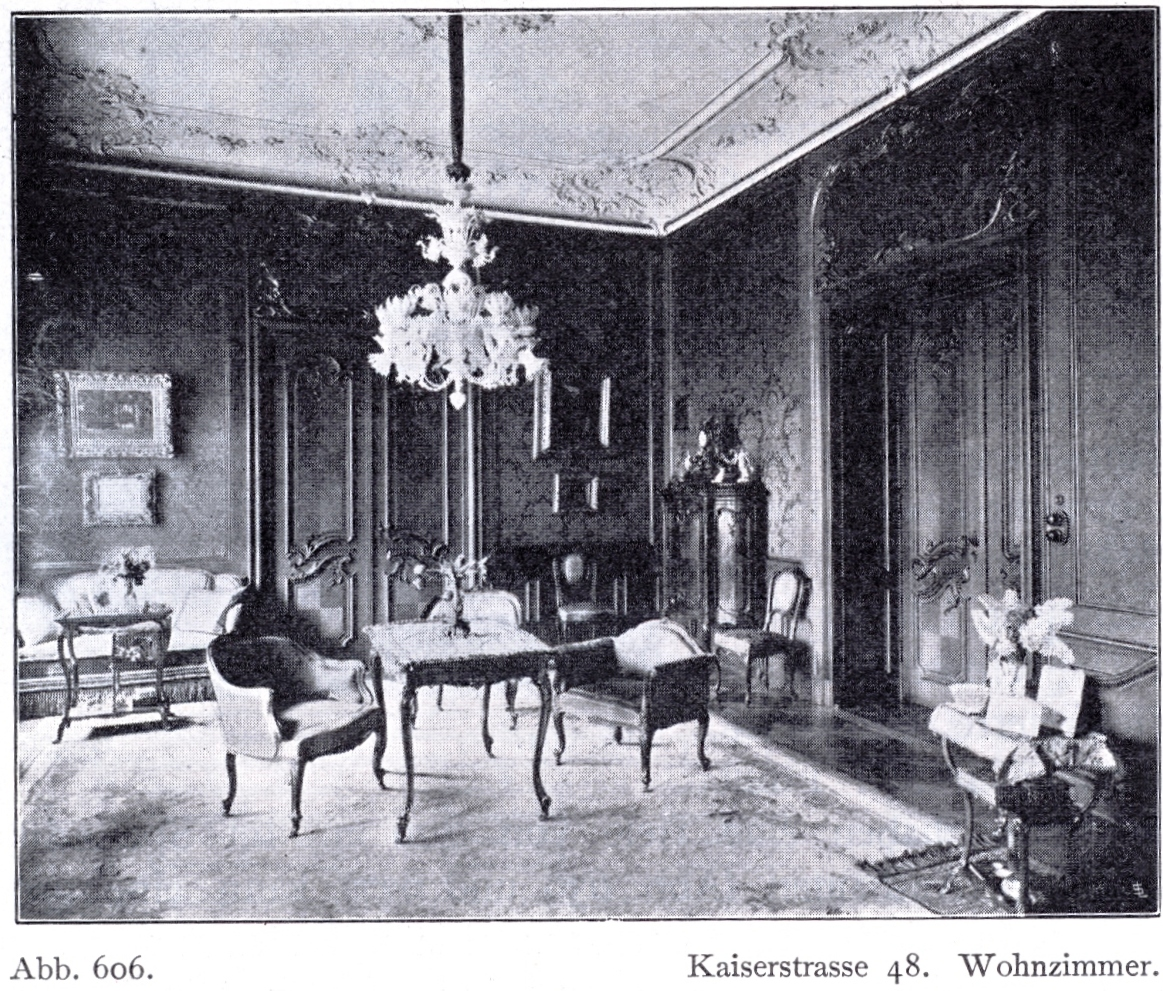
Haus Kaiserstraße 48, Wohnzimmer
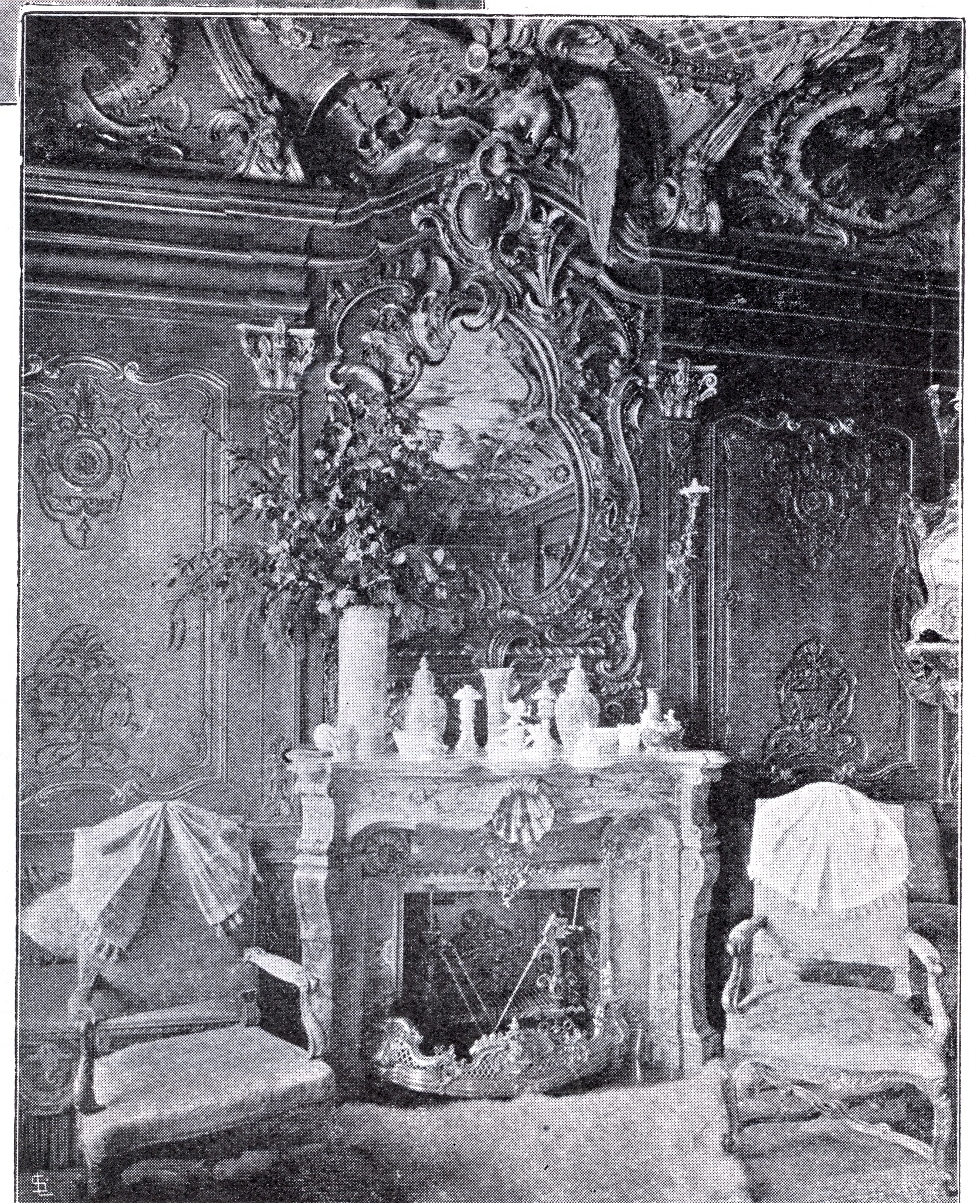
Haus Königsallee 13, Kamin mit Spiegel
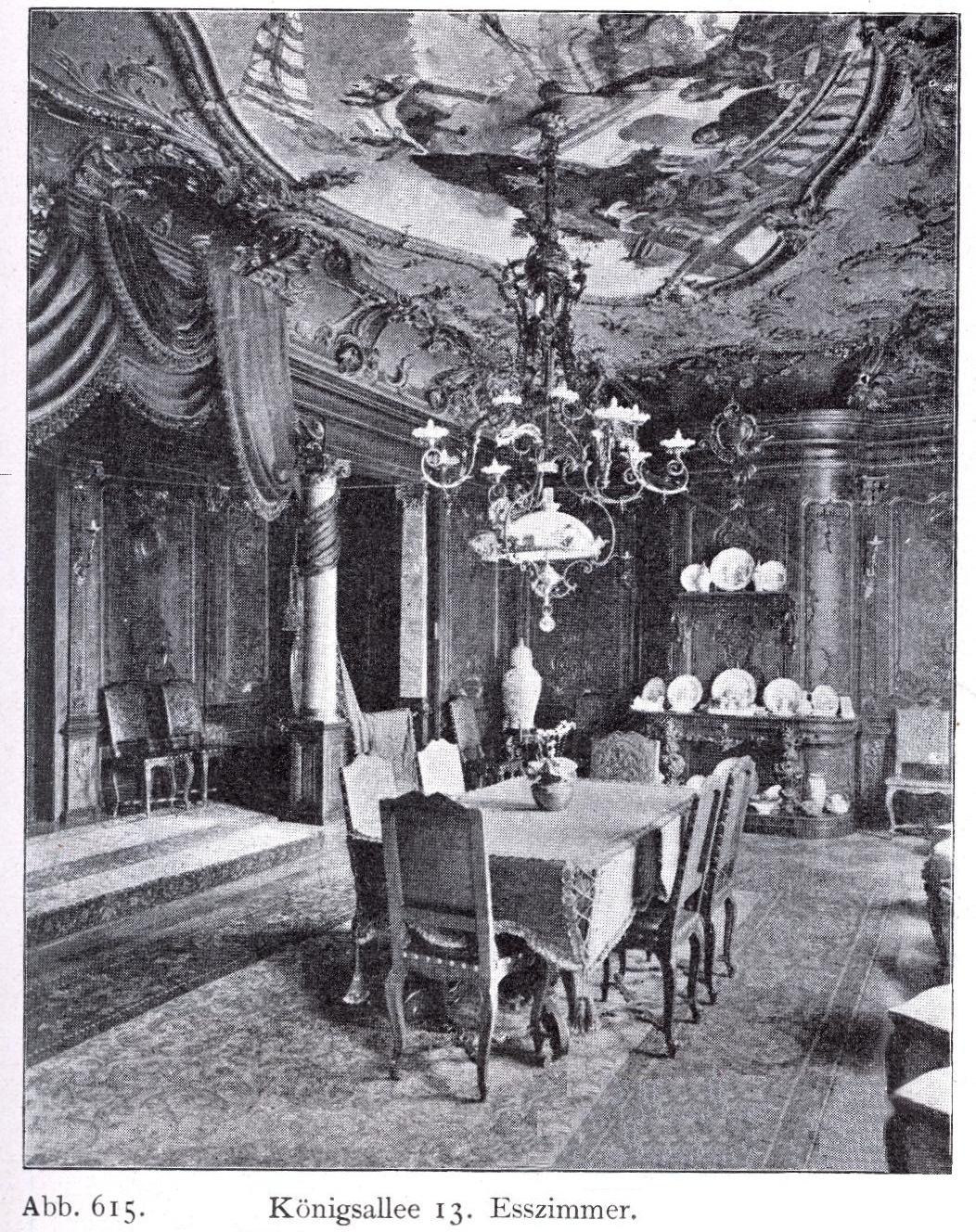
Haus Königsallee 13, Esszimmer mit Deckengemälde von Hermann Emil Pohle
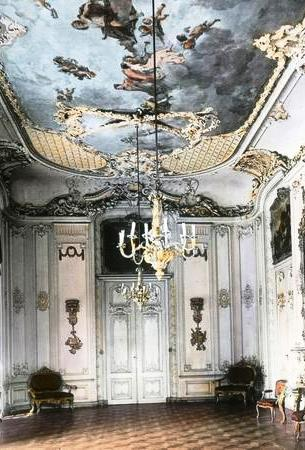
Schloss Benrath, Speisesaal mit Deckengemälde
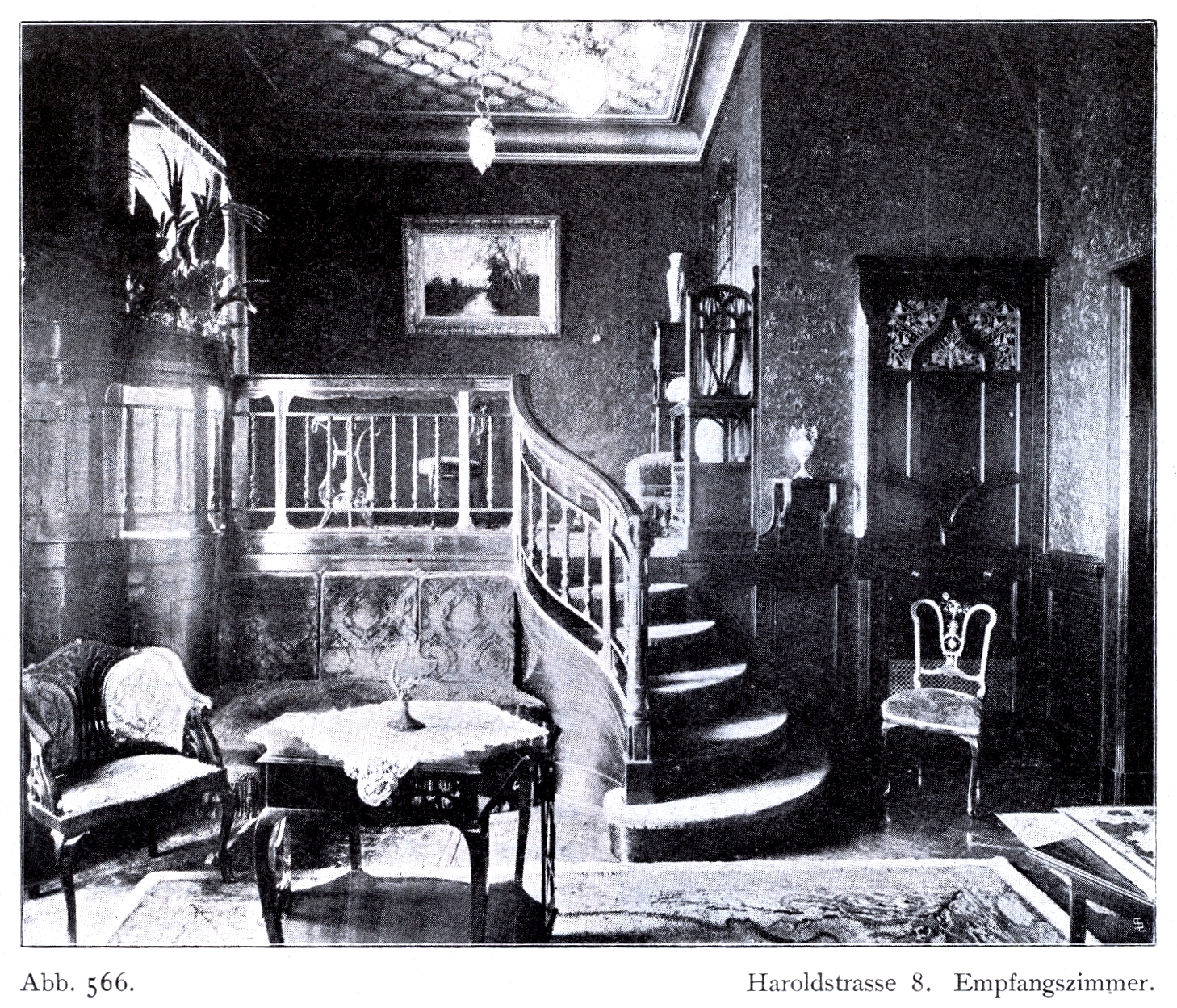
Haus Haroldstraße 8, Empfangszimmer (vor 1905, von Heinrich Salzmann)
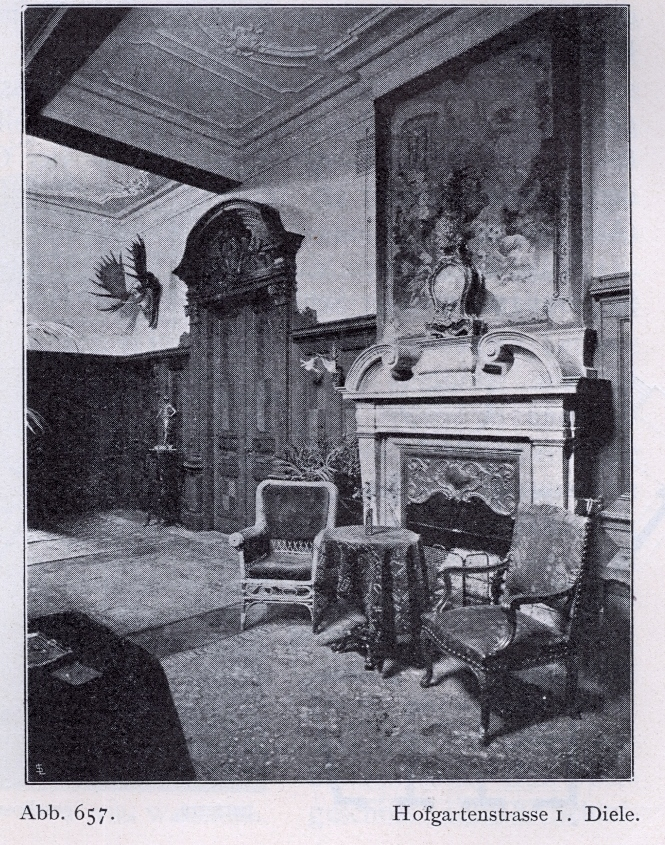
Wohnhaus Franz Haniel jun., Diele
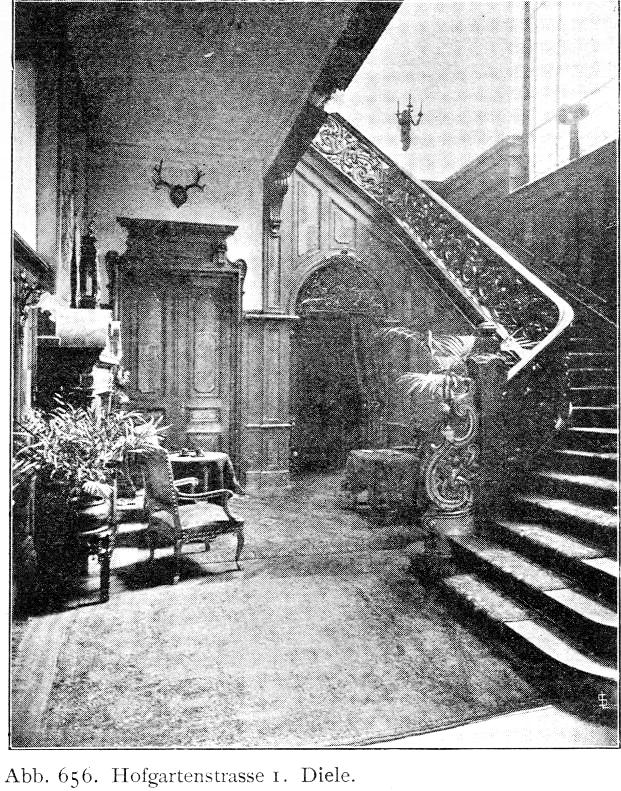
Wohnhaus Franz Haniel jun., Diele und Treppenaufgang

#### Jugendstil und Reformarchitektur
Die Meistersiedlung, die Siedlung Heimgarten und die Musterbausiedlung „Am Nordfriedhof“ (auch „Am Tannenwäldchen“) wurden im Stil der Reformarchitektur nach englischem Vorbild als Gartenstadt konzipiert, so wie etwa die Krupp-Siedlung Margarethenhöhe in Essen oder Hellerau in Dresden.
- Beispiele für den Monumental- und Materialstil der Reformarchitektur in Düsseldorf sind:
  - Kasernenstraße 63 (1905, Hermann vom Endt)
  - Stahlhof (1906–1908, Johannes Radke)
  - Ehemalige Luisenschule (1905–1907, Johannes Radke)
  - Volkshaus (1907–1909, Carl Moritz)
  - Warenhaus Tietz (1907–1909, Joseph Maria Olbrich)
  - Girardethaus (1905–1908, Hermann vom Endt)
  - Herderstraße 59 (1909, Wilhelm May)
  - Schorlemerstraße 1, Luegallee 66–74 (1910–1911, Gustav Utermann)
  - Meliesallee 3 (1912–1913, Peter Krisinger)

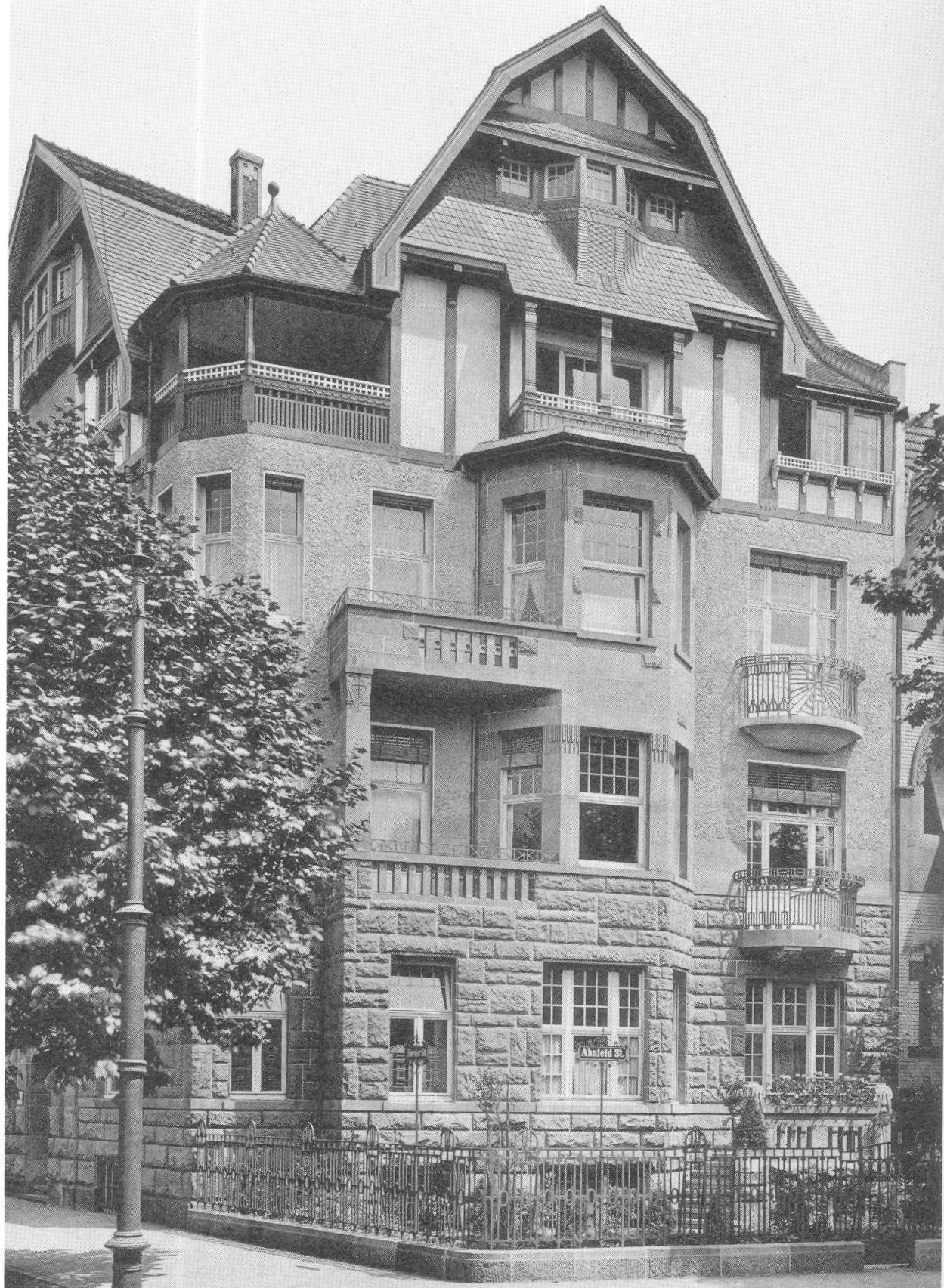
Monumentalstil der Reformarchitektur, Herderstraße 59
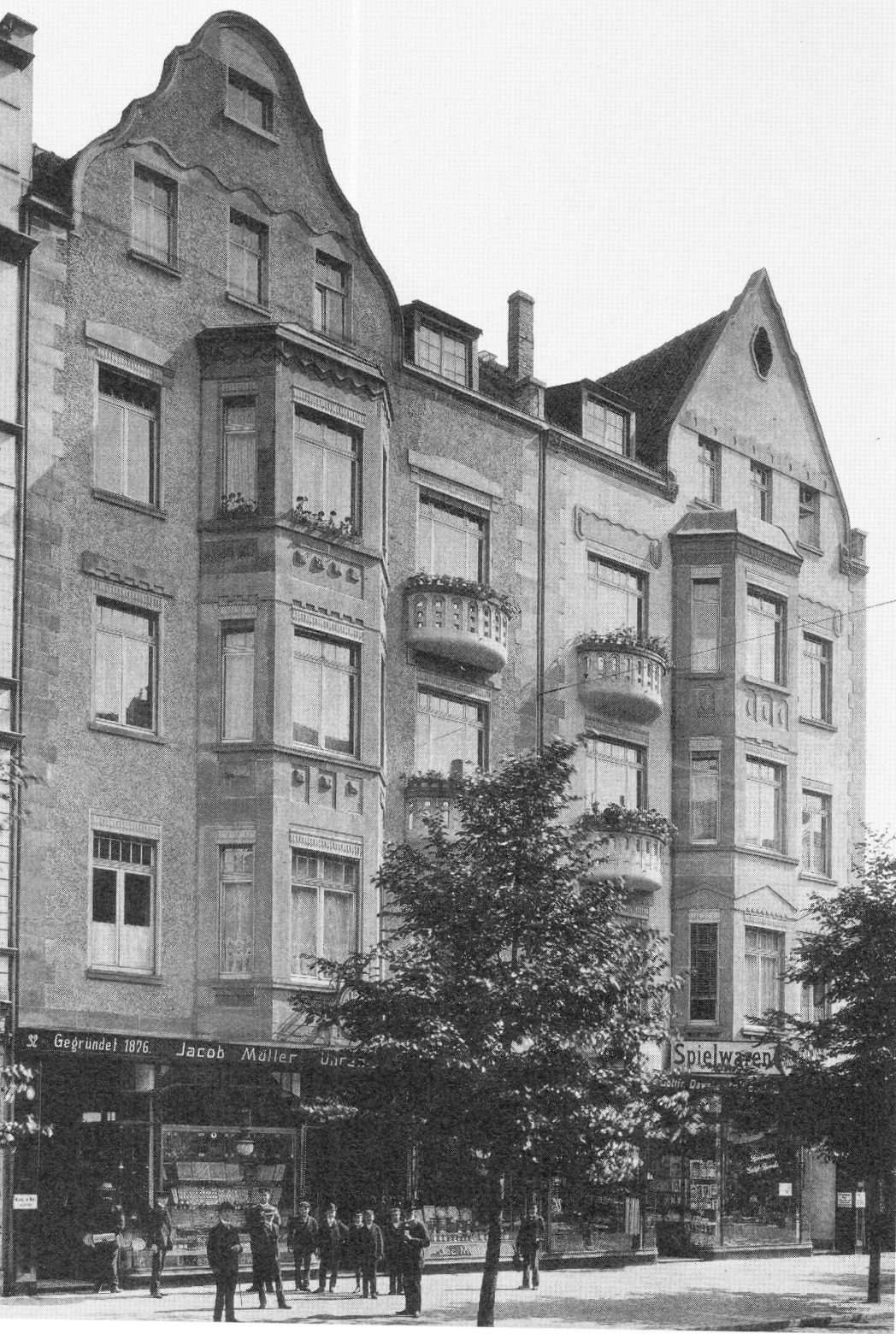
Monumentalstil der Reformarchitektur, Graf-Adolf-Straße 32 und 34
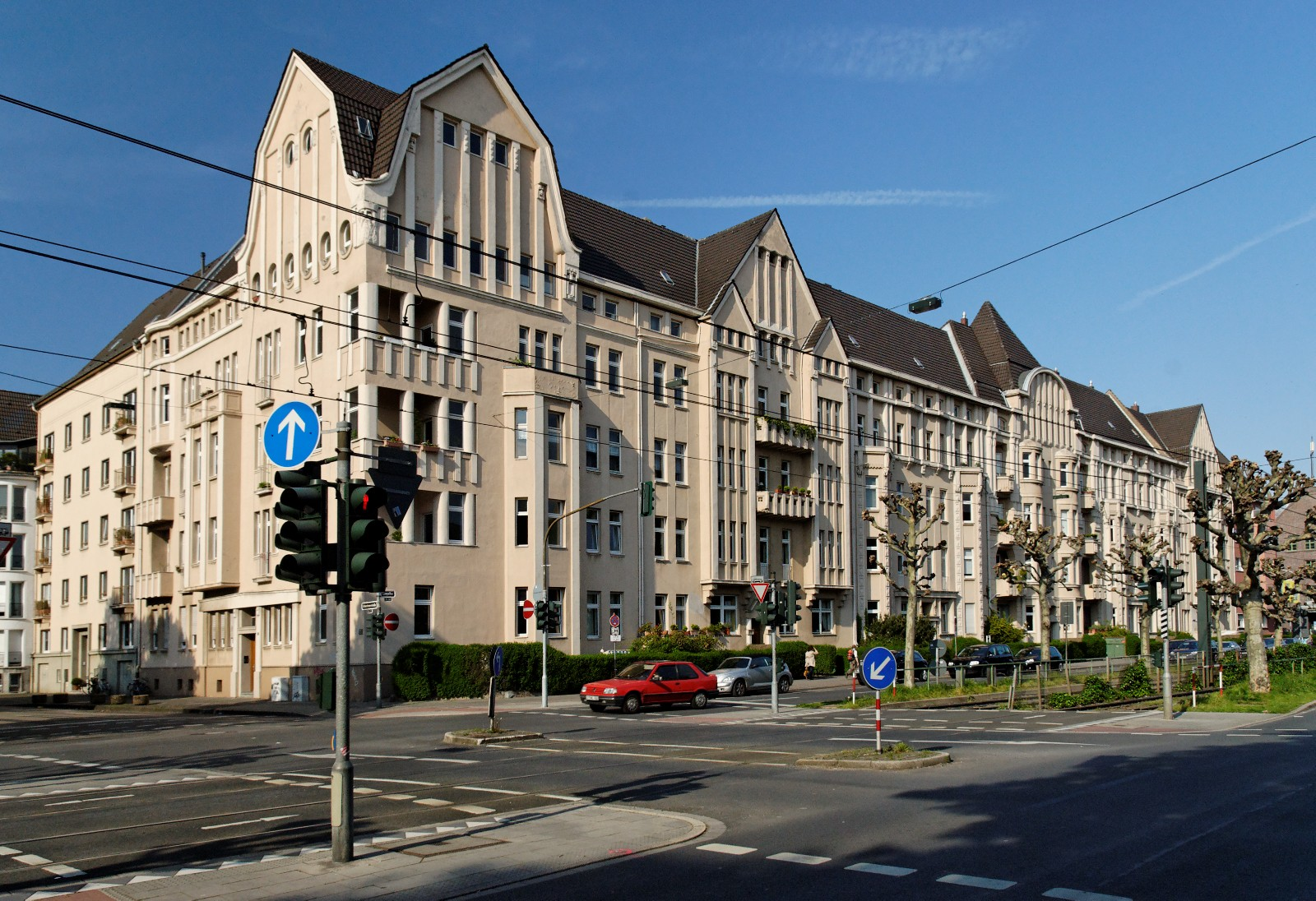
Monumentalstil der Reformarchitektur, Kyffhäuserblock
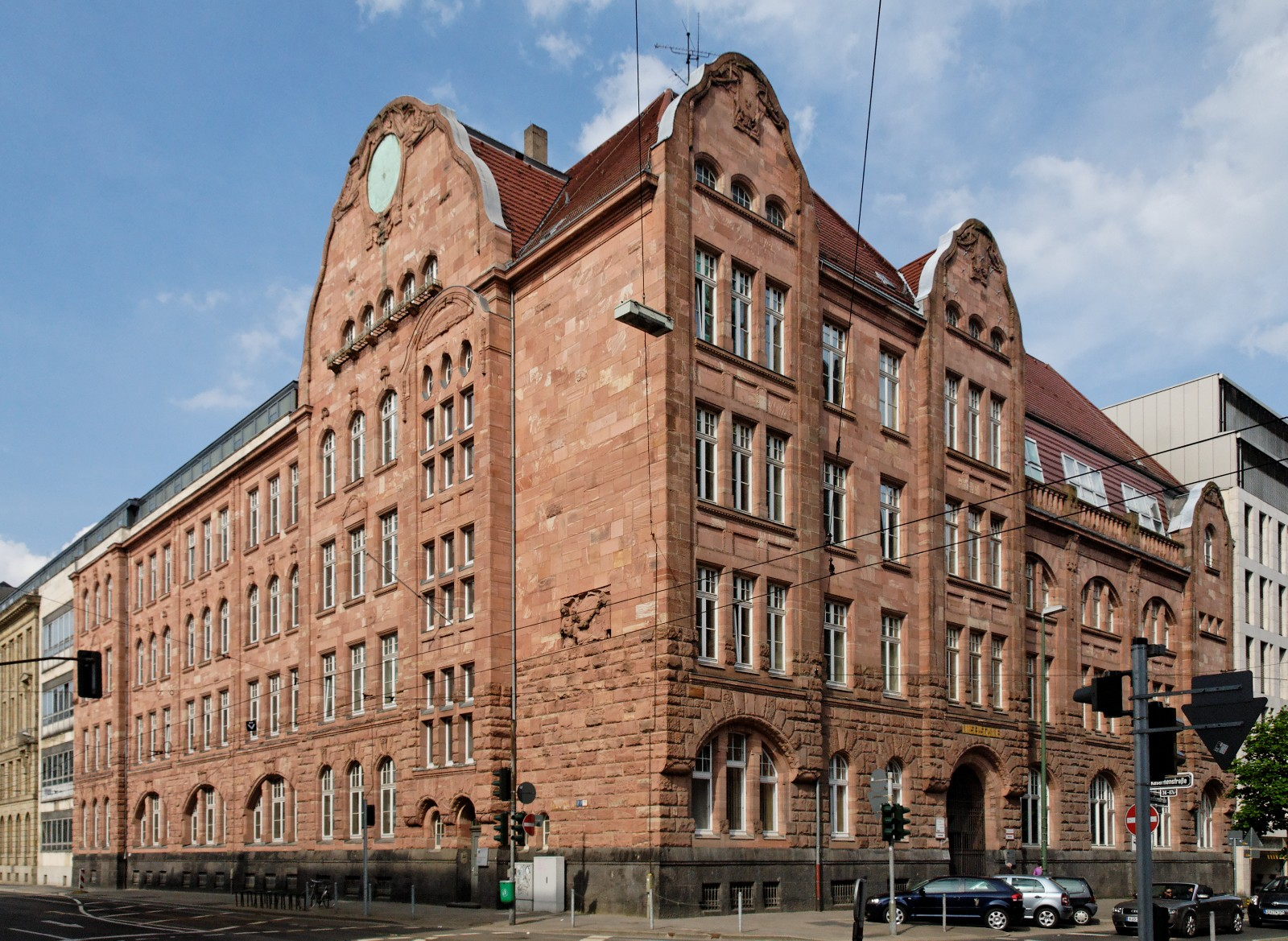
Monumentalstil der Reformarchitektur, Luisen-Gymnasium
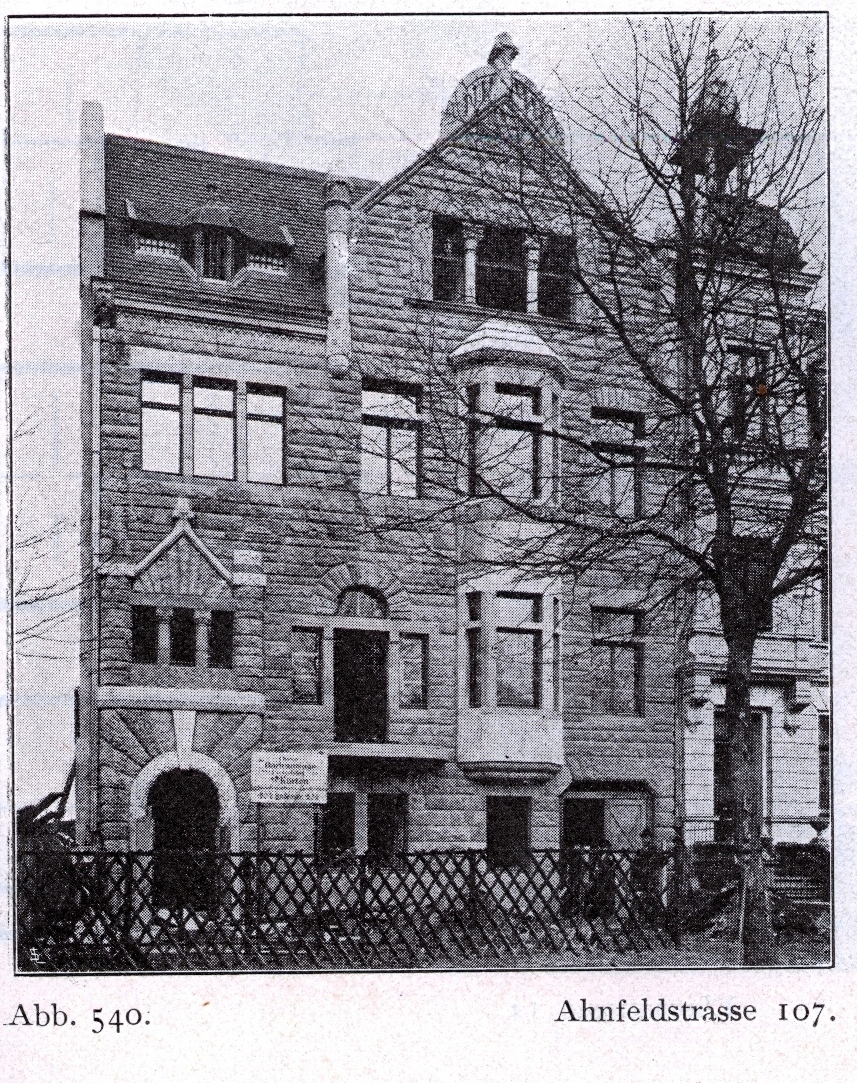
Materialstil der Reformarchitektur, Wohnhaus Ahnfeldstraße 107
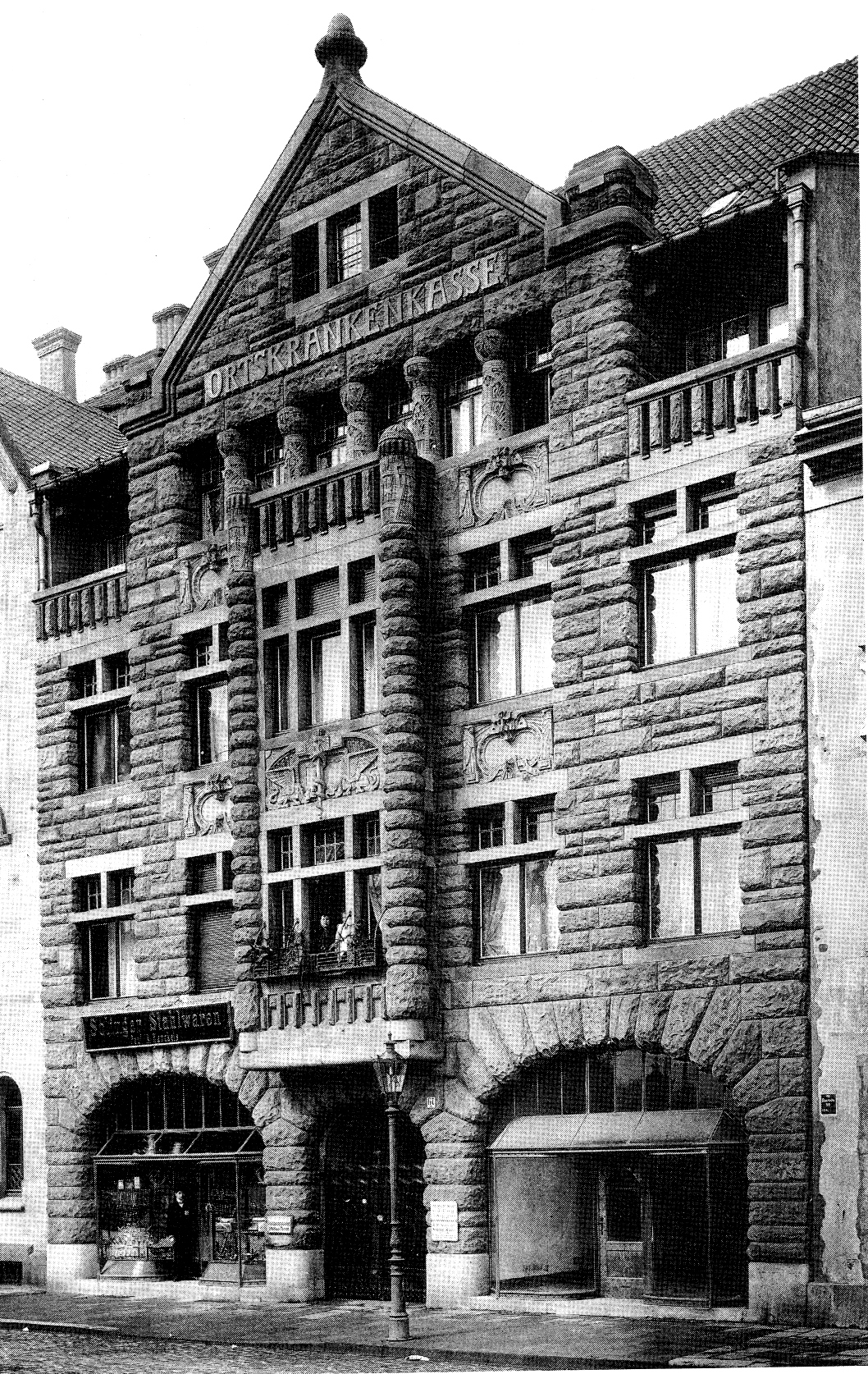
Materialstil der Reformarchitektur, Altes AOK-Verwaltungsgebäude
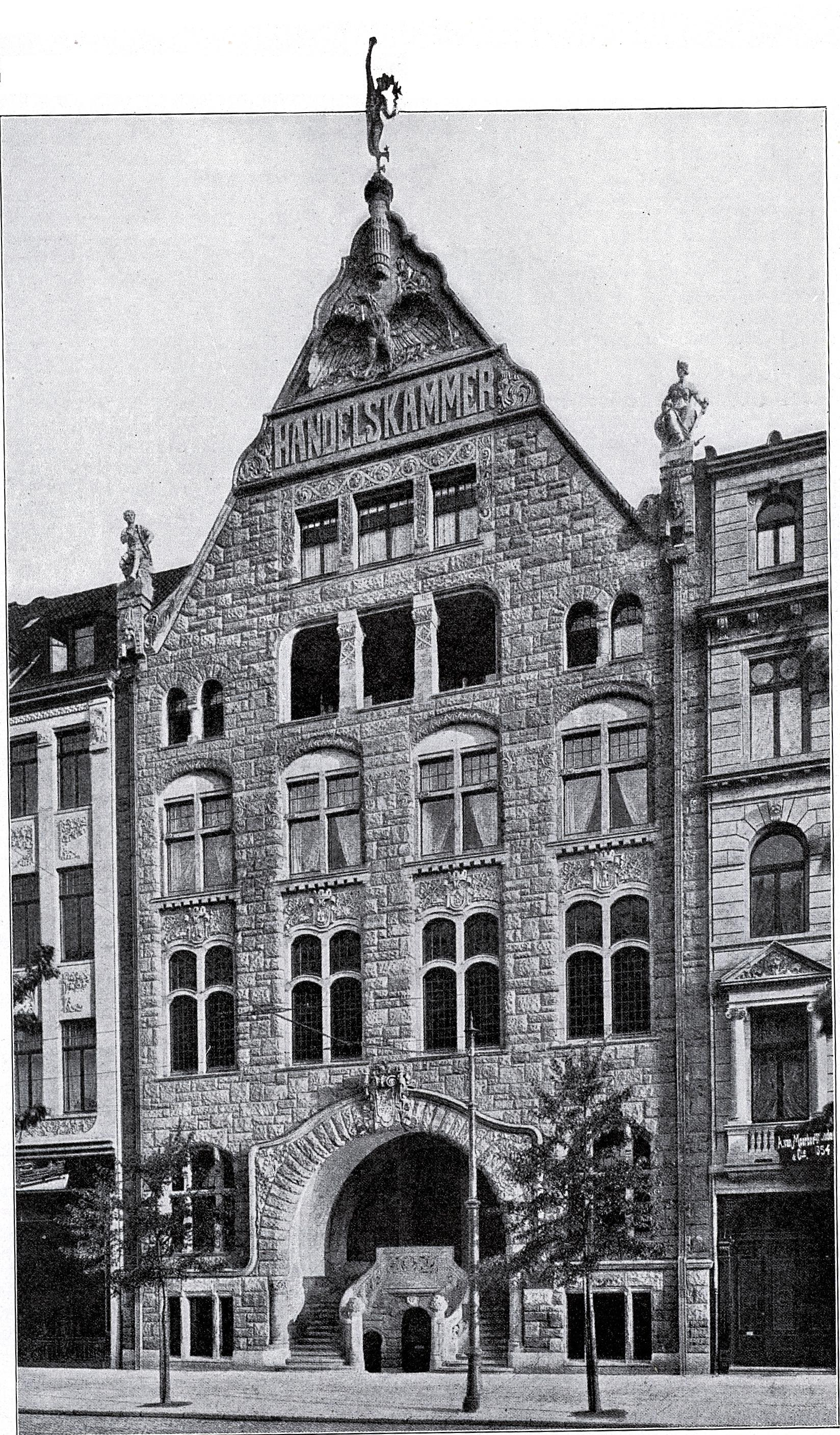
Materialstil der Reformarchitektur, Haus der Handelskammer (1904)
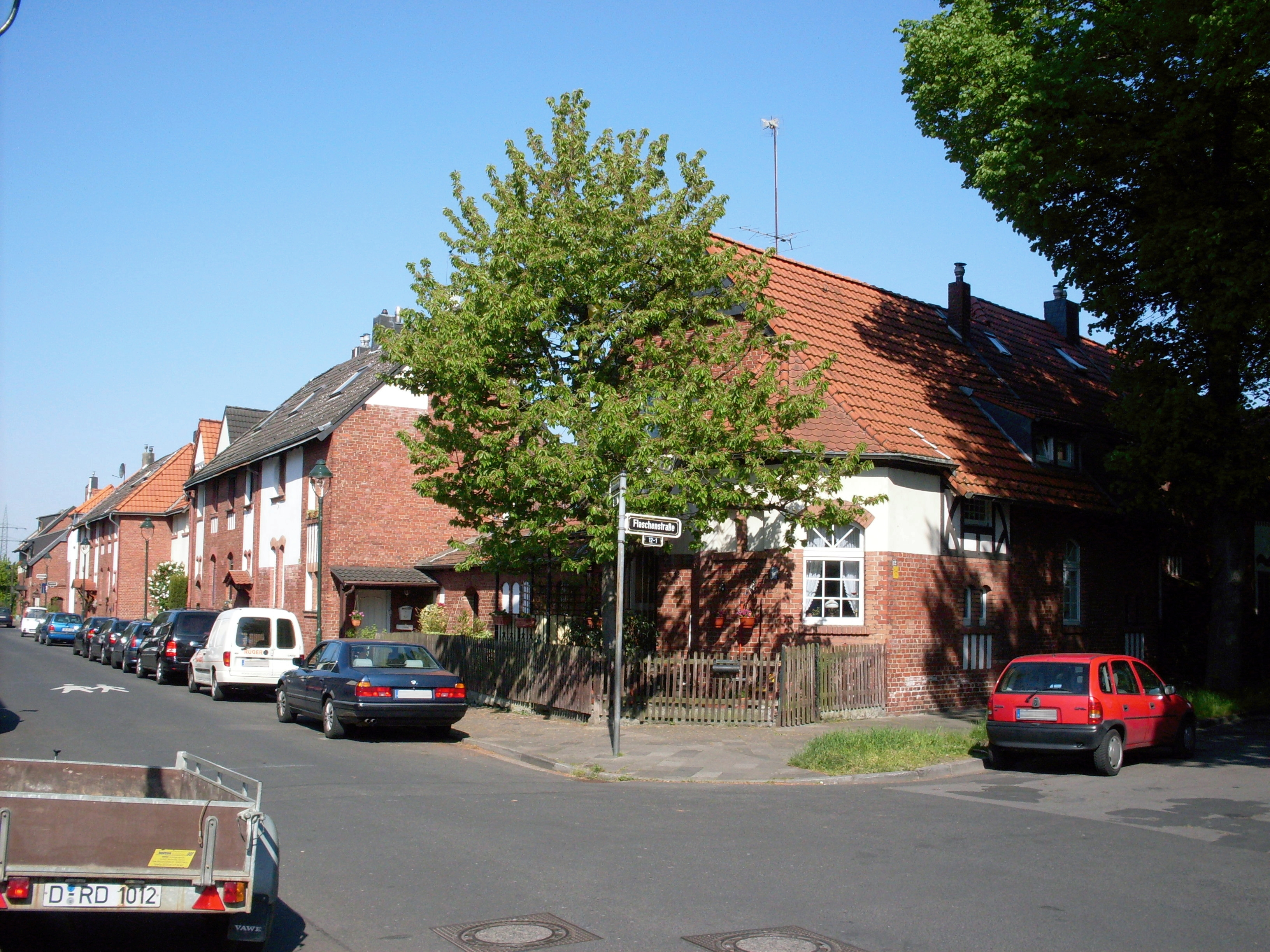
Gartenstadt, Siedlung der Gerresheimer Glashütte
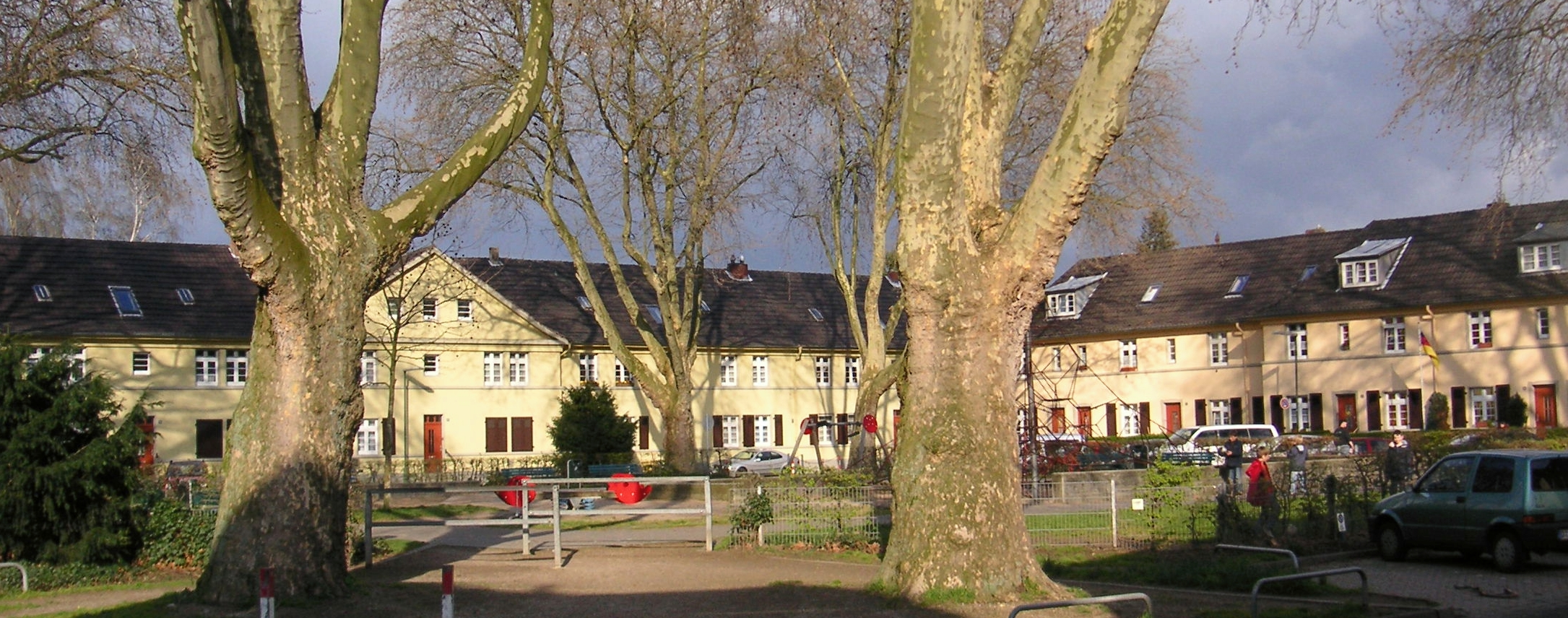
Gartenstadt, Siedlung Heimgarten

##### Jugendstil
Alois Ludwig war ein Vertreter des Wiener Jugendstils und bekannt für seine figürlichen Außendarstellungen mit farbig glasierten Keramiken beim Majolikahaus in Wien. Er arbeitete auch später weiter mit diesem Material: In Düsseldorf war es das Haus Schadowstraße 23 mit „bildartig in glasierter Fayenceplattenverkleidung mit figürlichen Darstellungen“, gefolgt von der Weling’schen Geschäftshäusern Blumenstraße 7 und 9 mit den „anmutigen Glaseinlagen“ und dem Haus Schadowstraße 52 mit dem „bemerkenswerten Versuch, Glasflächen zur Verkleidung von Mauernkörpern an der Außenfront“ zu bringen.
- Von Gottfried Wehling und seinem Mitarbeiter Alois Ludwig:
  - Wohnhäuser Prinz-Georg-Straße 37/39/41 (1907, Gottfried Wehling)
  - Schadowstraße 23 (1900, Gottfried Wehling & Alois Ludwig)
  - Schadowstraße 52 (1900, Gottfried Wehling & Alois Ludwig)
  - Wehling’sche Geschäftshäuser Blumenstraße 7/9 (1901/1902, Gottfried Wehling & Alois Ludwig)
- Von Peter Paul Fuchs stammen:
  - Wehrhahn 21 (1903, Peter Paul Fuchs)
  - Schadowstraße 47 (1903/1904, Peter Paul Fuchs)
  - Schadowstraße 31–33 (1900, Peter Paul Fuchs)
- Weitere Architekten:
  - Brend’amourstraße Nr. 10, 12, 14, 16, 18, 20 in Oberkassel (1907–1909, Wilhelm Lenz)
  - Hohe Straße 51 (1900, Fritz Niebel)
  - Oberbilker Allee 327 und 329 (1902/1903, Fr. Coppenrath)
  - Majolikahäuschen (1902, Anton Joseph Pleyer)
  - Flinger Straße 8

Jugendstil
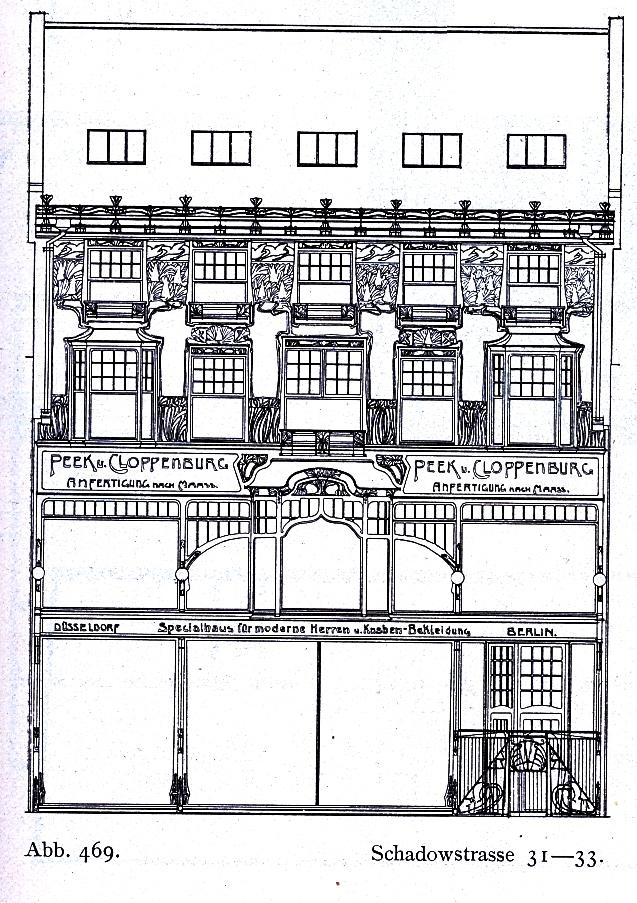
Schadowstraße 31–33, Vorderansicht
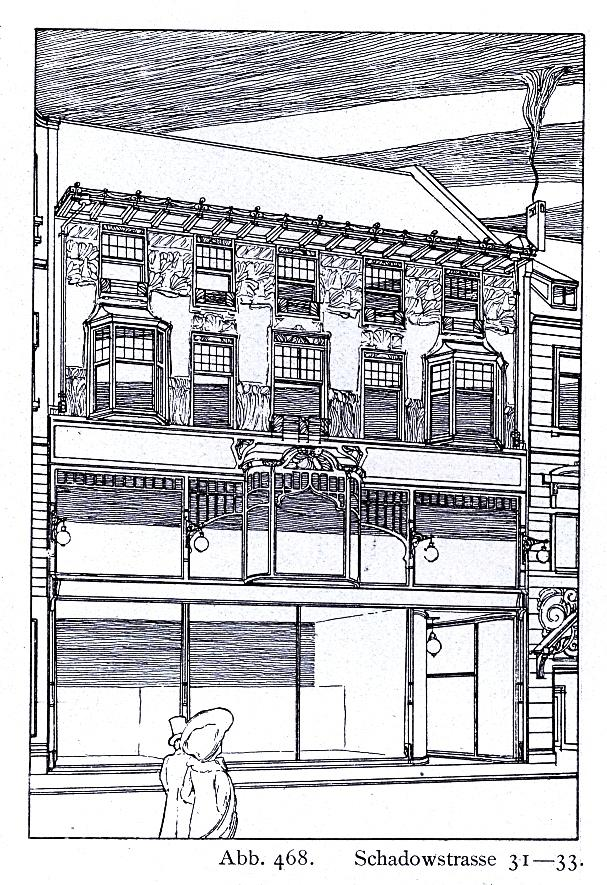
Schadowstraße 31–33, Seitenansicht
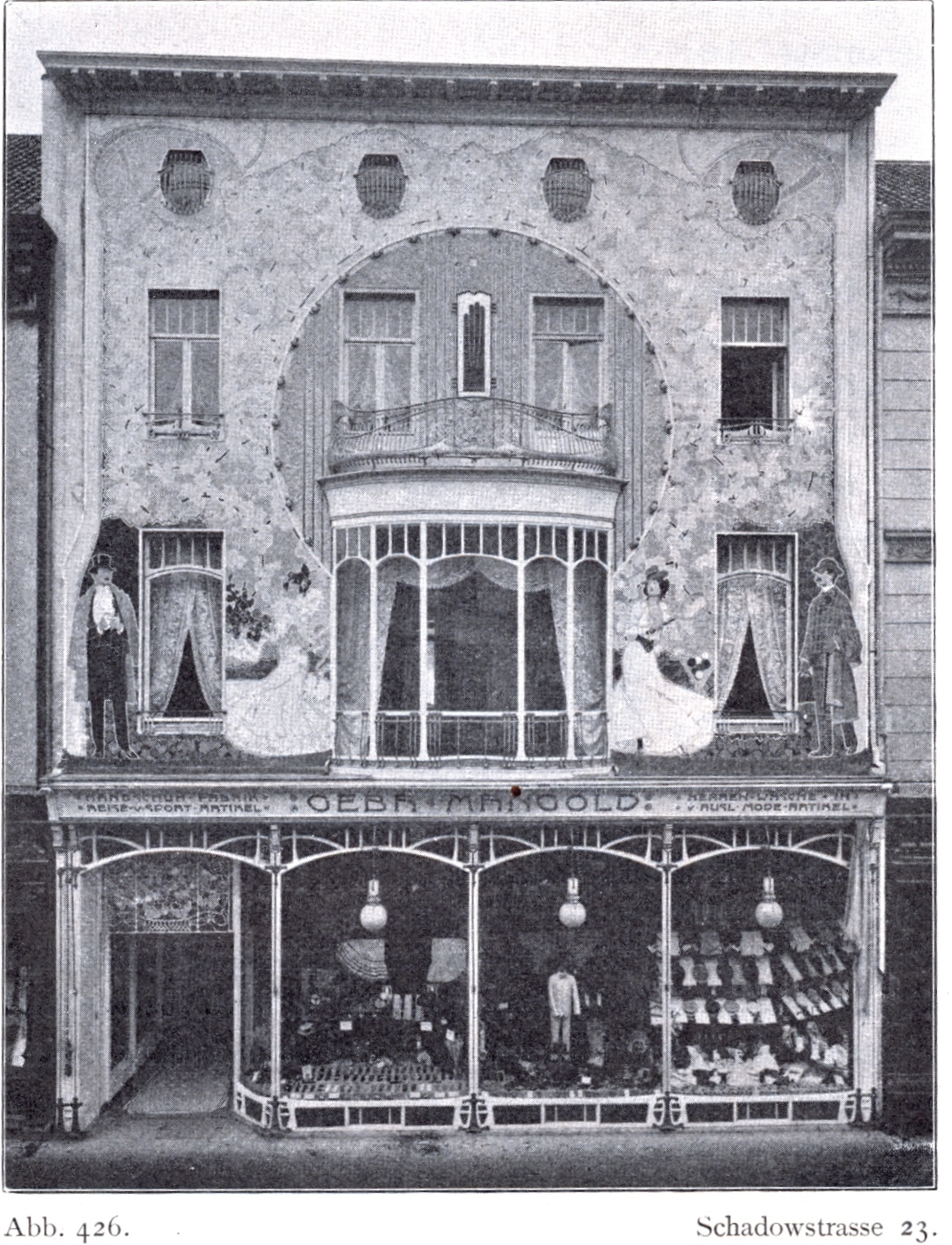
Schadowstraße 23, Vorderansicht
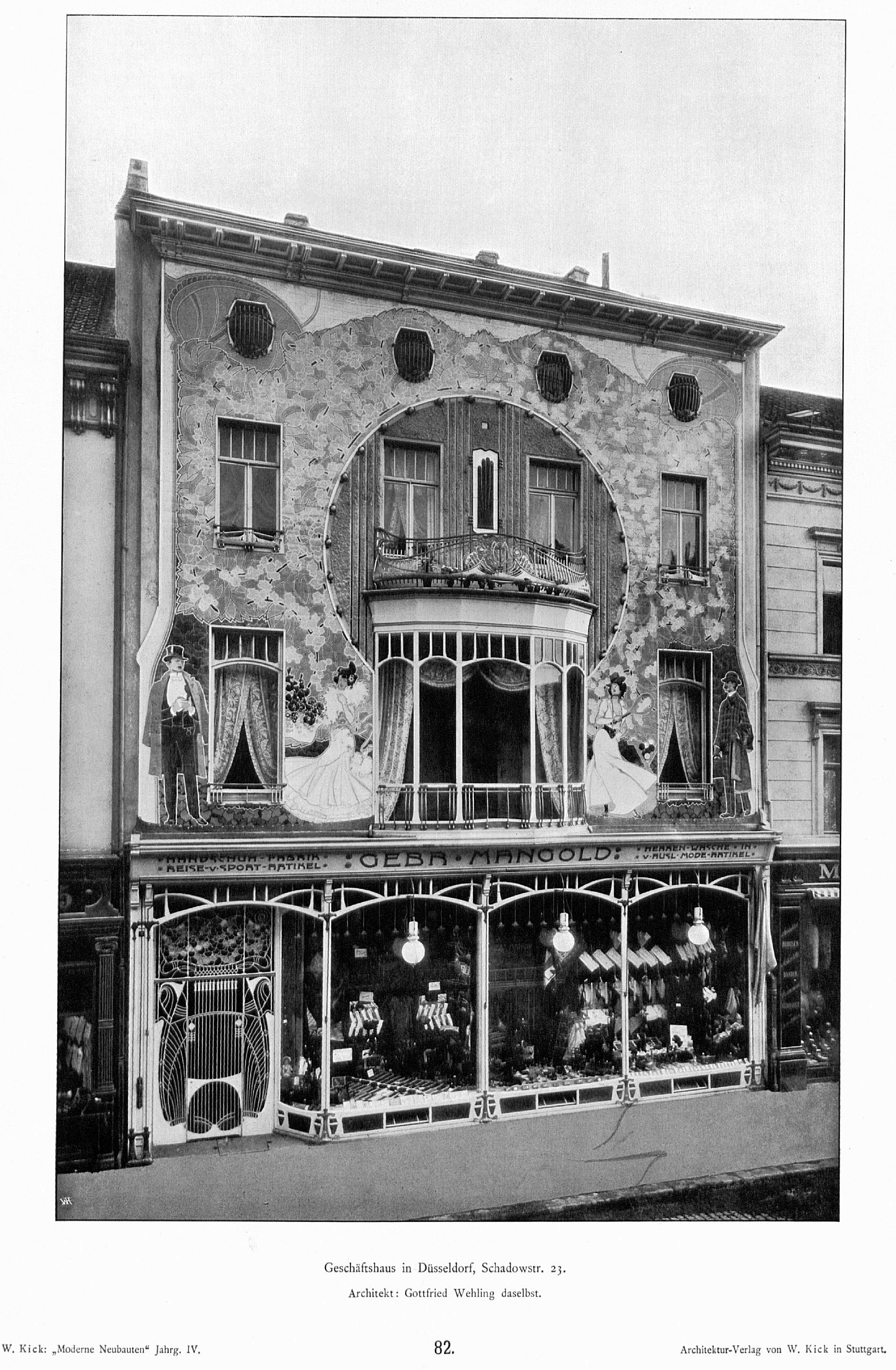
Schadowstraße 23, Seitenansicht
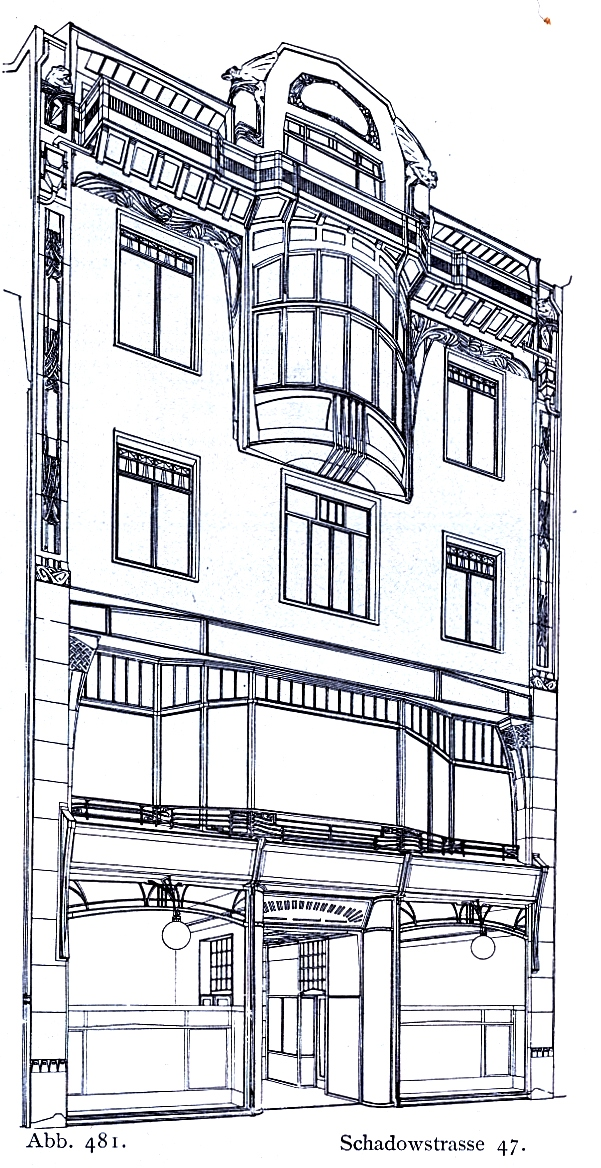
Schadowstraße 47, Seitenansicht
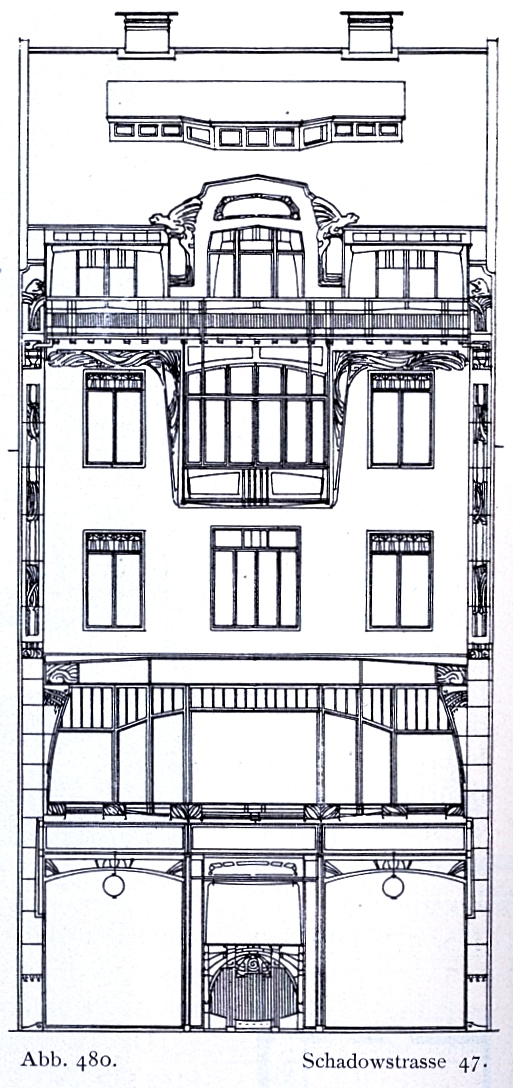
Schadowstraße 47, Vorderansicht
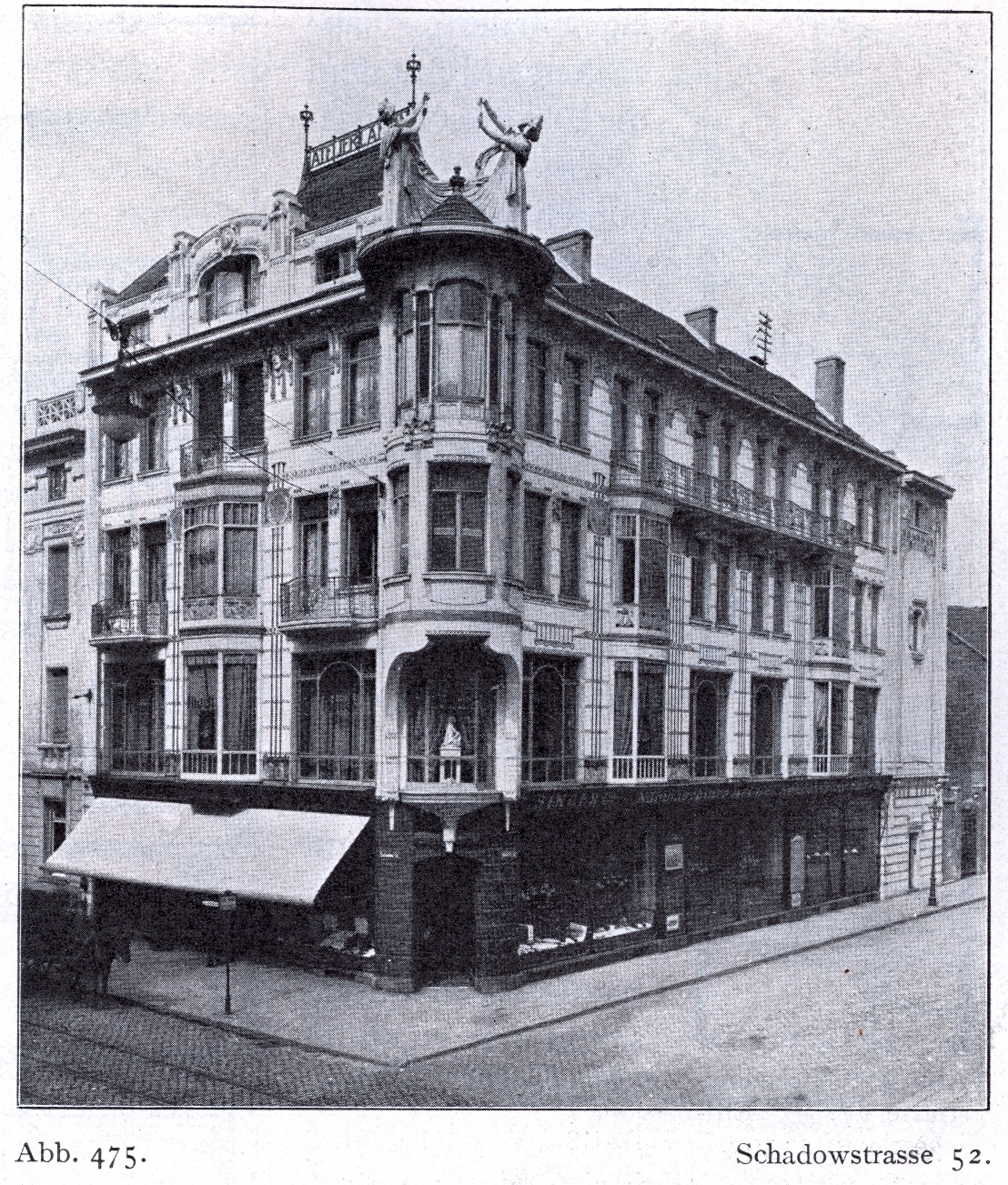
Schadowstraße 52
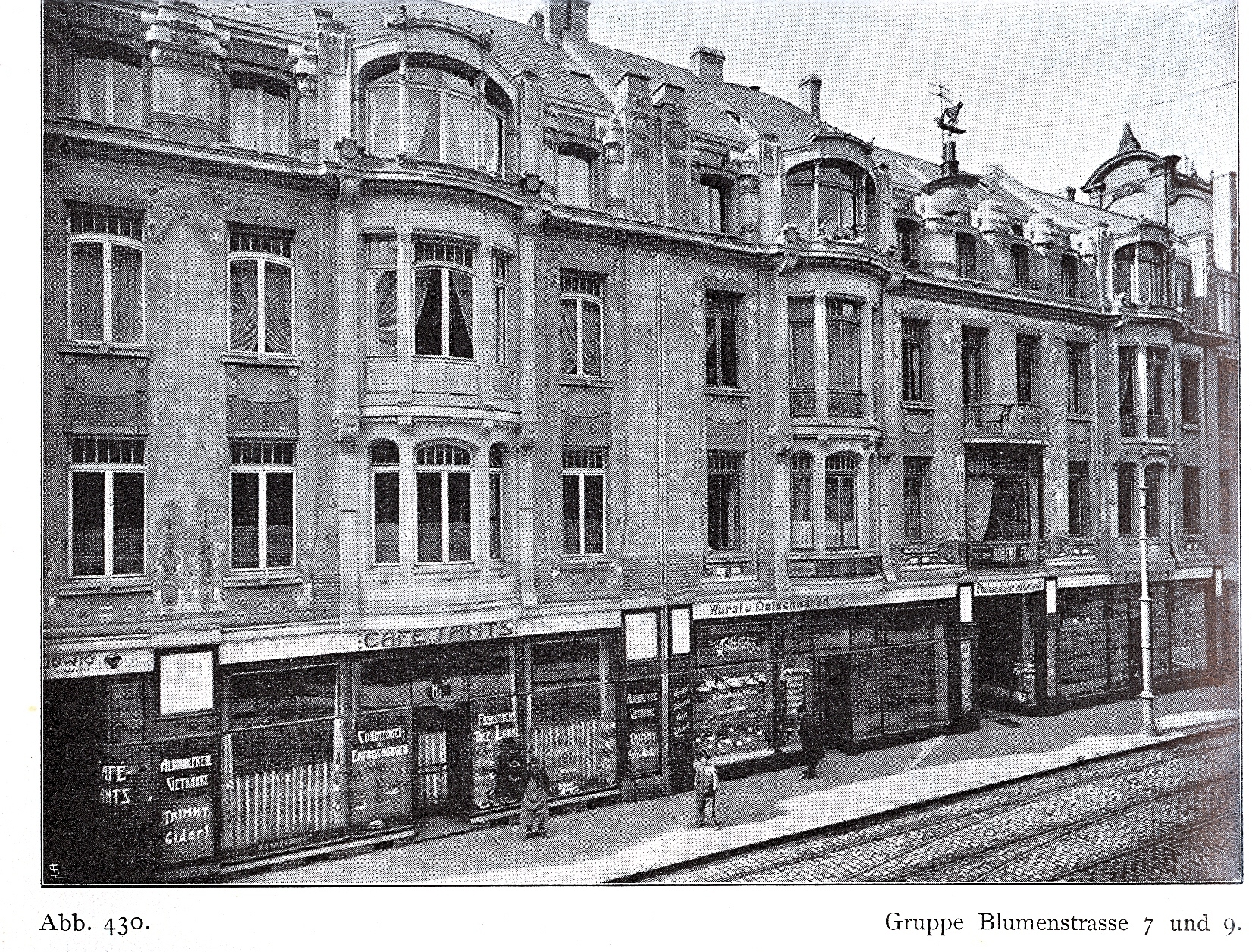
Blumenstraße 7 und 9
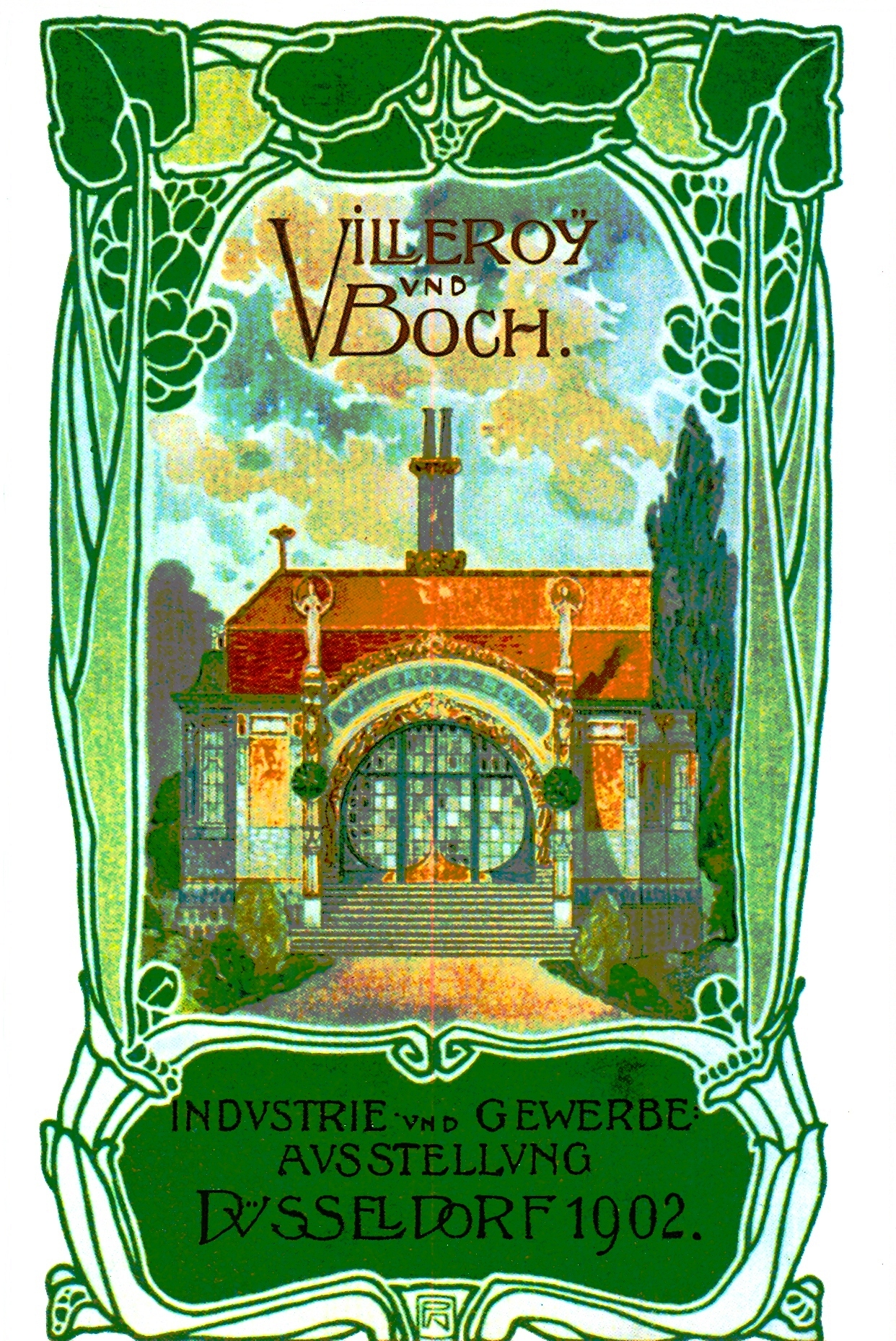
Majolikahäuschen von Villeroy & Boch im Düsseldorfer Hofgarten, erbaut nach Entwürfen von Anton Joseph Pleyer im Jahr 1902
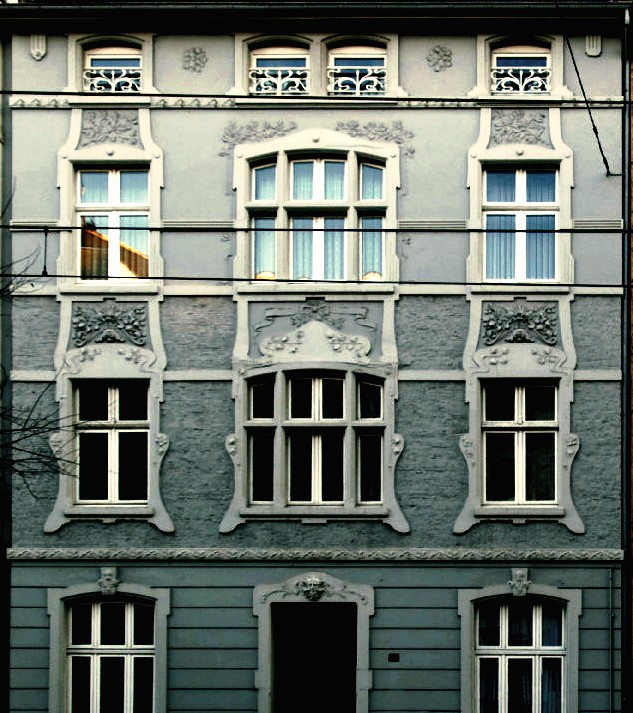
Haus Oberbilker Allee 329
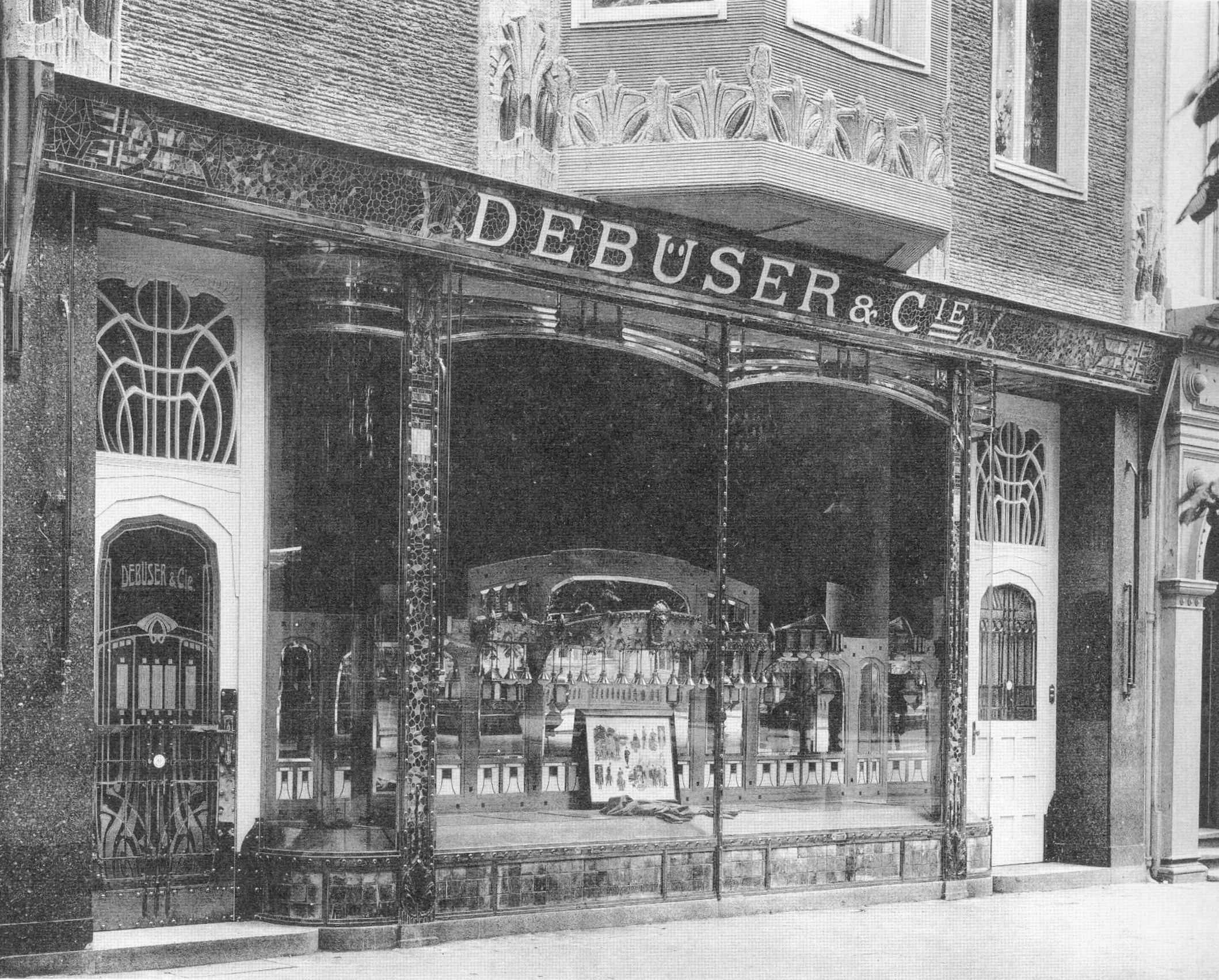
Düsseldorf Geschäftshaus Königsallee 25, von Architekt H. vom Endt
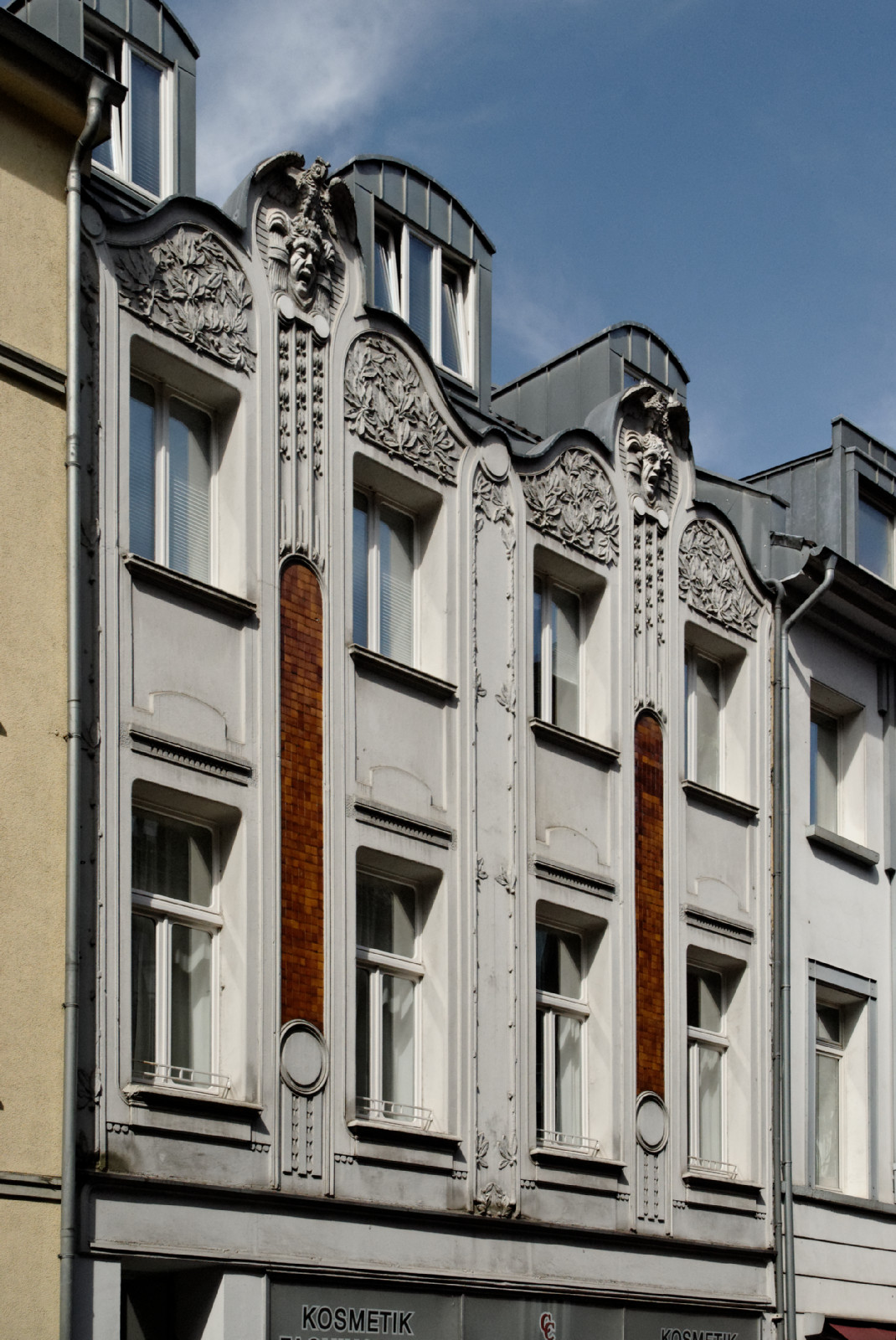
Hohe Straße 51
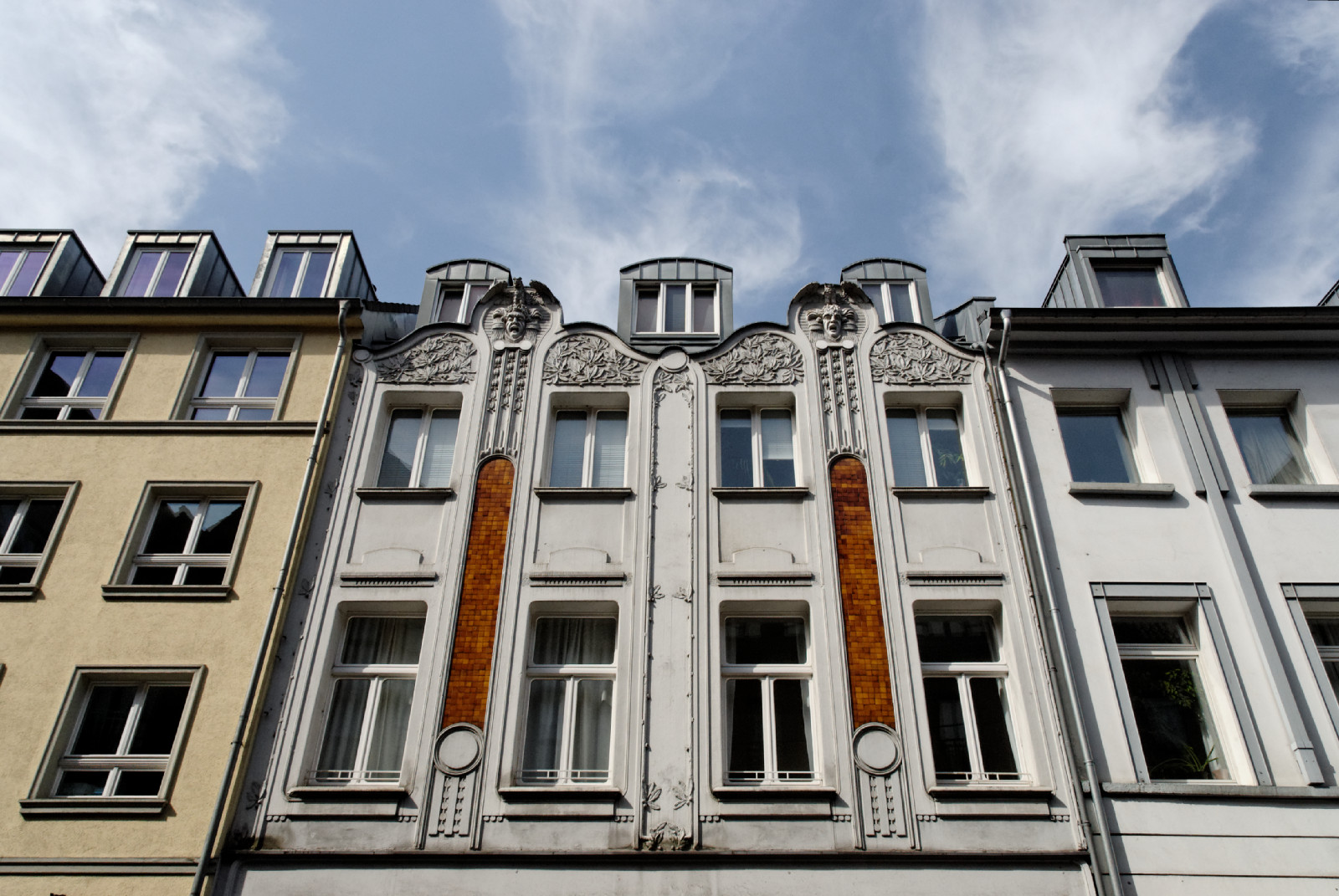
Hohe Straße 51
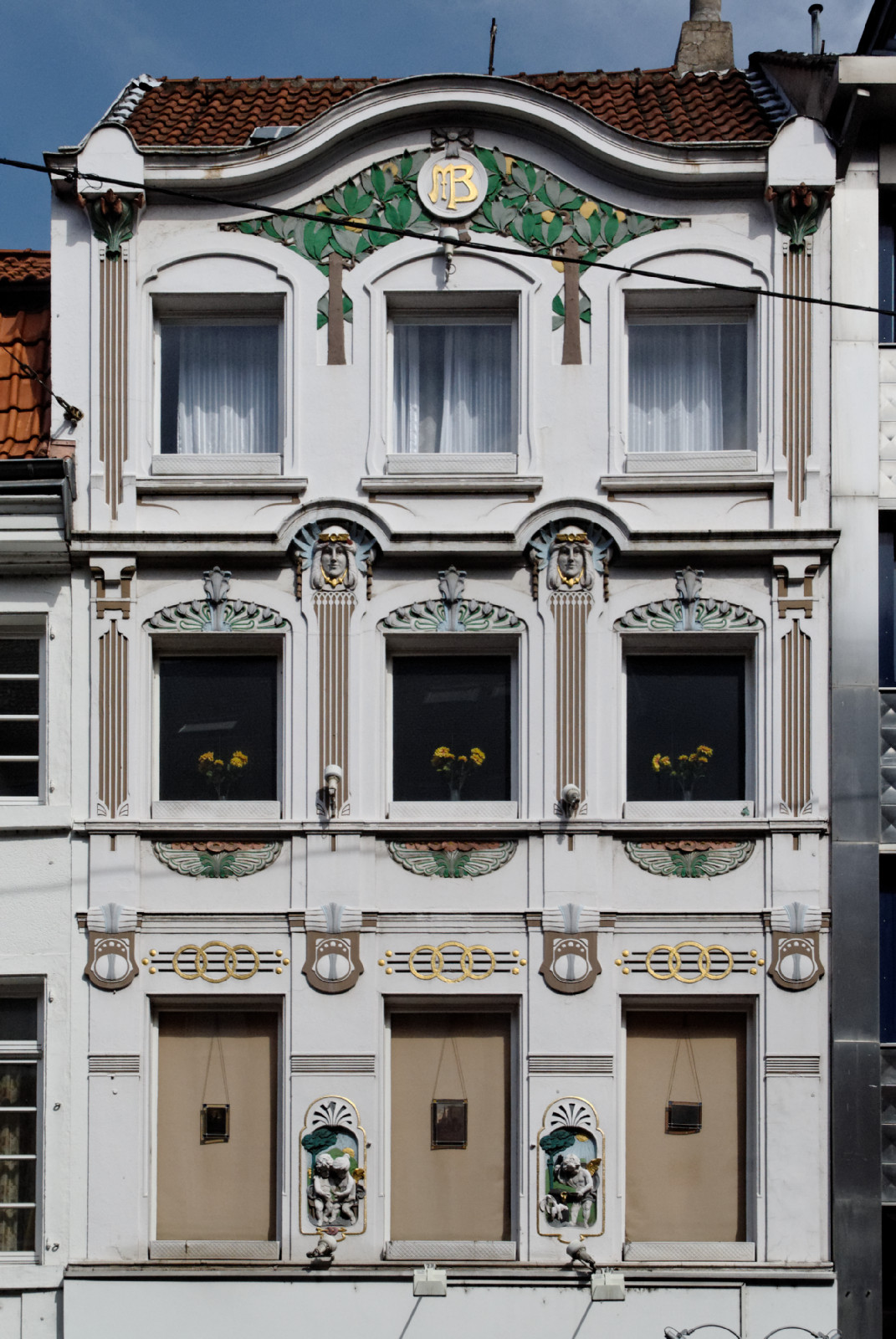
Flinger Straße 8

##### Innenarchitektur im Jugendstil
Noch vor der Jahrhundertwende wurde die Innenarchitektur im Breidenbacher Hof im Jugendstil neu gestaltet, so etwa der Frühstücks- und Restaurationssaal (Restaurant): „Kurz vor der Jahrhundertwende bestimmte der Jugendstil das Bild im Breidenbacher Hof. Auch im Restaurant und Frühstückssaal prägten die ornamentalen Schmuckelemente das Ambiente“. Das Restaurant wurde mit Kronleuchtern und Design im Jugendstil gestaltet: „nüchterne Gradlinigkeit und gewollte Distanz schufen die in der Zeit der Jahrhundertwende bevorzugte Atmosphäre. Der Festglanz funkelnder Kristall-Leuchter war der Kühle betont schlichter Leuchtampeln gewichen“. Auch das „Vestibul“ und die „Casse“ des Breidenbacher Hofs wurden im Jugendstil „stilgerecht dem Geschmack der Jahrhundertwende angepasst. Spielerisch verschnörkelte Korbmöbel kündeten als Kontrapunkt zu dem immer noch vorhandenen schweren wilhelminischen Intérieur von der neuen Zeit“.

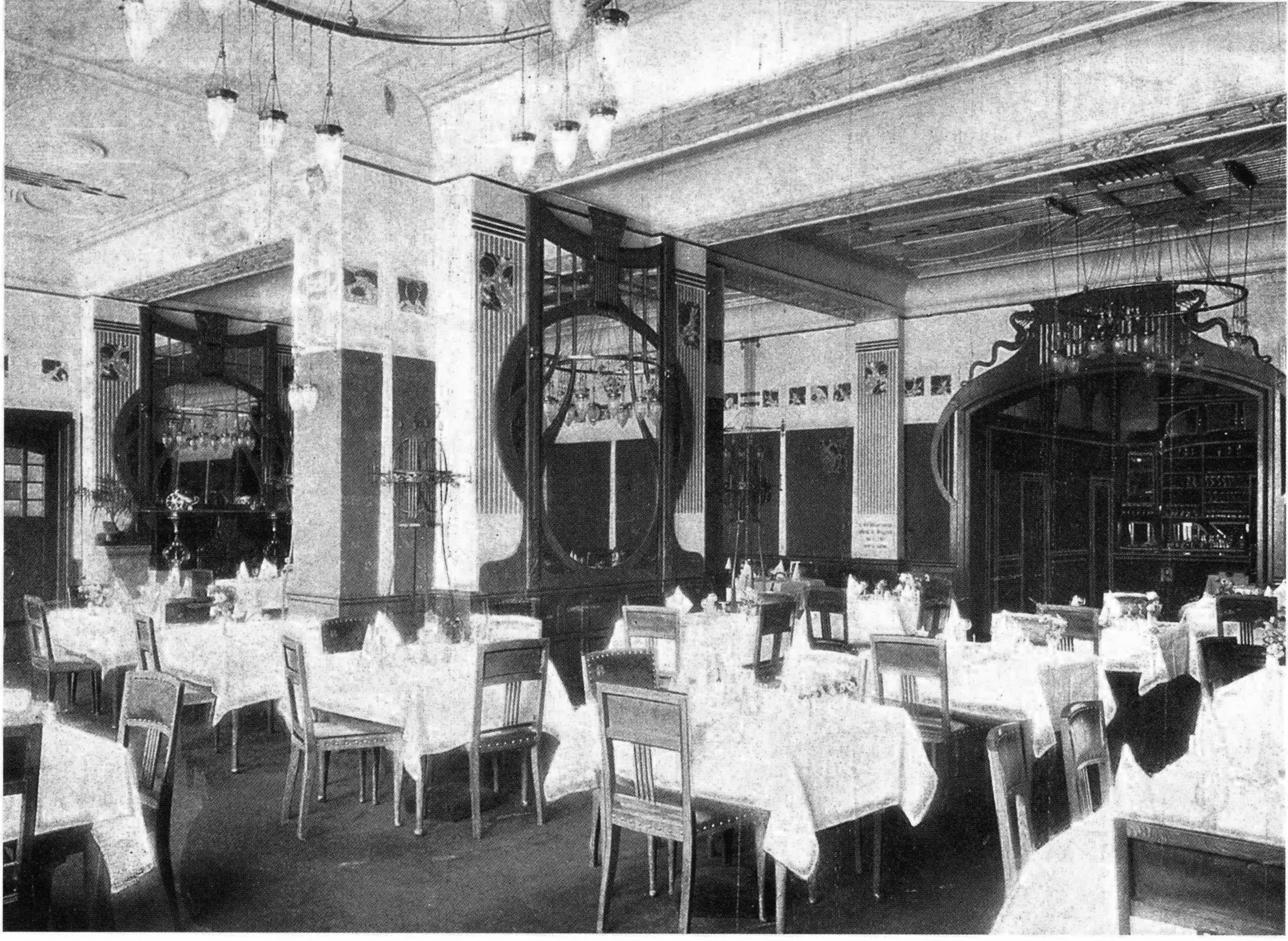
Restaurationssaal im Jugendstil nach Entwürfen von Klein & Dörschel, um 1900.
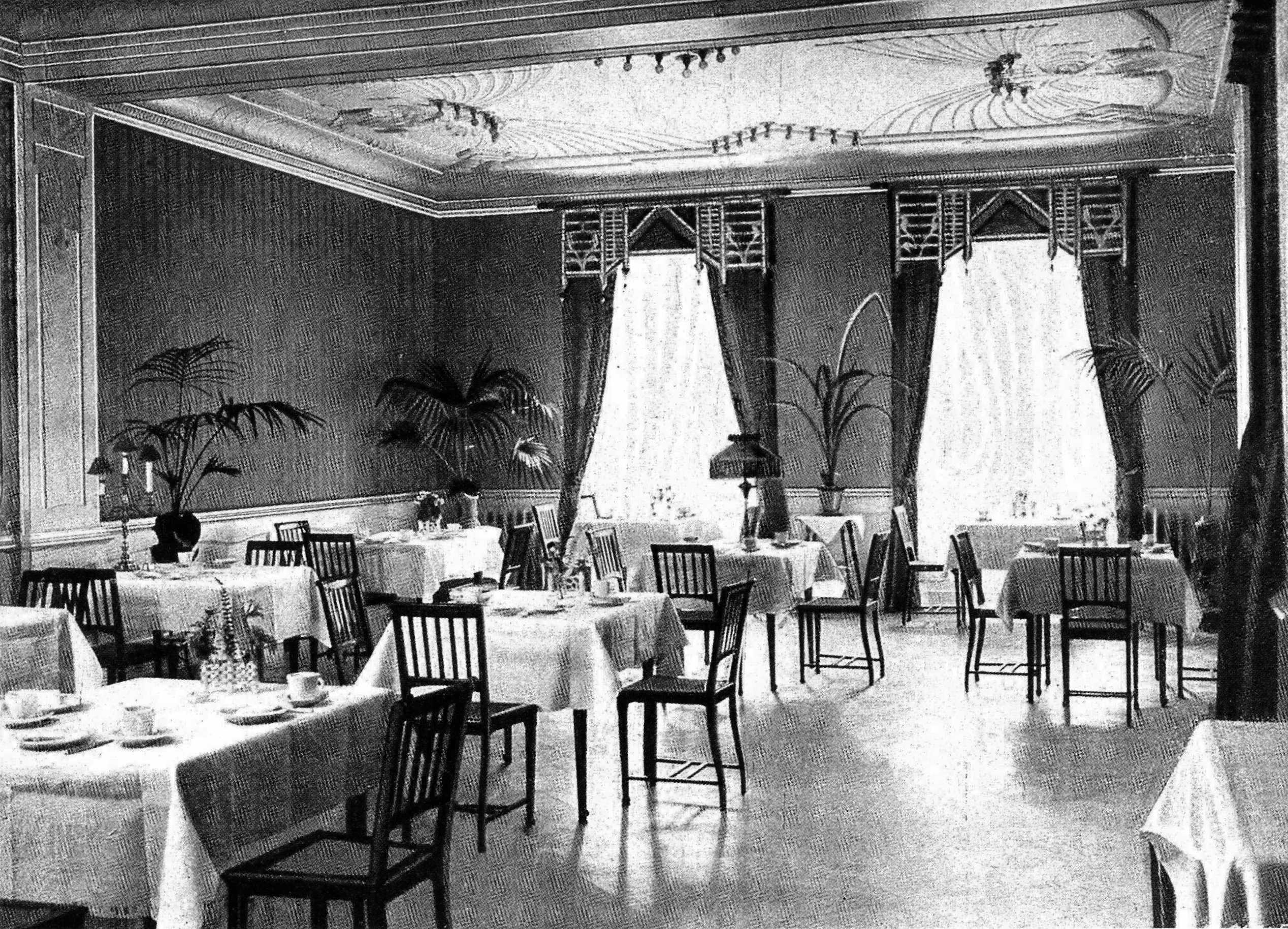
Innenarchitektur des Frühstückssaals im Jugendstil nach Entwürfen von Klein & Dörschel, um 1900

### 1920er Jahre

#### Heimatstil
In den 1920er Jahren gab es in Düsseldorf die „niederrheinischen Variante des Heimatstils“, bei dem traditionelle, landschaftstypische Materialien wie der Backstein verwendet wurden.
- Lindemannstraße 66 und 68
- Am Tannenwäldchen 7 und 10
- Am Tannenwäldchen 4

#### Backsteinexpressionismus

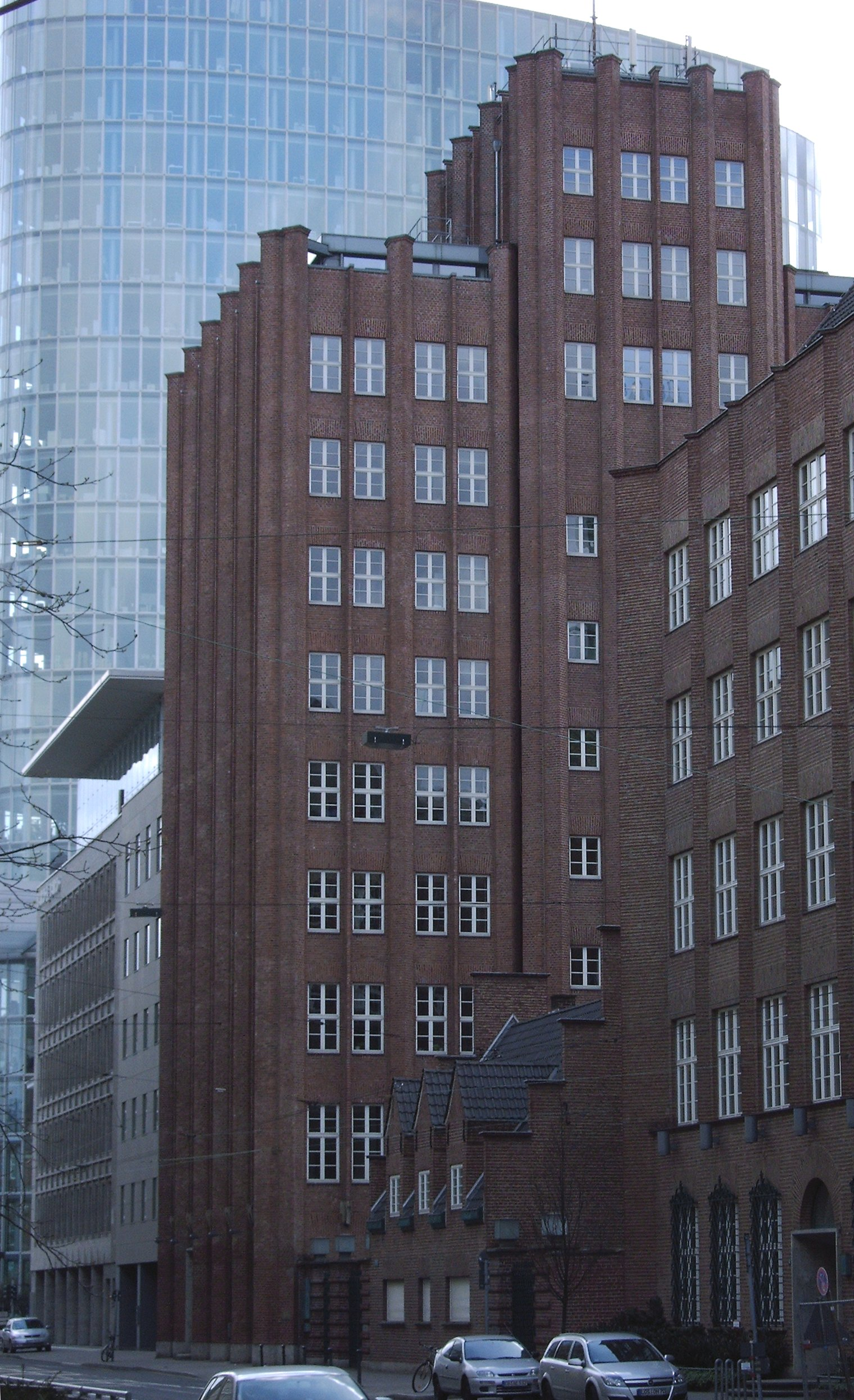
Backsteinexpressionismus und „Bürohausgotik“: Stummhaus

Nachdem die Kunstgewerbeschule im Jahre 1918 der Kunstakademie angegliedert wurde, entwickelte sich diese zum Mittelpunkt der architektonischen Entwicklungen in Düsseldorf und zu einem der wichtigsten Zentren der modernen Architektur in Deutschland. Dort wirkten als Lehrer Wilhelm Kreis, Fritz Becker, Emil Fahrenkamp, Karl Wach, Heinrich de Fries, Clemens Holzmeister. Schüler und Mitarbeiter waren Hans Tietmann, Karl Haake, Gotthold Nestler, Gustav August Munzer, Heinrich Rosskotten, Hanns Bökels, Ernst Schöffler, Carlo Schlönbach und Carl Jacobi und Bernhard Pfau.
Es entstand ein Bruch mit der Architekturform der Vorkriegszeit und es entwickelte sich die „rheinische Form des Backsteinexpressionismus mit reaktionärem Einschlag.“ So wurde in der Außenarchitektur – unter Anlehnung an Motive des Backsteinexpressionismus – weitgehend die neoklassizistische Formensprache übernommen: so das NRW-Forum, das Kunstmuseum, die Rheinterrasse und der Hauptbahnhof.
- Backsteinexpressionismus und Gotik:
  - Tonhalle
  - Stummhaus
  - Betriebshof Heerdt
  - Wohnhaus Nerche
  - Prinz-Georg-Straße 100
  - Industriehaus Düsseldorf
- Backsteinexpressionismus und Neue Sachlichkeit:
  - Uedesheimer Straße 22–28, 30–48, 50–56
  - St. Bruno
- Backsteinexpressionismus und Neuklassik:
  - Lutherkirche
  - Staatsanwaltschaft (ehemaliges Arbeitsamt)
  - Ehrenhof mit Museum Kunstpalast und NRW-Forum
  - Rheinterrasse
  - Haltepunkt Düsseldorf-Benrath

Ehrenhof
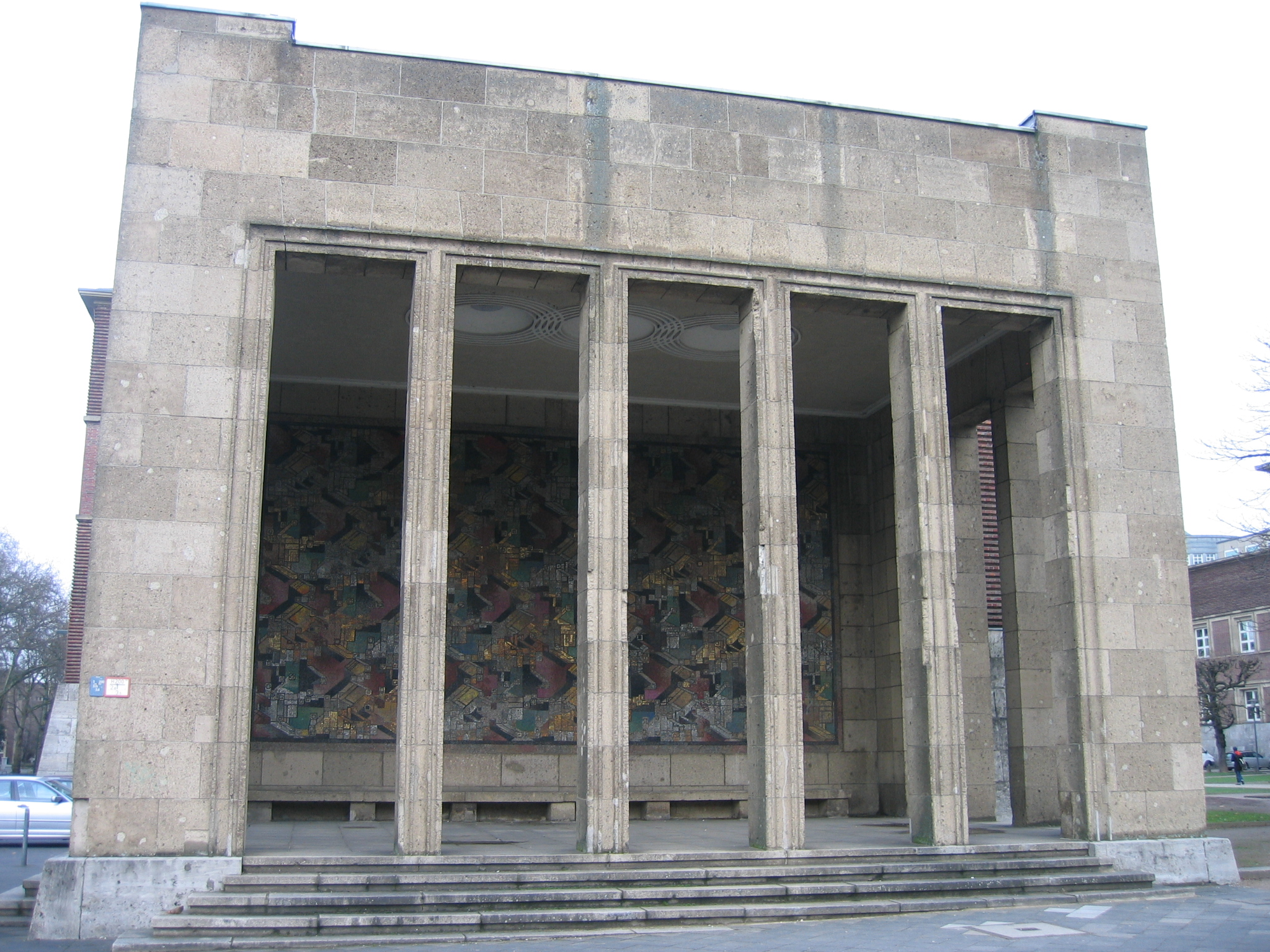
Loggia
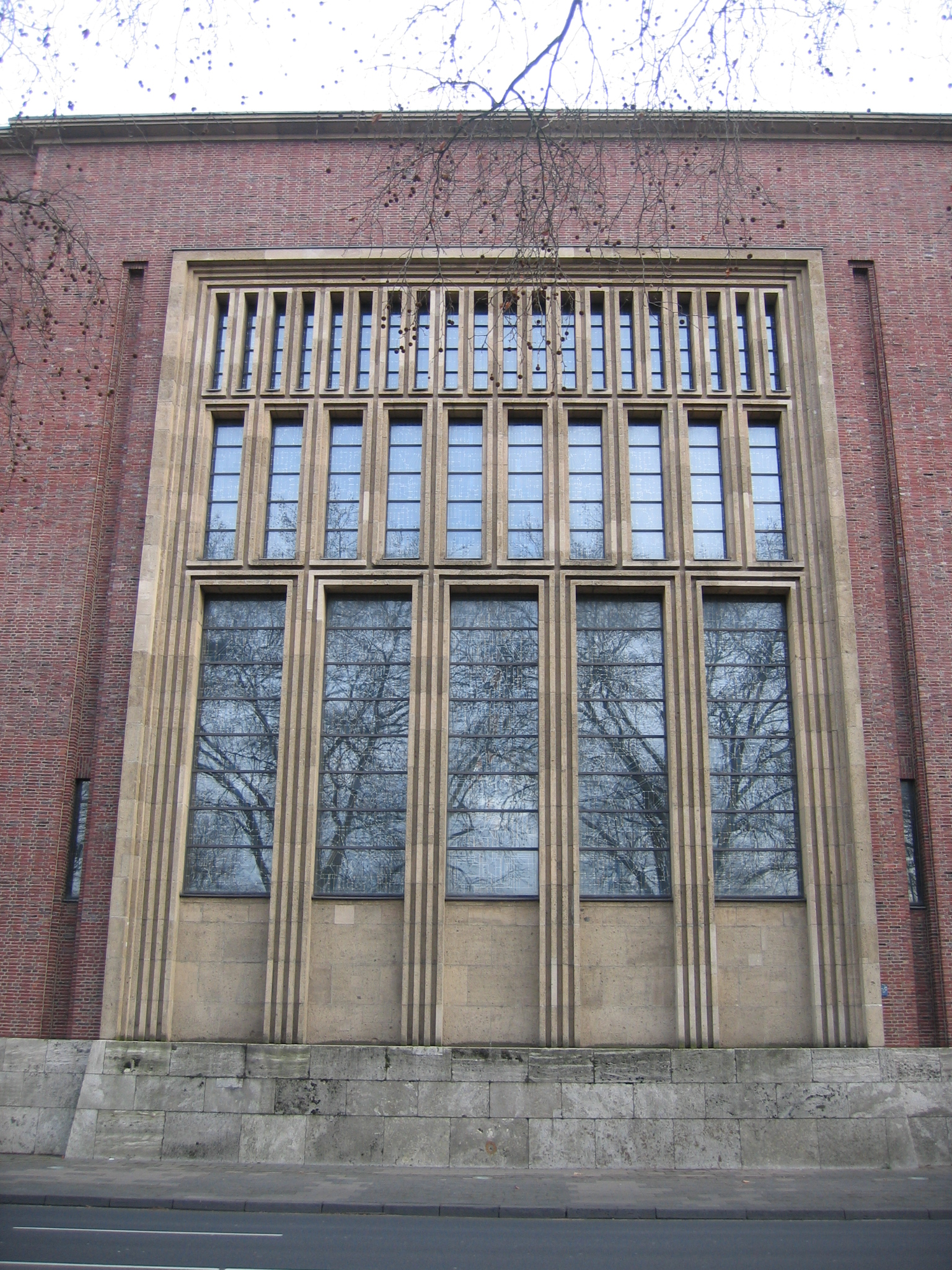
Mittelrisalit, Rheinseite
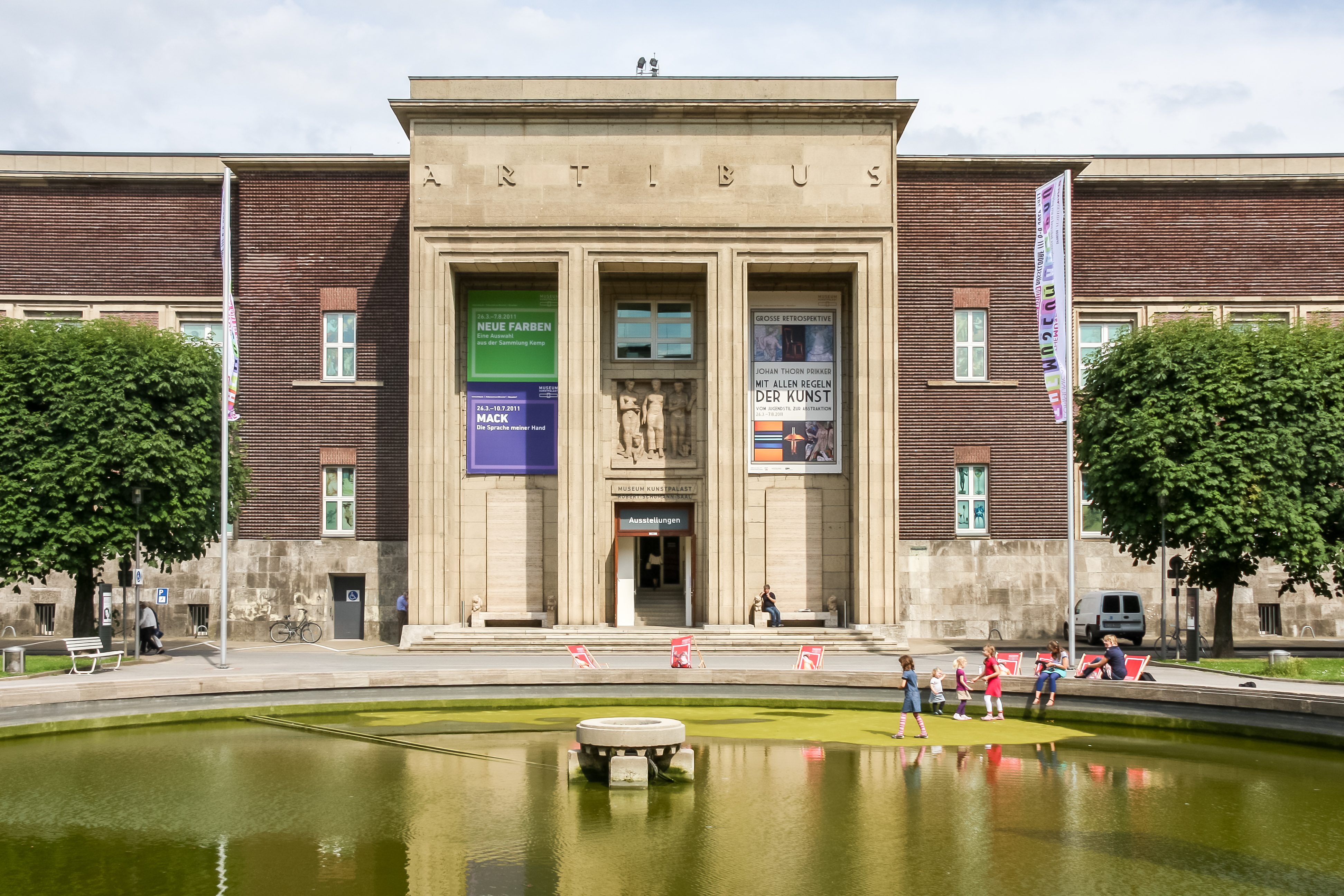
Eingang Ostflügel

museum kunst palast, Skulpturen
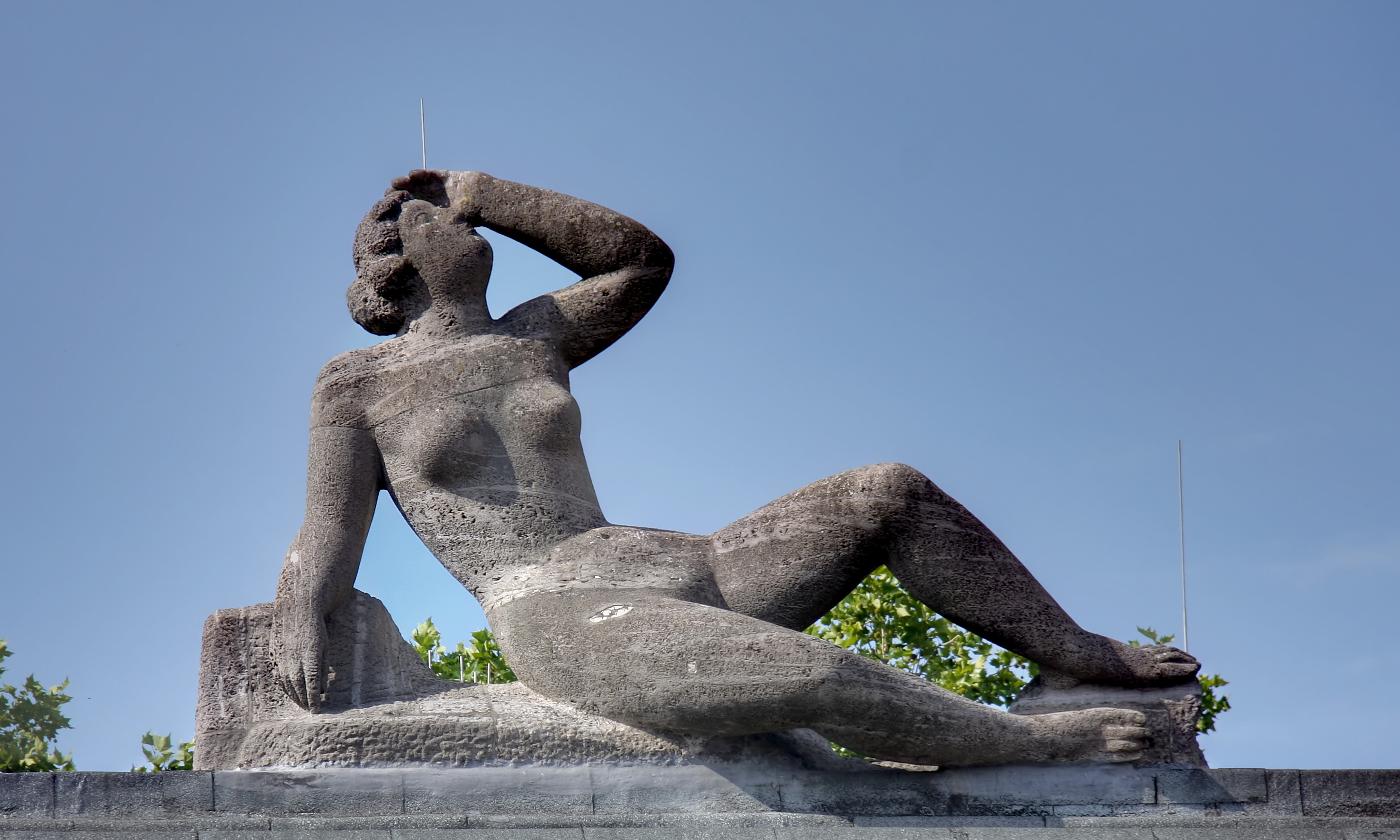
Skulptur Aurora von Arno Breker
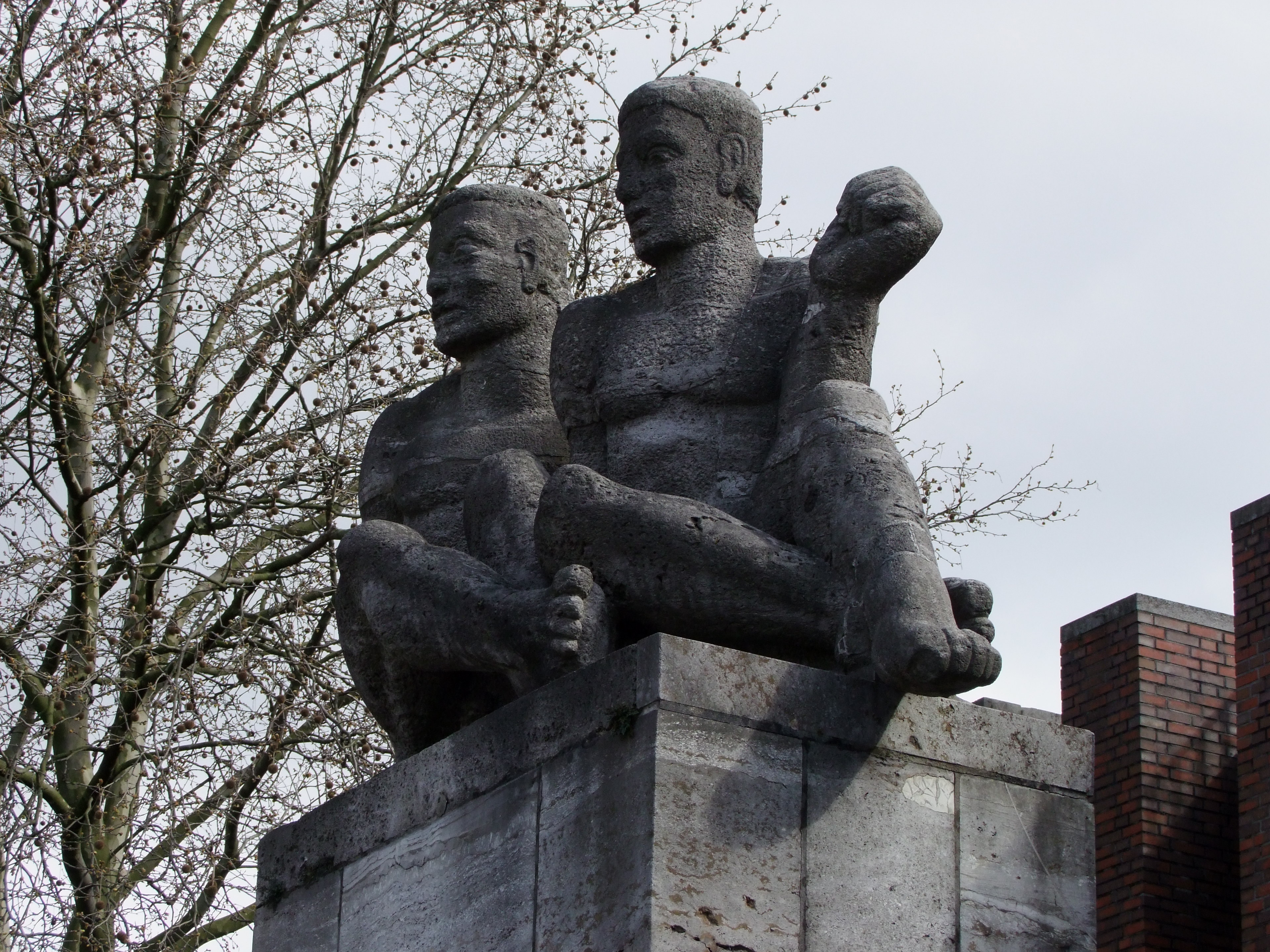
Skulptur Planetengruppen von Carl Moritz Schreiner
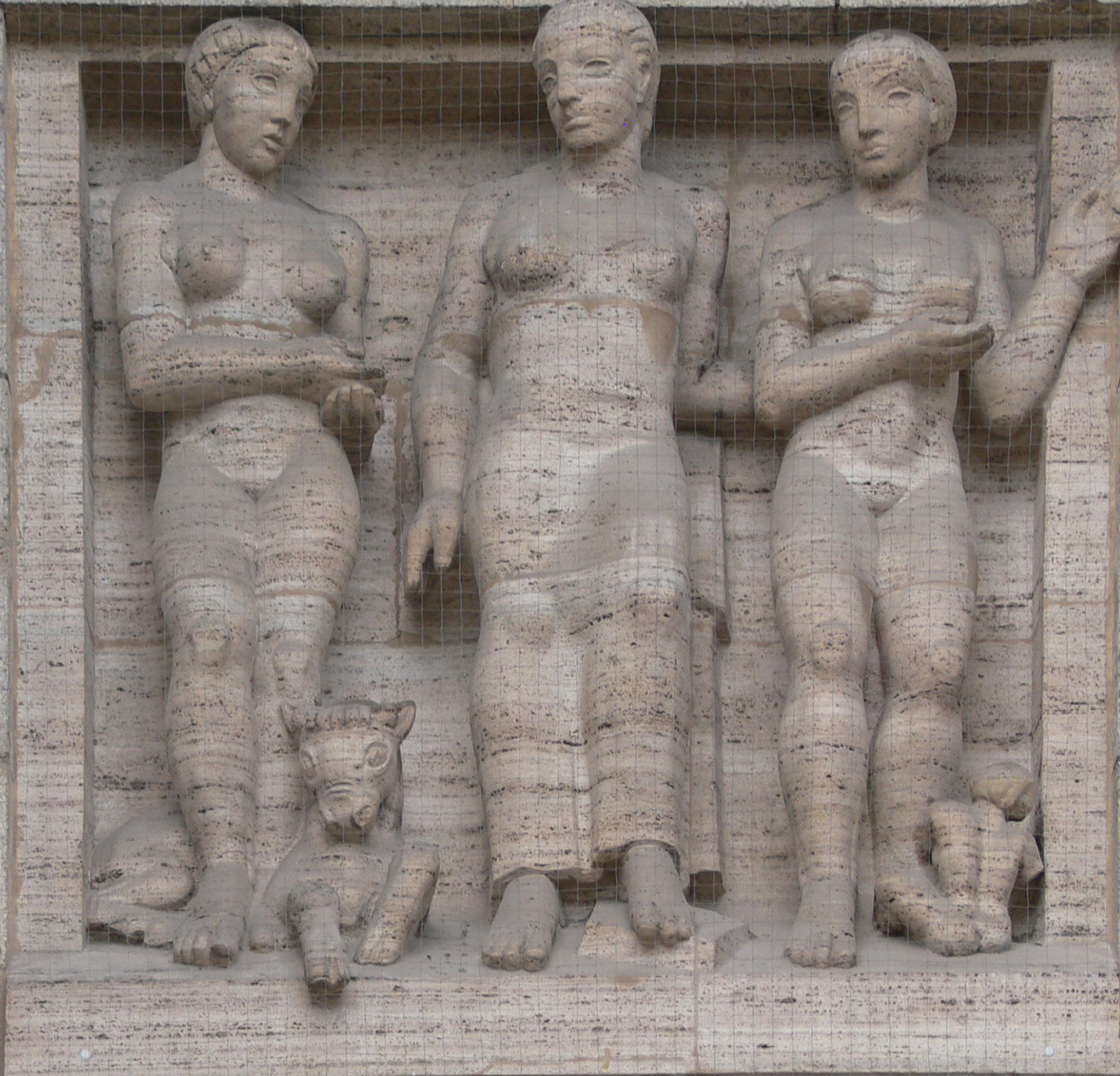

#### Neues Bauen / Neue Sachlichkeit
Erst Ende der 1920er Jahre ließ die Dominanz des Backsteins nach und es entstanden in Flingern und Düsseldorf-Gerresheim Siedlungen des „neuen Bauens“ in Zeilenbauweise.
- Erweiterungsbau der AOK
- Oberbilker Allee 287
- Windscheidstraße 25–31 / Harleßstraße
- Breidenbacher Hof

Architektur der Neuen Sachlichkeit
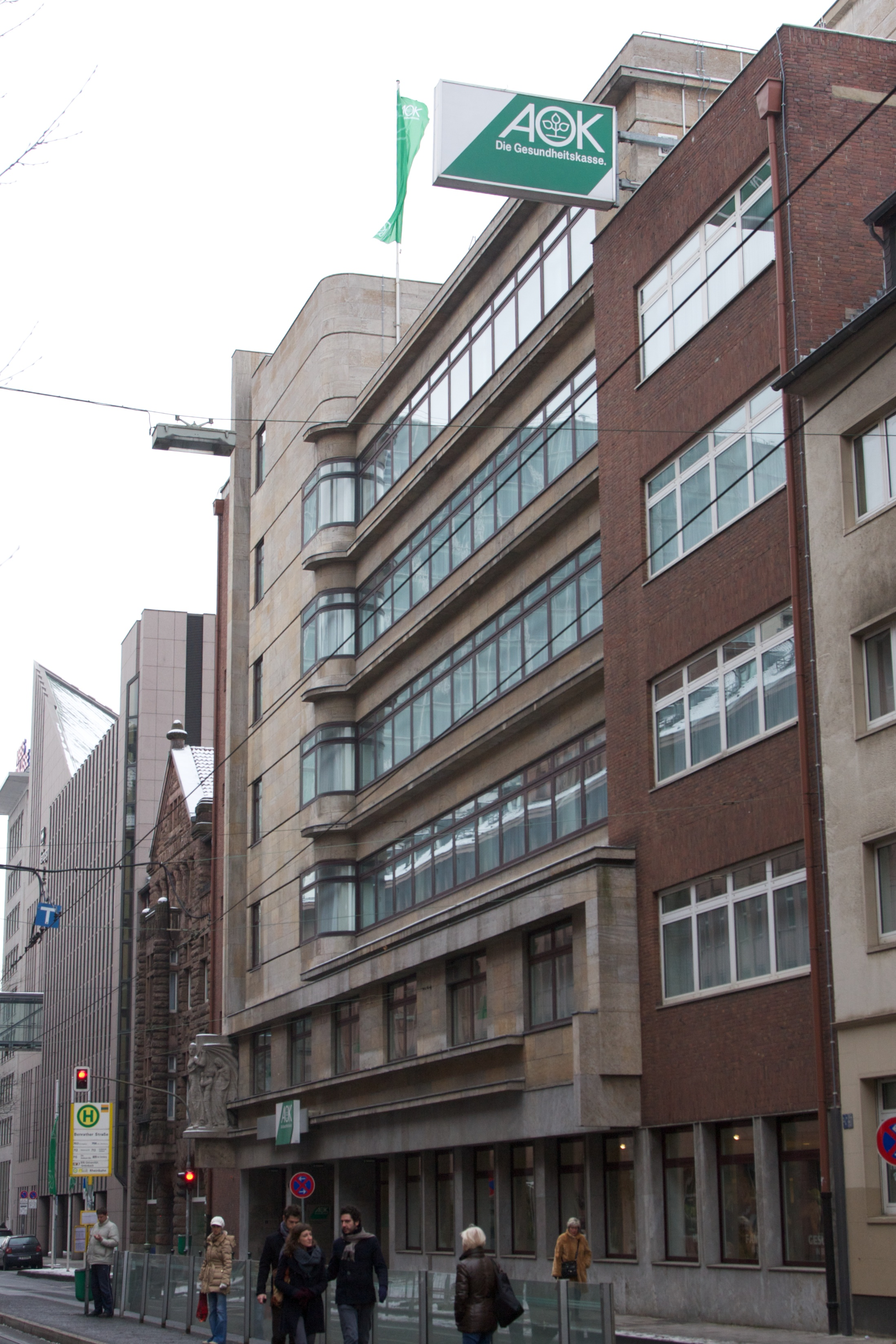
Erweiterungsbau der AOK
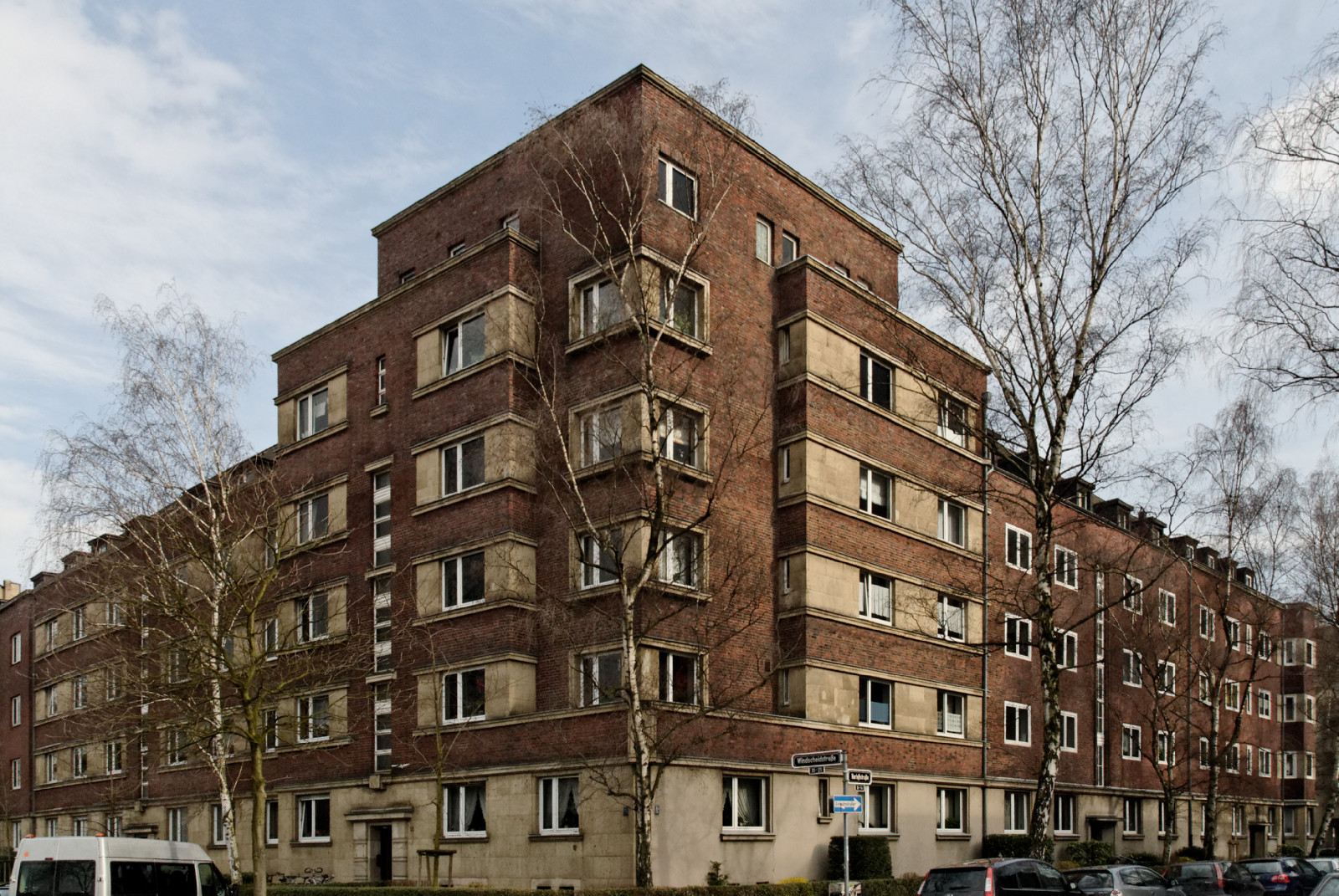
Ecktrakt an der Straßeneinmündung Windscheidstraße/Harlesstraße
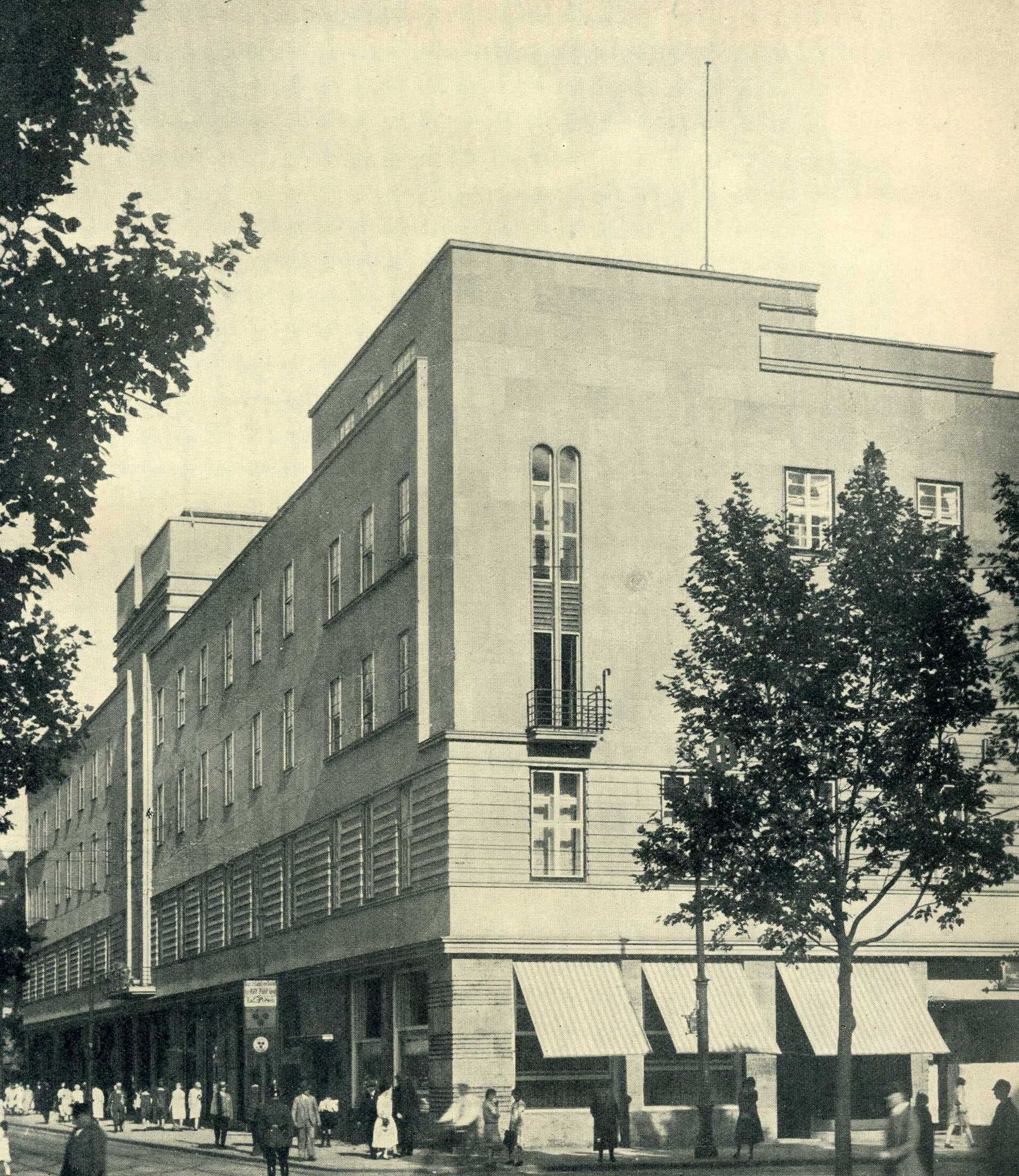
Breidenbacher Hof, Blick in die Walther-Rathenau-Straße
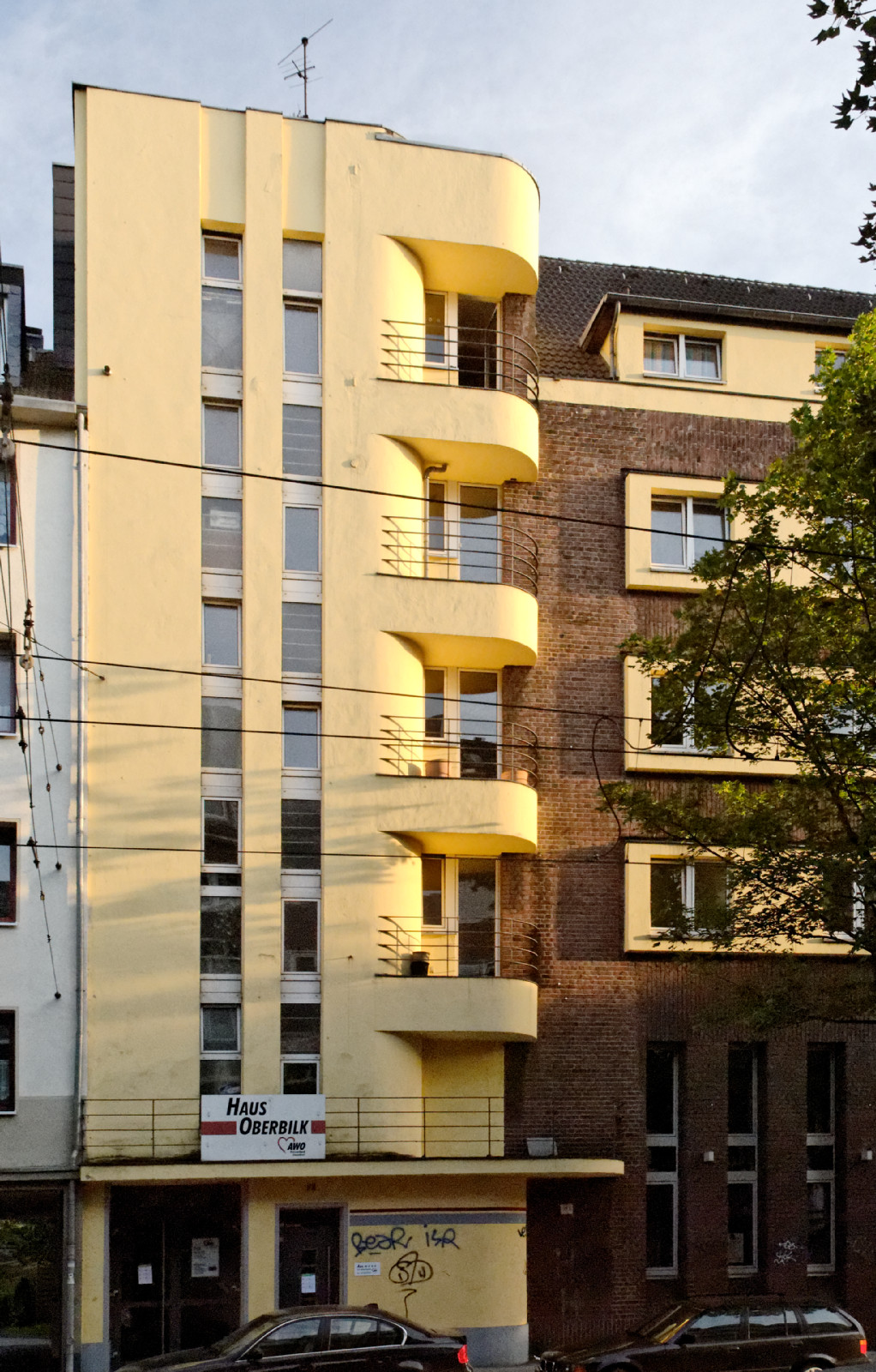
Haus Oberbilker Allee 287

Skulptur der Neuen Sachlichkeit
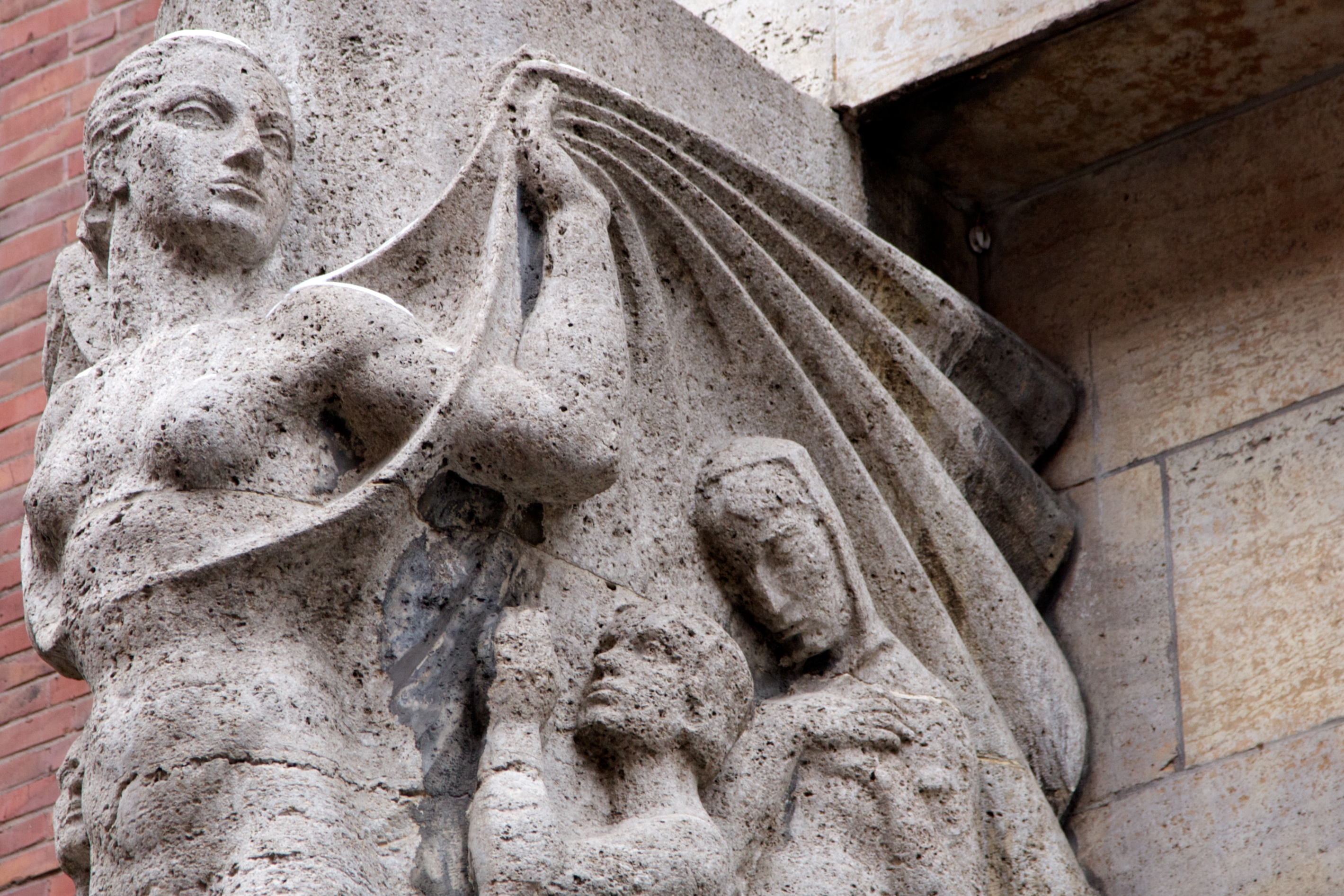
Skulptur, Kasernenstraße 61
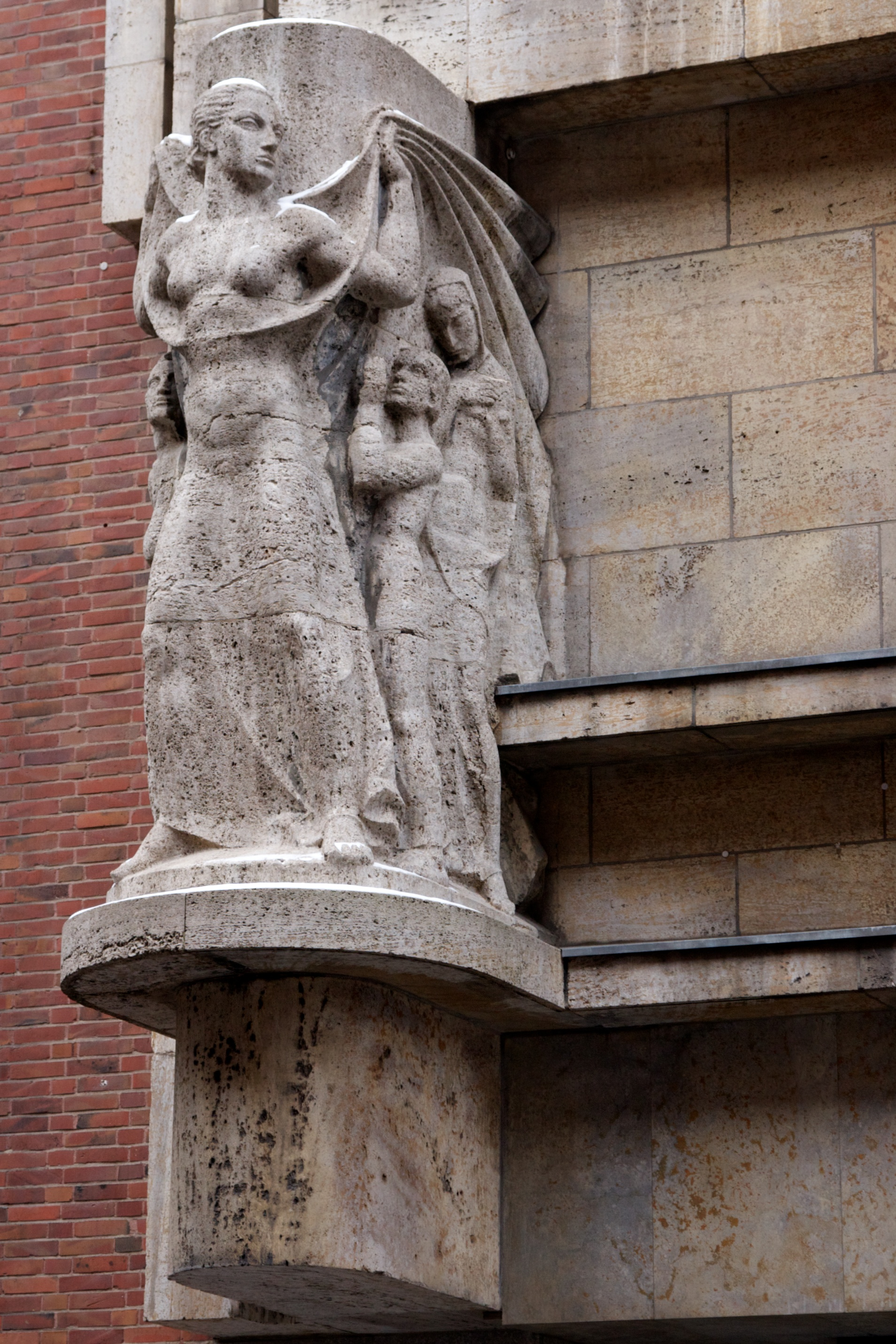
Skulptur, Kasernenstraße 61

#### Konservative Moderne
Das Haus Hannemann gilt als „englisches Landhaus mit Anklängen an den Palladianismus“ und als „typisches Beispiel für die fast ausschließlich konservative Moderne im Landhausbau jener Jahre“. Stilistisch ist das Haus Hannemann mit den Villen 24, 17 und 7 in der Meliesallee in Düsseldorf-Benrath oder mit Theodor Merrills Häusern in Köln vergleichbar. Für die Moderne in Düsseldorf spielte der Umbau des Hotels Breidenbacher Hof eine wichtige Rolle. Beispiele für die Architektur der konservativen Moderne sind Industriehaus, Pressehaus, Wilhelm-Marx-Haus und das Haus Henkel.

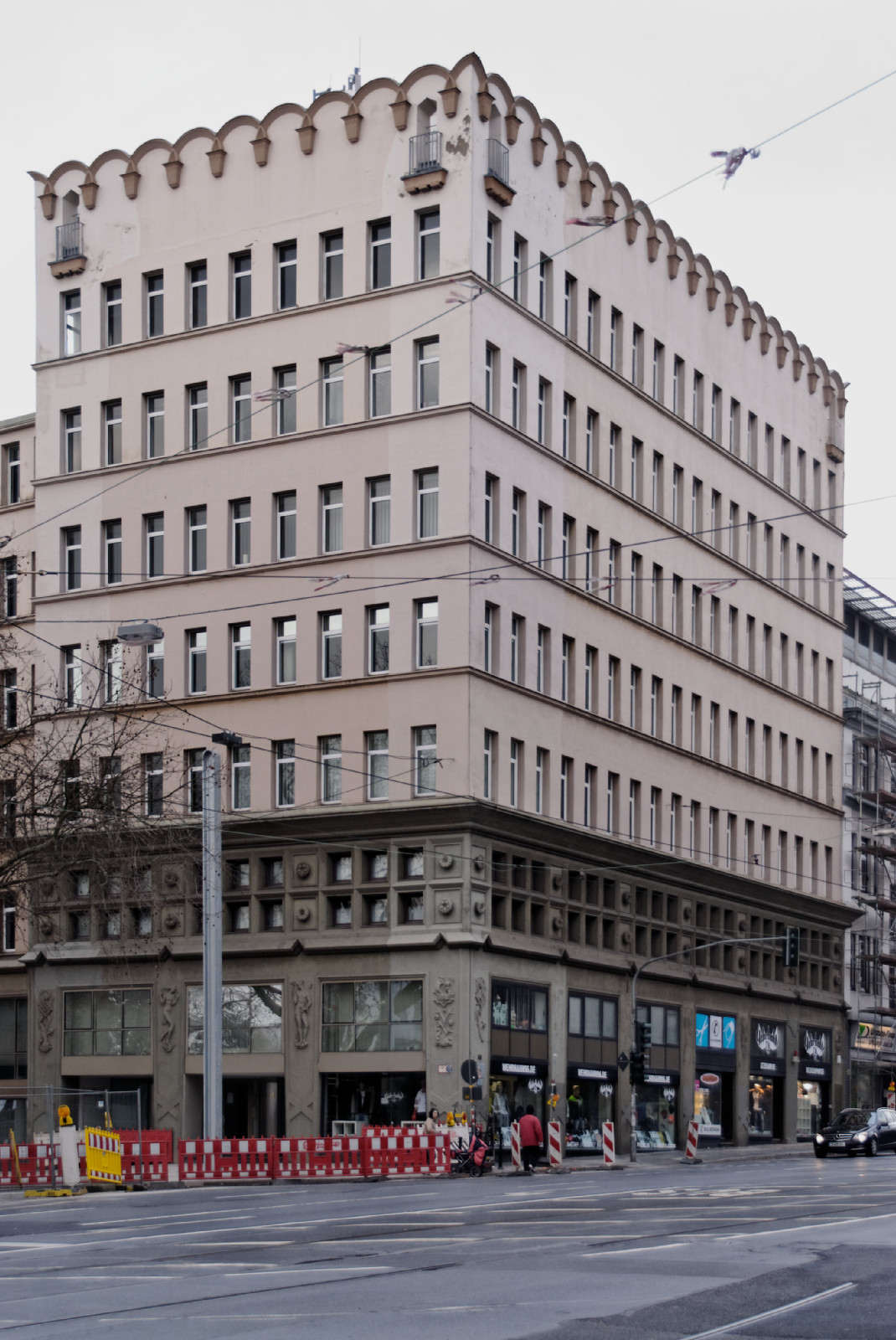
Industriehaus am Wehrhahn
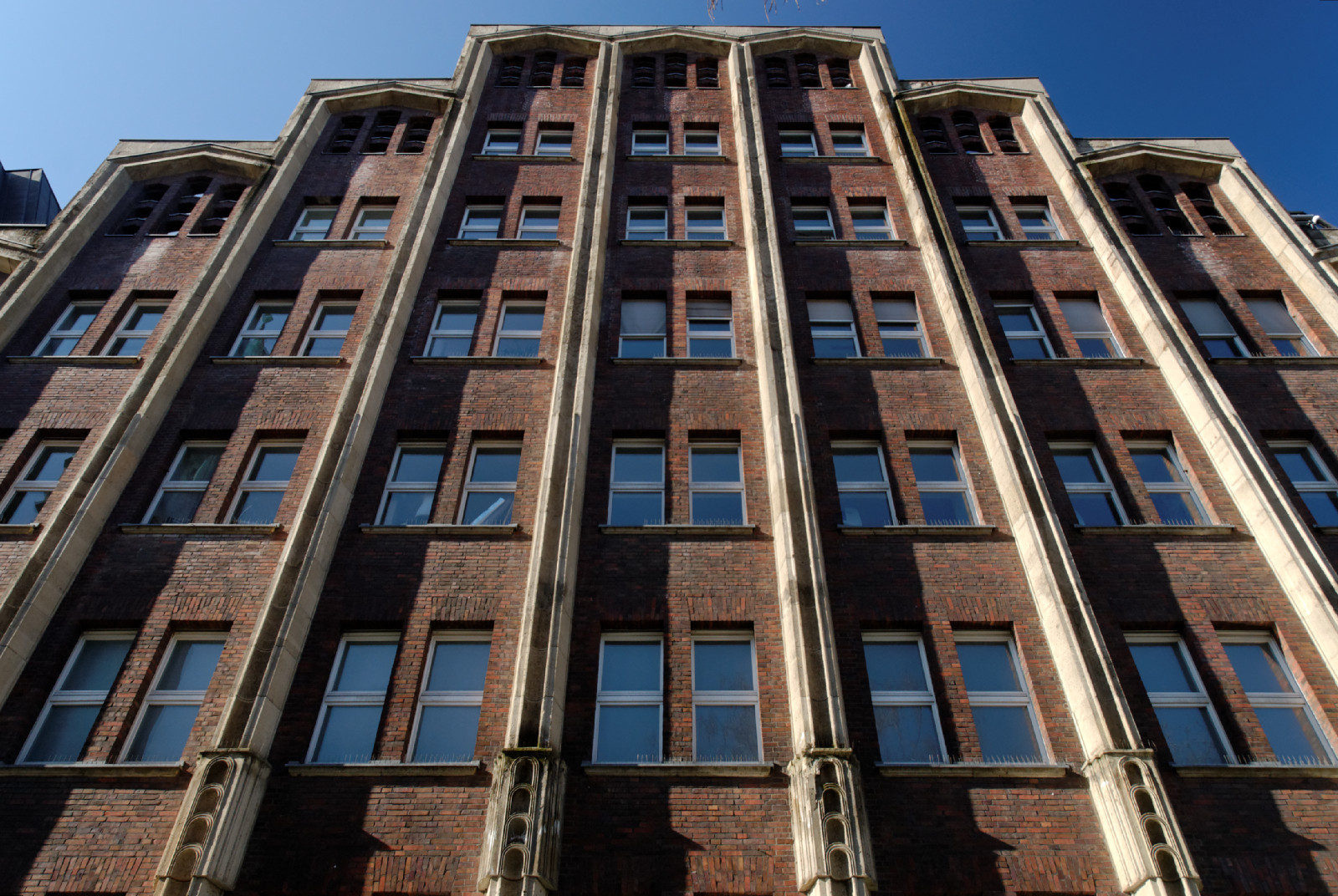
Haus Martin-Luther-Platz 26
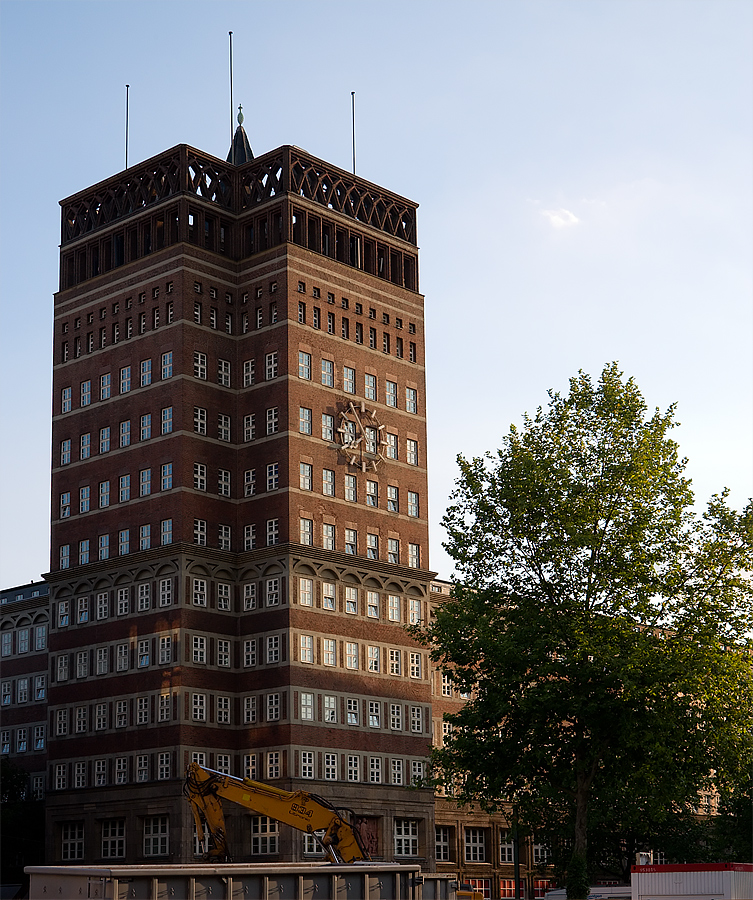
Wilhelm-Marx-Haus
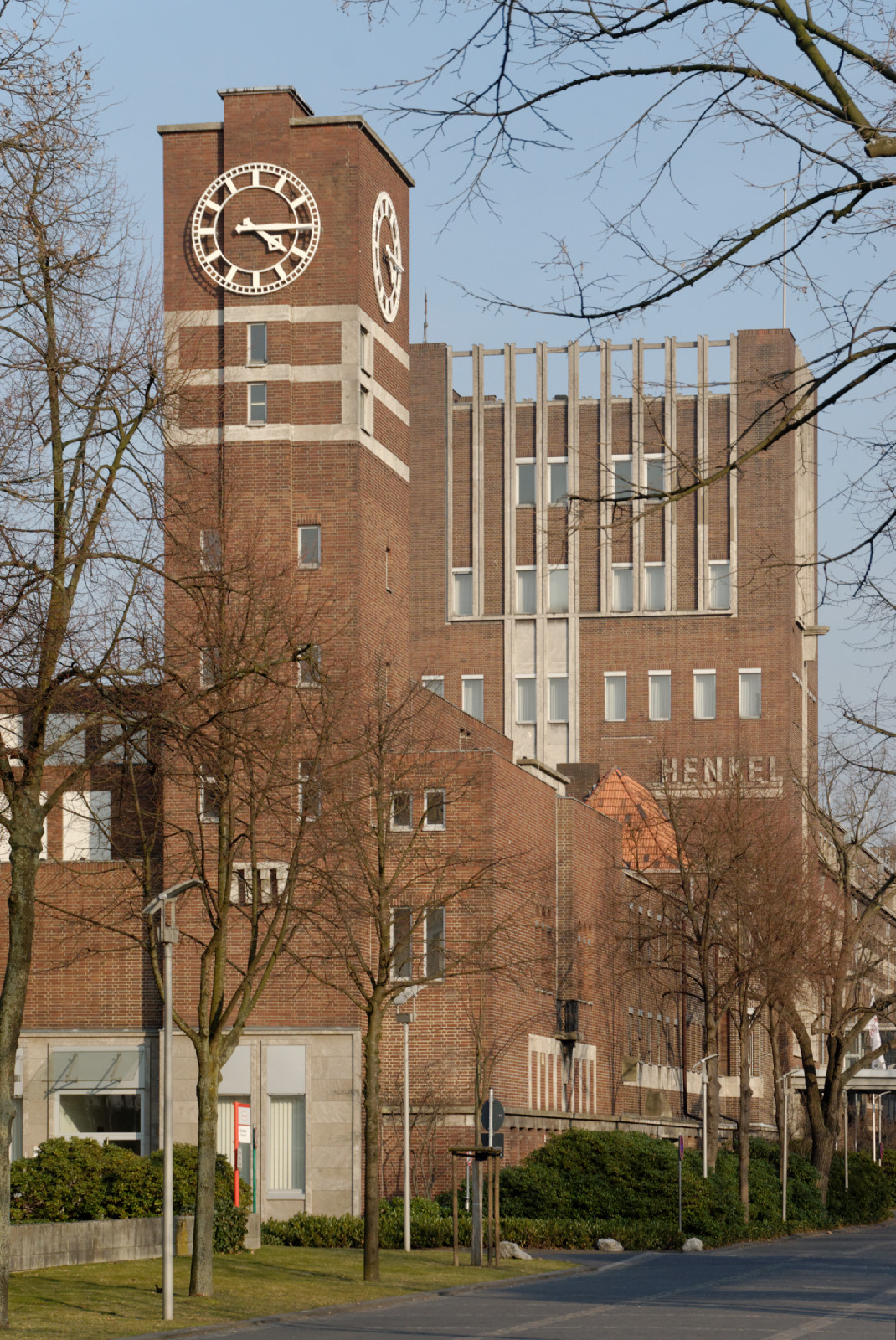
Haus Henkel
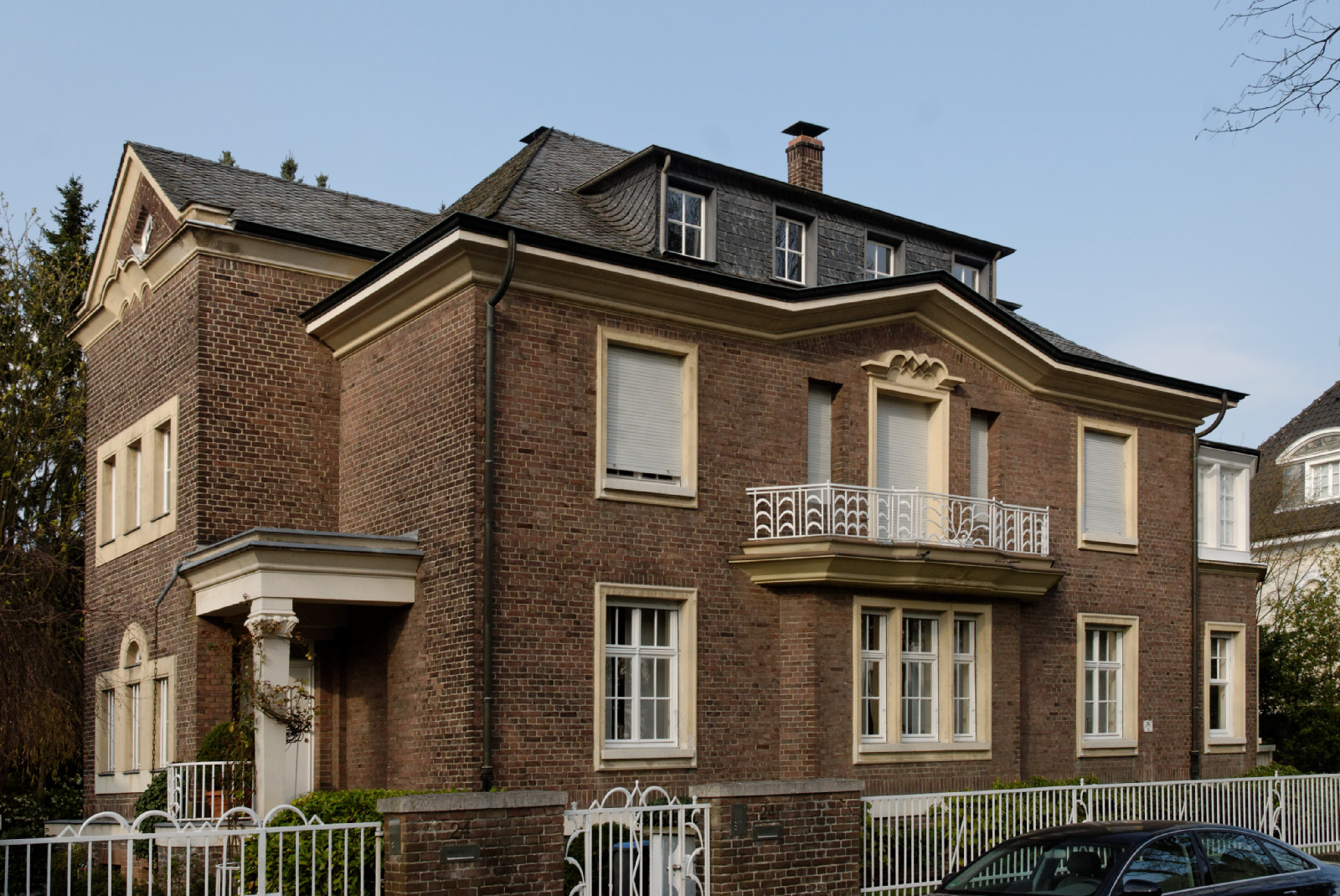
Wohnhaus Meliesallee 24
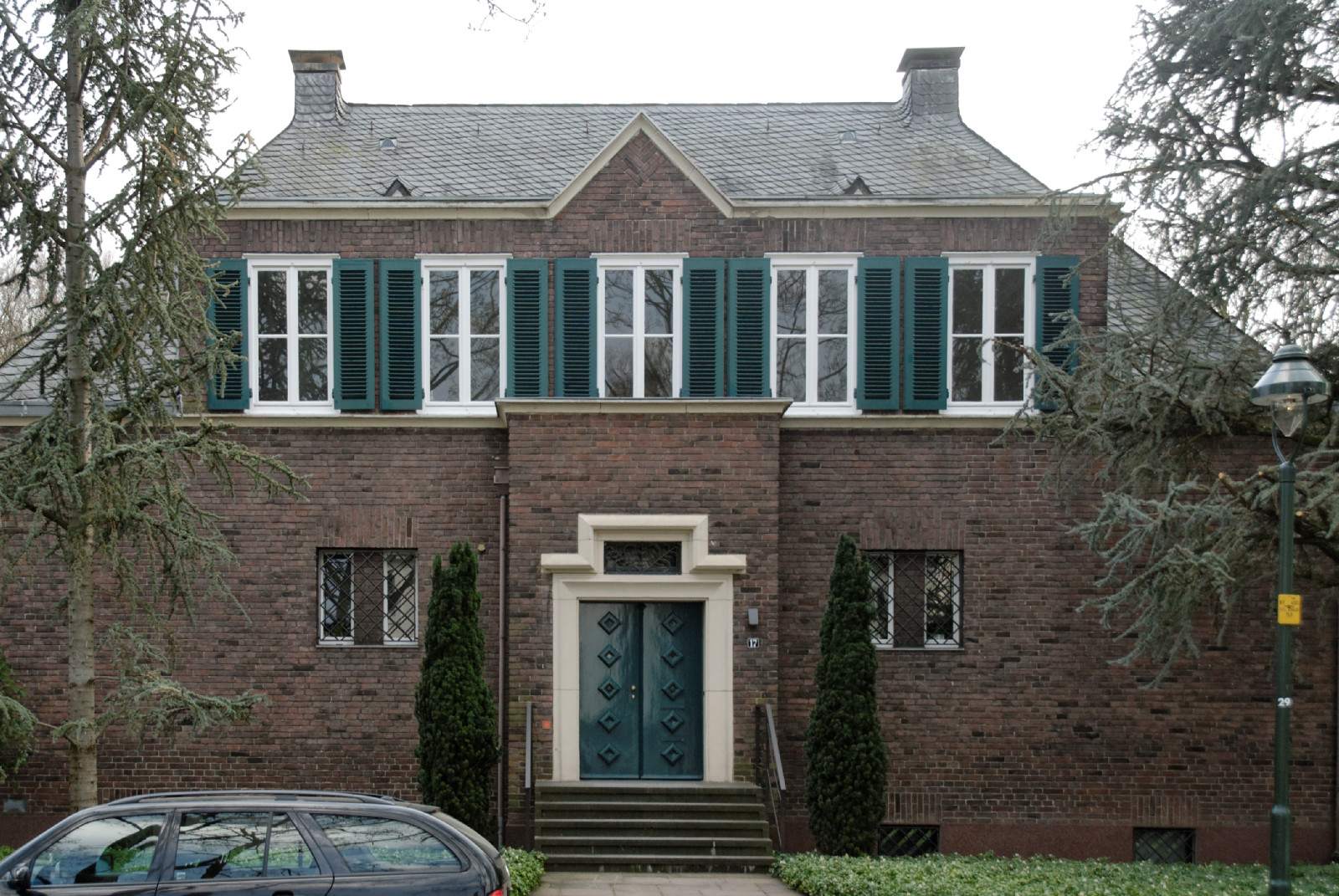
Wohnhaus Meliesallee 17
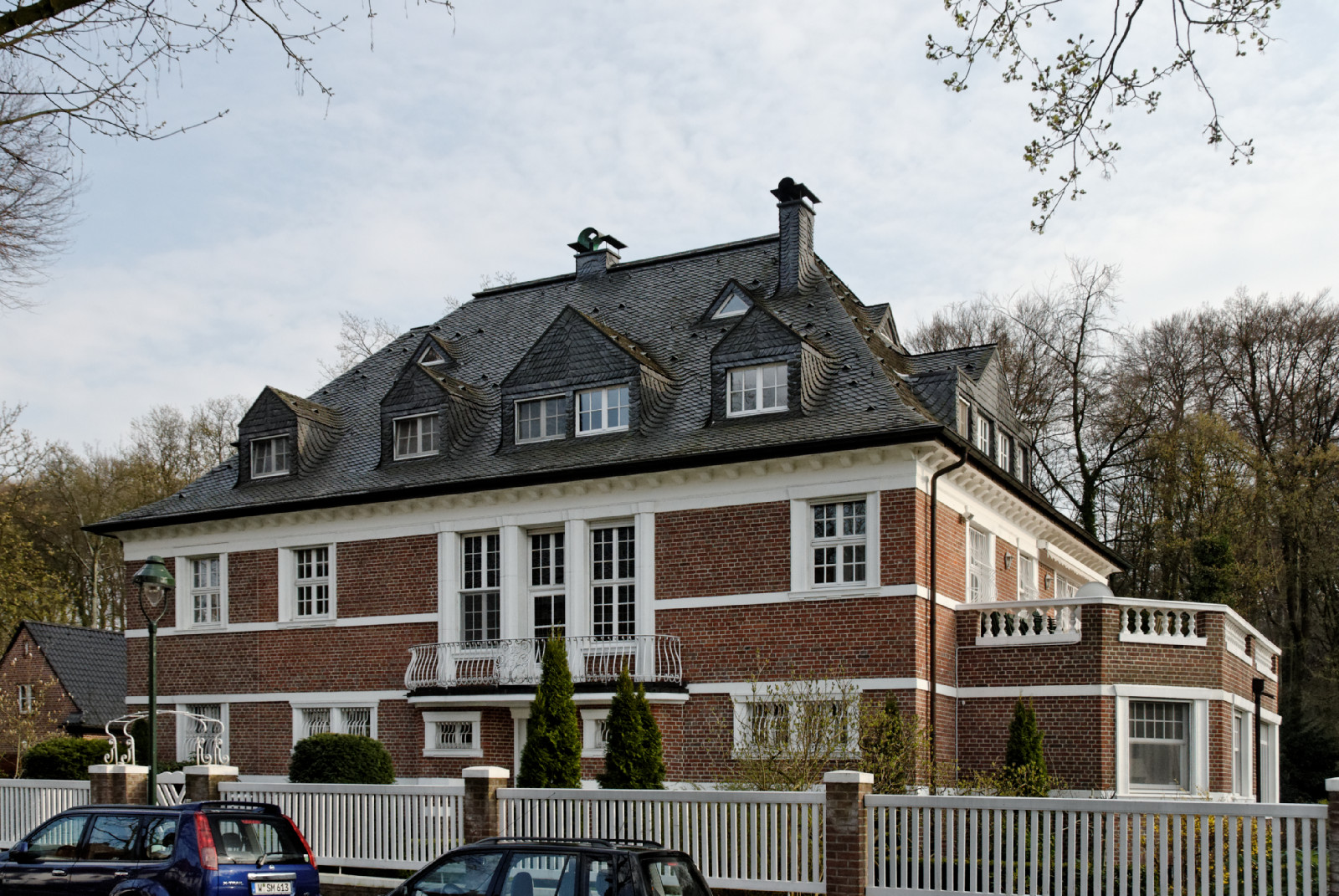
Wohnhaus Meliesallee 7

### 1930er Jahre

#### Heimatschutzstil/Neoklassizismus
In den 1930er Jahren entstand auch die „Schlageter-Siedlung“ in Düsseldorf-Golzheim. Das Stadtviertel unterscheidet sich kaum von dem, was nach 1950 gebaut wurde. Dabei wurde auf die roten Klinkeroberflächen des Backsteinexpressionismus der 1920er Jahre verzichtet. Nach Jürgen Wiener trennte man sich mit dem „weißen, hygienischen Anstrich“ auch von der Heimatschutzarchitektur der 1910er und 1920er Jahre. Nach Thomas Kuhn sollten die Nordpark-Siedlung mit 14 Häusern und die Schlageter-Stadt (heute Golzheimer-Siedlung) mit ihren „eingeschossigen, weiß geschlämmten Backsteinhäusern mit Satteldächern […] im Sinne der ‚Heimatschutz‘-Idee dörfliche Strukturen nachbilden“.
- Walzstahlhaus
- Düsseldorfer Matthäikirche
- Kopfhaus
- Kriegerdenkmal in Düsseldorf-Golzheim
- Atelierhaus für „junge noch unverheiratete Maler und Bildhauer“

Neoklassizistische Architektur
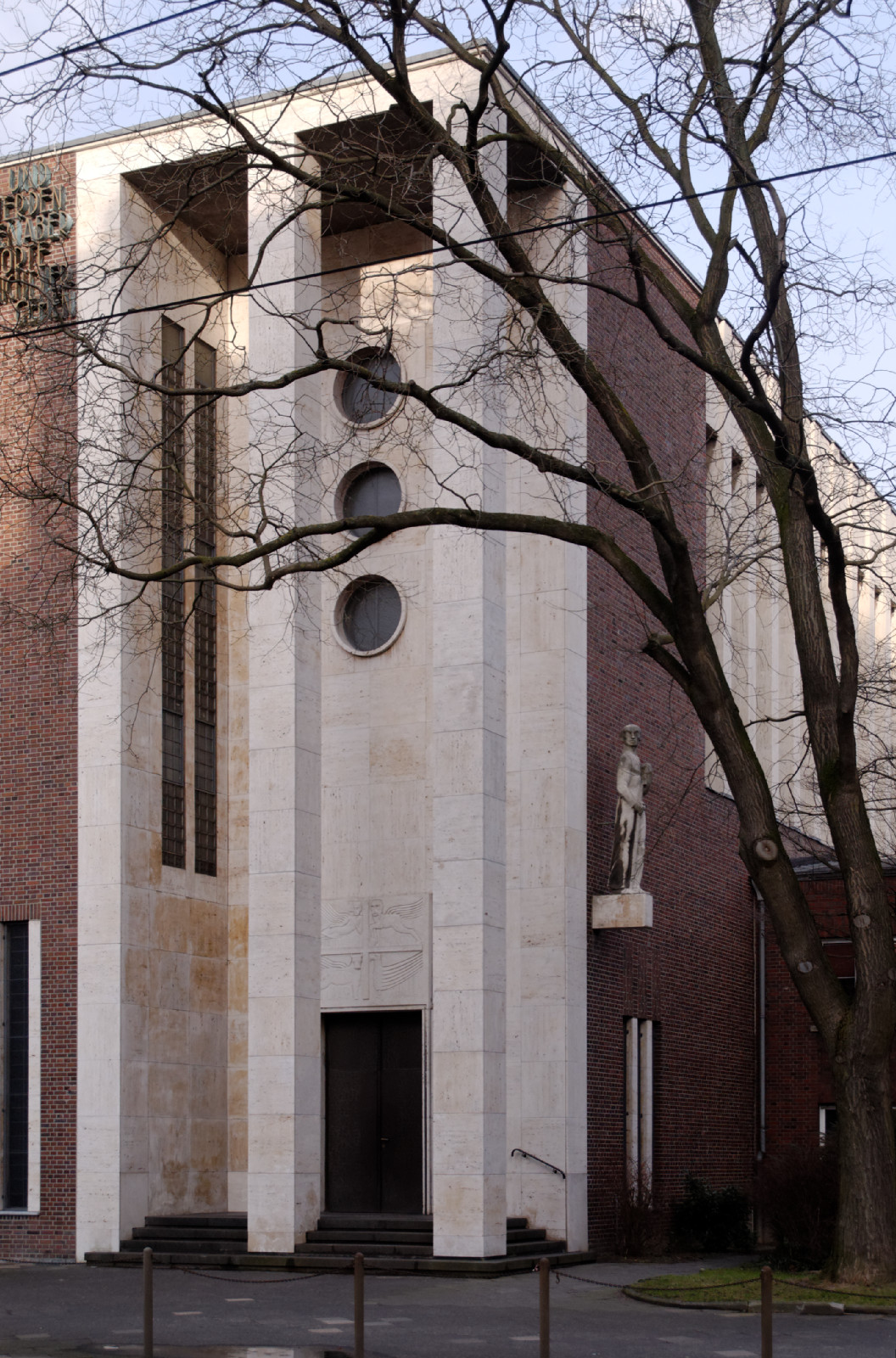
Säulen der Matthäikirche
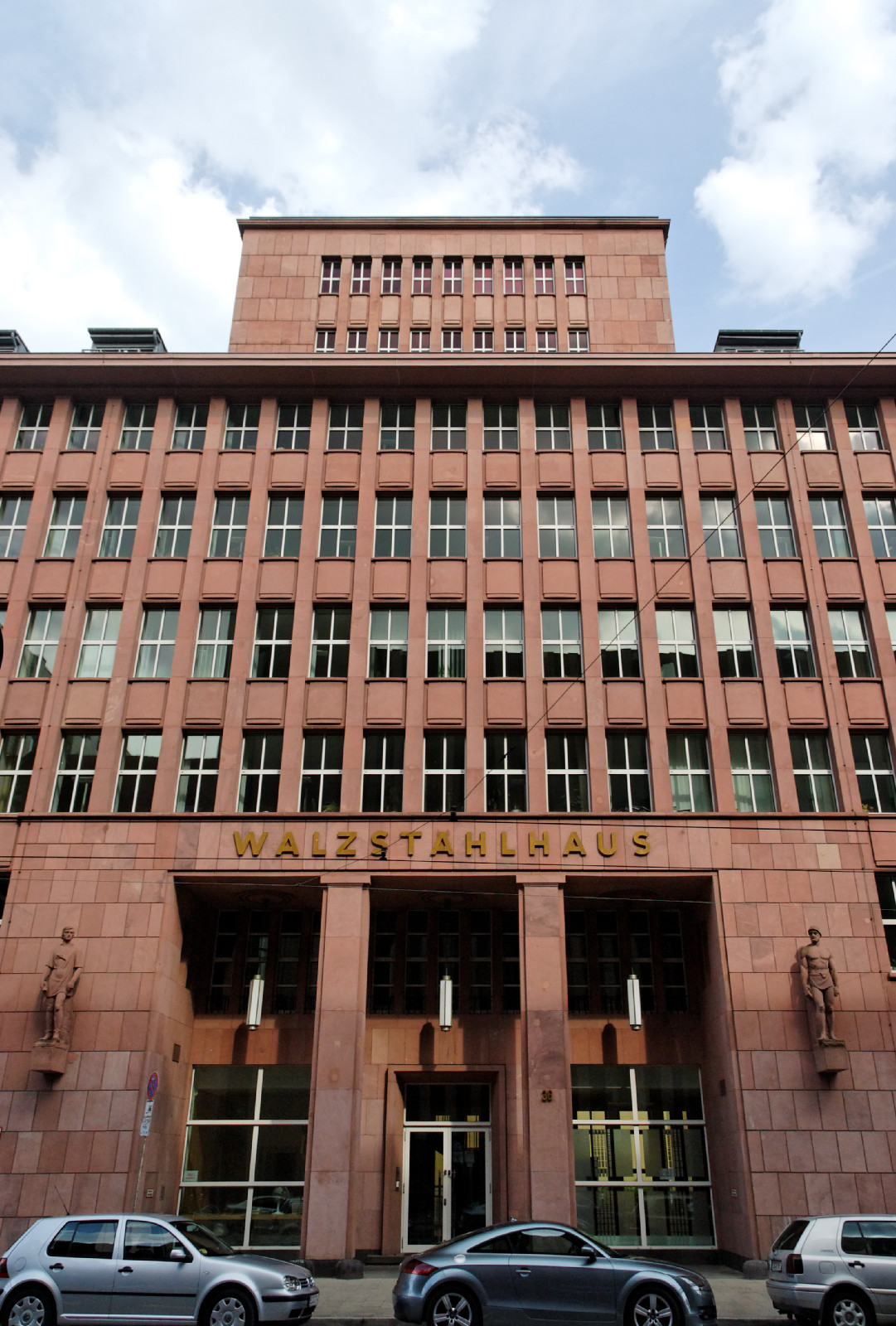
Walzstahlhaus, Westfassade mit Portal
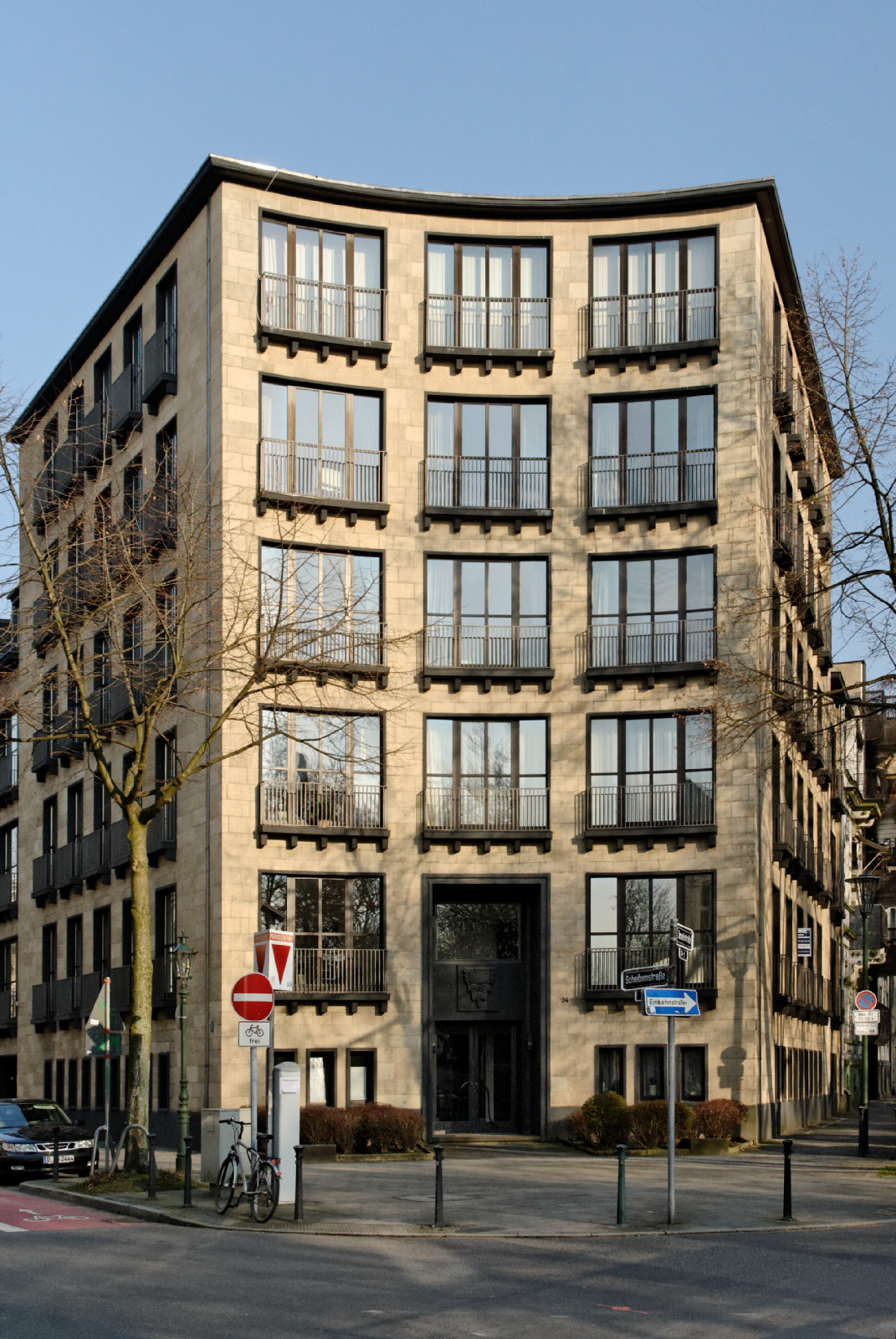
Das Kopfhaus
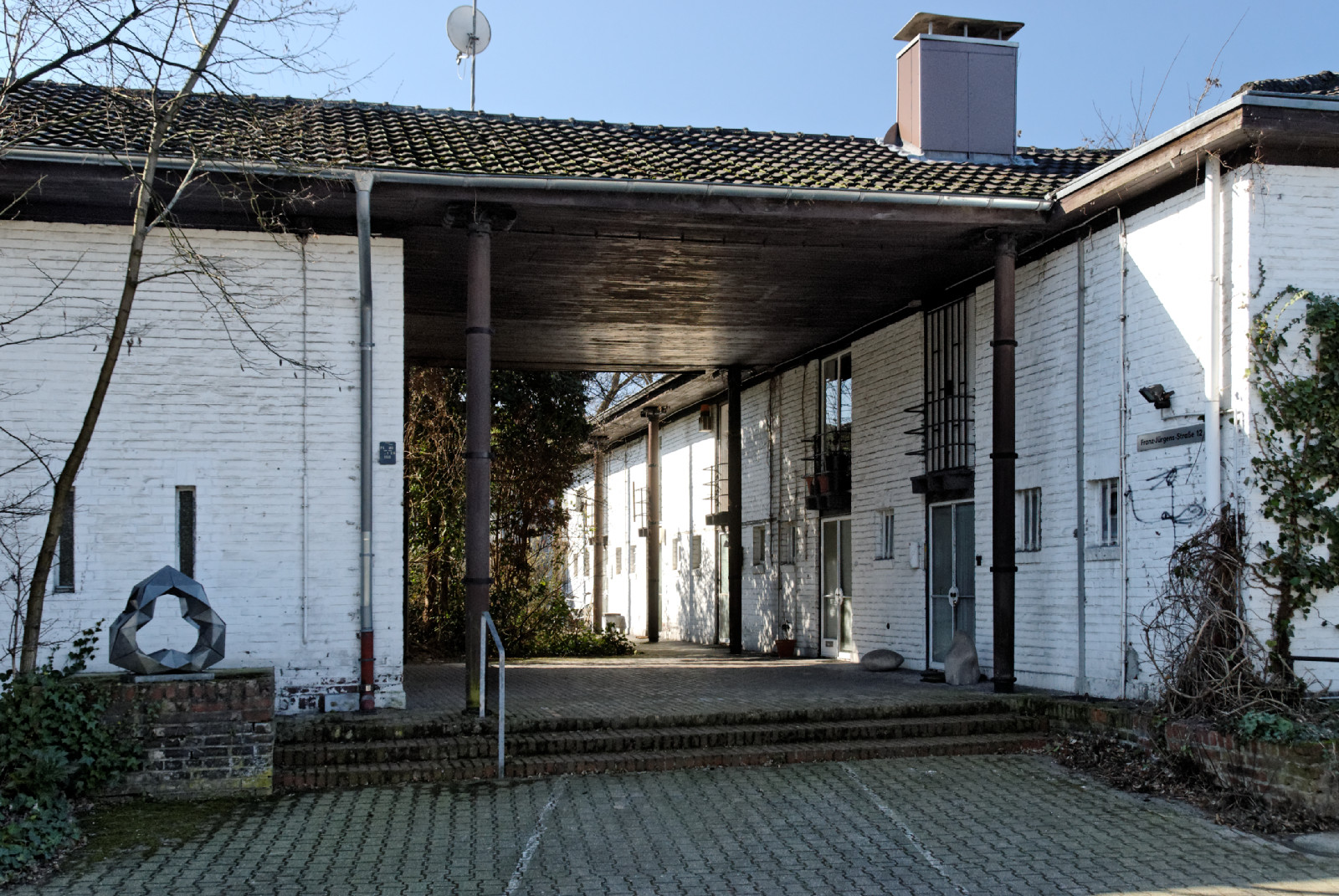
Atelierhaus

Neoklassizistische Skulptur
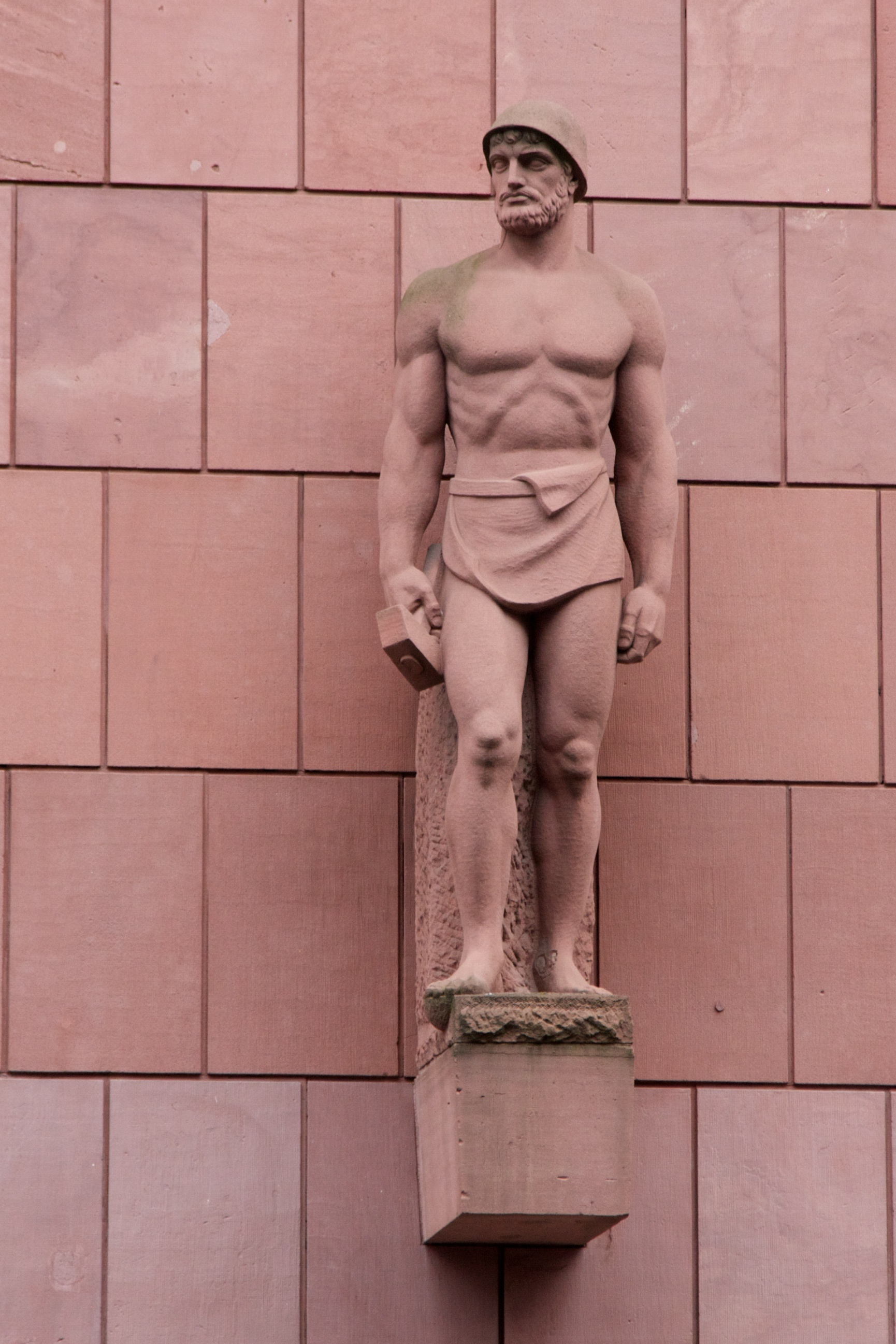
Skulptur am Walzstahlhaus
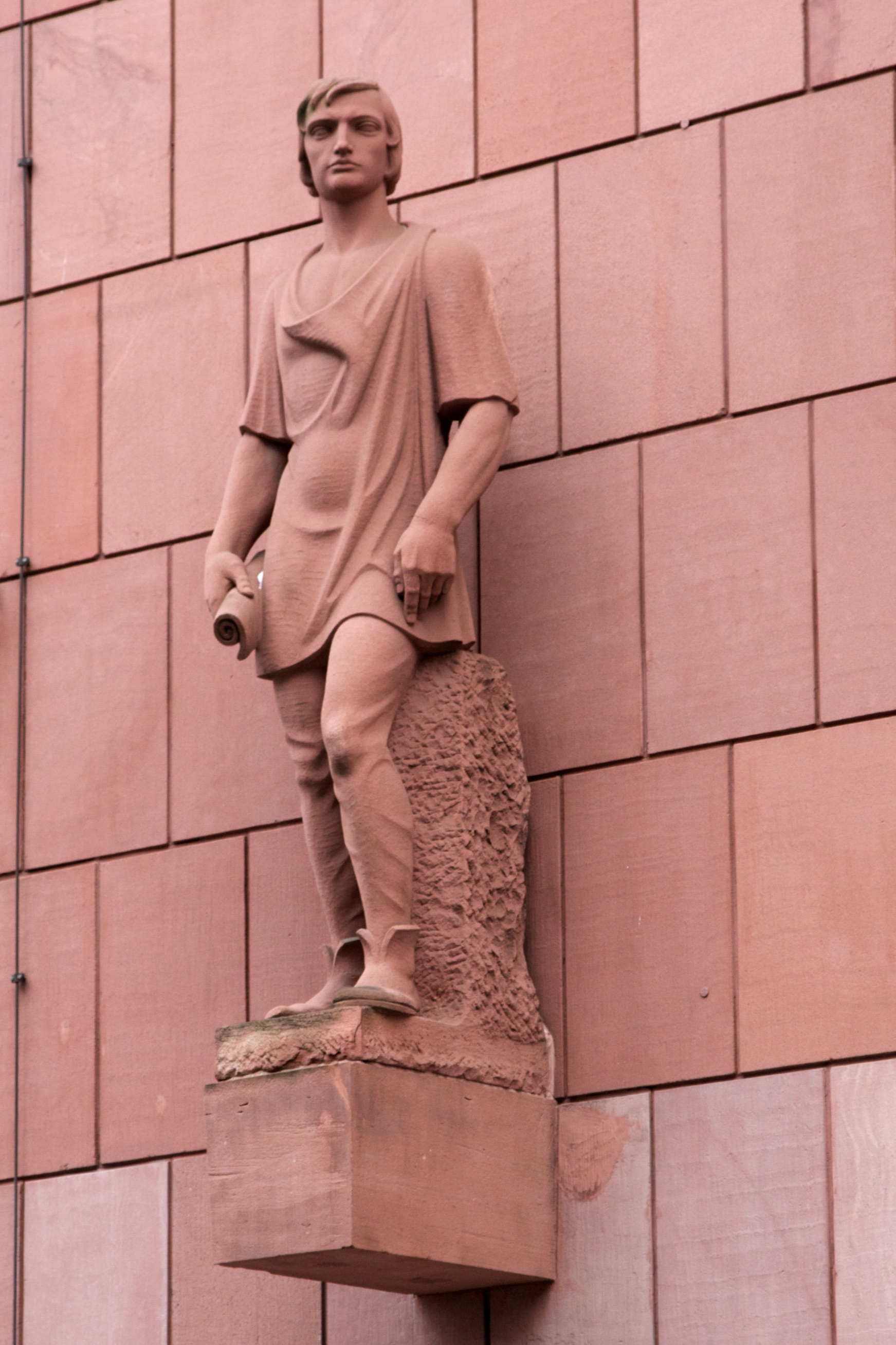
Skulptur am Walzstahlhaus
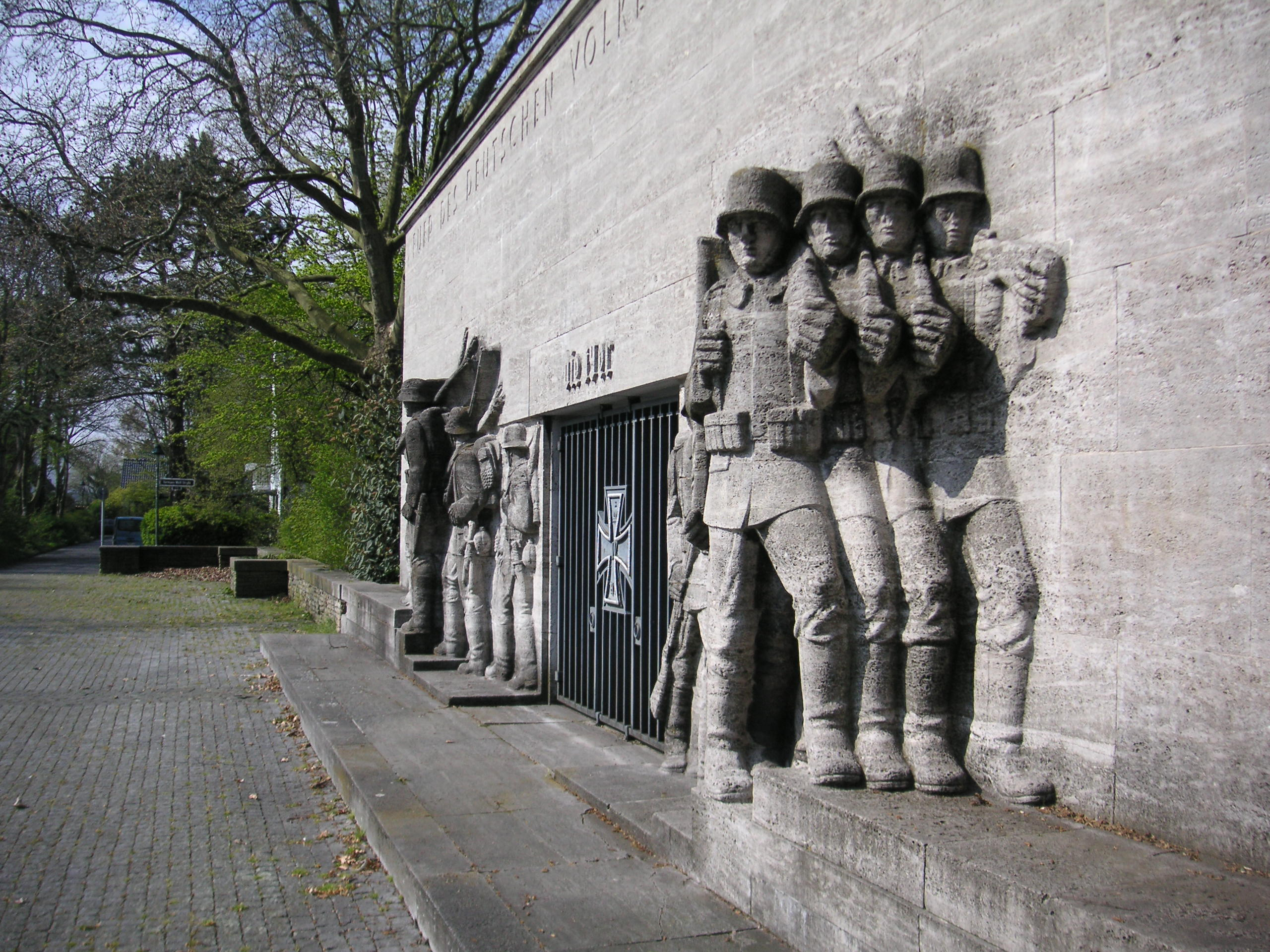
Skulpturen am Kriegerdenkmal
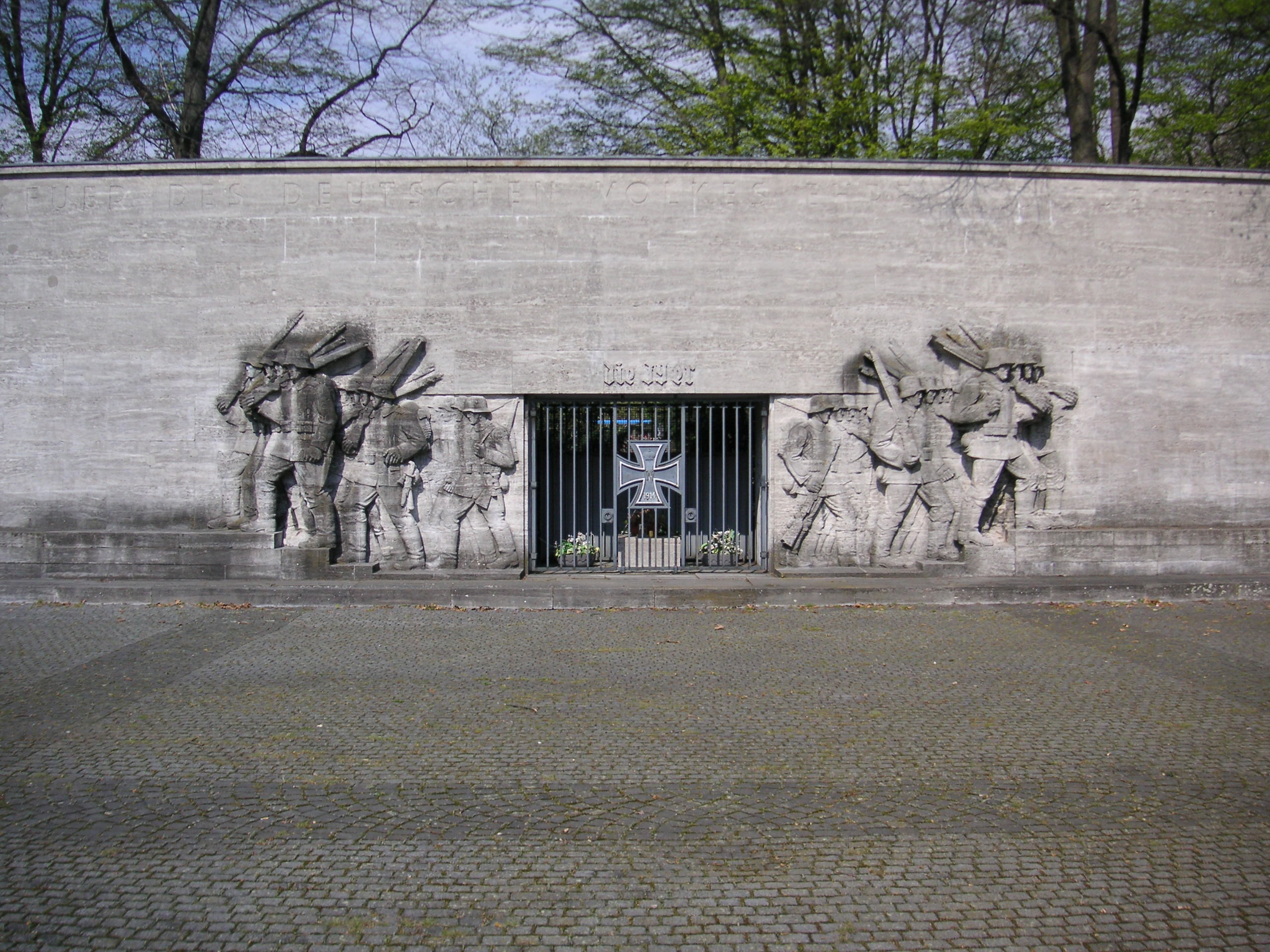
Skulpturen am Kriegerdenkmal

#### Neue Sachlichkeit
1937 fand in Düsseldorf die „Reichsausstellung Schaffendes Volk“ statt, mit der eine meist moderate, mitunter auch konsequente moderne Ausstellungsarchitektur entstand. Diese wurde unter der Leitung des Direktors der Kunstakademie Peter Grund und Architekten entwickelt, die zuvor an der „GeSoLei“ mitgewirkt hatten. Konzeptionell war daher noch die Ausstellungsarchitektur der „GeSoLei“ Vorbild, diese wurde aber in einer weniger monumentalen Version realisiert. Die Ausstellung nahm die „Leichtigkeit moderner Architektur“ der 1950er Jahre vorweg.
- Haus Kaesbach
- Haus Settegast
- Geschäftshaus Ziem
- Wohn- und Atelierhaus Wach
- Haus der Eisenindustrie
- Gemeindehaus der Kreuzkirche

Architektur der Neuen Sachlichkeit
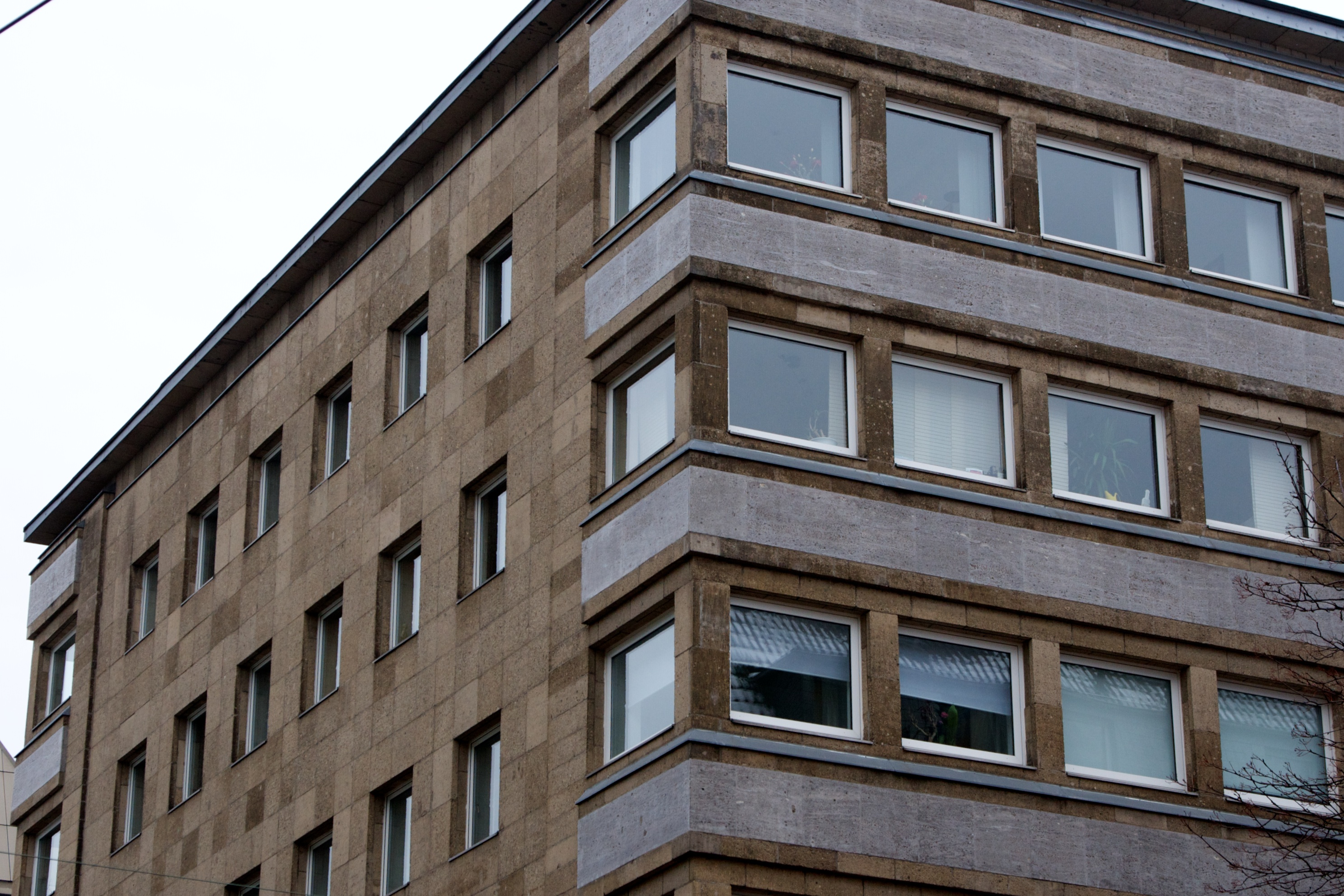
Ziemhaus, Detail
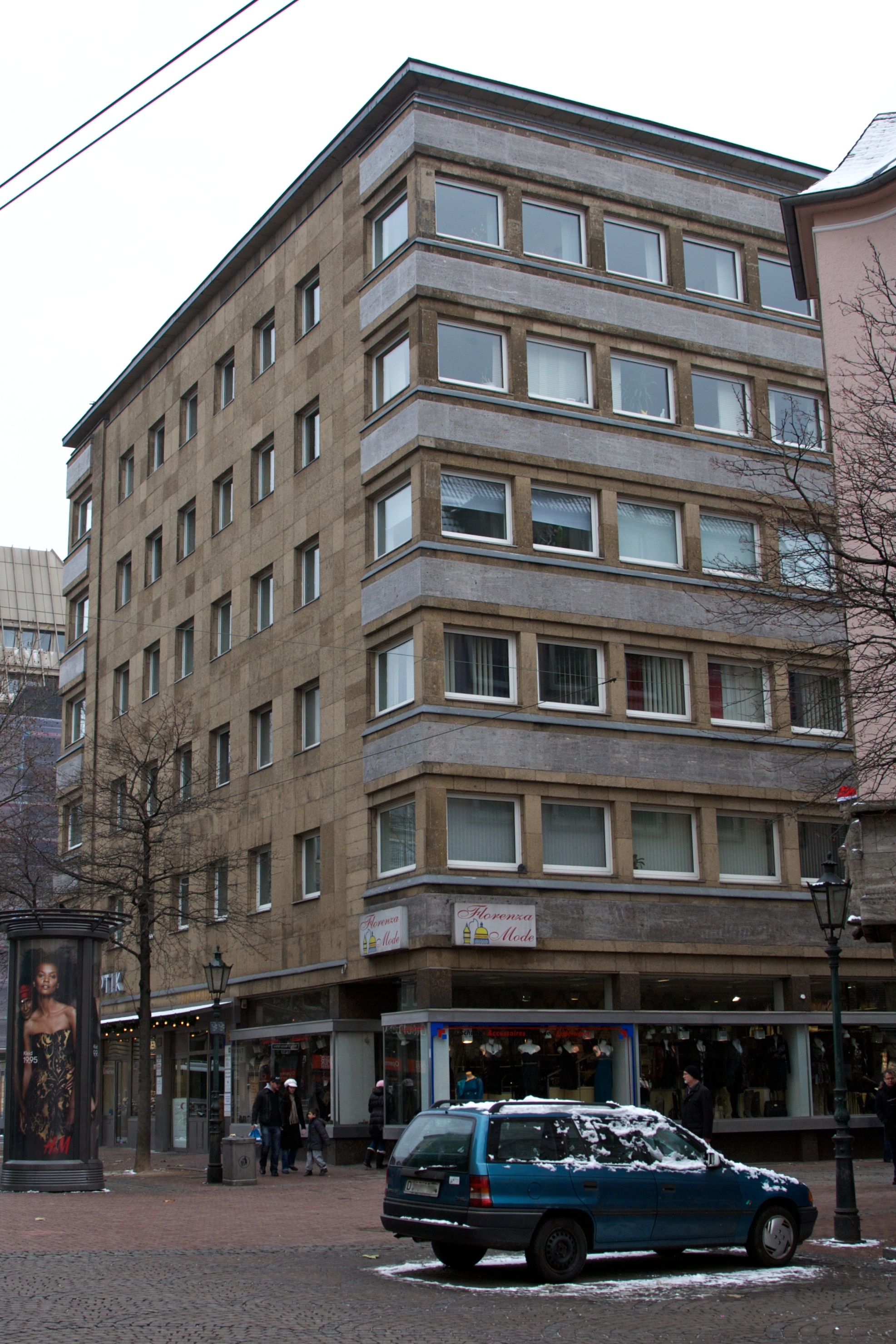
Ziemhaus, Fassade
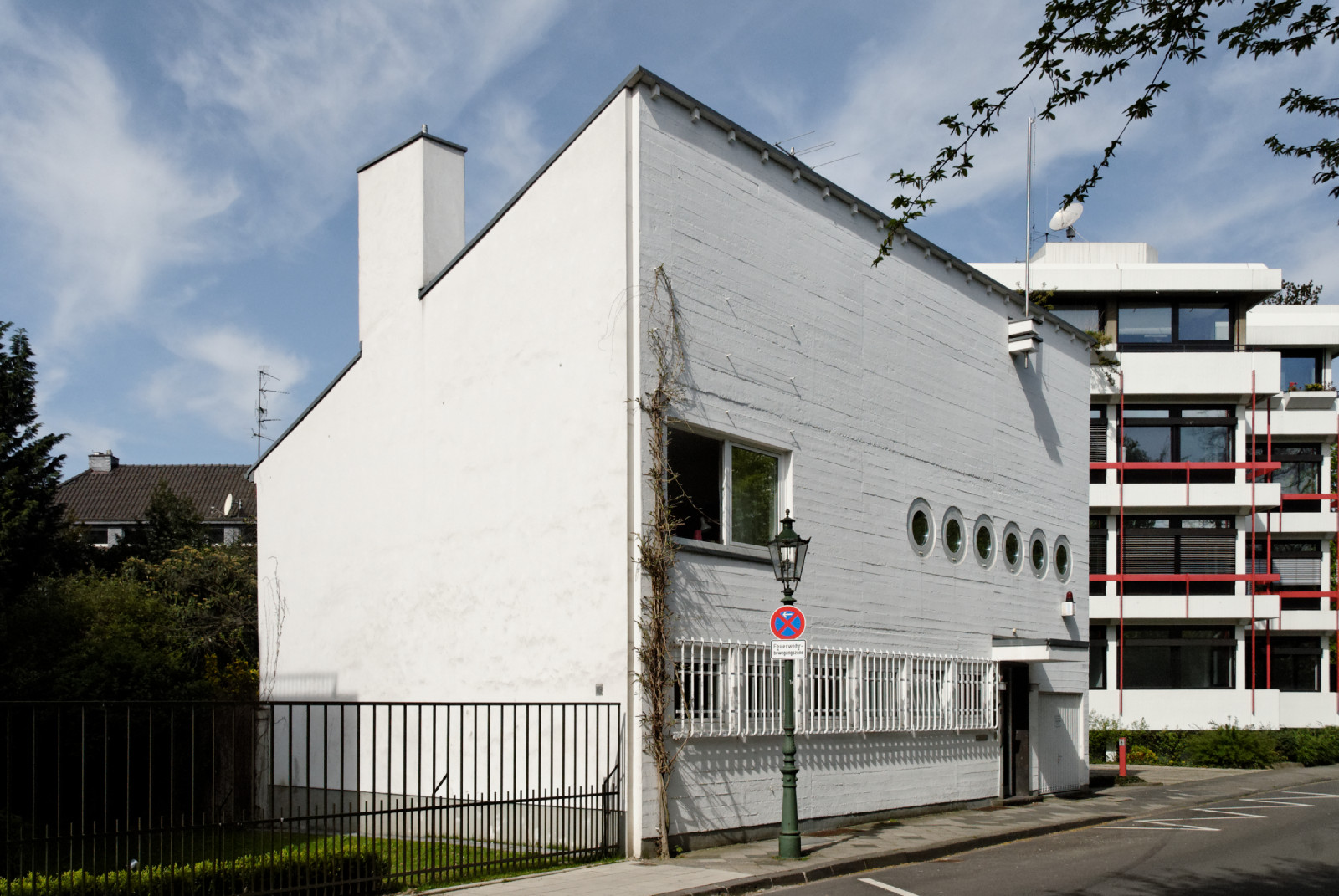
Haus Emmericher Straße 28
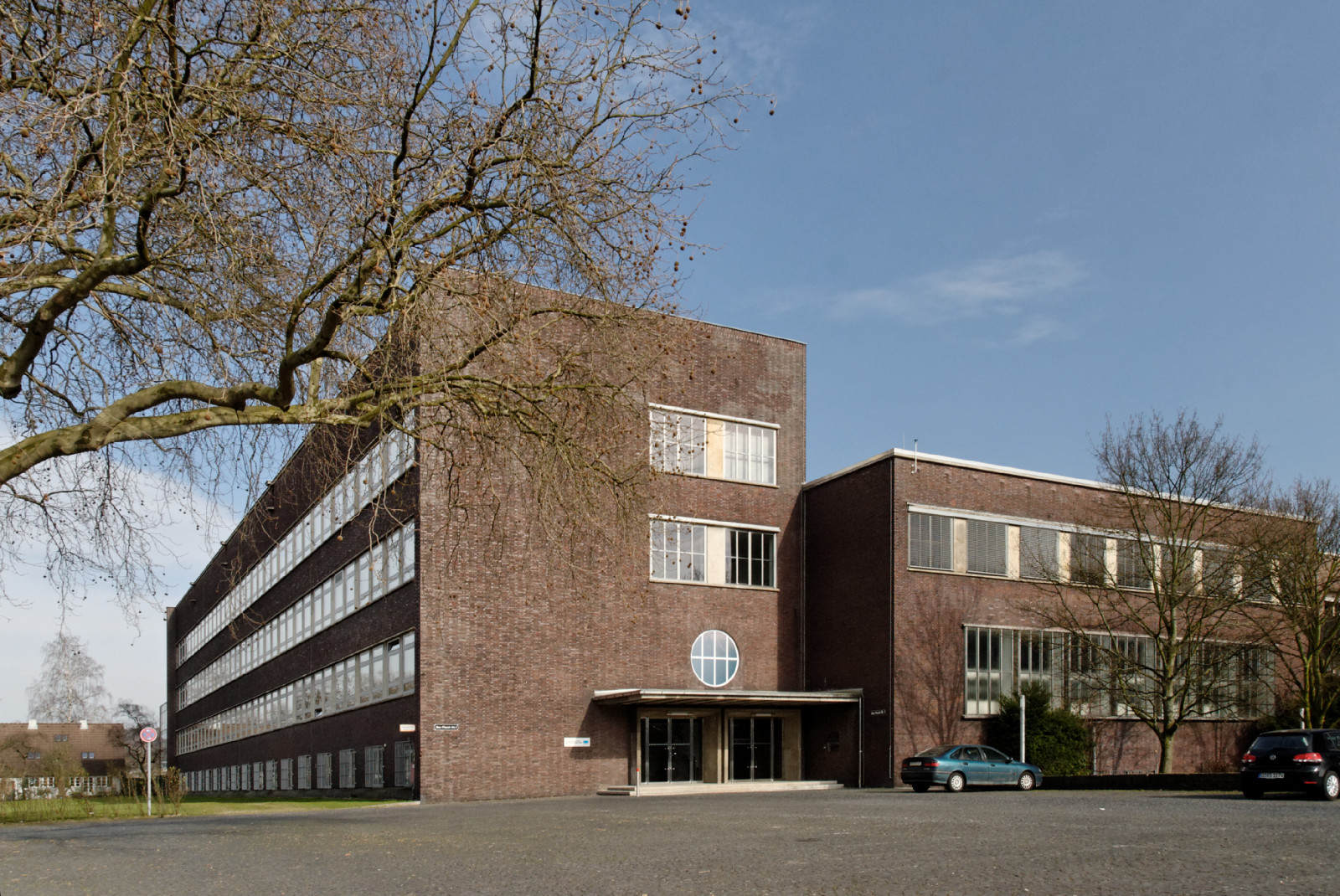
Haus der Eisenindustrie

Ein Beispiel für die Neue Sachlichkeit der 1930er Jahre bildete die Außenarchitektur des Breidenbacher Hofs, die „rigoros“ mit dem früheren äußeren Erscheinungsbild brach. Die Fassade fiel durch „Befremdliches“ auf, wie „großflächige Gliederungen“, „geometrische Flächenaufteilung“ und „schmale Fenster“ ähnlich einer gotischen Kathedrale. Das untere Drittel des Baus zeigte einen „friesartigen, waagrecht gegliederten Ring“. Der Eingang am Hindenburgwall wurde „gewollt auffällig überdacht“ und zeigte ein „sehr nüchtern wirkendes Lichtband“ mit „ausgesprochen wuchtigen Grotesk-Lettern“.
Bei der neuen Innenarchitektur wurde „dieser [befremdliche] Eindruck noch verstärkt“. Eine Treppe war aus „auffällig gezeichneten“ Marmor gearbeitet und bildete dadurch „ganz bewußt“ einen Kontrast zu dem „eintönigen“ Treppenhaus. Das Erscheinungsbild glich einer „antiken Tempelanlage“. Unter dem Aspekt der Stilkritik war „sicher positiv zu vermerken“, dass es im Palast Hotel Breidenbacher Hof keine Stilbrüche gab. „Wusts frühere Verzierungen“ wurden beseitigt. Die „formale Strenge der Gliederung“ wurde mit Farbkontrasten kombiniert. Künstlerische Gestaltungsmittel bildeten dabei beleuchtete Schauvitrinen, die auch beim indirekt beleuchteten Tanzsaal eingesetzt wurden. Eine „formale Strenge“ zeigte auch die Bar als „ein Ausdruck des Stilempfindens, wie es die dreißiger Jahre für kurze Zeit entwickelt hatten“.

### 1940er und 50er Jahre
Der Wiederaufbau Düsseldorfs als „eine Kapitale der Industrie- und Finanzwelt“, Hauptstadt des damals wirtschaftlich wichtigsten und bevölkerungsreichsten Bundeslandes, wurde von zwei architektonischen Strömungen geprägt.

Neoklassizistische Skulptur
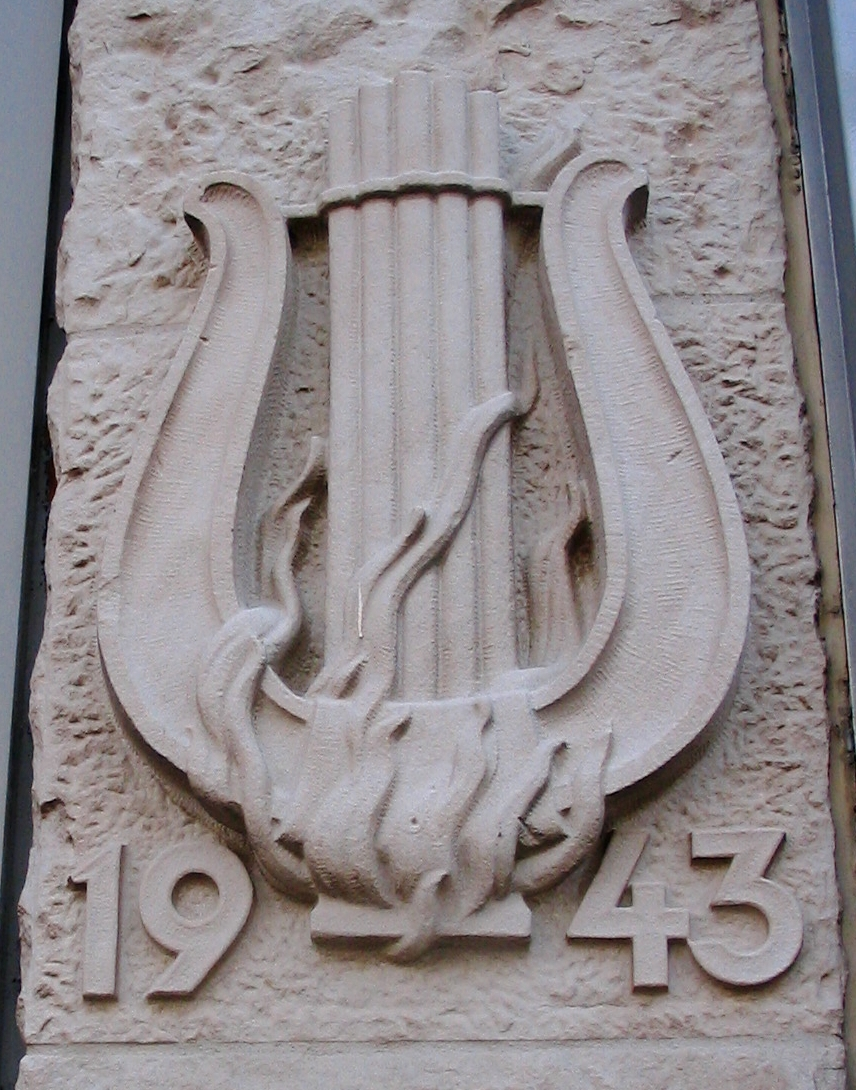
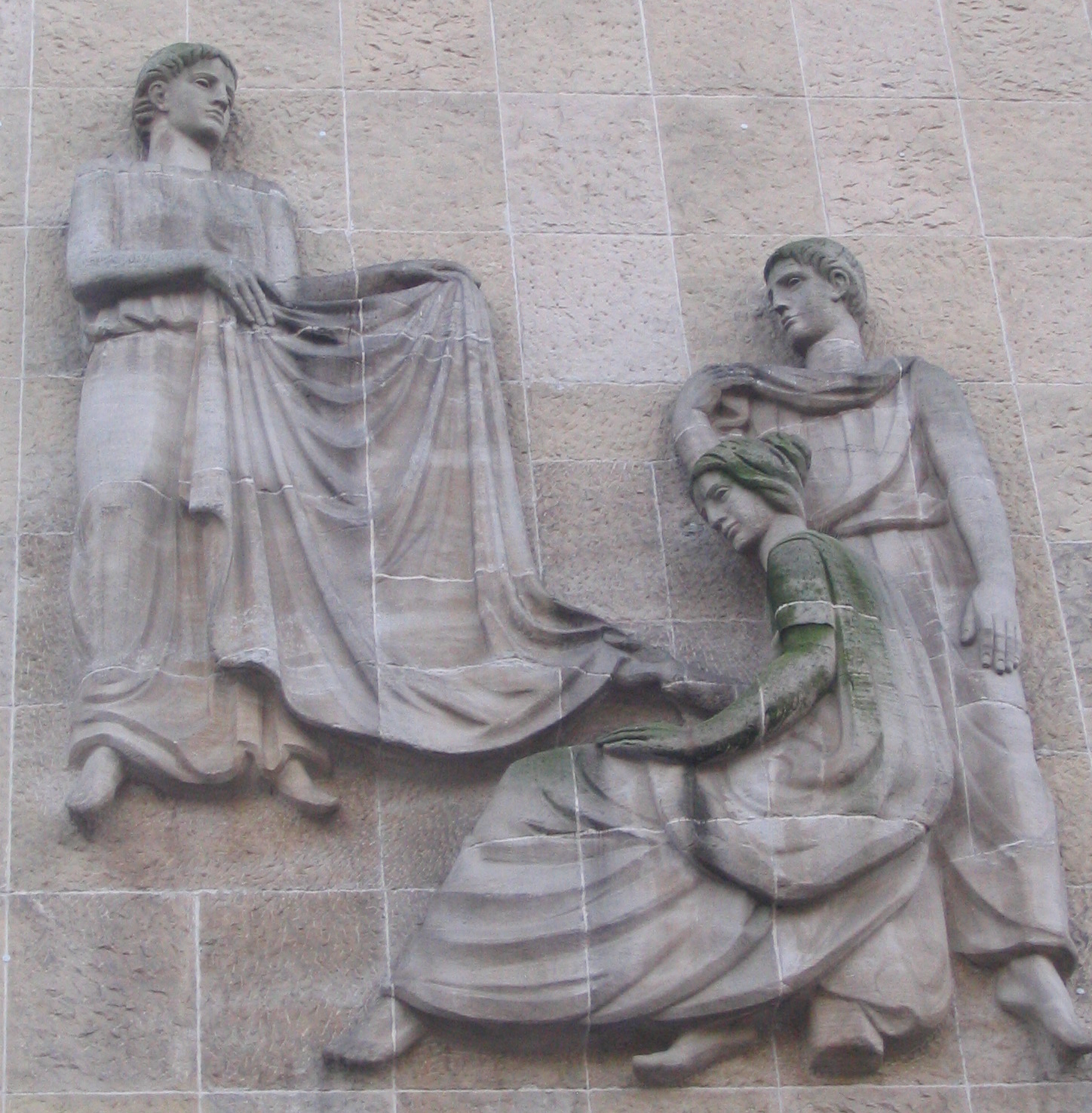
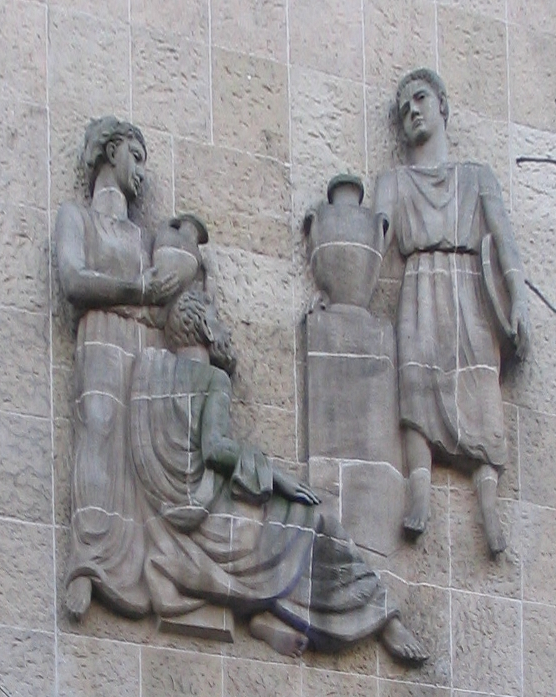

### 1960er/1970er Jahre

#### Beton-Brutalismus
In der Boomzeit der 1960er Jahre vertrat die Architektur einen „weniger individuellen, [und eher einen] uniformeren Stil“, der die immer „wieder neuen Moden – Betonbrutalismus, Spielglasfassaden – an die einmal erreichten Modelle anverwandelte“. Dabei wurde „Beton zum vorherrschenden Oberflächenmaterial“. Beispiele sind die Kirchen von Böhm und Lehmbrock, das Rheinstadion von Tamms und Beyer, das Haus Zindler von Schneider-Esleben und das Sternhaus von HPP.
- Helmut Rhode:
  - Beton- und Monierbau A-G Hauptverwaltung 1970/71
  - VDI-Haus Düsseldorf 1965/67

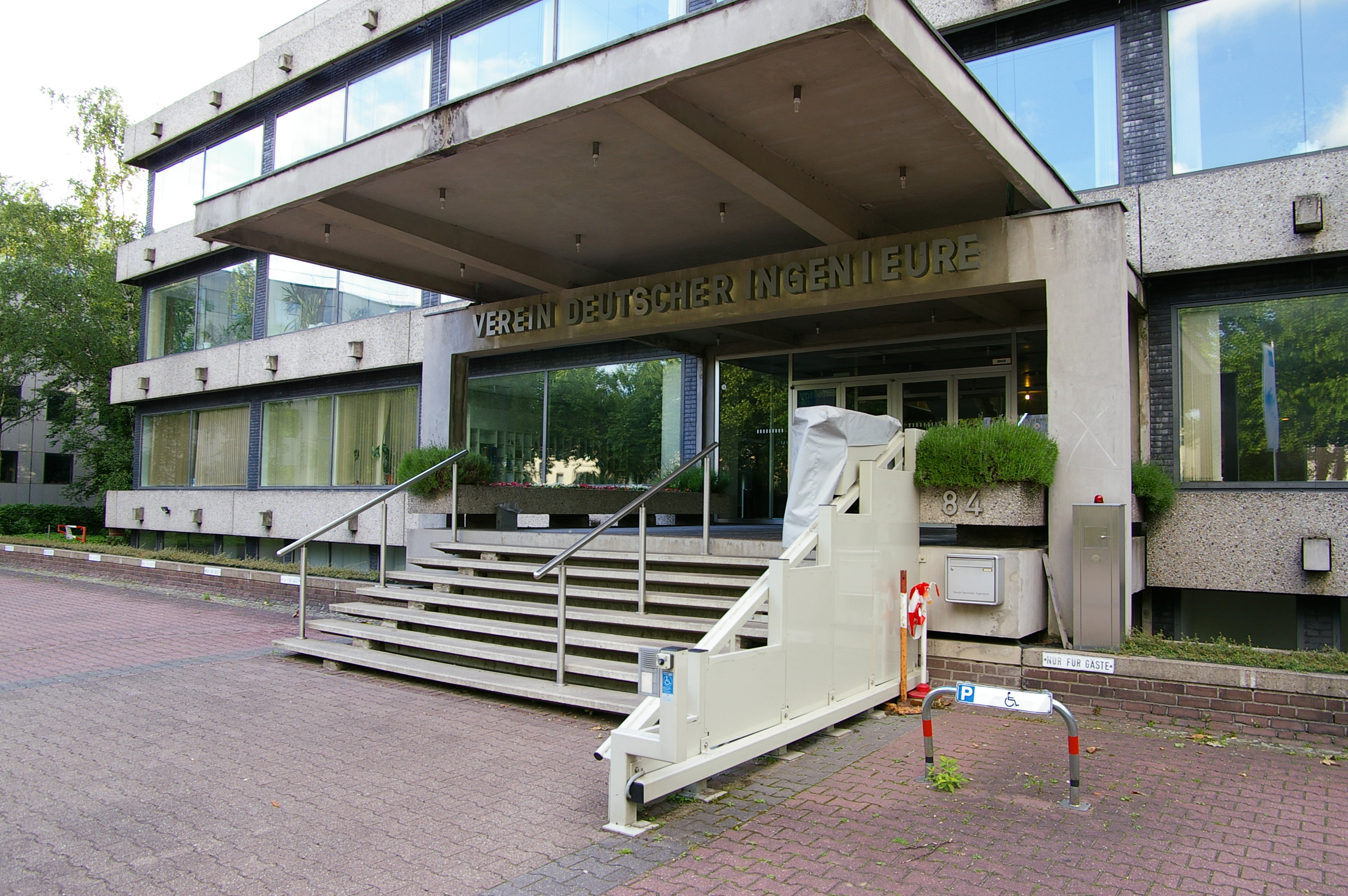
VDI Düsseldorf, Eingang
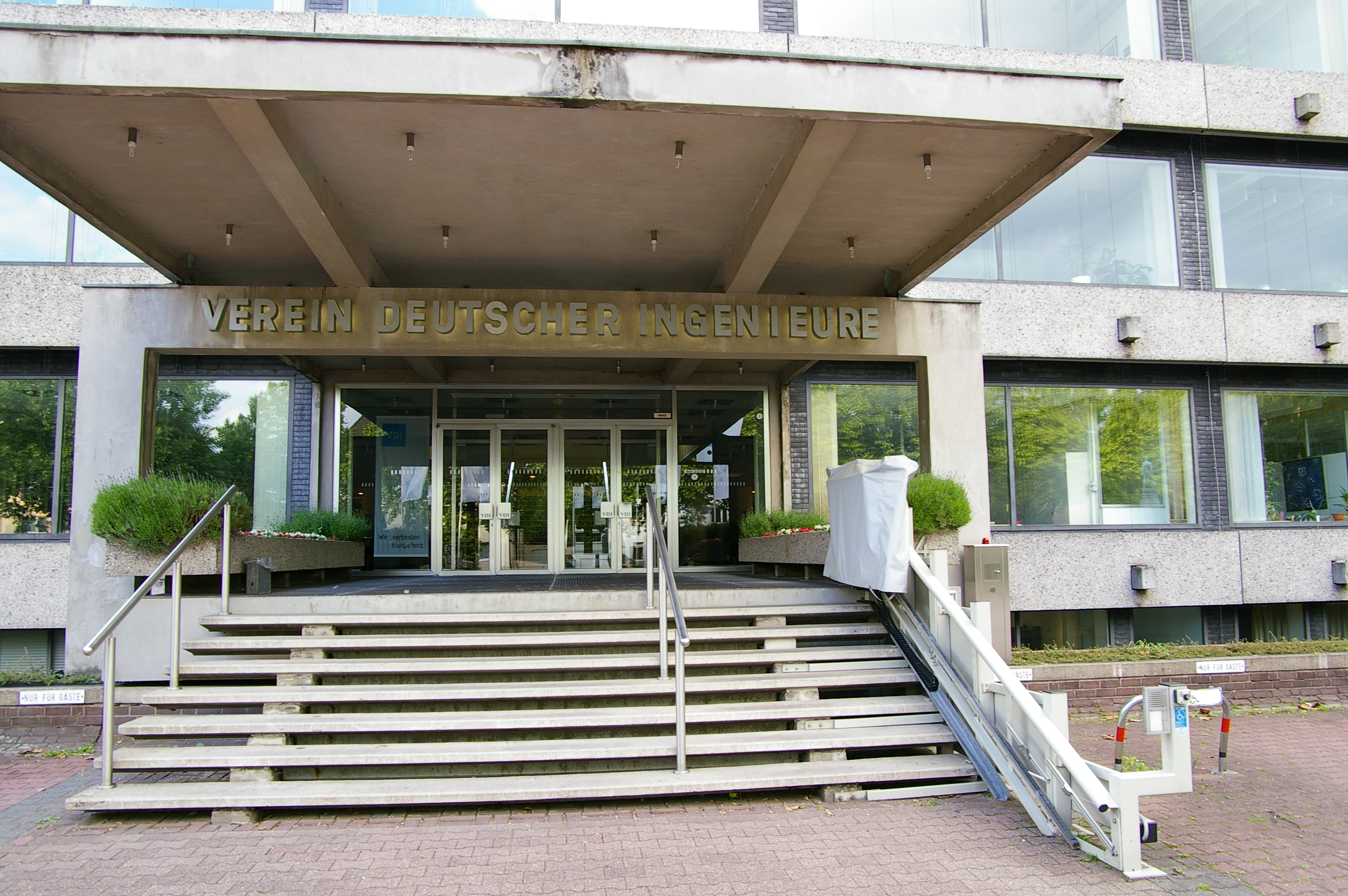
VDI Düsseldorf, Eingang
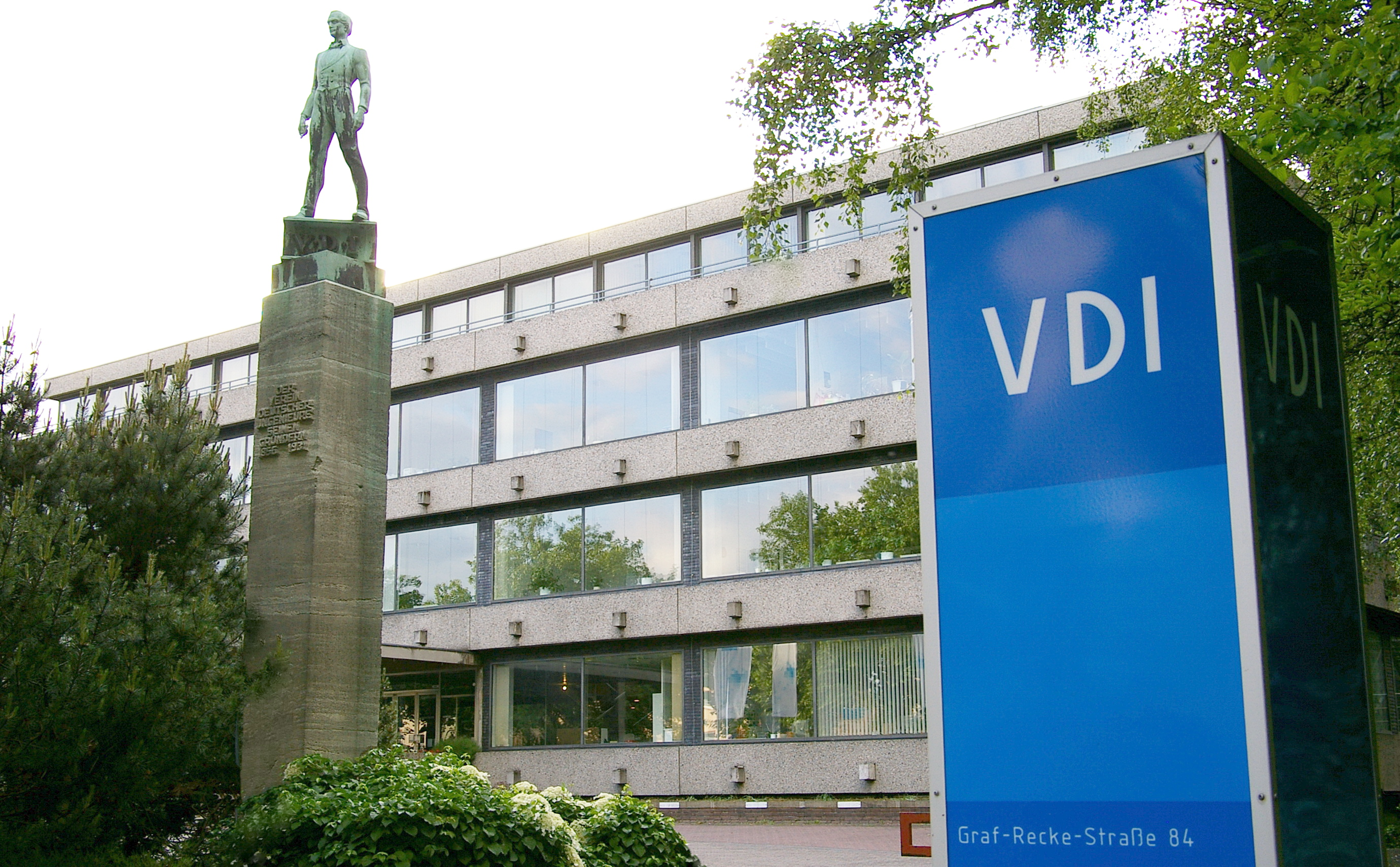
VDI Düsseldorf

- Bernhard Pfau:
  - Studienhaus Düsseldorf (1964–1967, Bernhard Pfau)
- Hans Schwippert:
  - Heilige Familie (Düsseldorf-Stockum) (1960/1962)
  - Franz-von-Sales-Kirche (Düsseldorf) (1969/1971)
- Josef Lehmbrock:
  - Zum Heiligen Kreuz (Düsseldorf) (1958)
  - St. Reinold (Düsseldorf) (1964)
- Paul Schneider-Esleben:
  - Haus Zindler (1967)
  - Haus Eichhorn (1965/1966)
  - ARAG-Terrassenhaus (1964/1967)
- Wolfgang Döring:
  - Nelly-Sachs-Haus (1969/1970)
- Gottfried Böhm:
  - St. Hildegardis (1962/1970)
  - Heilig-Geist-Kirche Erkrath-Hochdahl Sandheide (1969/1971)
- Heinz Kalenborn?
  - Immanuelkirche (1965/1966)
  - Ladenzentrum Garath-Nordost (1970)
- andere Architekten:
  - Wohn- und Atelierhaus Ludwig (1967/1969, Eberhard Ludwig)
  - Zionskirche (1969, Lothar Kallmeyer)
  - St. Norbert (Düsseldorf) (1966/68, Gerhard Nitschke)
  - Golzheimer Straße 120?
  - Münsterpark (Walter Brune)
  - Hauptverwaltung Rank Xerox (1966/1971, Helmut Hentrich, Petschnigg & Partner)
  - Sternhaus
  - Varnhagenstraße 38 (1966/1967, Thomas Fürst)

Betonbrutalismus
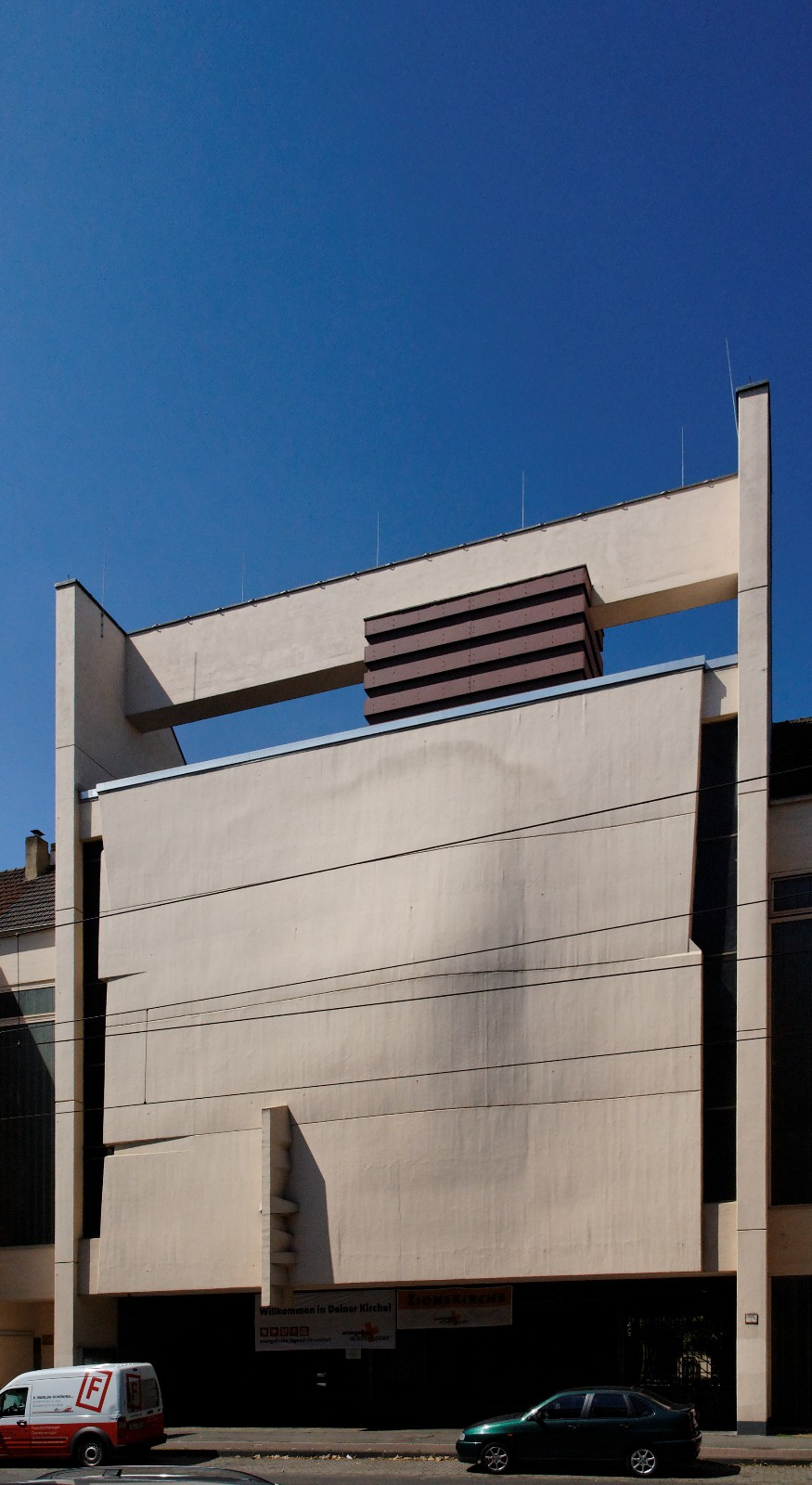
Zionskirche
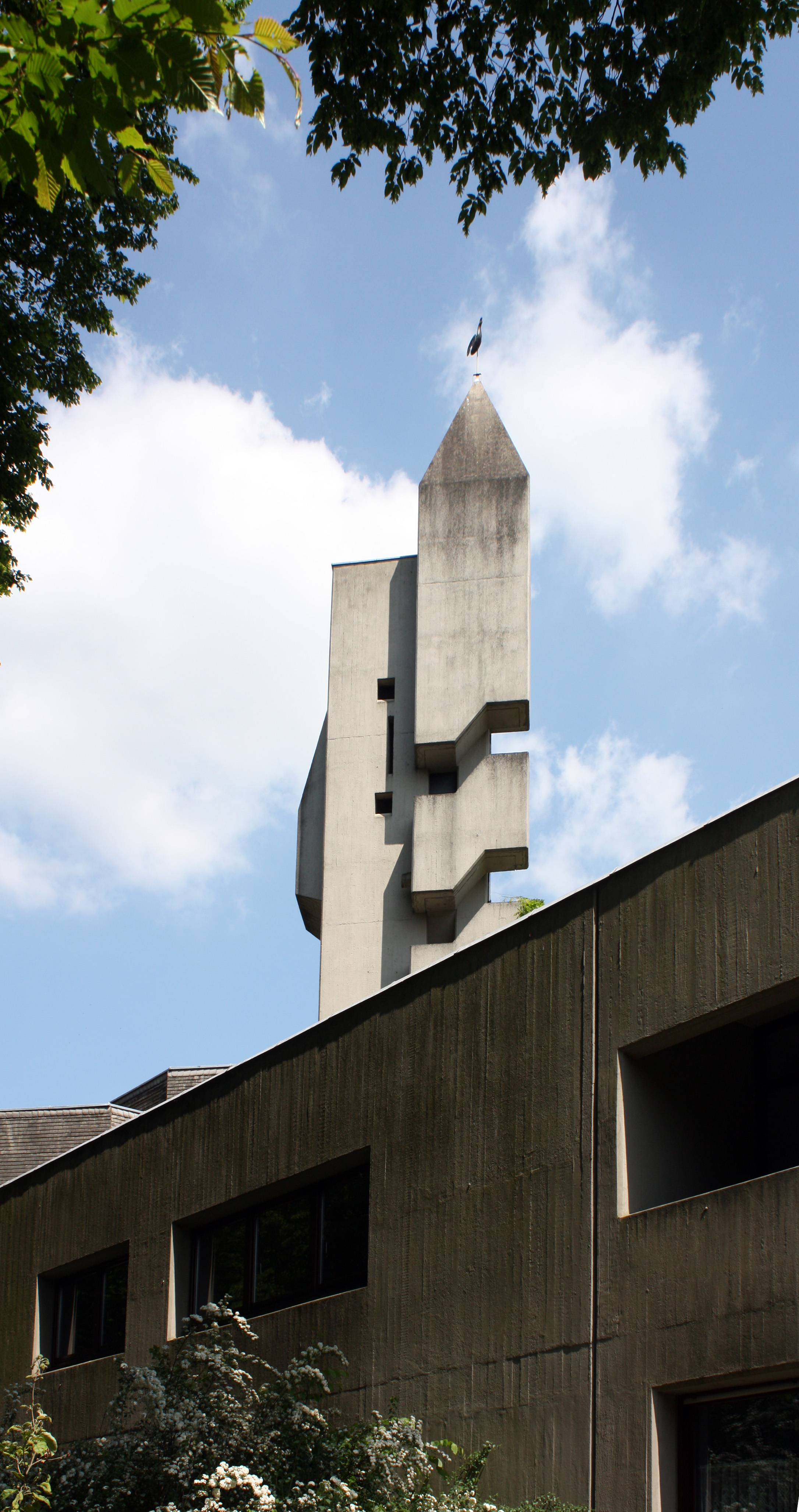
Heilig-Geist-Kirche
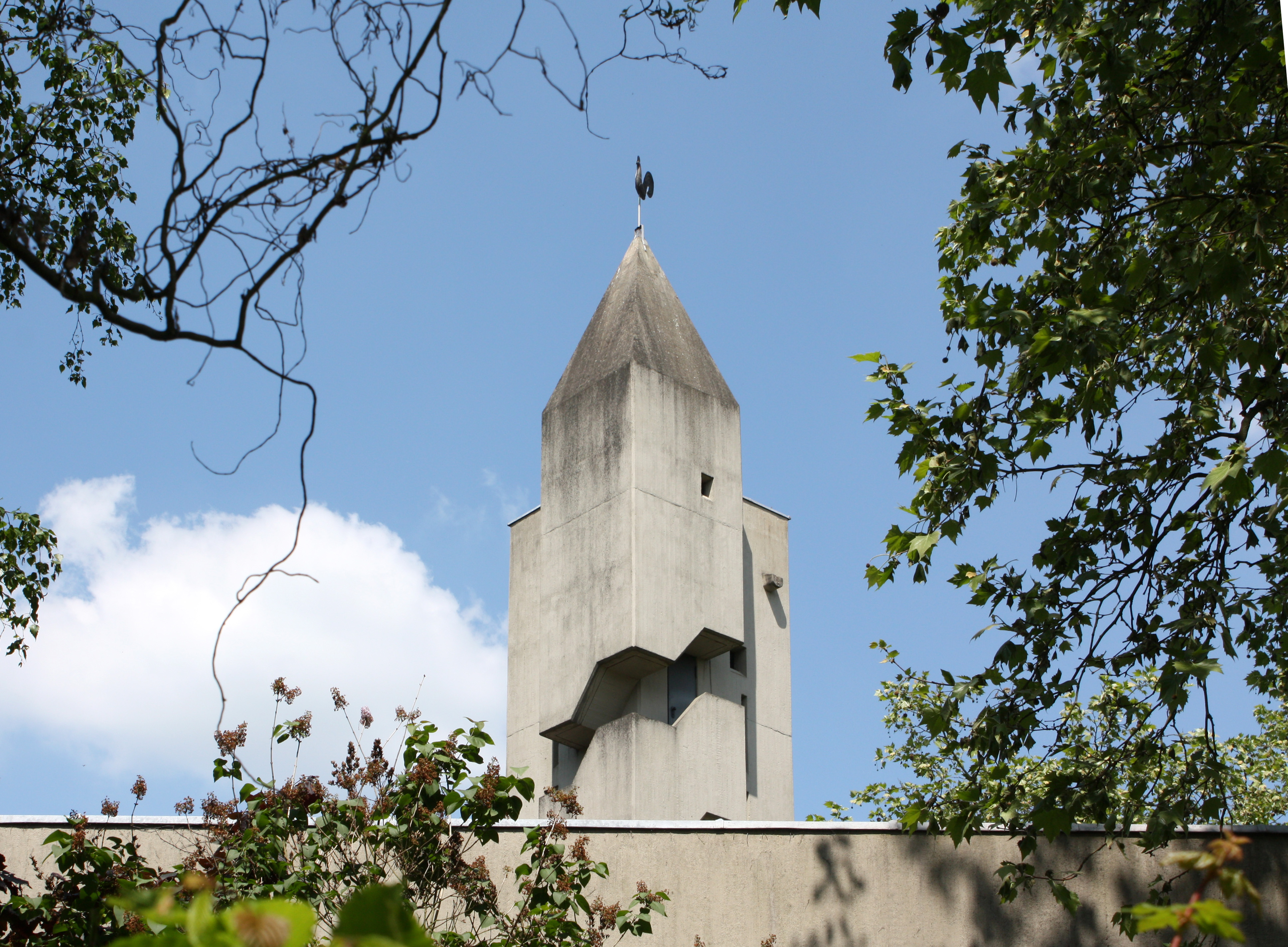
Heilig-Geist-Kirche
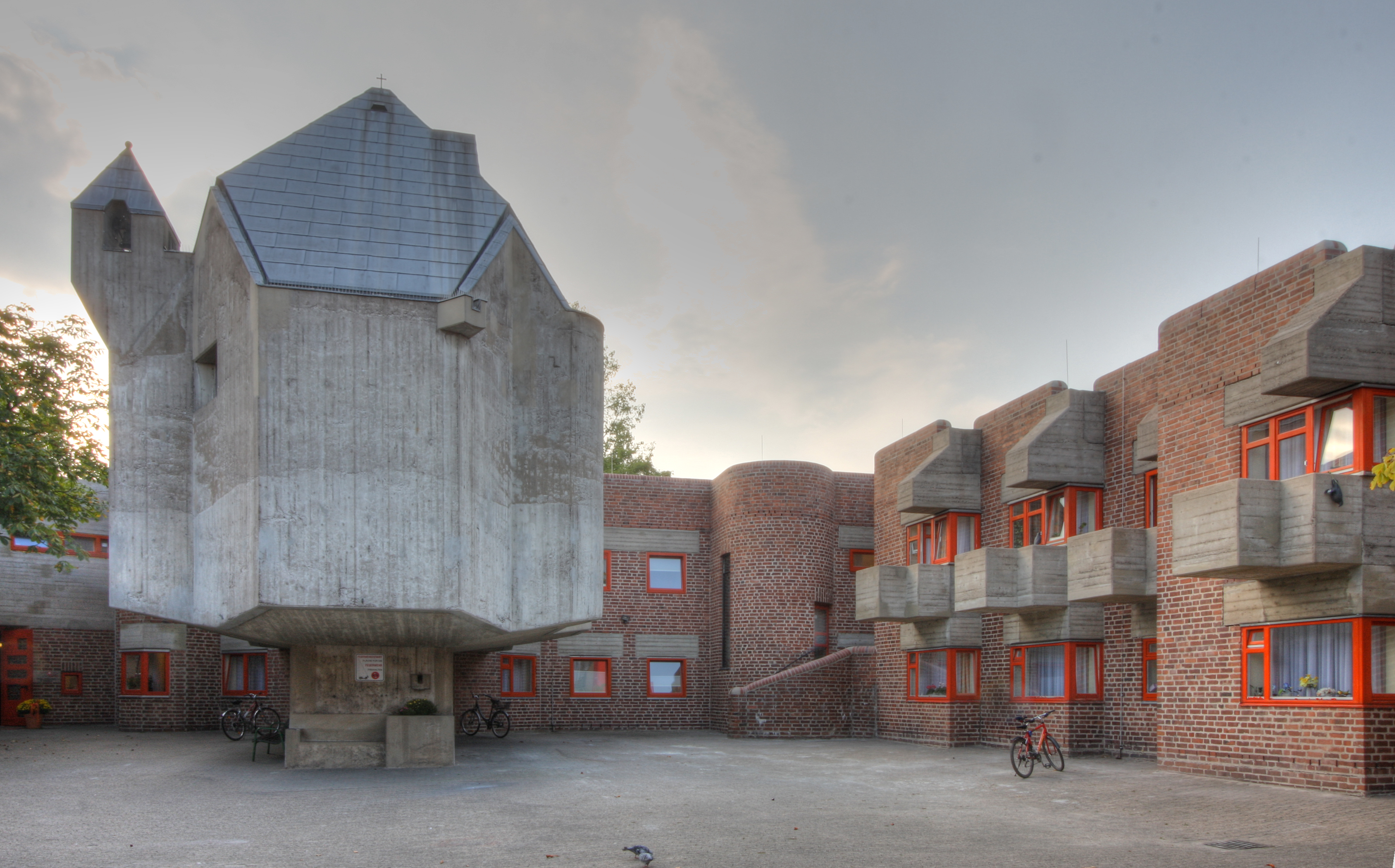
St. Hildegardis
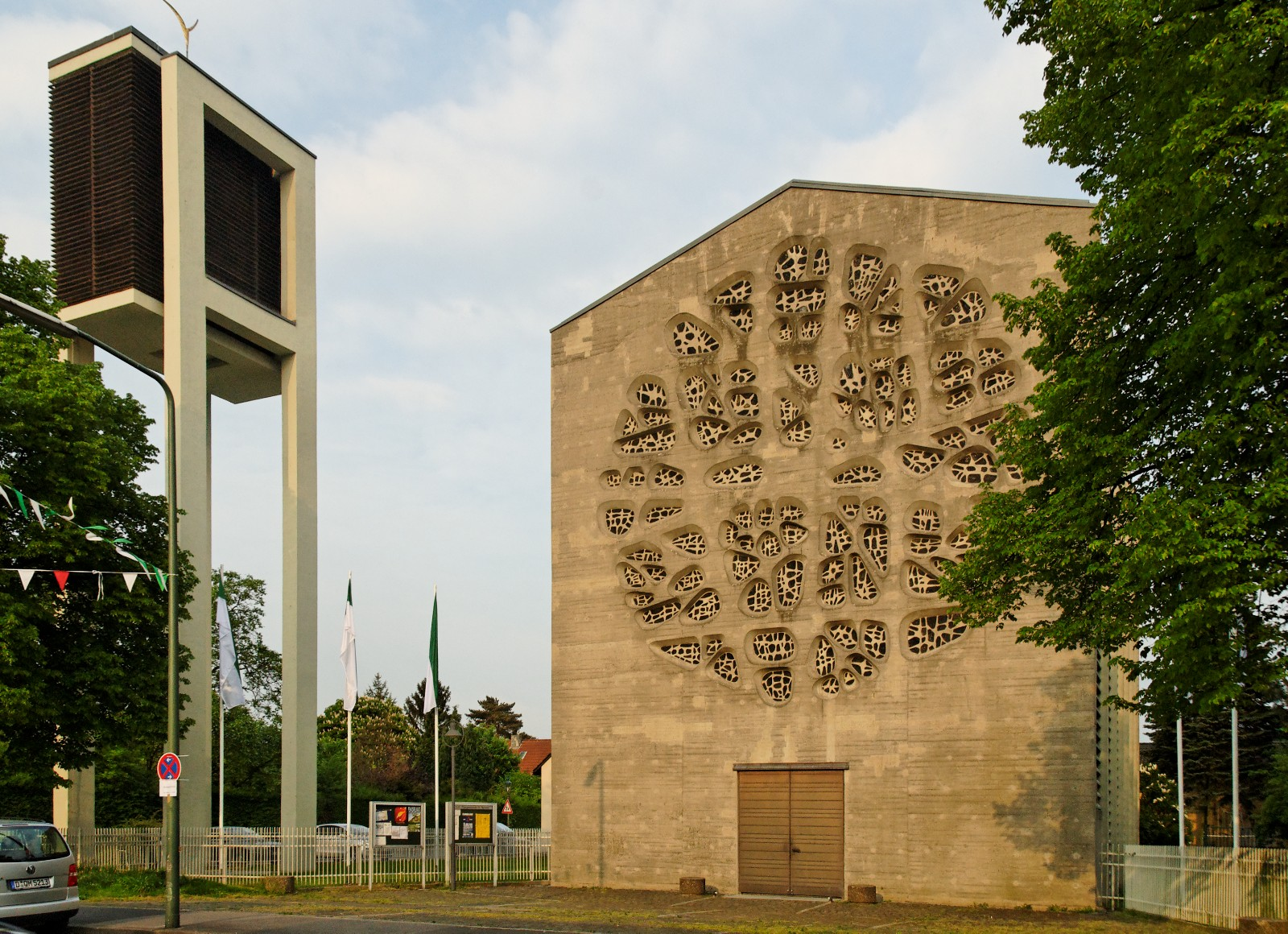
St. Reinold
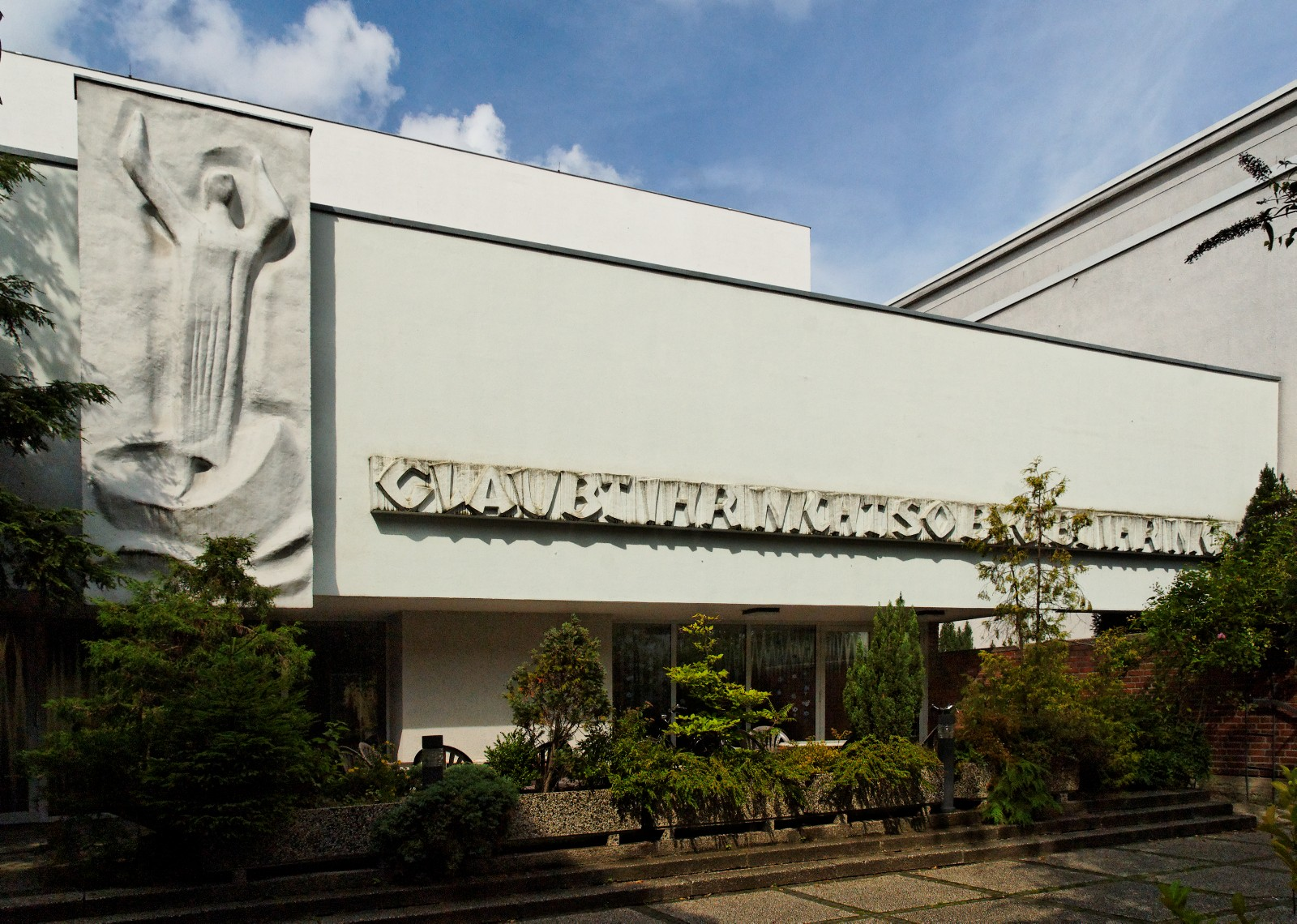
Immanuelkirche
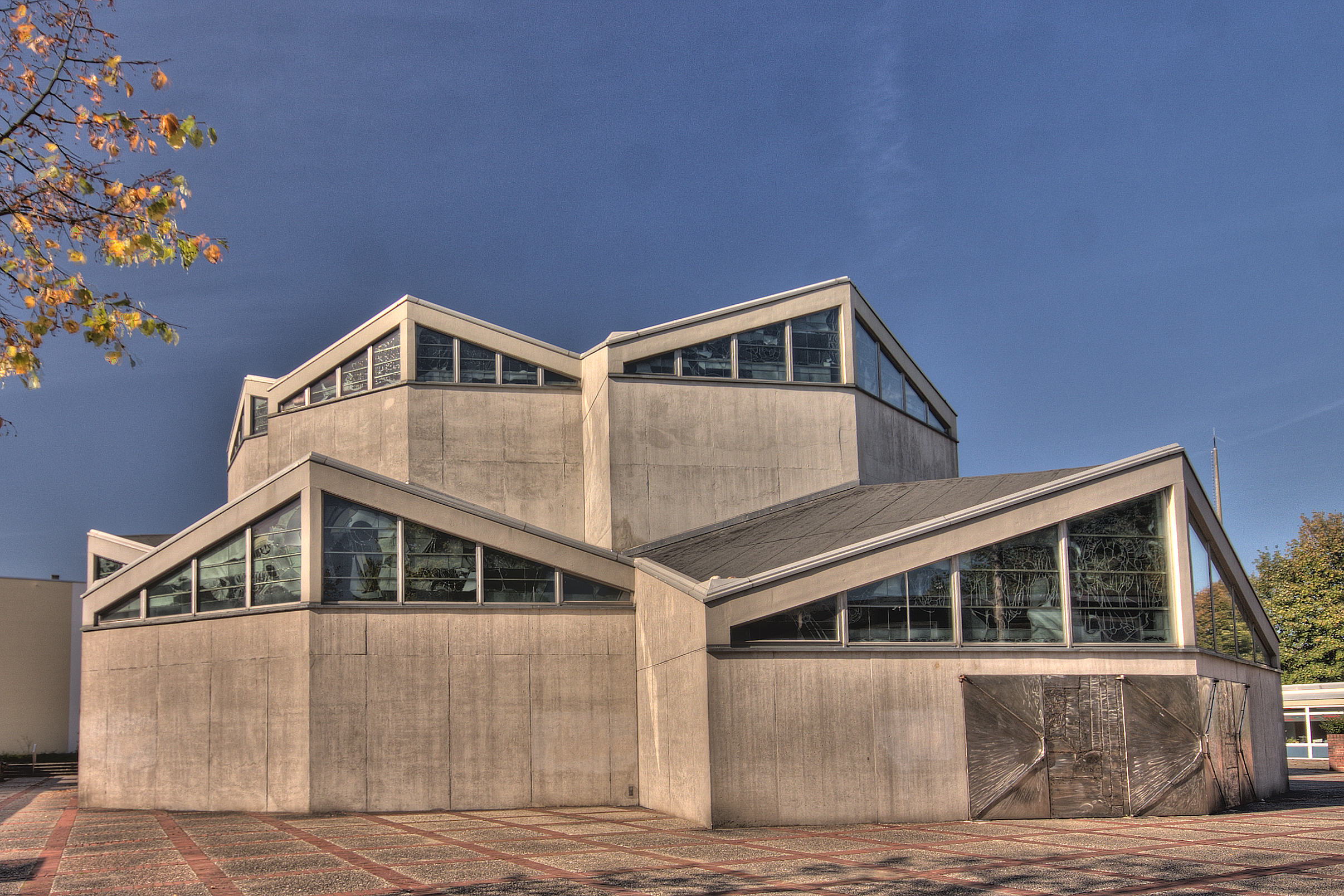
St. Norbert
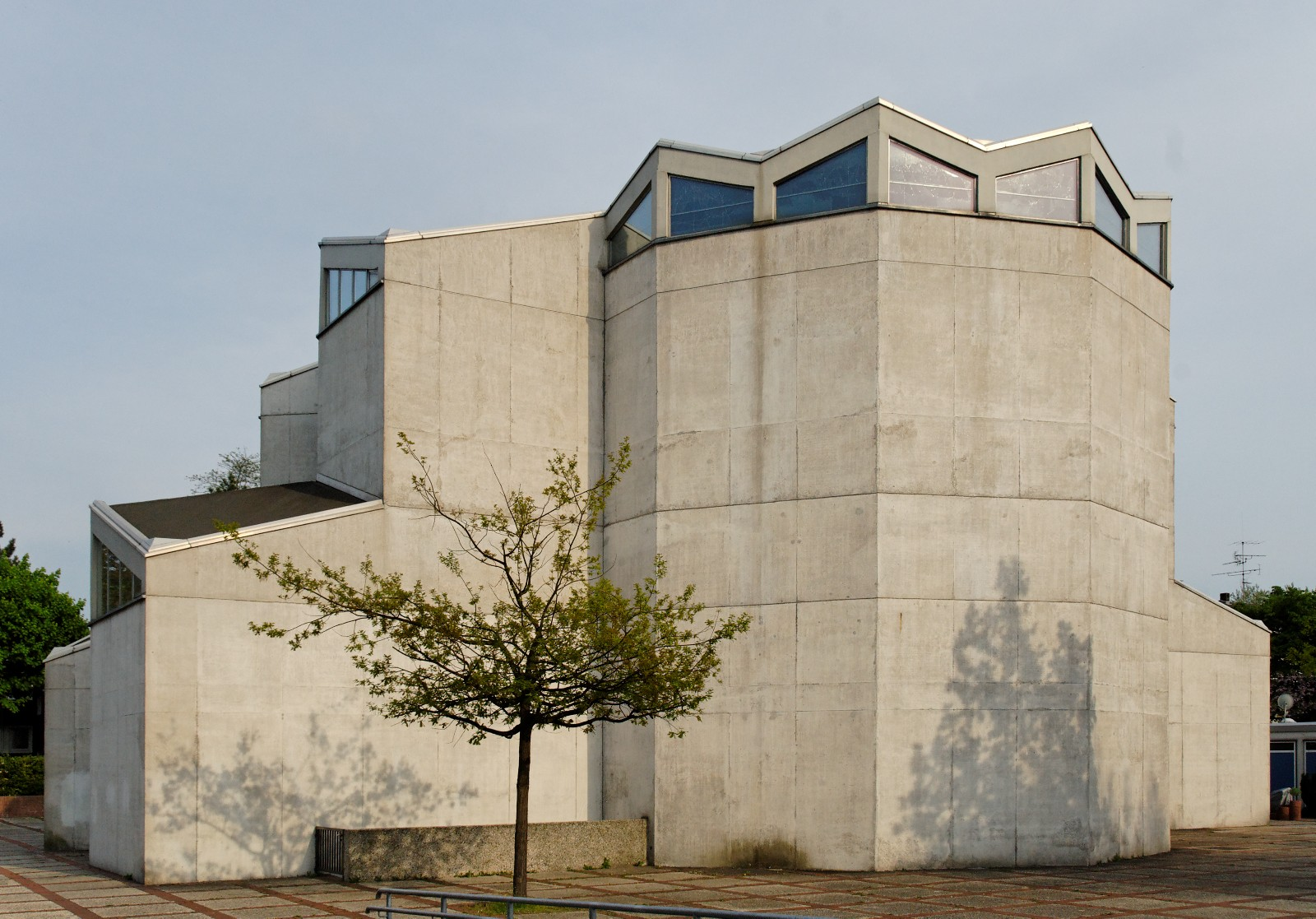
St. Norbert

#### Organische Architektur
Auf die „Verwechslung von Materialfragen und künstlerischen Fragen, die man dem Brutalismus vorwarf“ und als Reaktion auf die „Kritik der 68er an der Unwirtlichkeit der Städte“ erfolgte eine „Rückbesinnung auf die […] Stadt vor der klassischen Moderne“. Wo eine „Stadtreparatur ästhetisch gelungen ist“, wurden diese zu bevorzugten Wohnobjekten des aufstrebenden Mittelstandes. Die Kunstsammlung NRW oder das Schauspielhaus mit ihren geschwungenen, integrativen Hochglanzfassaden als Beispiel für Organische Architektur wurden ein Inbegriff dieser Zeit.

Organische Architektur
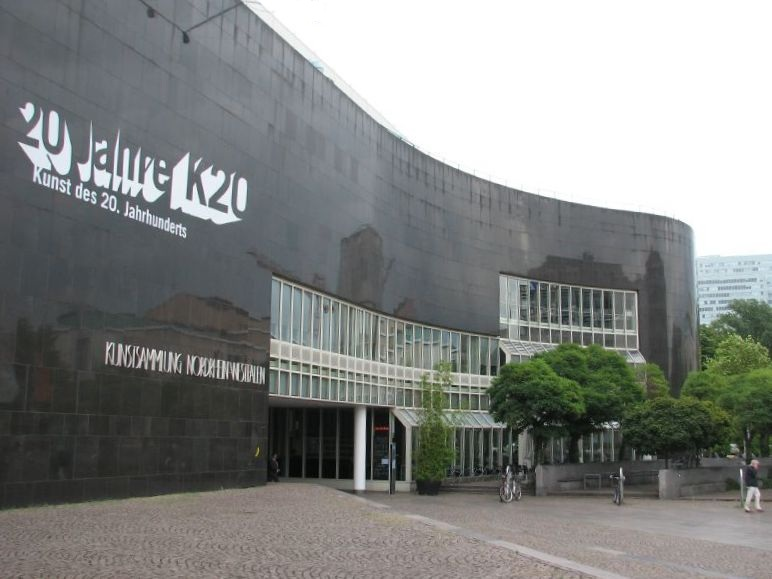
Kunstsammlung NRW
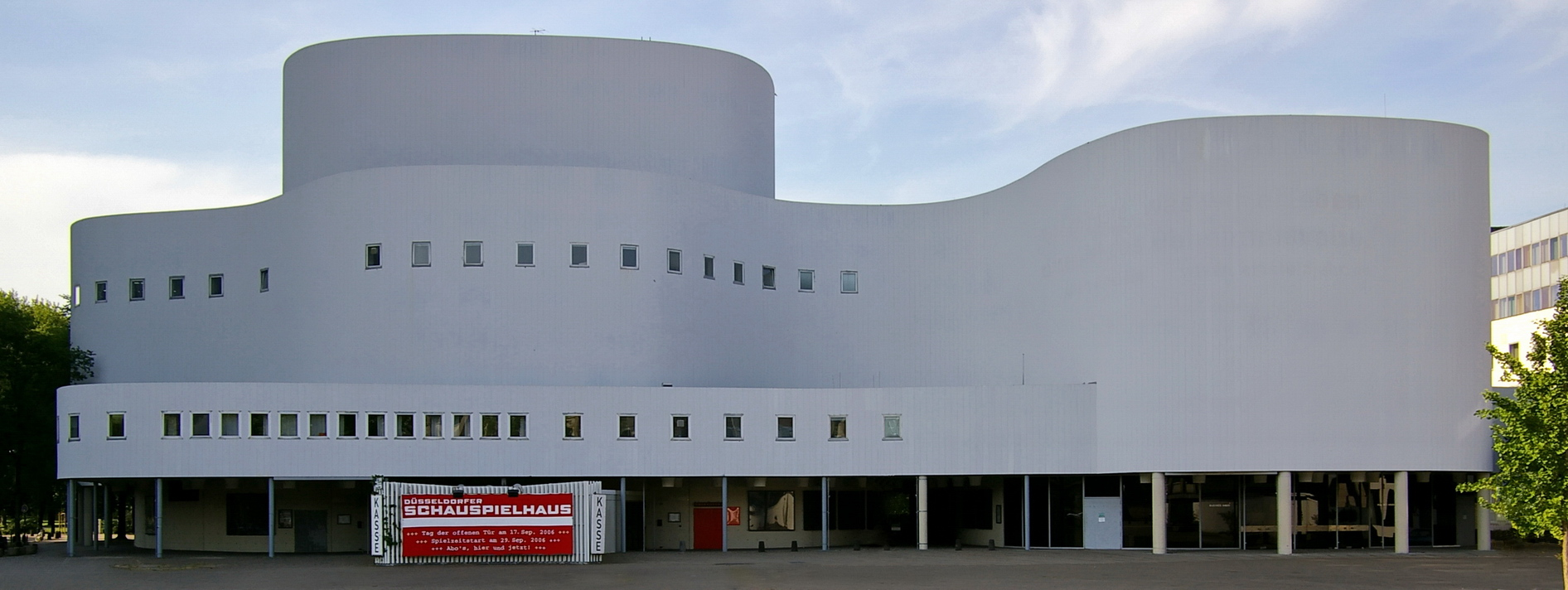
Schauspielhaus
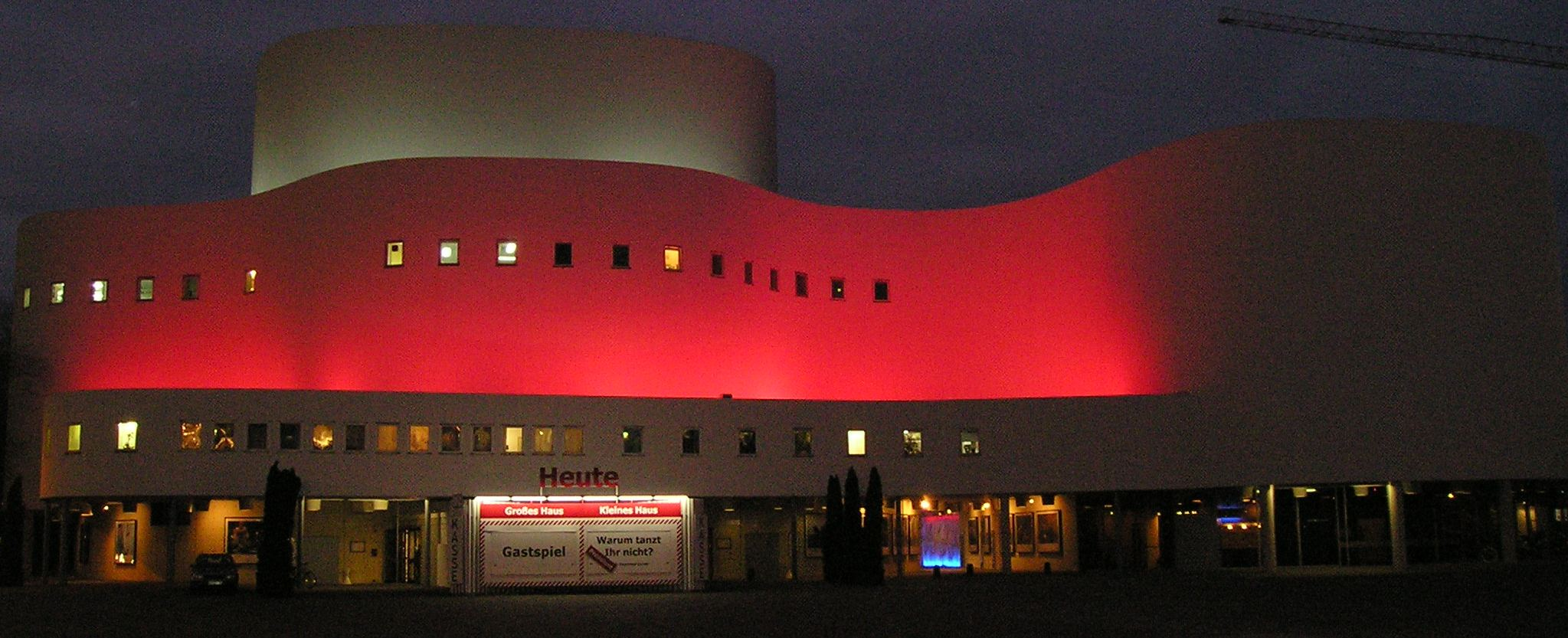
Schauspielhaus bei Nacht

#### Strukturalismus

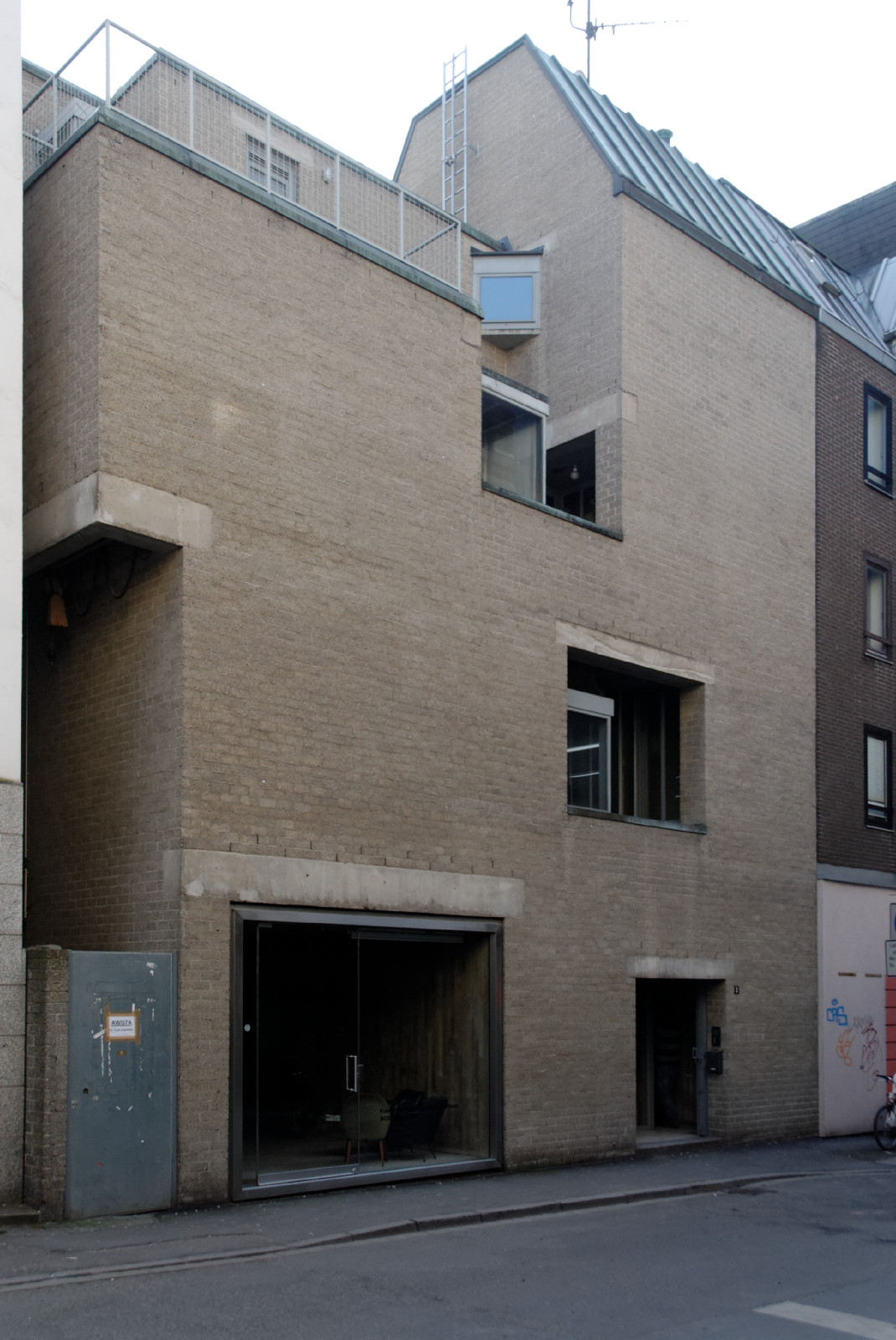
Strukturalismus, Schmela-Haus

Als Beispiel für den Strukturalismus gilt das Schmela-Haus, 1967/71 nach Plänen von Aldo van Eyck erbaut.

### Ab 1980er Jahre

#### Postmoderne
Beispiele für eine postmoderne Architektur finden sich in den großen Düsseldorfer Galeriebauten der 1980er und 1990er Jahre. Die Kö-Galerie und die Schadow-Arkaden knüpften dabei an Einkaufspassagen und Geschäftshausarchitekturen des 19. Jahrhunderts an. In den 1980er Jahren erfolgte auch eine Rückbesinnung auf die klassische Moderne, insbesondere in Bezug auf ihre Stahl- und Glaskonstruktionen. Anlässlich der Bundesgartenschau 1987 wurde der Südpark geschaffen, bei dem die Idee des Skulpturengartens wieder aufgegriffen wurde. Einen Wandel stellten die 1990er Jahre auch insofern dar, als zunehmend international engagierte Architekten beauftragt wurden.

#### Dekonstruktivistische Architektur
Anfang 1990 wurde ein Wettbewerb für den Neuen Zollhof auf dem Gelände des abzubrechenden Zollhofes ausgeschrieben. Diesen gewann Zaha Hadid, deren „dekonstruktiver Entwurf“ aber nicht umgesetzt wurde. Stattdessen wurden von 1996 bis 1998 nach Entwürfen von Frank Owen Gehry und Beucker, Maschlanka und Partner „drei dekonstruktivistische Bauten“ errichtet. Die drei Gebäudekomplexe (auch als Gehry-Bauten bekannt) erscheinen als Skulptur ohne Gesimse und Sockel. Auffallend ist die Krümmung der Fassade mit einer „fließend[en], gewellte[n] Oberfläche“.

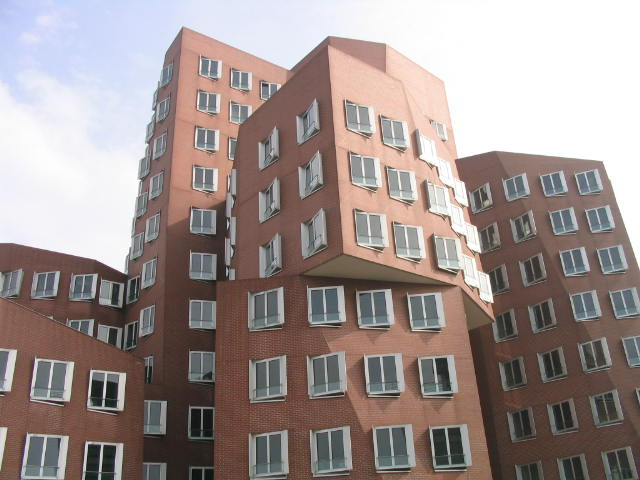
Neuer Zollhof (auch als Gehry-Bauten bekannt)
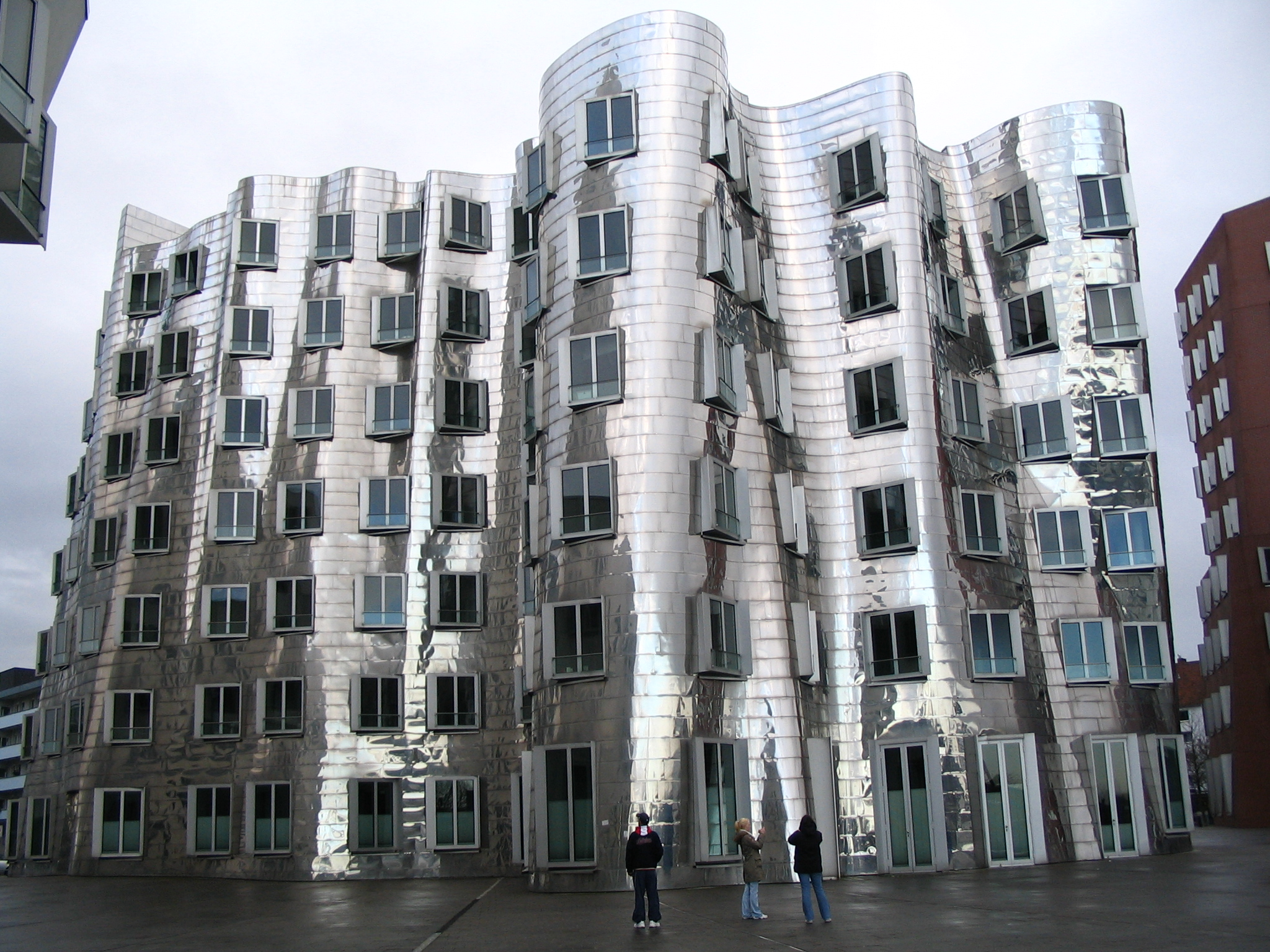
Neuer Zollhof (auch als Gehry-Bauten bekannt)
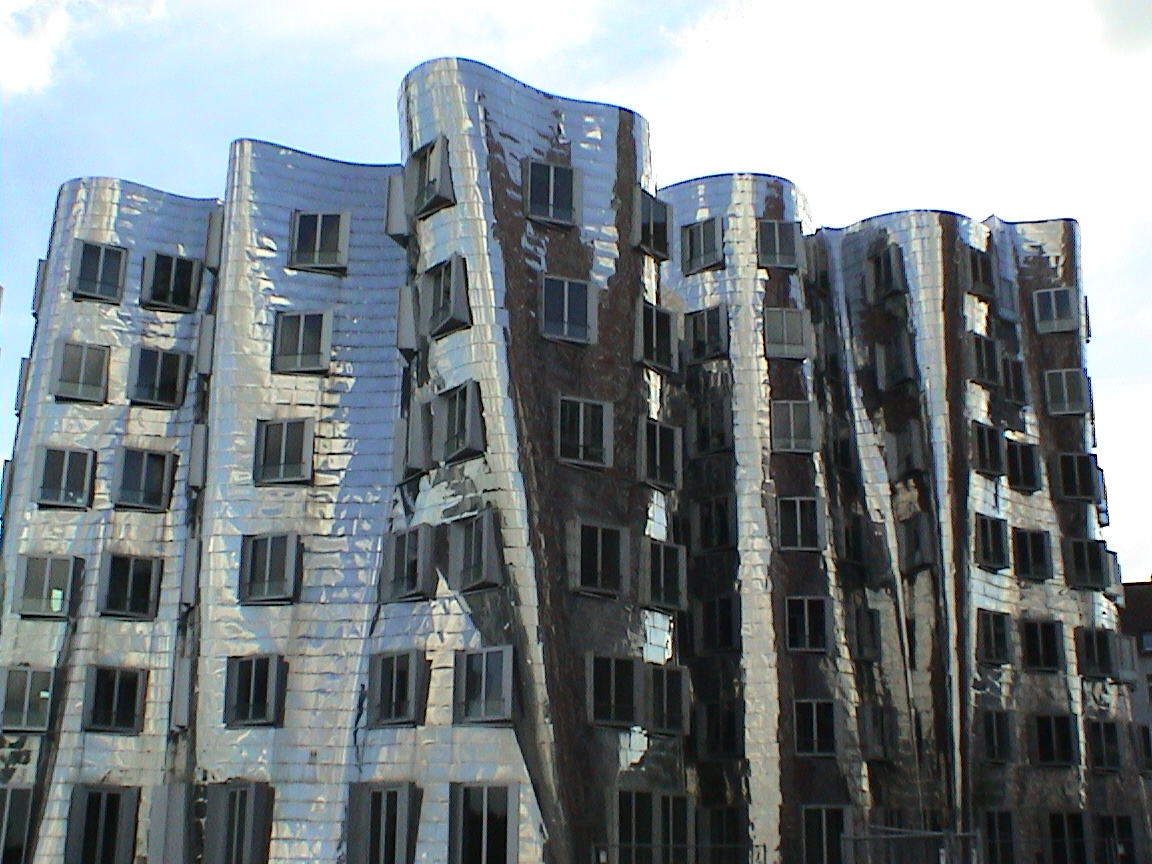
Neuer Zollhof (auch als Gehry-Bauten bekannt)
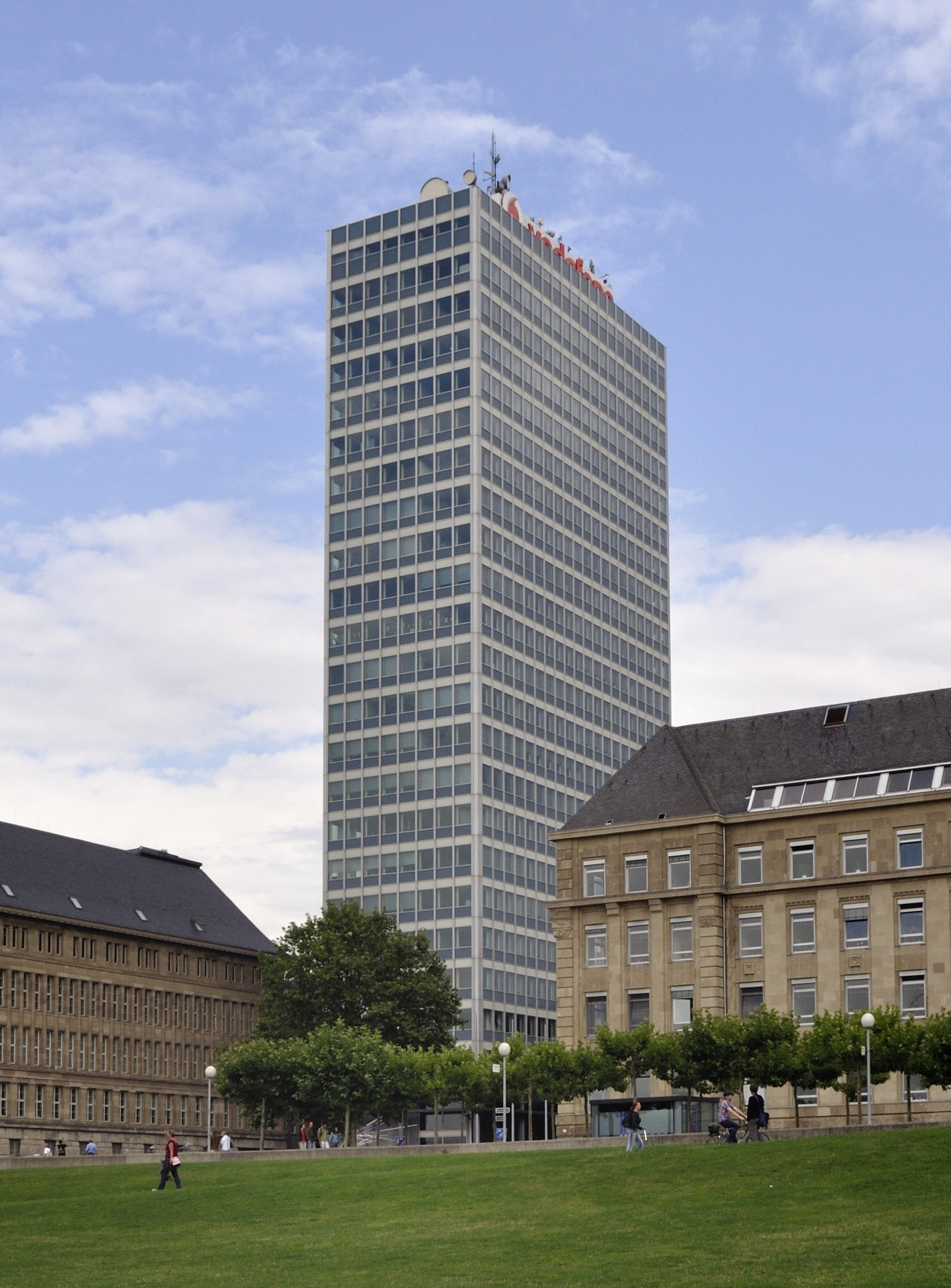
Mannesmann-Hochhaus

#### Sonstige Architektur
Das Haus Berger Straße 3 gilt als Beispiel für die historisierende Architektur der Nachkriegszeit. So erhielt das Gebäude in den 1980er Jahren eine historisierende Erweiterung auf der linken Seite nach Plänen der Architekten RKW Rhode Kellermann Wawrowsky.
- Wohn-Büro und Geschäftshaus Mutter Ey-Straße 5 (1981/1982, Hartmut und Marjanca Gruhl)
- Neubebauung/Rekonstruktion des Alten Hafens (1988/1993, Albert Speer)
- Bertha-von-Suttner-Platz (1981/1985, Deilmann, Kalenborn und Spengelin)
- Hafen, Gesamtanlage und Einzelgebäude
- Roncallis Apollo Variété Theater (1996/1997, Niklaus Fritschi, Benedikt Stahl, Günter Baum)
- Fernsehturm (1982, Harald Deilmann)
- Gebäude des WDR (1983, 1986/91, Christoph Parade u. Partner)
- Stadttor (1992/1998, Overdiek, Petzinka, Pink und Partner)
- Wohnhäuser am Hafen, Ernst-Groß-Straße 1–7 (1998/1999, Bob Gansfort)
- Büro- und Ateliergebäude Kaistraße 16–18 (1995/1997, Steven Holl, Ingenhoven Overdiek und Partner, David Chipperfield)
- Medienzentrum Kaistraße 7–9 (1993/1995, Beucker Maschlanka u. Partner)
- Russisches Handelszentrum, Astron Hotel am Oberbilker Markt (1992/1994, JSK)
- Bürohaus, Kaiserwerther Str. 135 (1998/1999, Petzinka, Pink u. Partner)
- Deutsche Industriekreditbank, Uerdinger Straße 1 (1993/1997, Siegfried Müller, Maja Djordjevic-Müller, Werner Krehl)
- Aquazoo – Löbbecke Museum (1982/1987, Dansard, Kalenborn u. Partner)
- Verwaltungsgebäude Provinzialversicherung, Provinzialplatz 1 (1992/1994, Hentrich, Petschnigg u. Partner)
- Neanderthal Museum (1994/1997, Günter Zamp Kelp u. Julius Krauss/Arno Brandhuber)
- Victoria-Haus (1983/86, 1994/1998, Hentrich, Petschnigg & Partner)
- Erweiterungsbau Landeszentralbank (1987)
- Breidenbacher Hof (2008, historisierender Neubau unter Hentrich, Petschnigg & Partner)